# Emléktáblák Budapest II. kerületében
Budapest II. kerülete szócikkhez kapcsolódó képgaléria, mely helyi, országos vagy nemzetközi hírű személyekkel, valamint épületekkel, műtárgyakkal, helynevekkel és eseményekkel összefüggő emléktáblákat tartalmaz.

## Emléktábla galéria

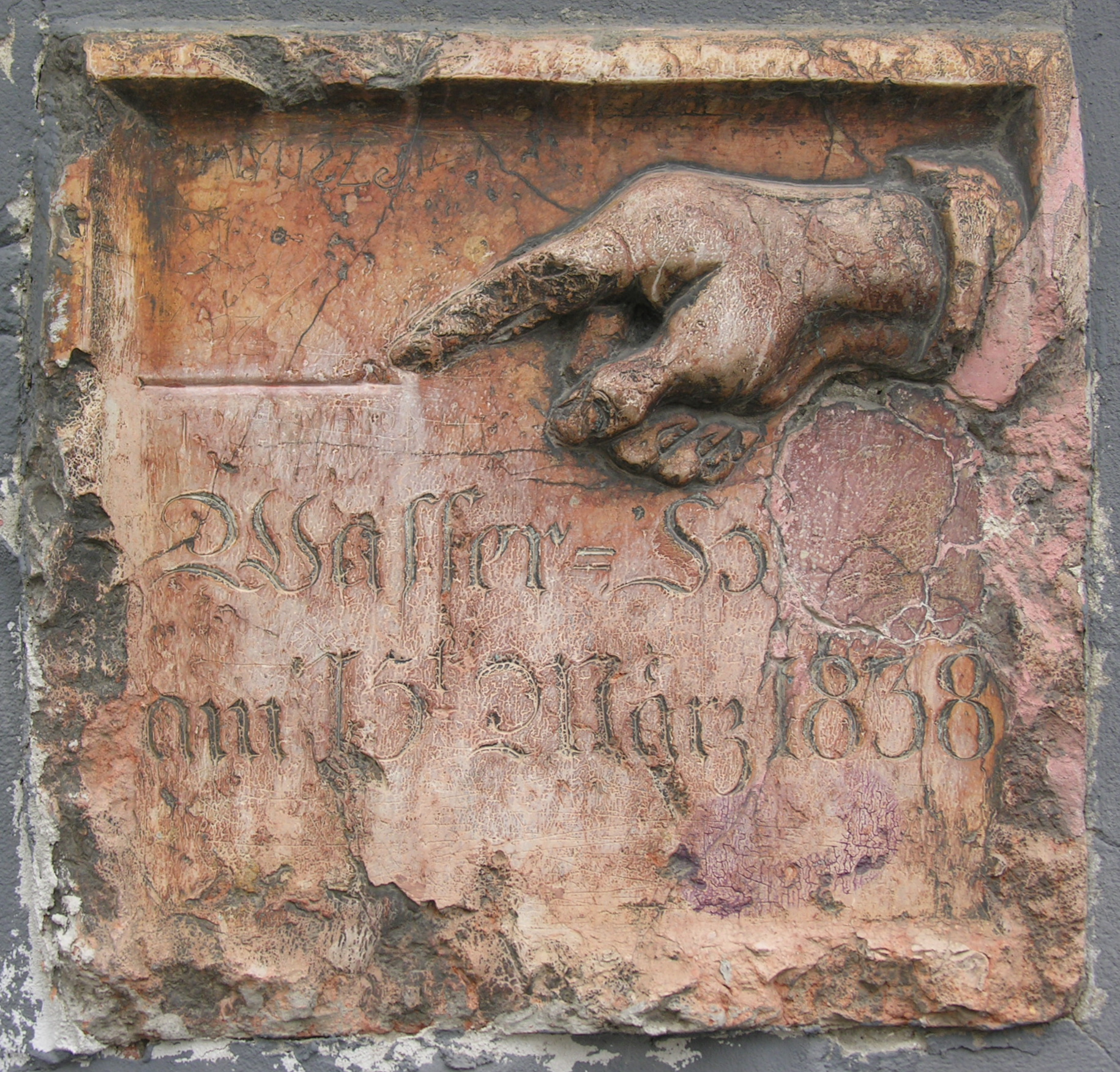
1838-as árvíz, Bem József utca 1.
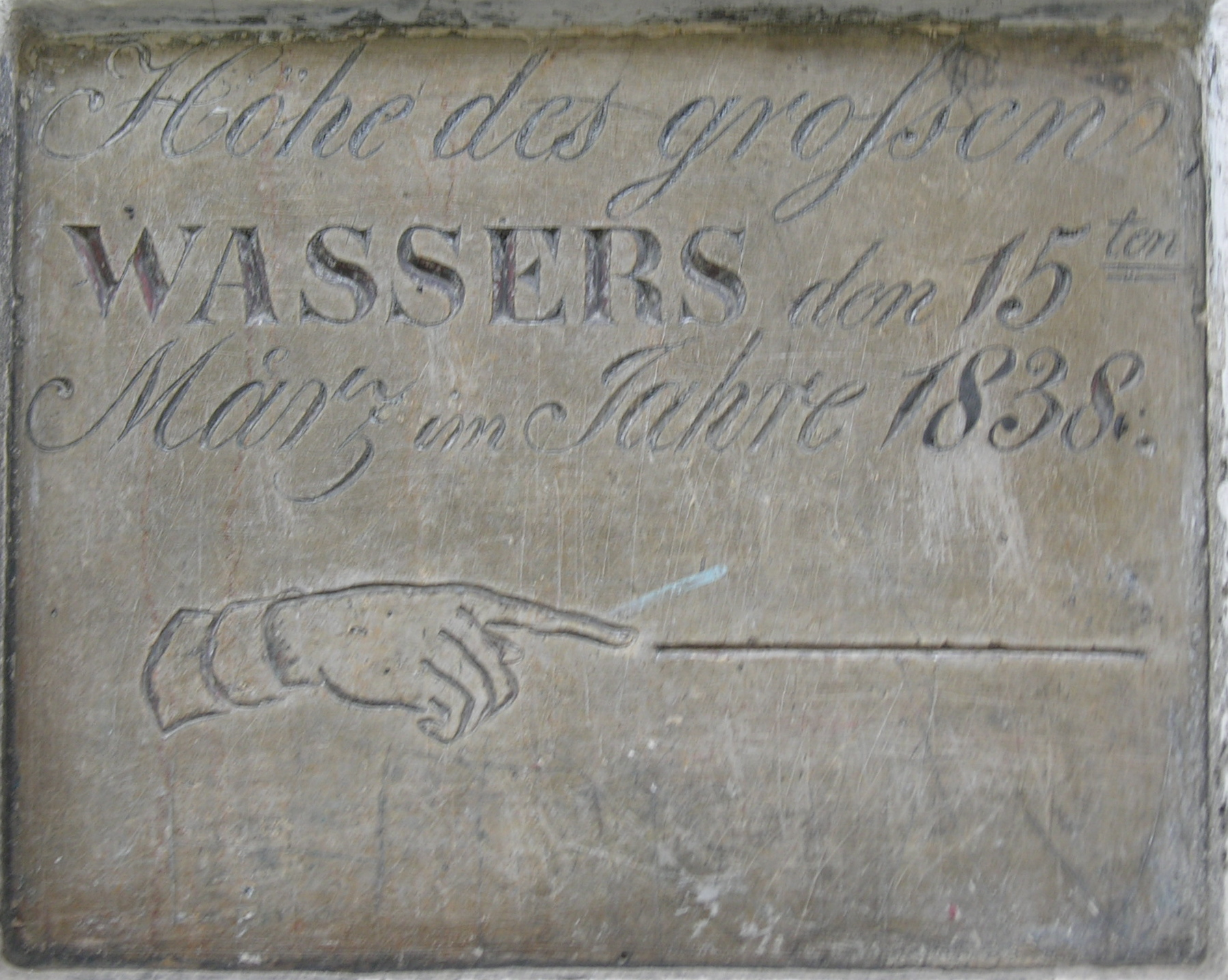
1838-as árvíz, Gyorskocsi utca 44.
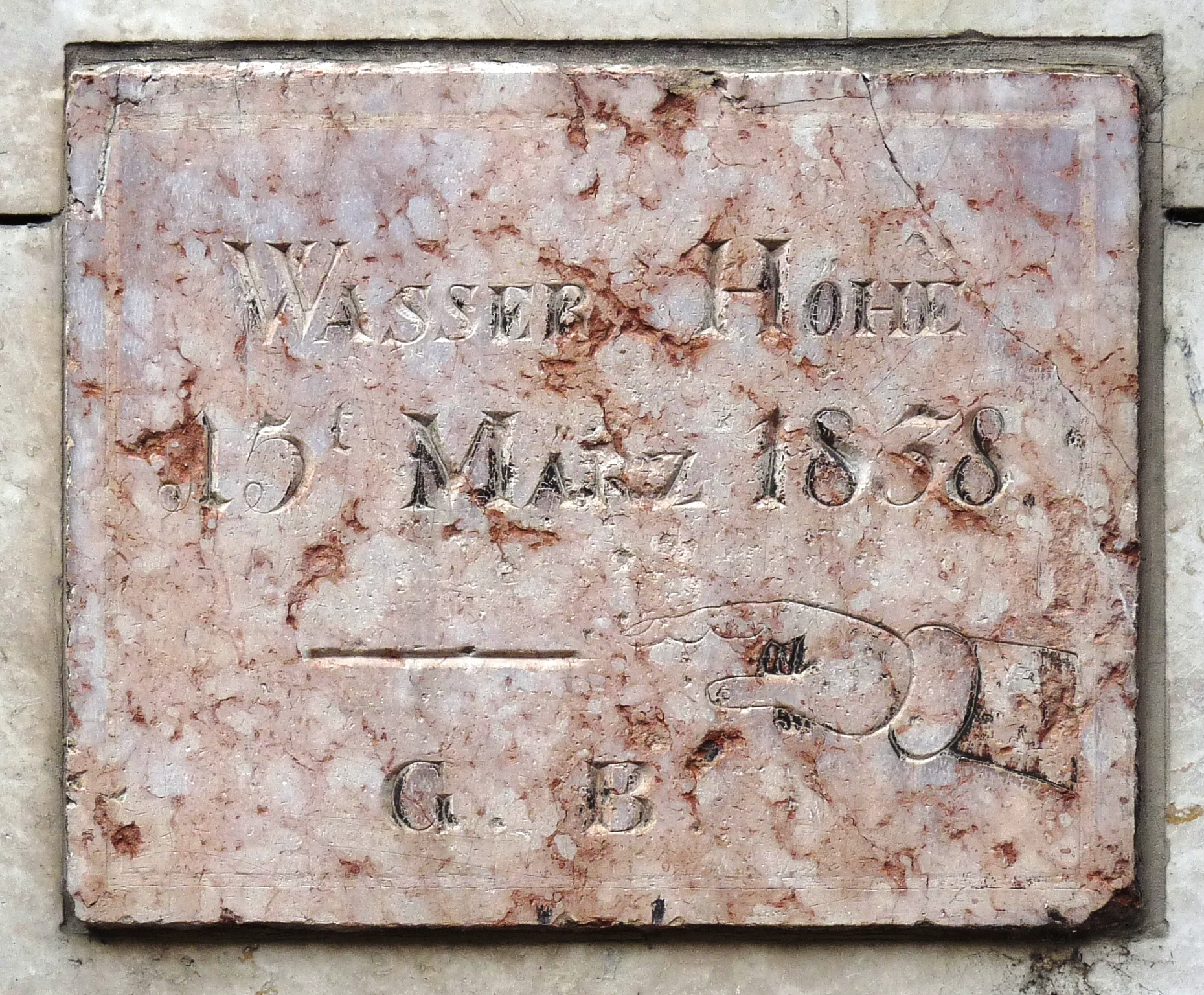
1838-as árvíz, Lajos utca 18–20.
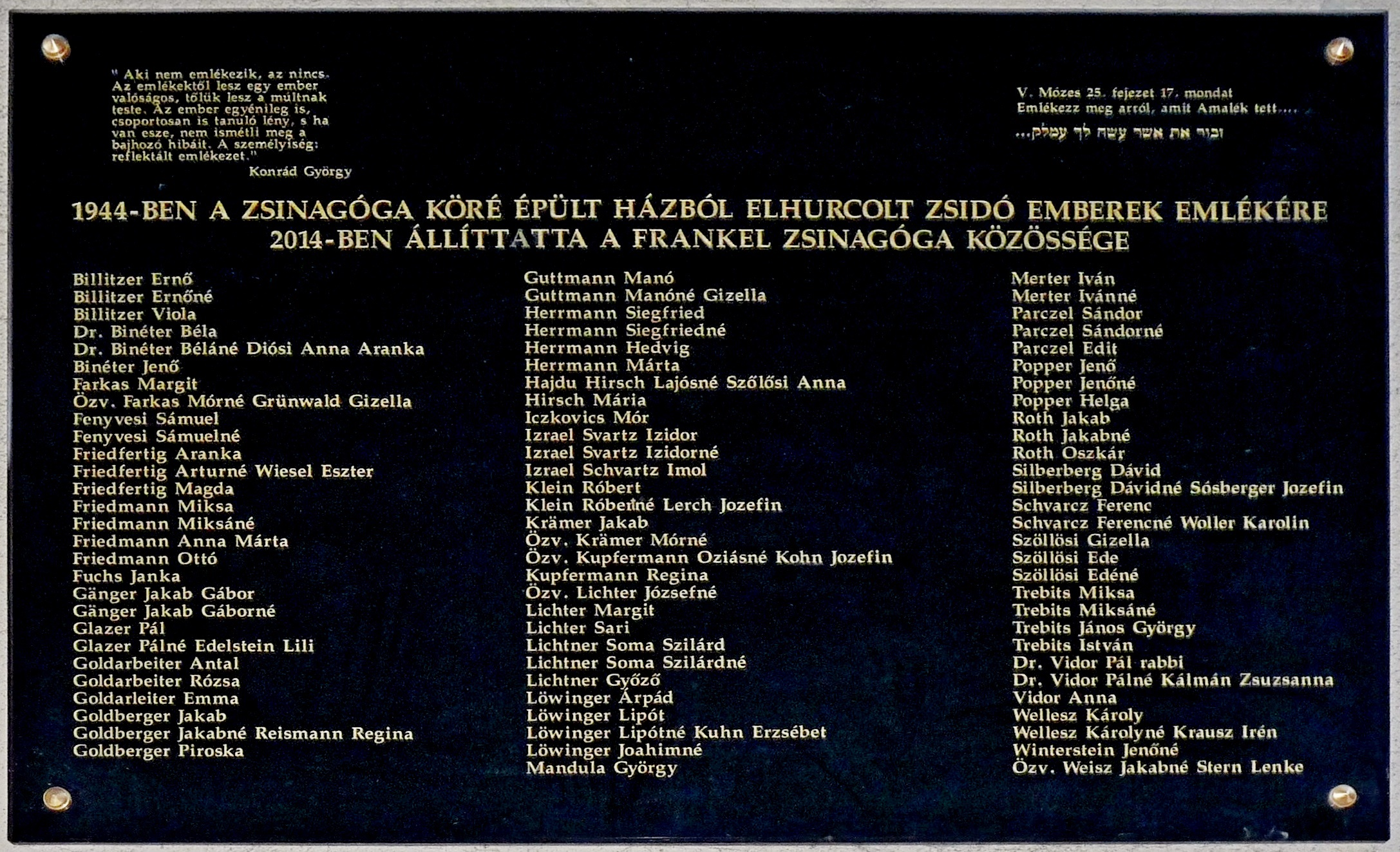
1944-ben elhurcolt zsidók emlékére Frankel Leó út 49.
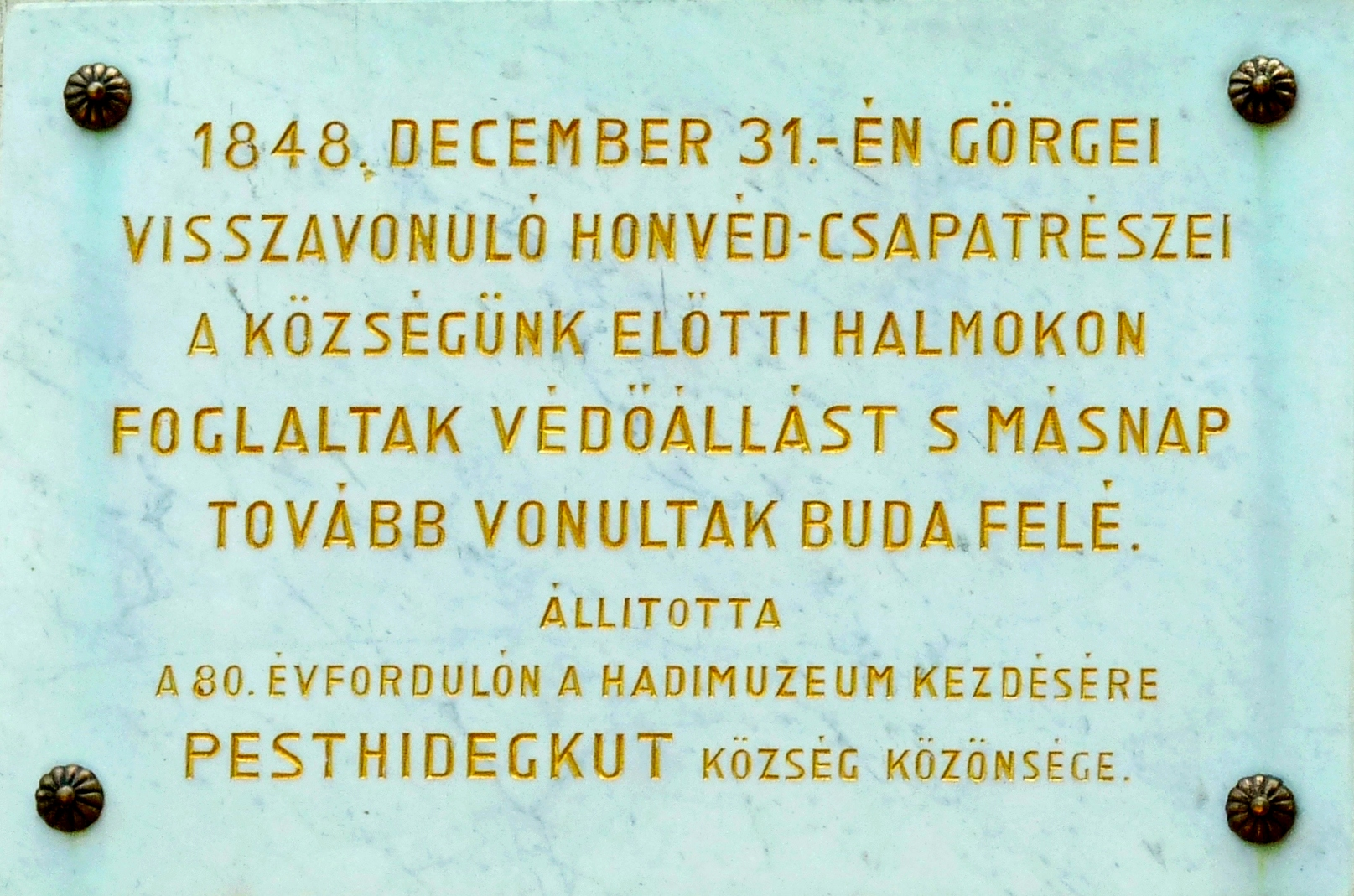
1848-as védőállás-foglalás, Templom köz 1.
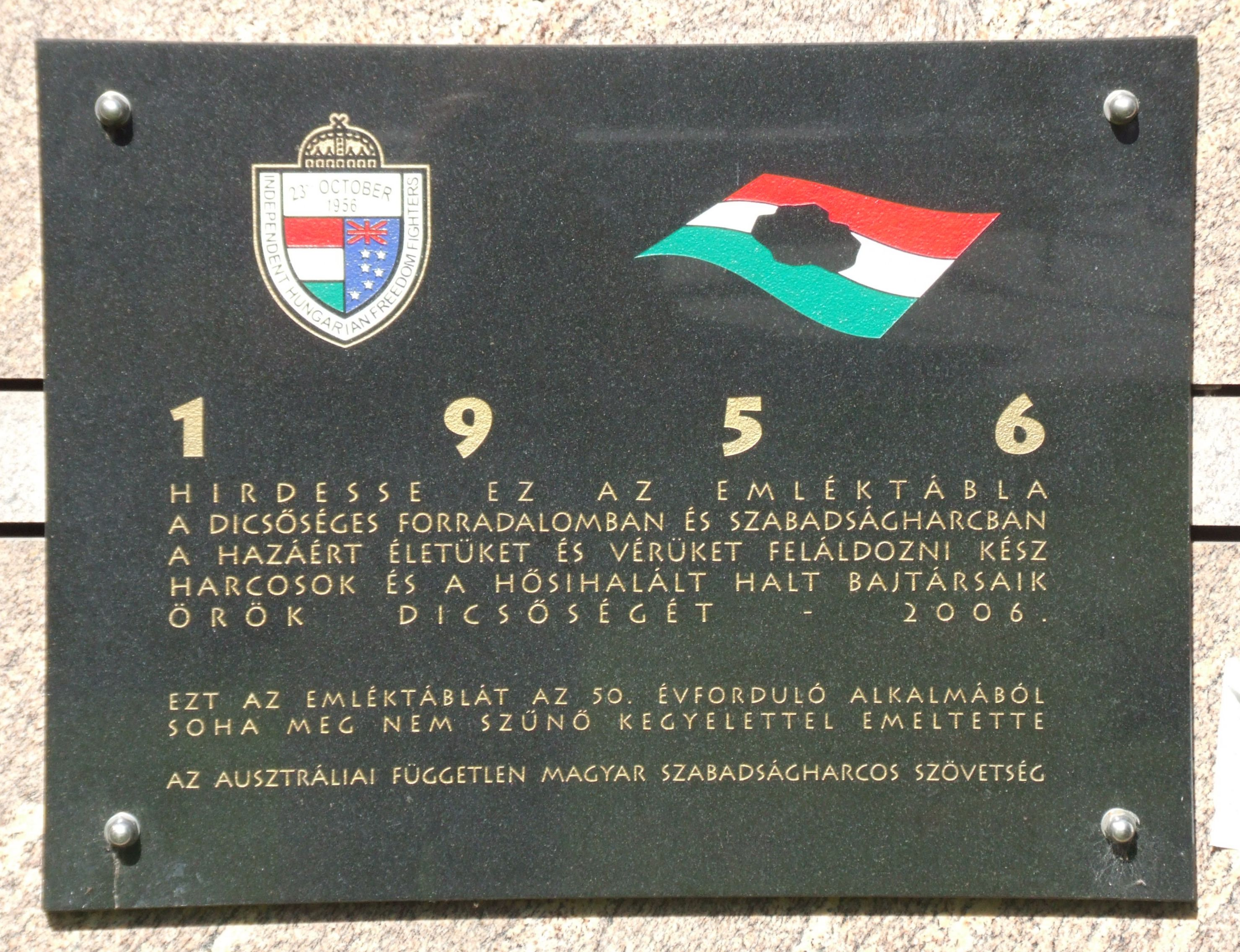
1956 mártírjai, Margit körút 87.
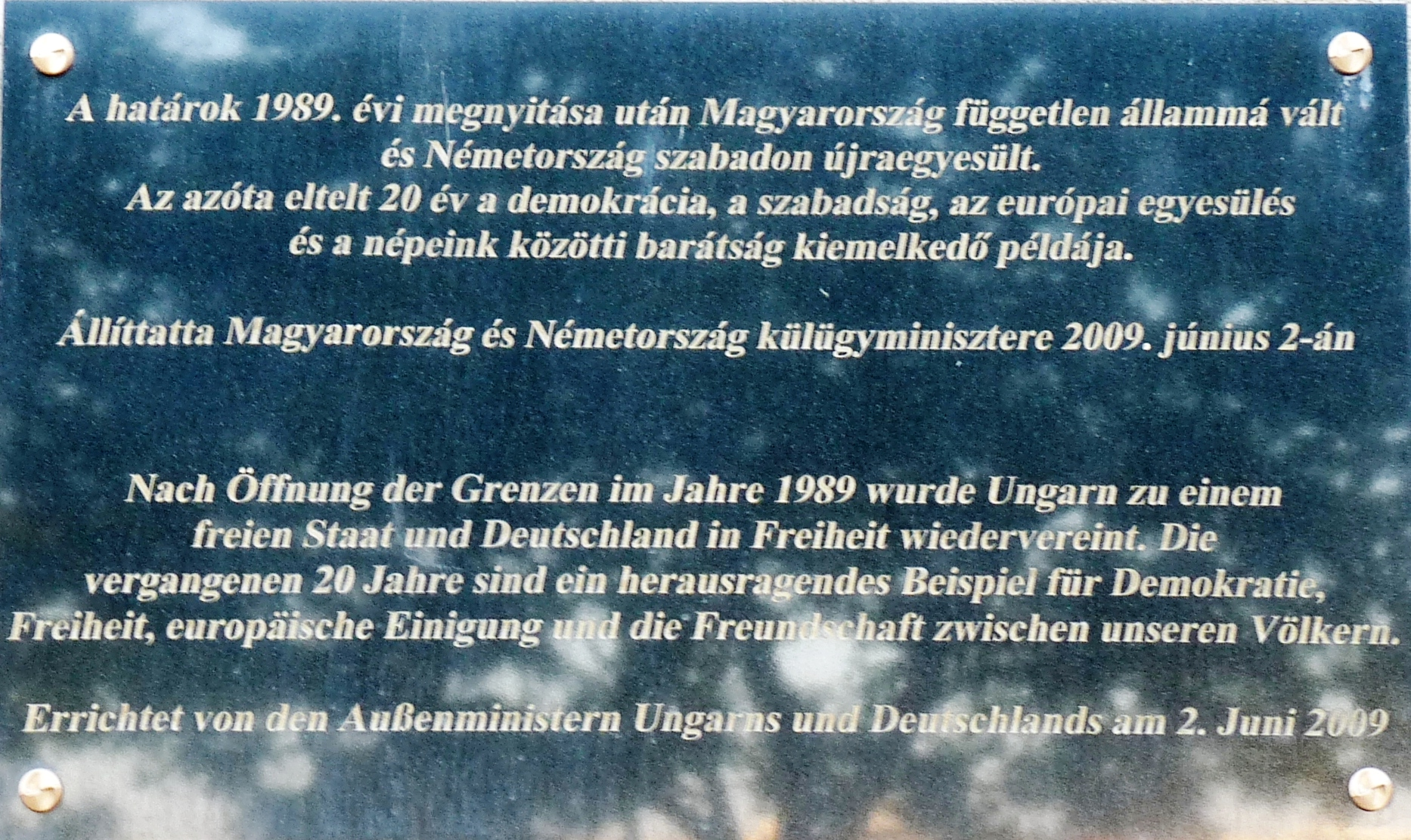
1989-es határnyitás Bem rakpart 47.
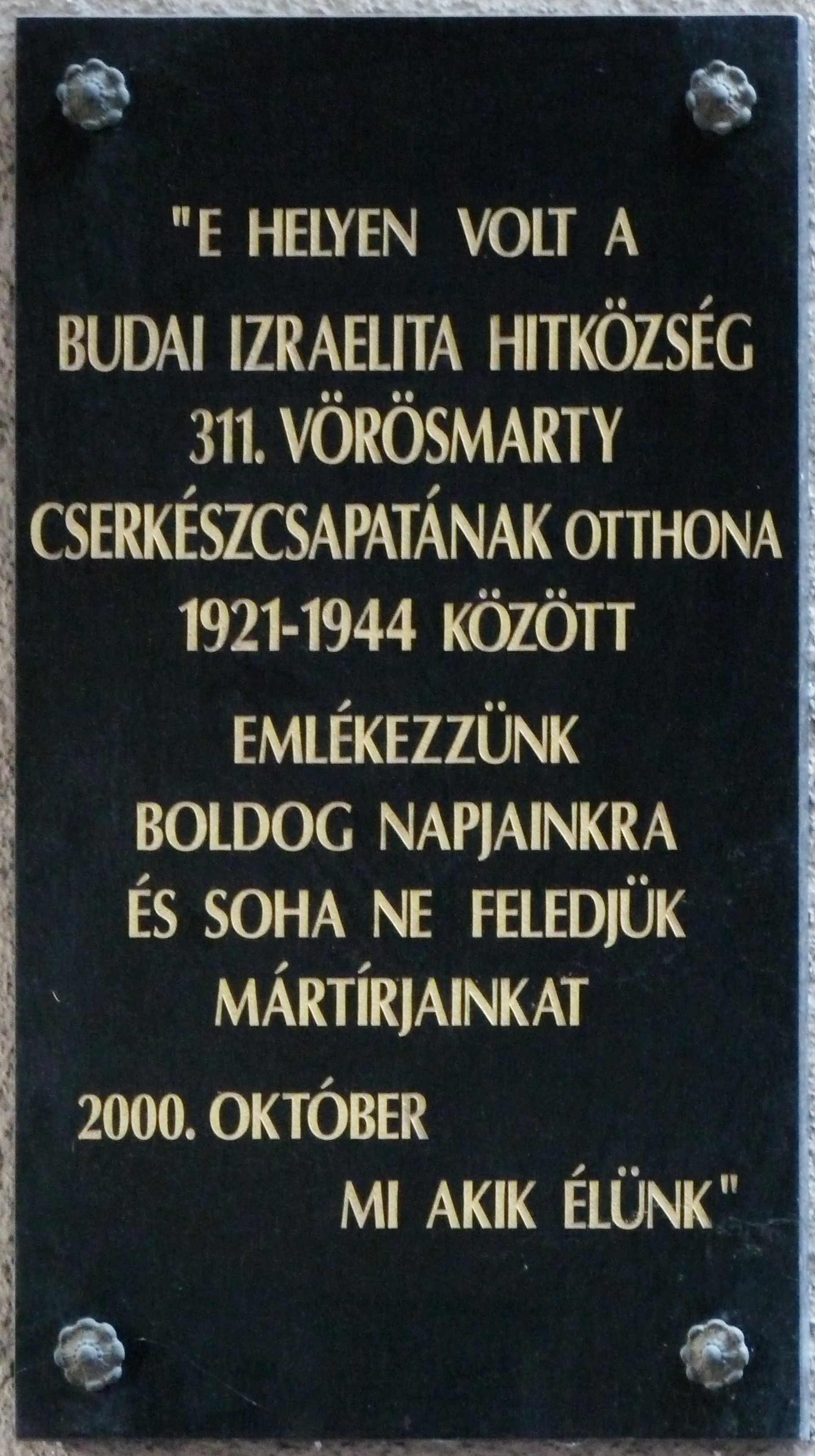
311. „Vörösmarty” cserkészcsapat Frankel Leó út 49.
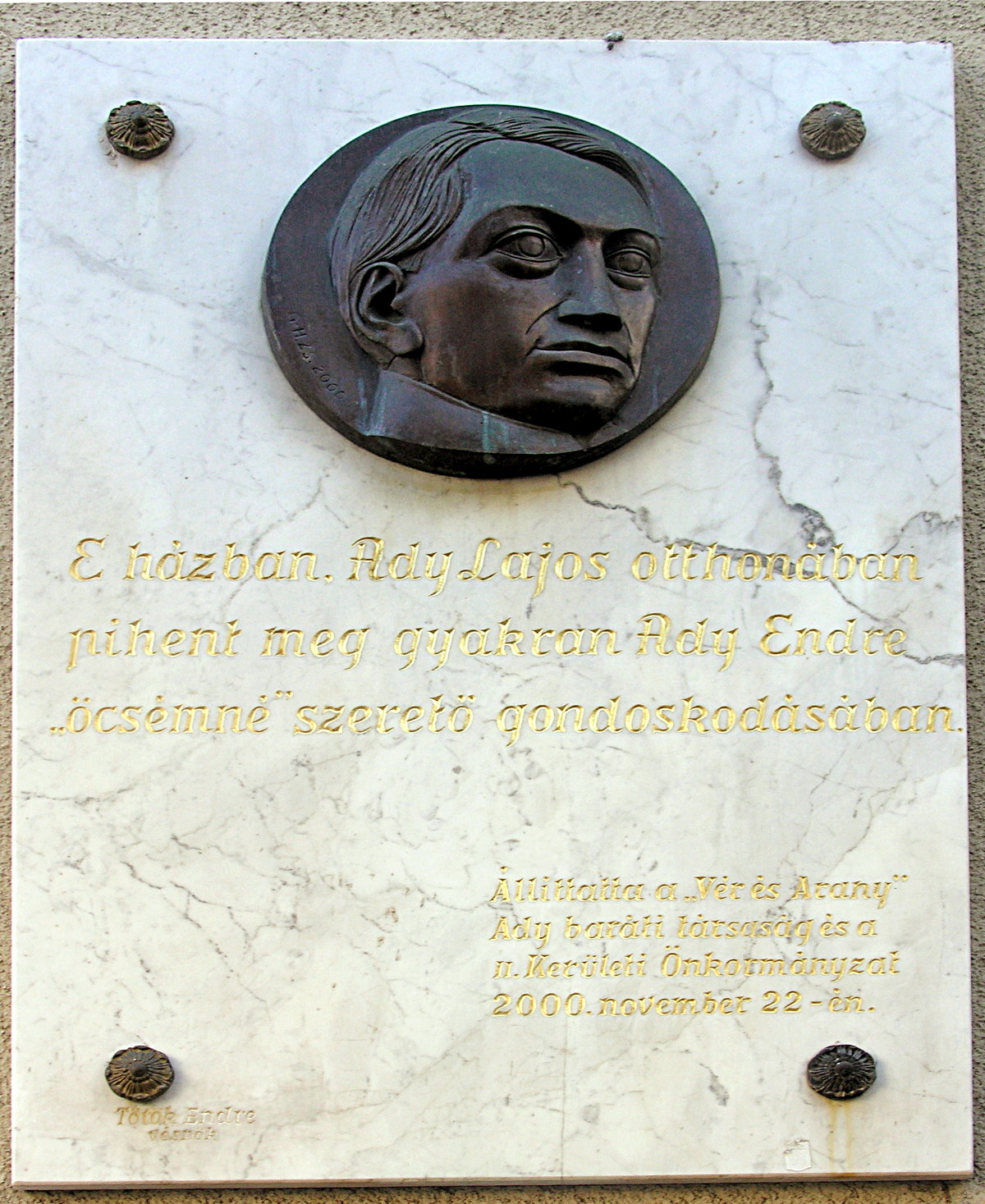
Ady Endre, Lövőház utca 13. alkotó: Gulácsy-Horváth Zsolt
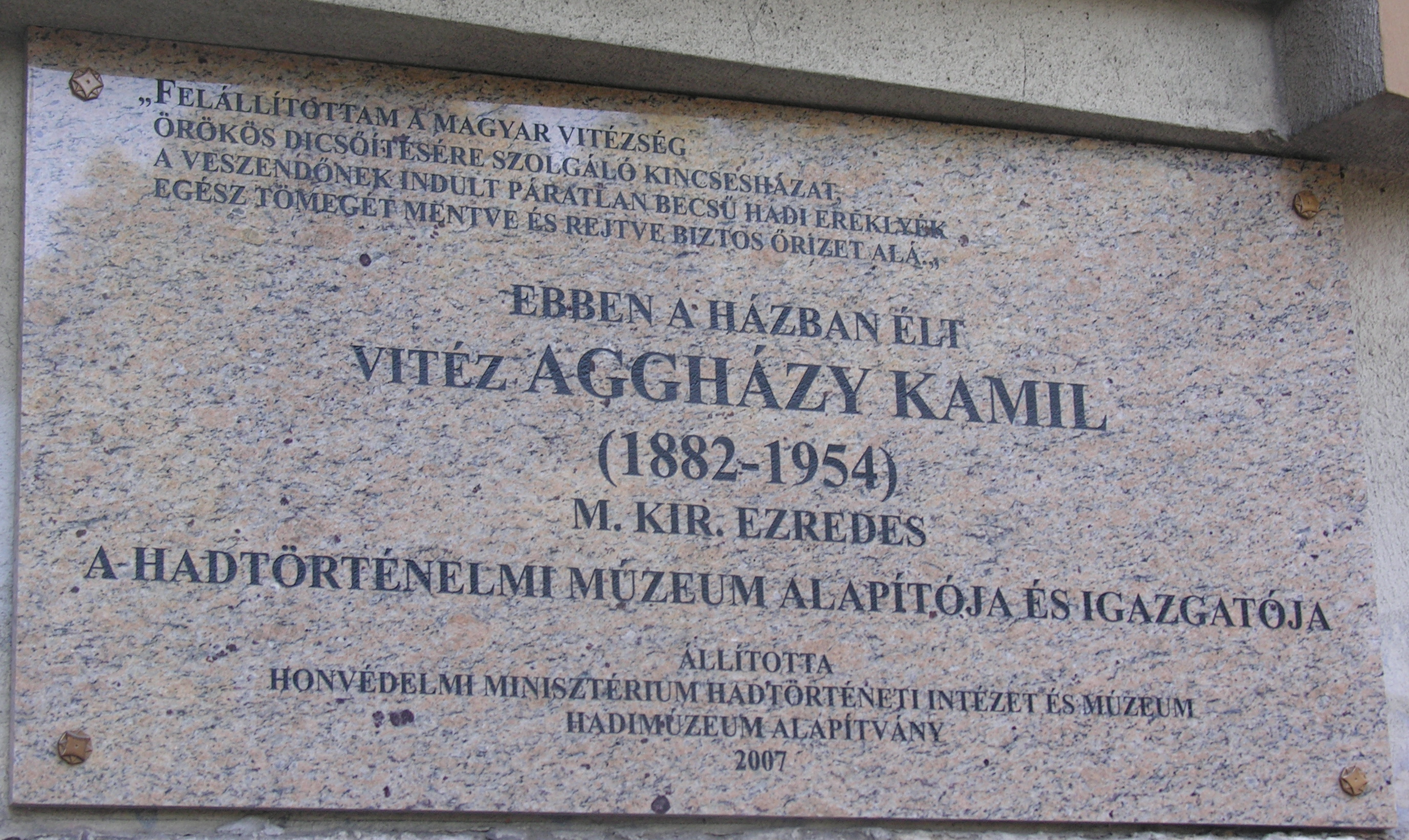
Aggházy Kamil, Szilágyi Erzsébet fasor 17–21.
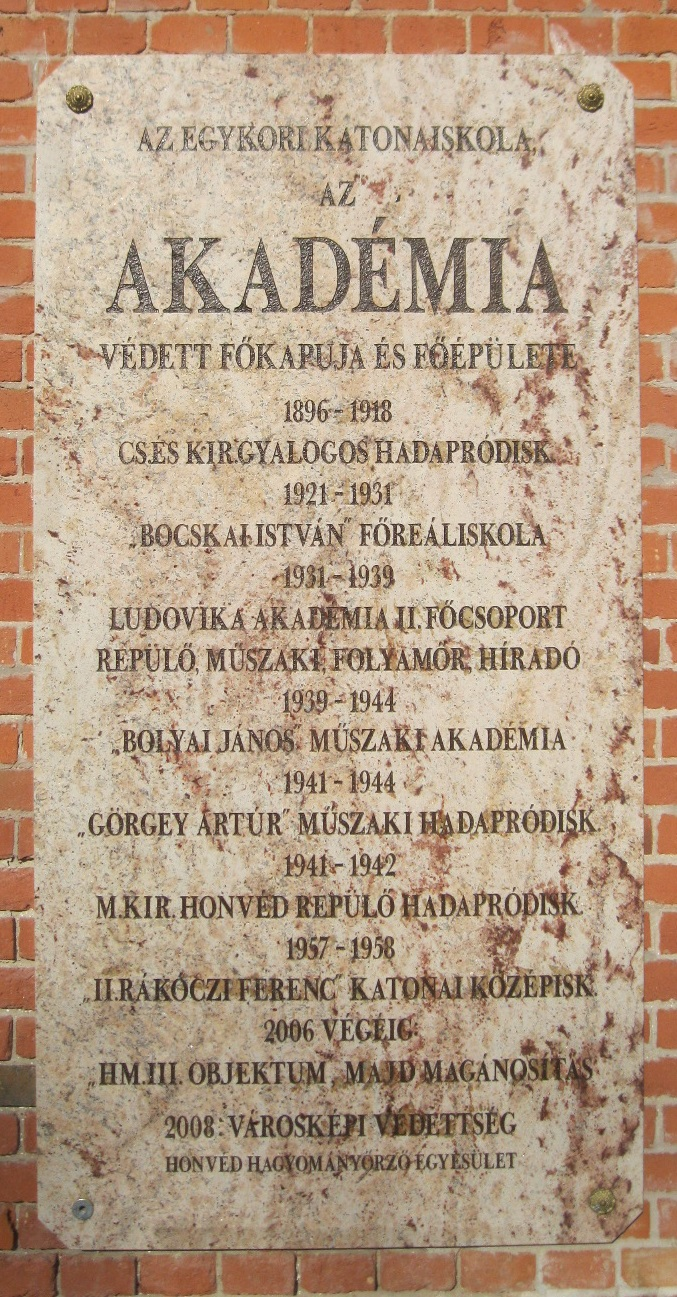
akadémia, Hűvösvölgyi út 21–23.
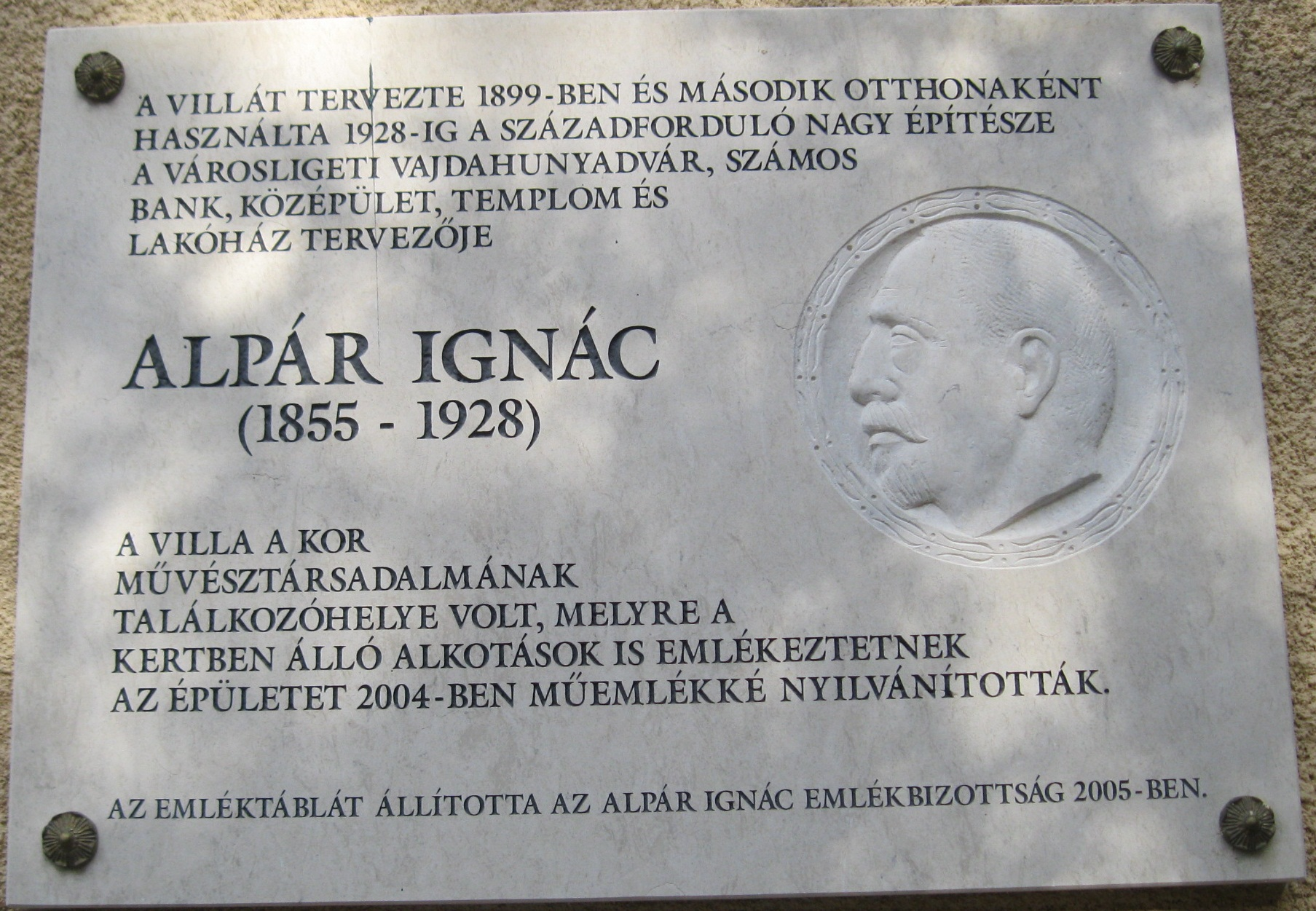
Alpár Ignác, Bolyai utca 11. alkotó: Berán Lajos
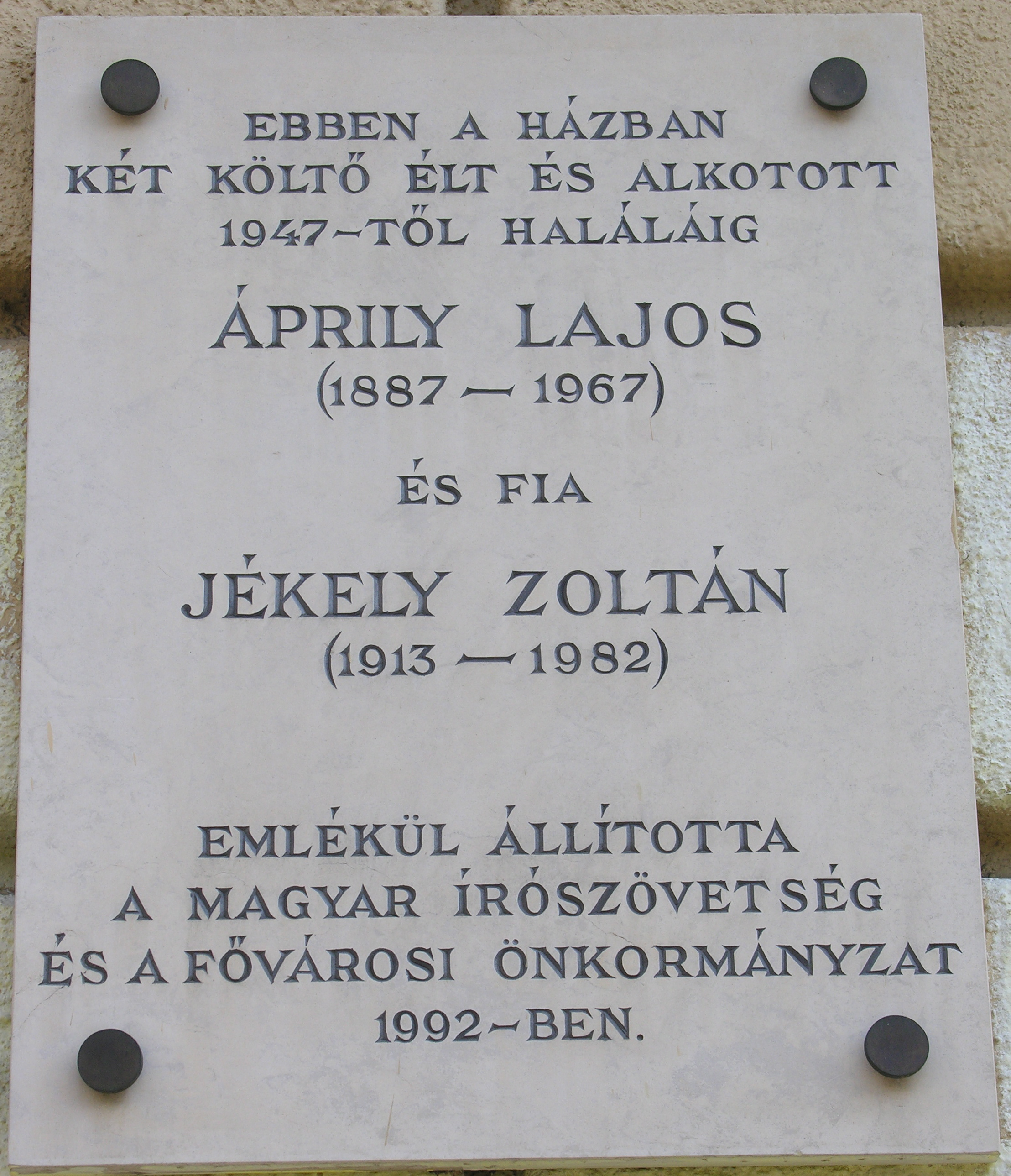
Áprily Lajos, Frankel Leó út 21.
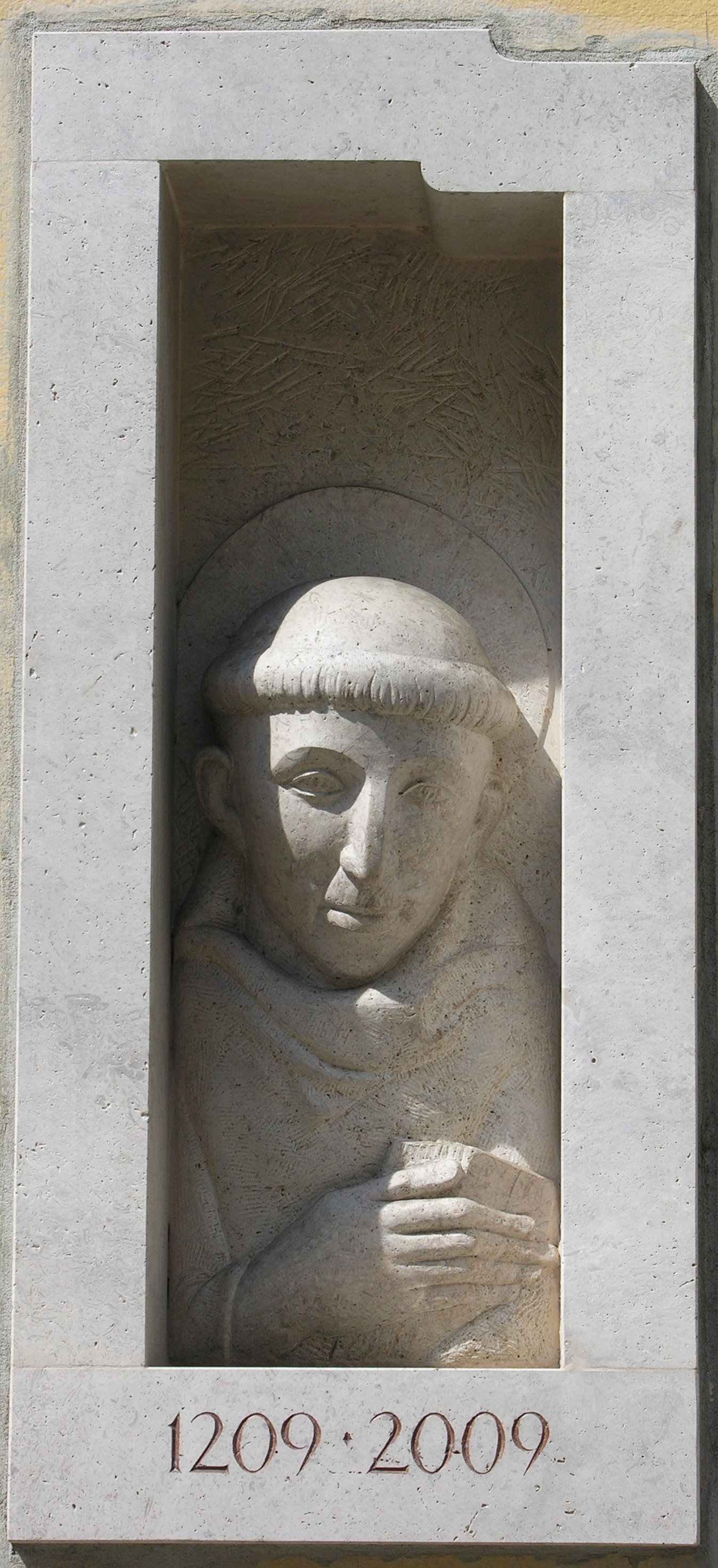
Assisi Szent Ferenc, Margit körút 23.
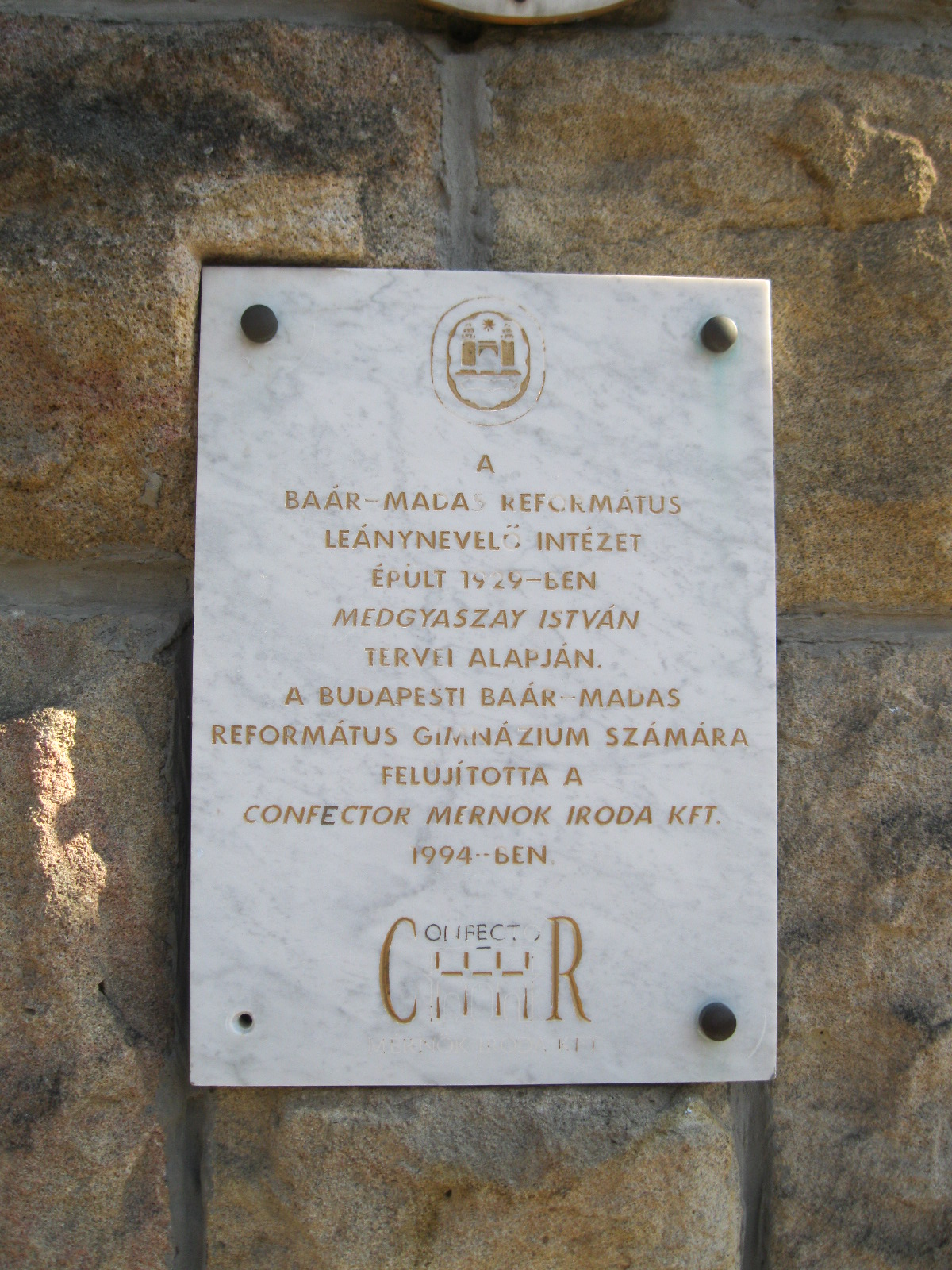
Baár–Madas Református Gimnázium, Lorántffy Zsuzsanna út 1–5.
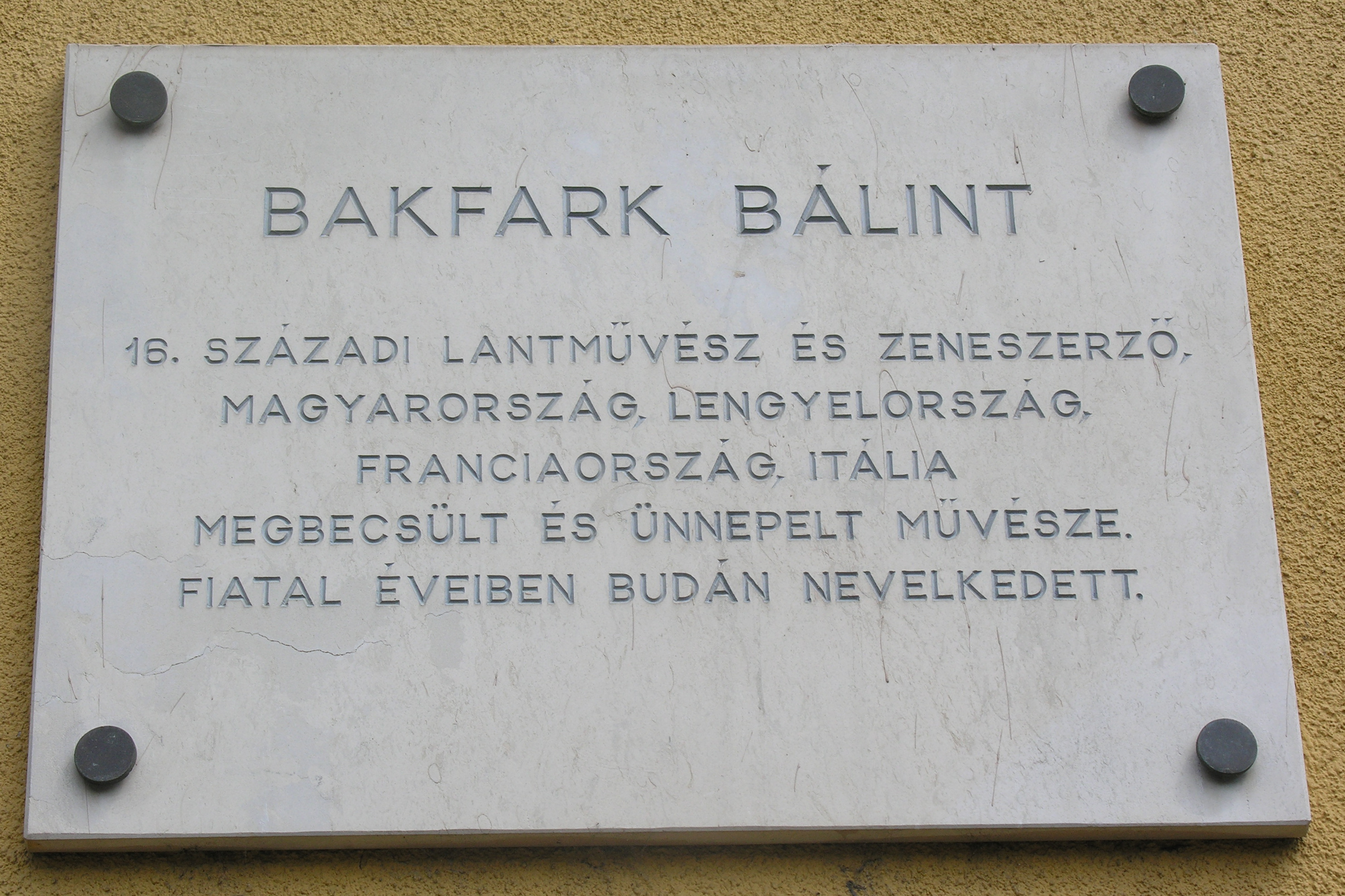
Bakfark Bálint, Bakfark Bálint utca 3.
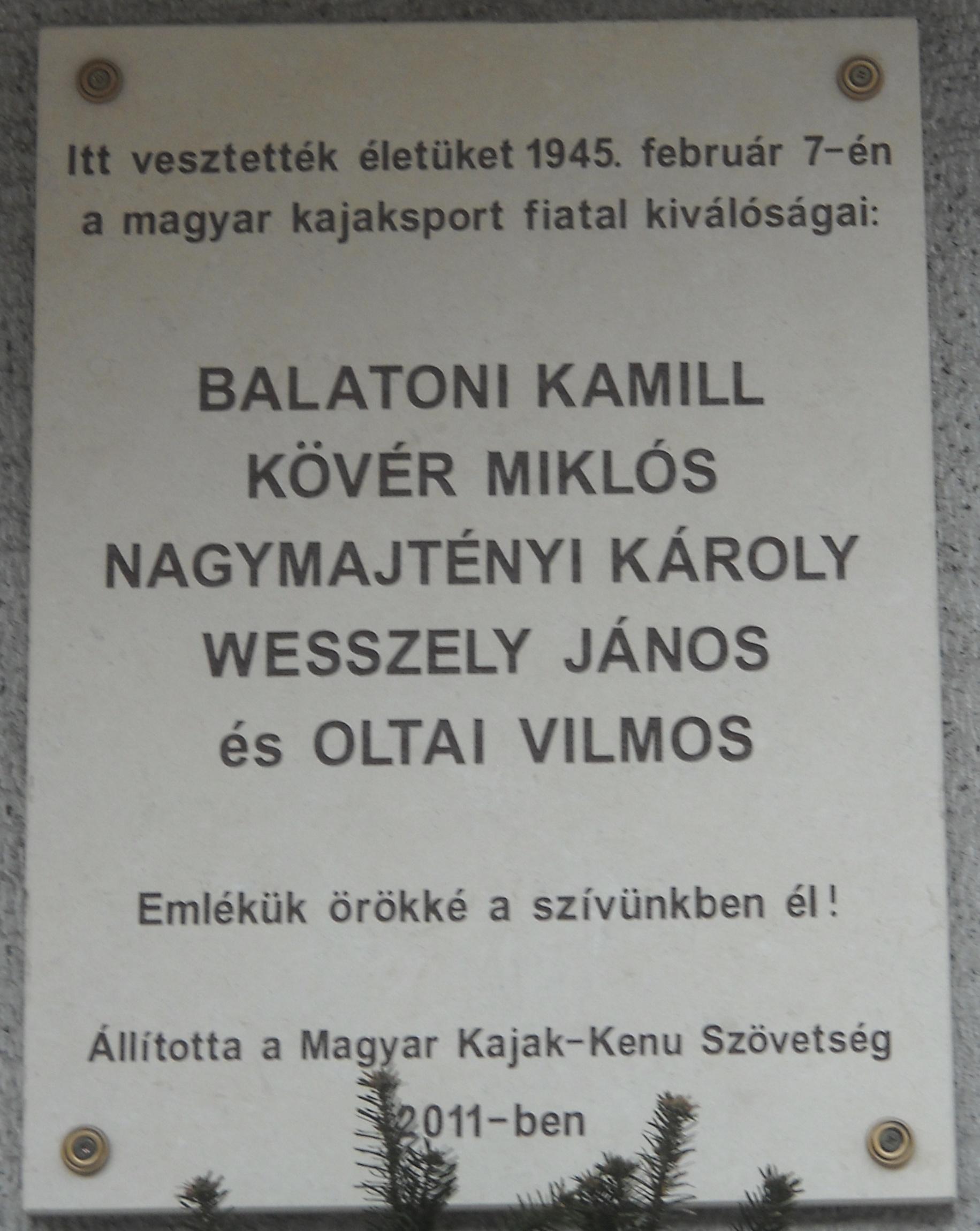
Balatoni Kamill, Csalogány utca 9–11.
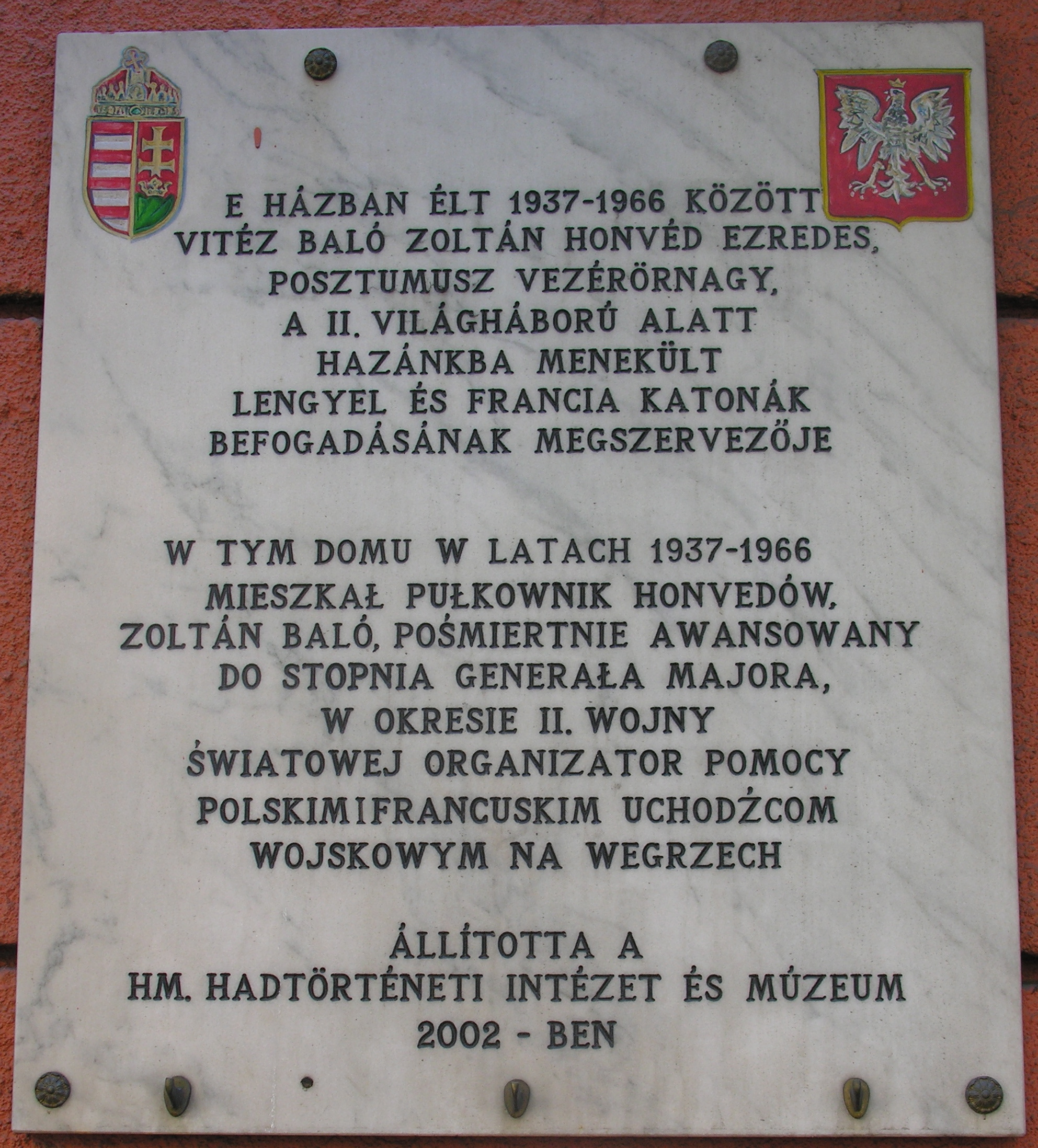
Baló Zoltán, Margit körút 58.
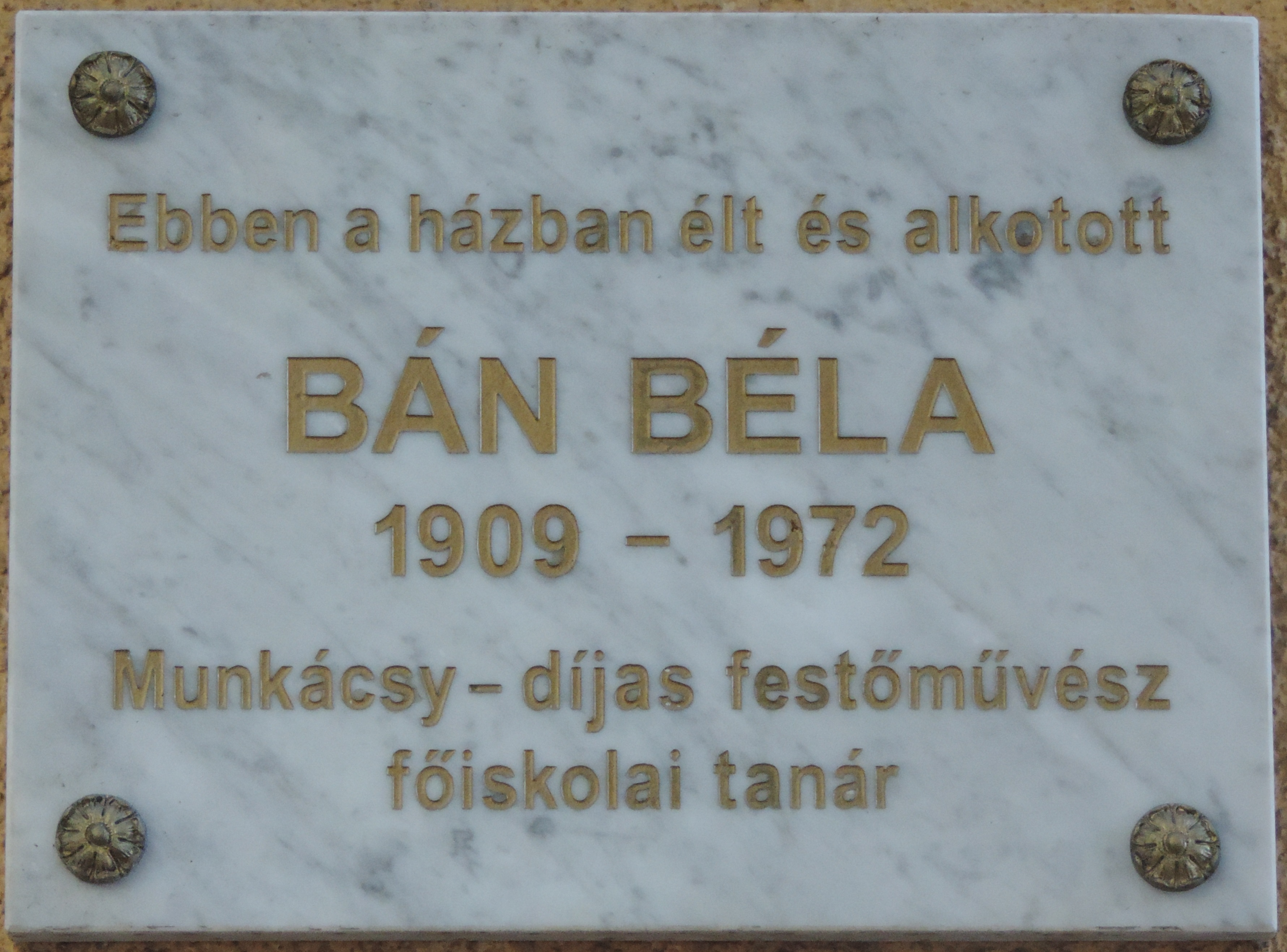
Bán Béla, Margit körút 64/b
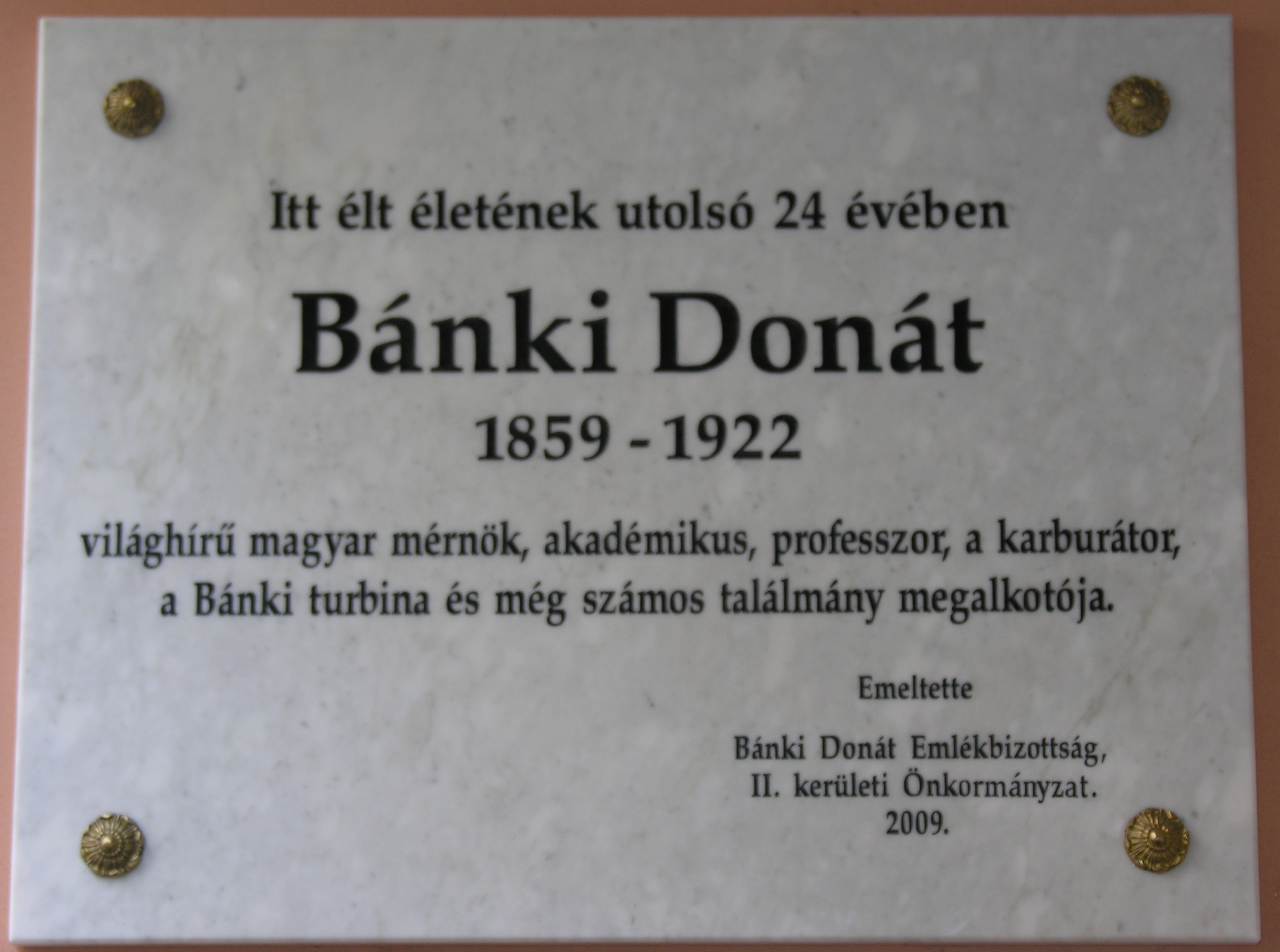
Bánki Donát, Rózsahegy utca 6.
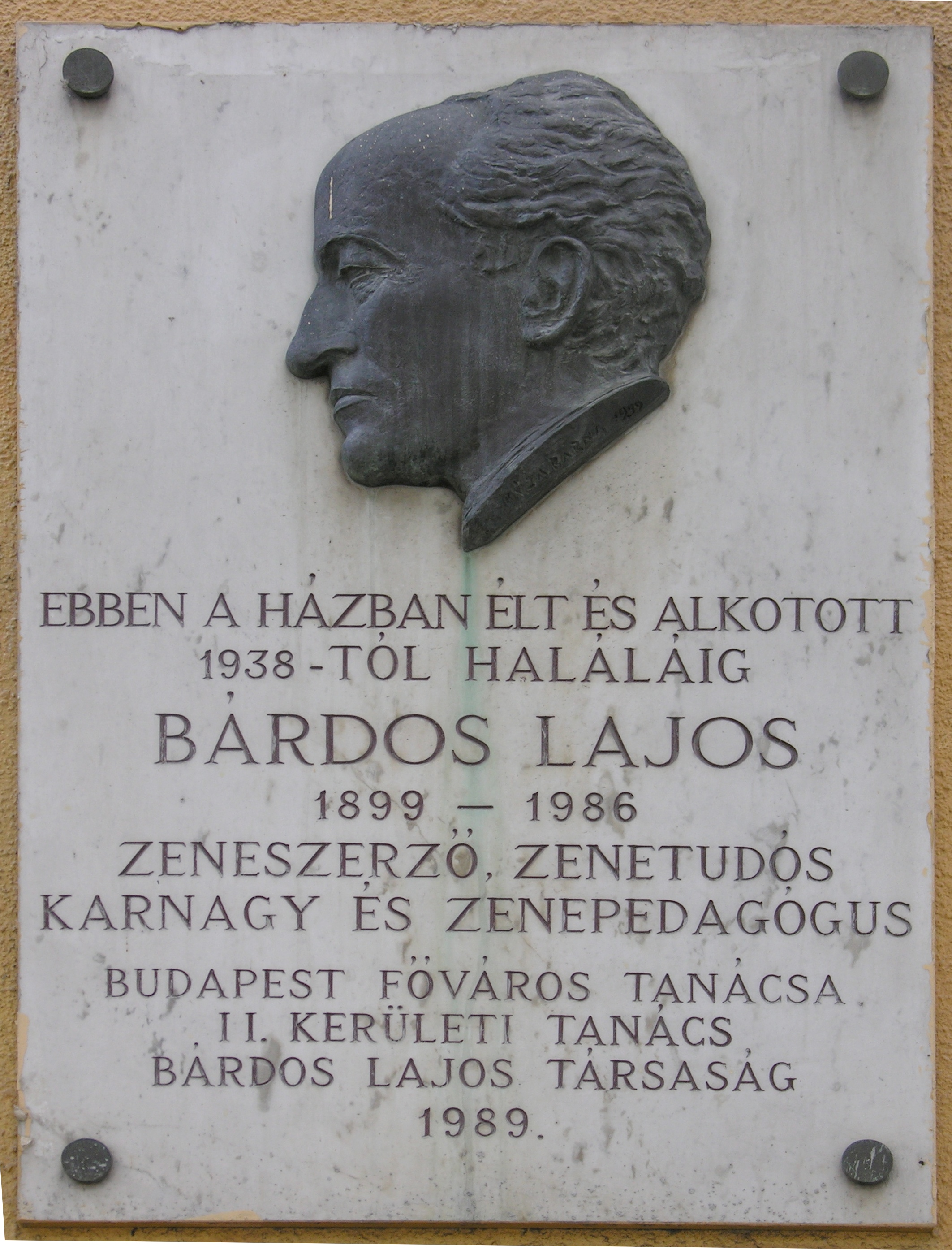
Bárdos Lajos, Margit körút 64/b[1] alkotó: Buza Barna
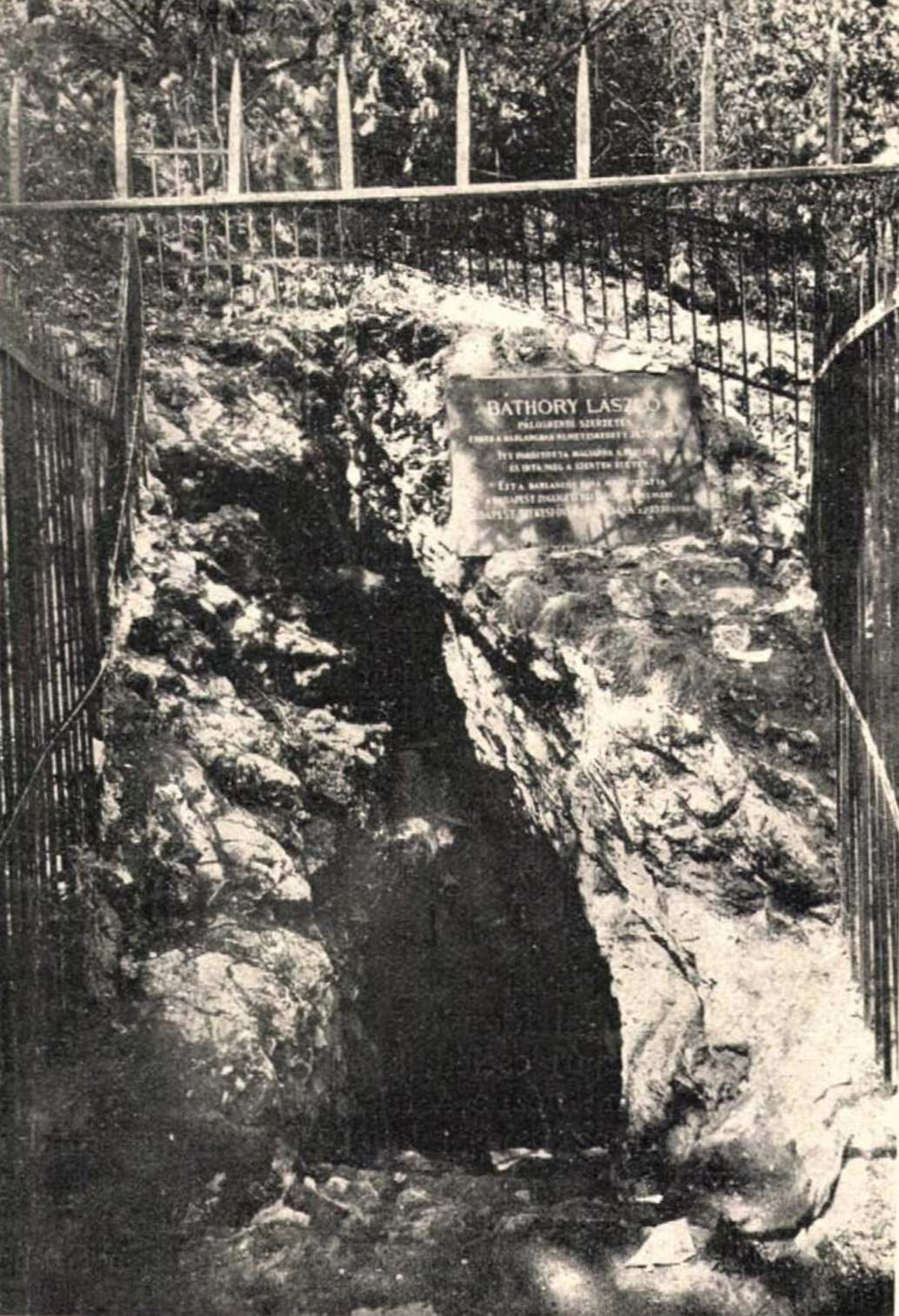
Báthory László, Nagy-Hárs-hegy, Bátori-barlang
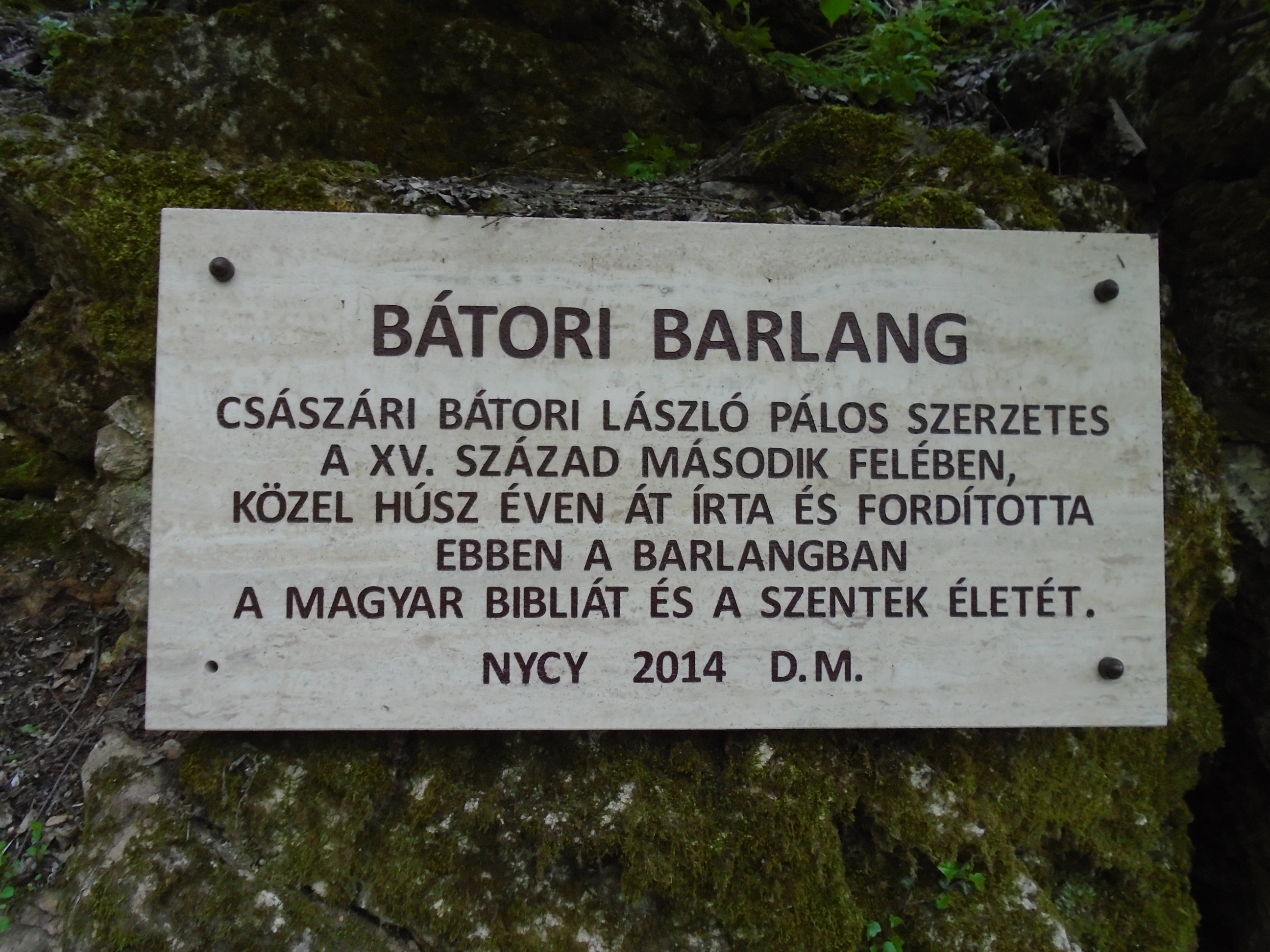
Bátori-barlang, Nagy-Hárs-hegy, Bátori-barlang
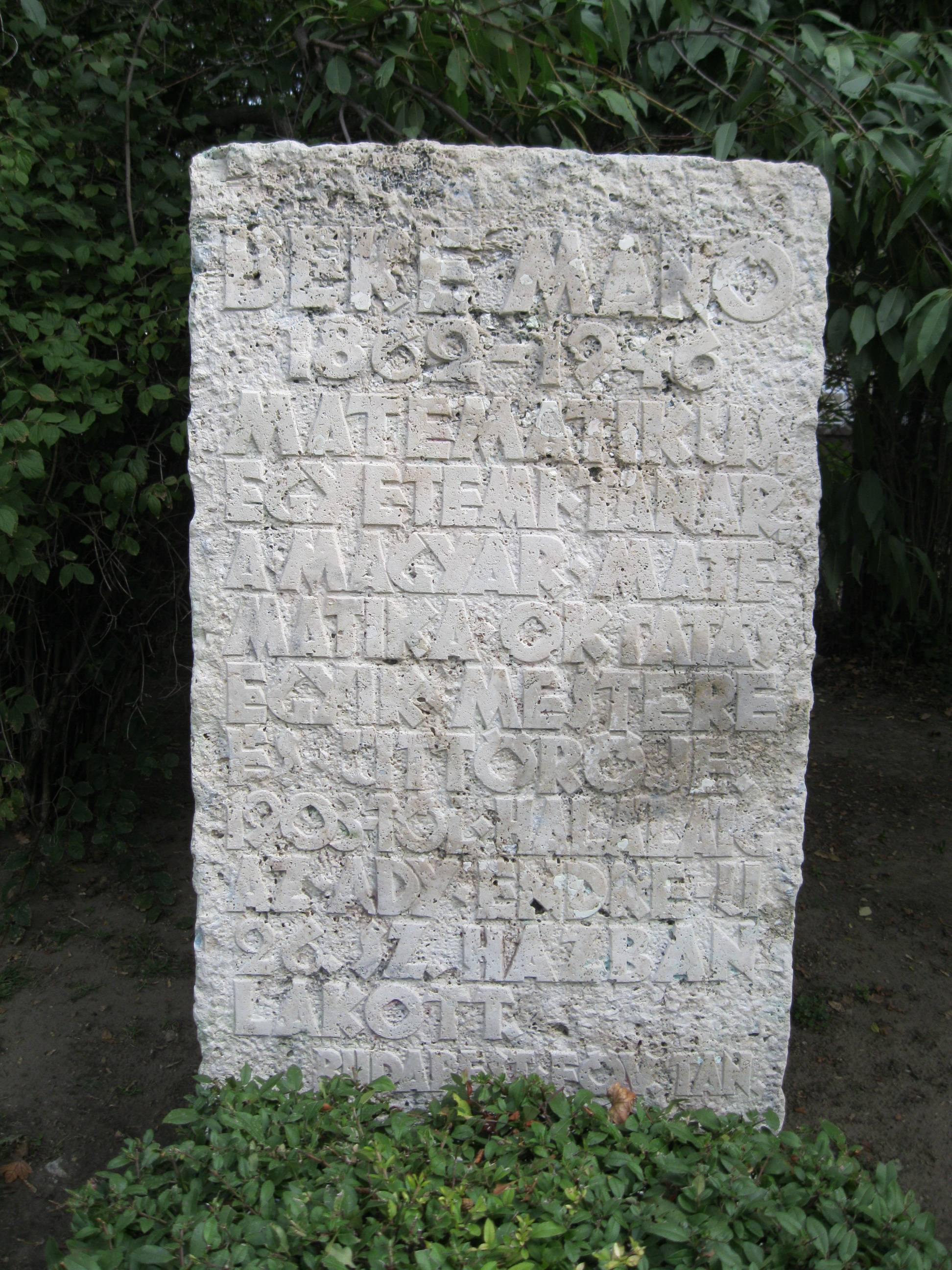
Beke Manó, Bibó István park
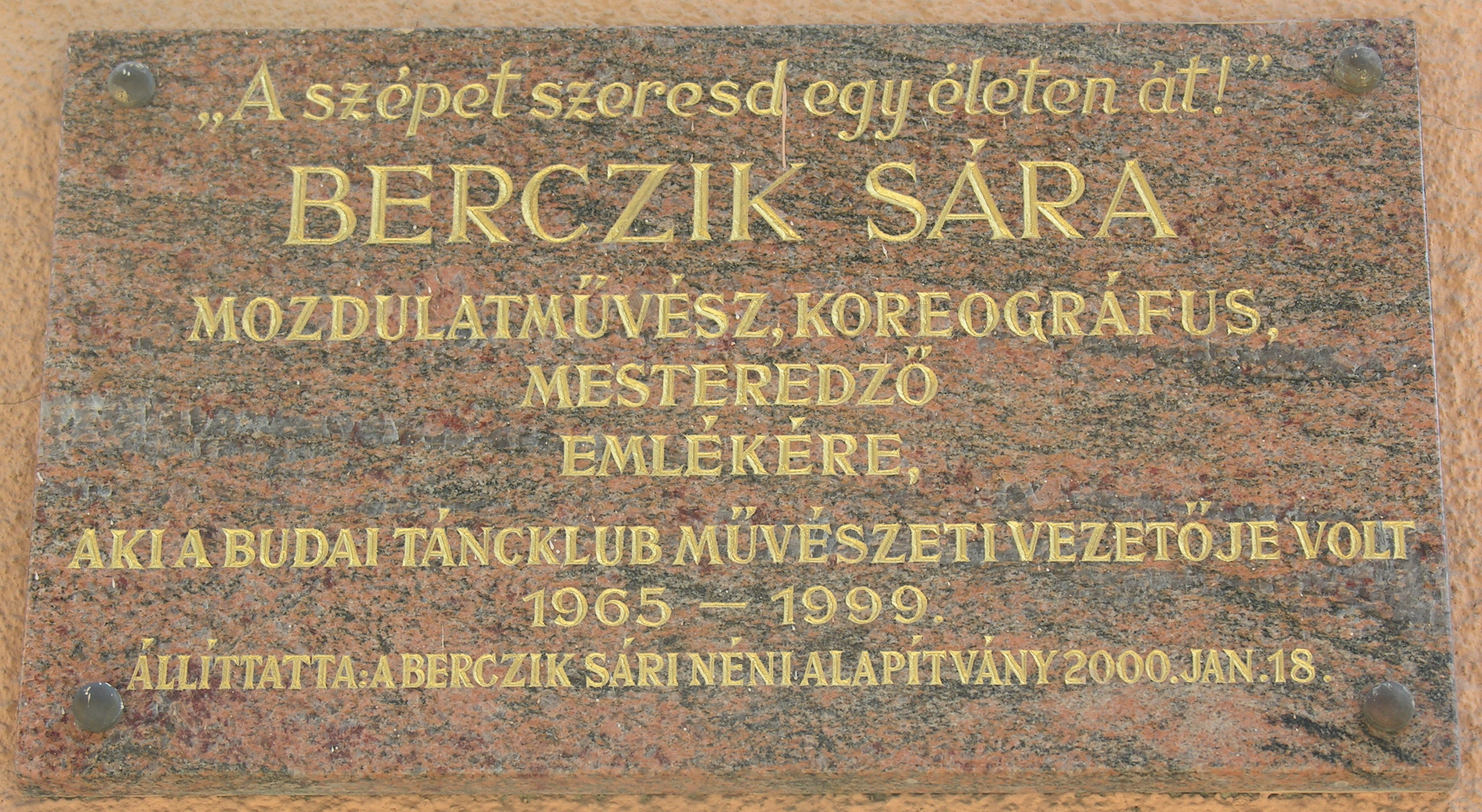
Berczik Sára, Kapás utca 55.
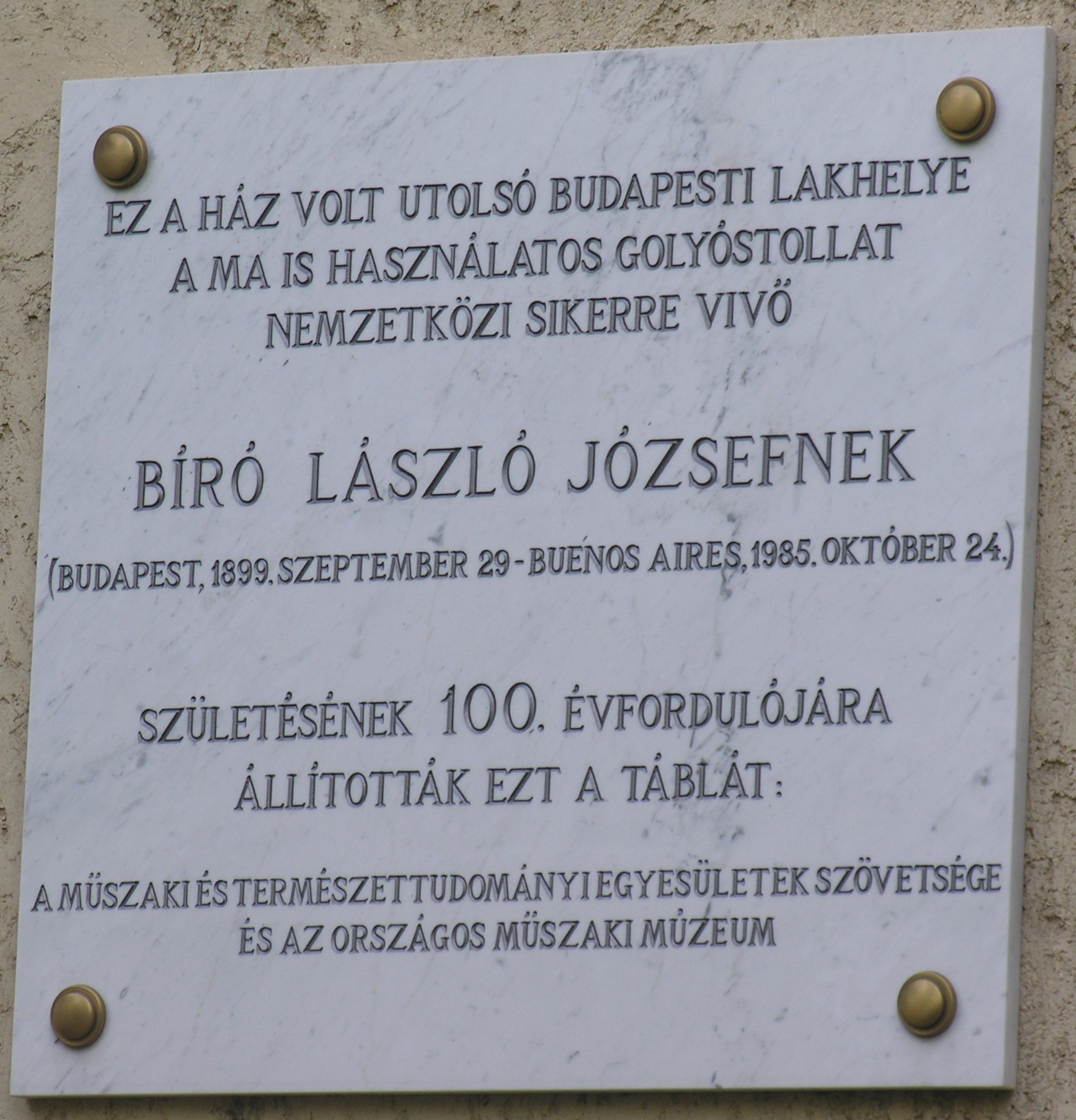
Bíró László József, Cimbalom utca 12.
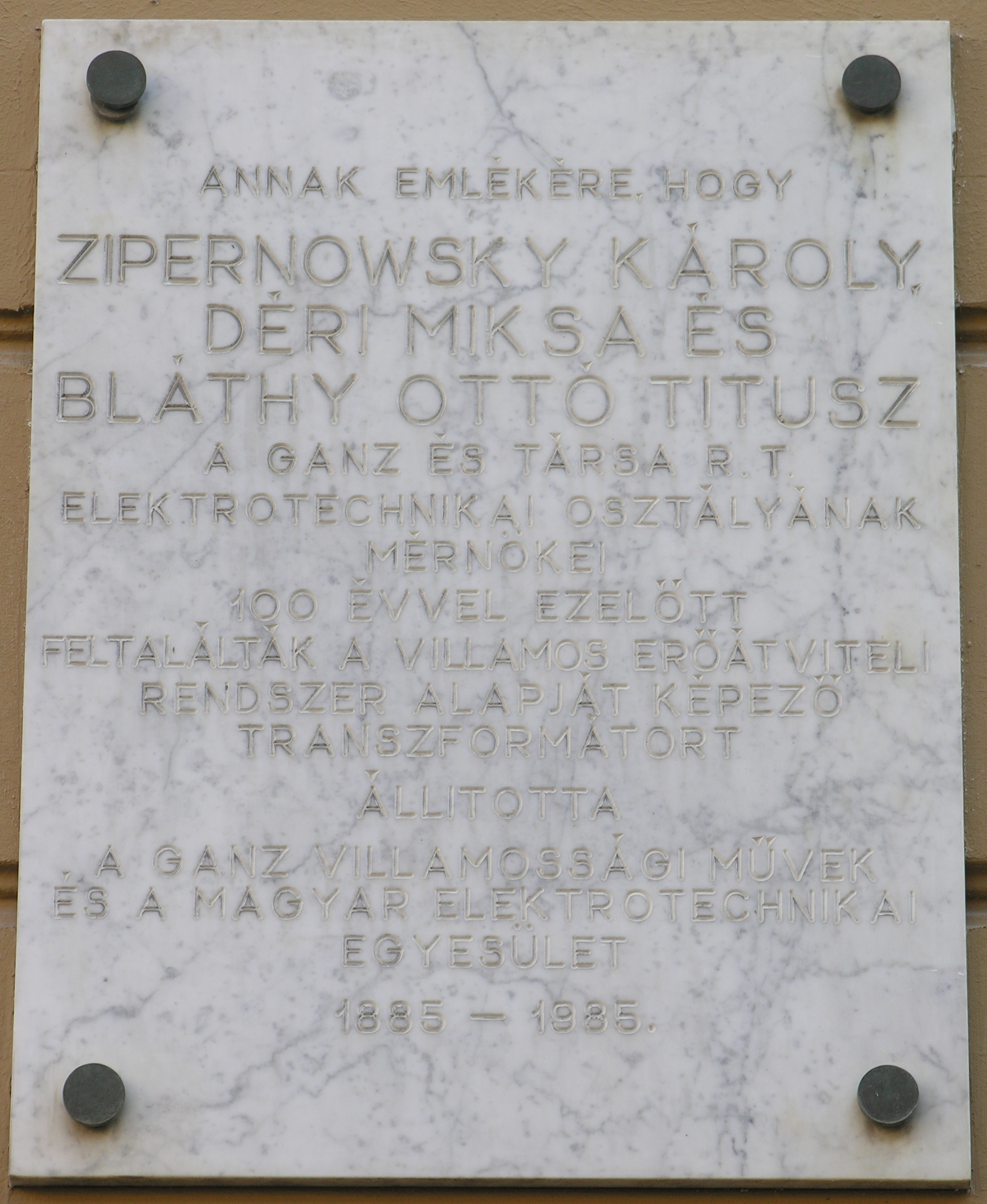
Bláthy Ottó Titusz, Lövőház utca 39.
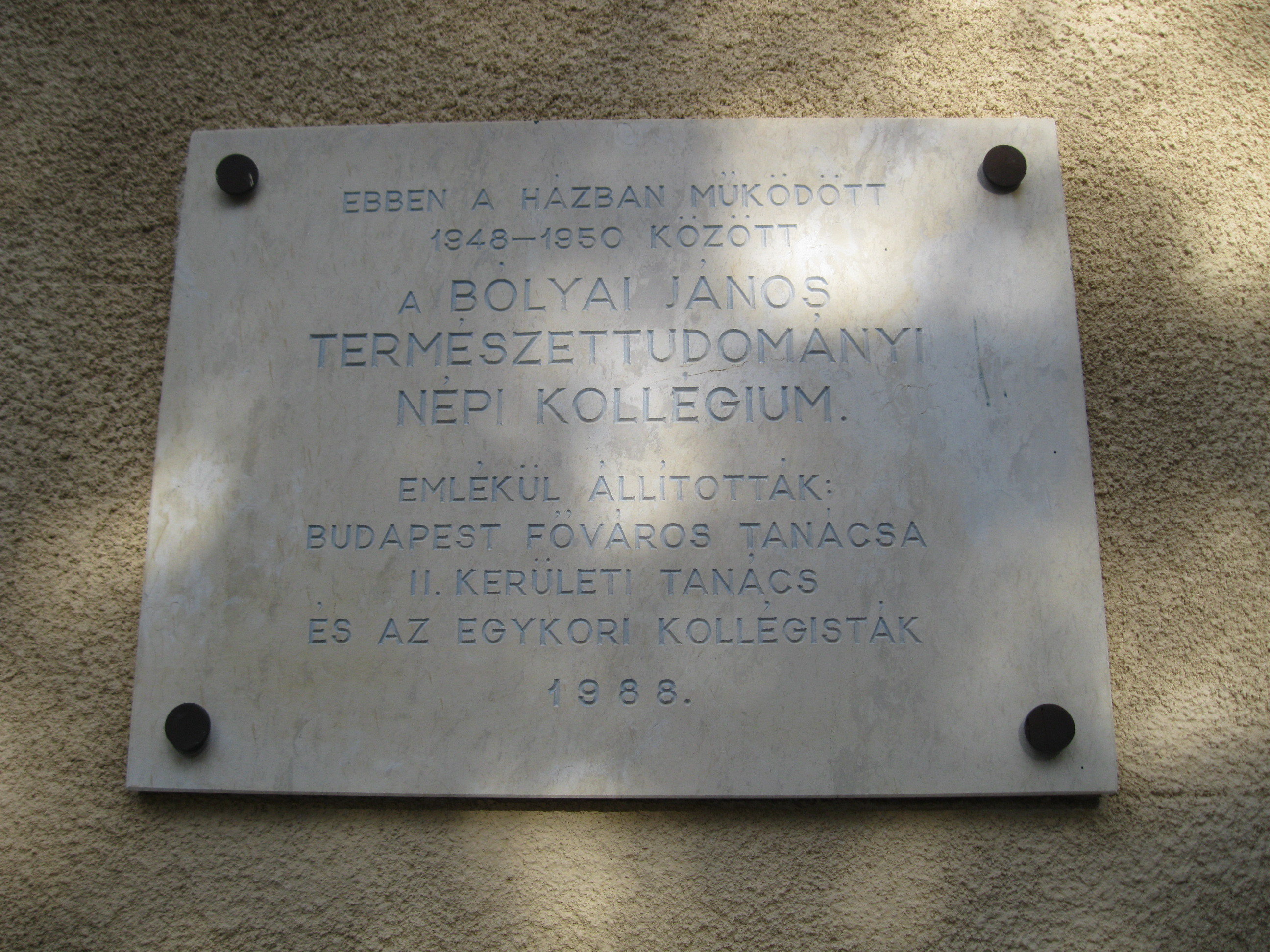
Bolyai János Természettudományi Népi Kollégium, Bolyai utca 11.
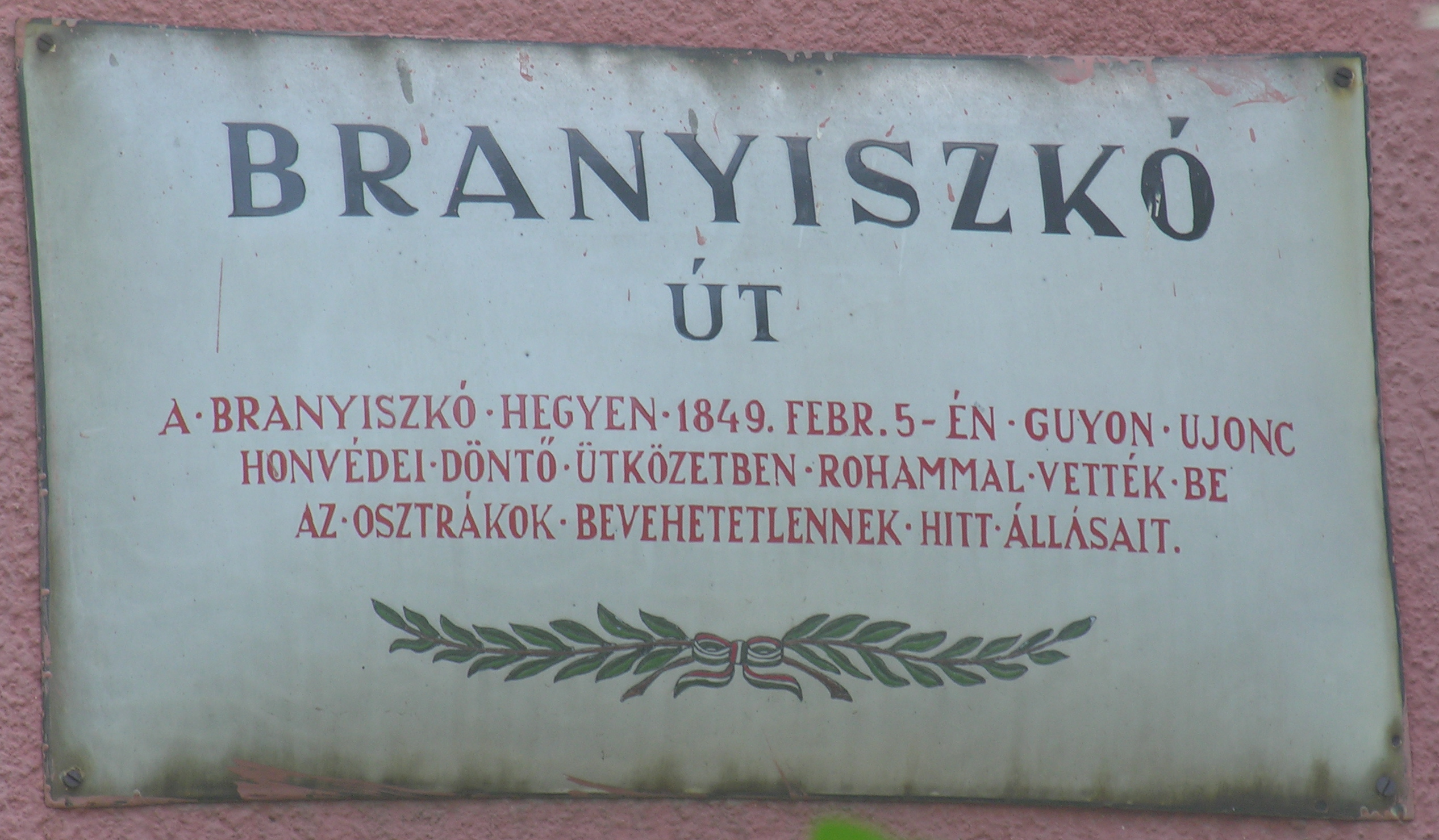
Branyiszkói ütközet, Branyiszkó út 5.
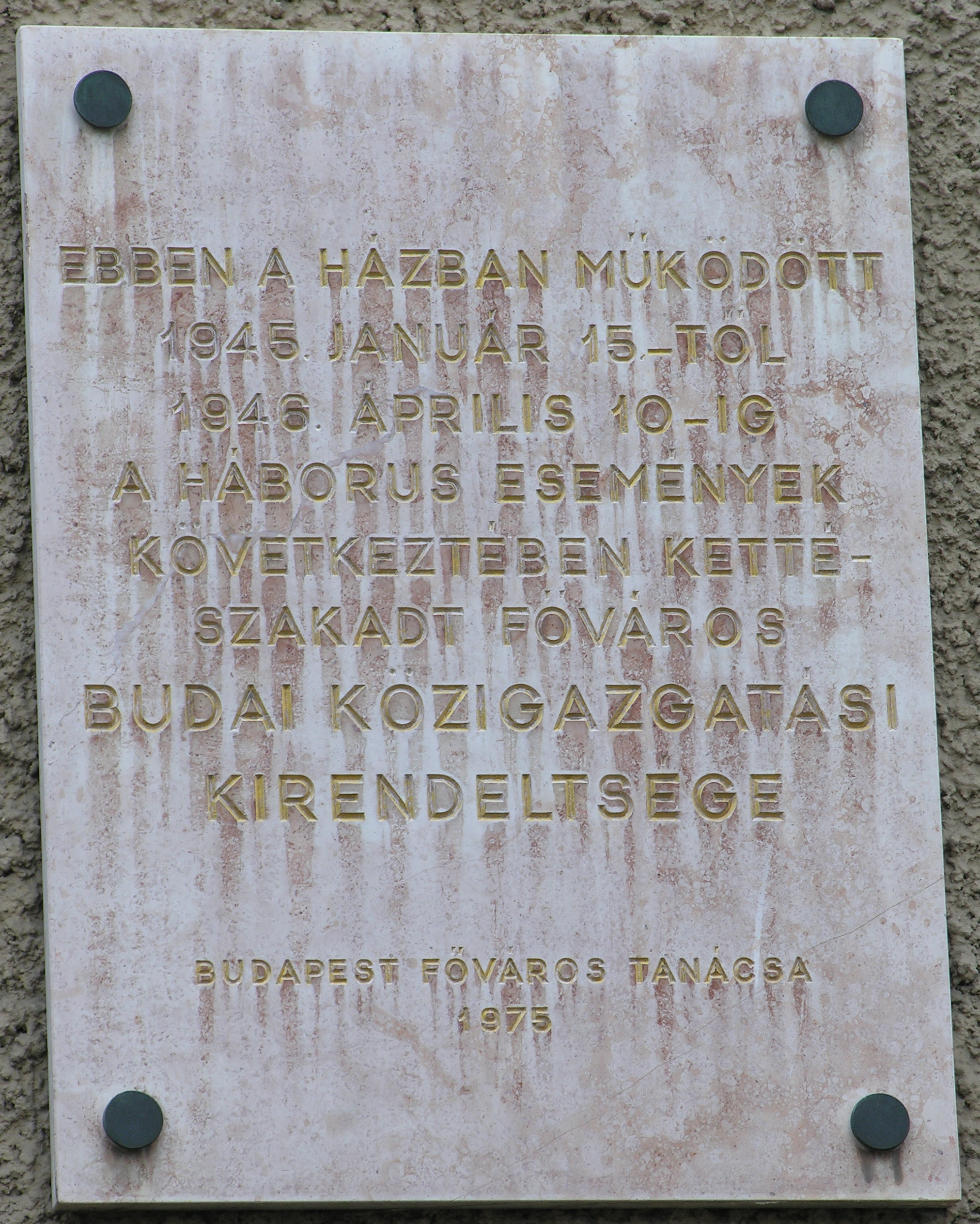
Budai Közigazgatási Kirendeltség, Tárogató út 2–4.
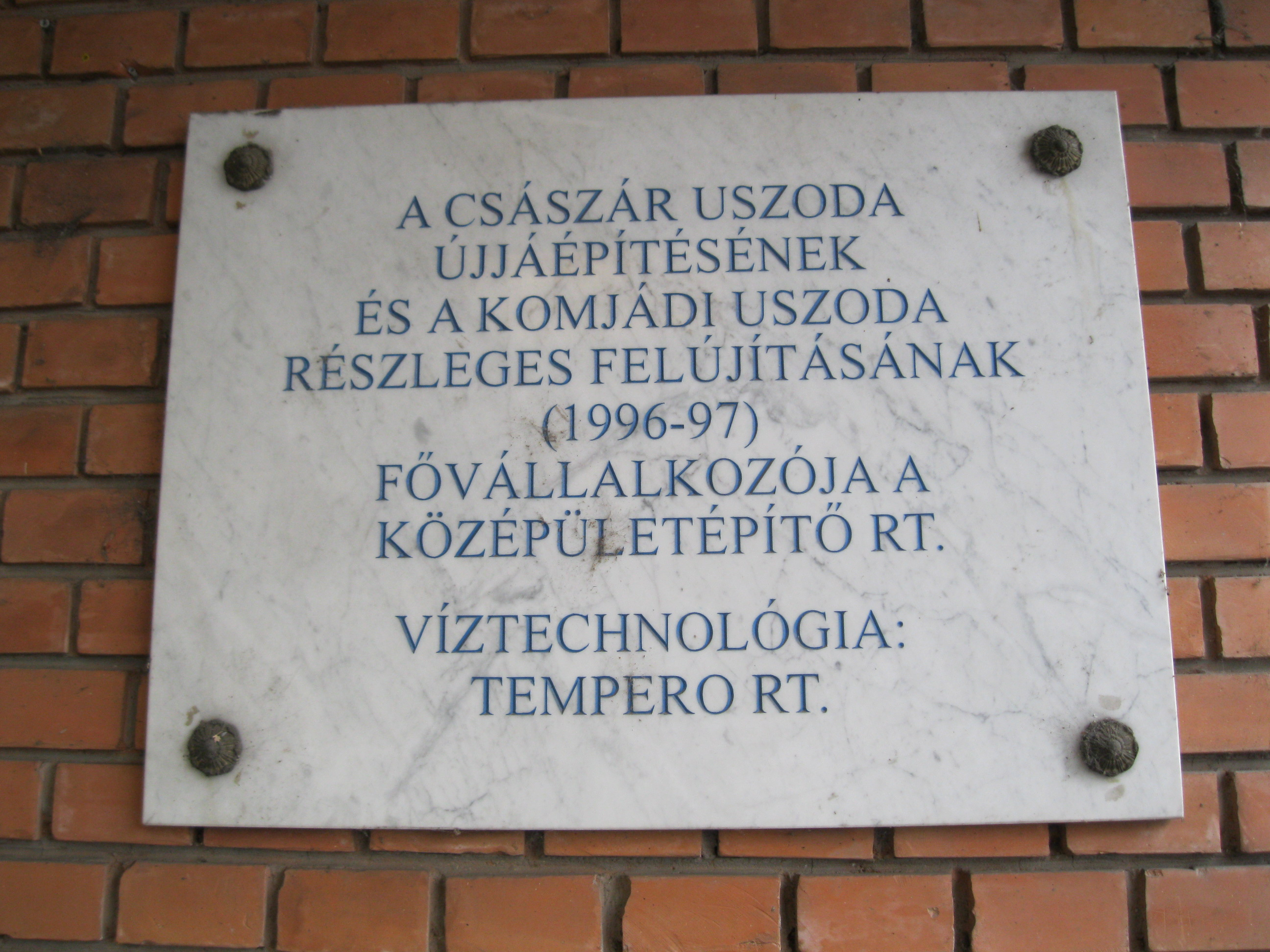
Császár-Komjádi Béla Sportuszoda újjáépítése, Árpád fejedelem útja 8.
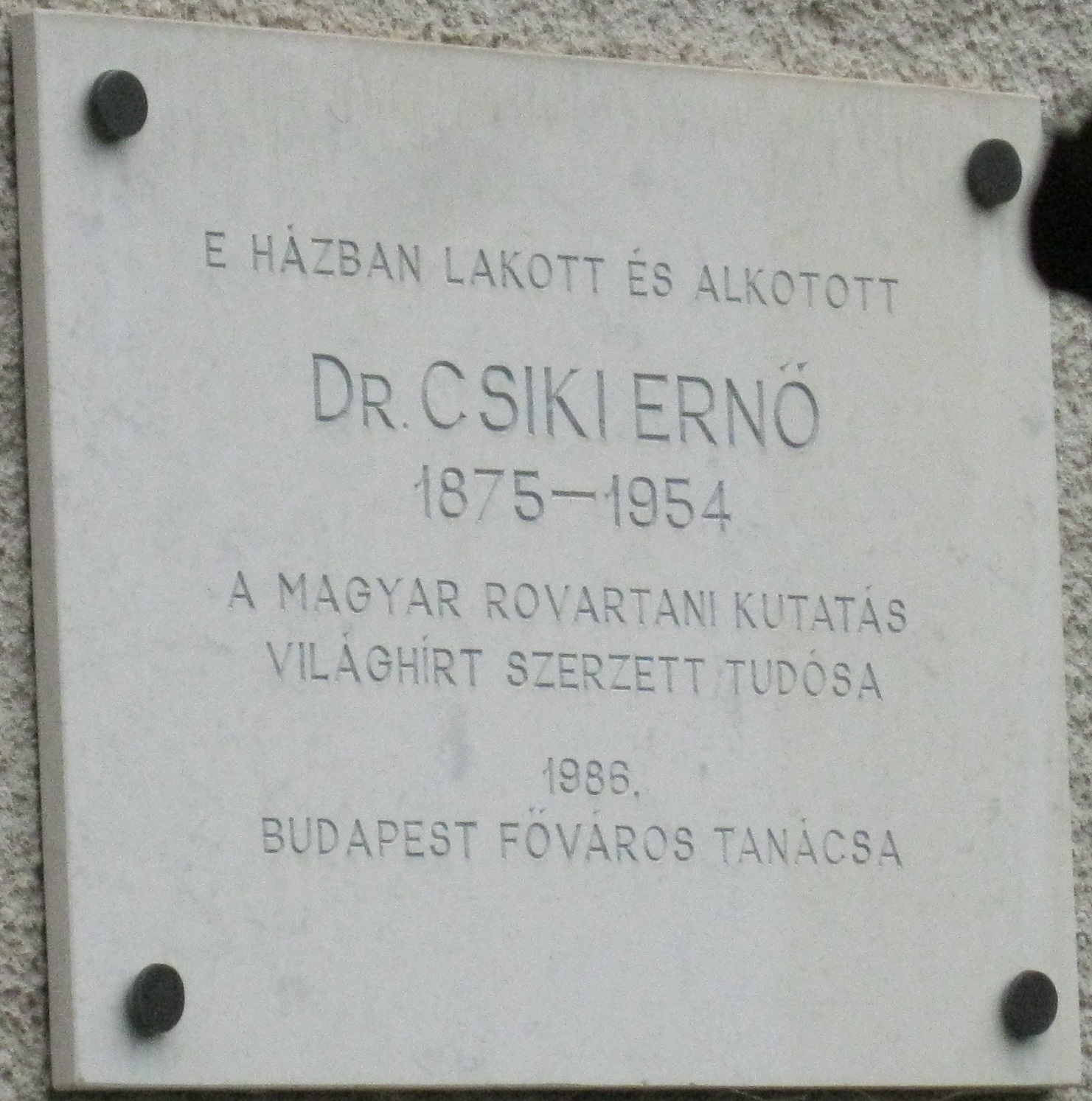
Csiki Ernő, Bogár utca 3.
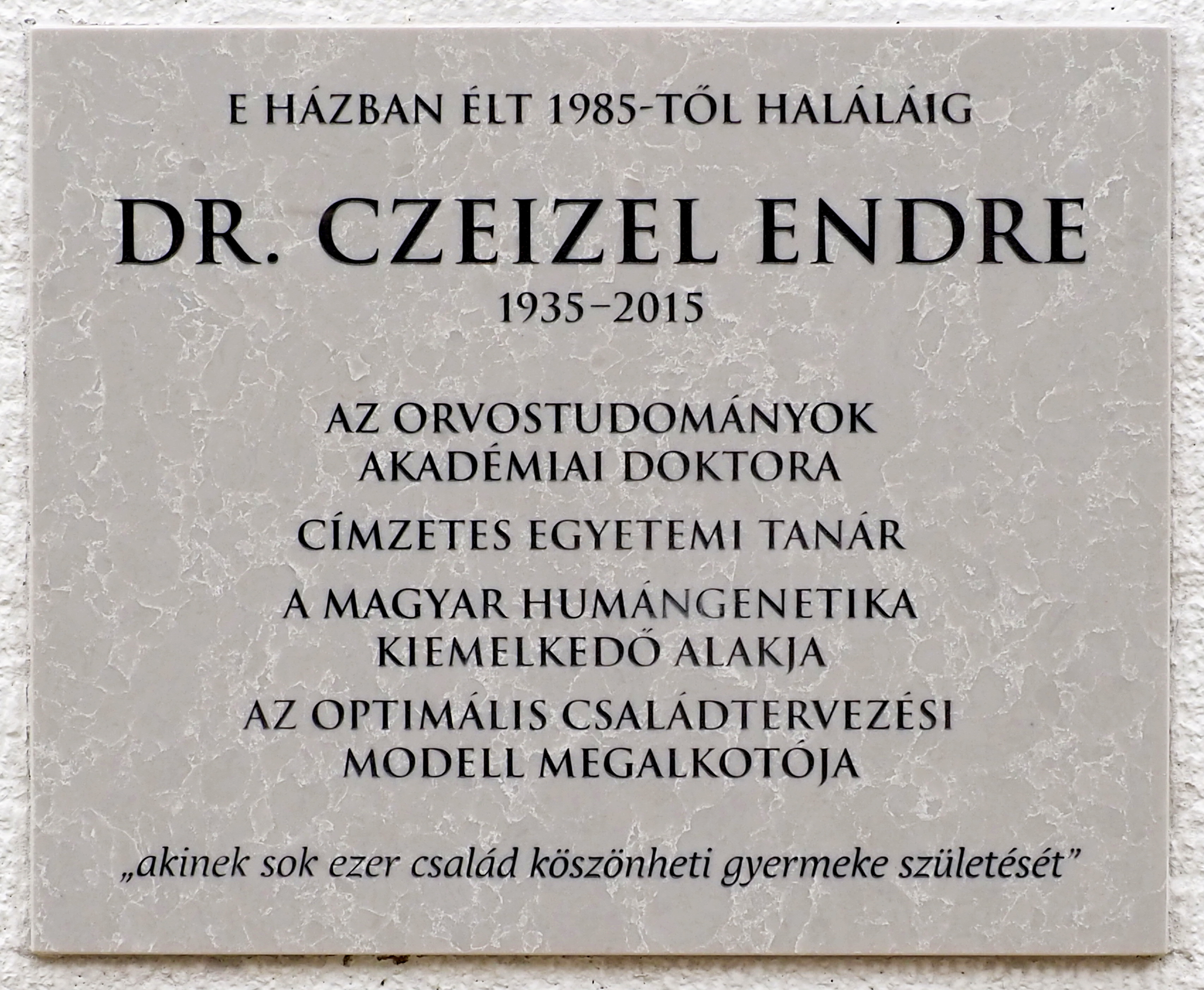
Czeizel Endre , Törökvész lejtő 32.
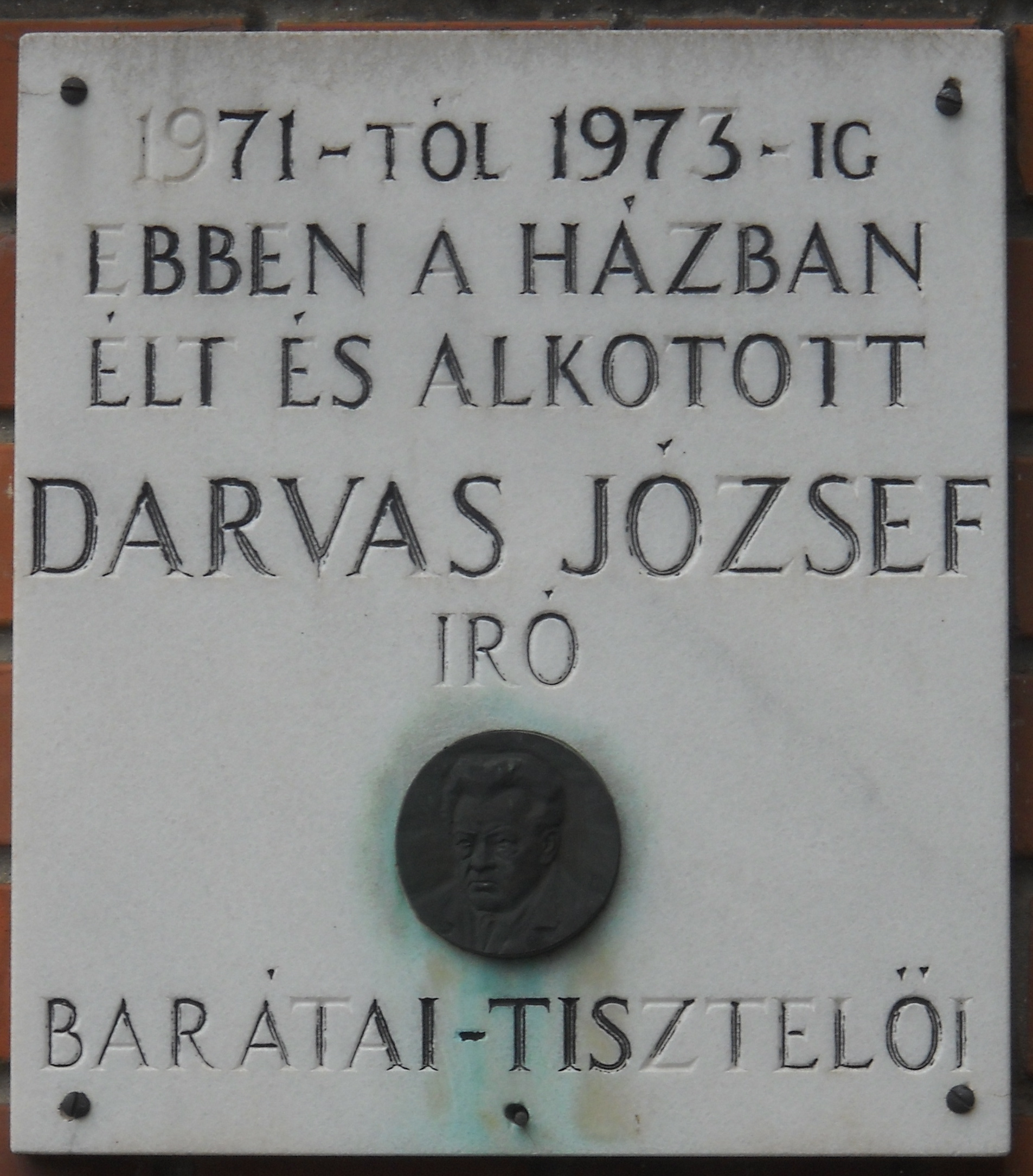
Darvas József, Lipótmezei út 8/a
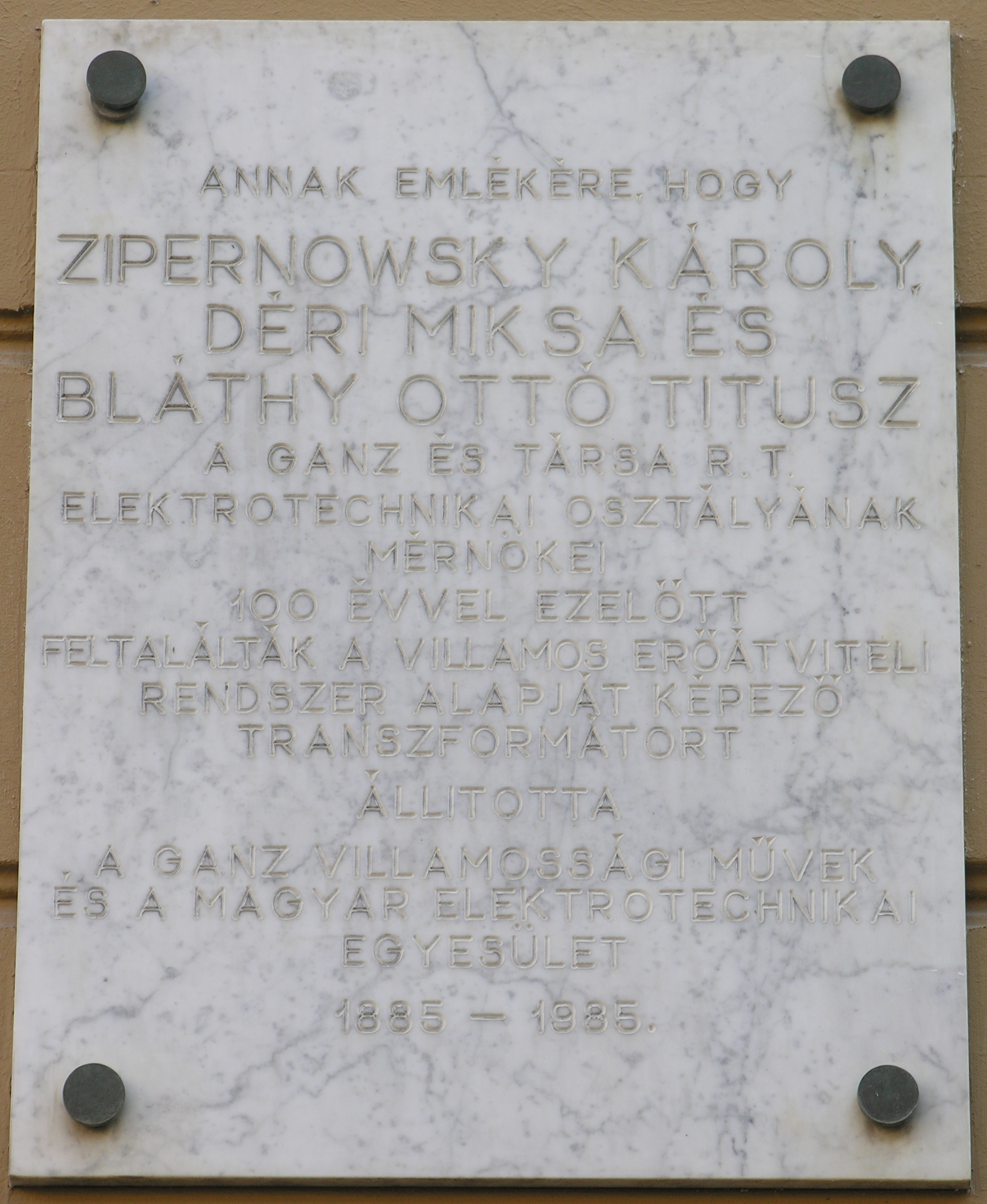
Déri Miksa, Lövőház utca 39.
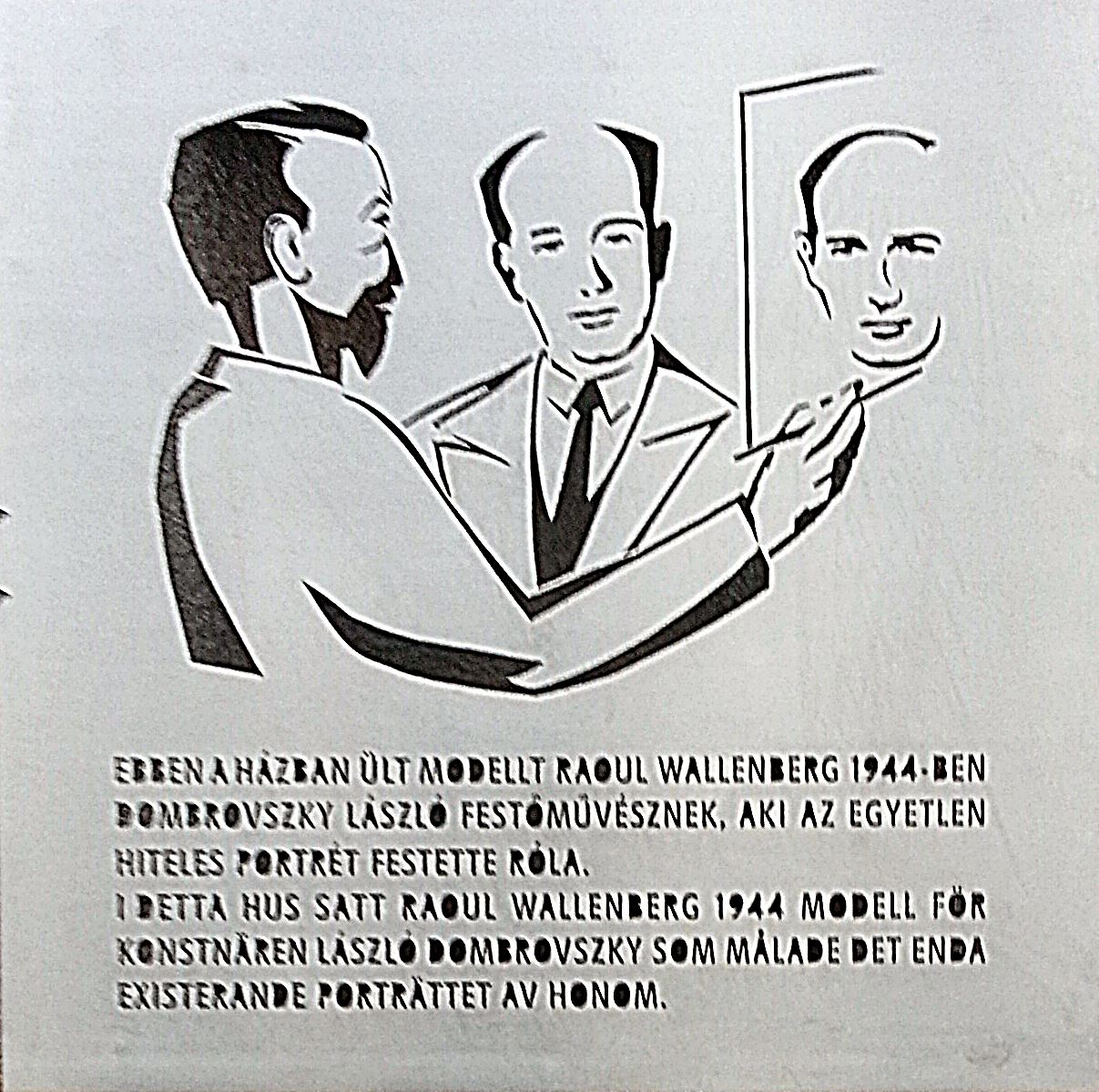
Dombrovszky László, Keleti Károly utca 26.
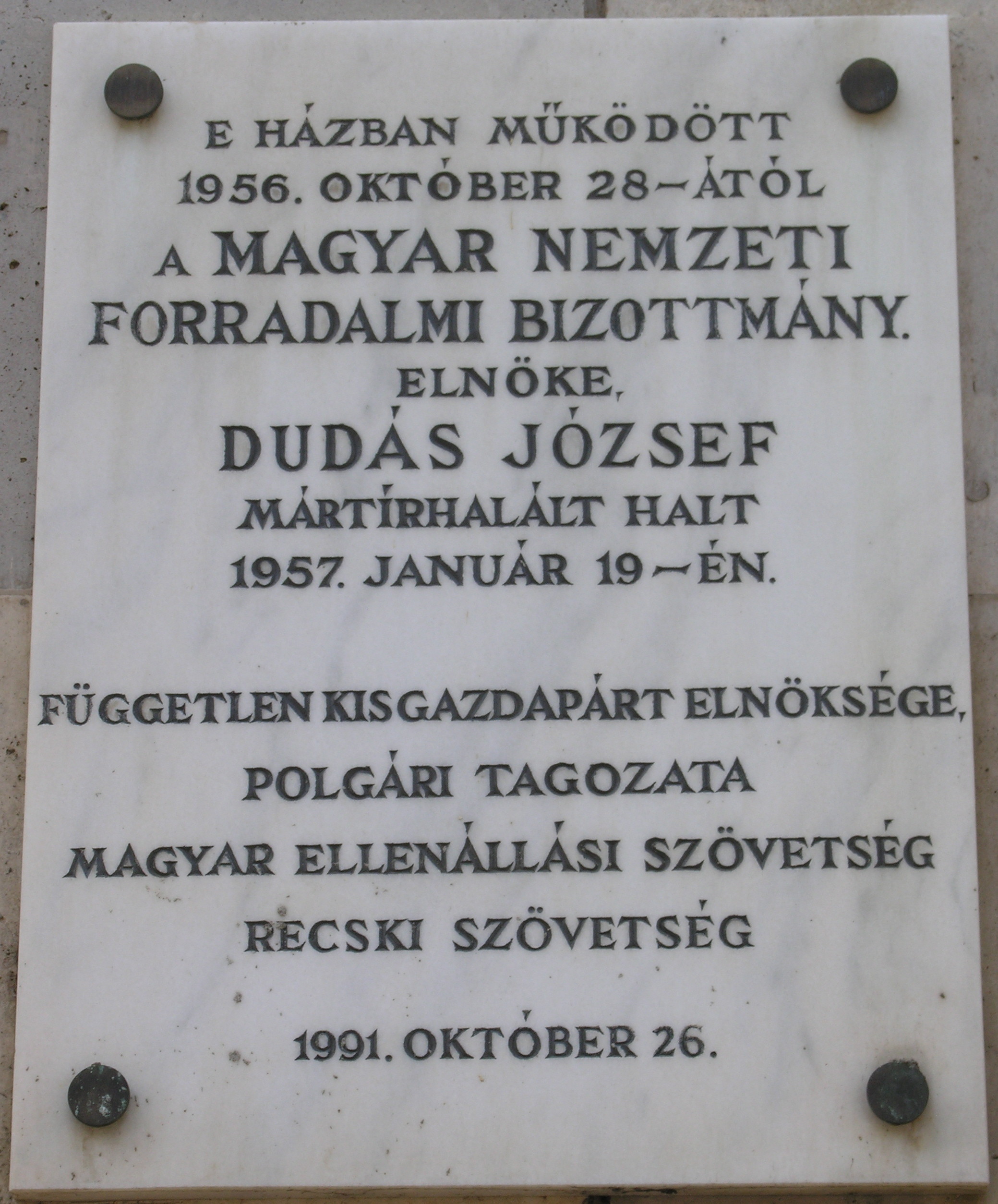
Dudás József, Frankel Leó út 38–40.
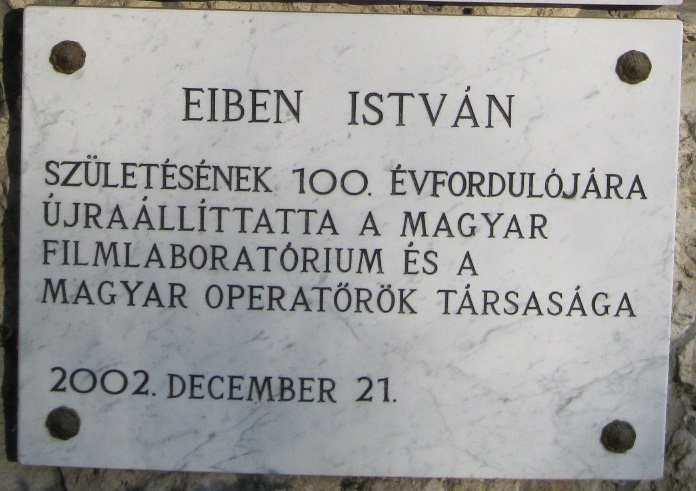
Eiben István, Budakeszi út 51.
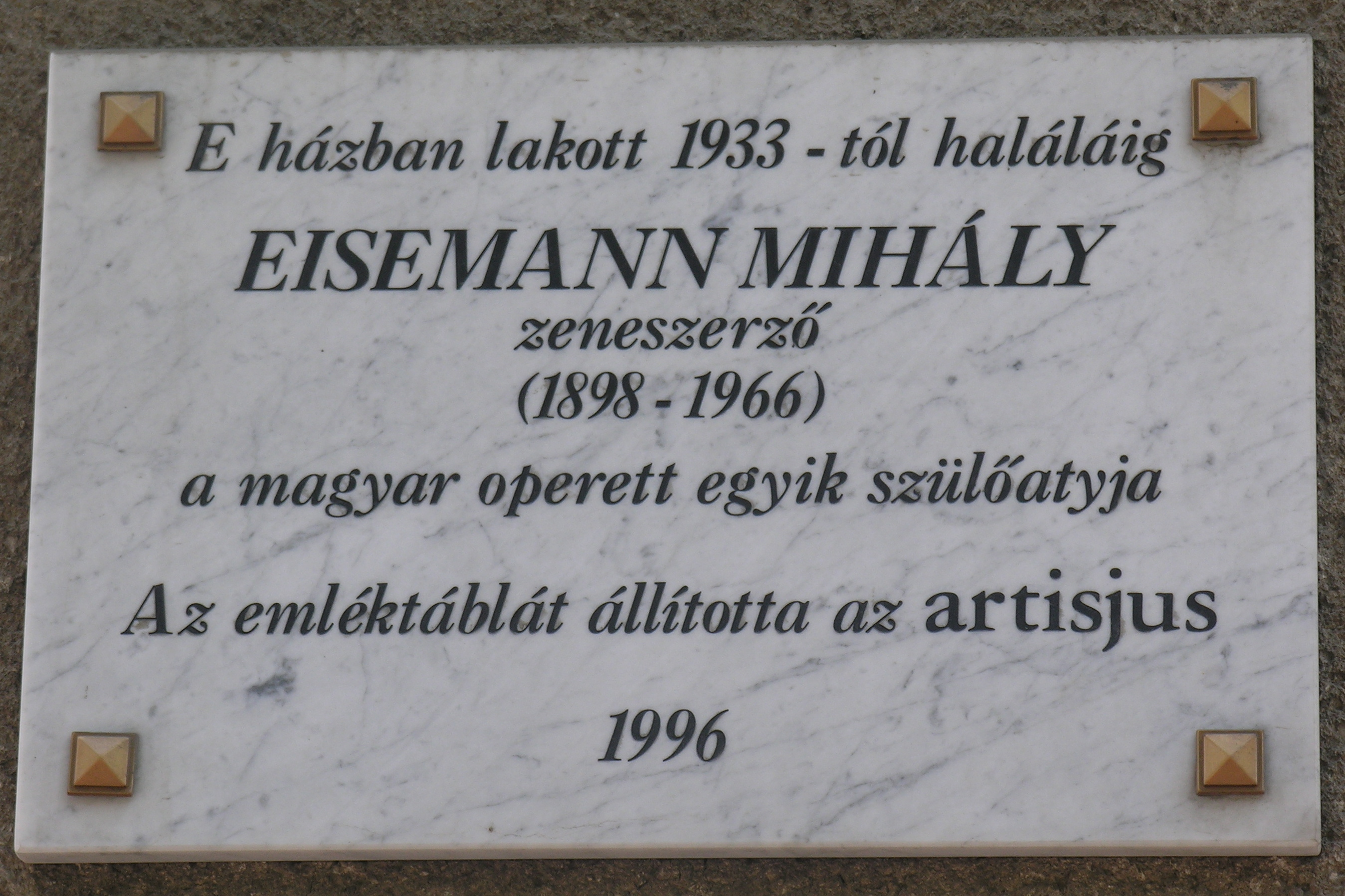
Eisemann Mihály, Bimbó út 3.
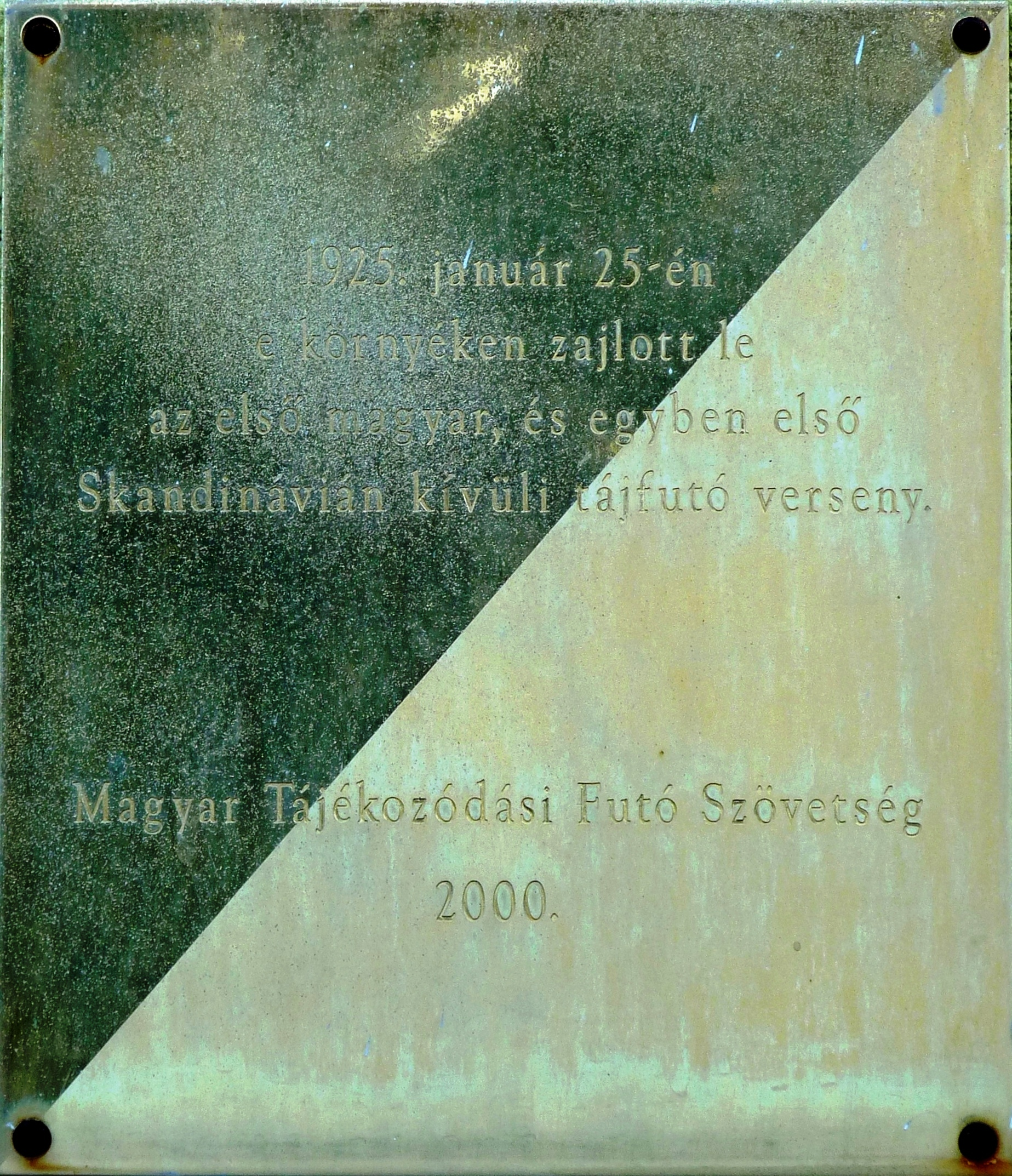
Első tájfutóverseny Hűvösvölgyi út
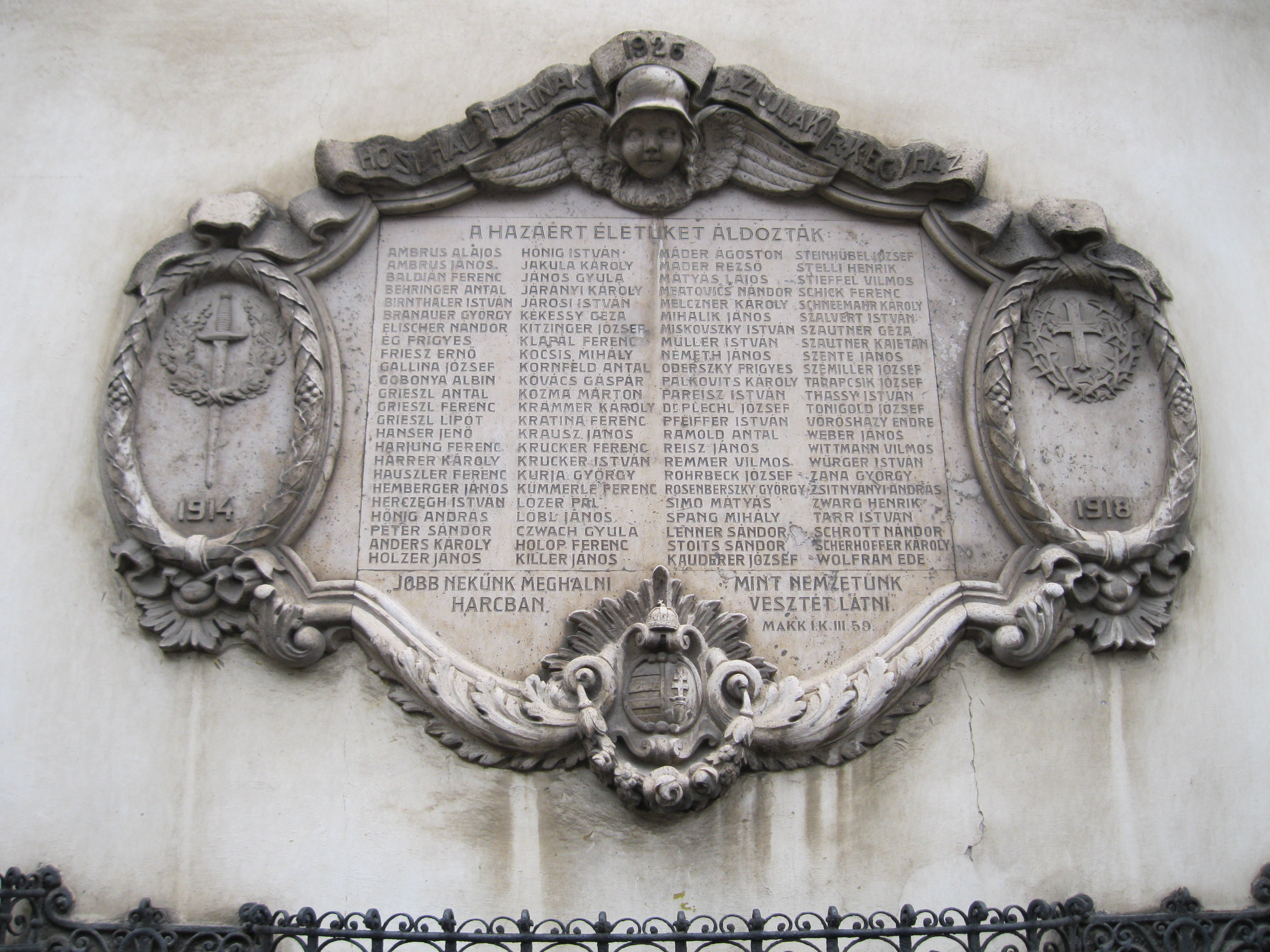
Első világháborús áldozatok, Bécsi út 34.
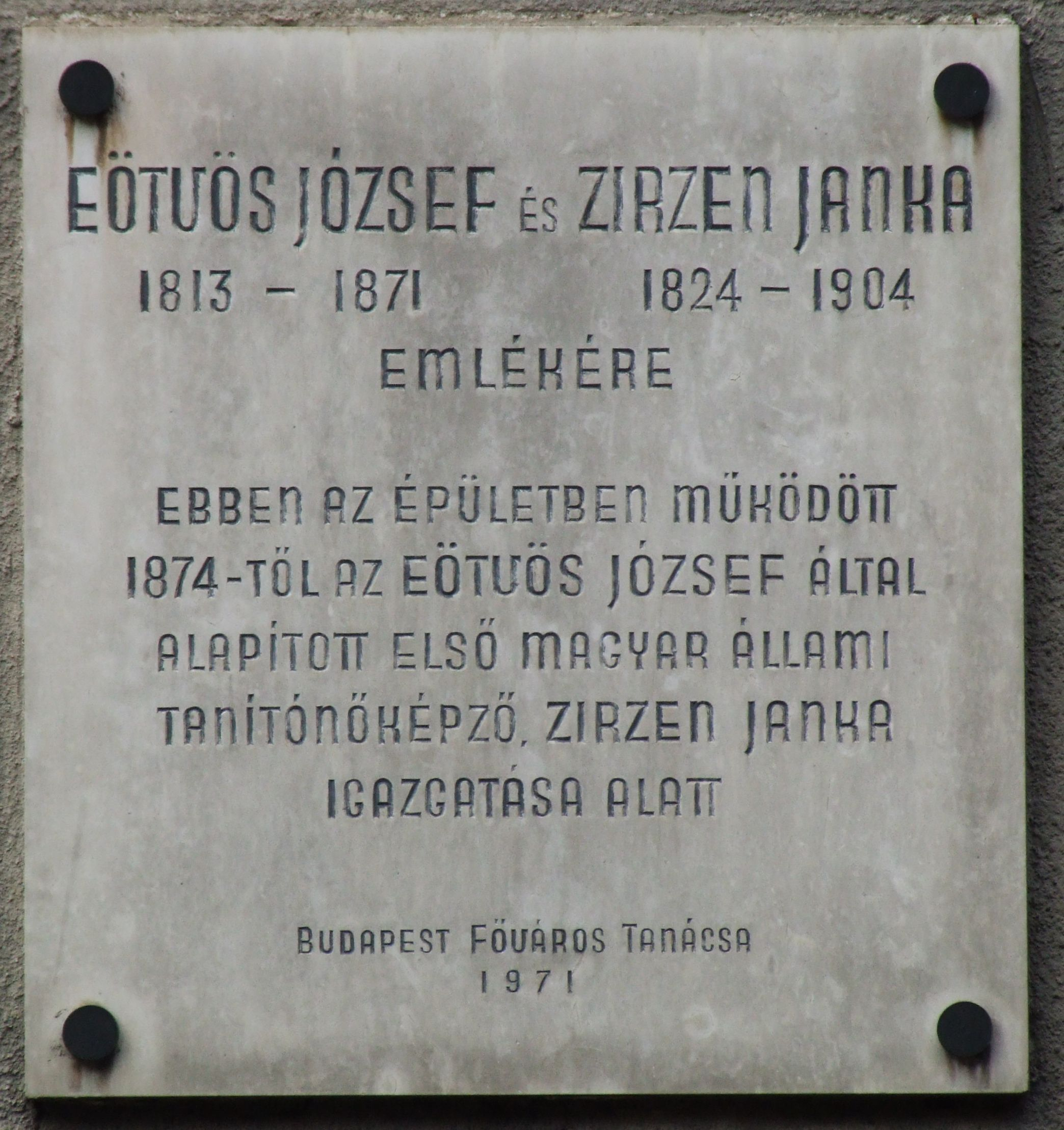
Eötvös József Csalogány utca 43.
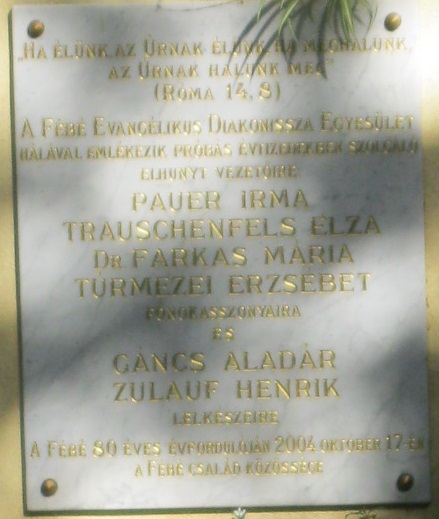
Fébé Egyesület, Hűvösvölgyi út 193.
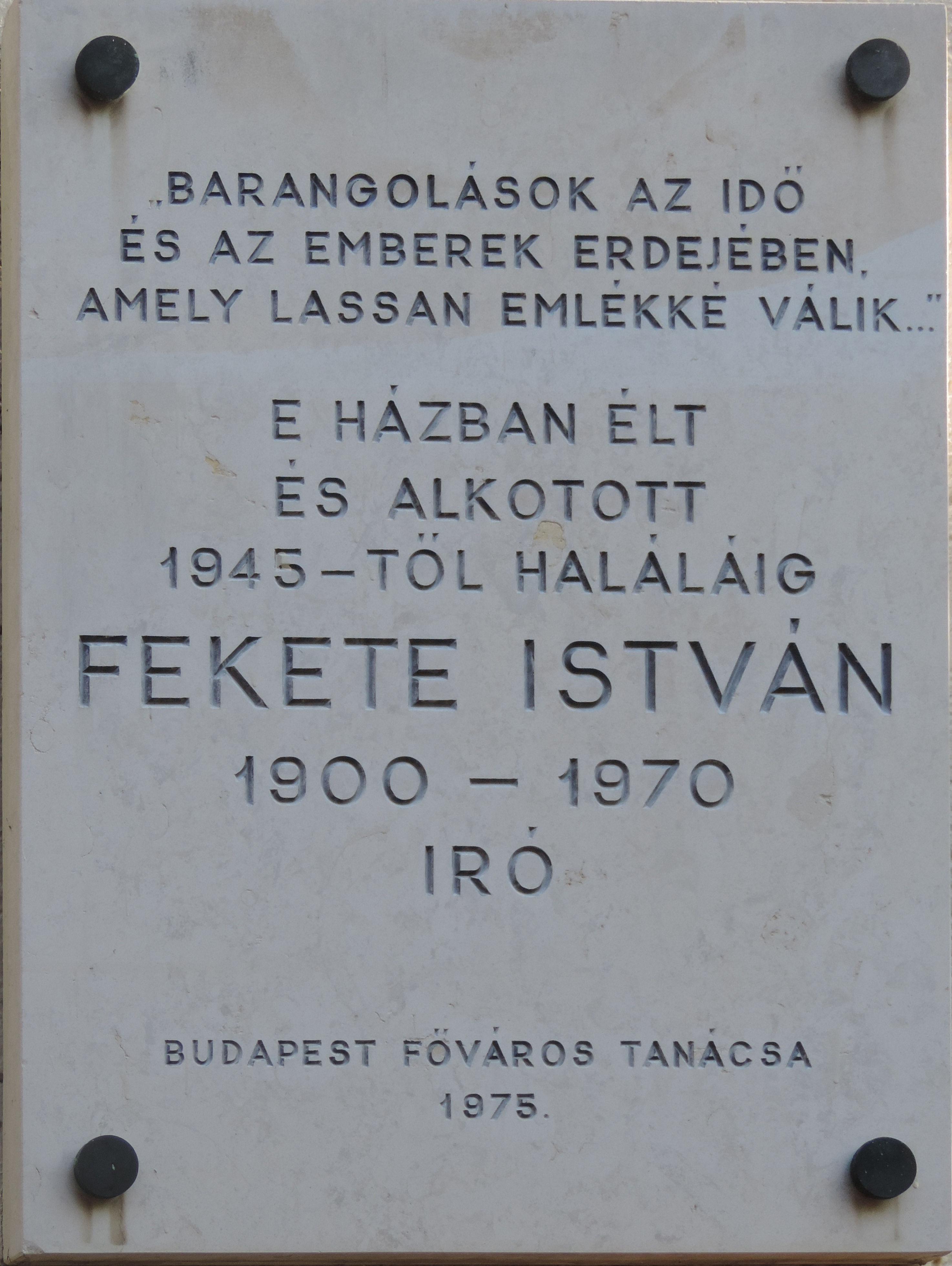
Fekete István, Tárogató út 77.
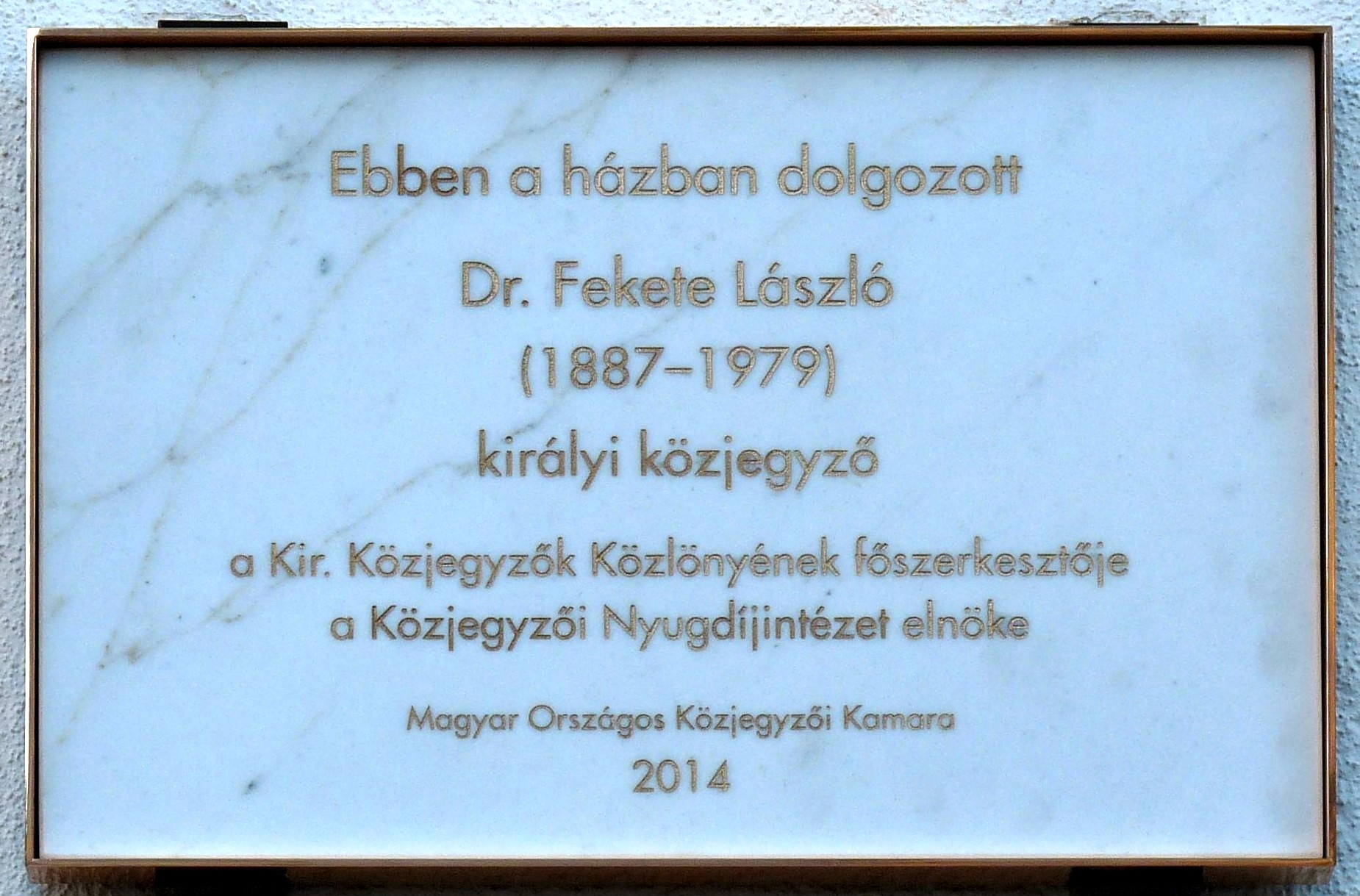
Fekete László, Tölgyfa utca 11.
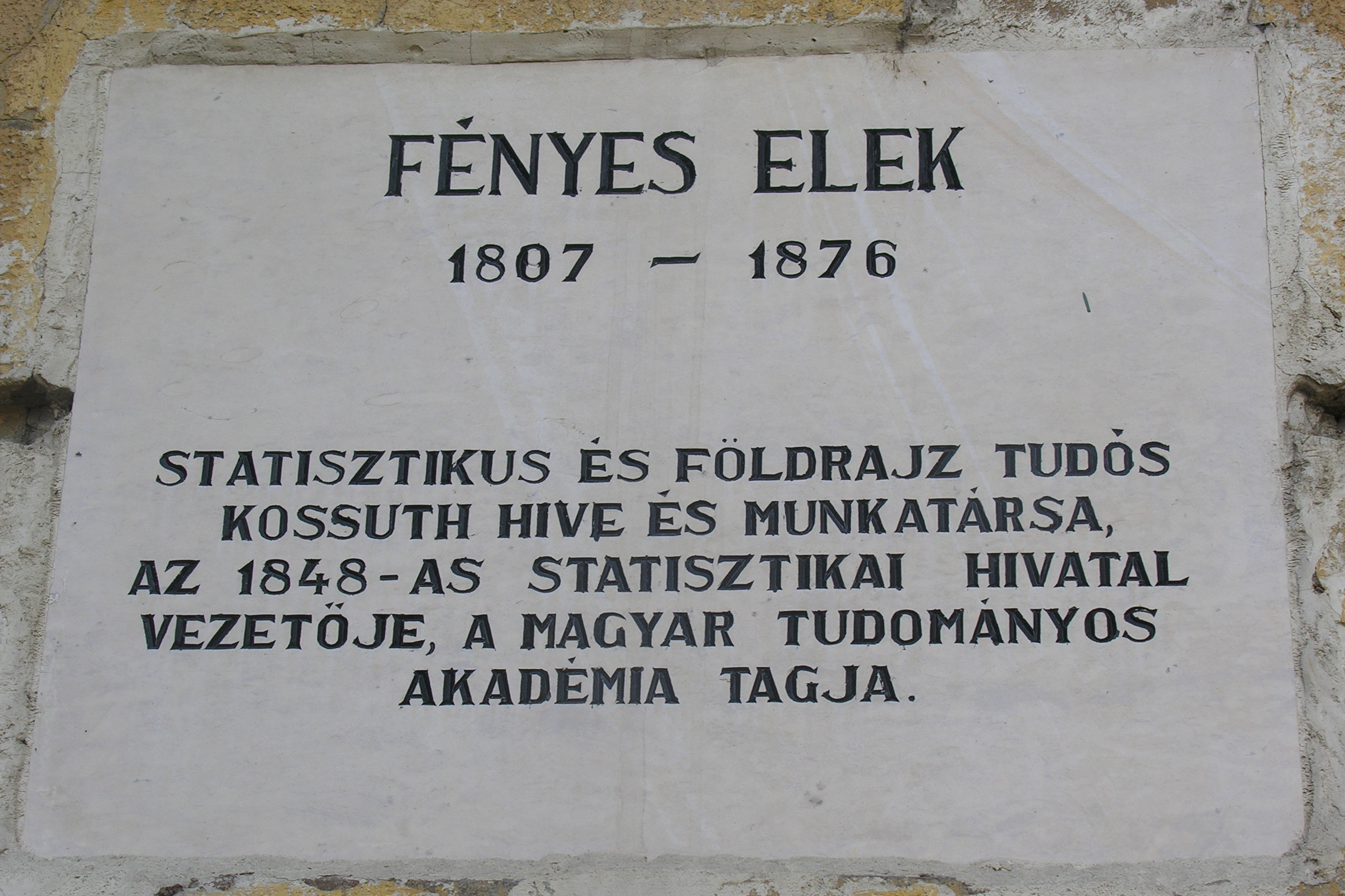
Fényes Elek, Fényes Elek utca 20.
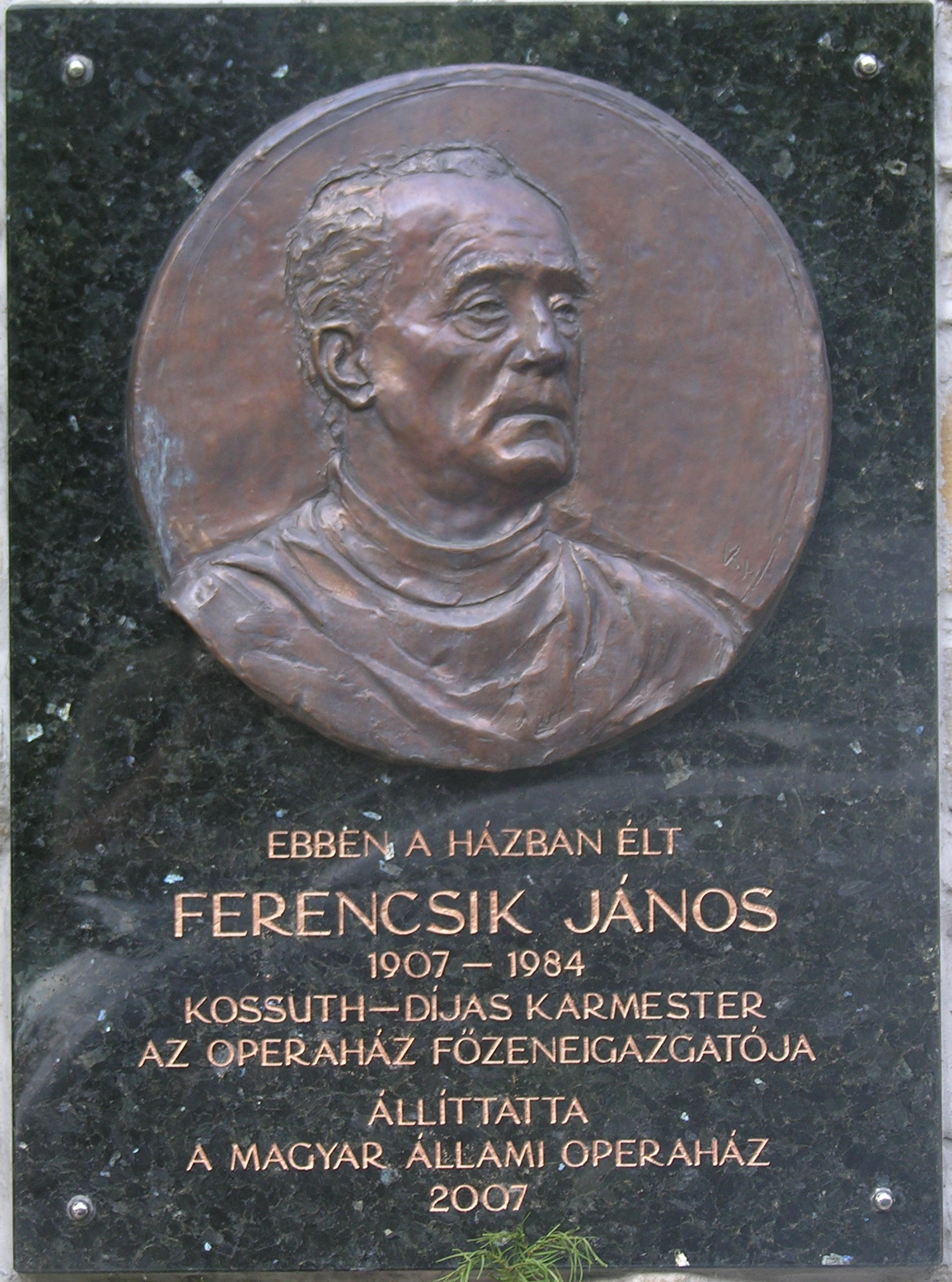
Ferencsik János, Csopaki utca 12.
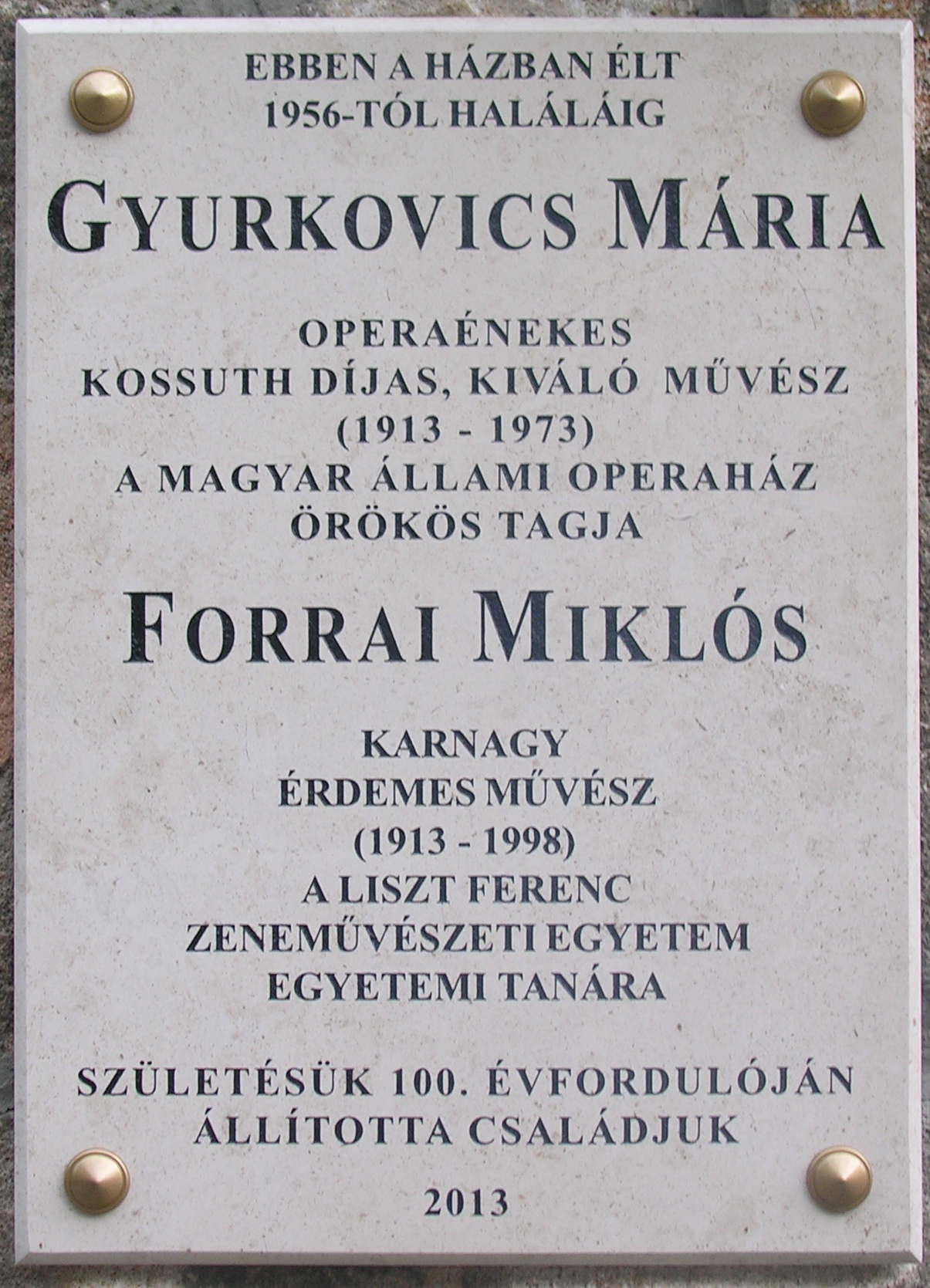
Forrai Miklós és Gyurkovics Mária, Budenz út 18.
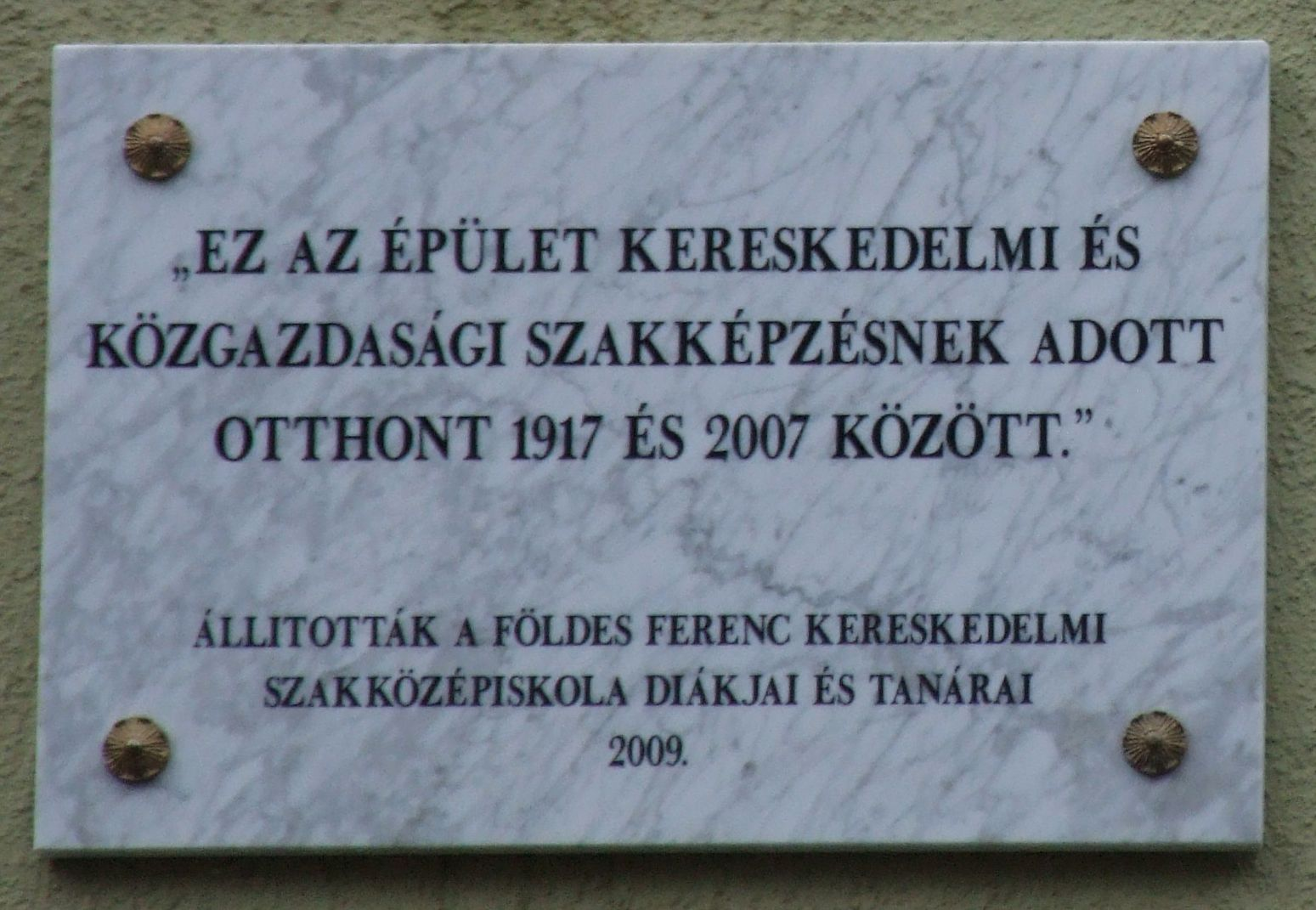
Földes Ferenc Szakközépiskola Jurányi utca 3.
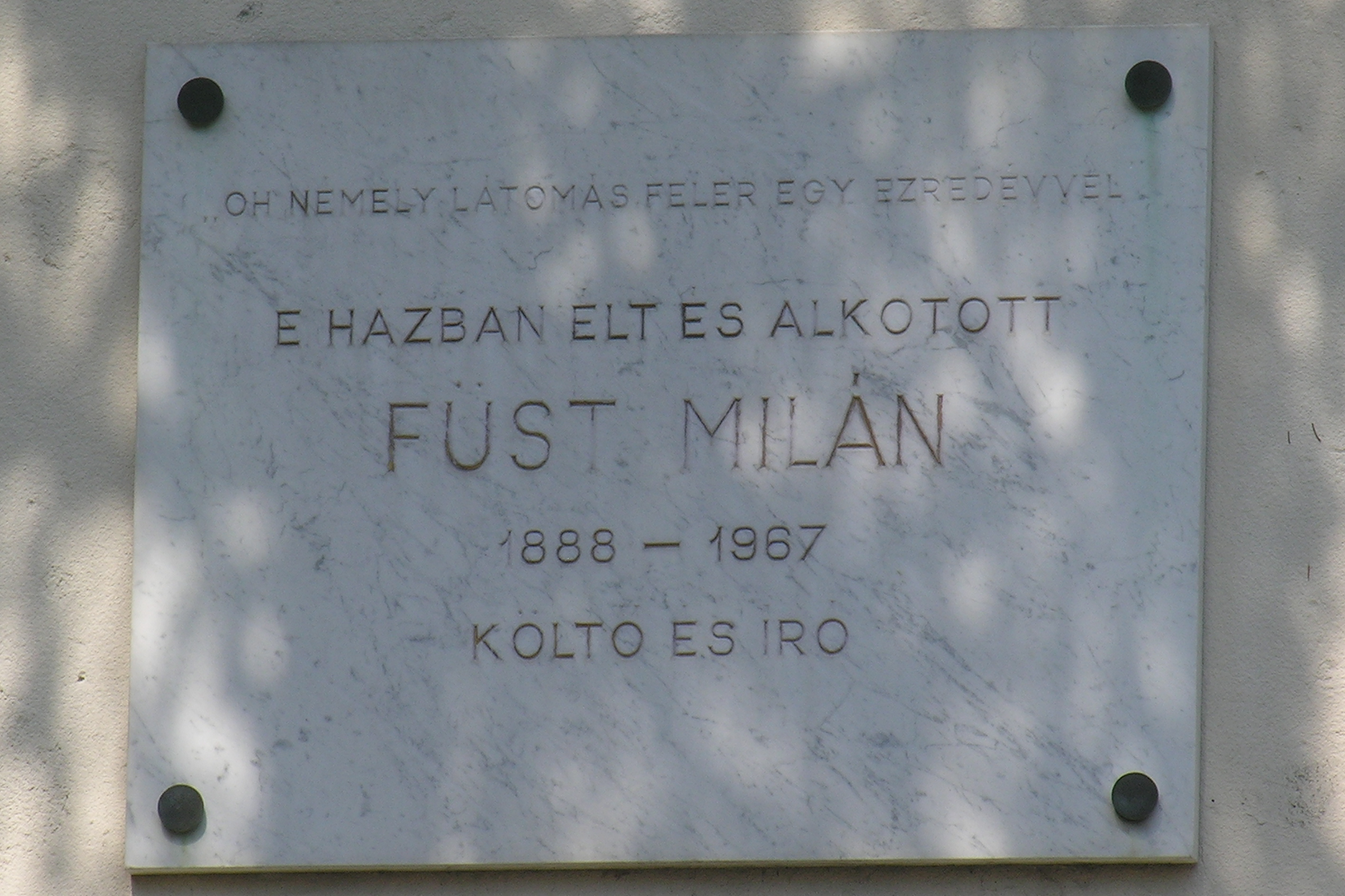
Füst Milán, Hankóczy Jenő utca 17.
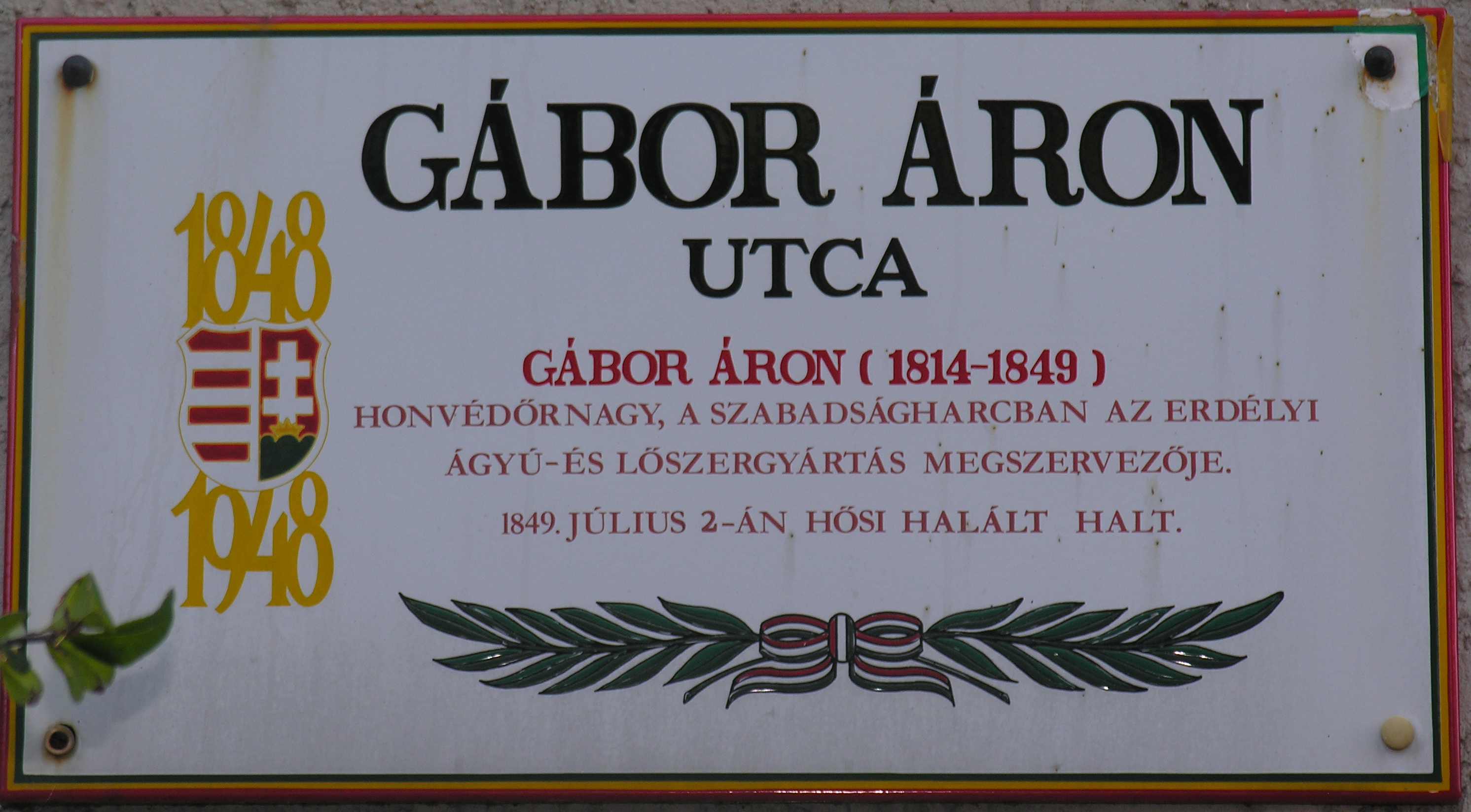
Gábor Áron, Gábor Áron utca 11.
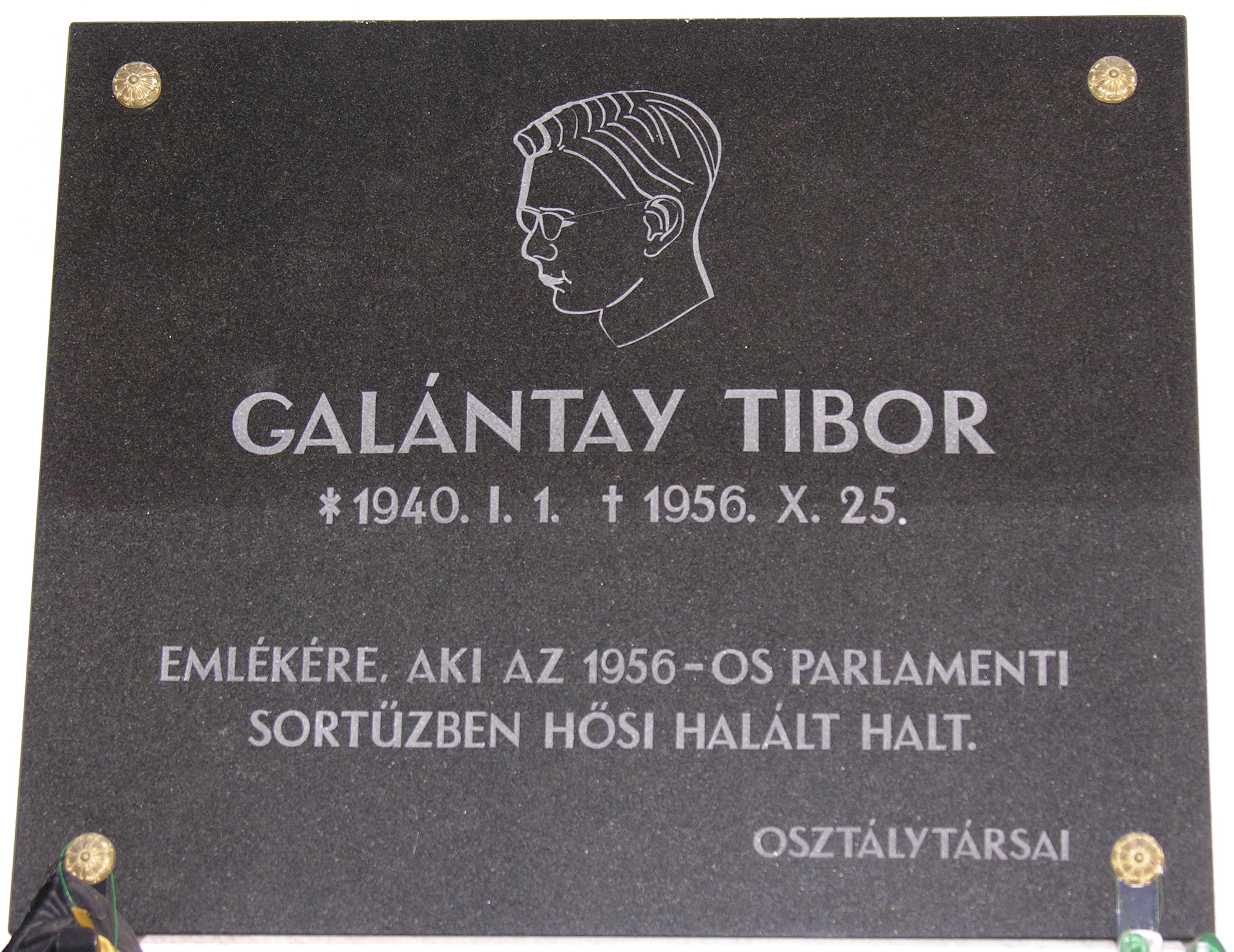
Galántay Tibor, Keleti Károly utca 37.
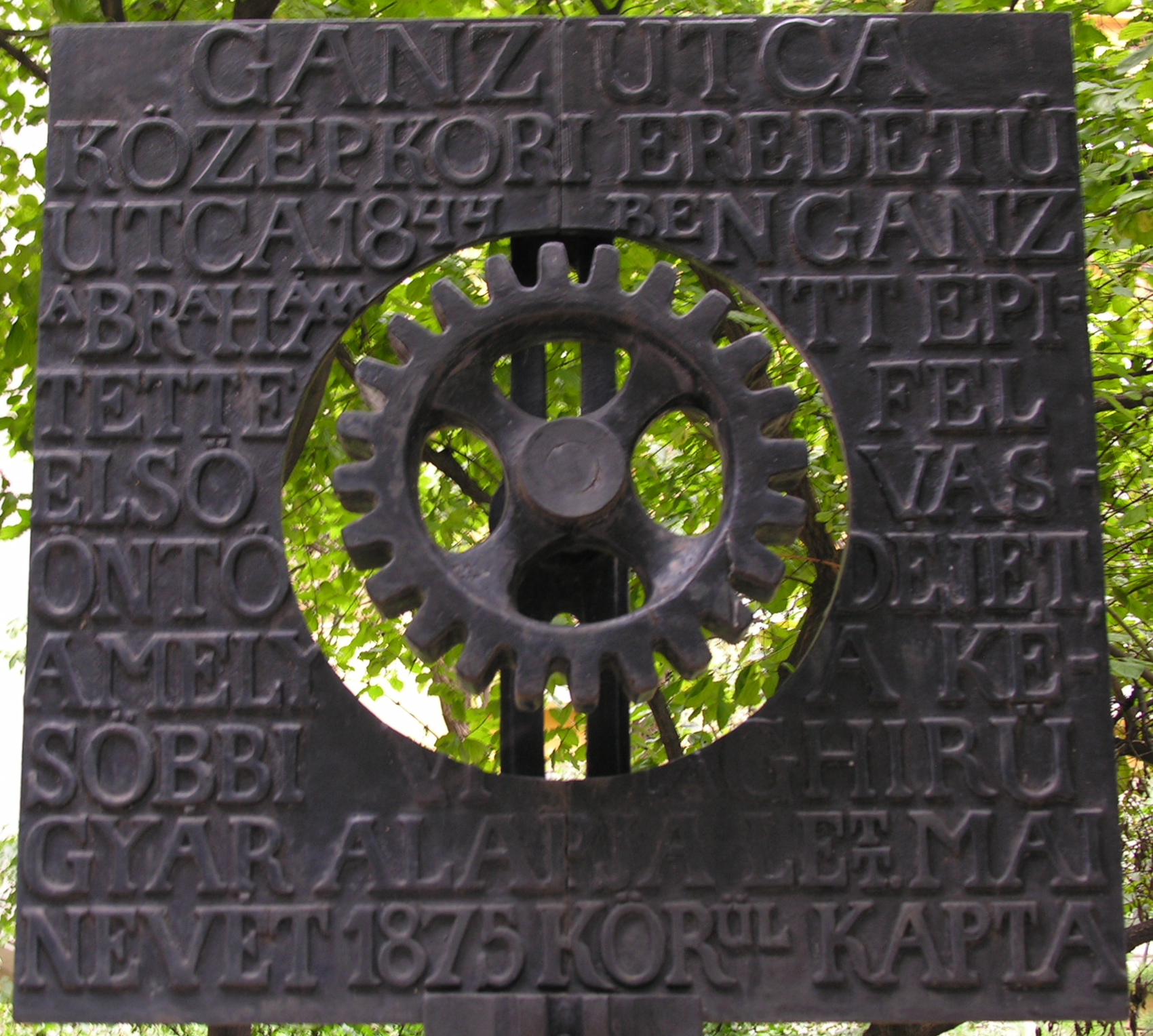
Ganz Ábrahám és Ganz Vasöntöde Ganz utca 5.
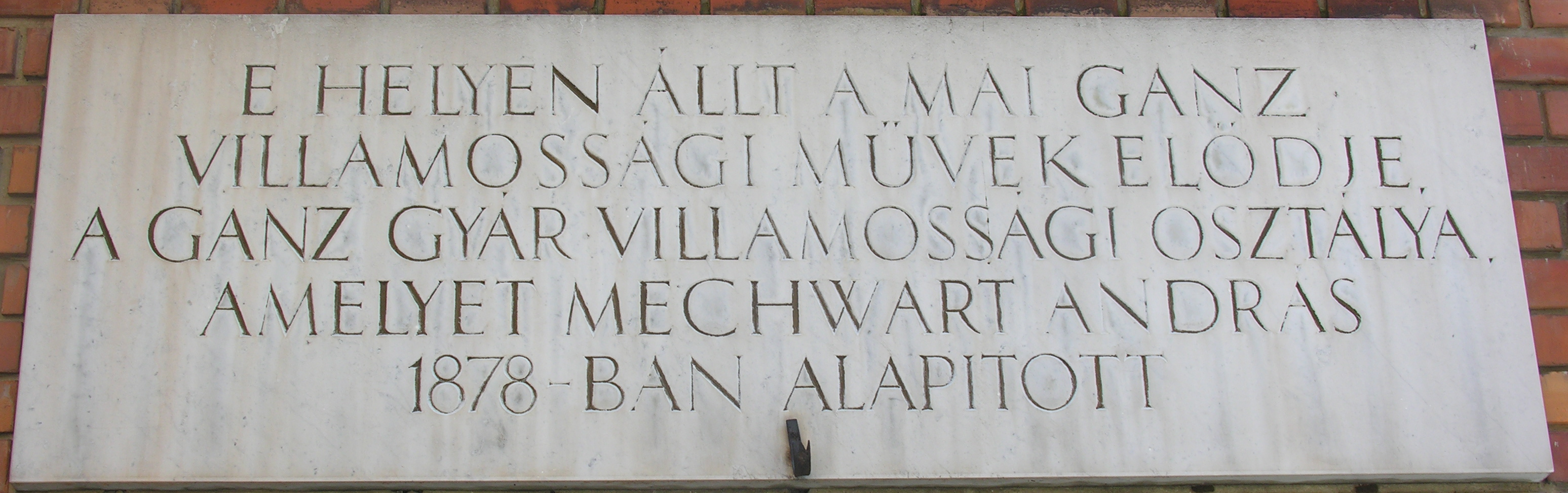
Ganz gyár villamossági osztálya Kacsa utca 18.
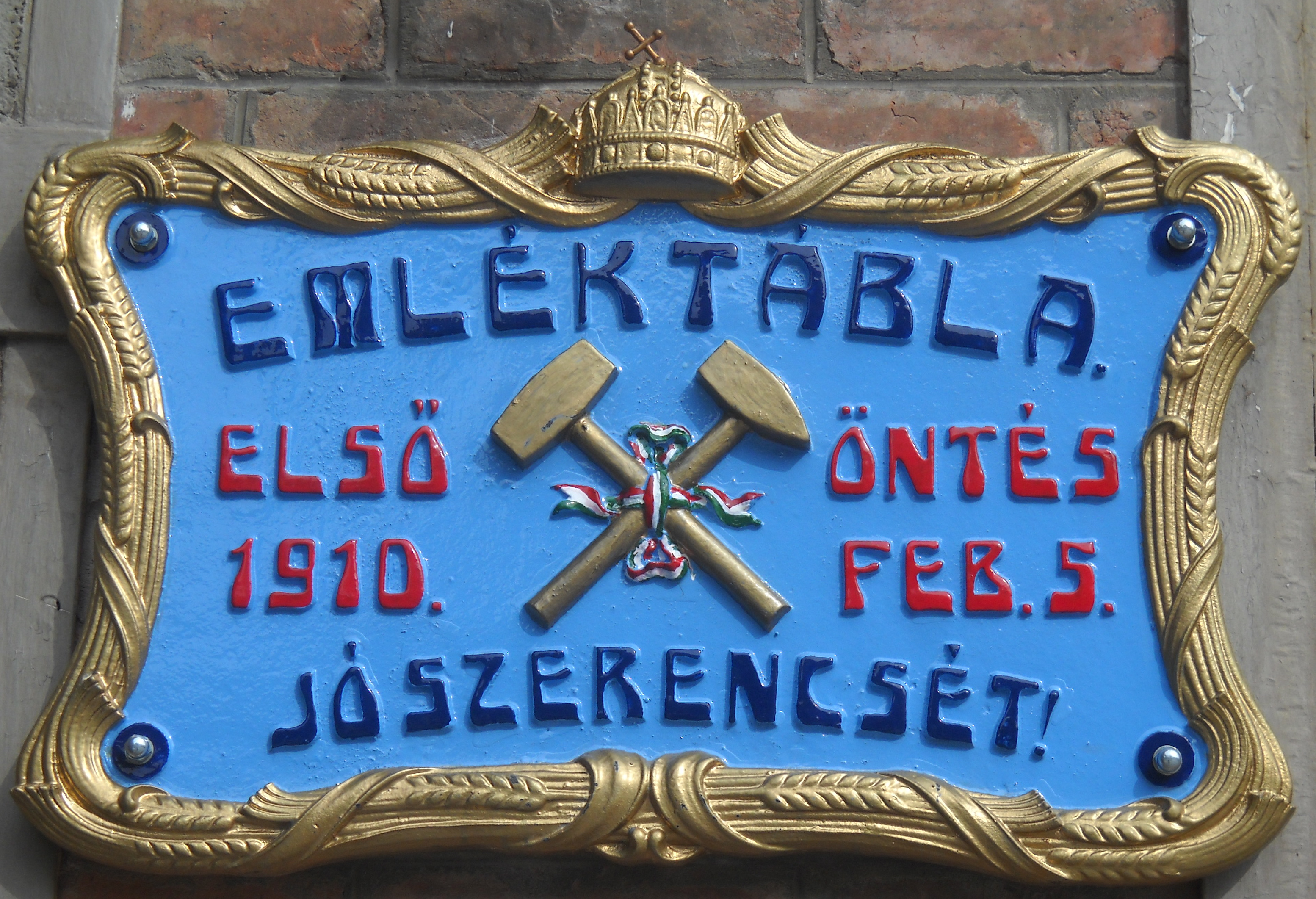
Ganz gyár - első öntés Fény utca 20–22.
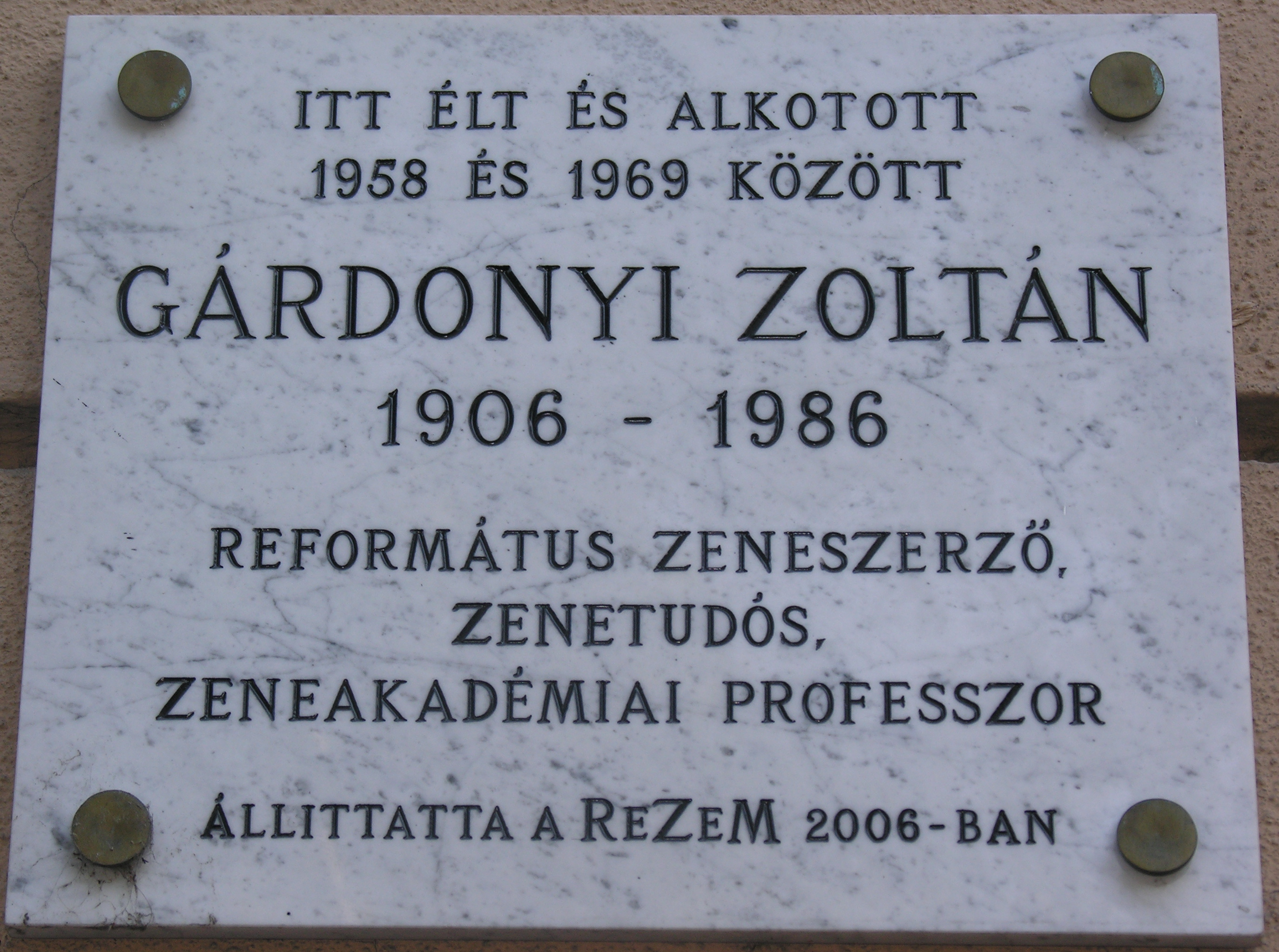
Gárdonyi Zoltán, Szilágyi Erzsébet fasor 13–15.
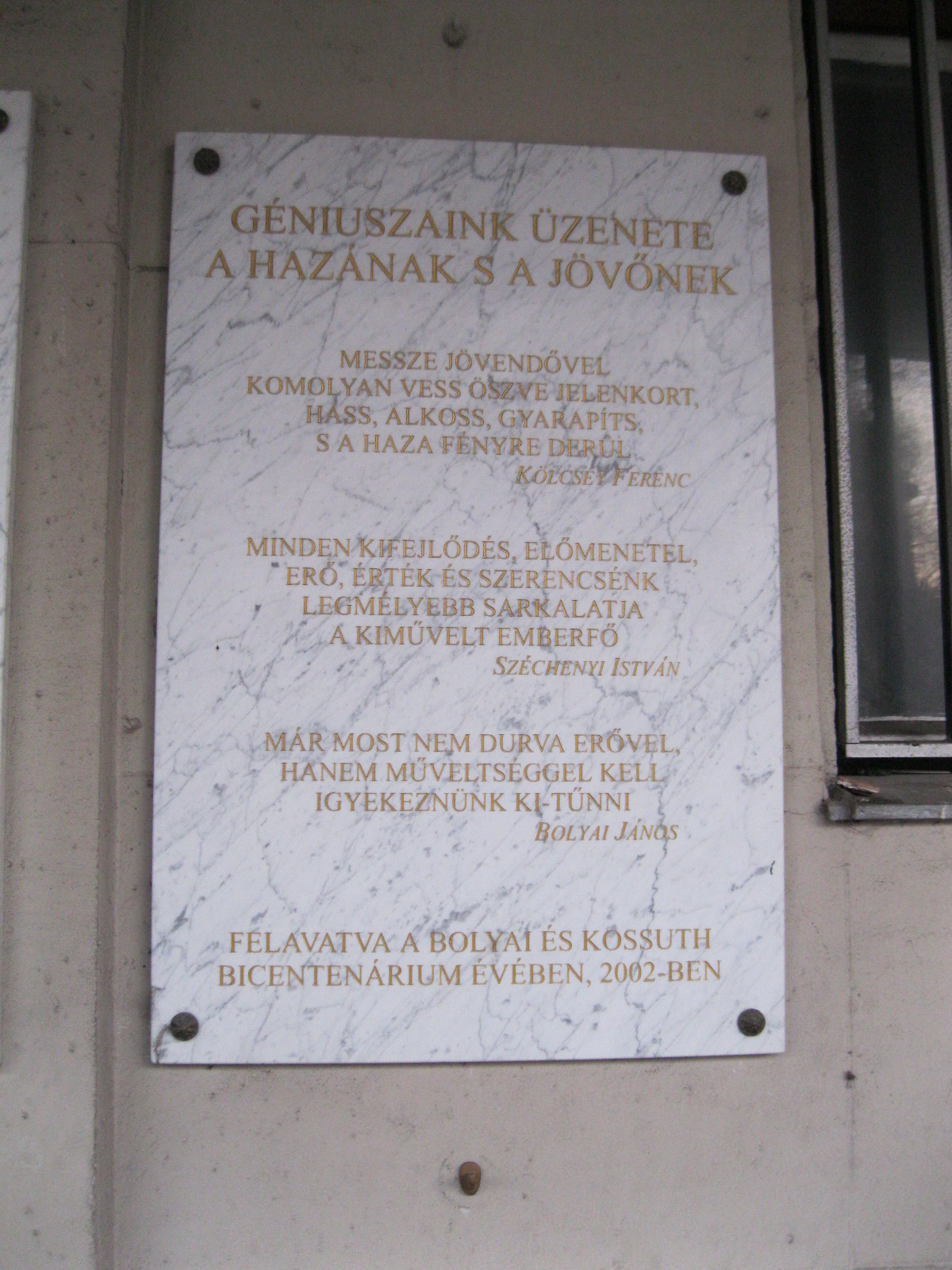
géniuszaink üzenete, Nagy Imre tér 3.
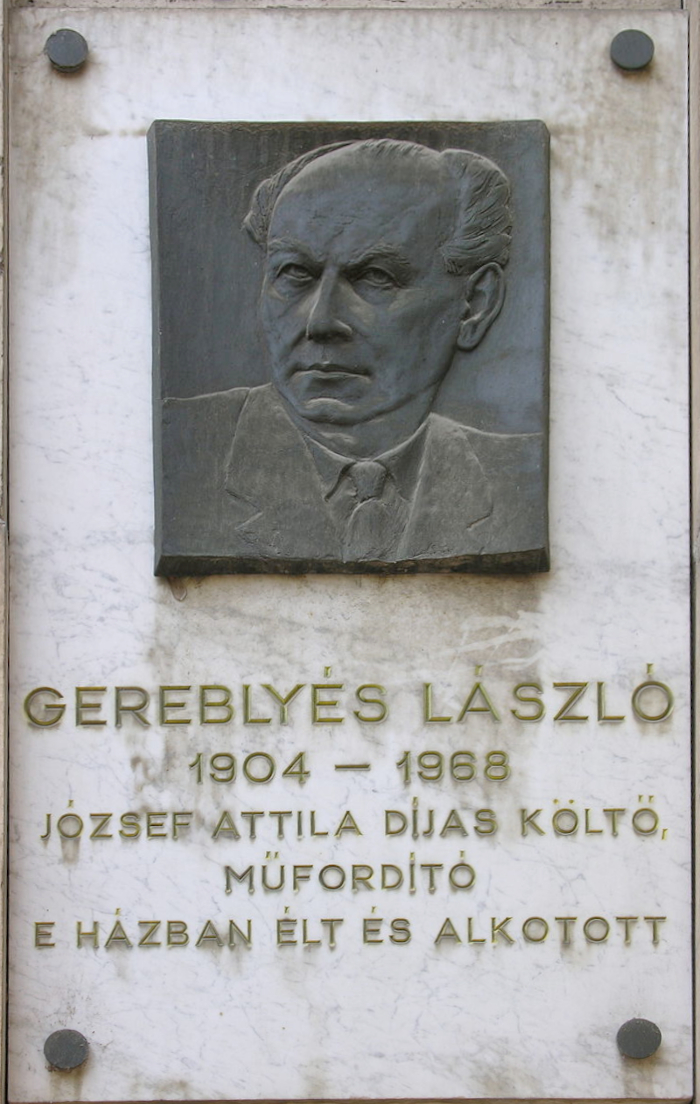
Gereblyés László, Frankel Leó út 96. alkotó: Domonkos Béla
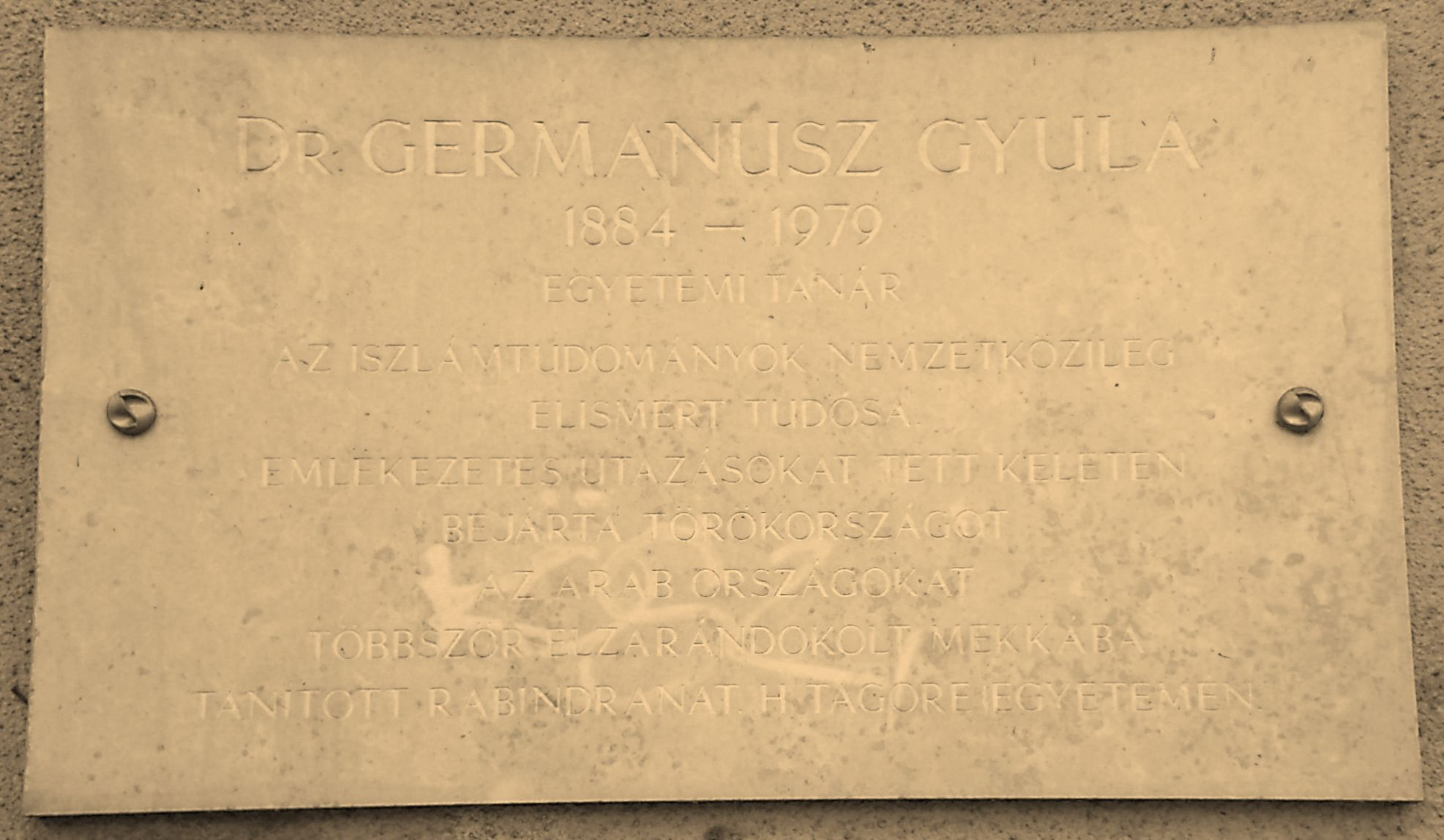
Germanus Gyula, Árpád fejedelem útja 1.
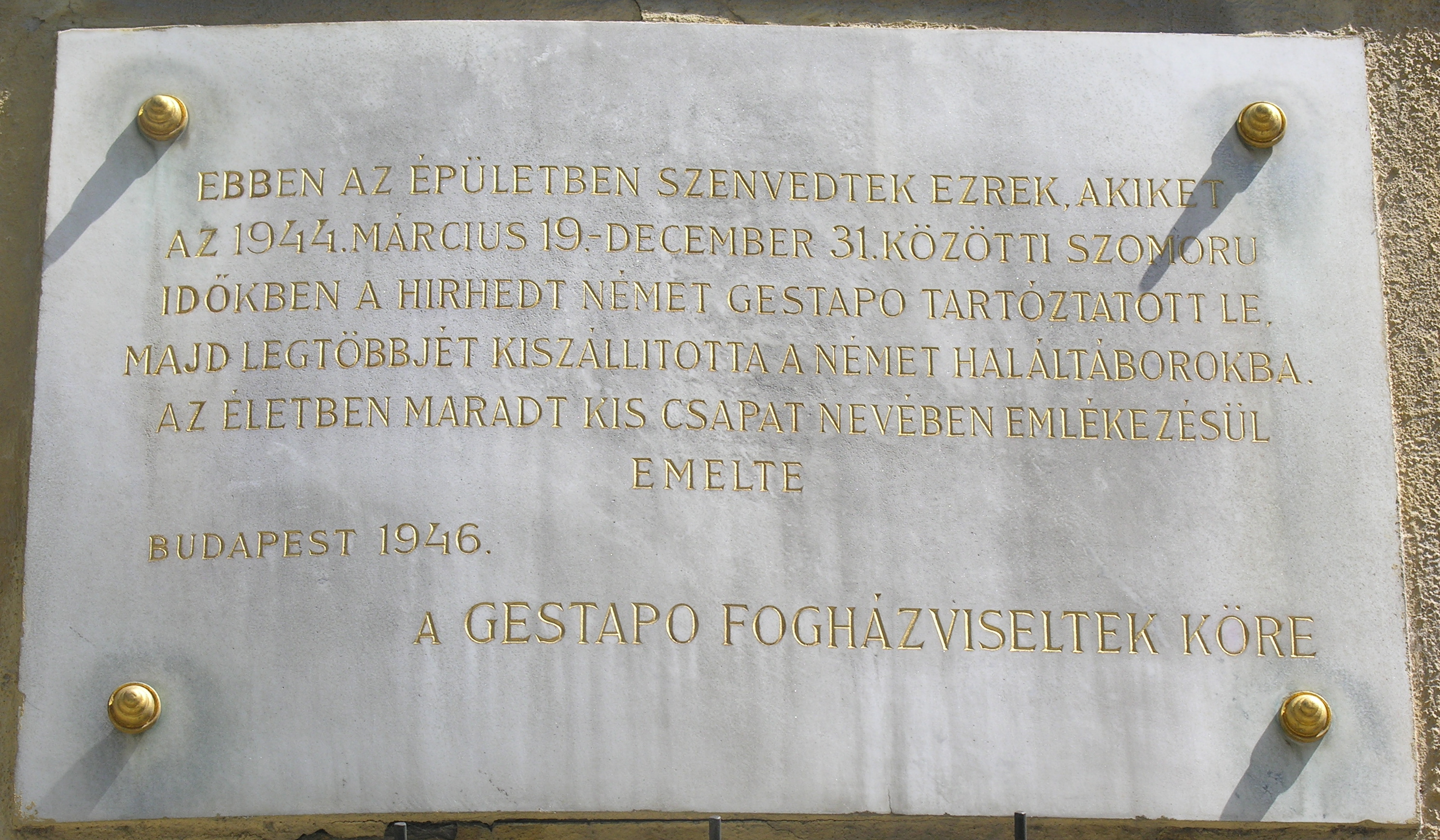
A Gestapo áldozataiért, Gyorskocsi utca 25.
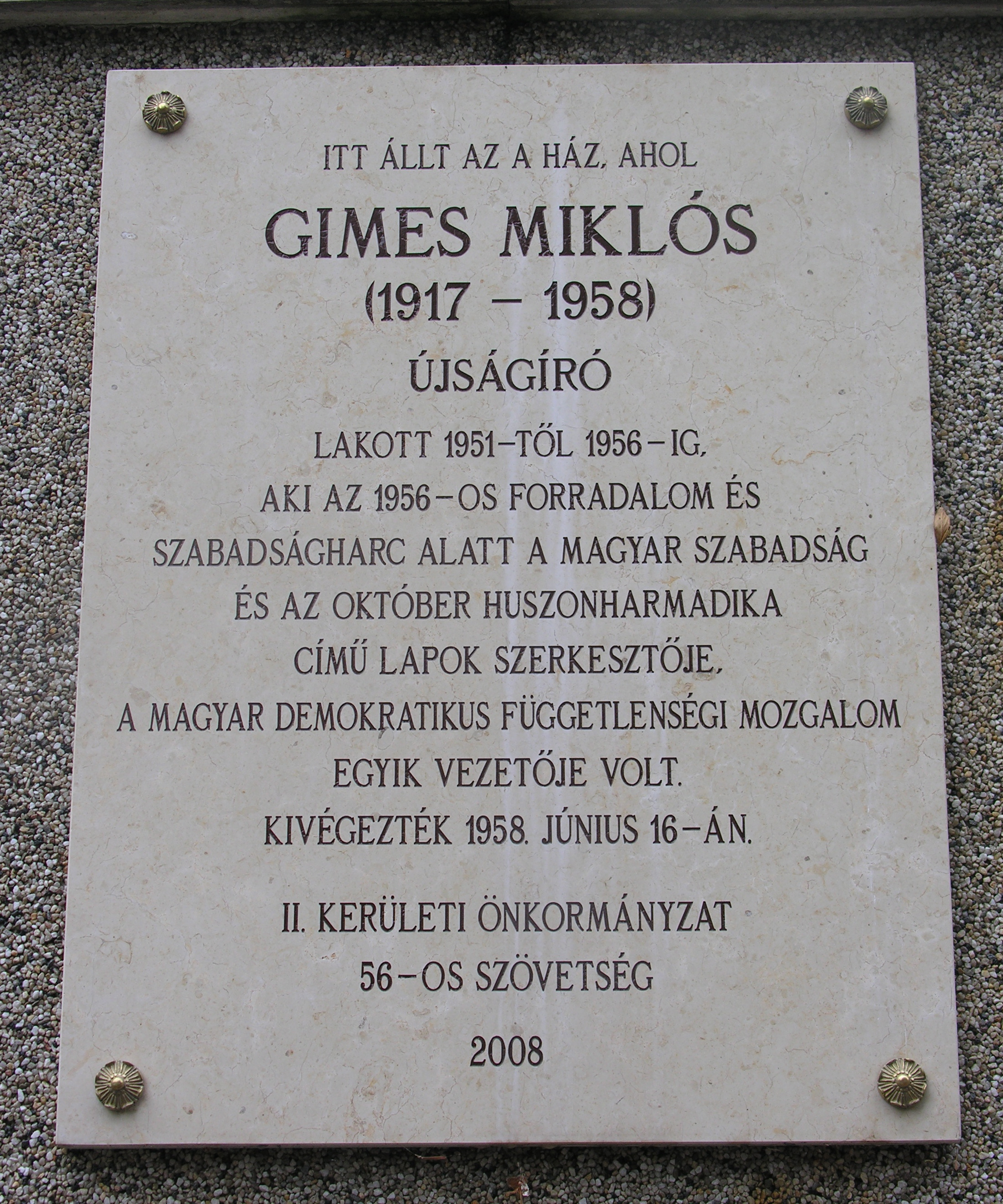
Gimes Miklós, Virág árok 10/b
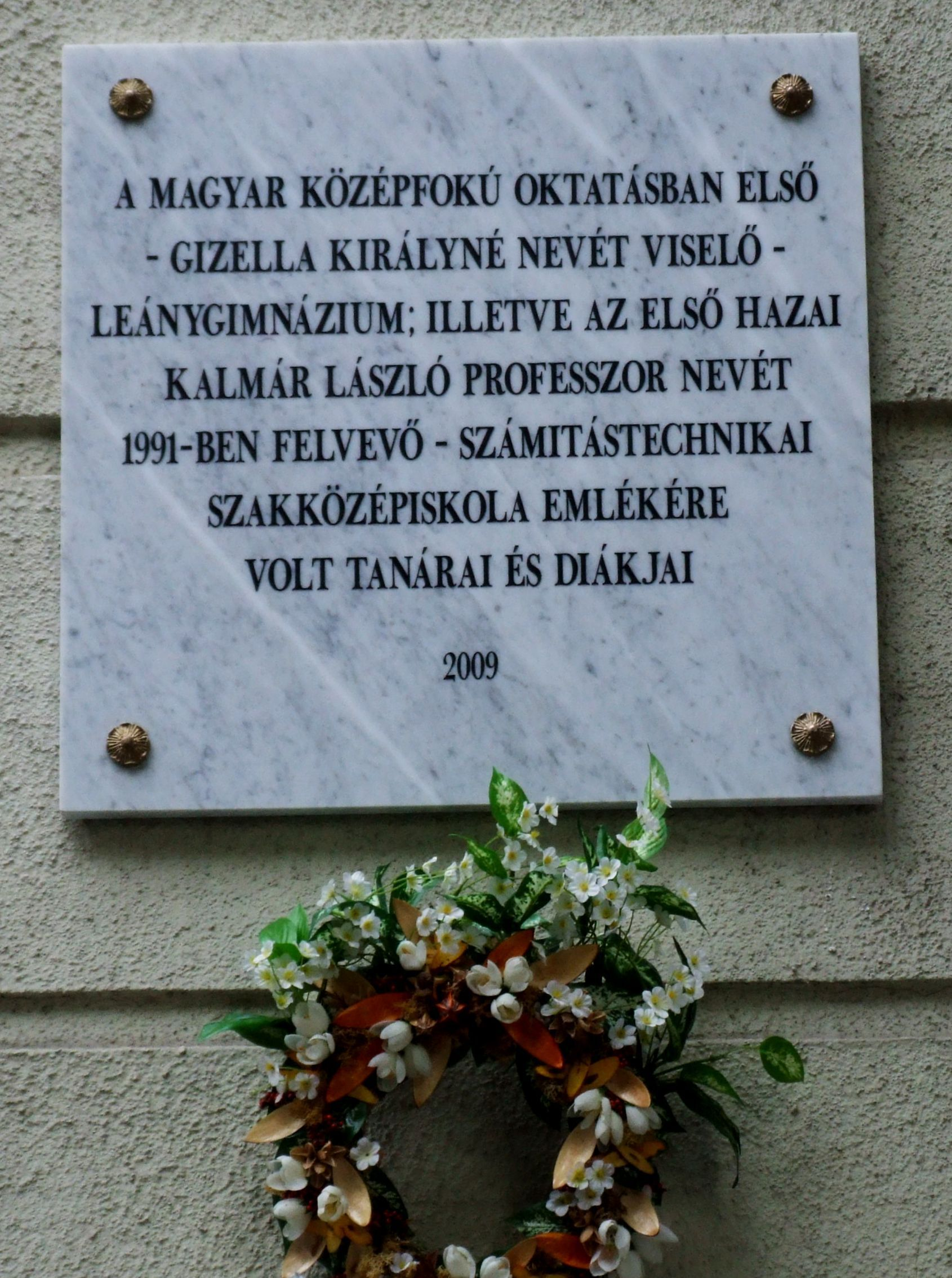
Gizella királyné Leánygimnázium Jurányi utca 1.
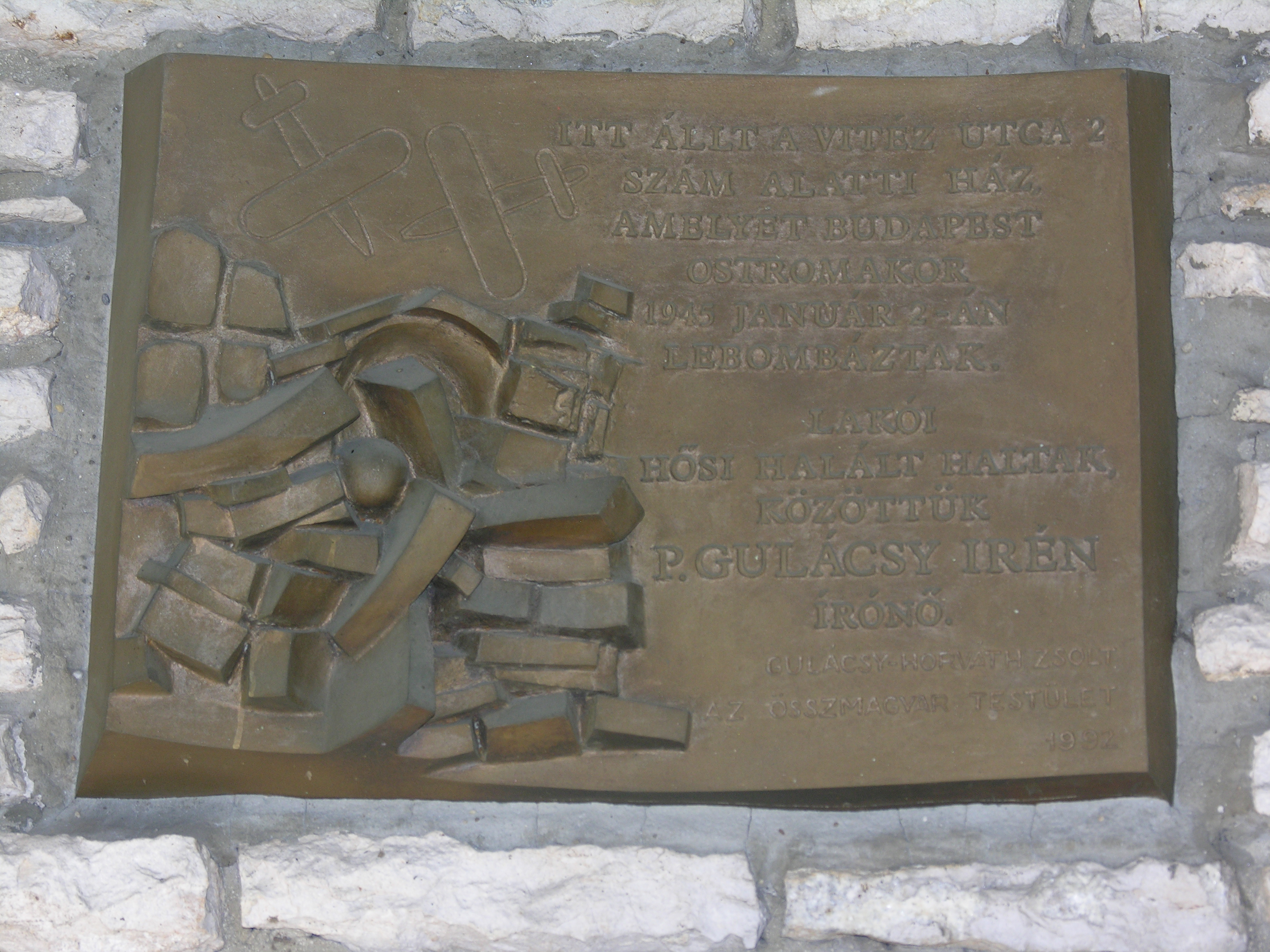
Gulácsy Irén, Bem rakpart 37.[4] alkotó: Gulácsy-Horváth Zsolt
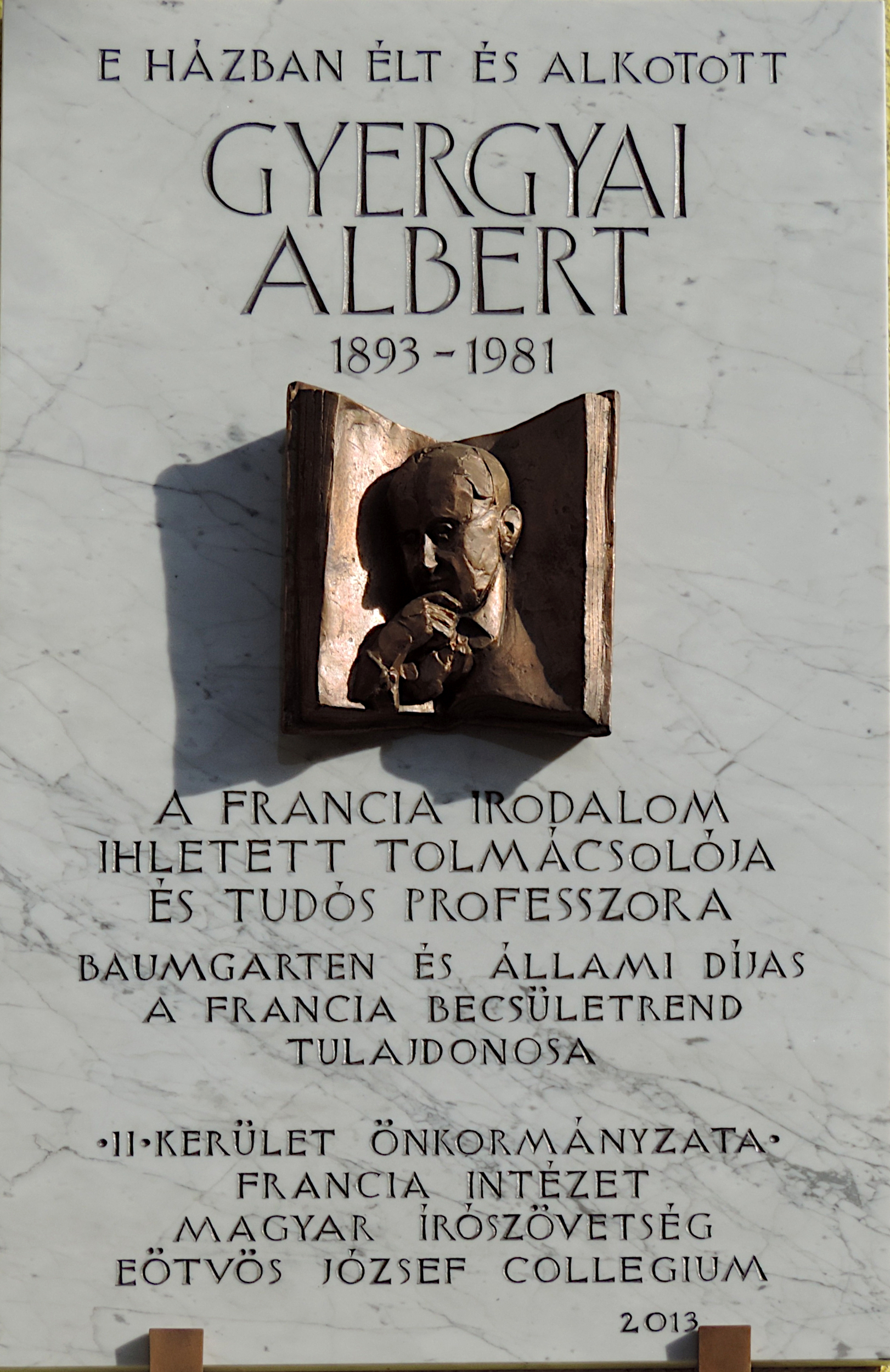
Gyergyai Albert, Fillér utca 1.
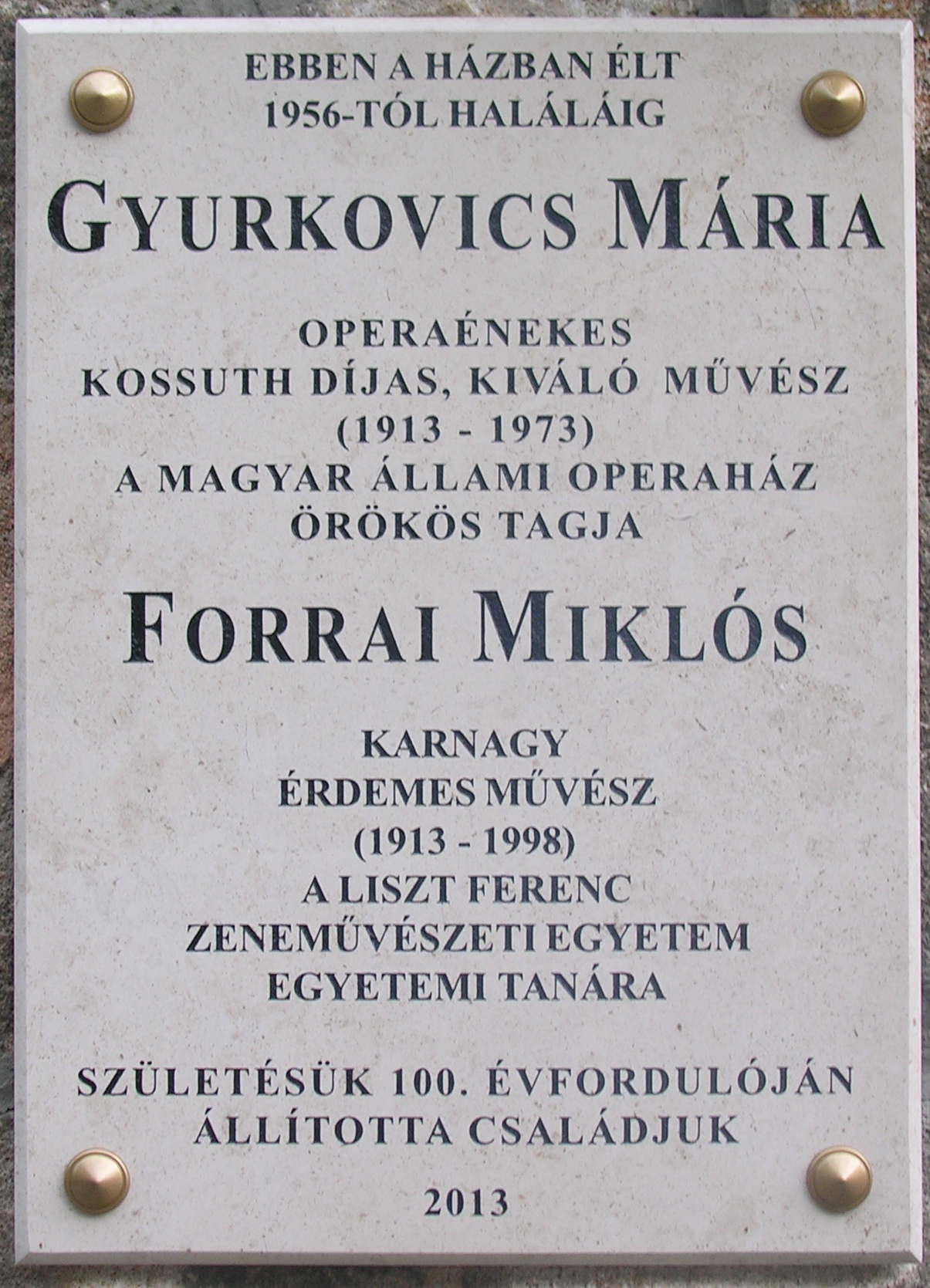
Gyurkovics Mária és Forrai Miklós, Budenz út 18.
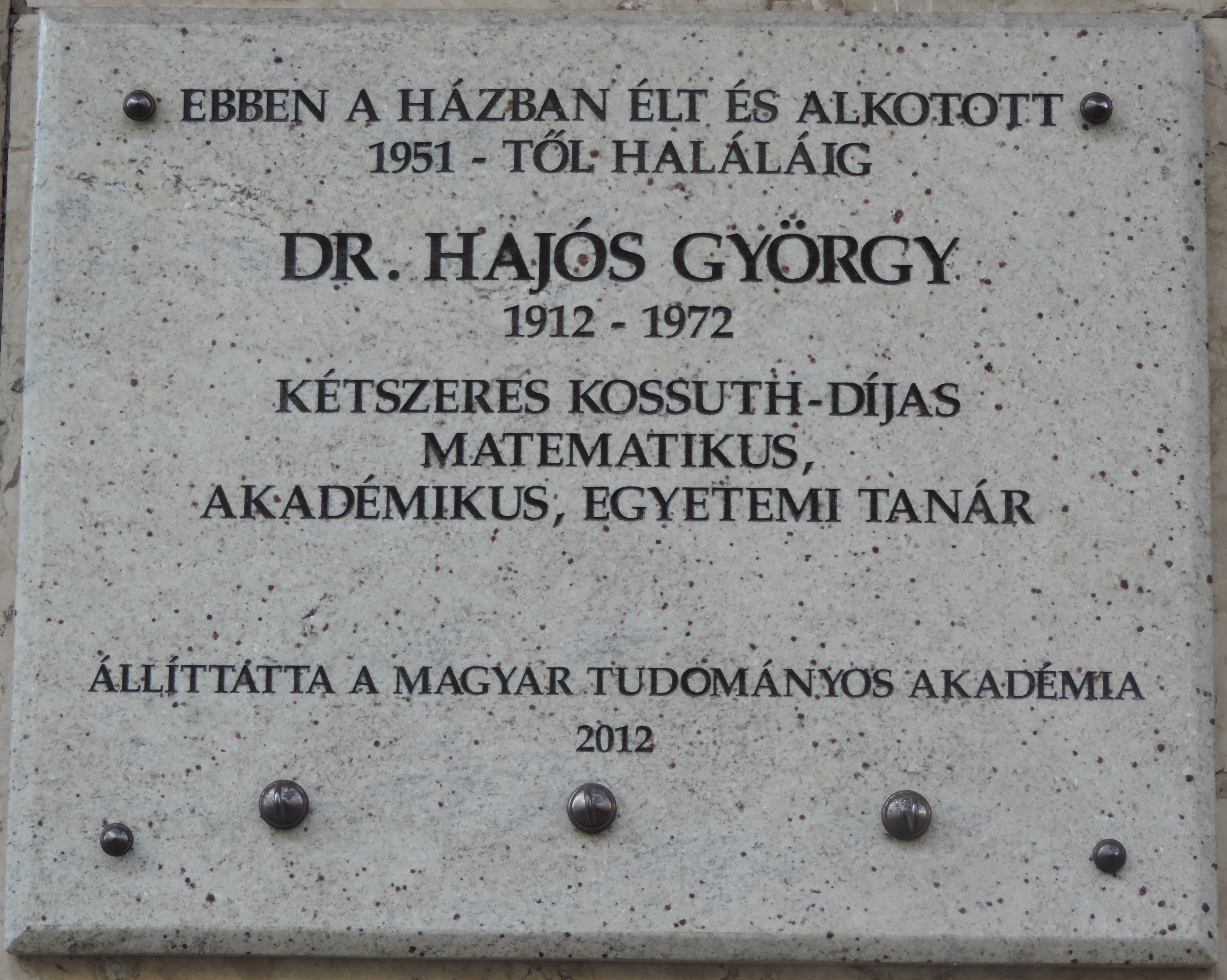
Hajós György, Margit körút 15–17.
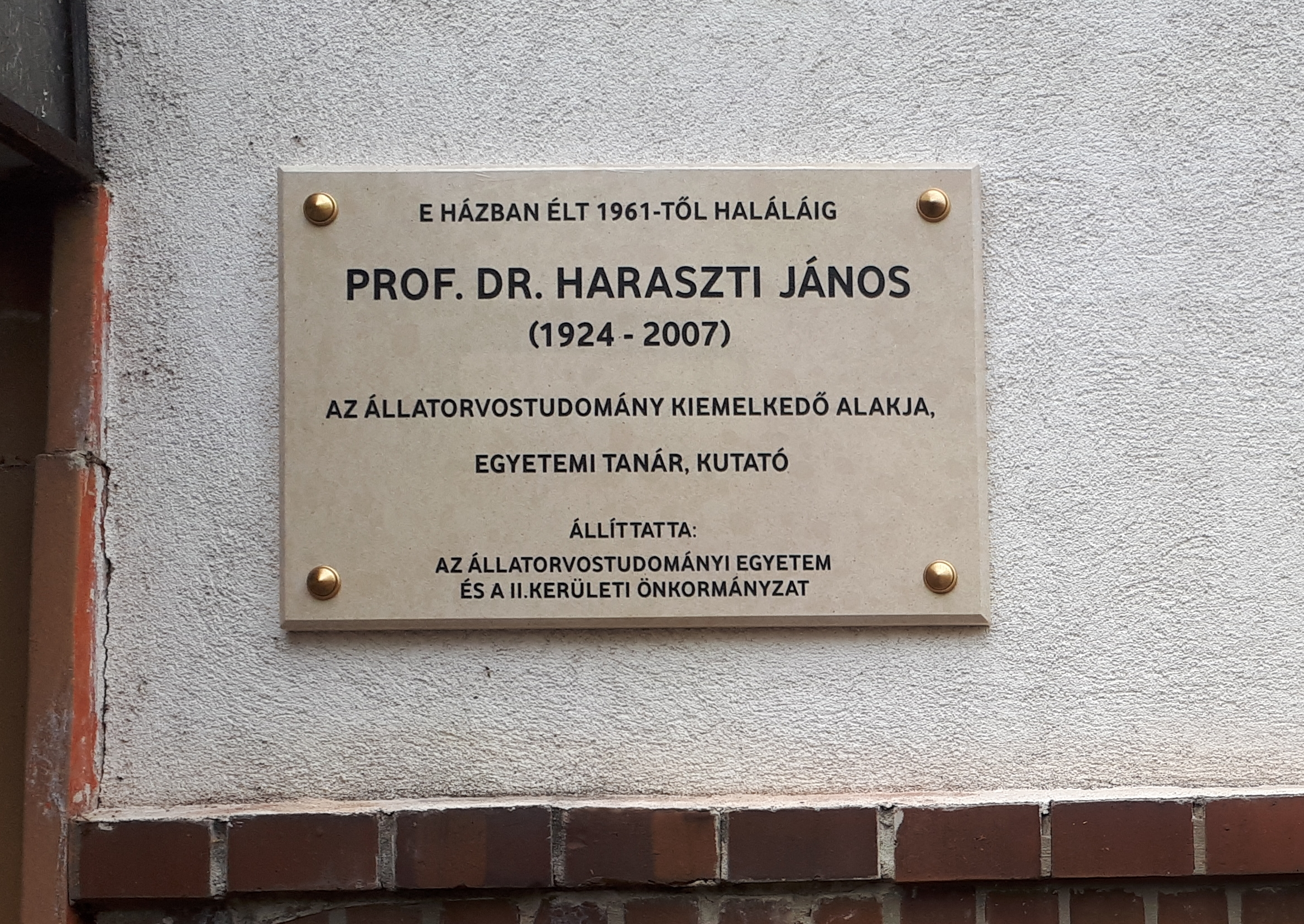
Haraszti János, Gyergyó utca 8.
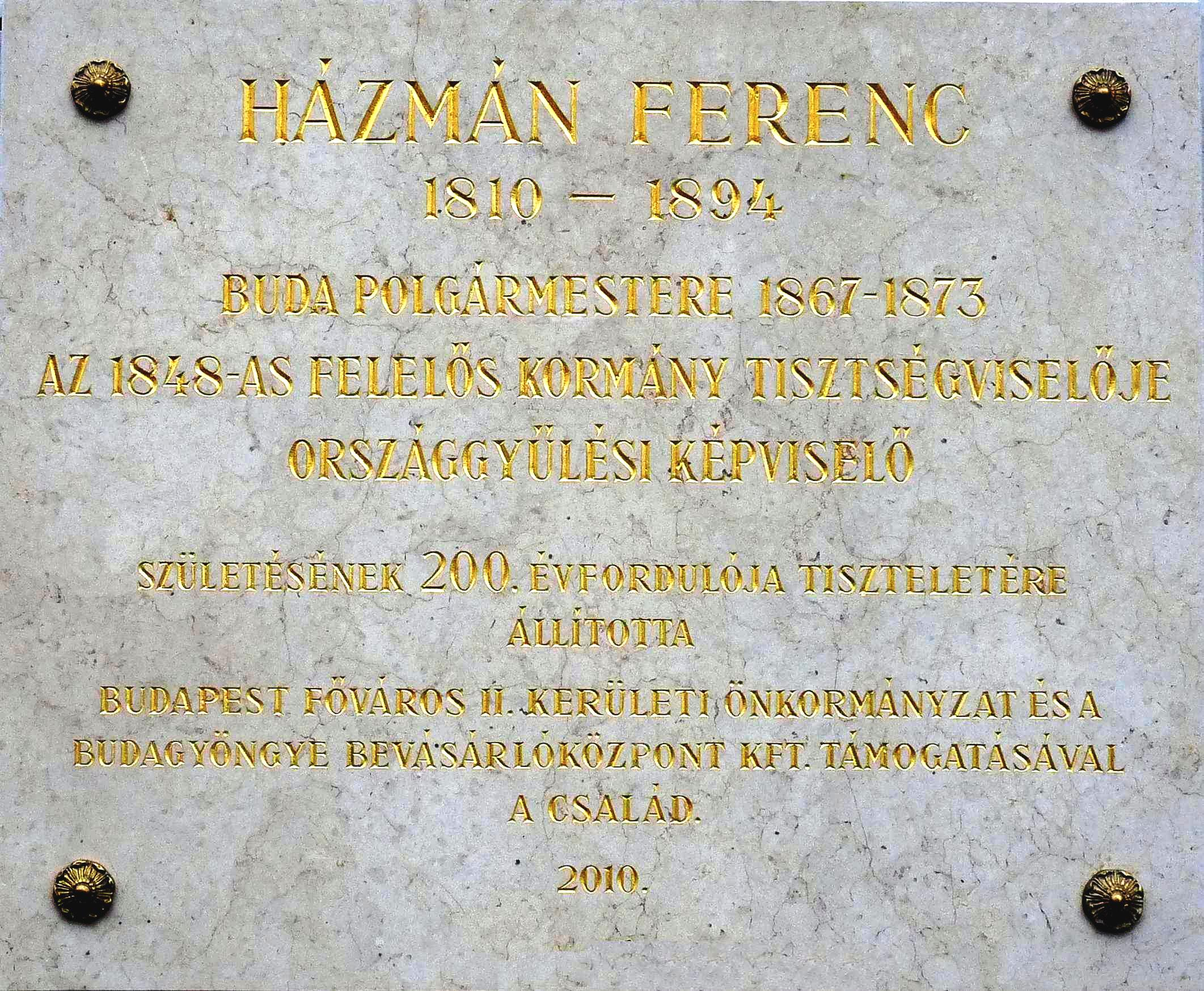
Házmán Ferenc, Házmán utca 1.
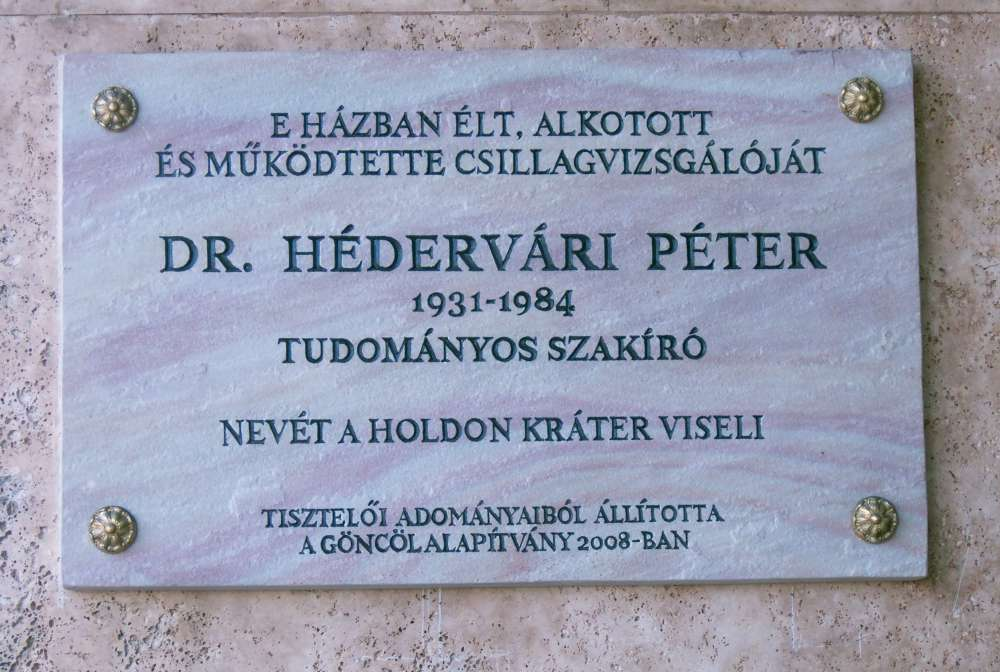
Hédervári Péter, Árpád fejedelem útja 40–41.
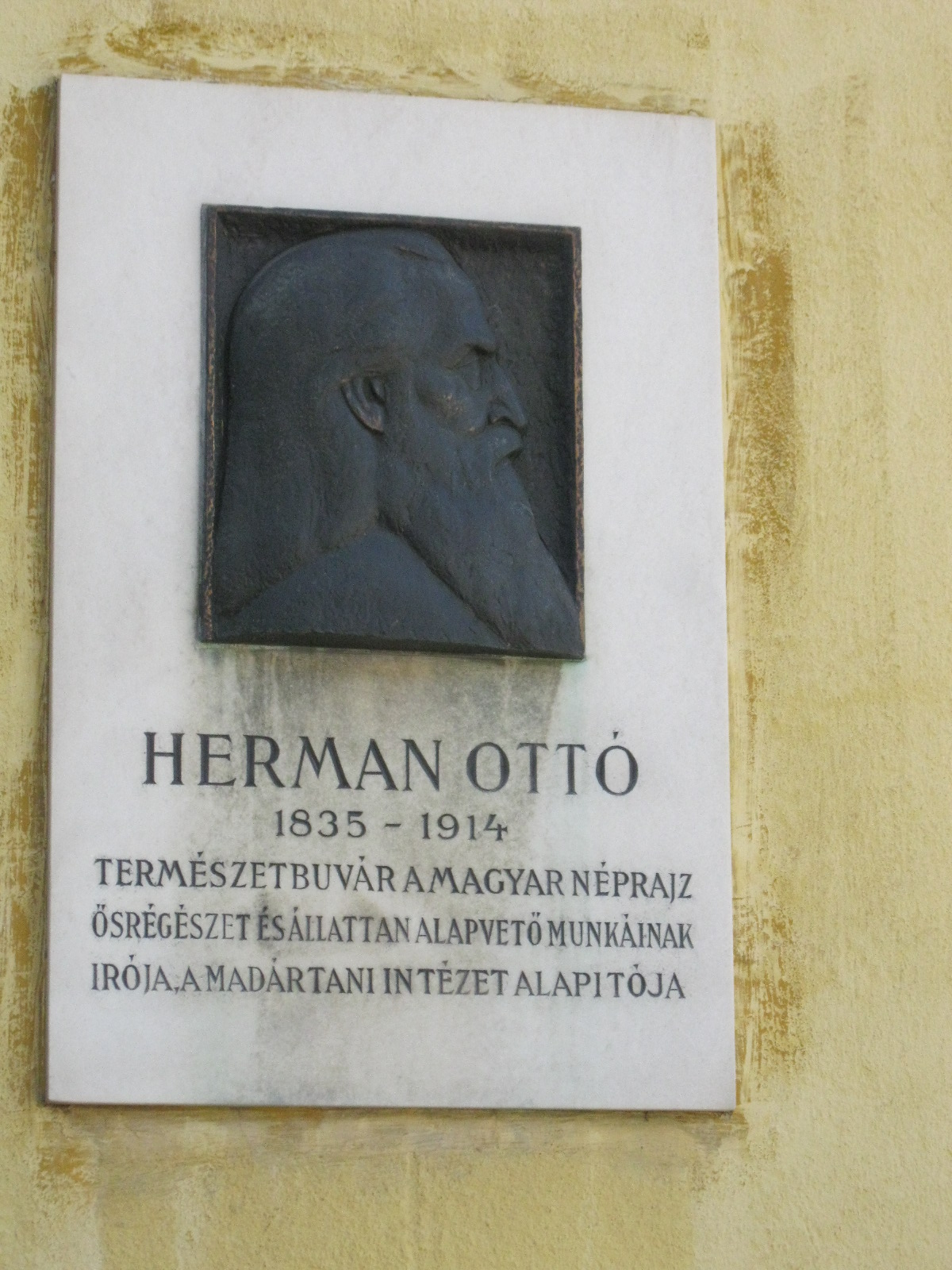
Herman Ottó, Herman Ottó út 2. Készítette: Kőfalvi Gyula
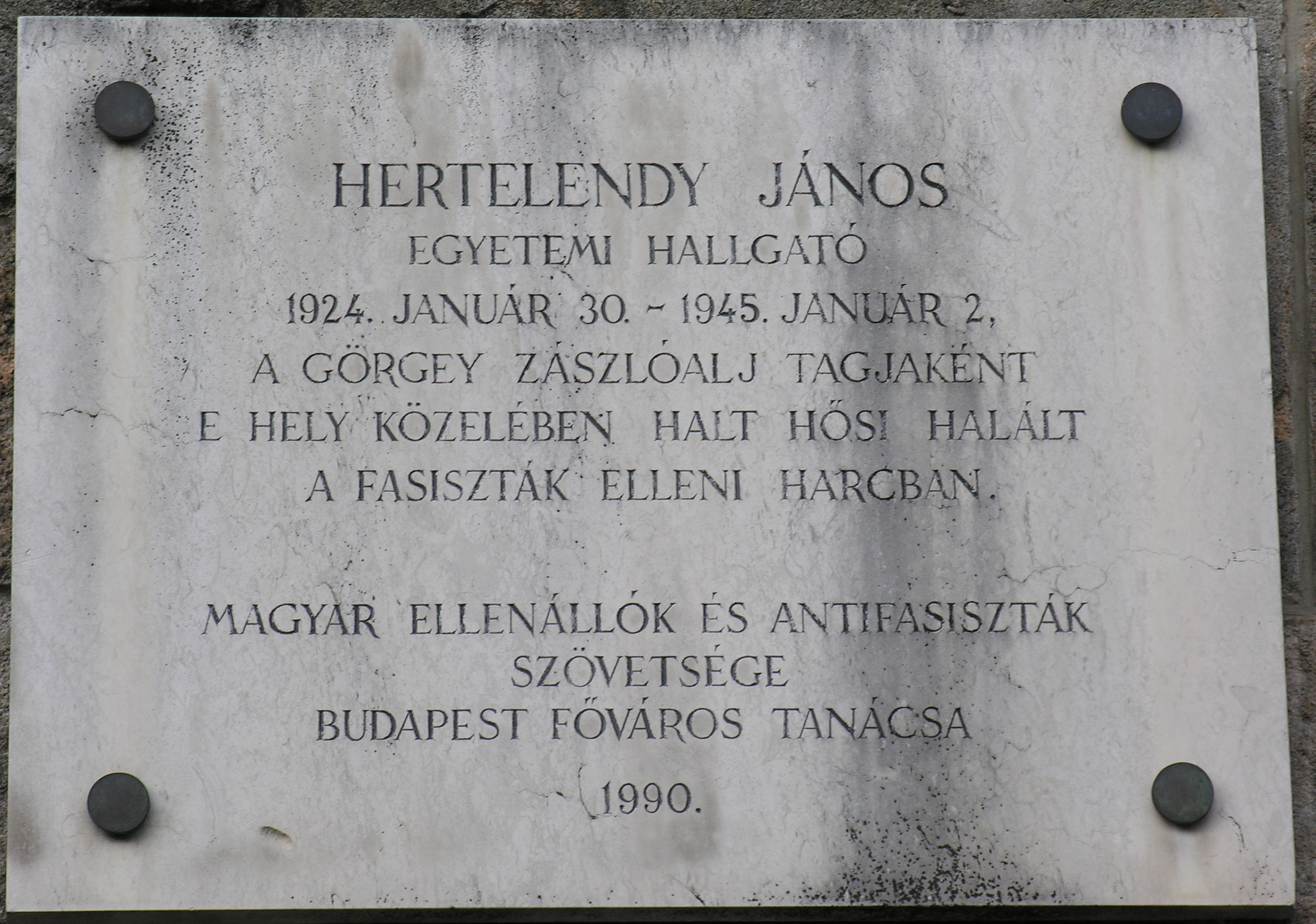
Hertelendy János, Bimbó út 51.
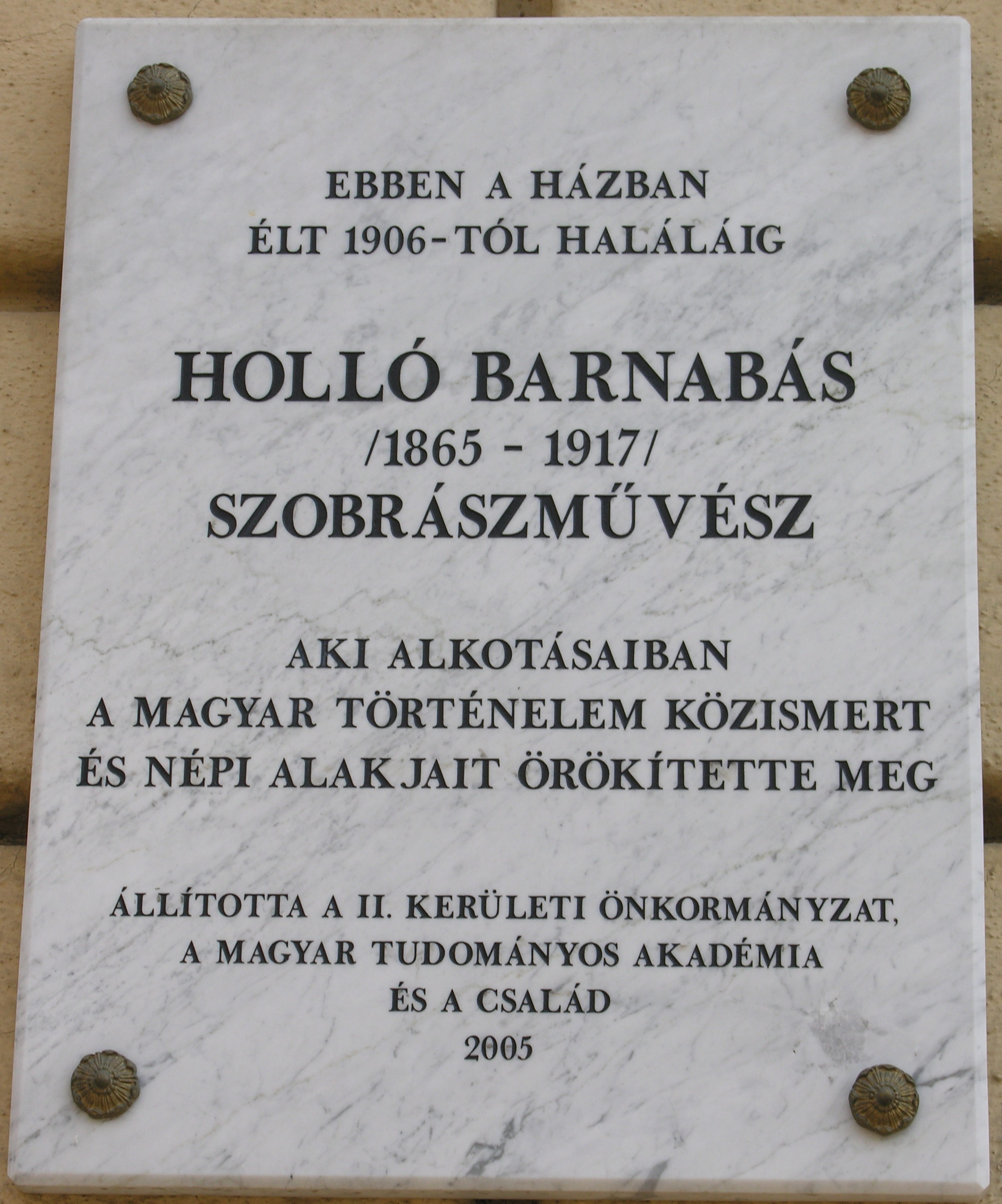
Holló Barnabás, Frankel Leó út 21–23.
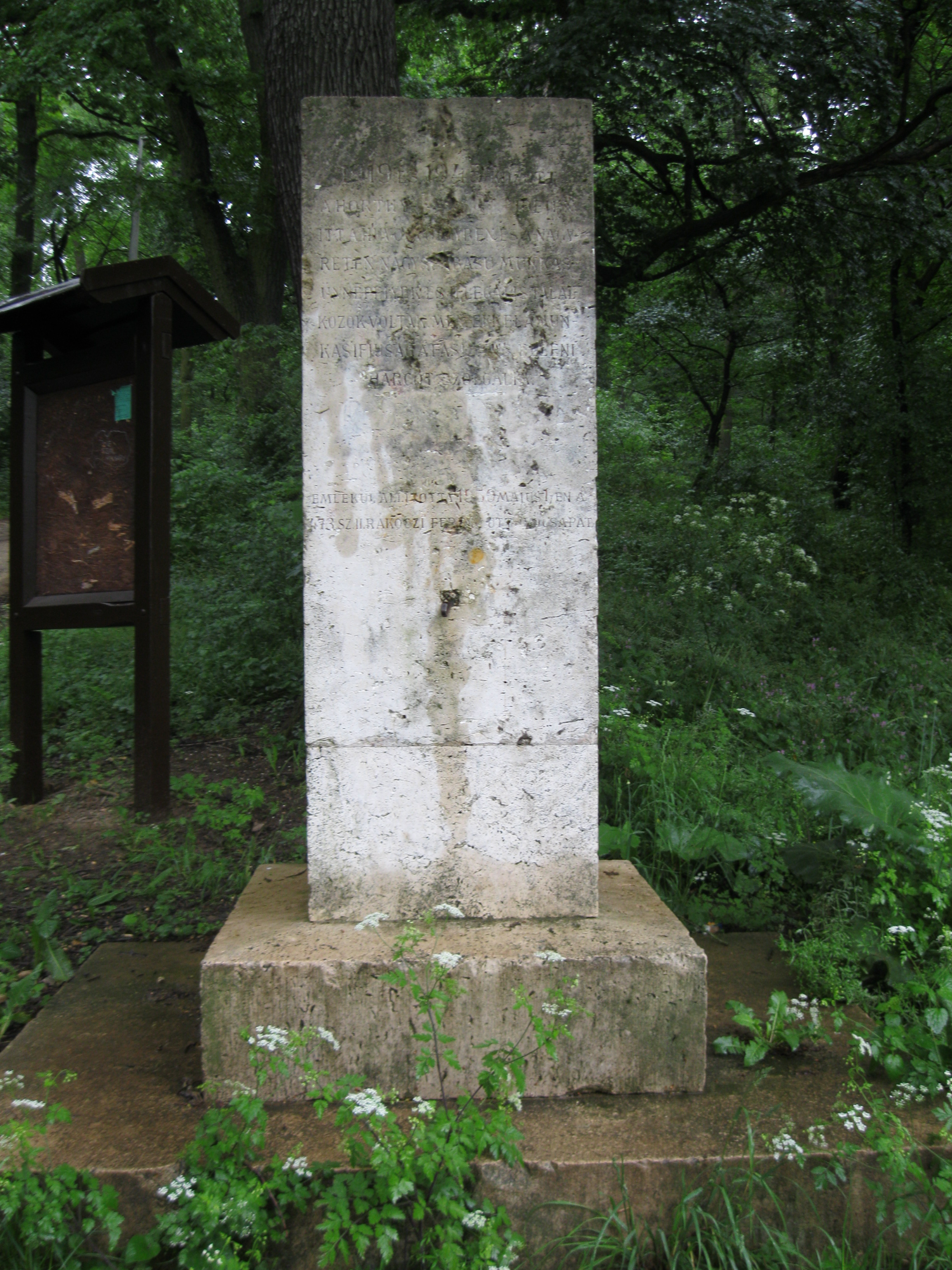
hűvösvölgyi és nagyréti munkástalálkozók, Hűvösvölgy, Nagyrét
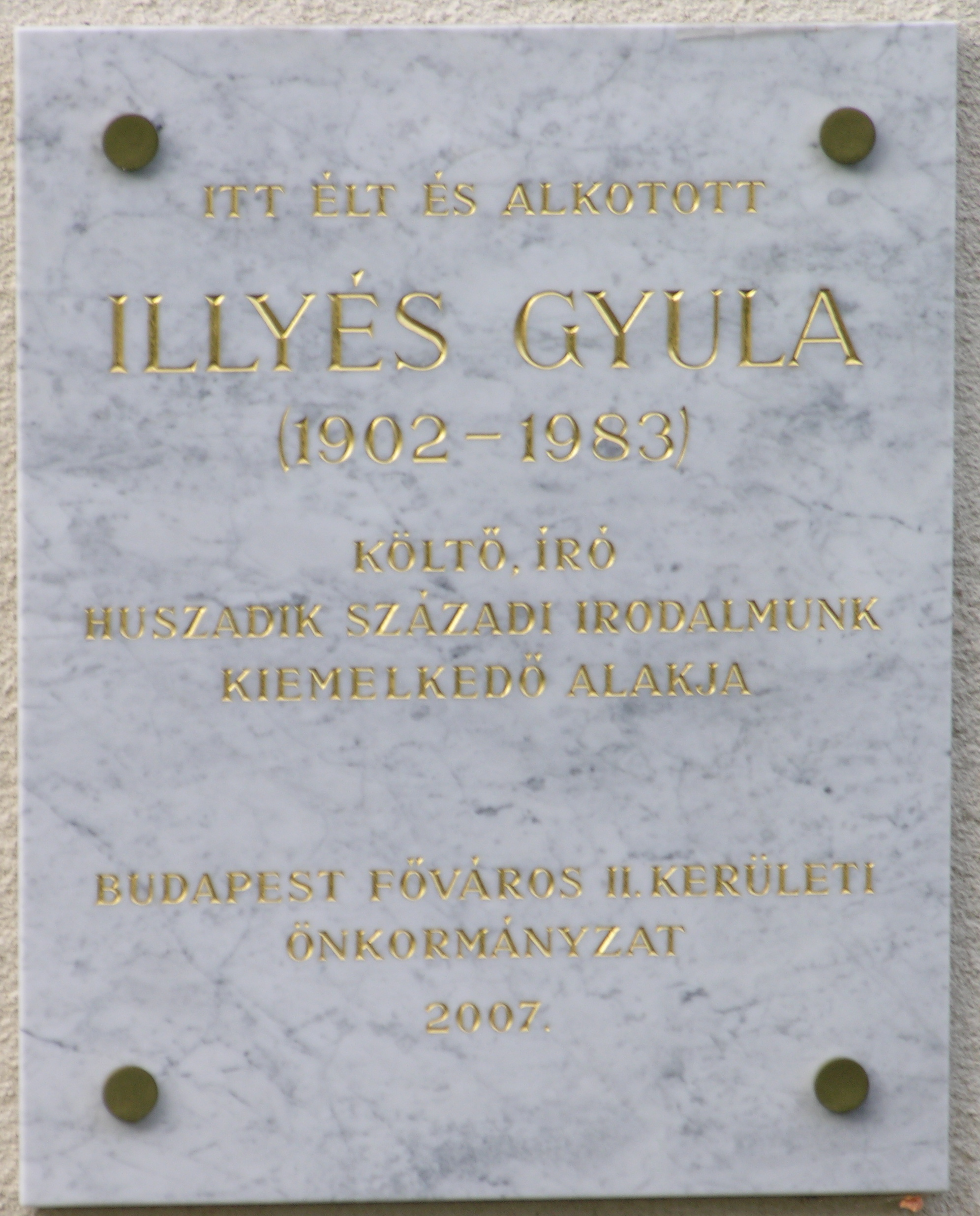
Illyés Gyula, Józsefhegyi utca 9.
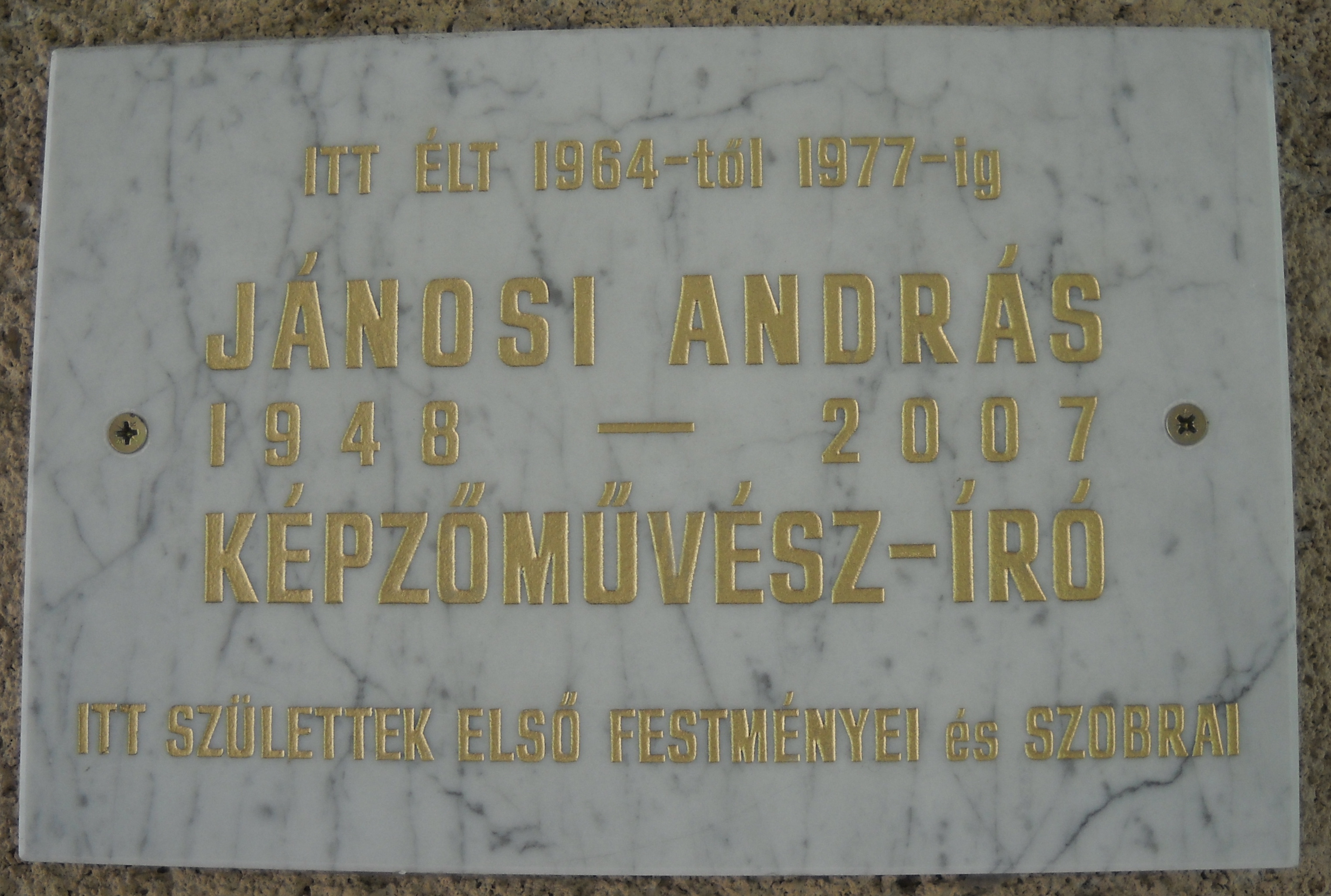
Jánosi András, Pasaréti tér
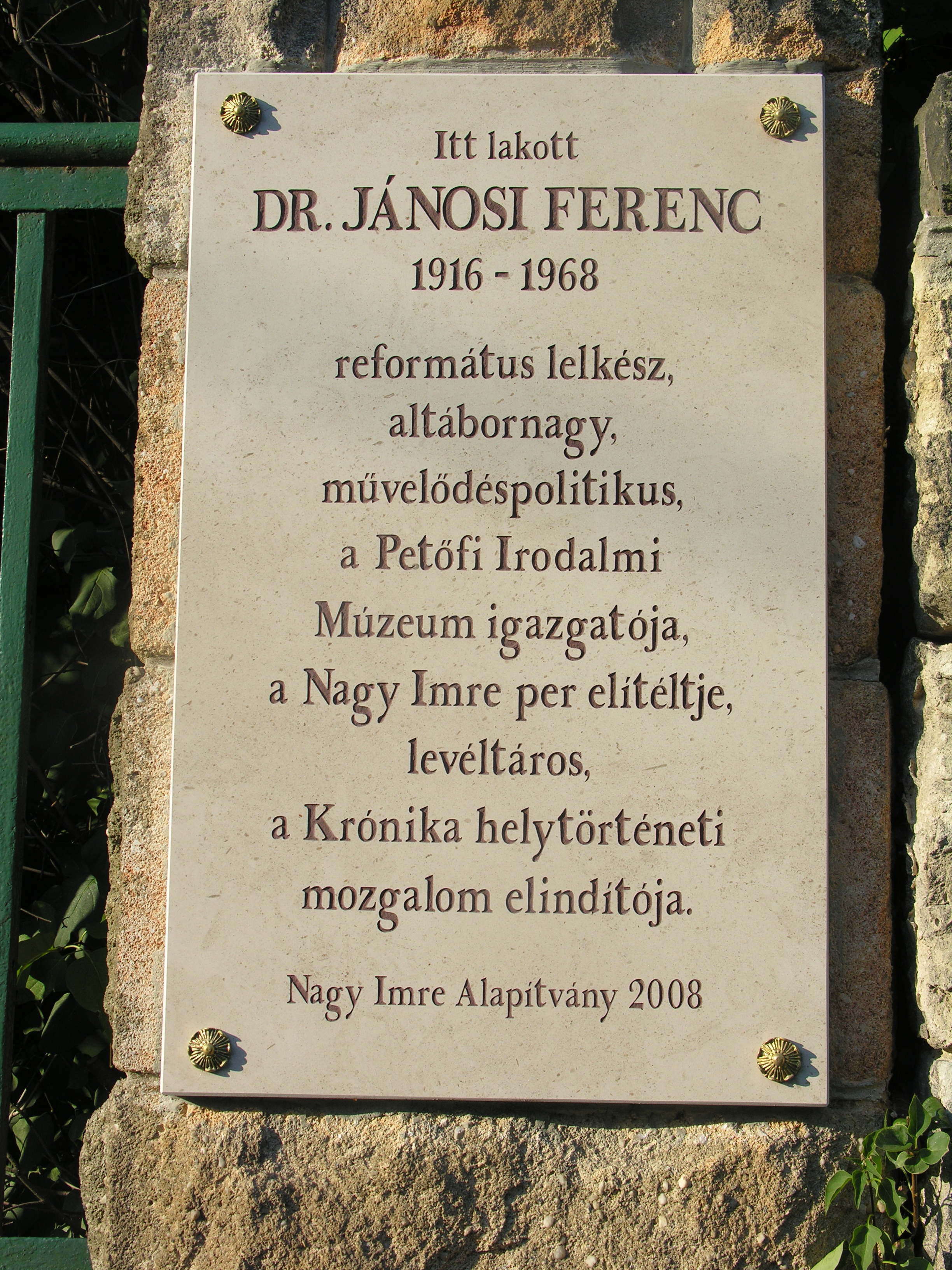
Jánosi Ferenc, Orsó utca 43.
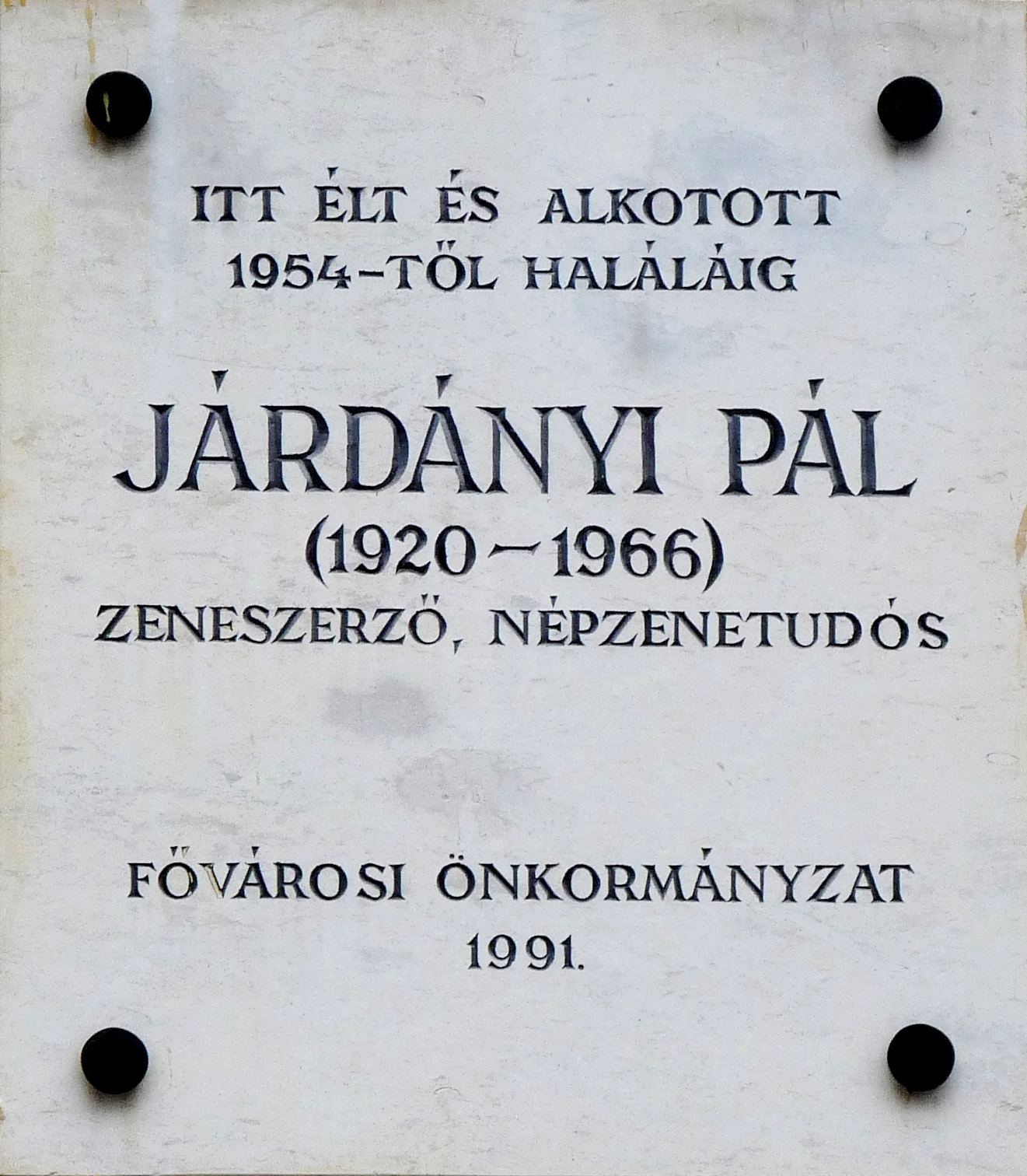
Járdányi Pál, Hűvösvölgyi út 35.
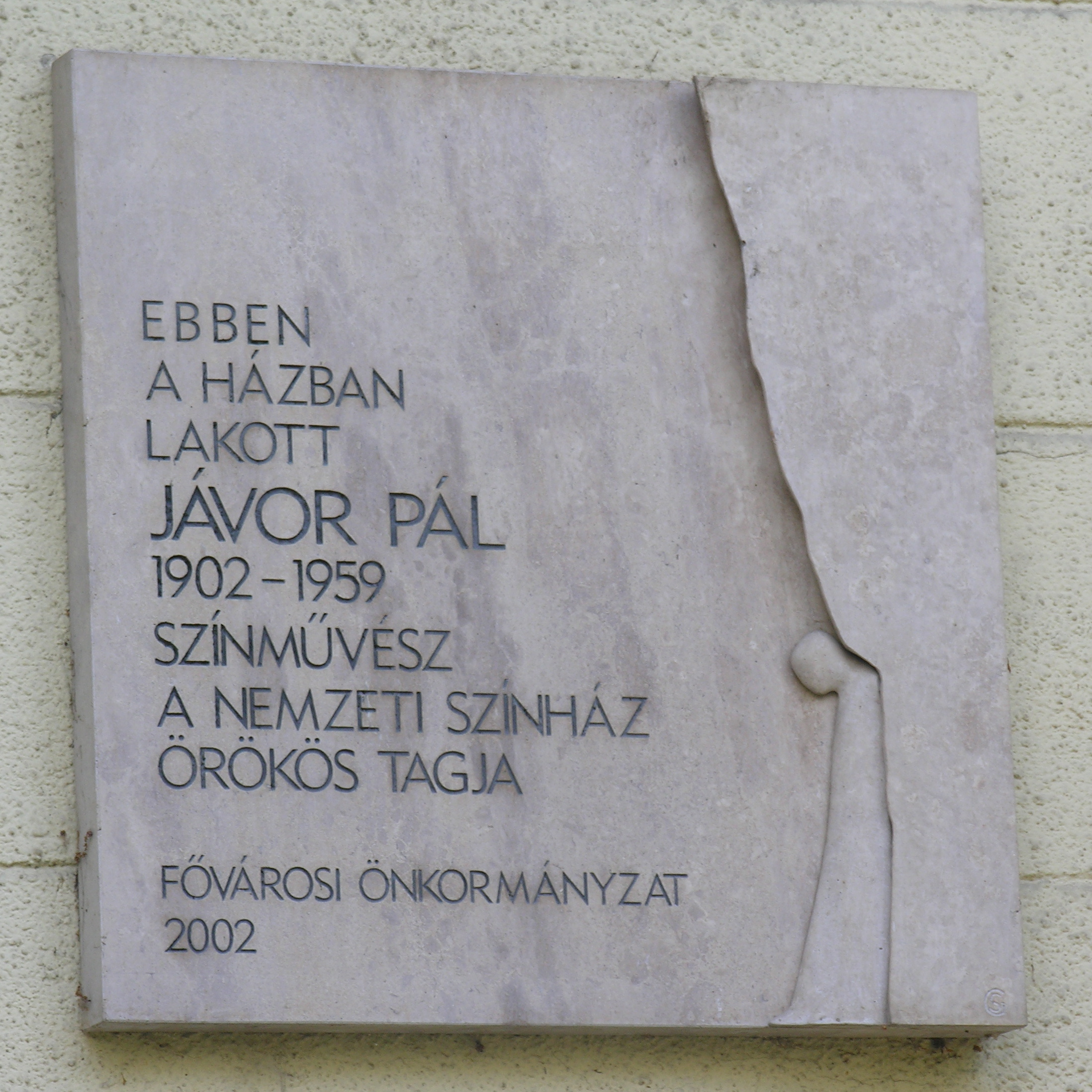
Jávor Pál, Pasaréti út 8.
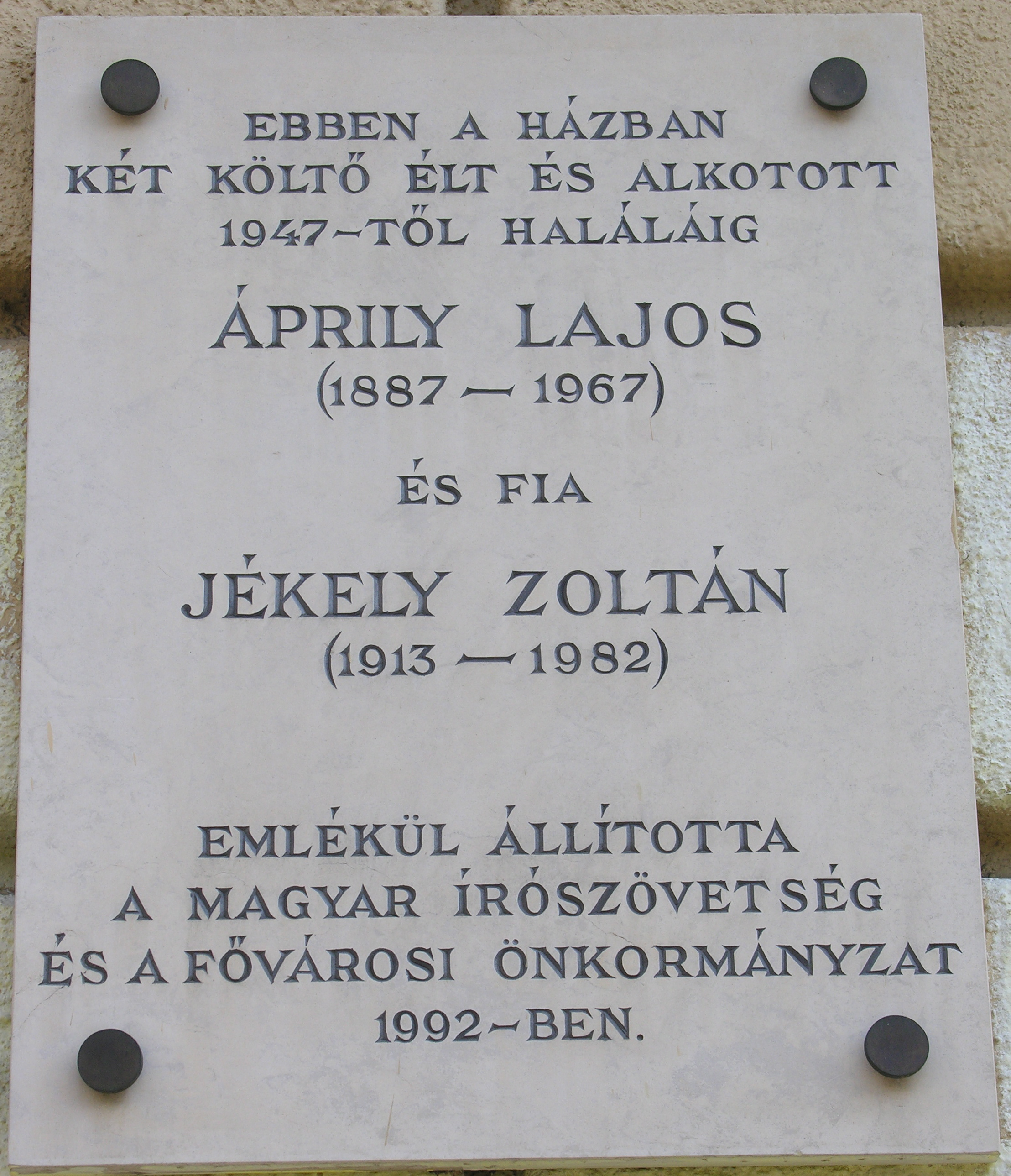
Jékely Zoltán, Frankel Leó út 21.
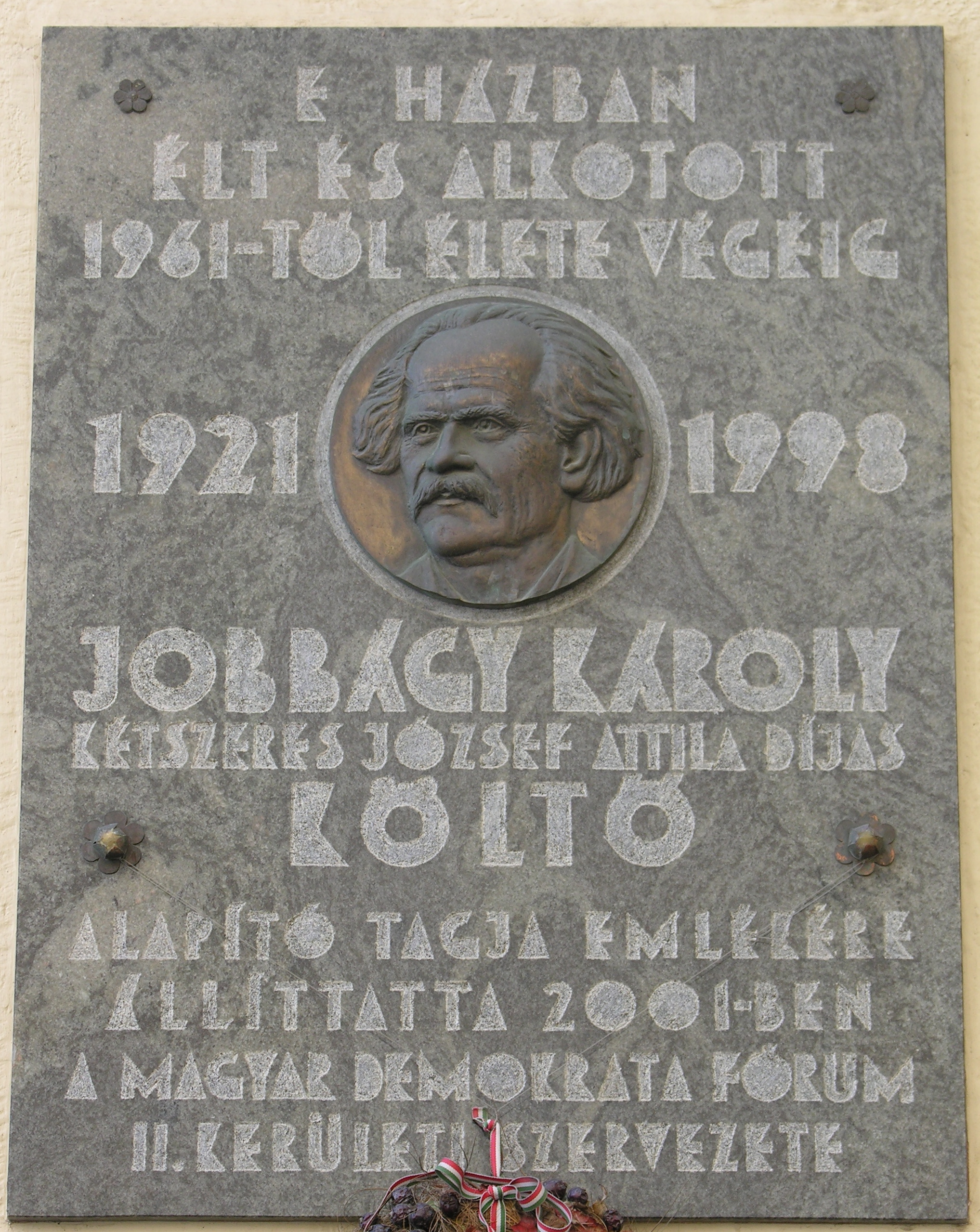
Jobbágy Károly, Kavics utca 2/a. alkotó: Rajki László
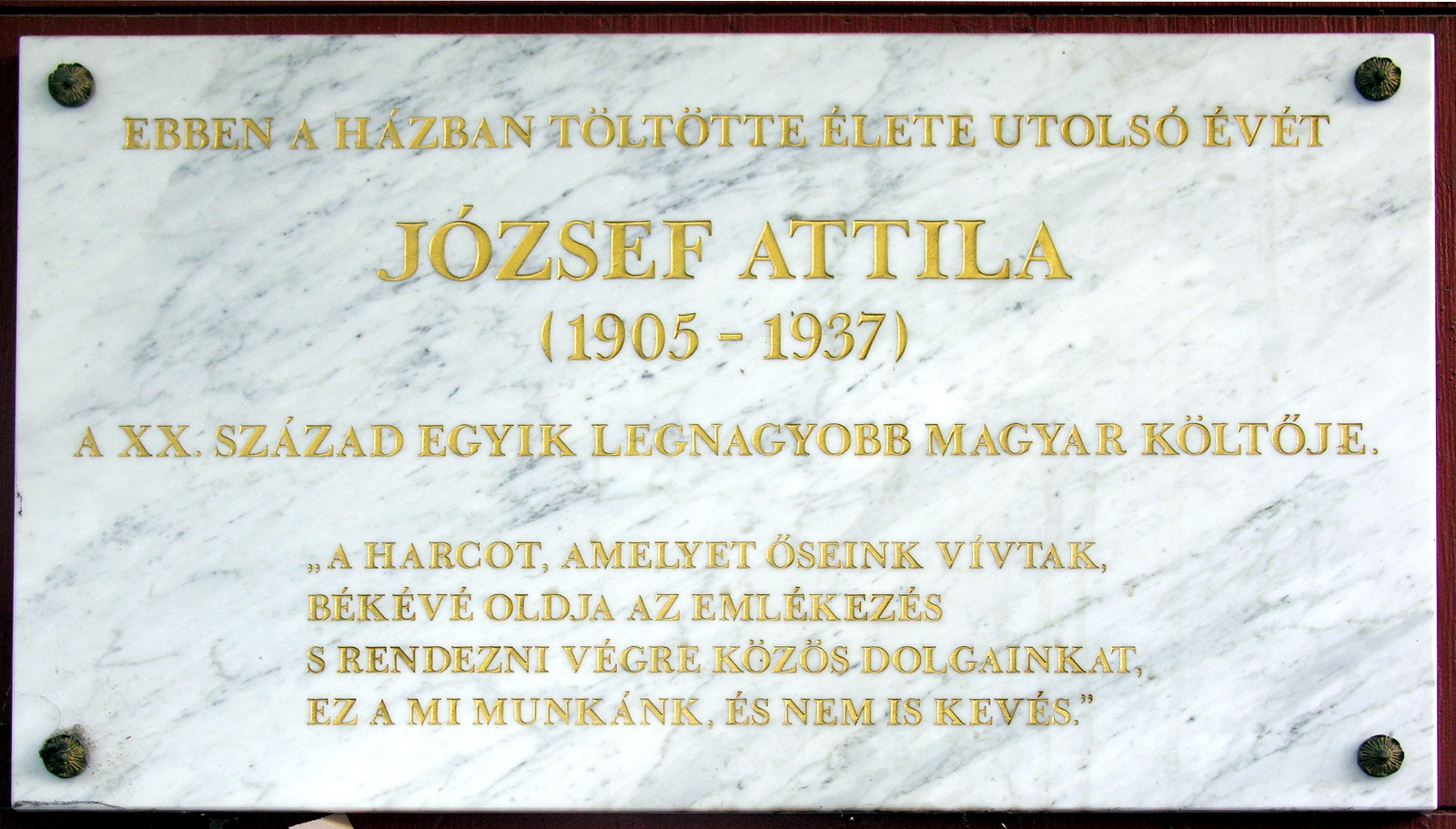
József Attila, Káplár utca 5.
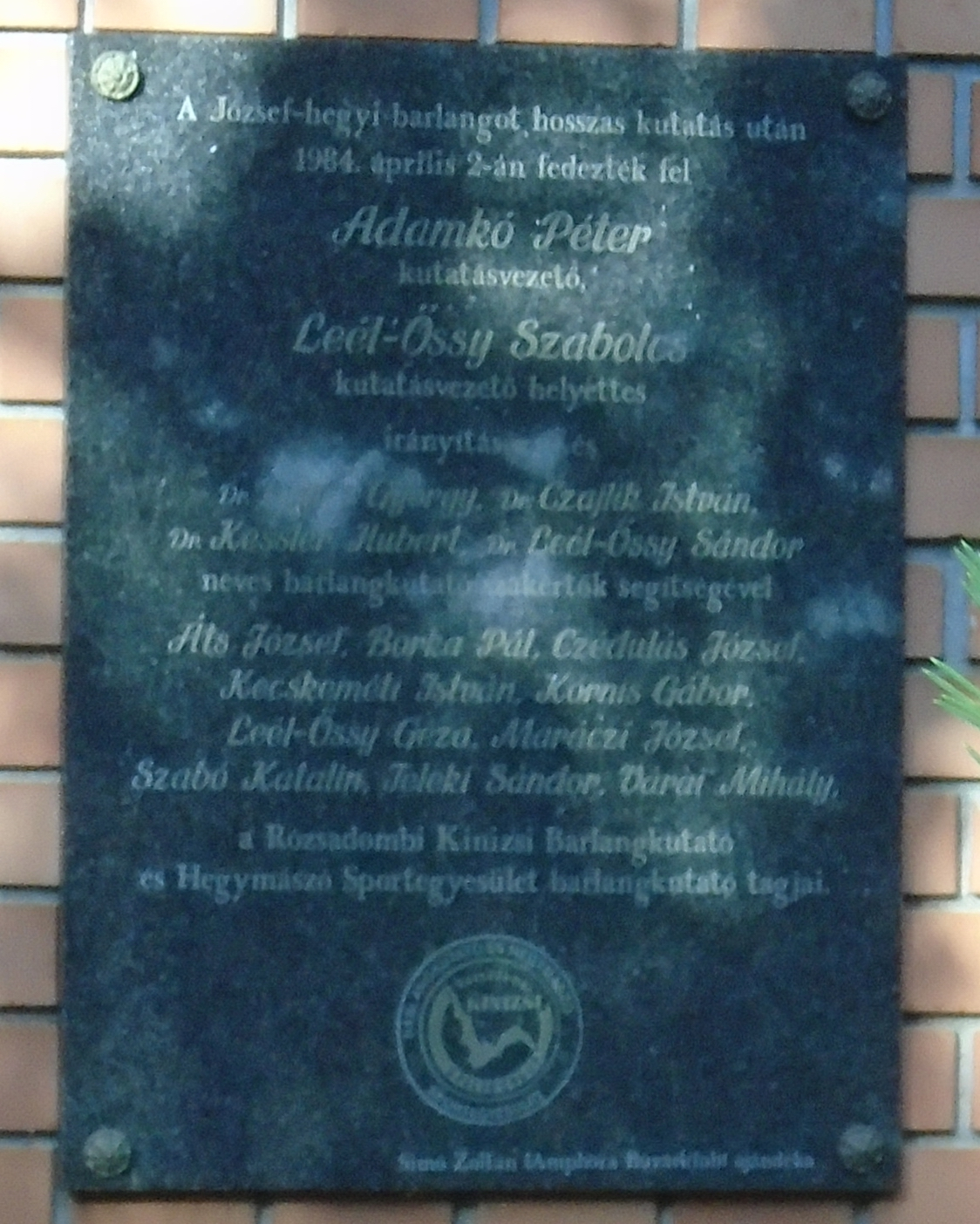
A József-hegyi-barlang felfedezői, Józsefhegyi utca
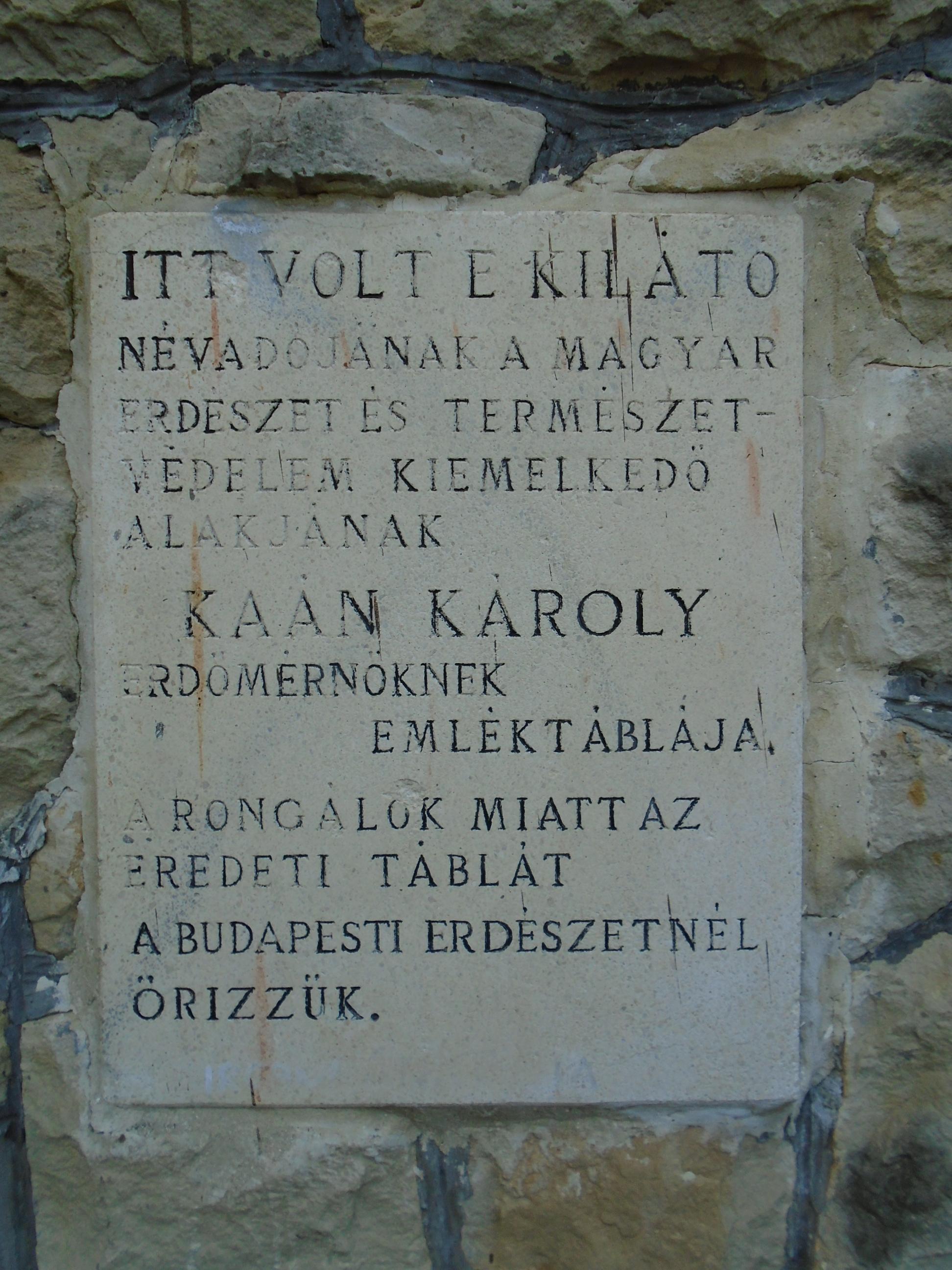
Kaán Károly, Kaán Károly-kilátó
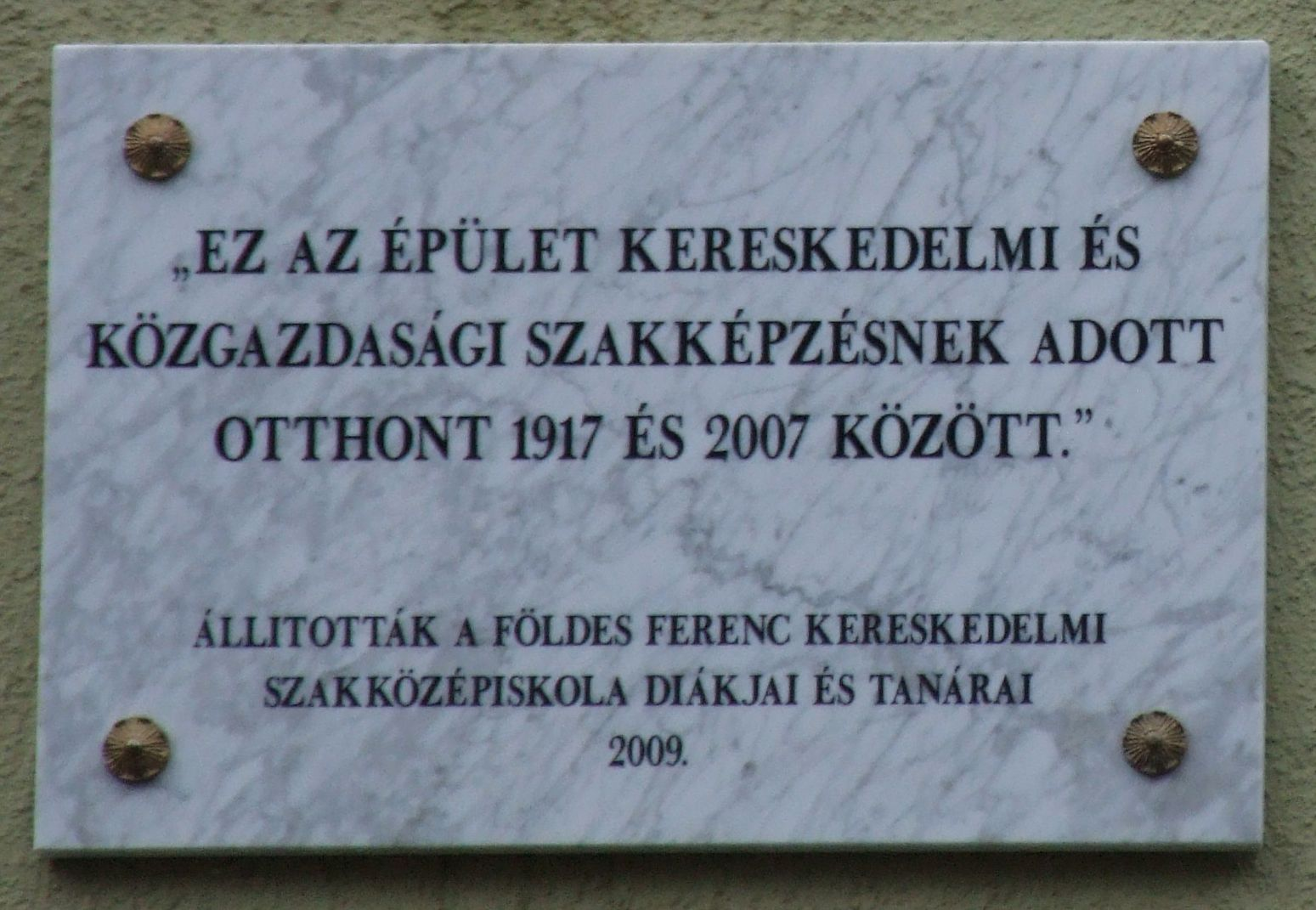
Kalmár László Számítástechnikai Szakközépiskola Jurányi utca 1.
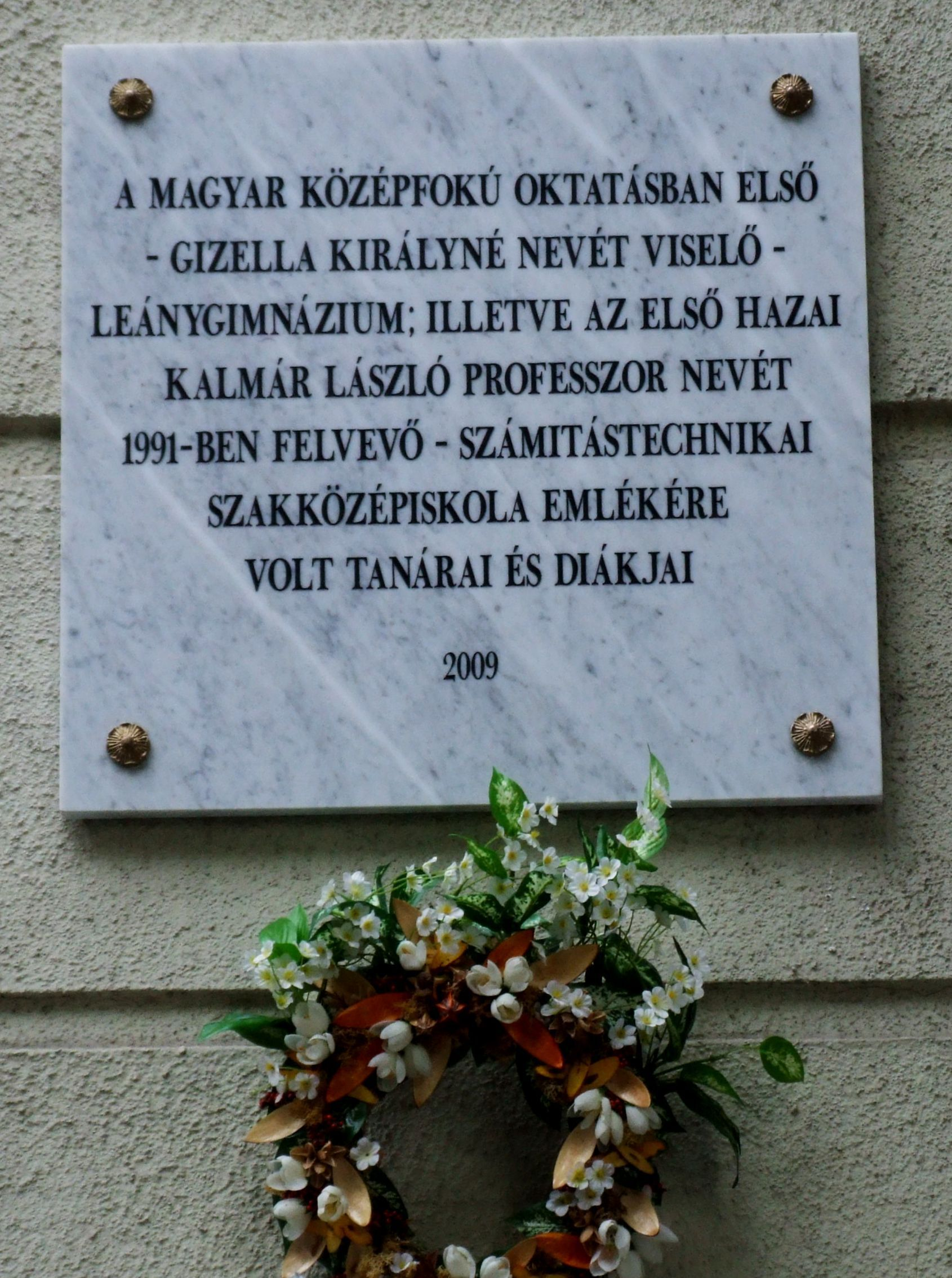
Kalmár László Számítástechnikai Szakközépiskola Jurányi utca 1.
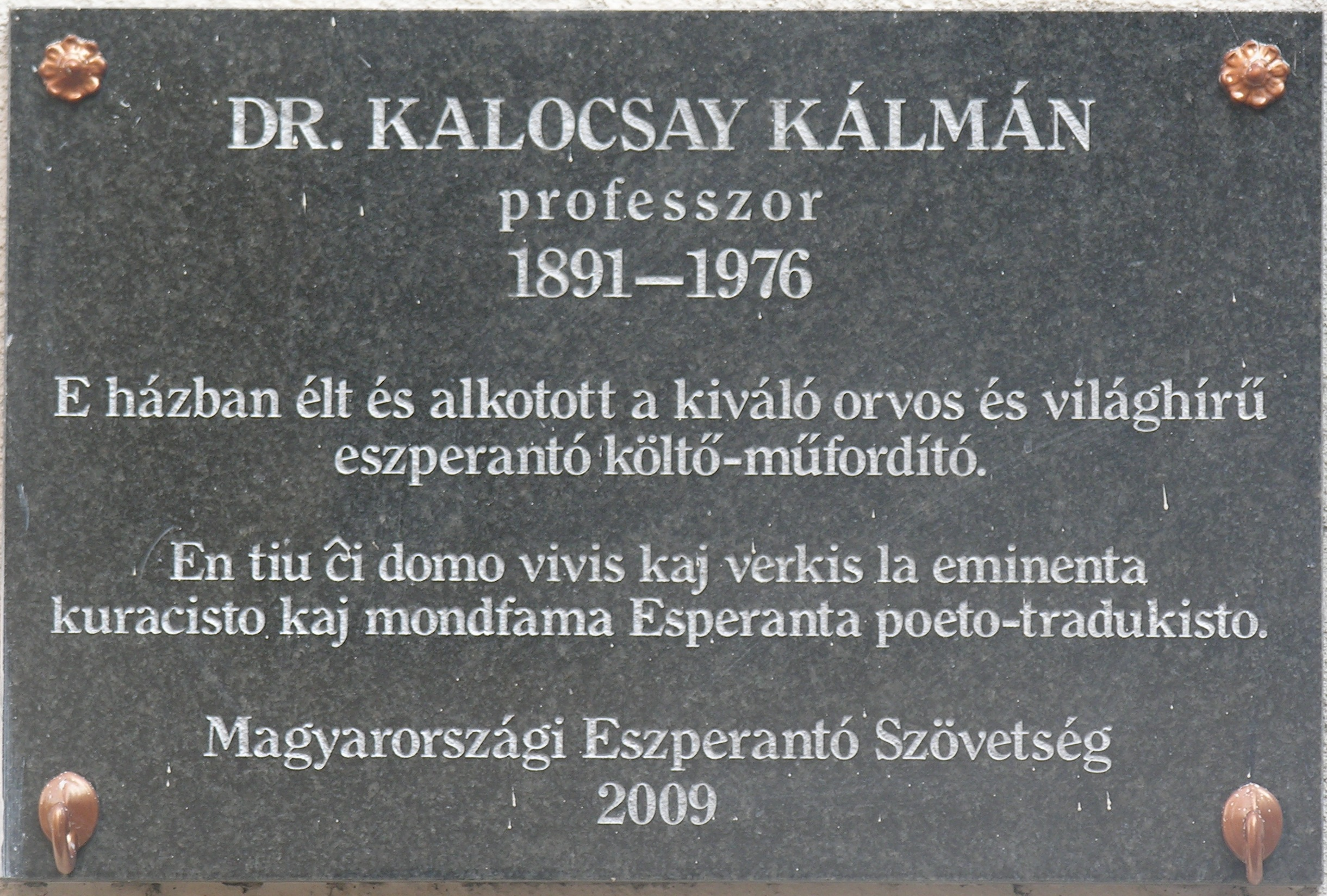
Kalocsay Kálmán, Nyúl utca 4.
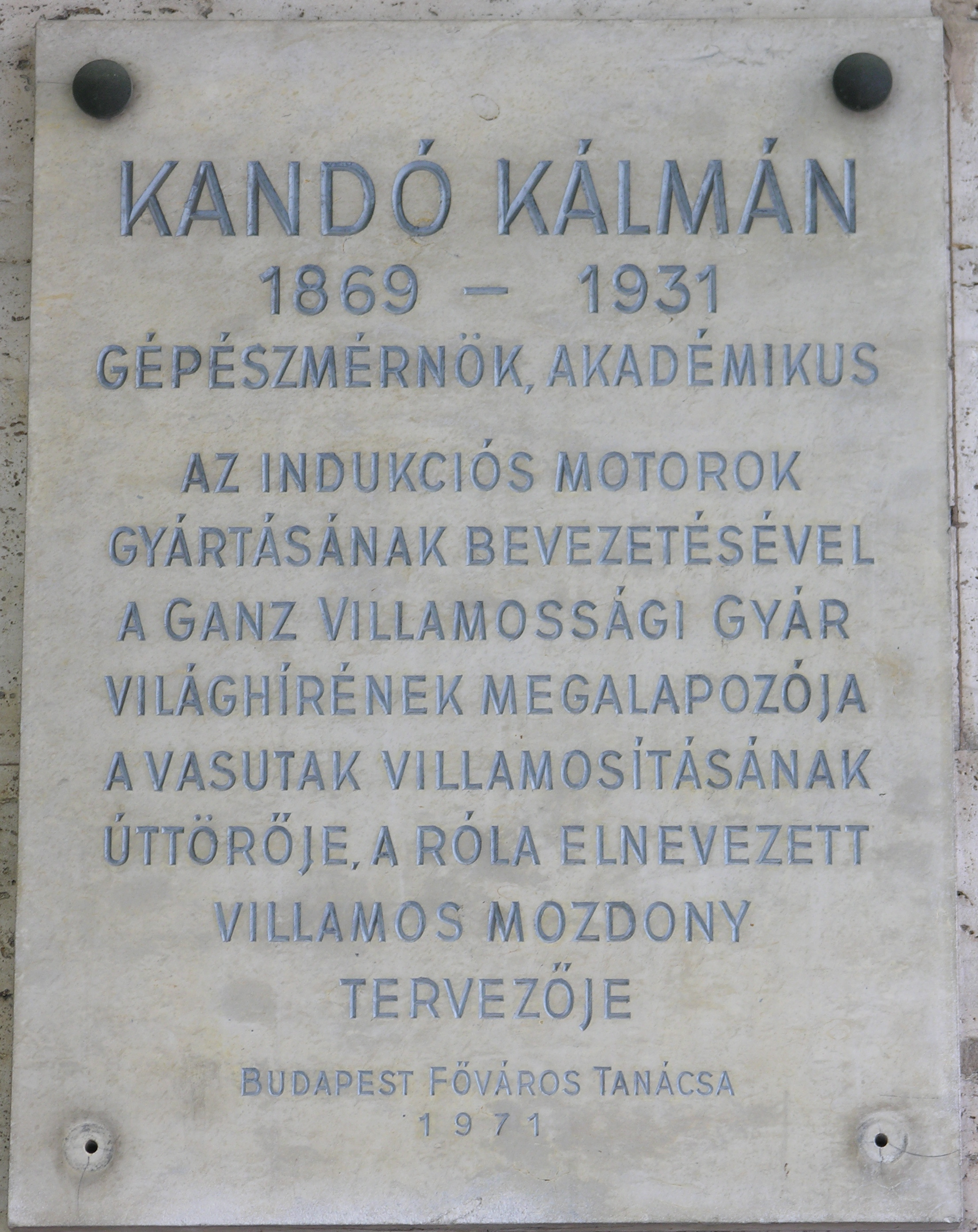
Kandó Kálmán, Kandó Kálmán utca 6.
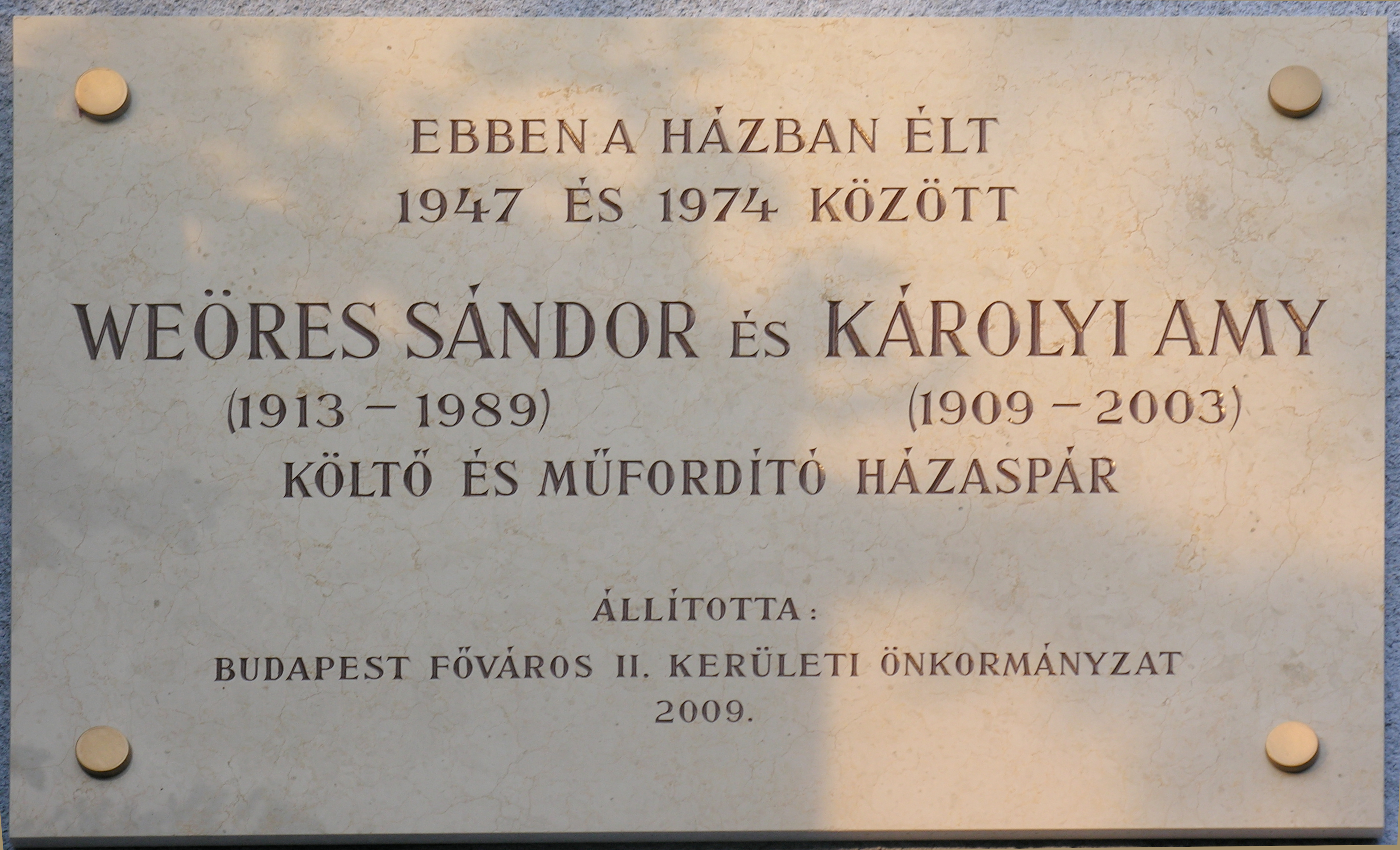
Károlyi Amy és Weöres Sándor, Törökvész út 3/c
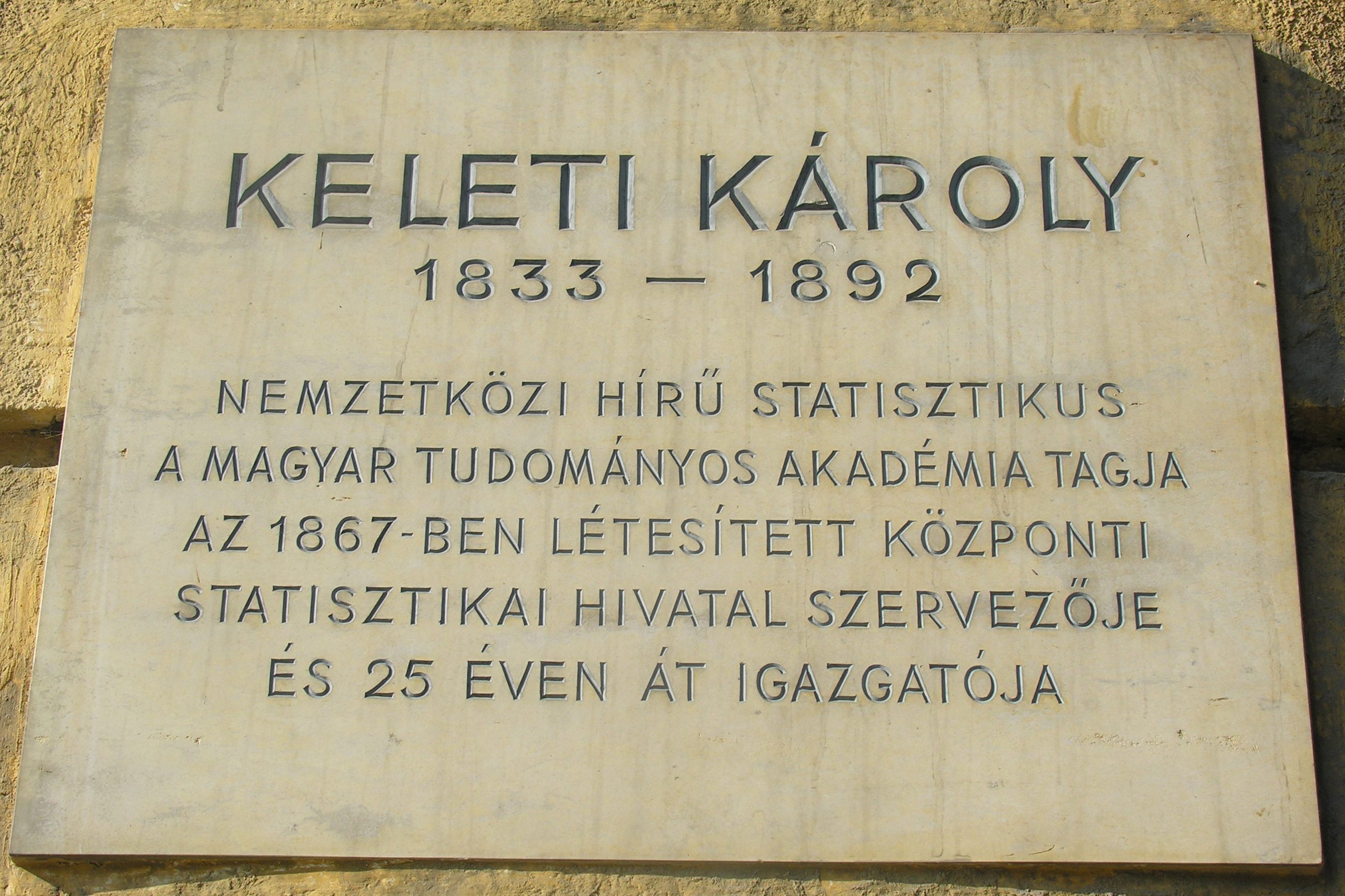
Keleti Károly, Keleti Károly utca 18/a
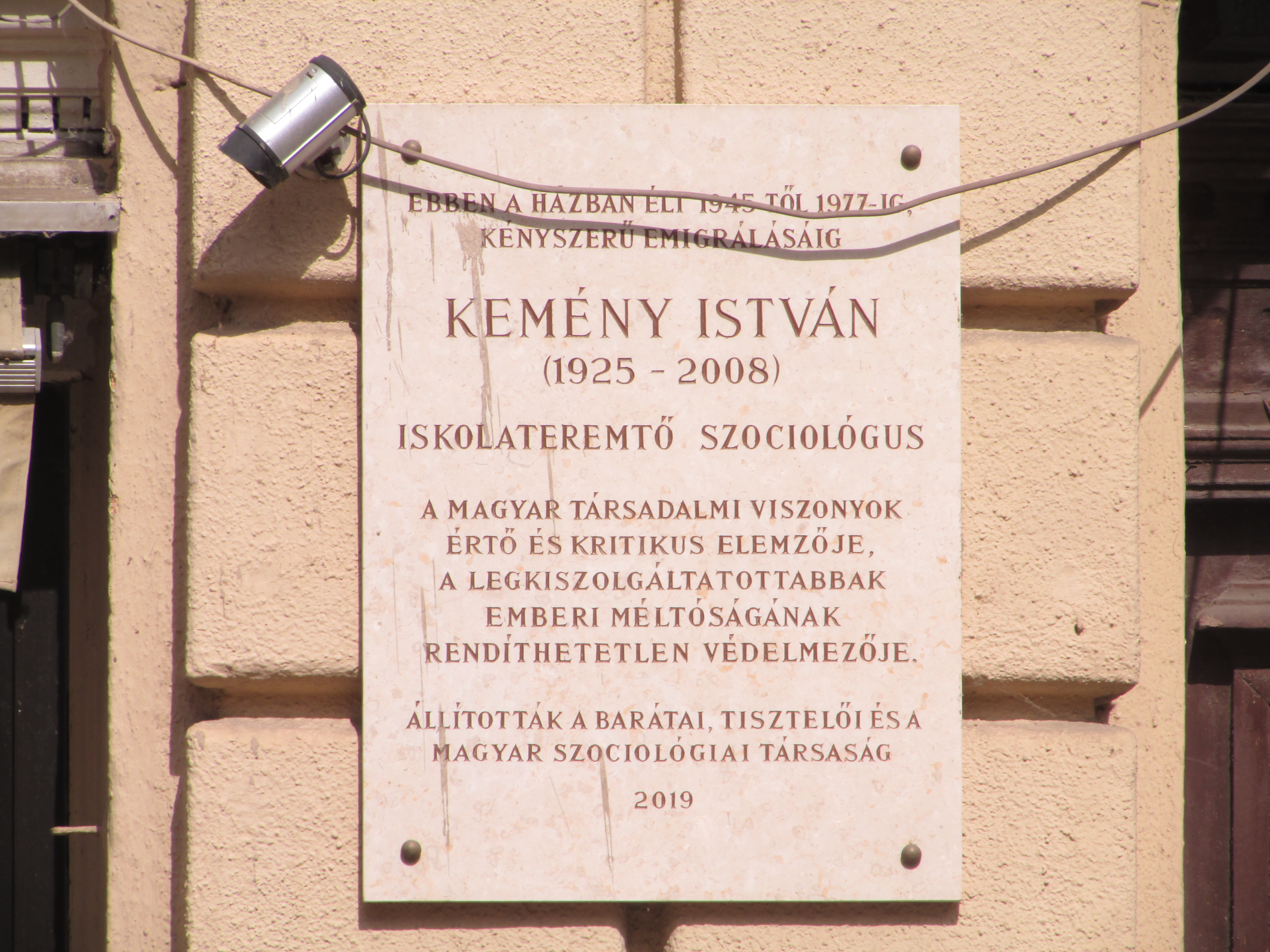
Kemény István, Frankel Leó út 21-23.
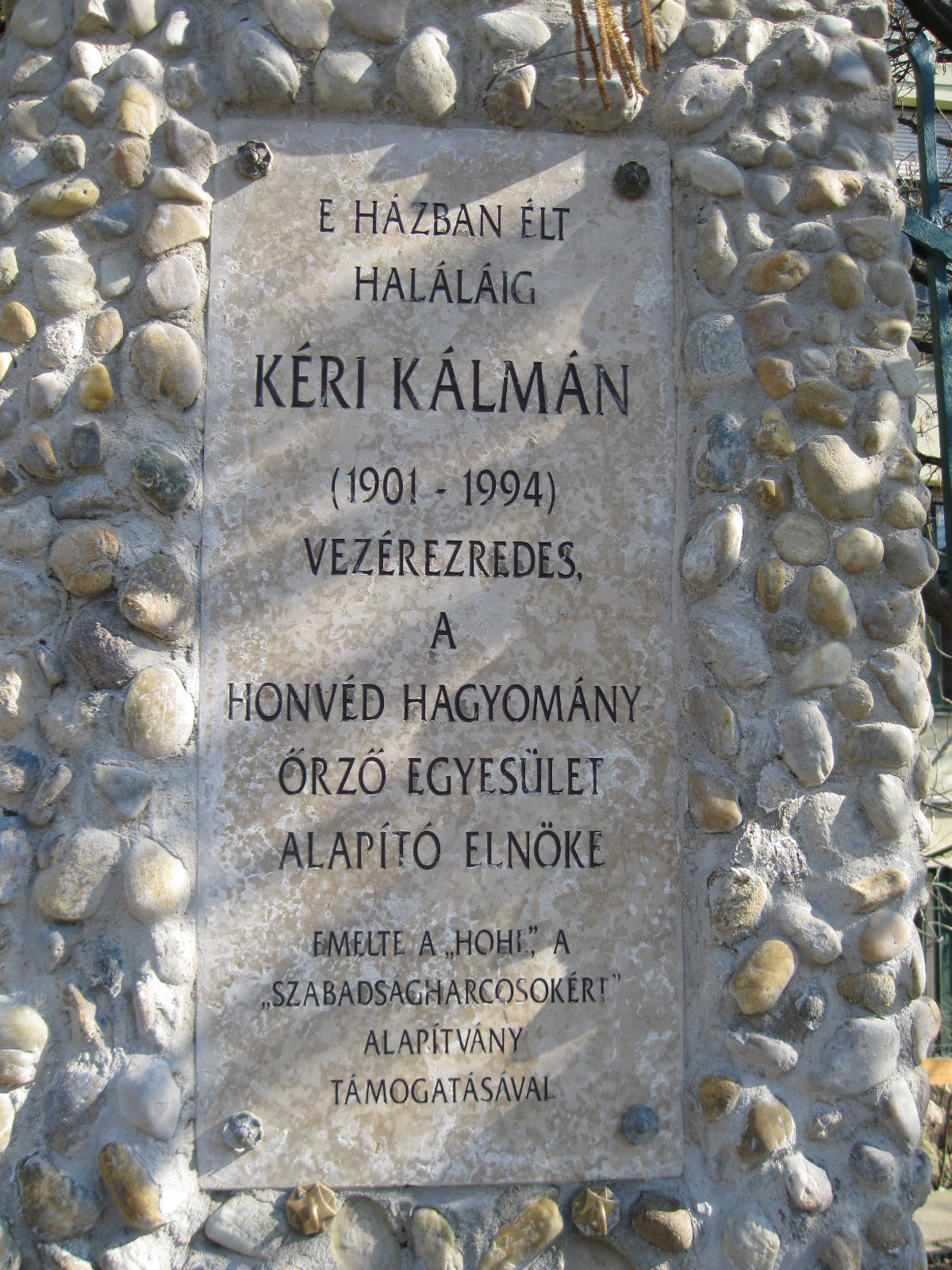
Kéri Kálmán, Érmelléki utca 9.
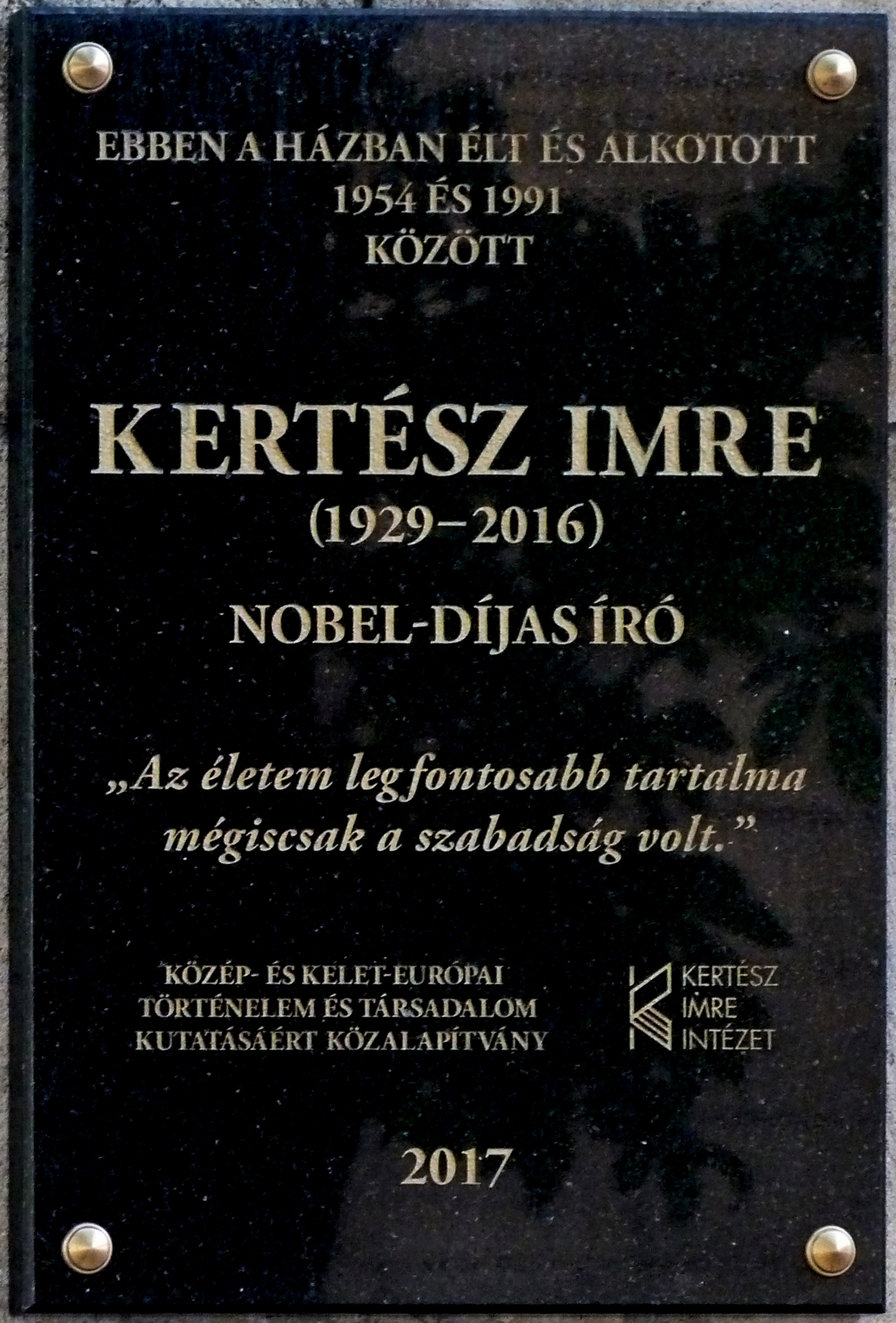
Kertész Imre, Török utca 3.
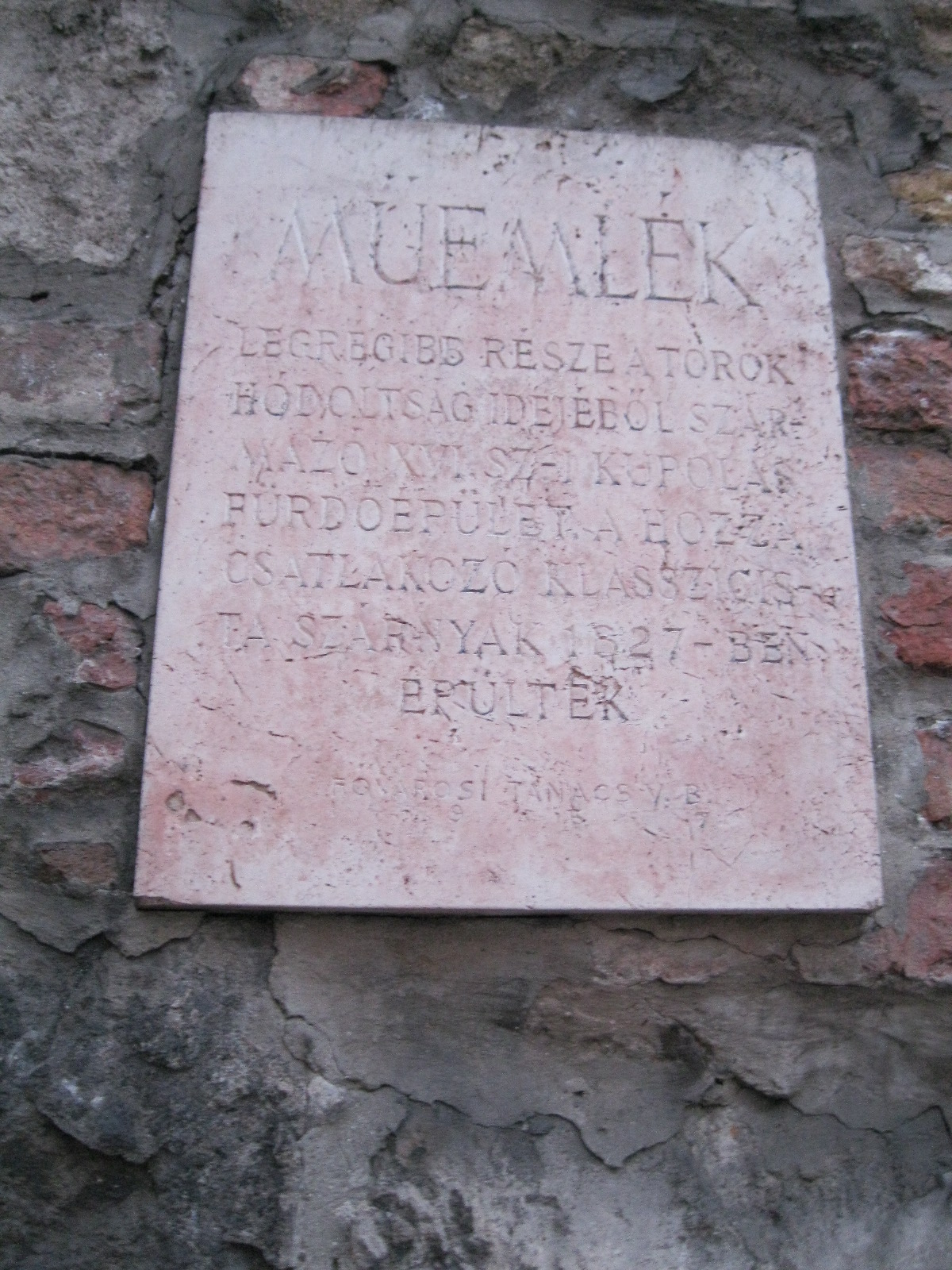
Király gyógyfürdő, Fő utca 84.
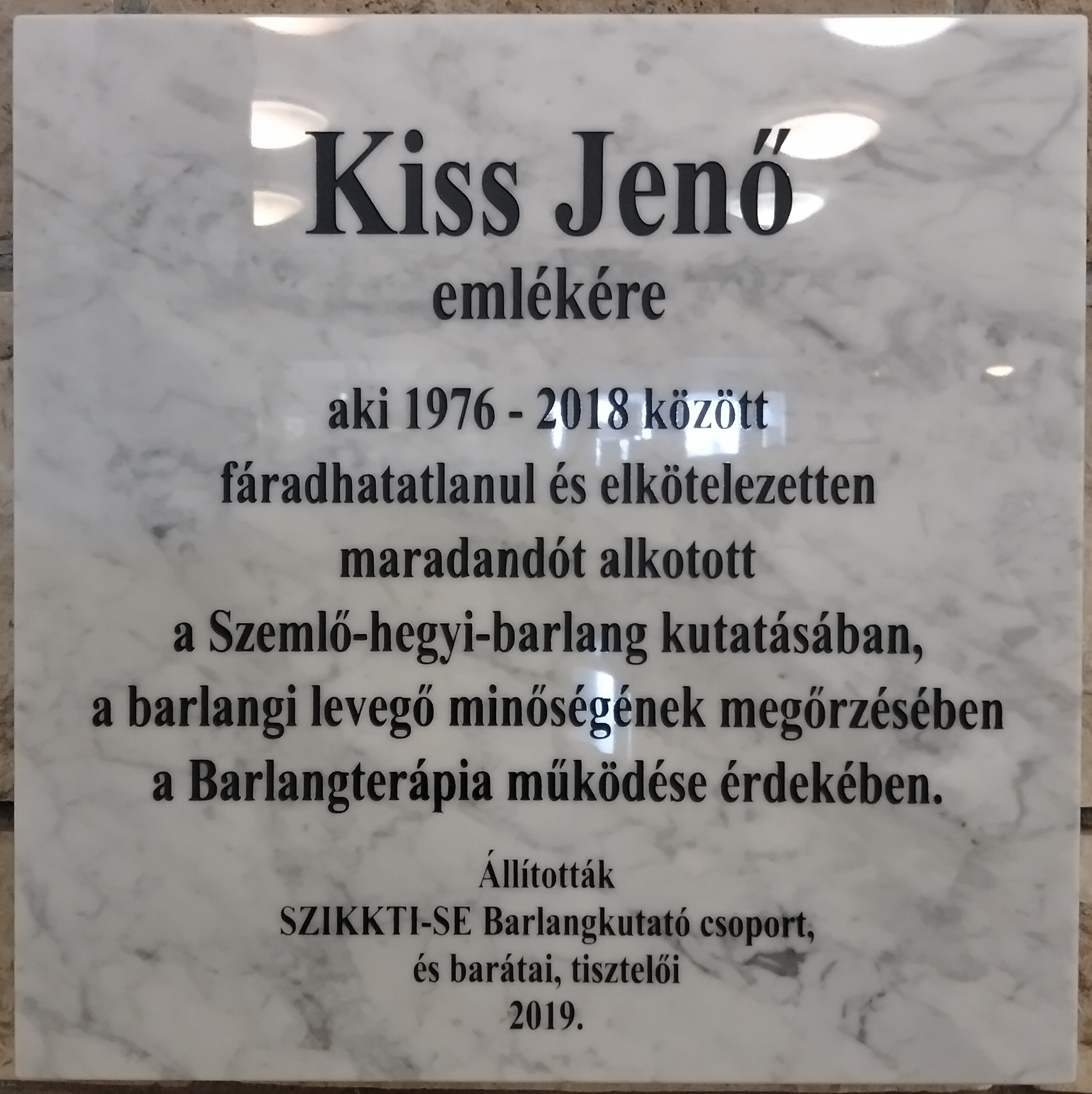
Kiss Jenő, Pusztaszeri út 35.
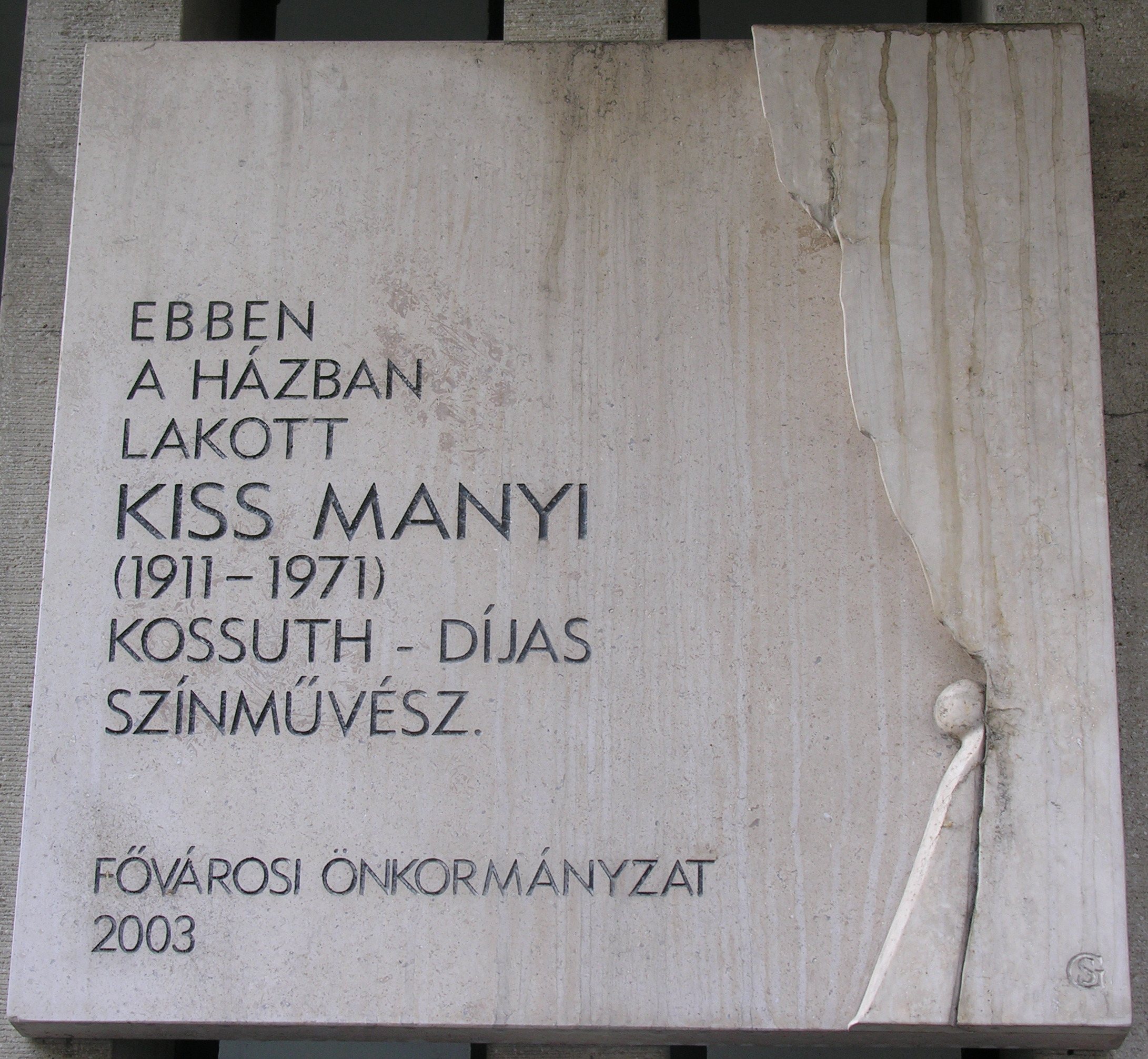
Kiss Manyi, Szépvölgyi út 4/a
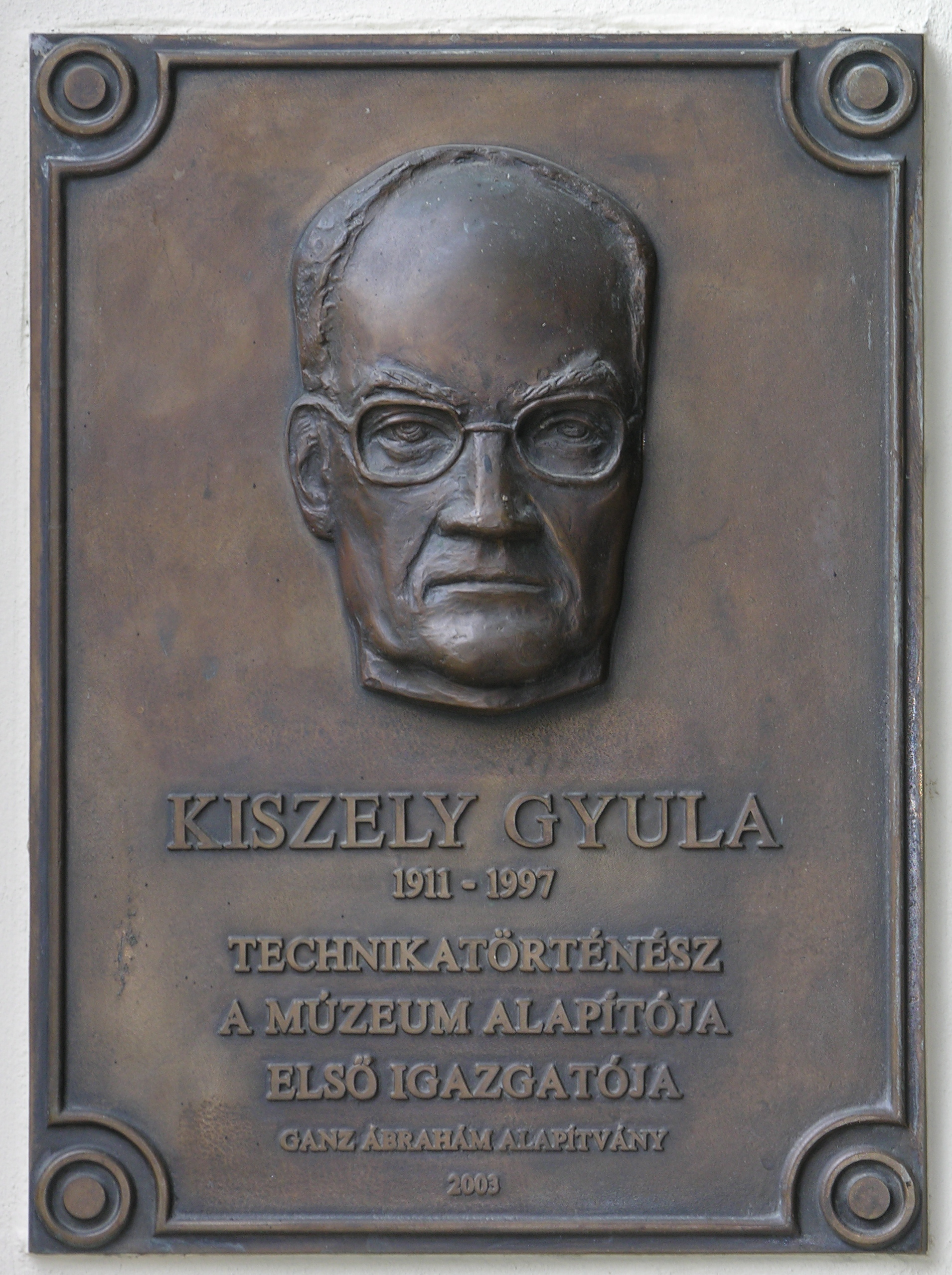
Kiszely Gyula, Bem József utca 20.
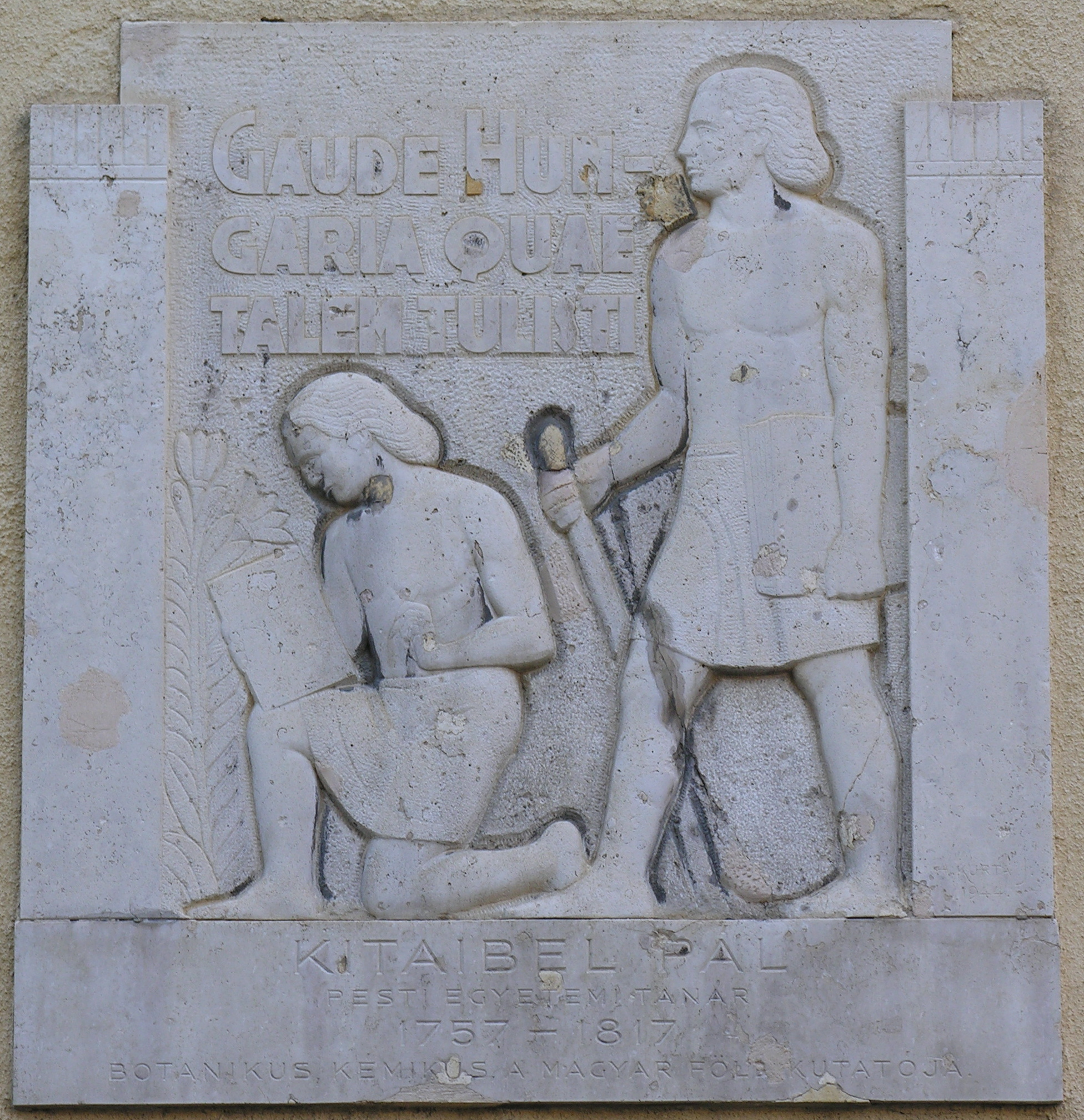
Kitaibel Pál, Kitaibel Pál utca 1. alkotó: Andrássy Kurta János
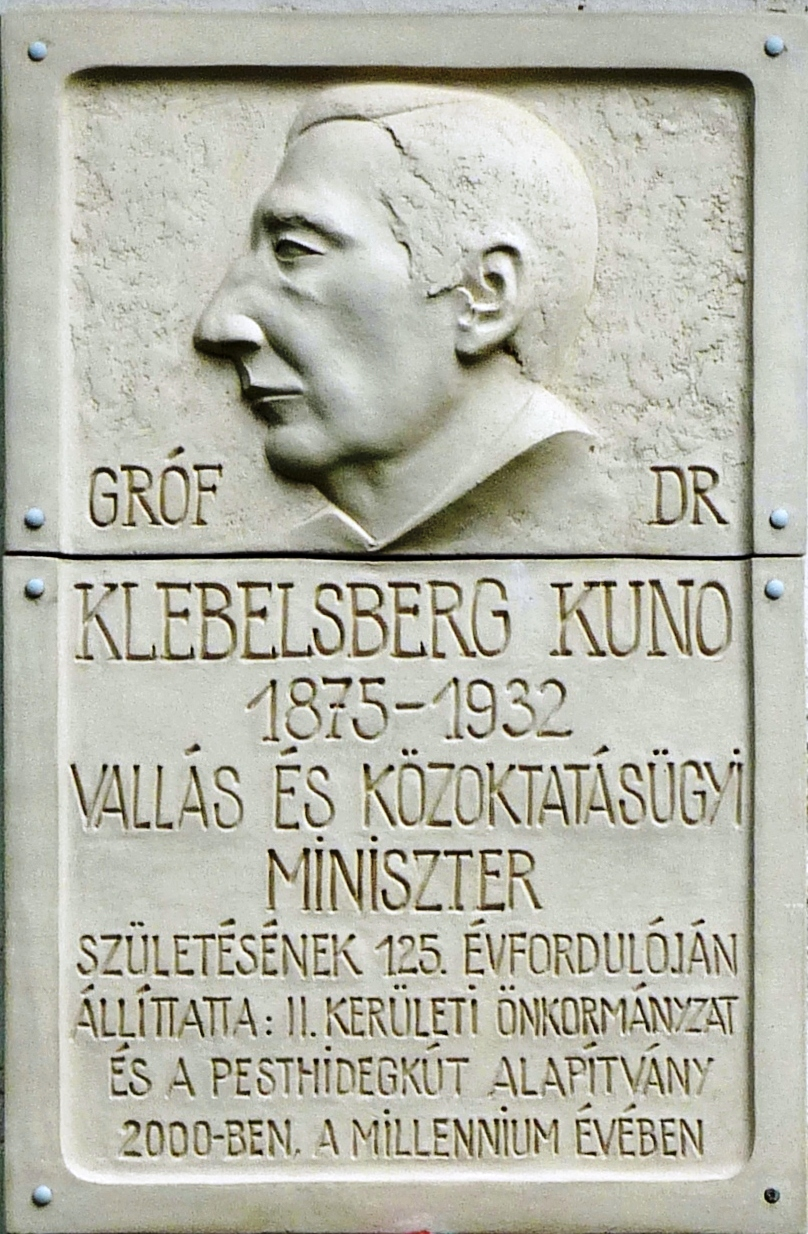
Klebelsberg Kuno, Templom köz 1.
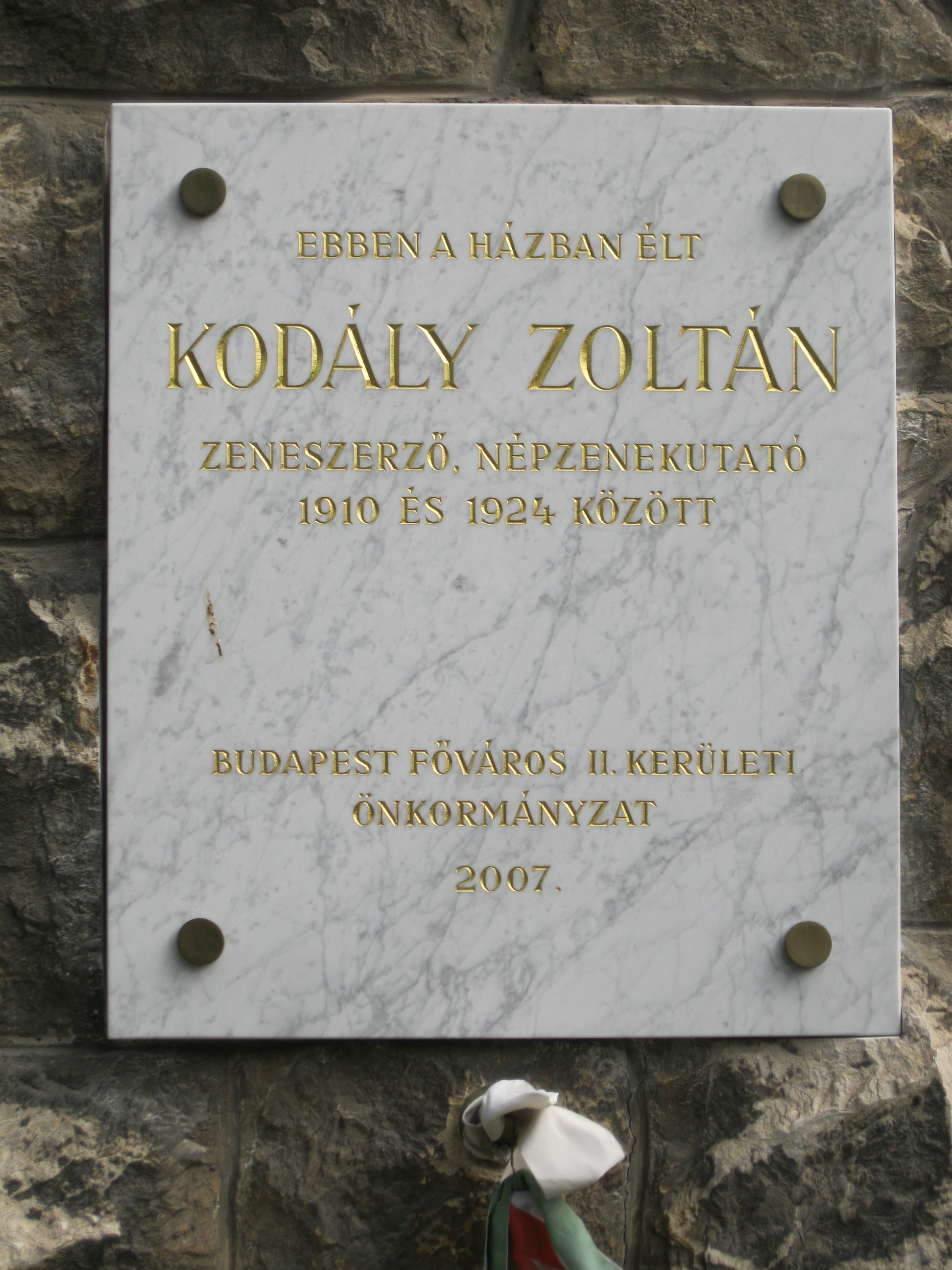
Kodály Zoltán, Áldás utca 11.
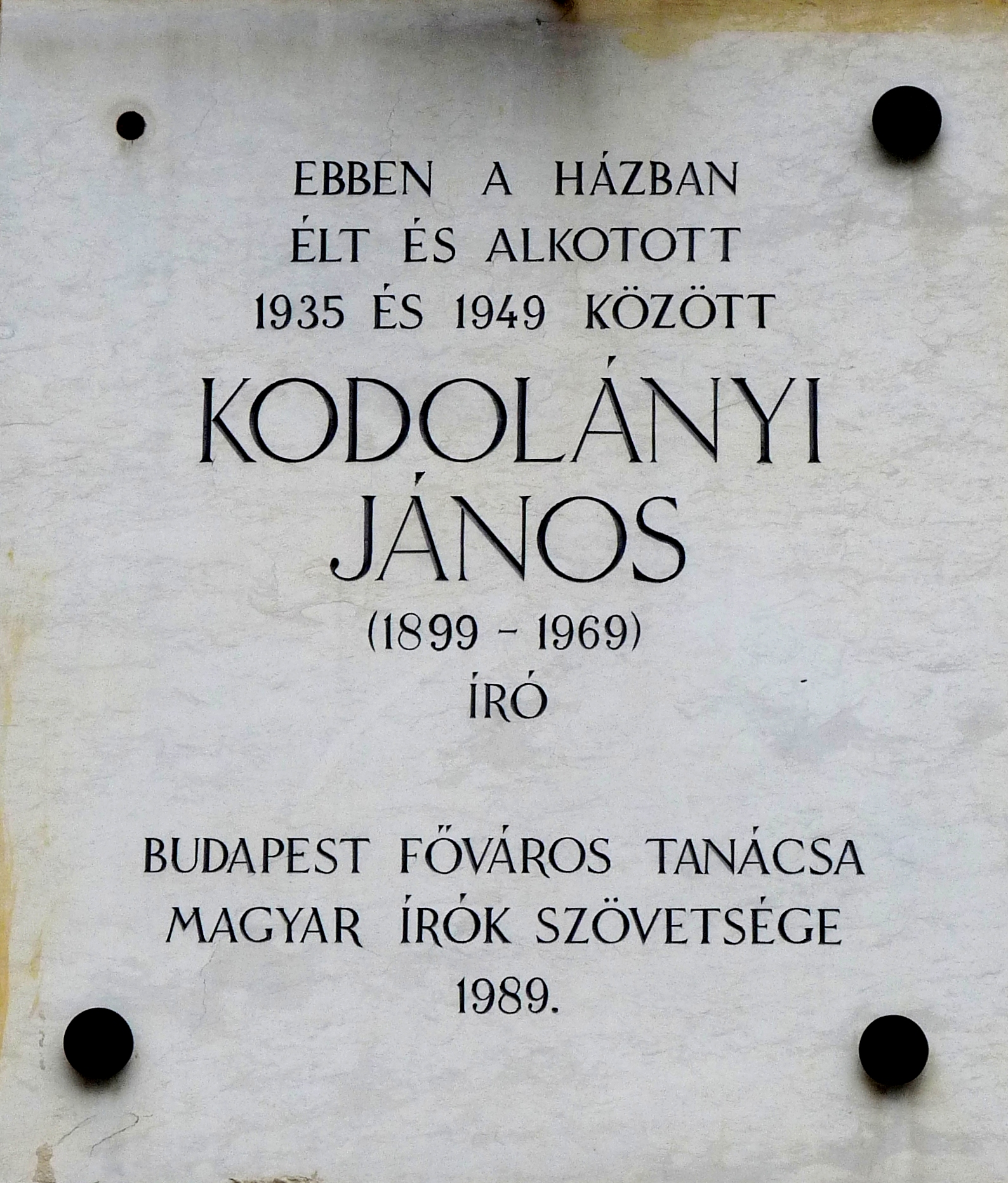
Kodolányi János, Hűvösvölgyi út 35.
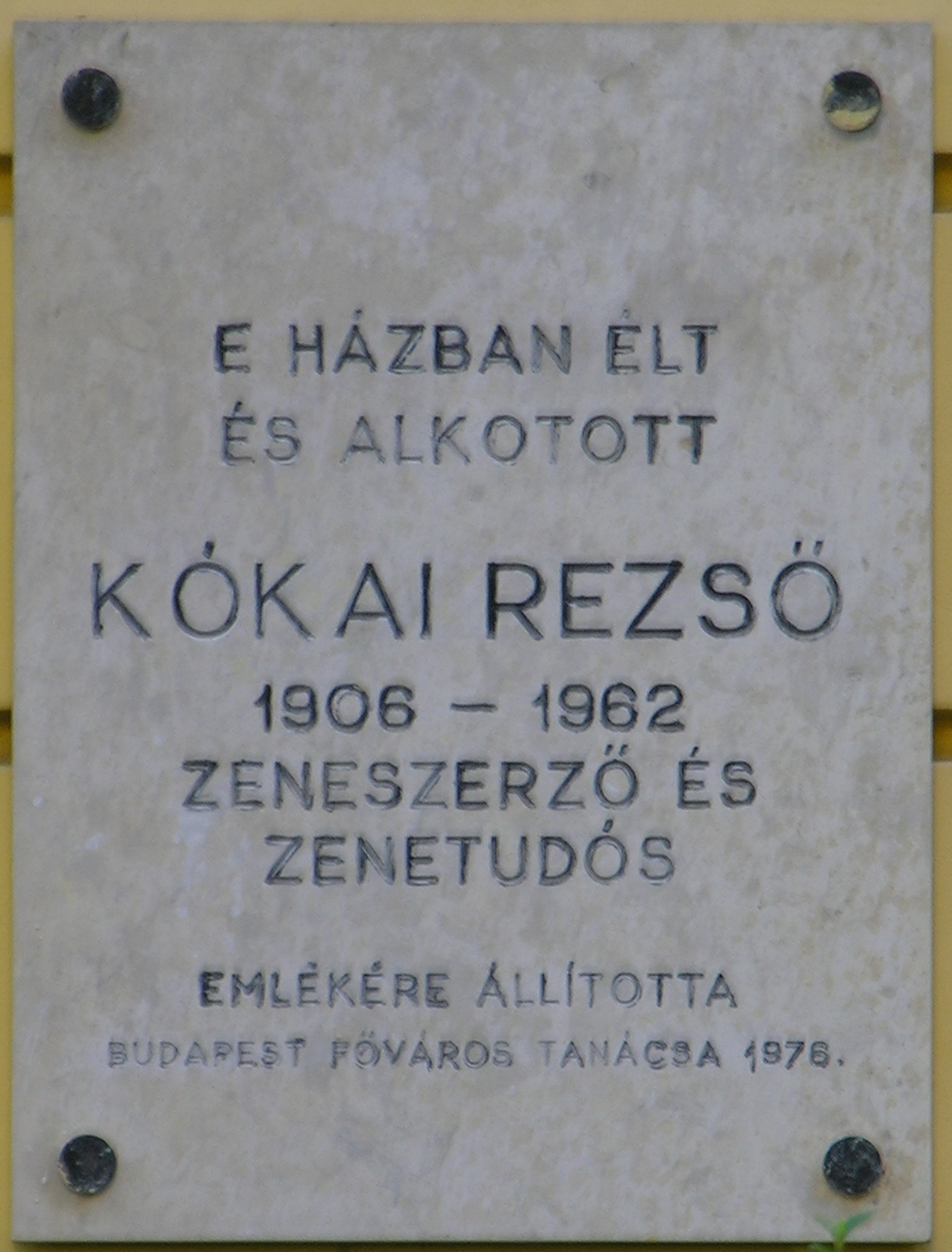
Kókai Rezső, Torockó utca 11.
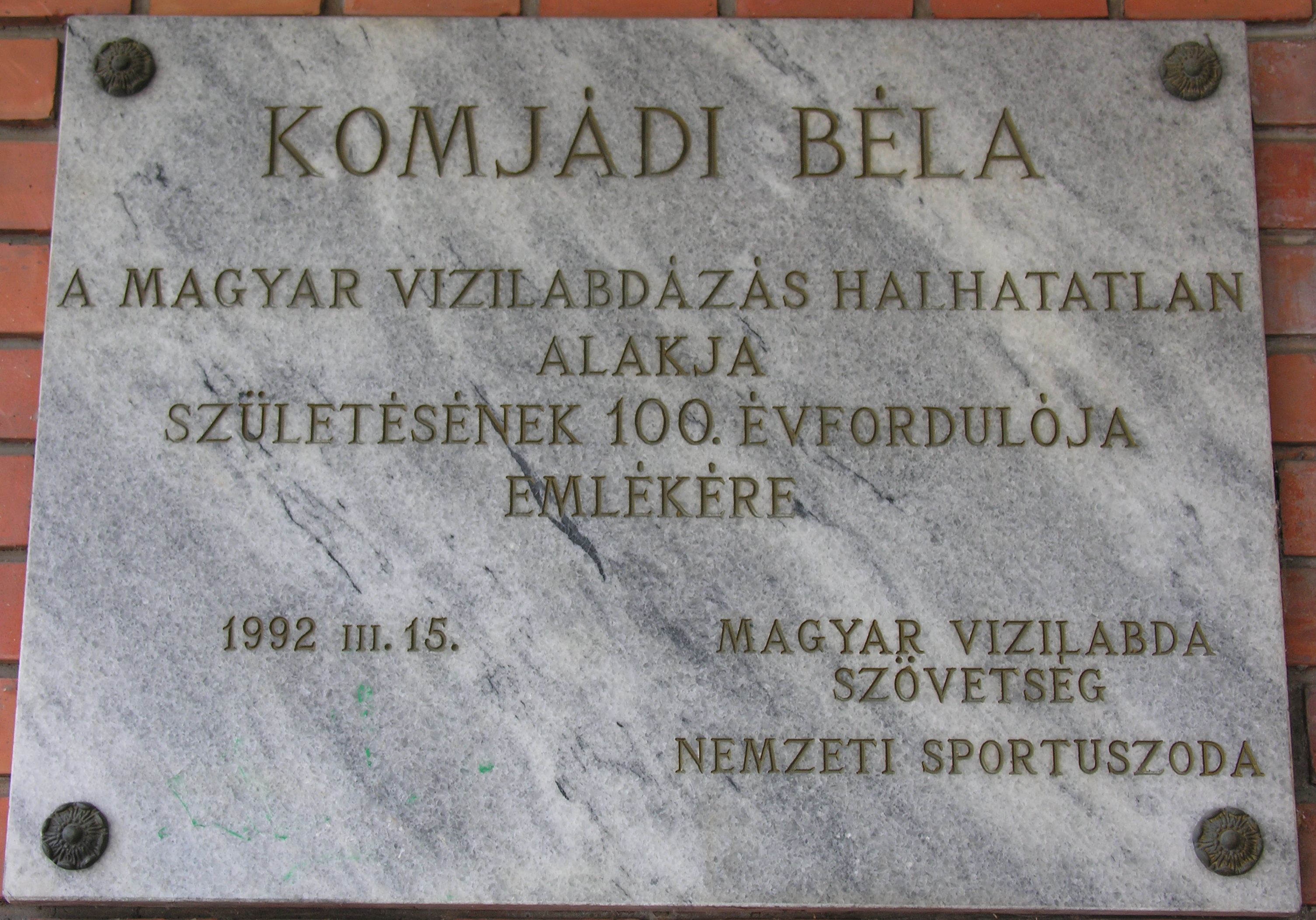
Komjádi Béla, Árpád fejedelem útja 8.
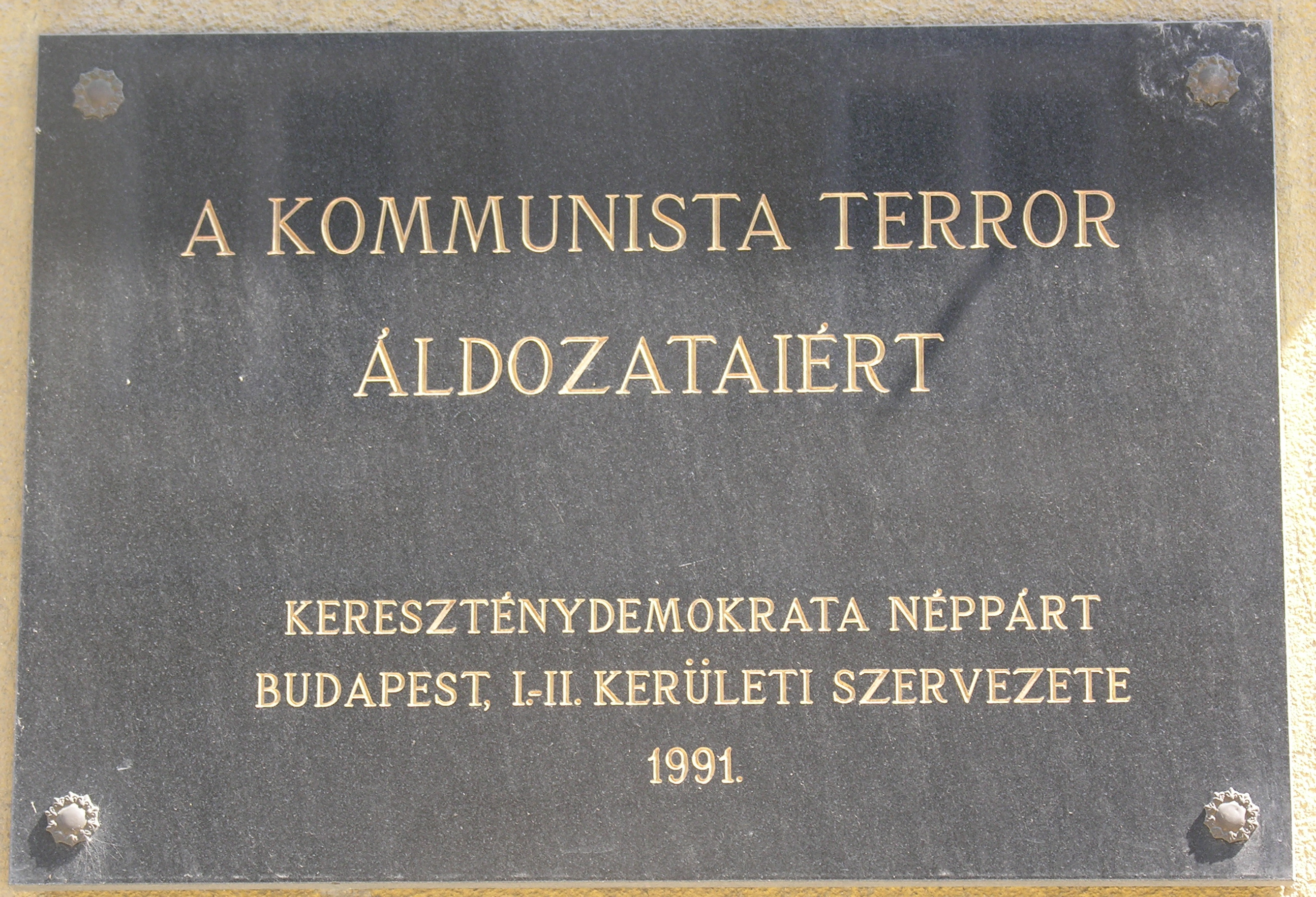
A kommunista terror áldozataiért, Gyorskocsi utca 25.
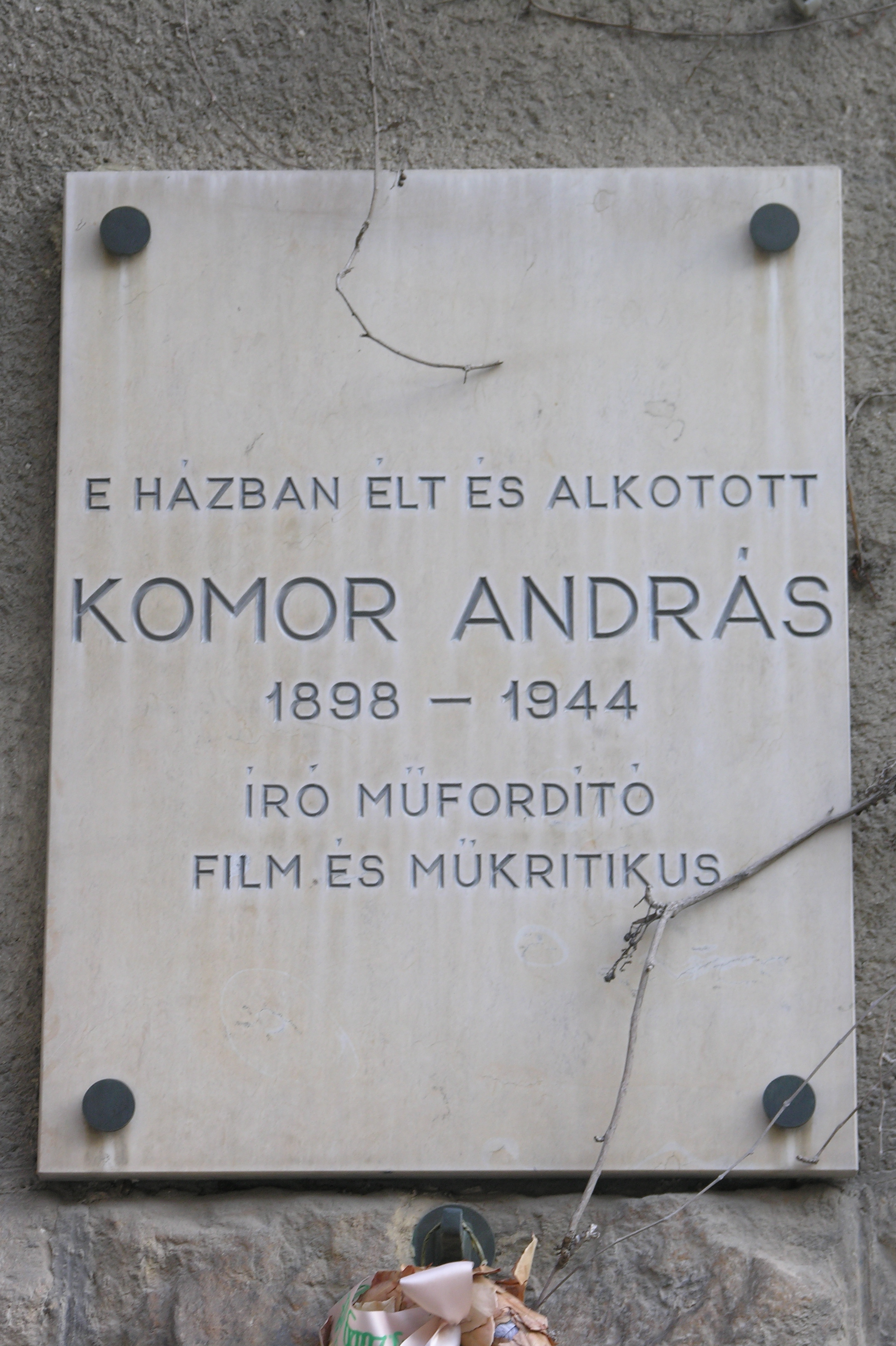
Komor András, Keleti Károly utca 29.
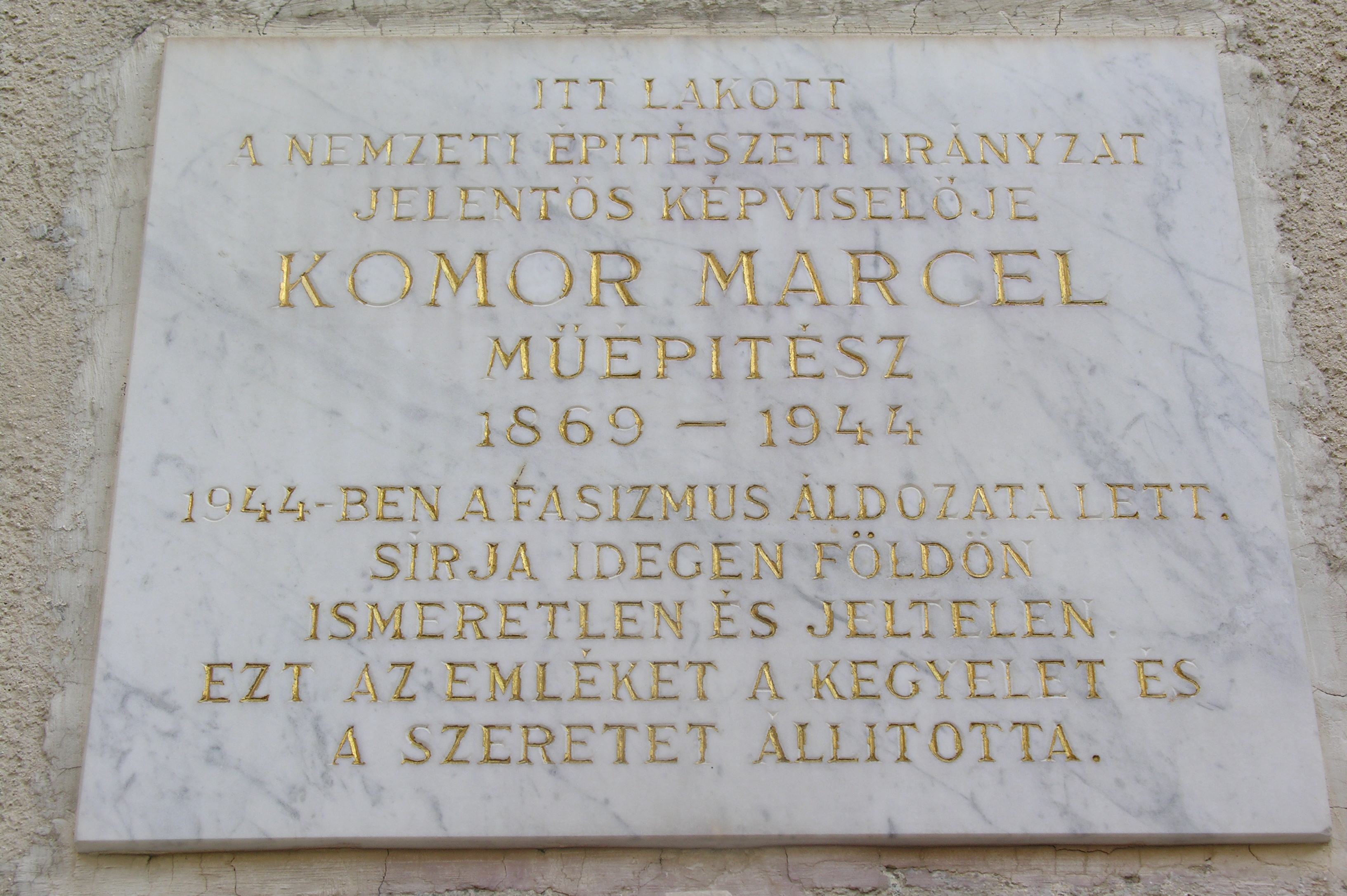
Komor Marcell, Keleti Károly utca 31/a
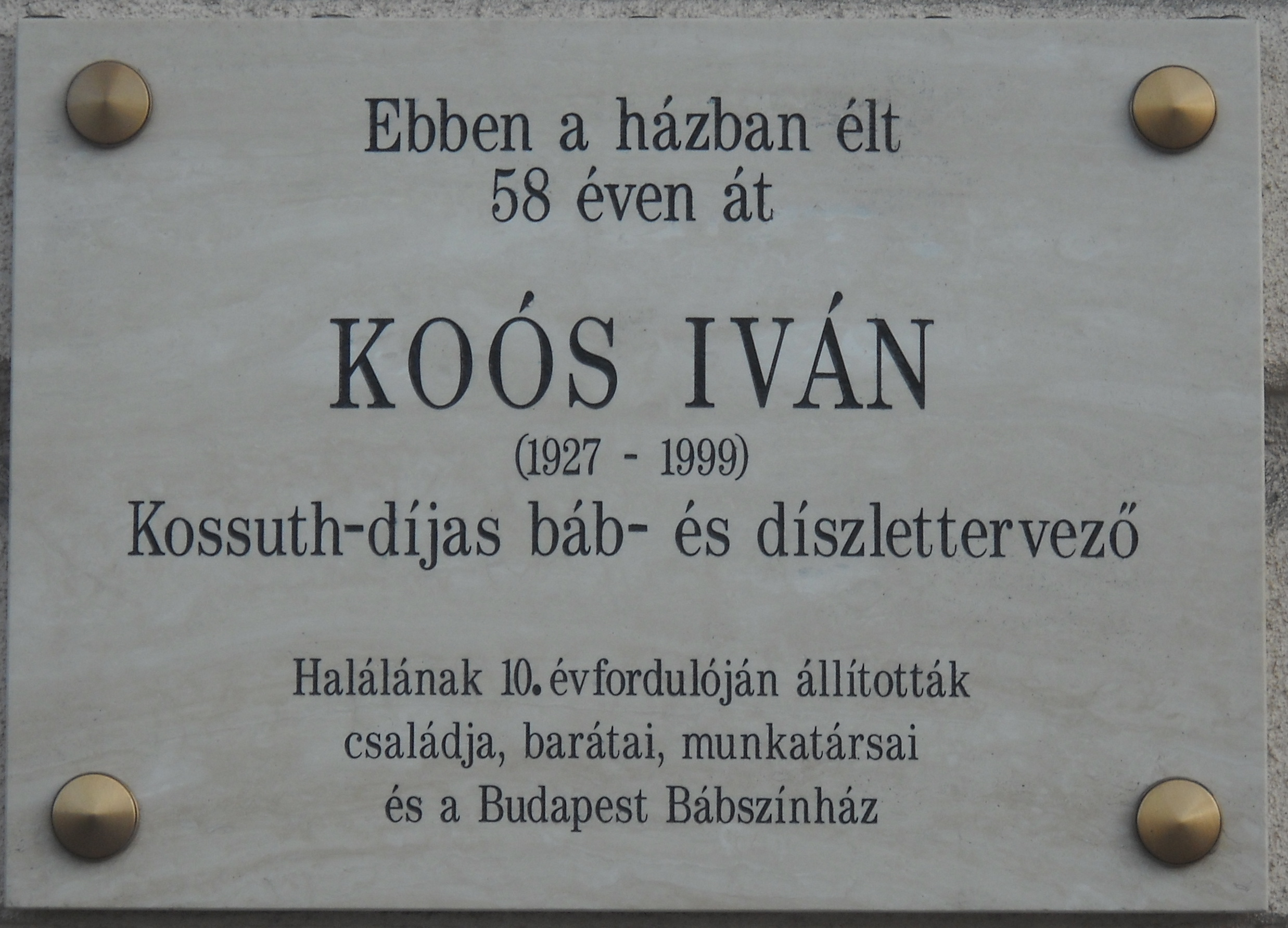
Koós Iván, Széll Kálmán tér 3.
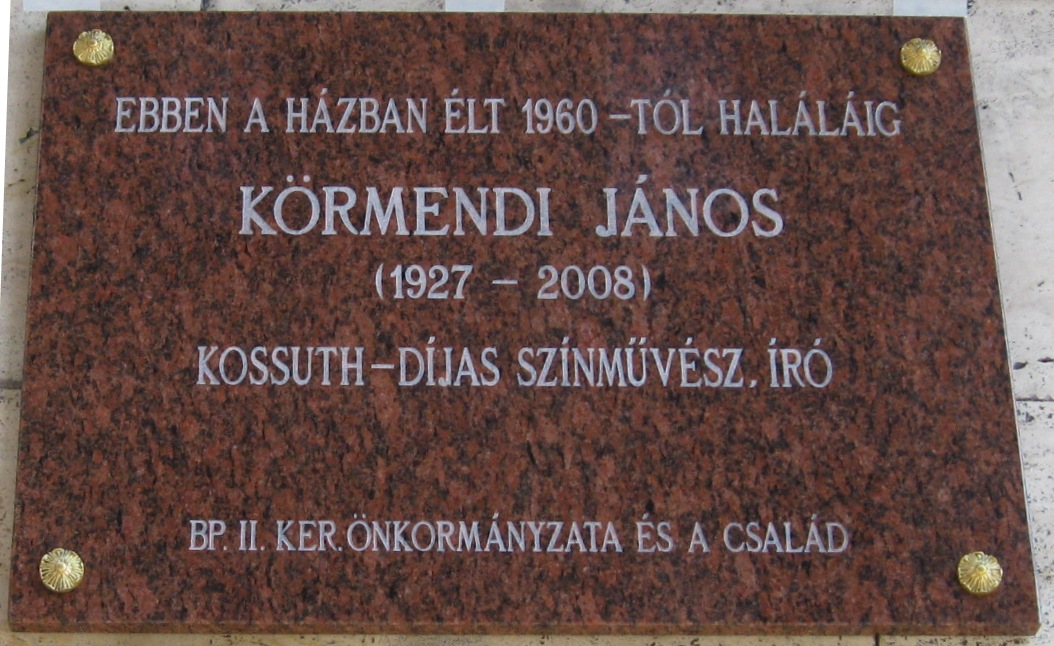
Körmendi János, Fő utca 63–65.
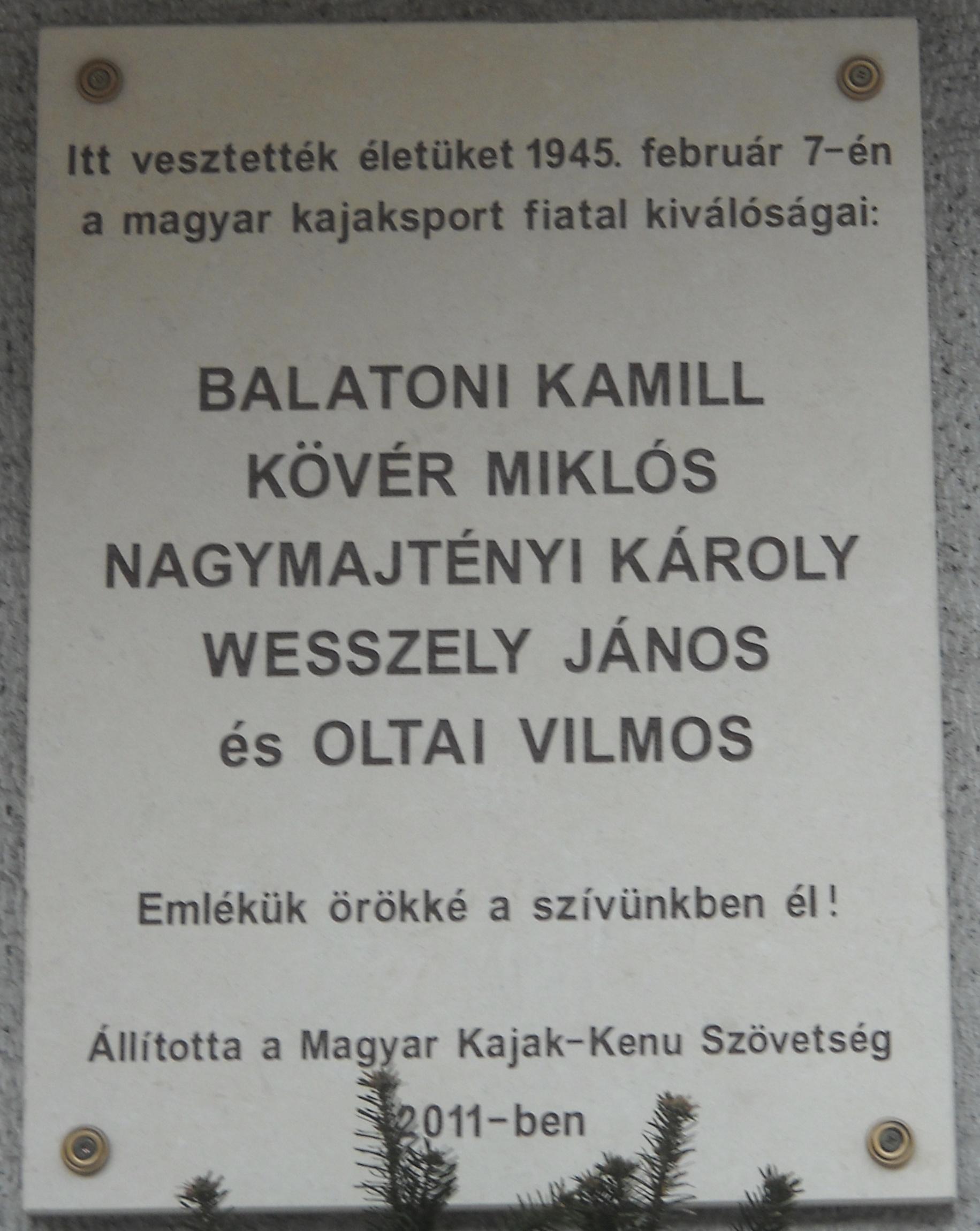
Kövér Miklós, Csalogány utca 9–11.
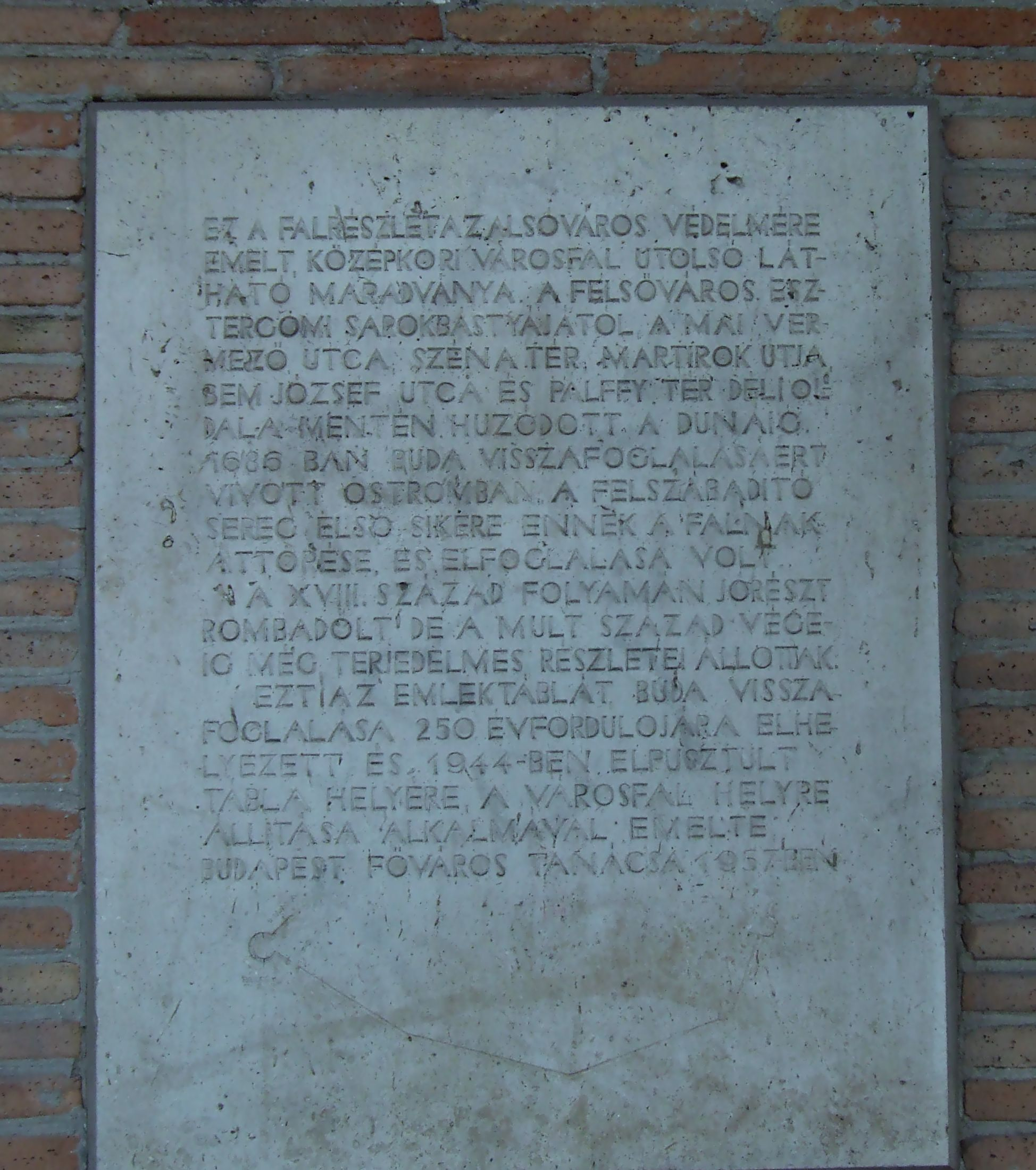
Középkori városfal, Margit körút 66.
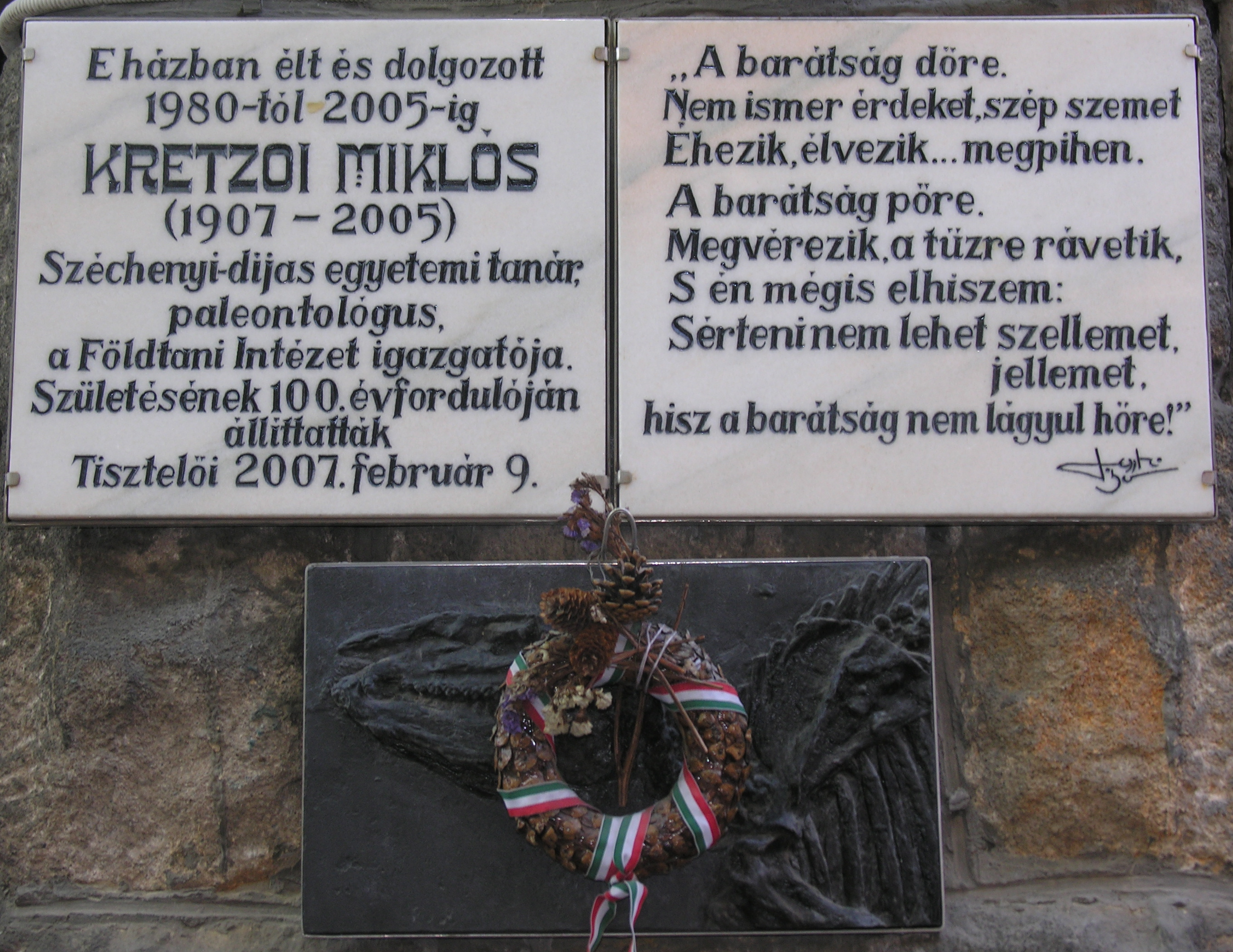
Kretzoi Miklós, Lövőház utca 24.
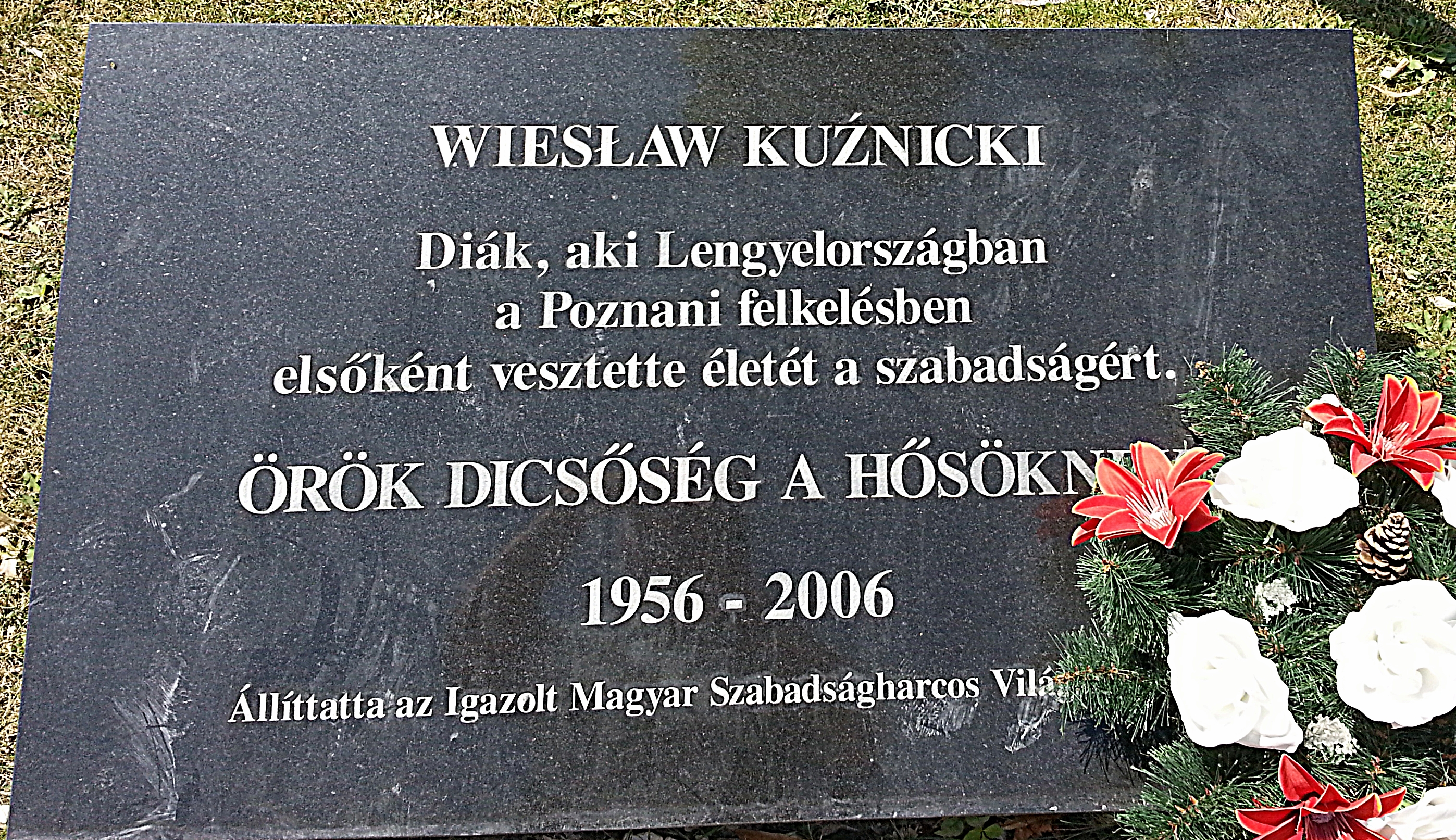
Wiesław Kuźnicki, Fény utca 20–22
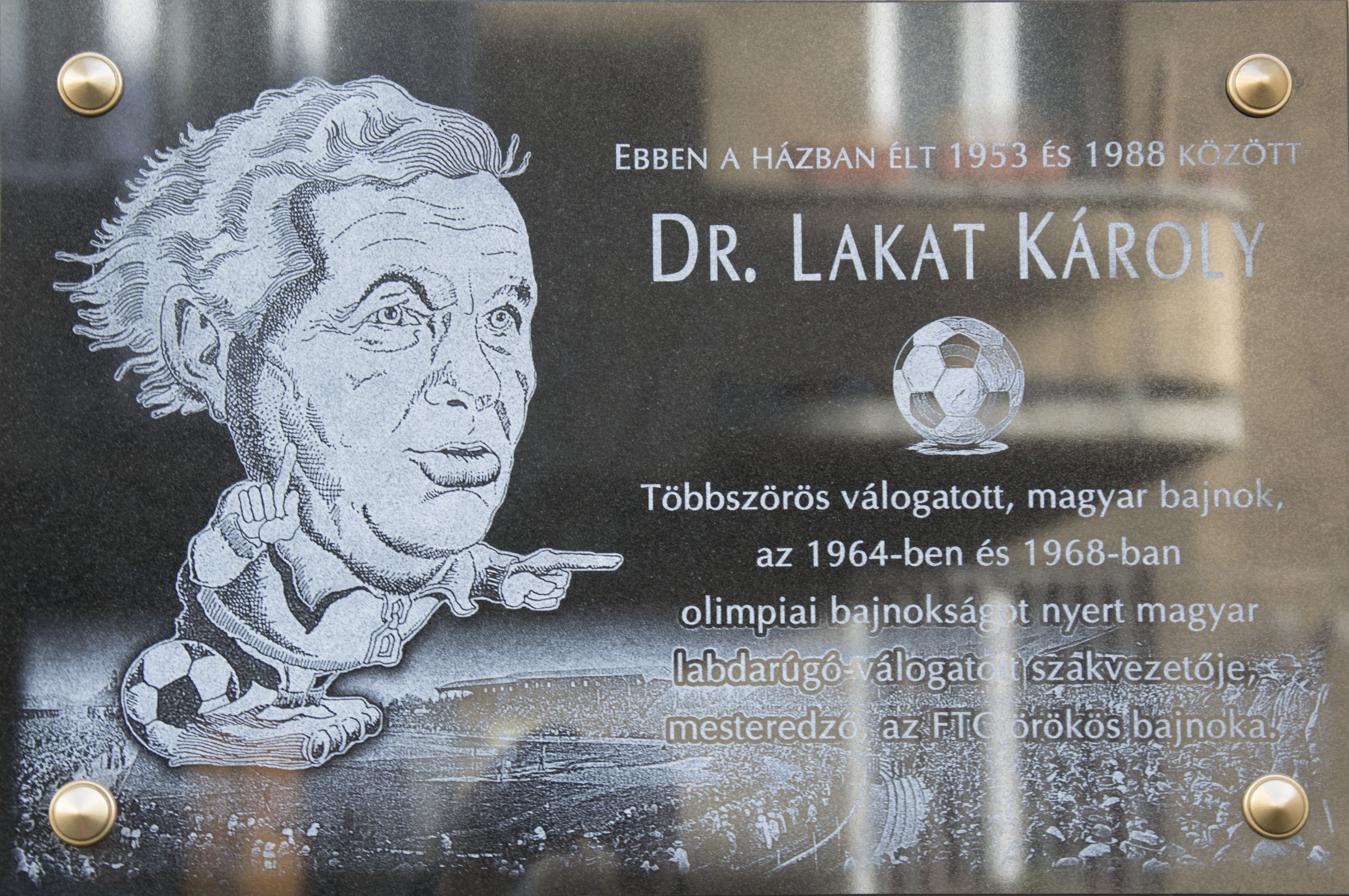
Lakat Károly, Tizedes utca 3.
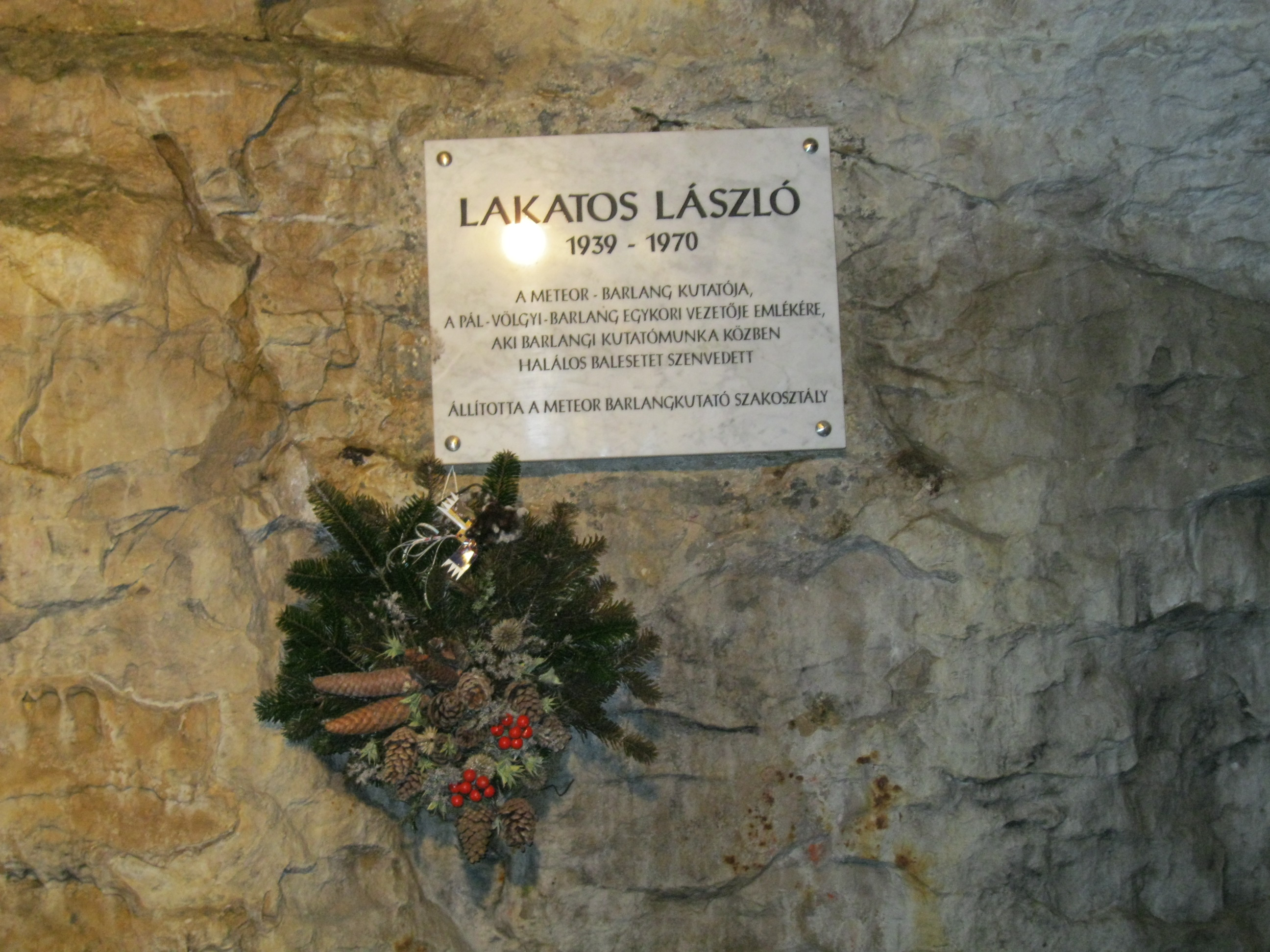
Lakatos László, Pál-völgyi-barlangrendszer, Szépvölgyi út 162.
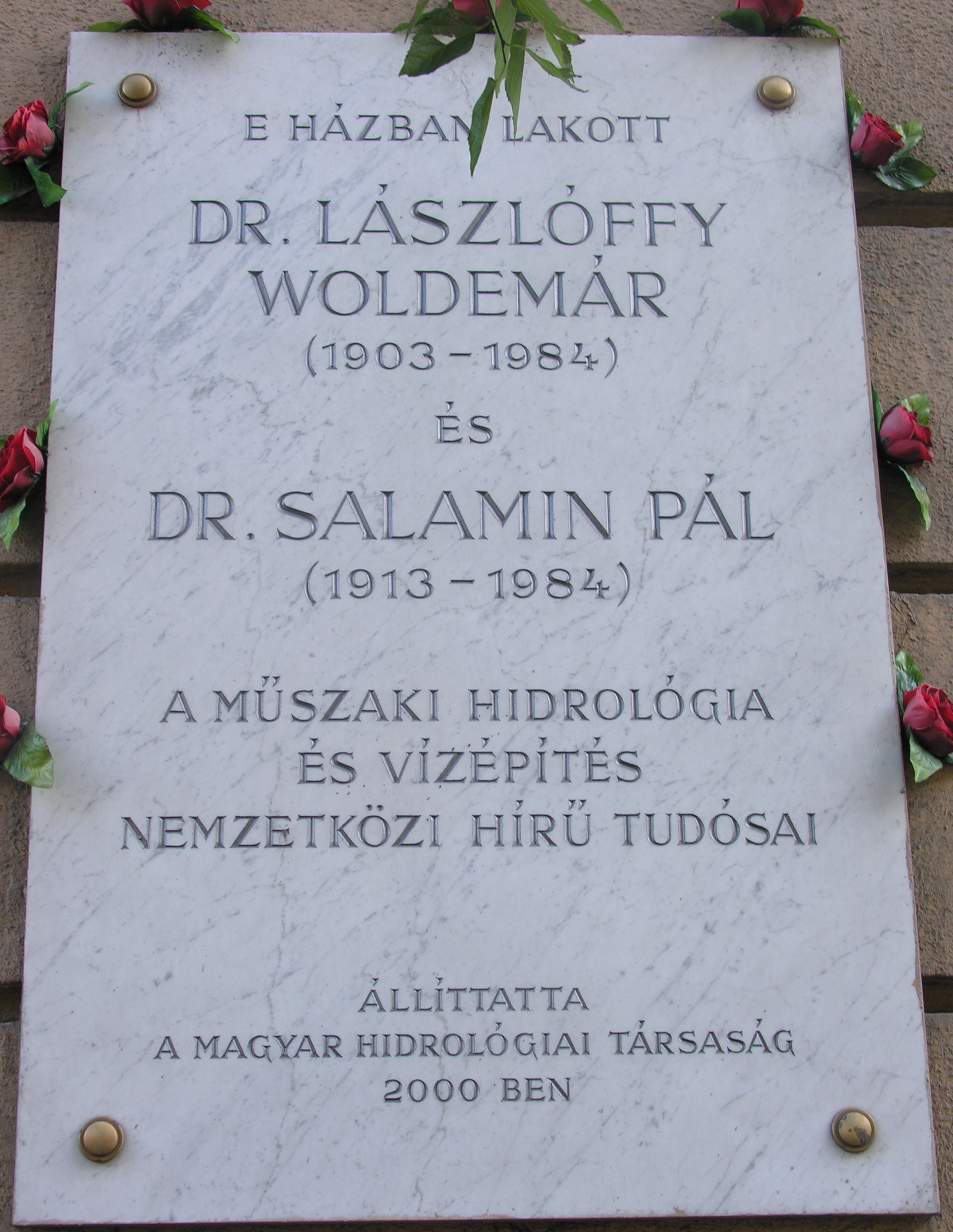
Lászlóffy Woldemár, Szilágyi Erzsébet fasor 13–15.
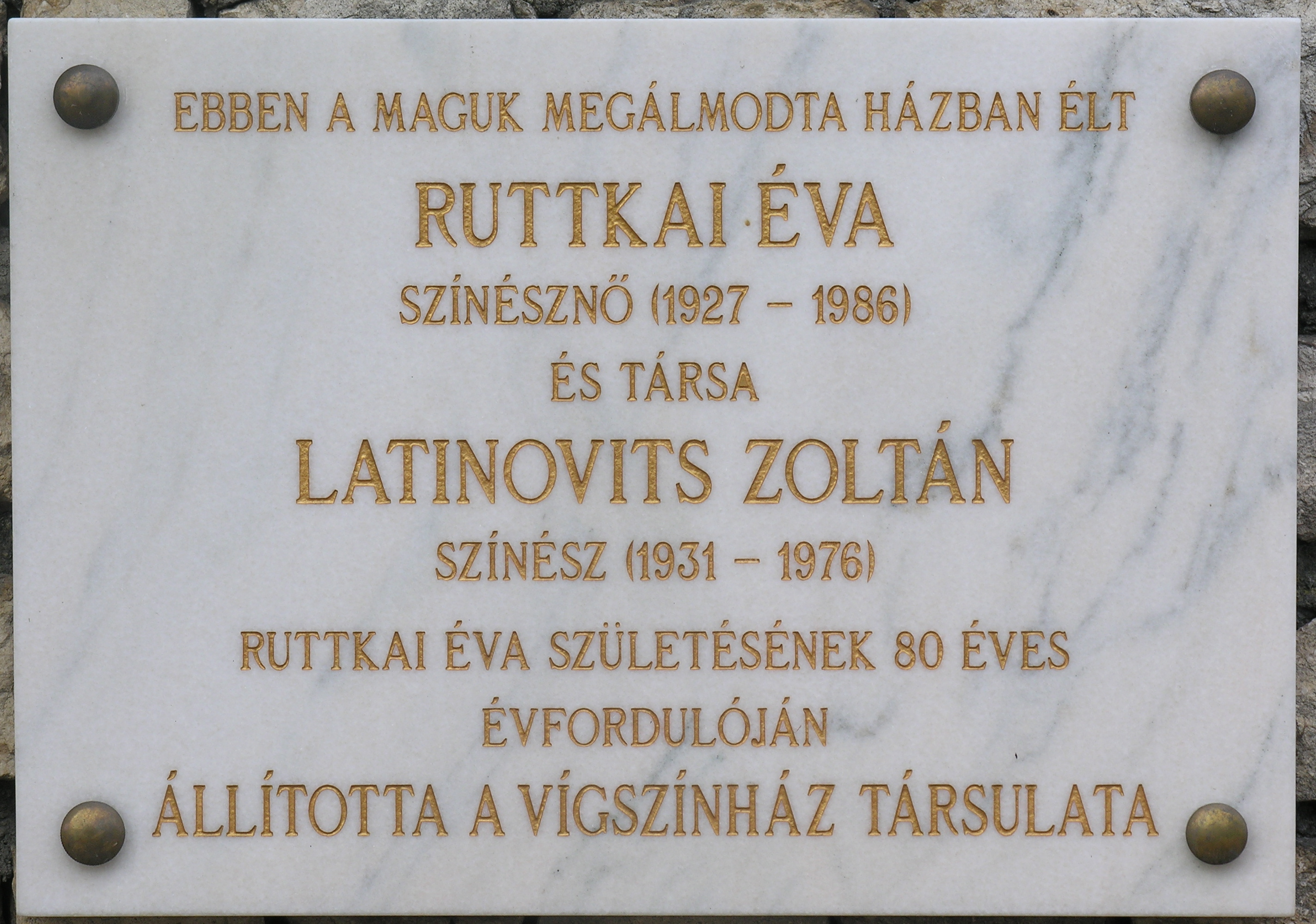
Latinovits Zoltán és Ruttkai Éva, Endrődi Sándor utca 67.
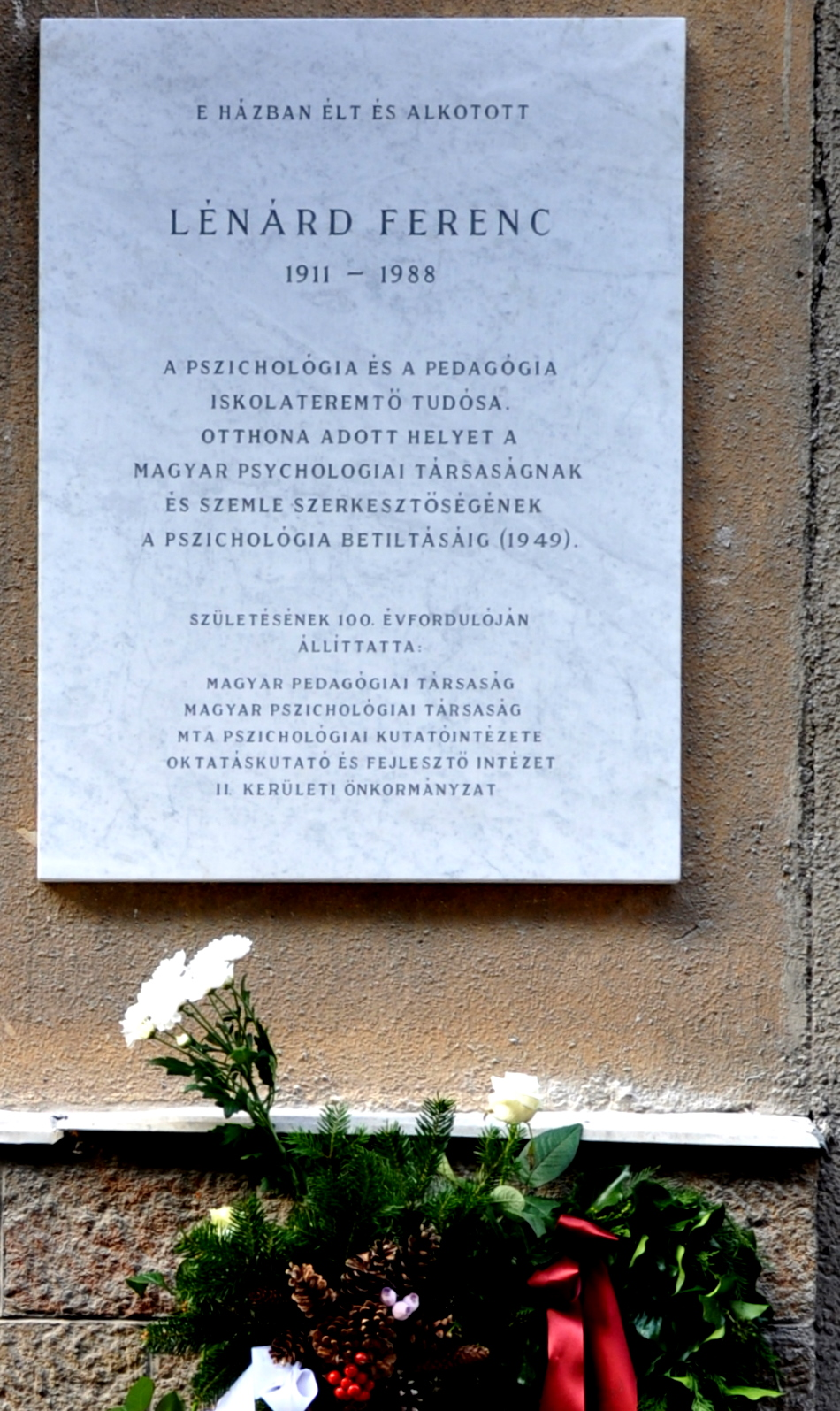
Lénárd Ferenc, Pengő utca 5.
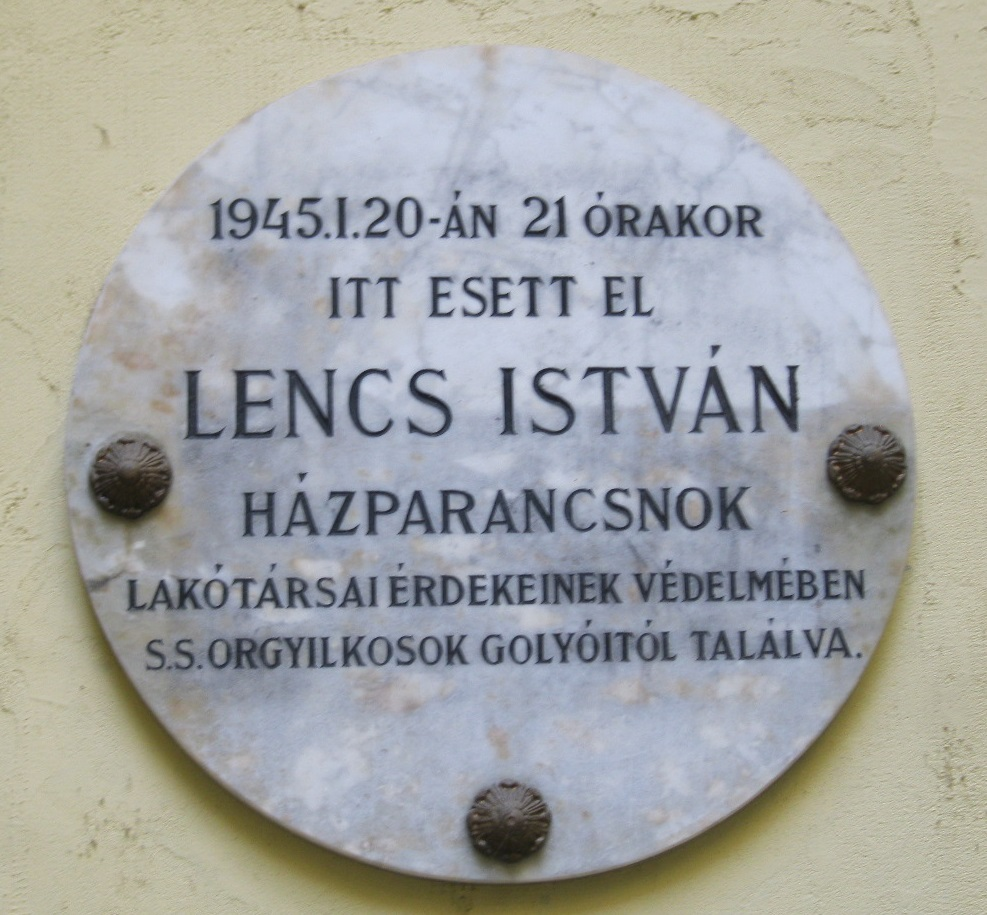
Lencs István, Margit körút 5/a
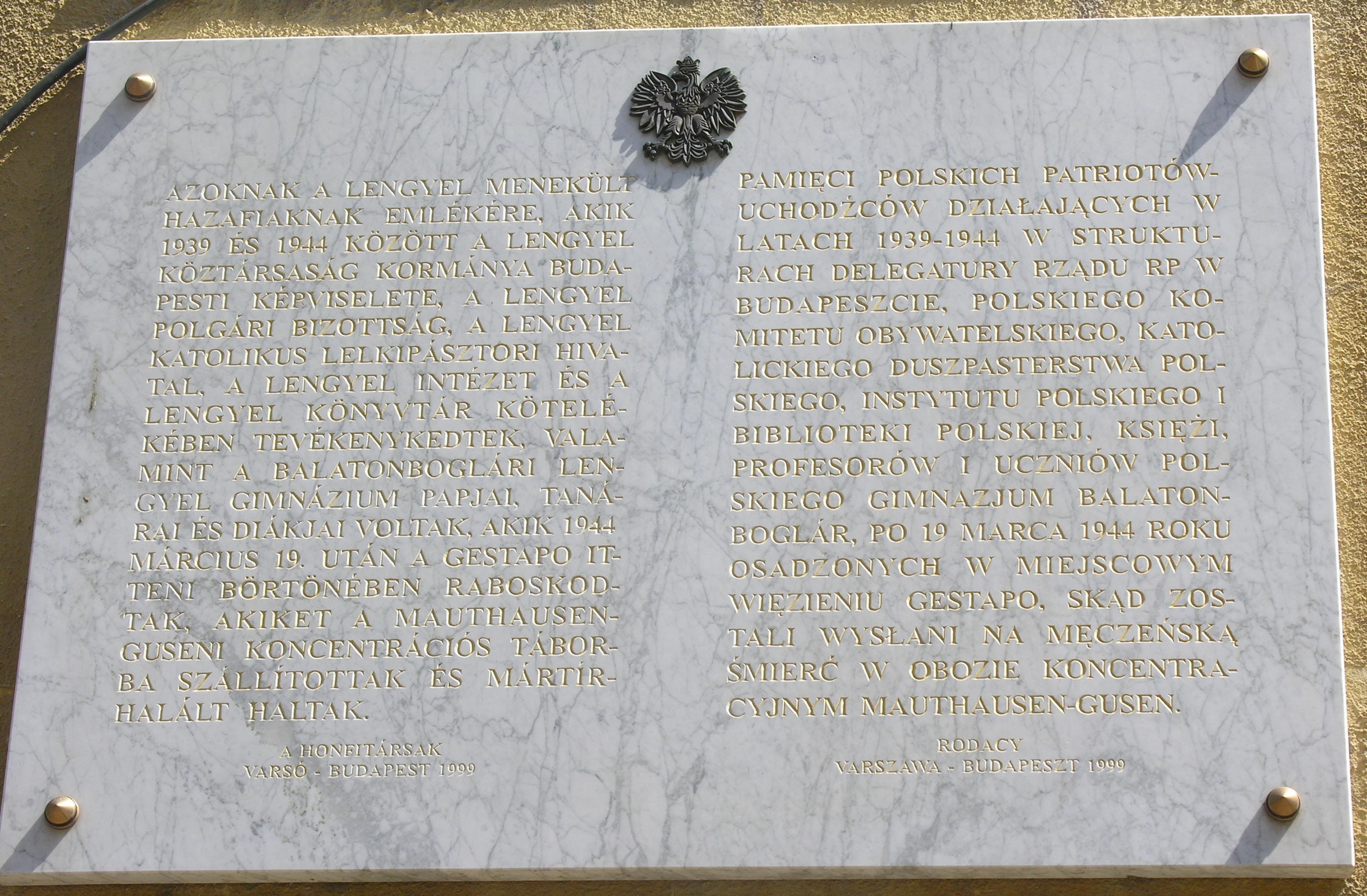
Lengyel menekültek, Gyorskocsi utca 25.
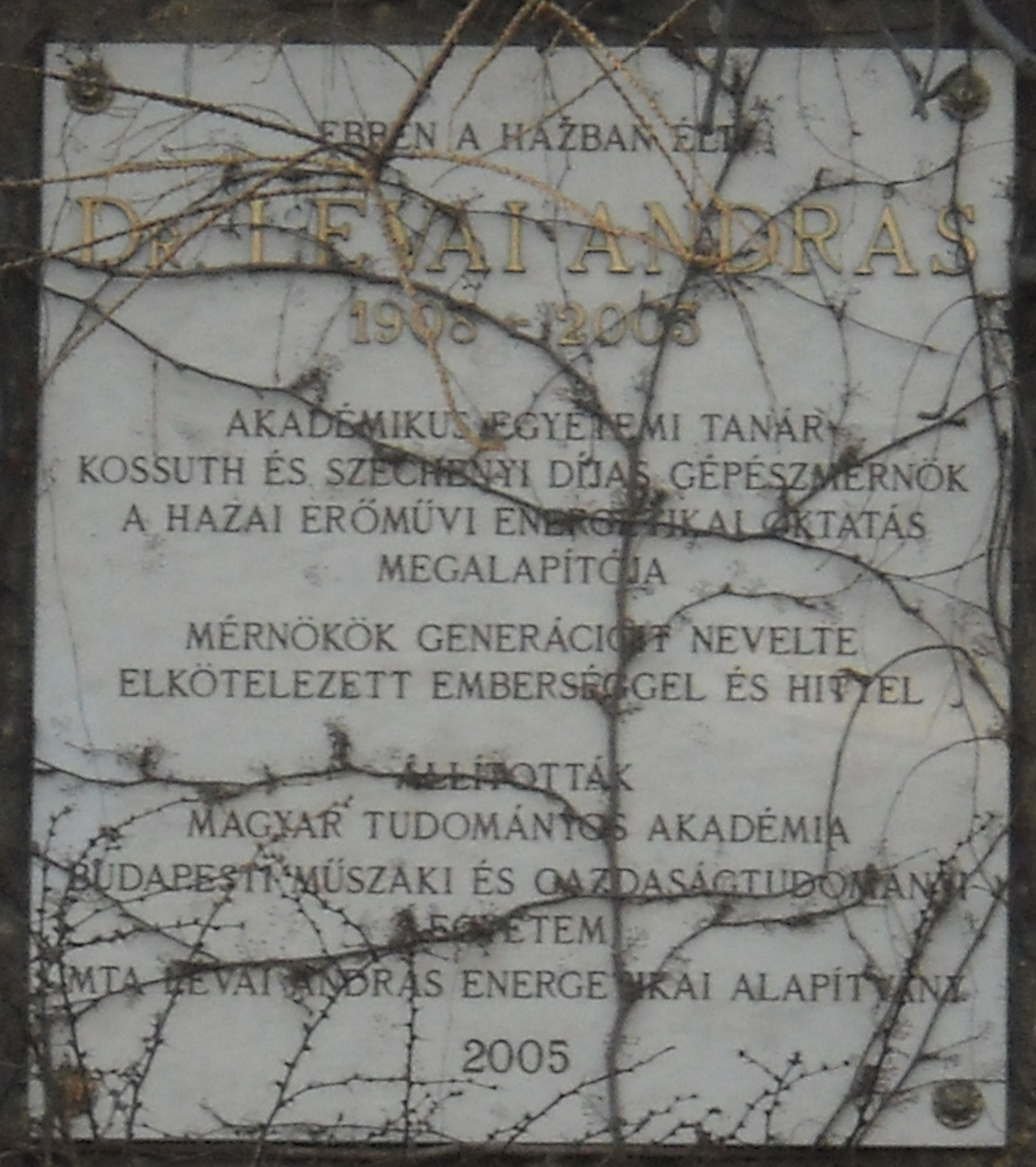
Lévai András, Fillér utca 56.
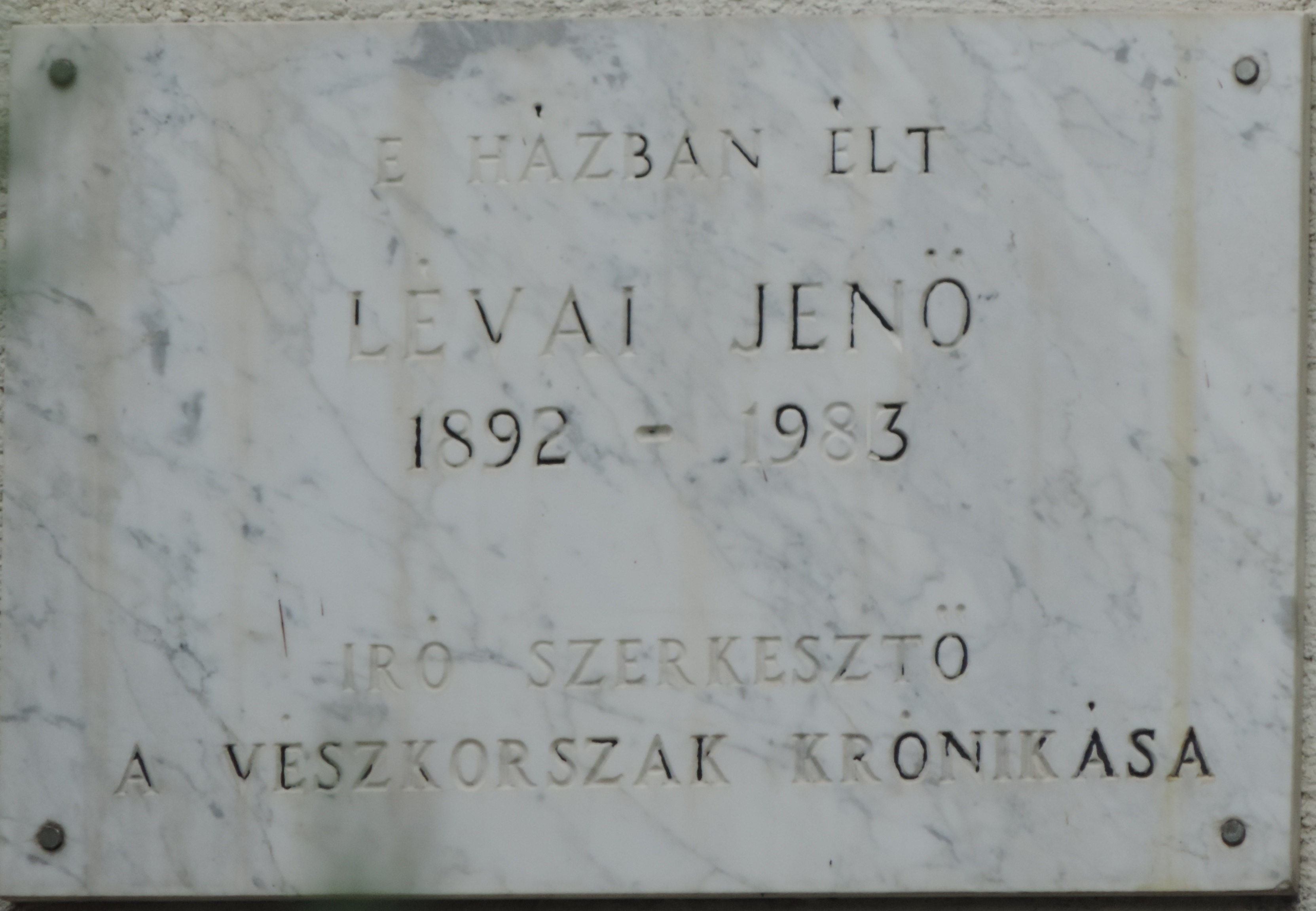
Lévai Jenő, Vérhalom utca 33/c
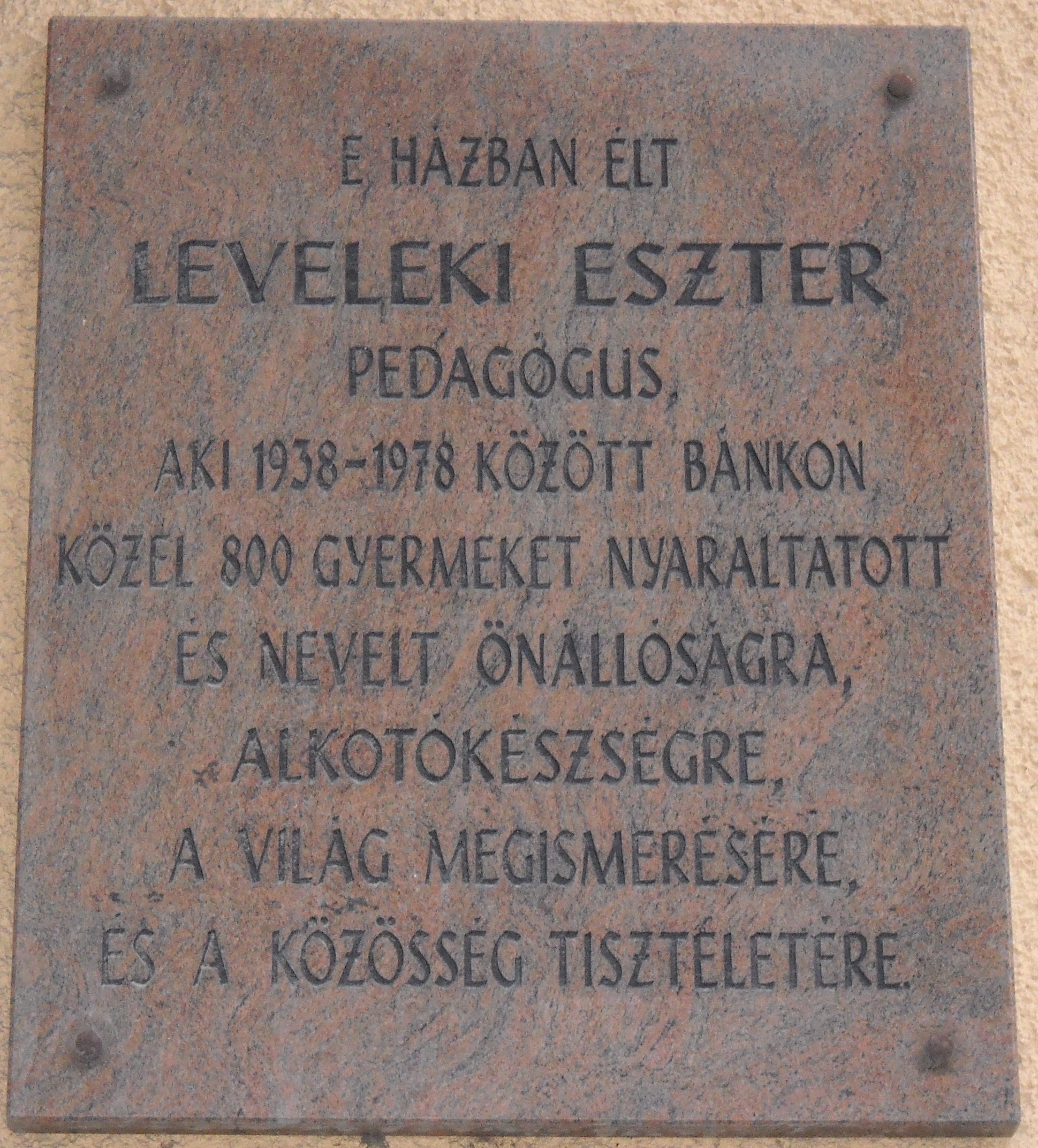
Leveleki Eszter, Ganz utca 11.
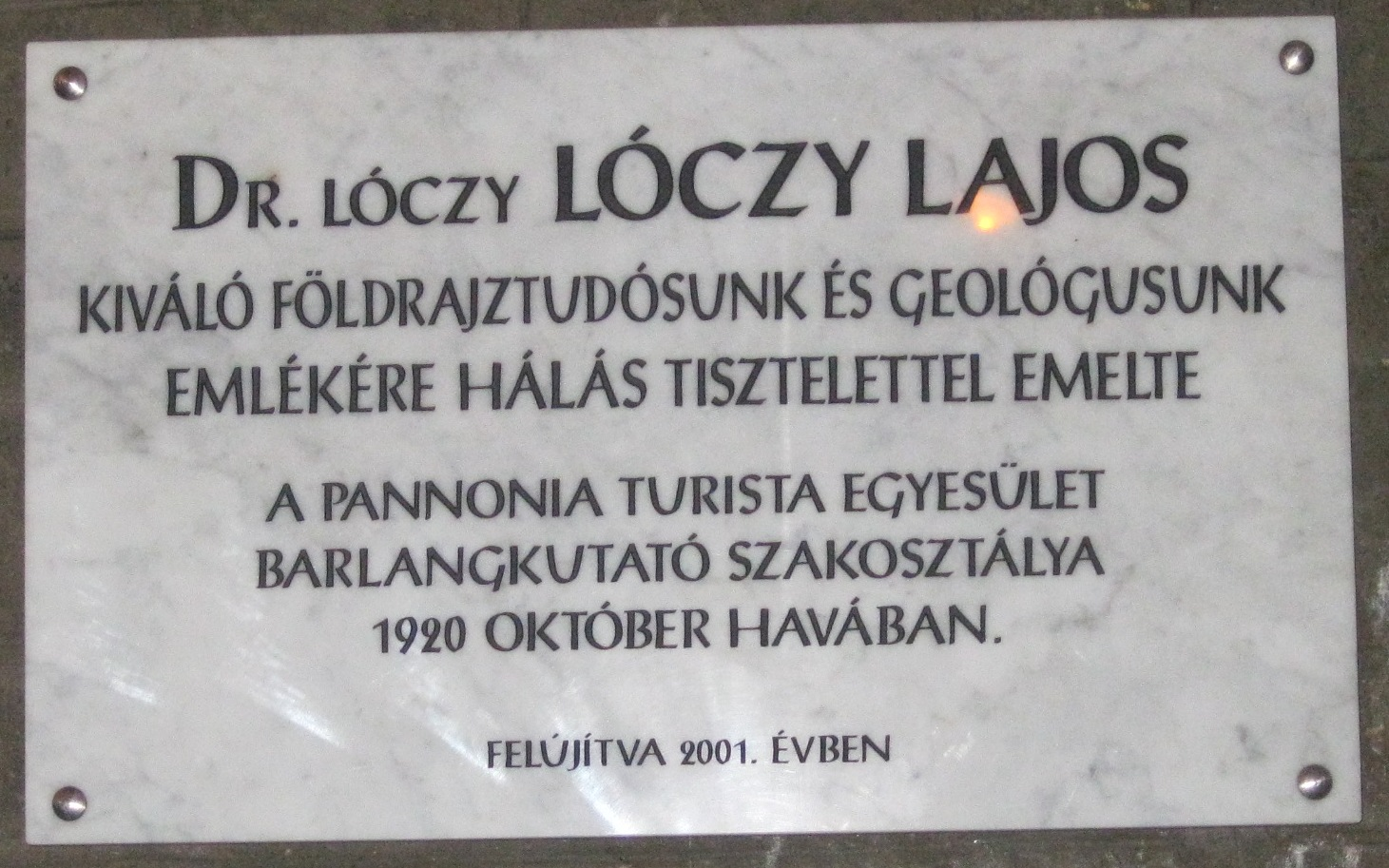
Lóczy Lajos, Pál-völgyi-barlangrendszer, Szépvölgyi út 162.
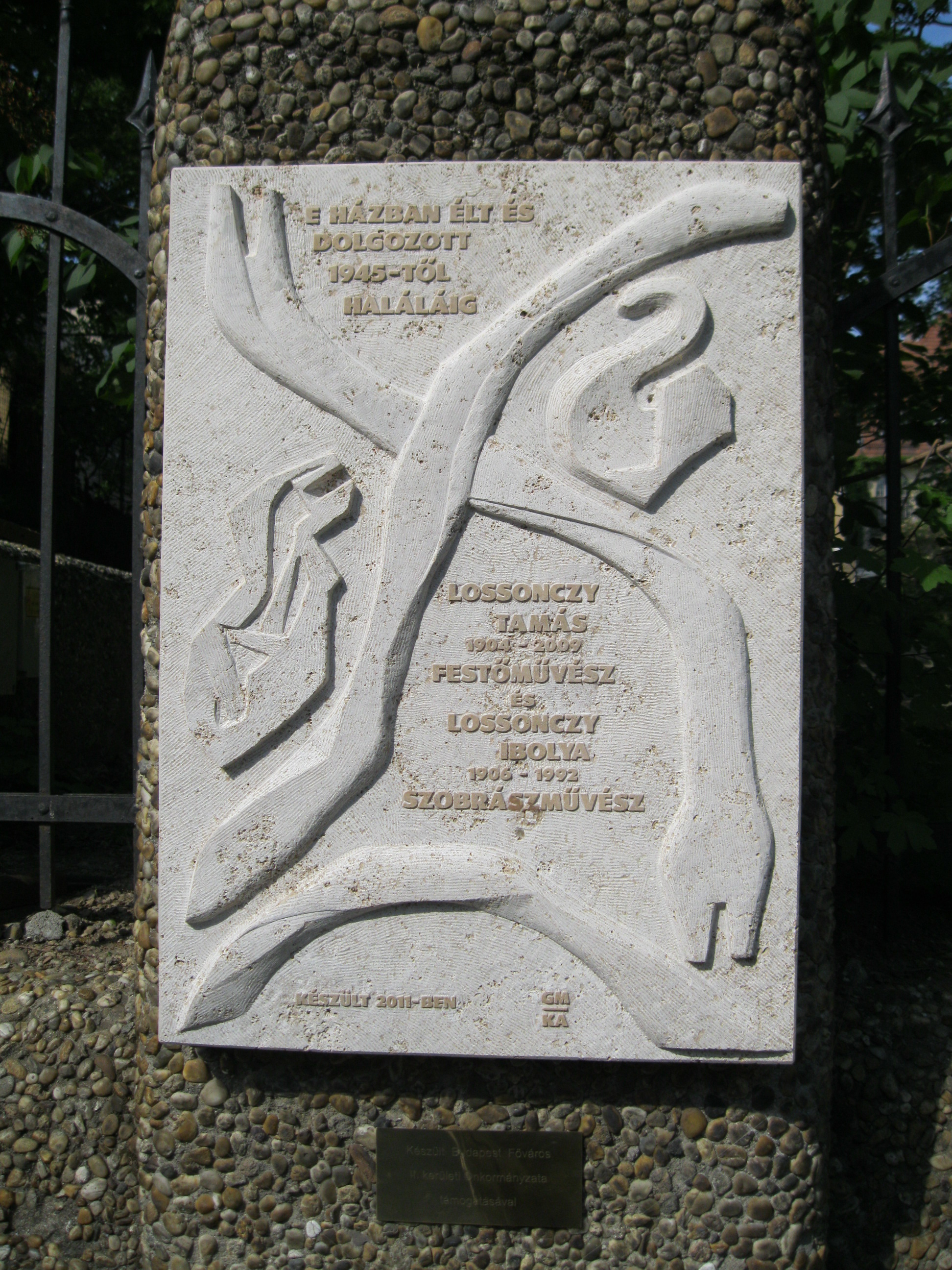
Lossonczy Tamás és Lossonczy Ibolya, Ady Endre utca 17.
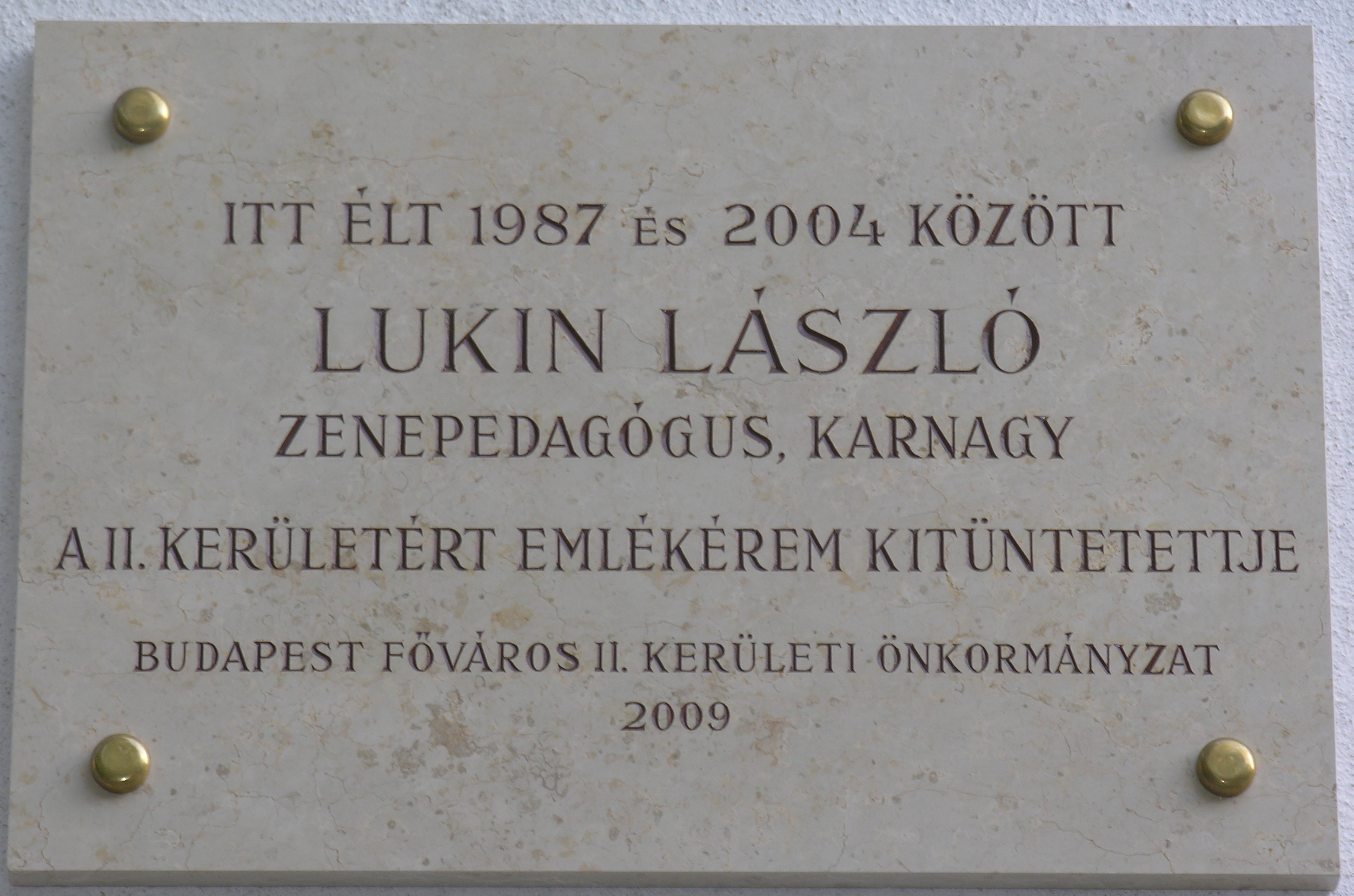
Lukin László, Vérhalom utca 20.
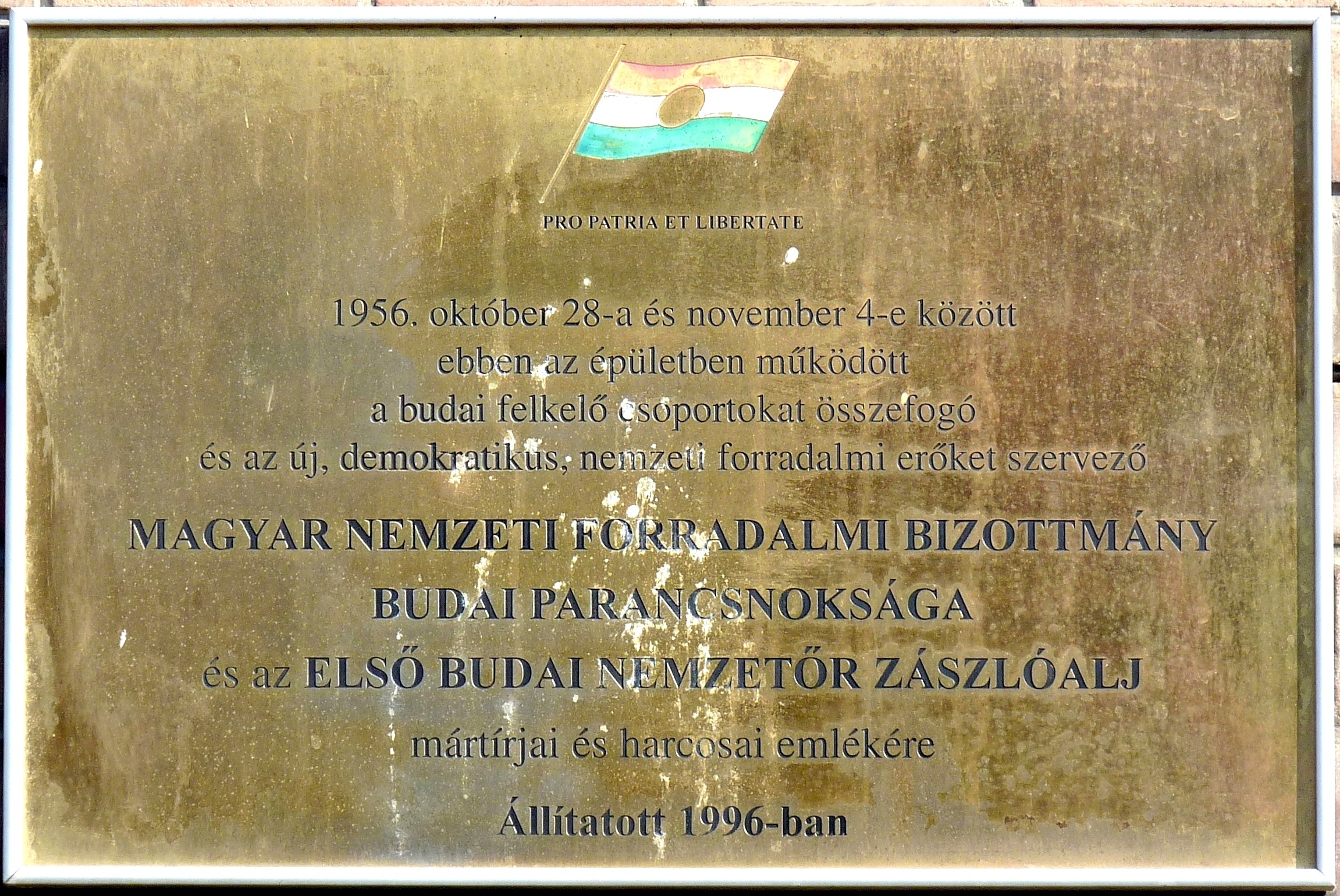
Magyar Nemz. Forr. Biz. Budai Parancsnoksága Nagy Imre tér 1.
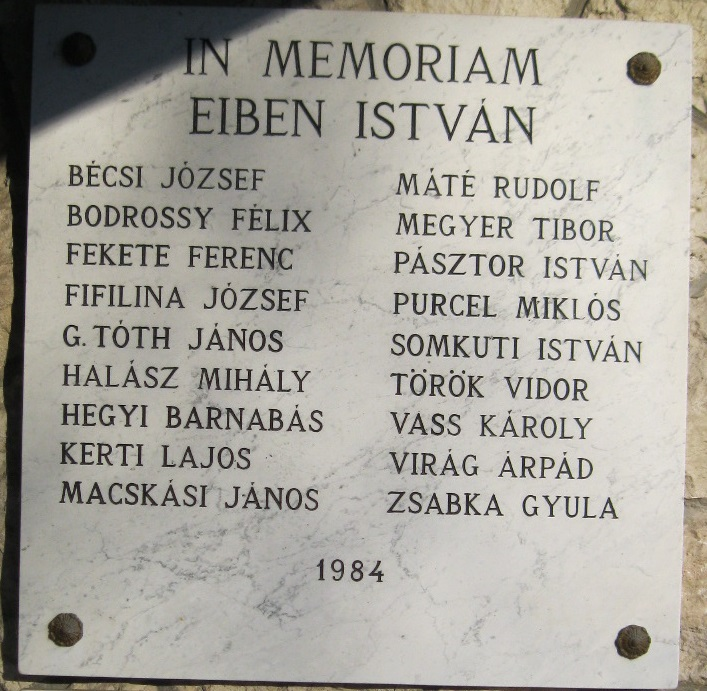
magyar operatőrök emléktábla, Budakeszi út 51.
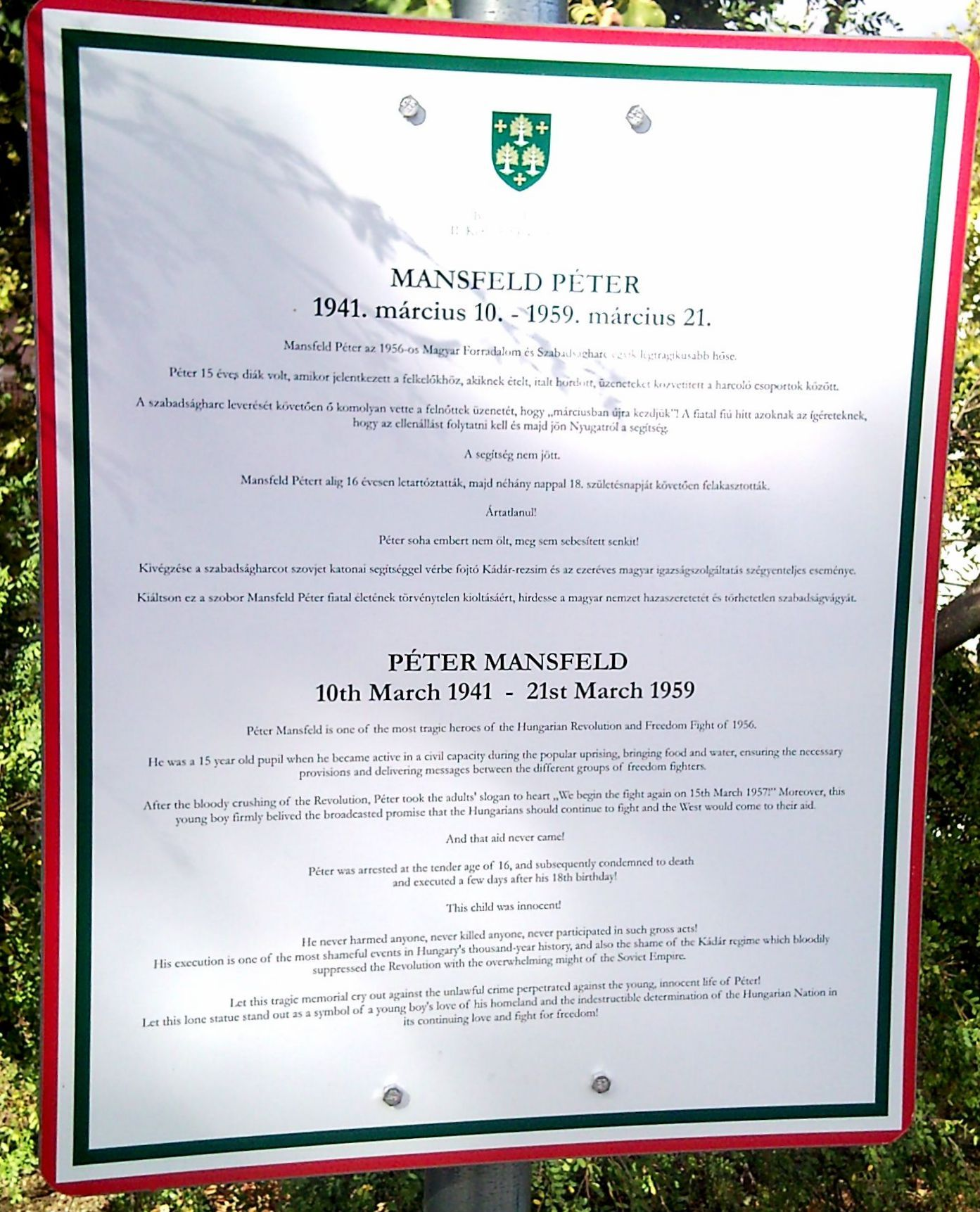
Mansfeld Péter, Mansfeld Péter park
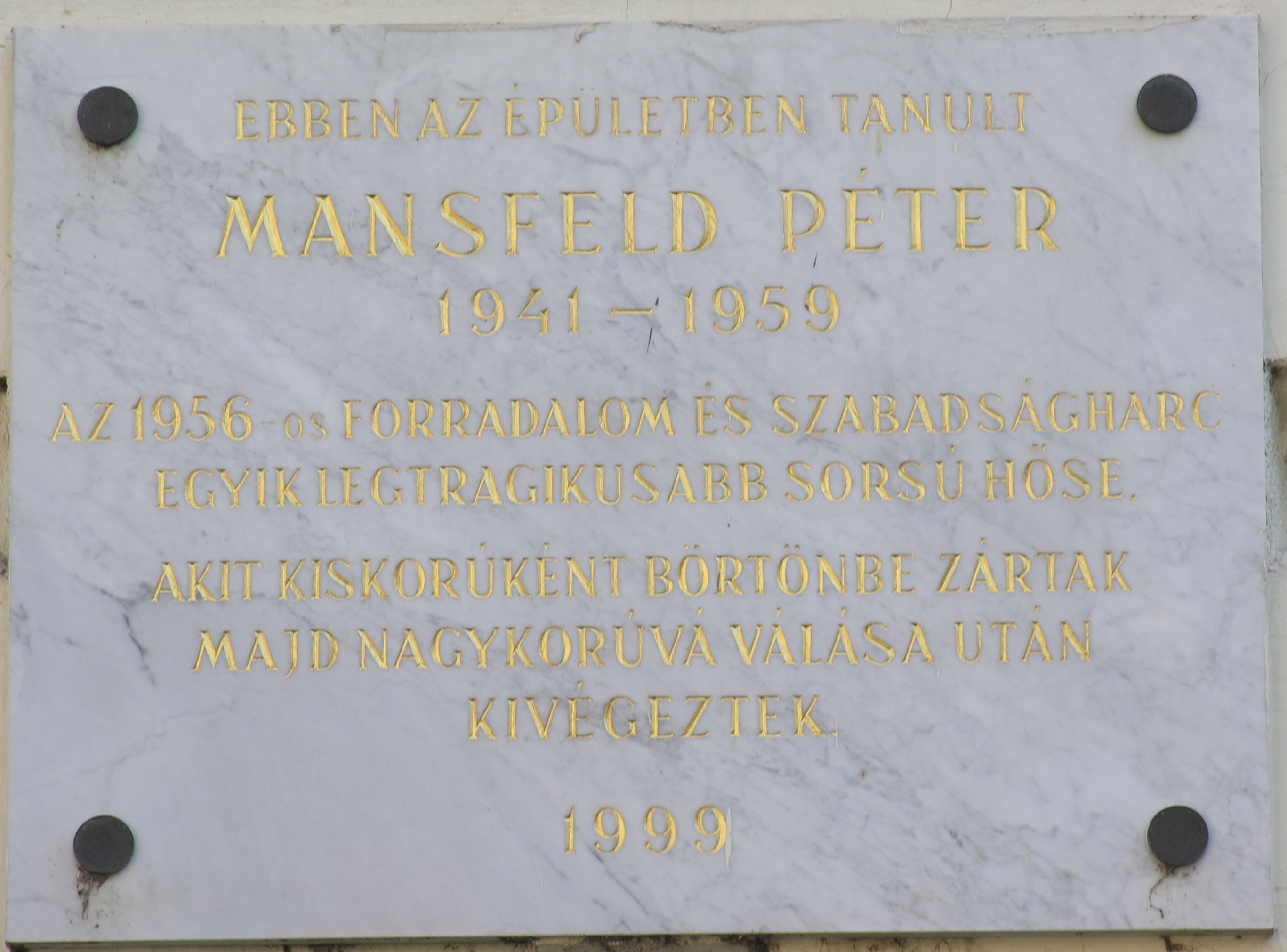
Mansfeld Péter, Medve utca 5–7.
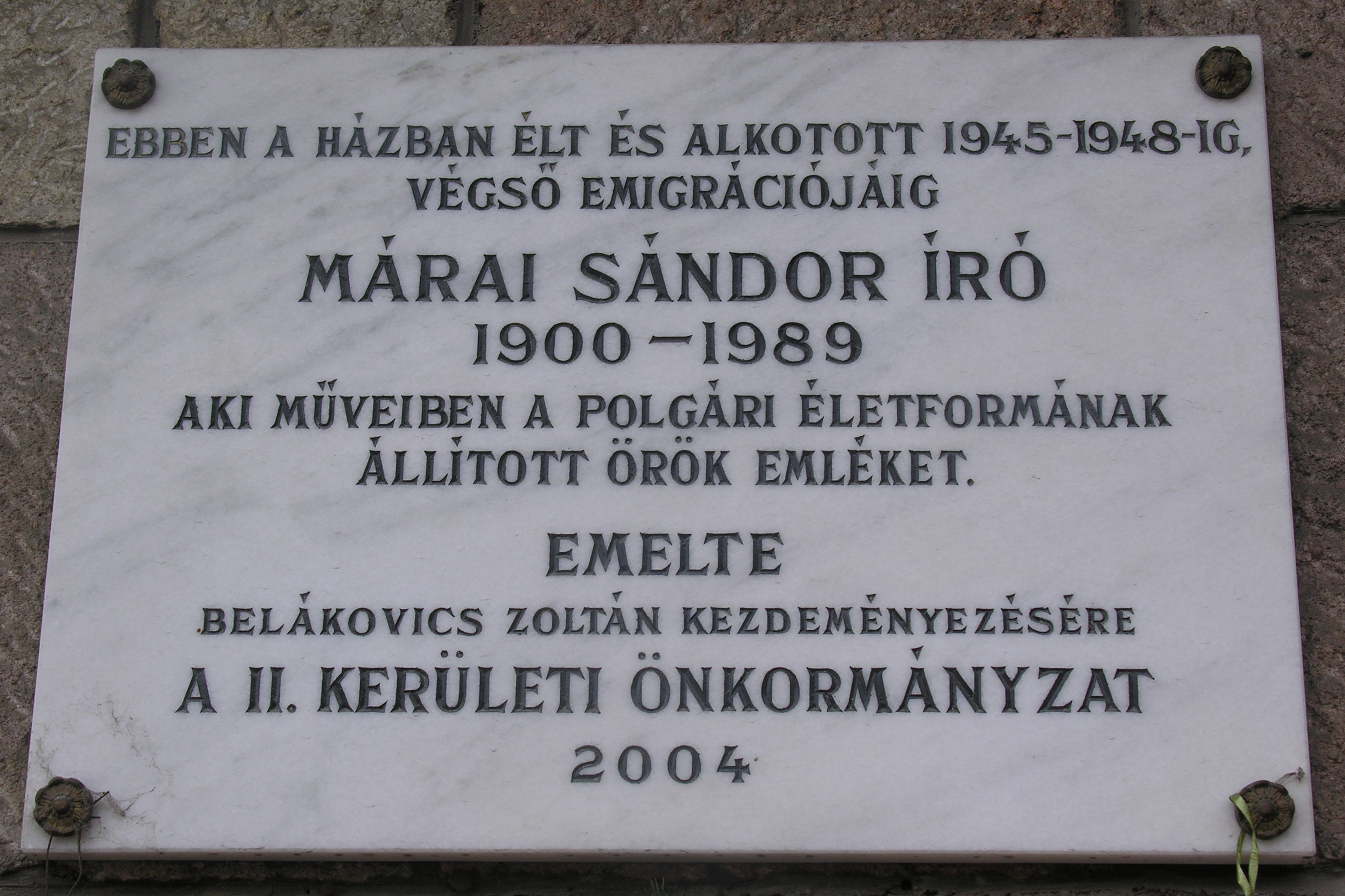
Márai Sándor, Rómer Flóris utca 28.
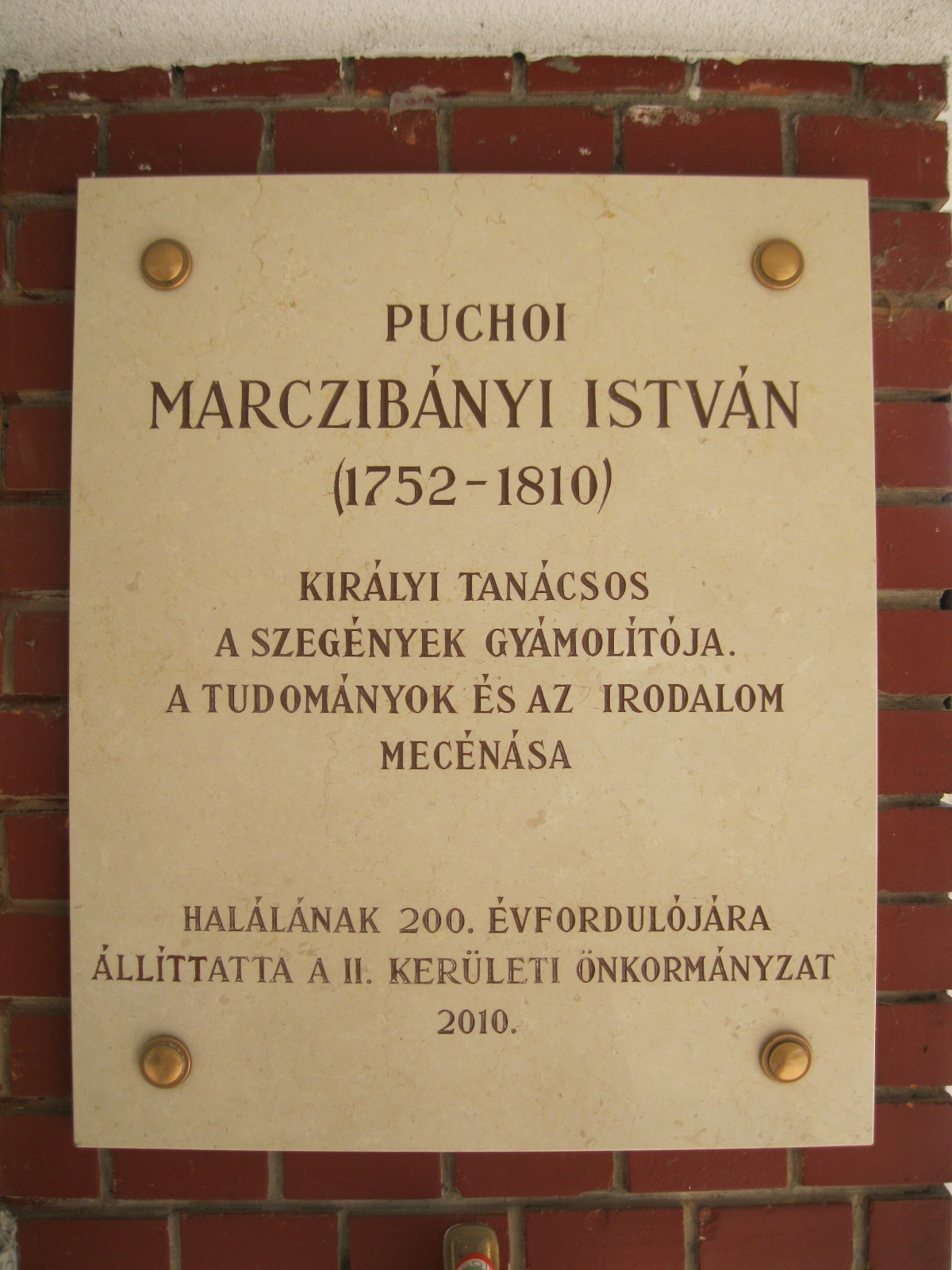
Marczibányi István, Marczibányi tér 5/a
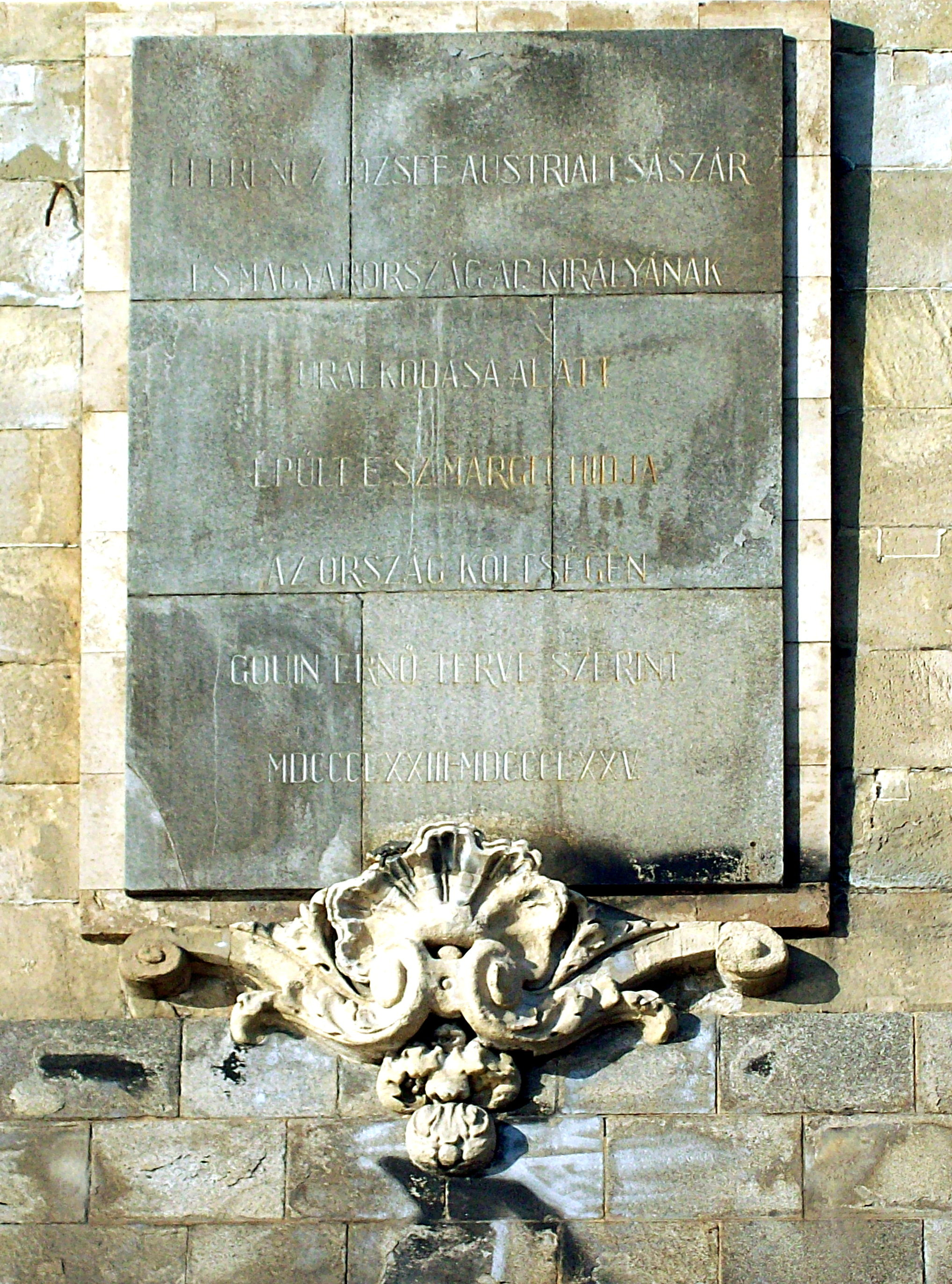
Margit híd építése, Margit híd középső pillér
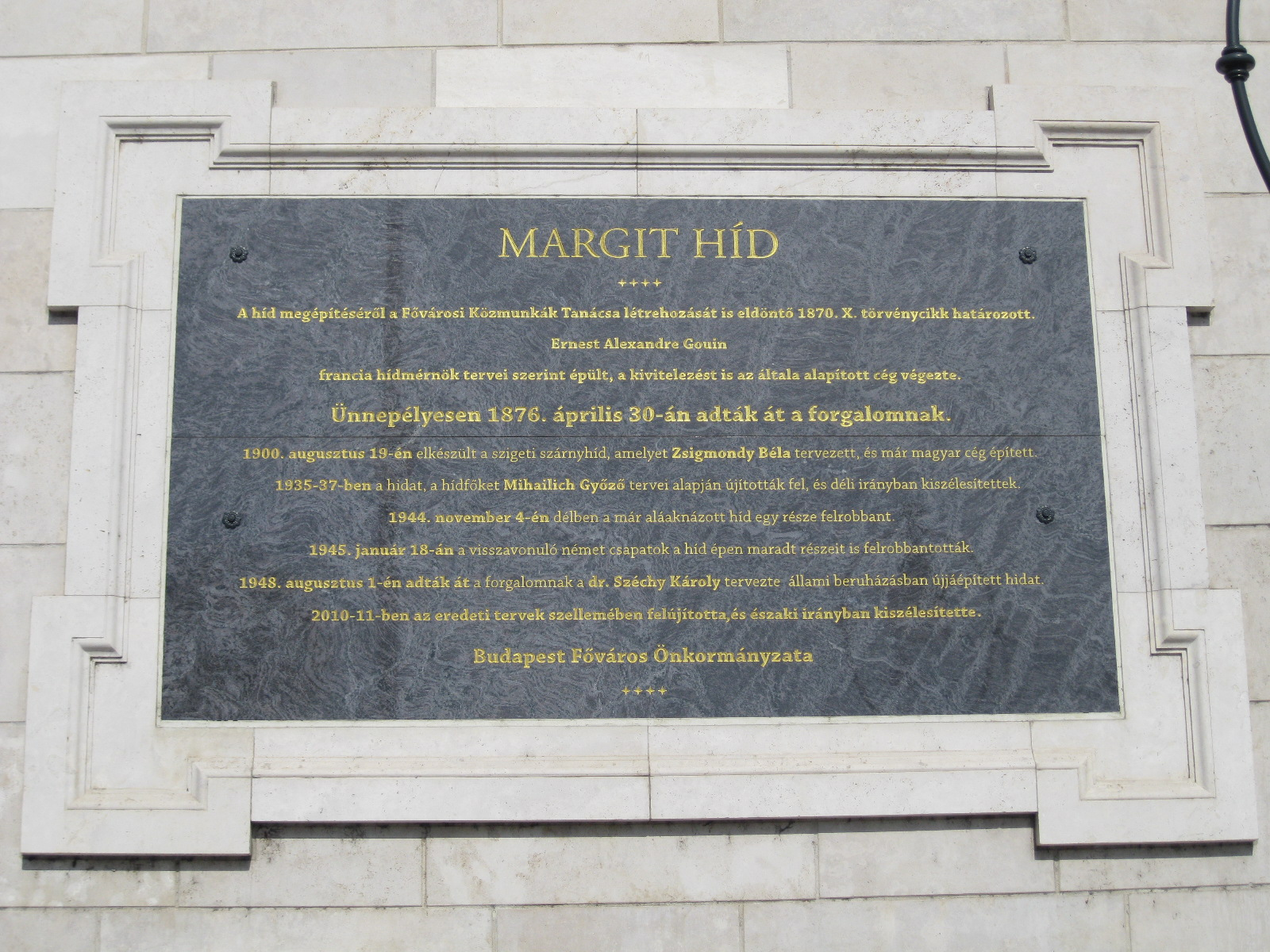
Margit híd újjáépítése, Margit híd budai hídfő
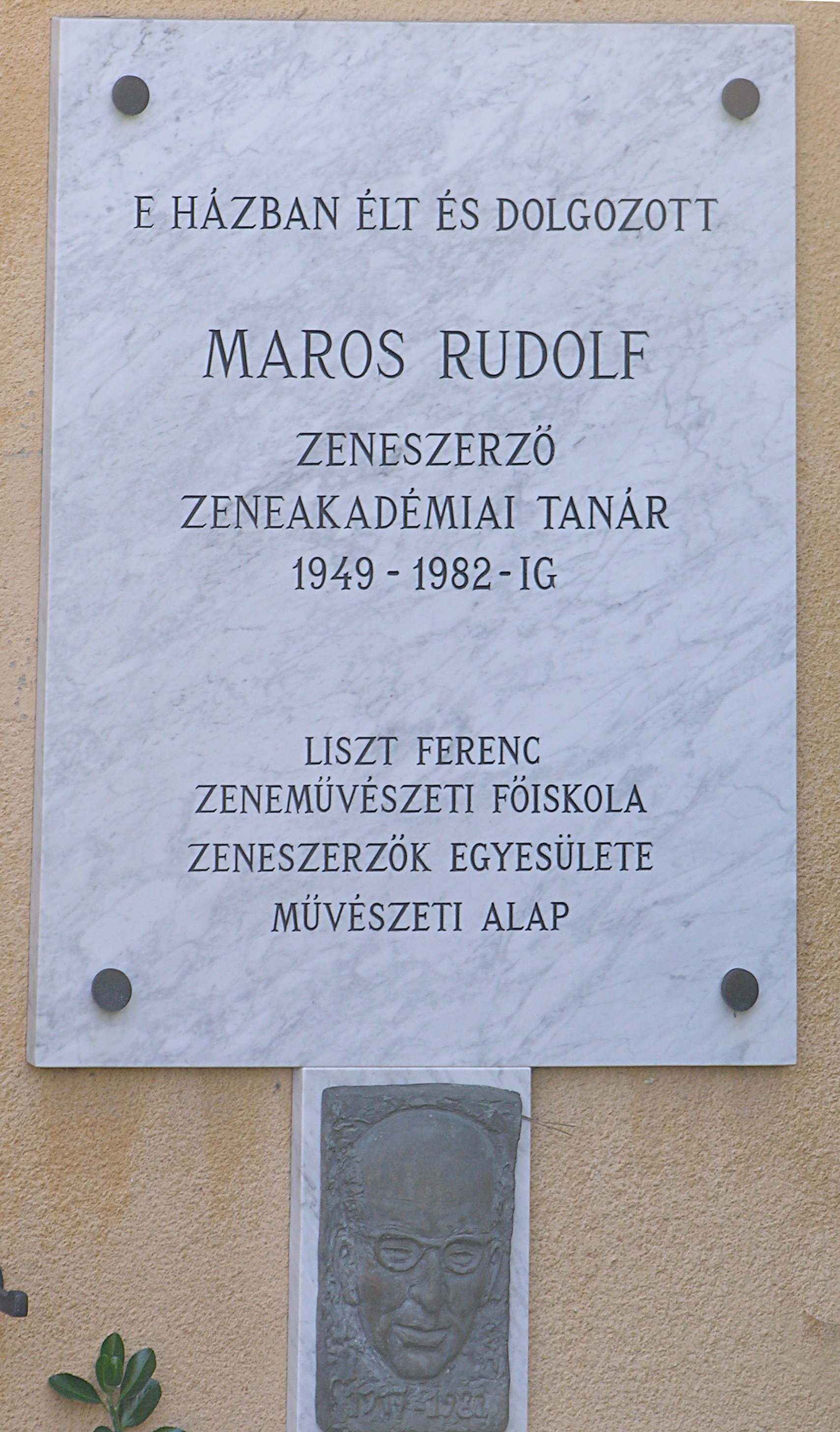
Maros Rudolf, Bimbó út 140.
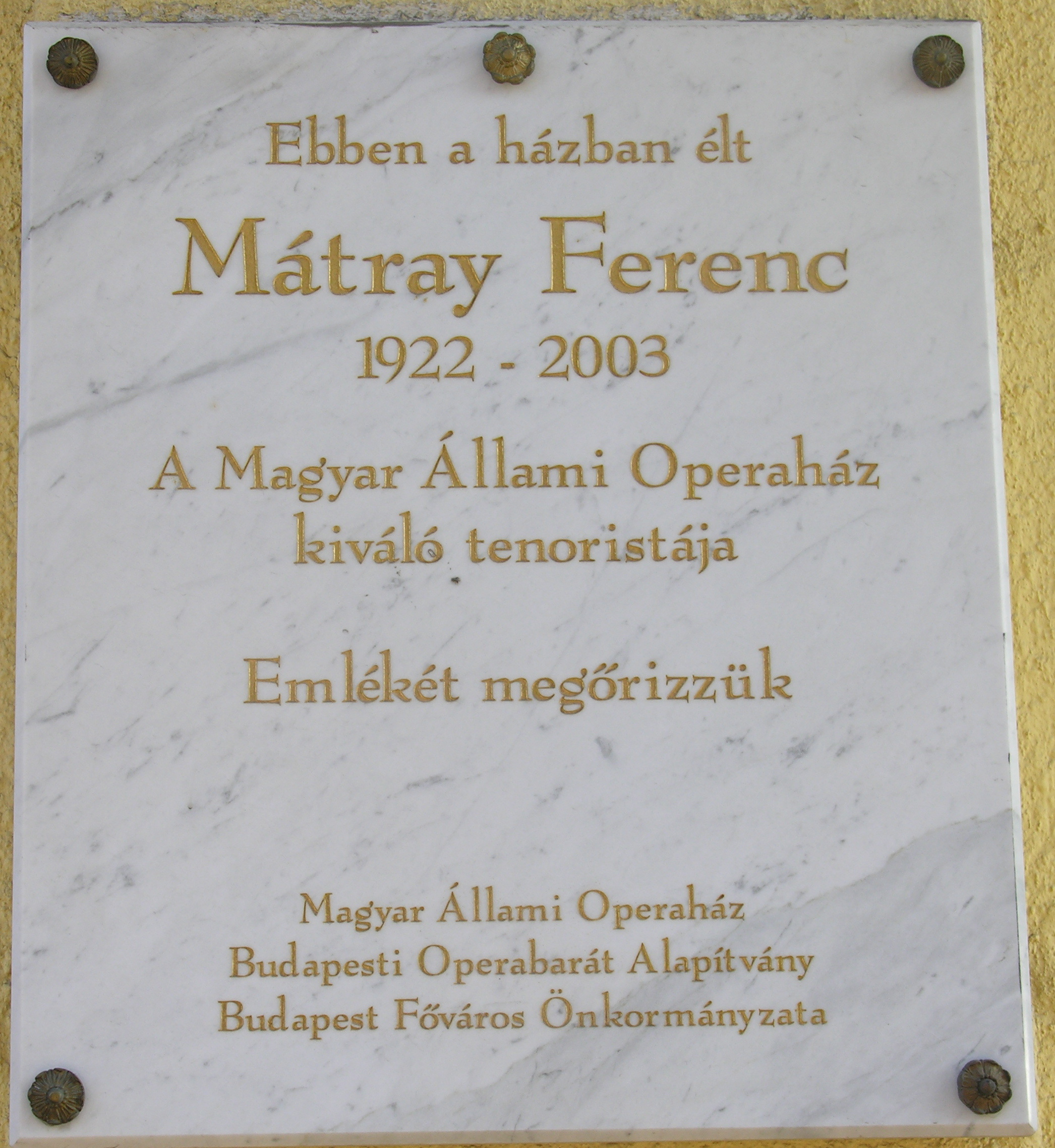
Mátray Ferenc, Retek utca 33–35.
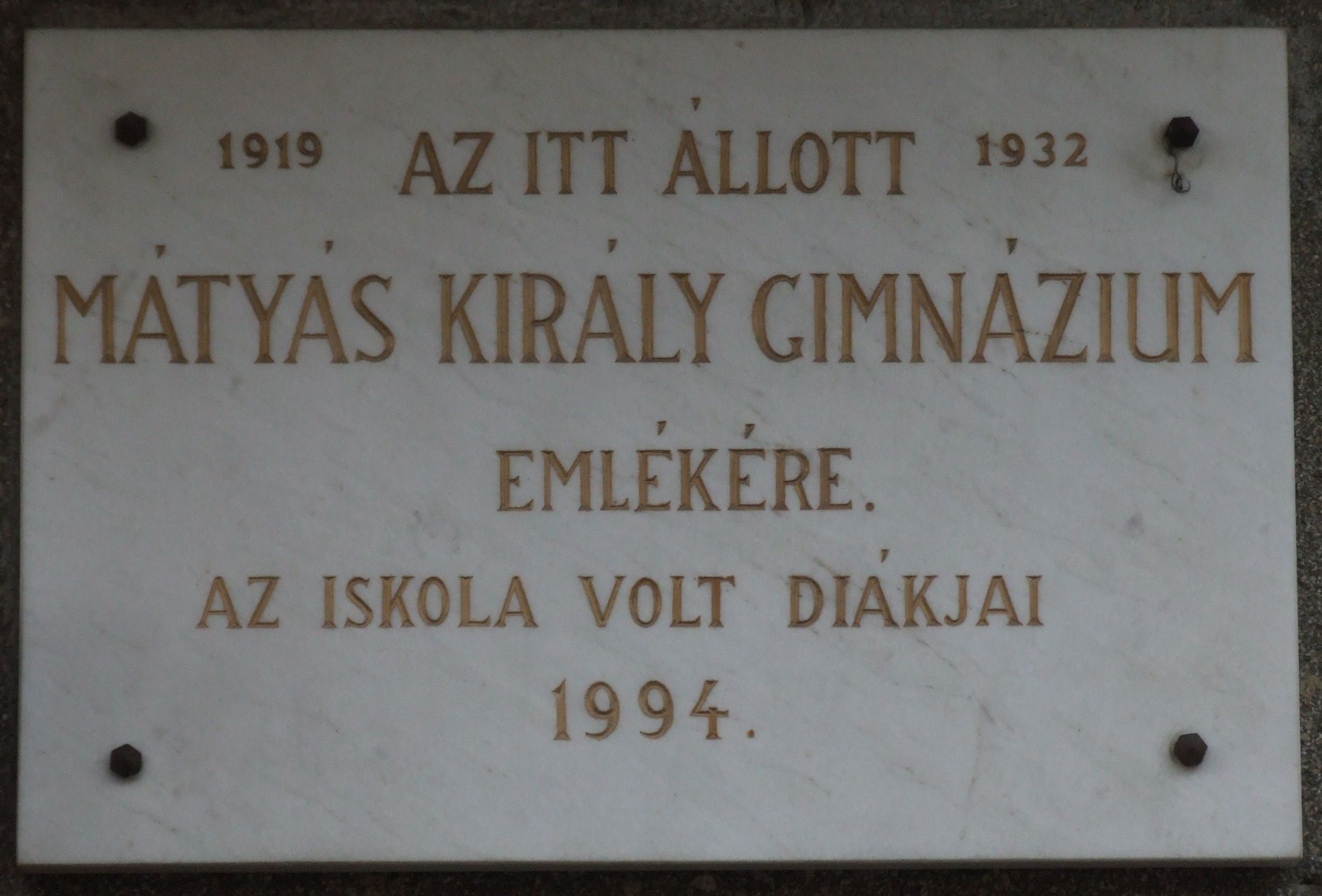
Mátyás király Gimnázium, Csalogány utca 45/b
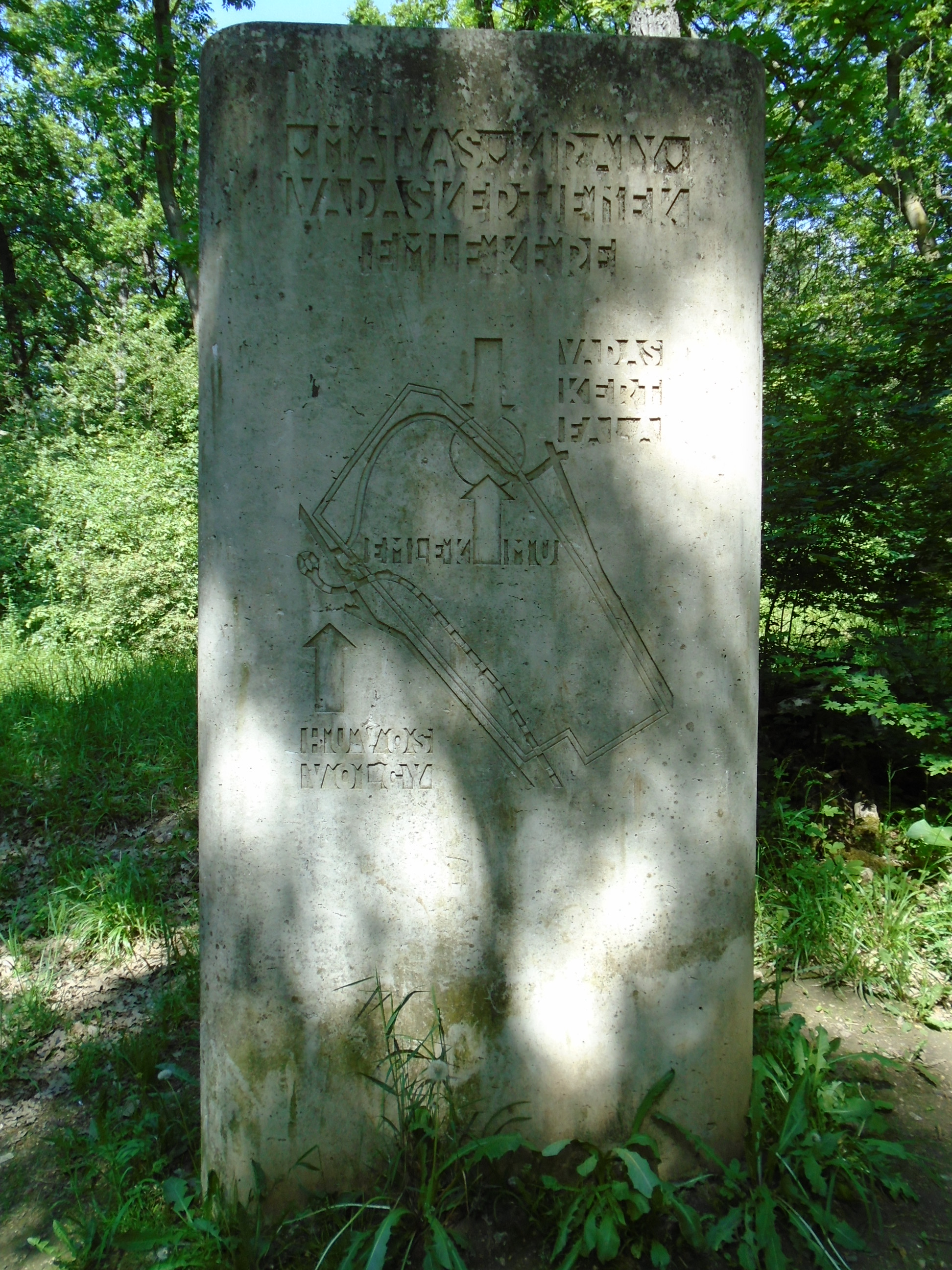
Mátyás király vadaskertjének emlékére, Glück Frigyes út
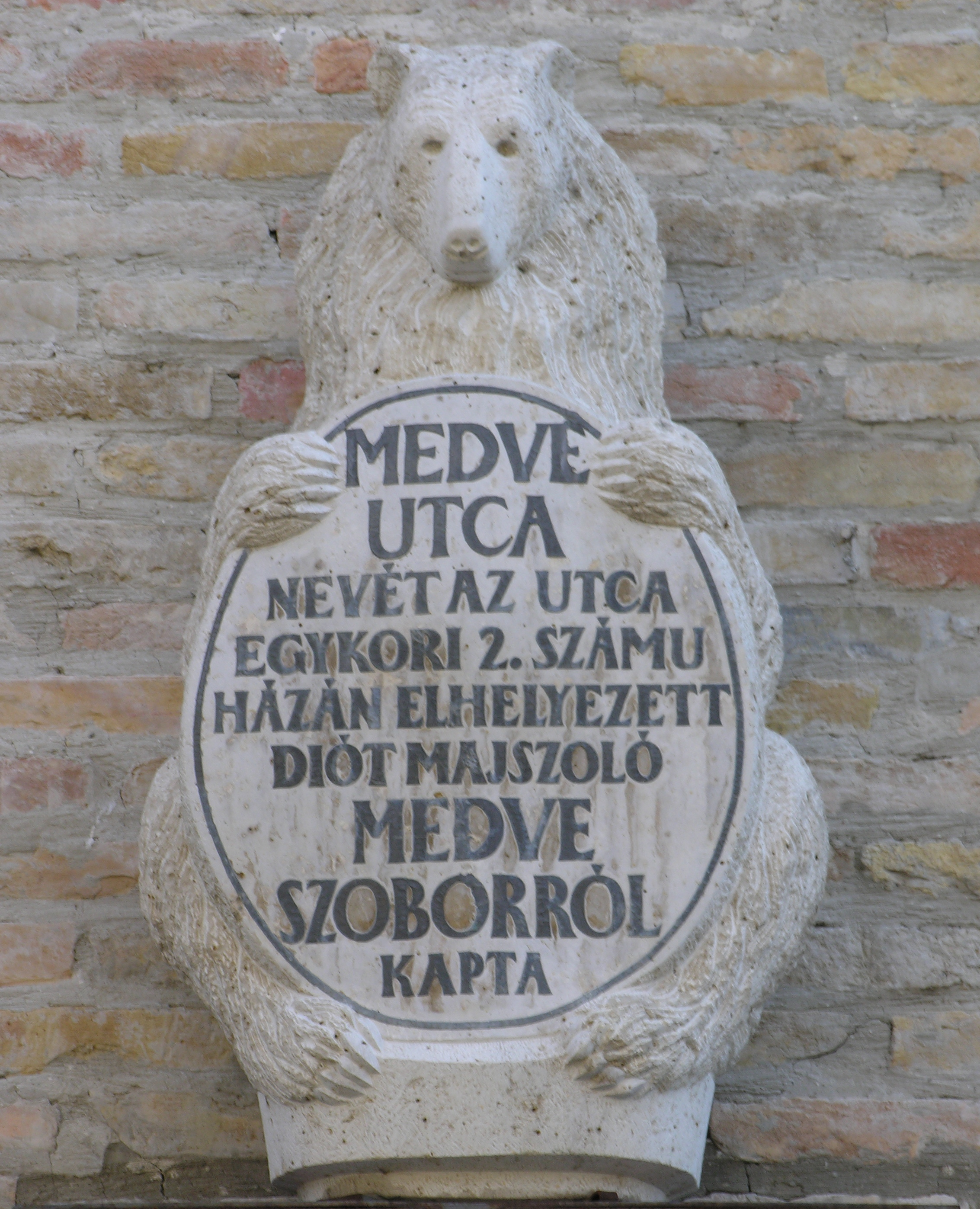
Medve utca, Medve utca 5–7.
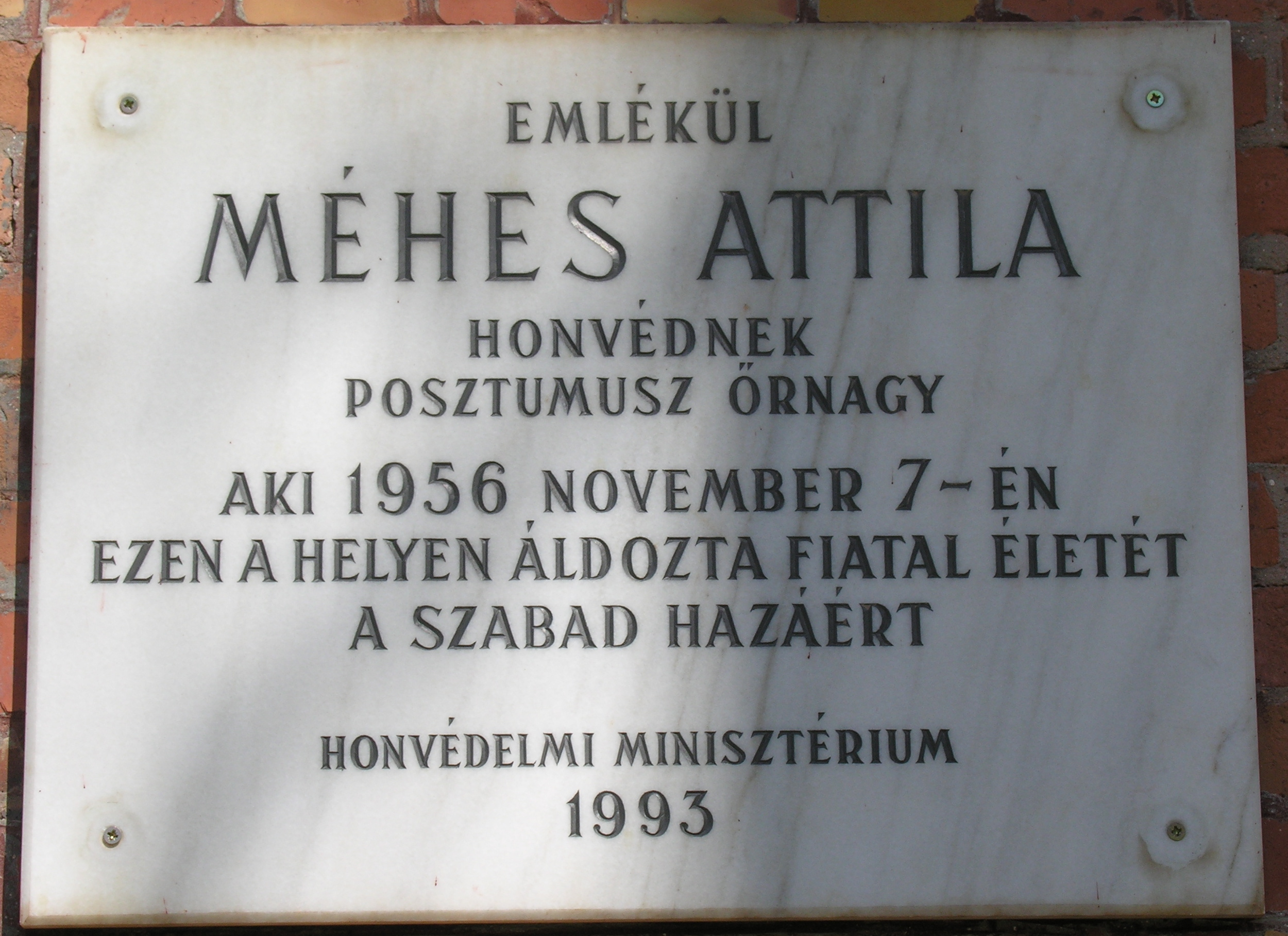
Méhes Attila, Hűvösvölgyi út 21–23.
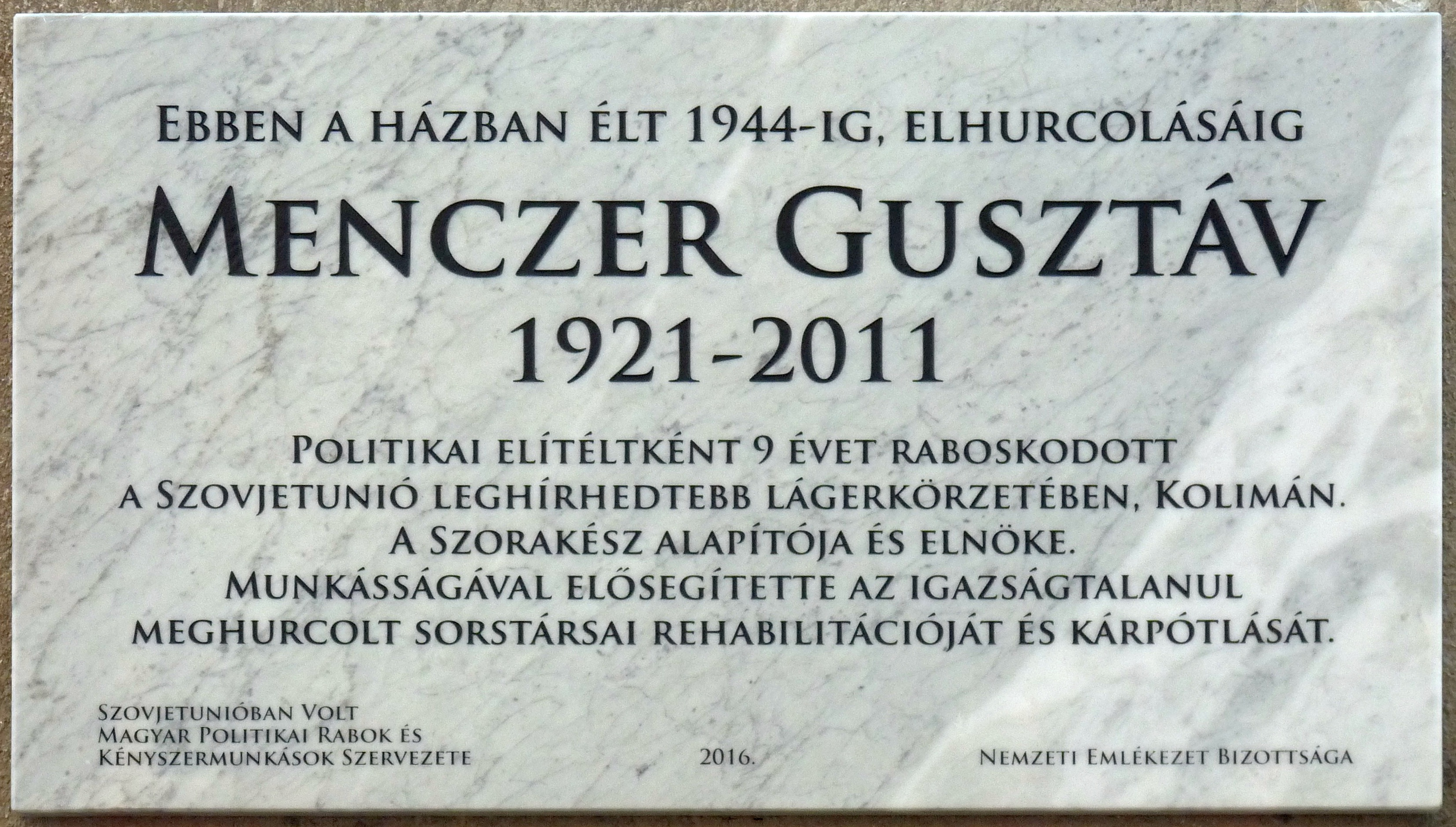
Menczer Gusztáv, Frankel Leó út 6.
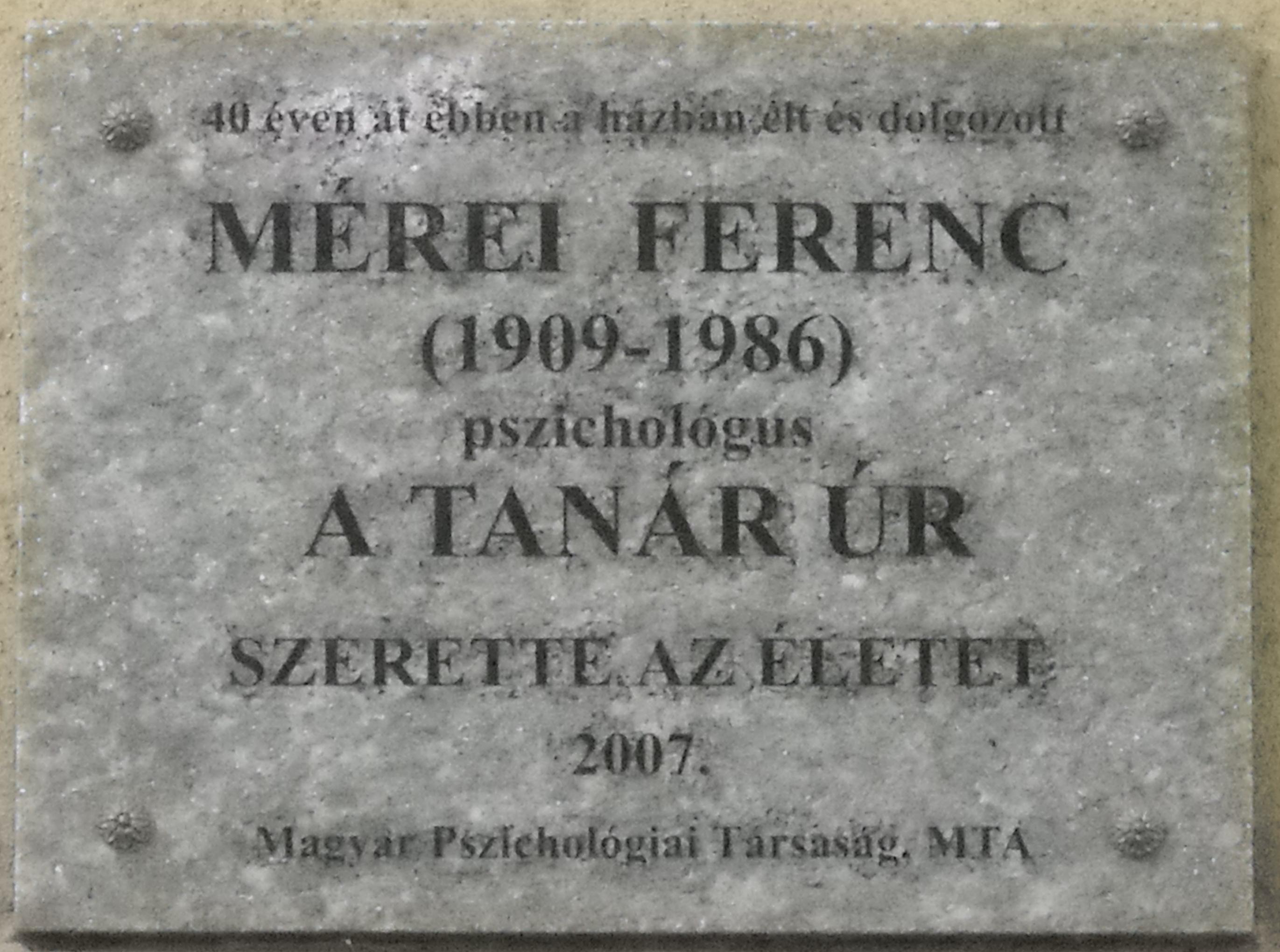
Mérei Ferenc, Pasaréti út 36.
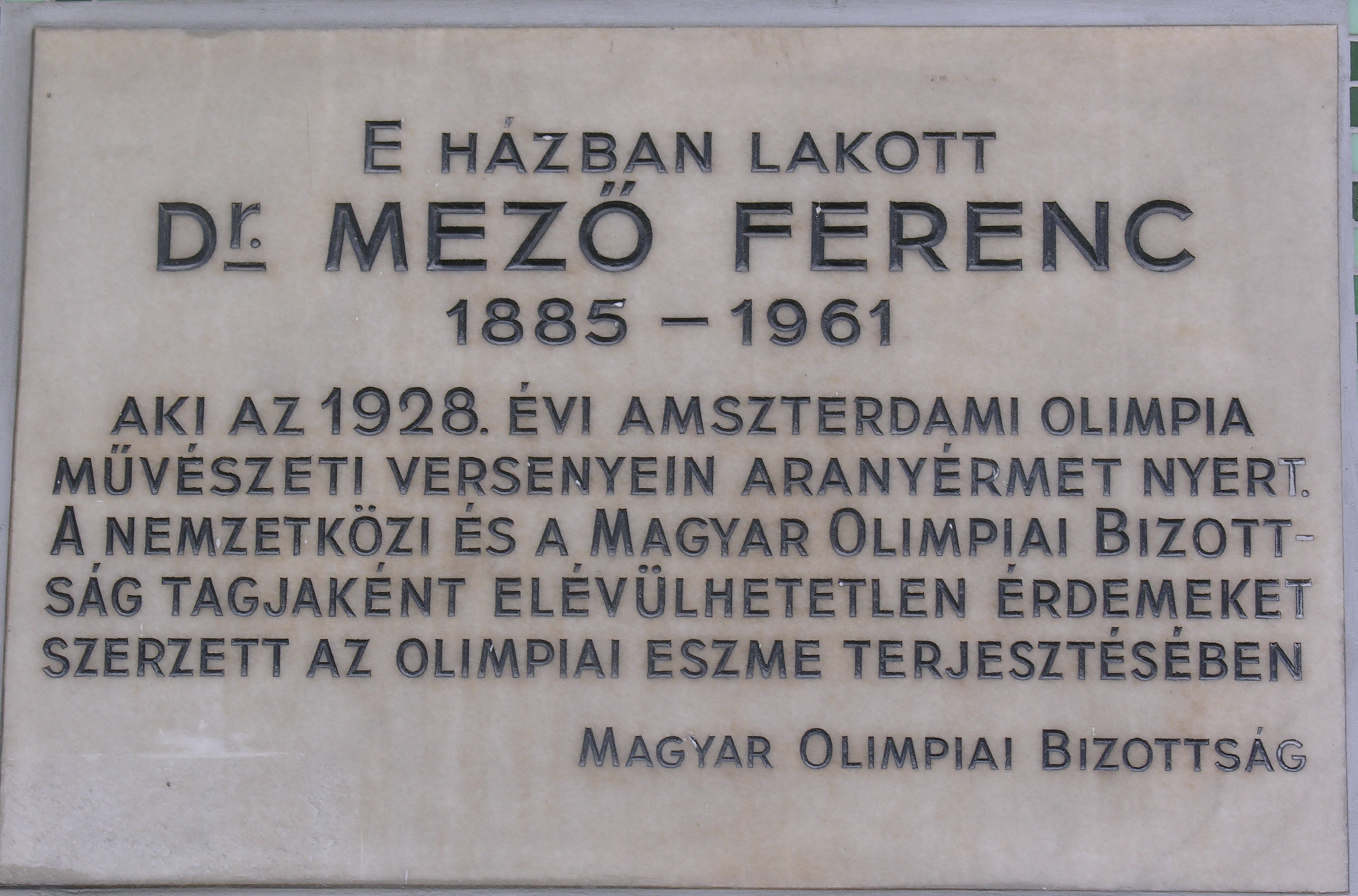
Mező Ferenc, Margit körút 50–52.
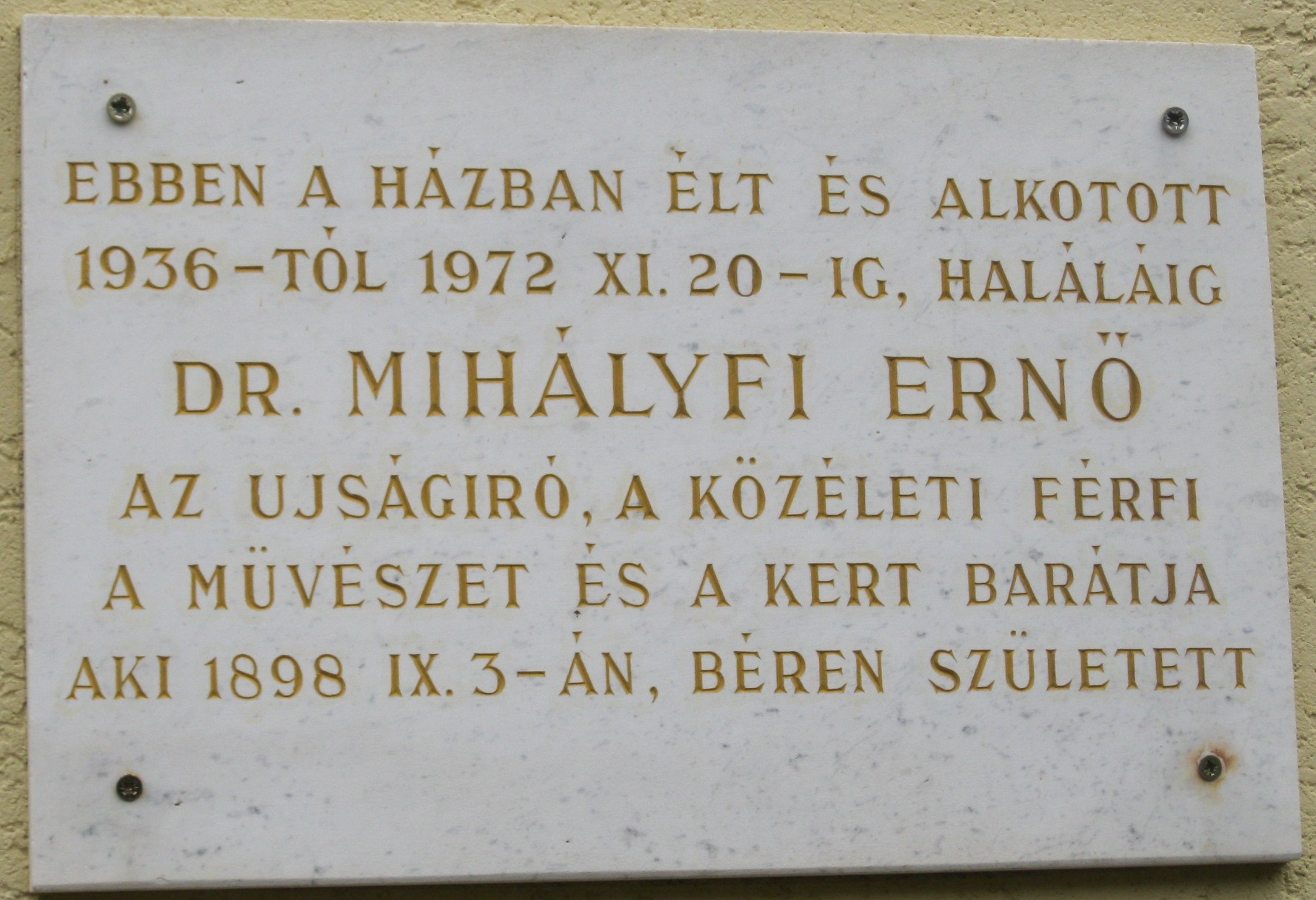
Mihályfi Ernő, Bogár utca 25.
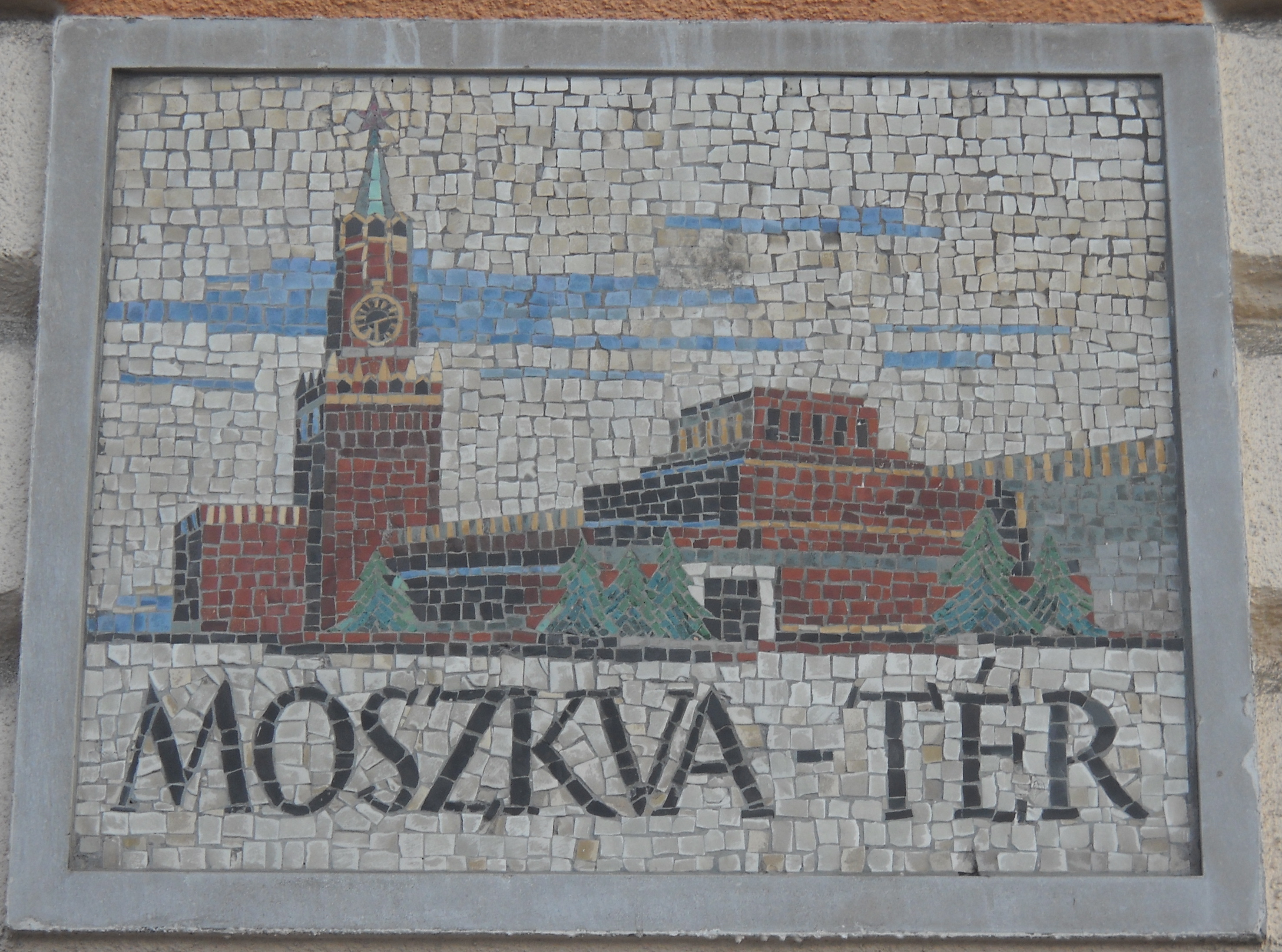
Moszkva tér, Széll Kálmán tér 3.
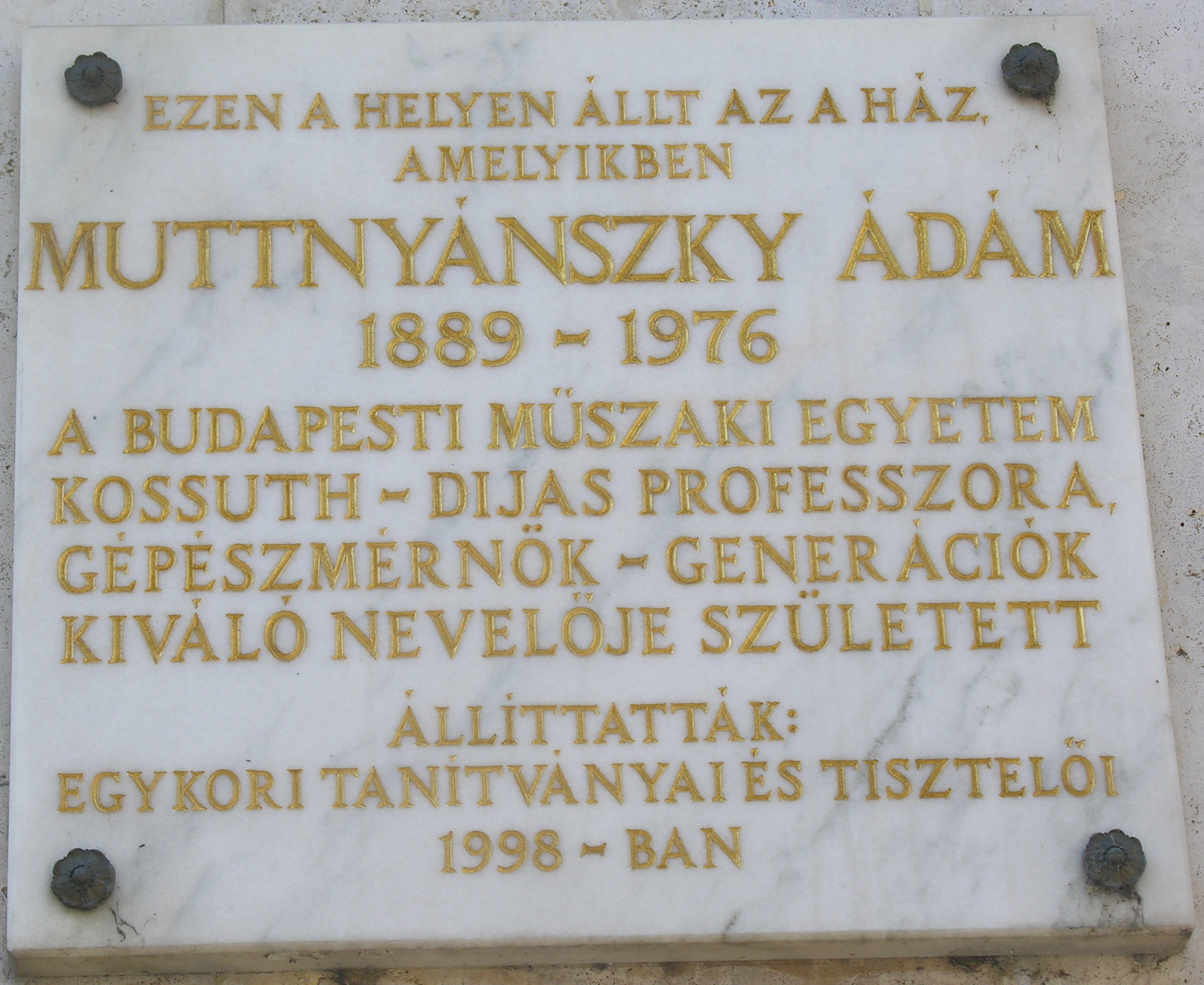
Muttnyánszky Ádám, Margit körút 8–10.
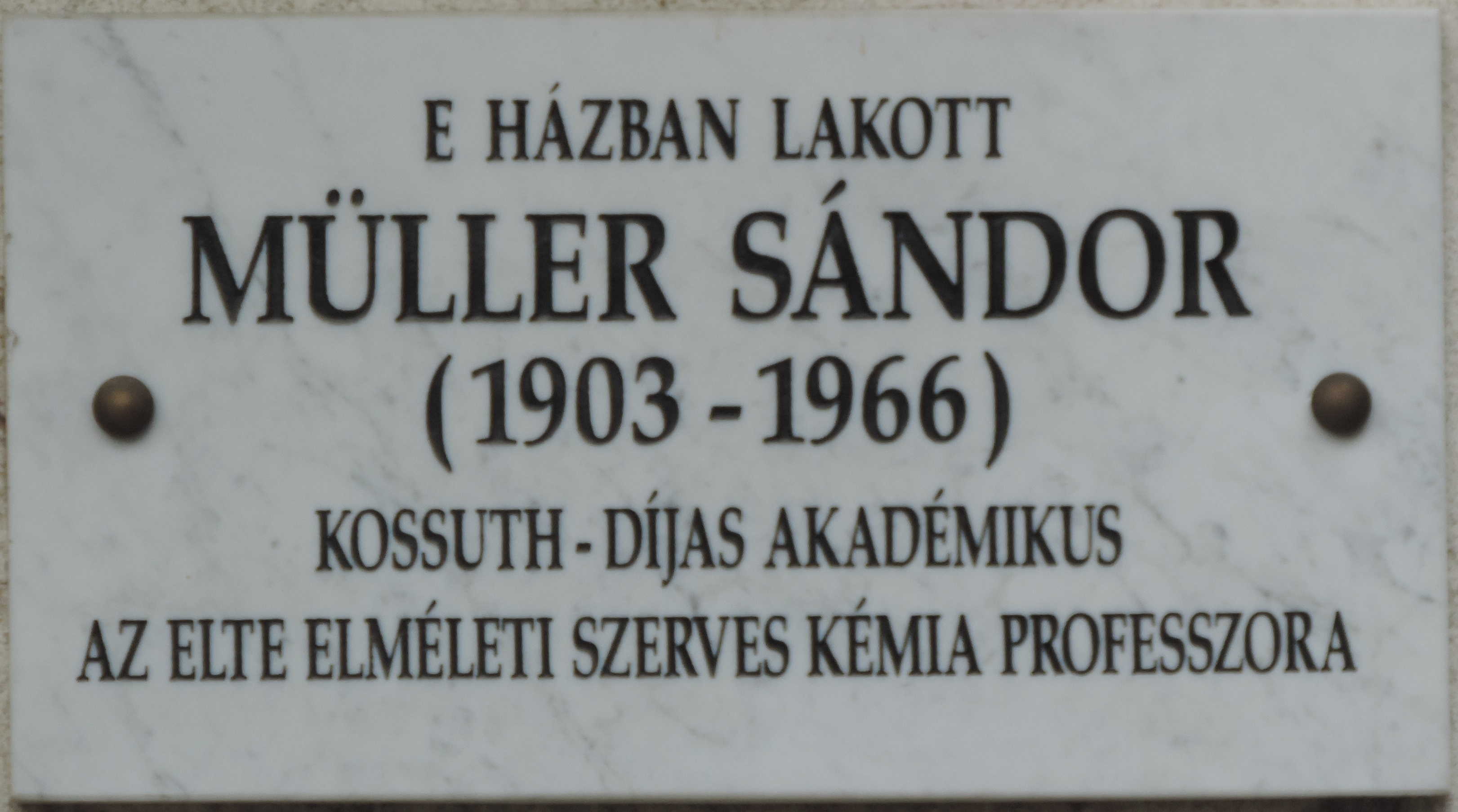
Müller Sándor, Pentelei Molnár utca 3.
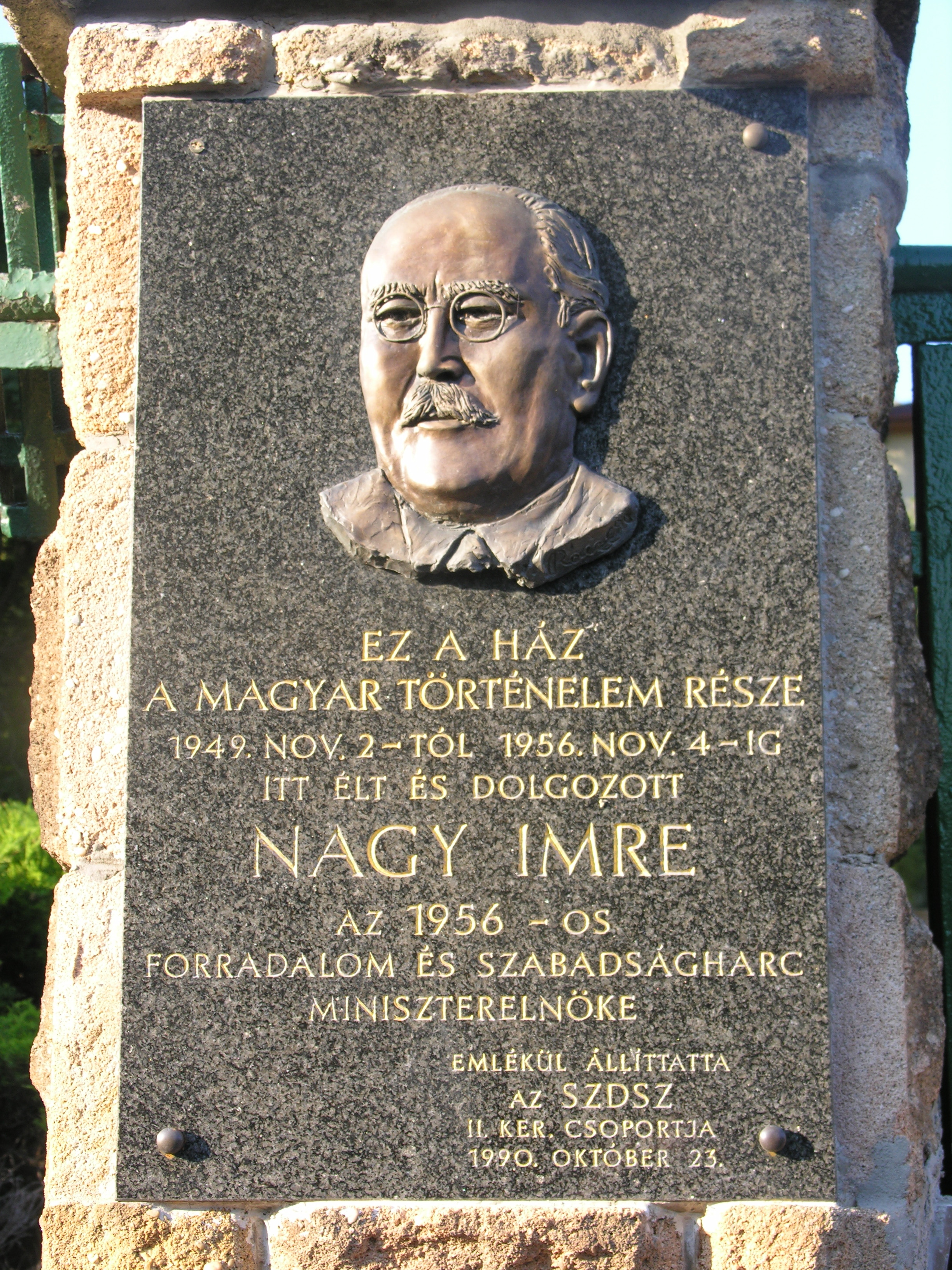
Nagy Imre, Orsó utca 43. alkotó: Rácz Edit
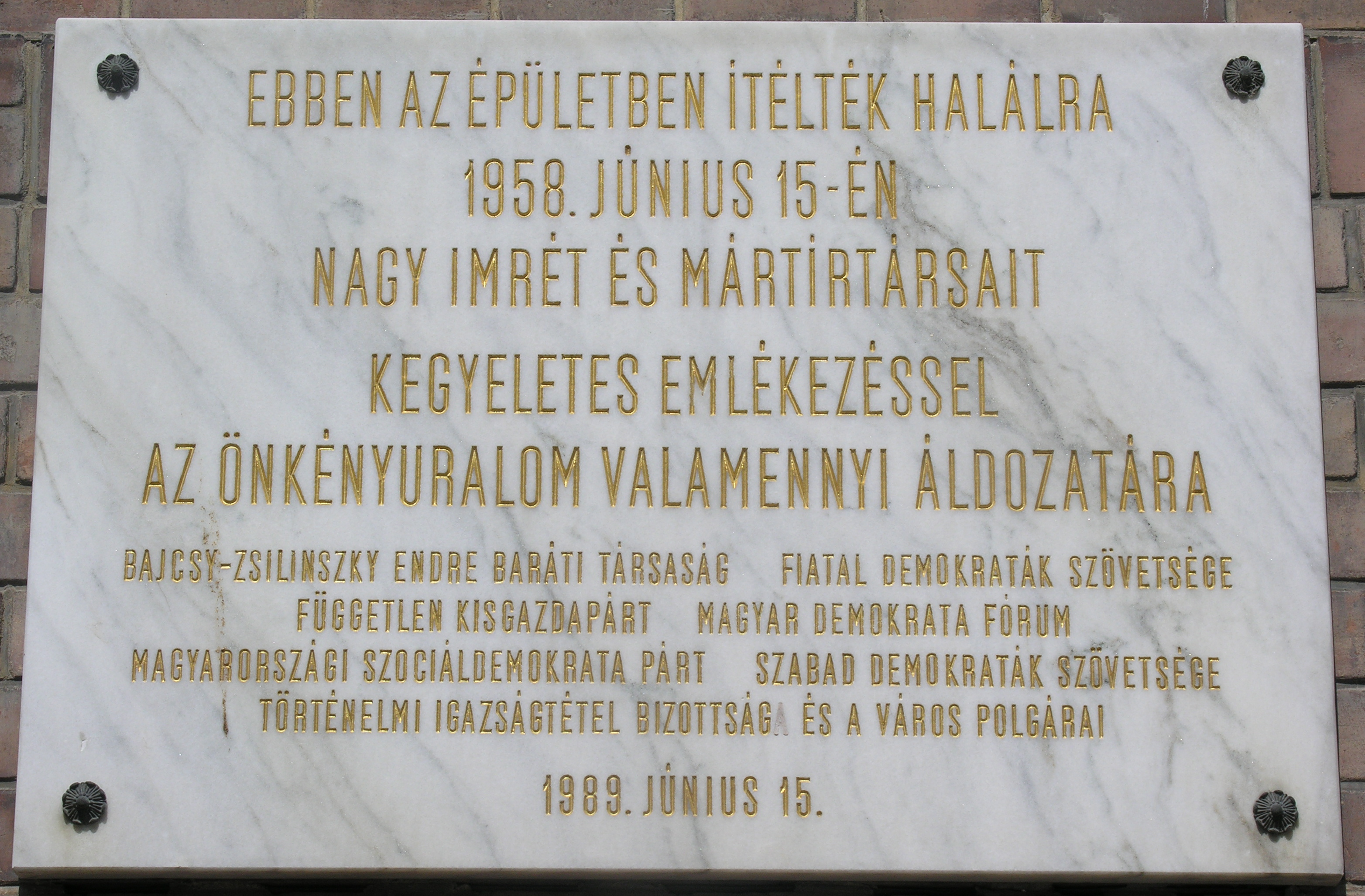
Nagy Imre és mártírtársai, Nagy Imre tér 1.
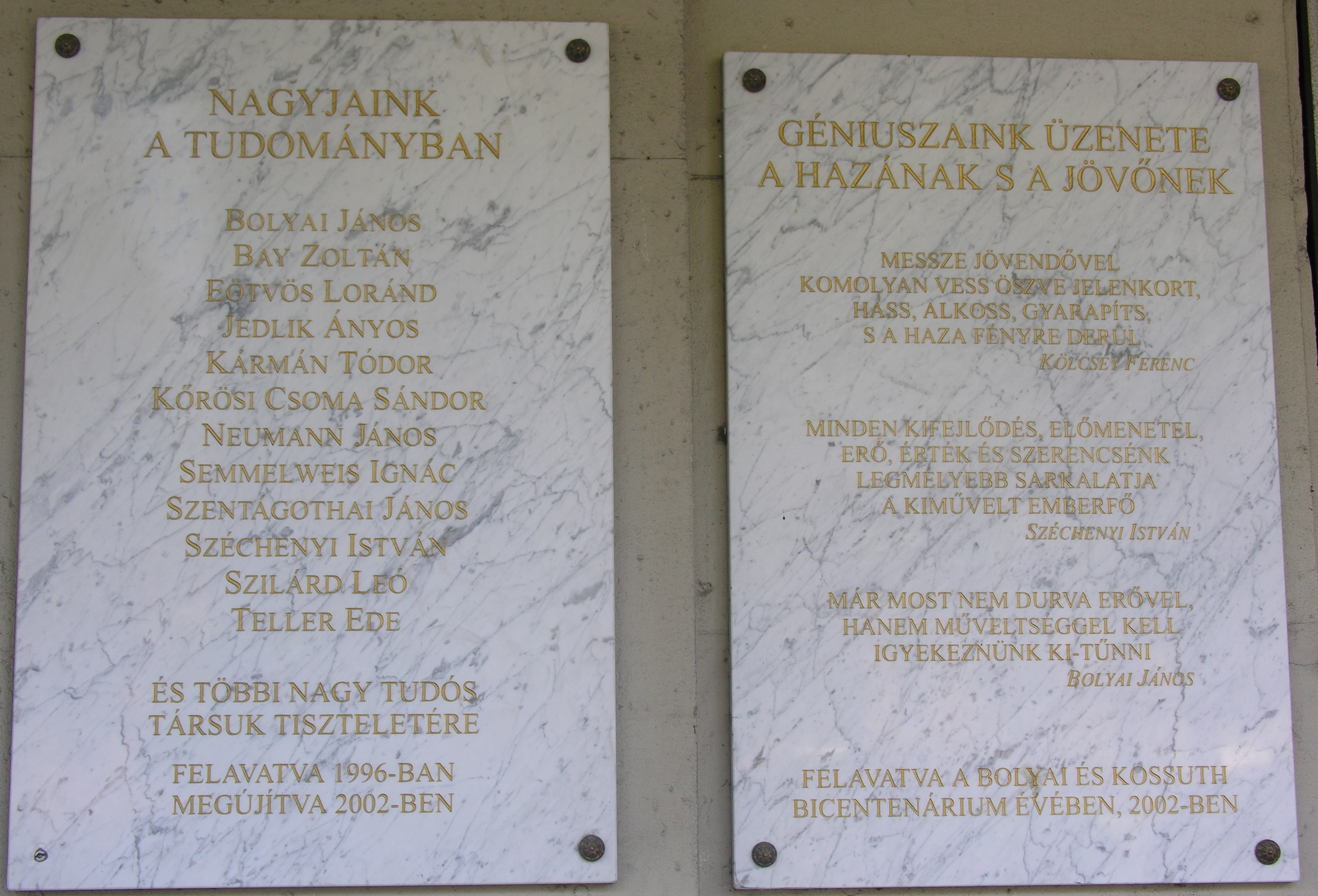
Nagyjaink a tudományban, Nagy Imre tér 3. (Fő utca 66–68.)
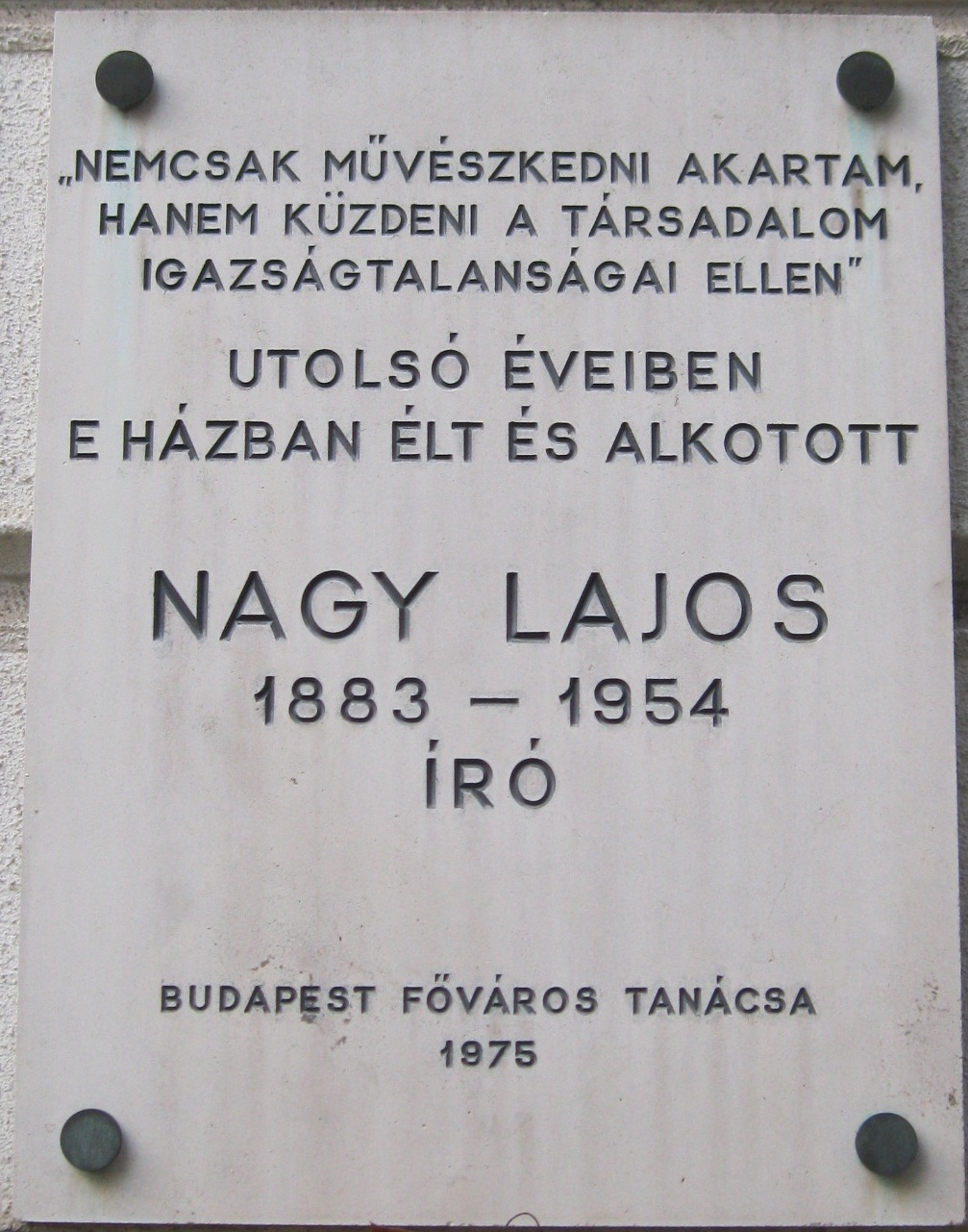
Nagy Lajos, Házmán utca 10.
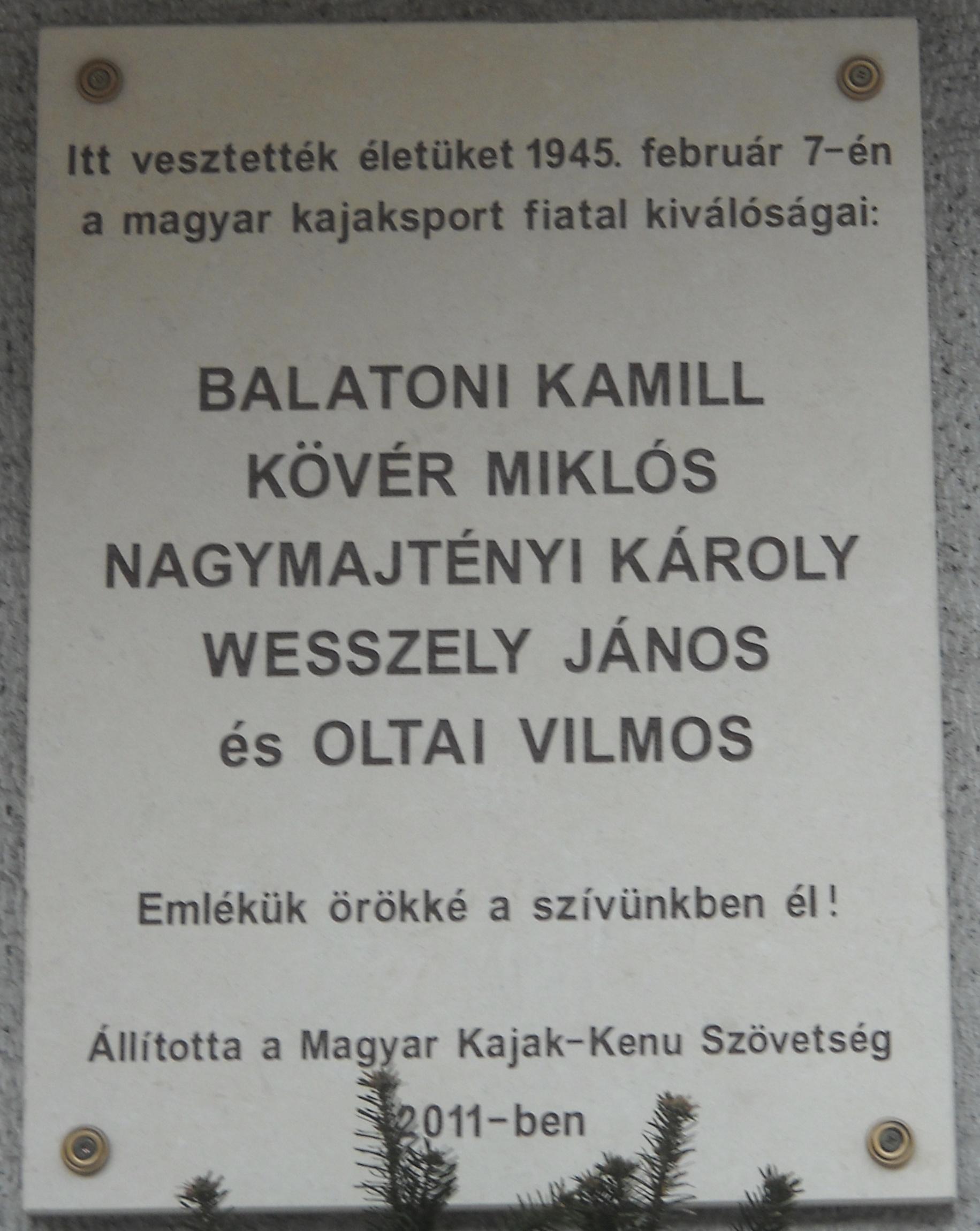
Nagymajtényi Károly, Csalogány utca 9–11.
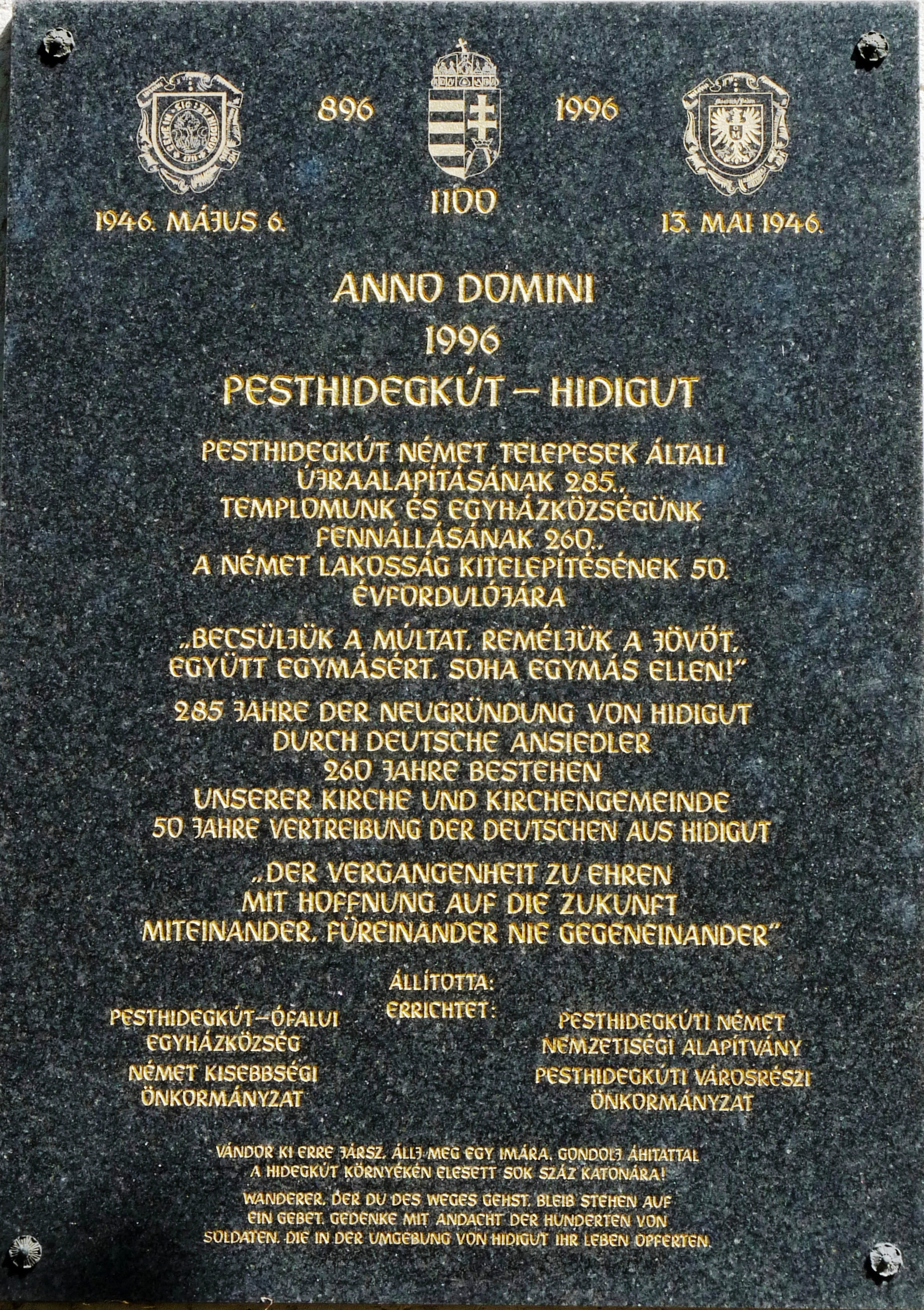
Németek kitelepítése, Templom köz 1.
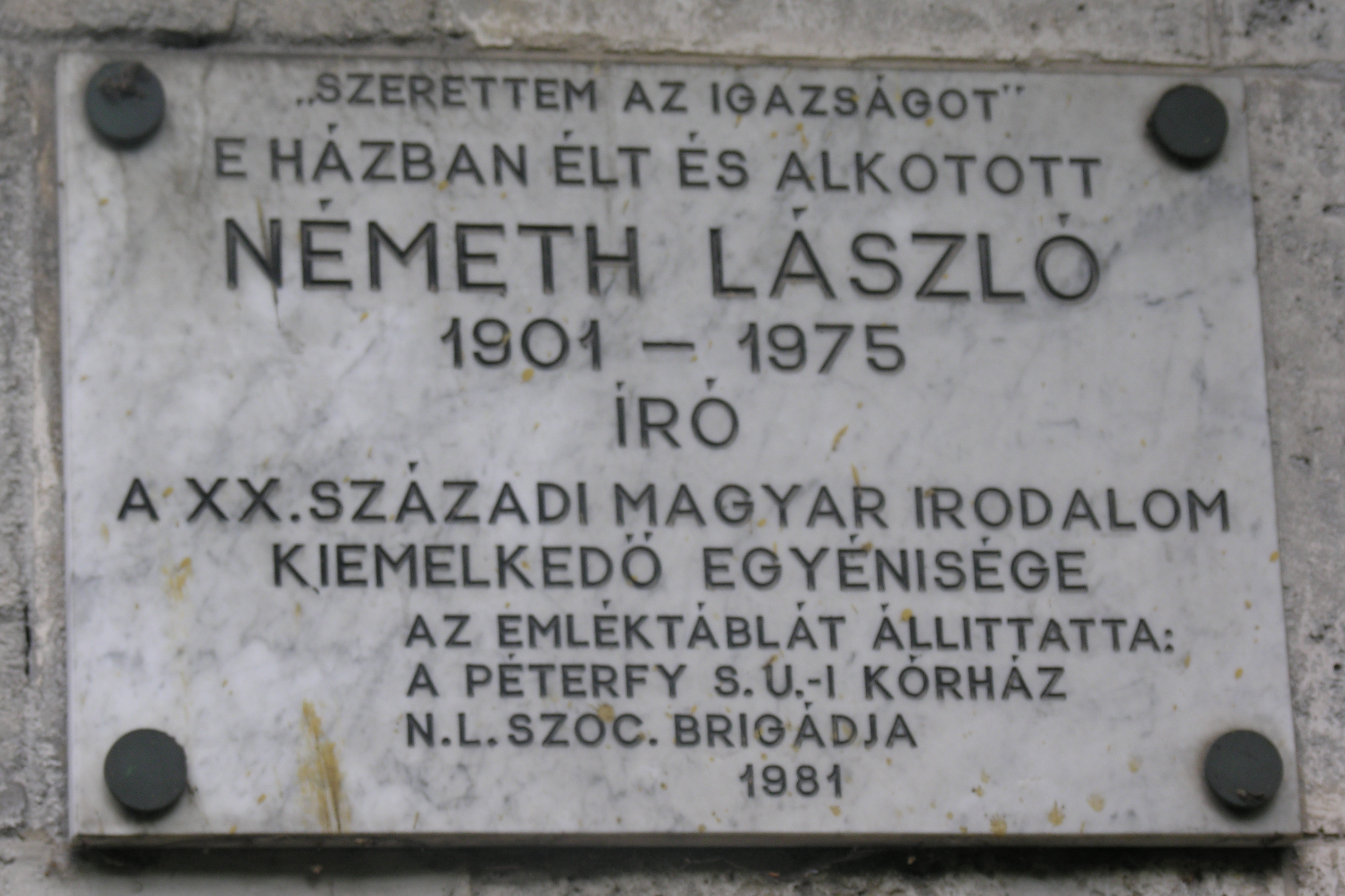
Németh László, Szilágyi Erzsébet fasor 79.
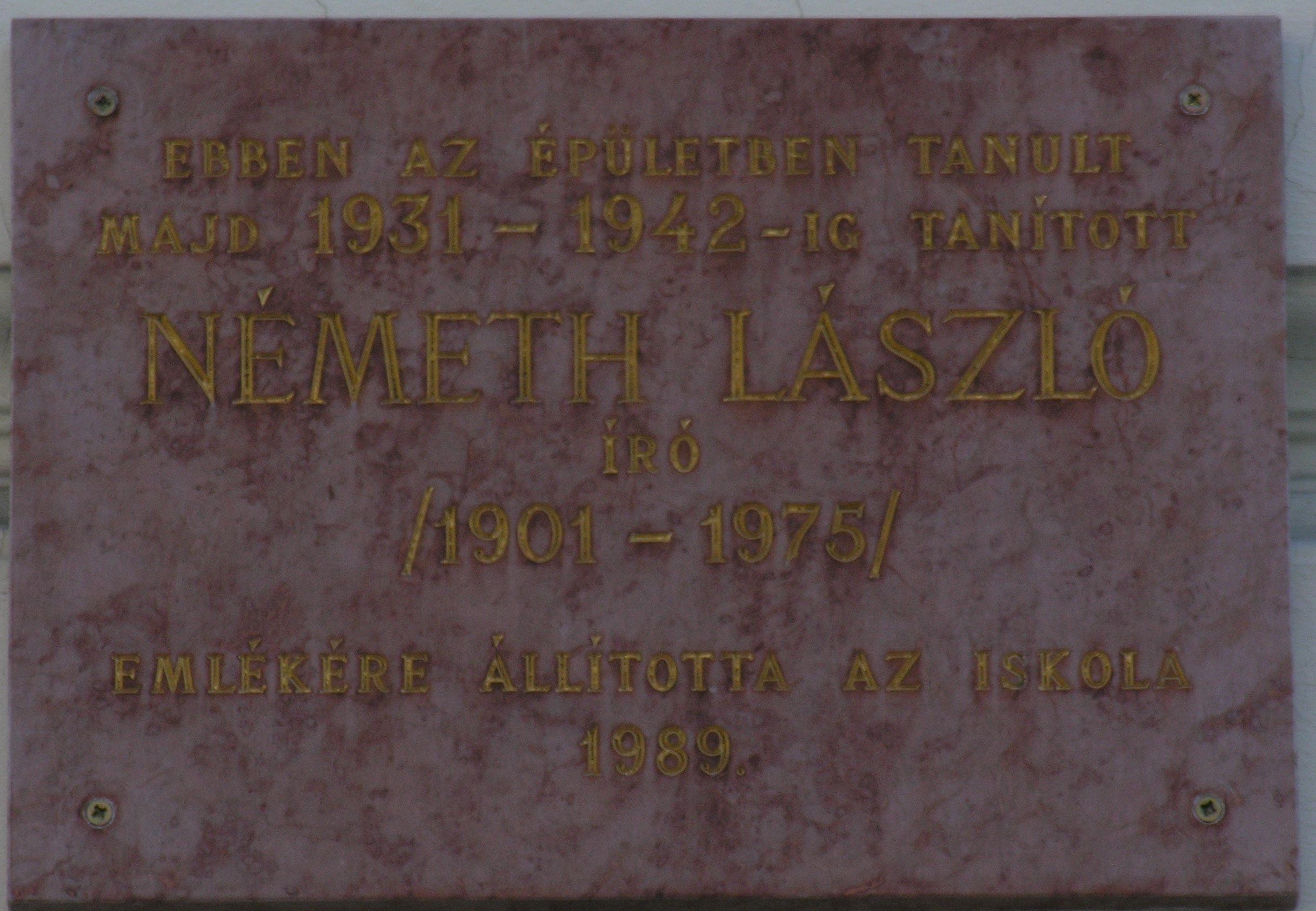
Németh László, Medve utca 5–7.
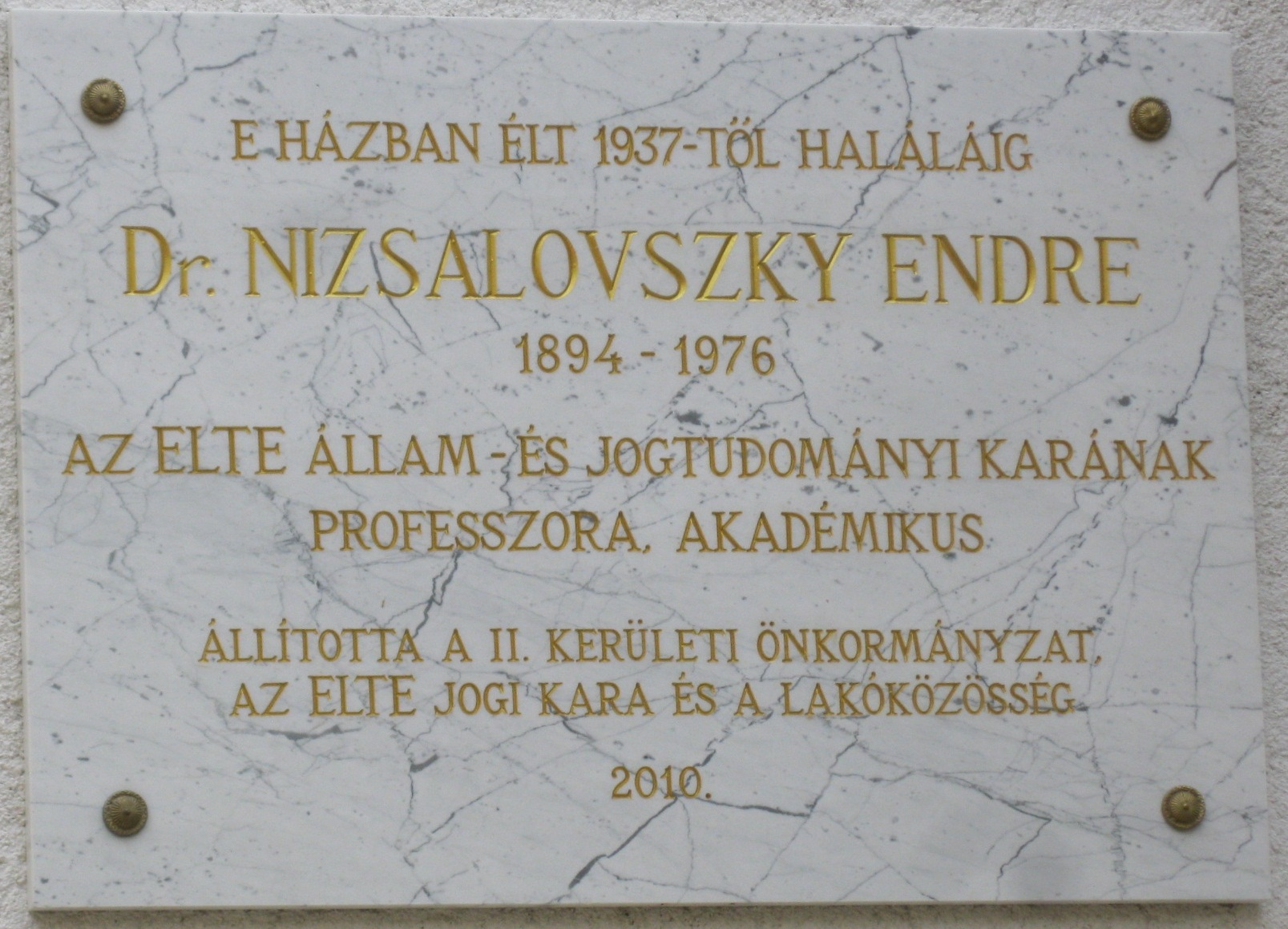
Nizsalovszky Endre, Borbolya utca 5.
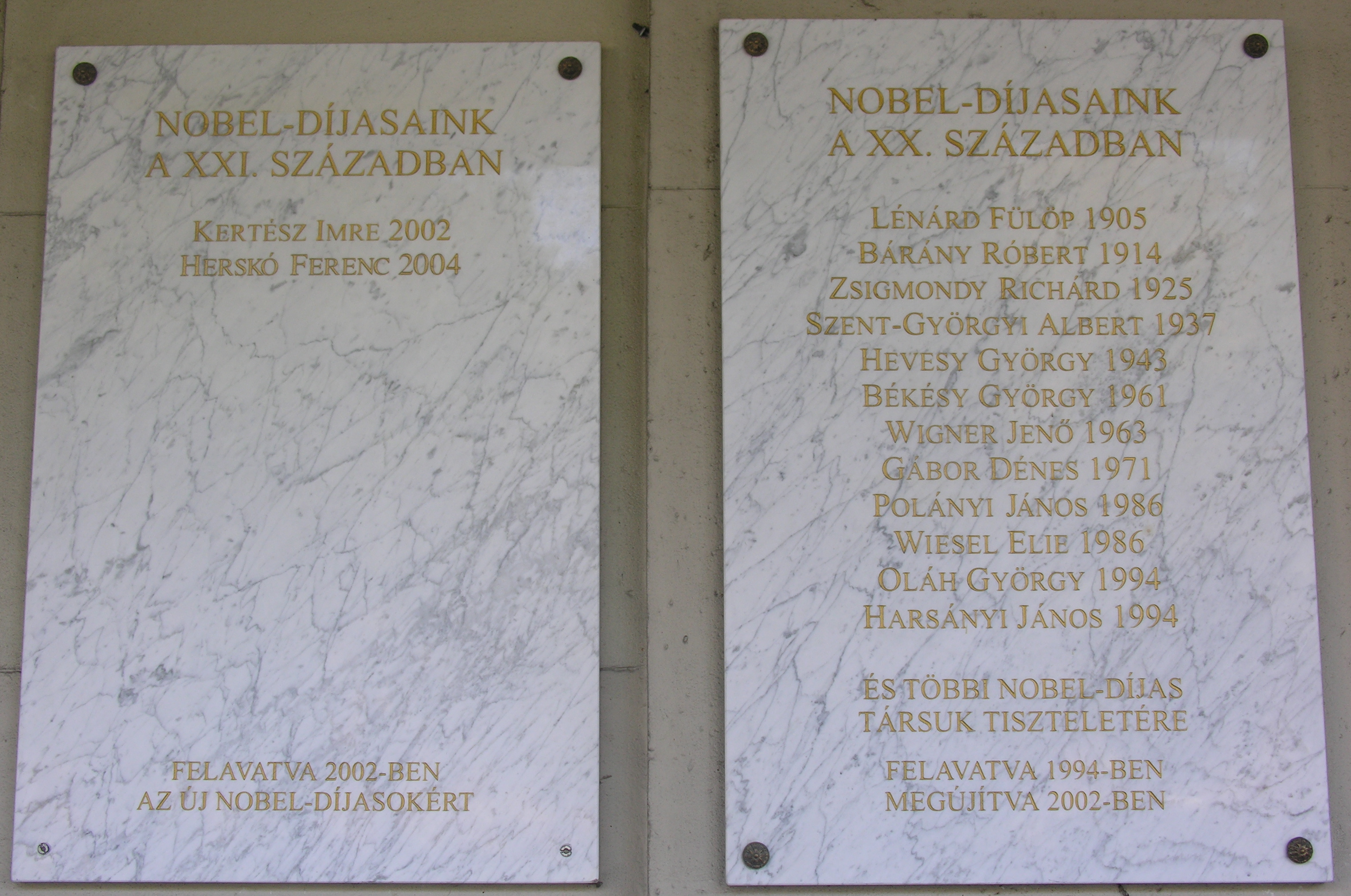
Nobel-díjasaink, Nagy Imre tér 3. (Fő utca 66–68.)
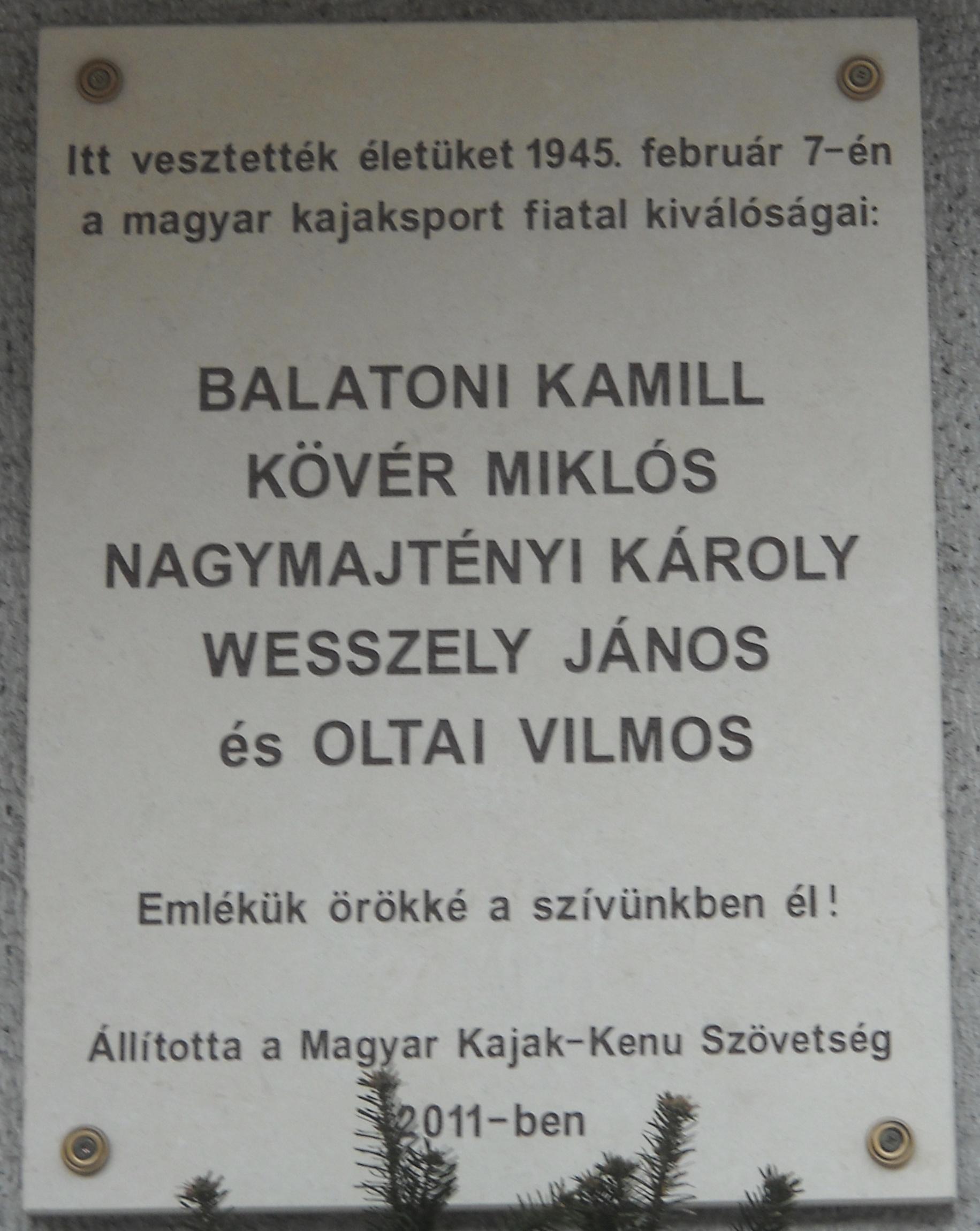
Oltai Vilmos, Csalogány utca 9–11.
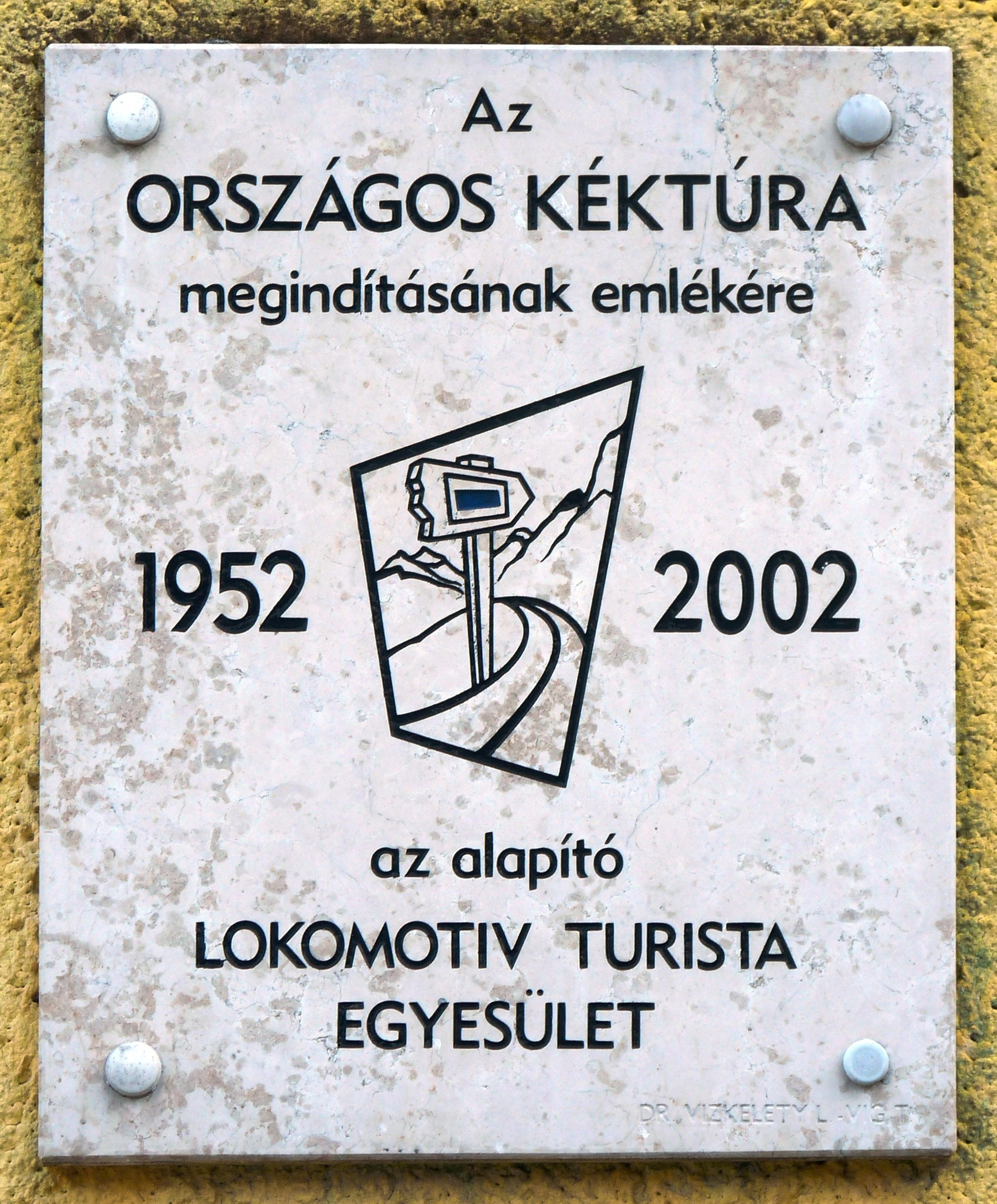
Országos Kéktúra, Hűvösvölgyi út
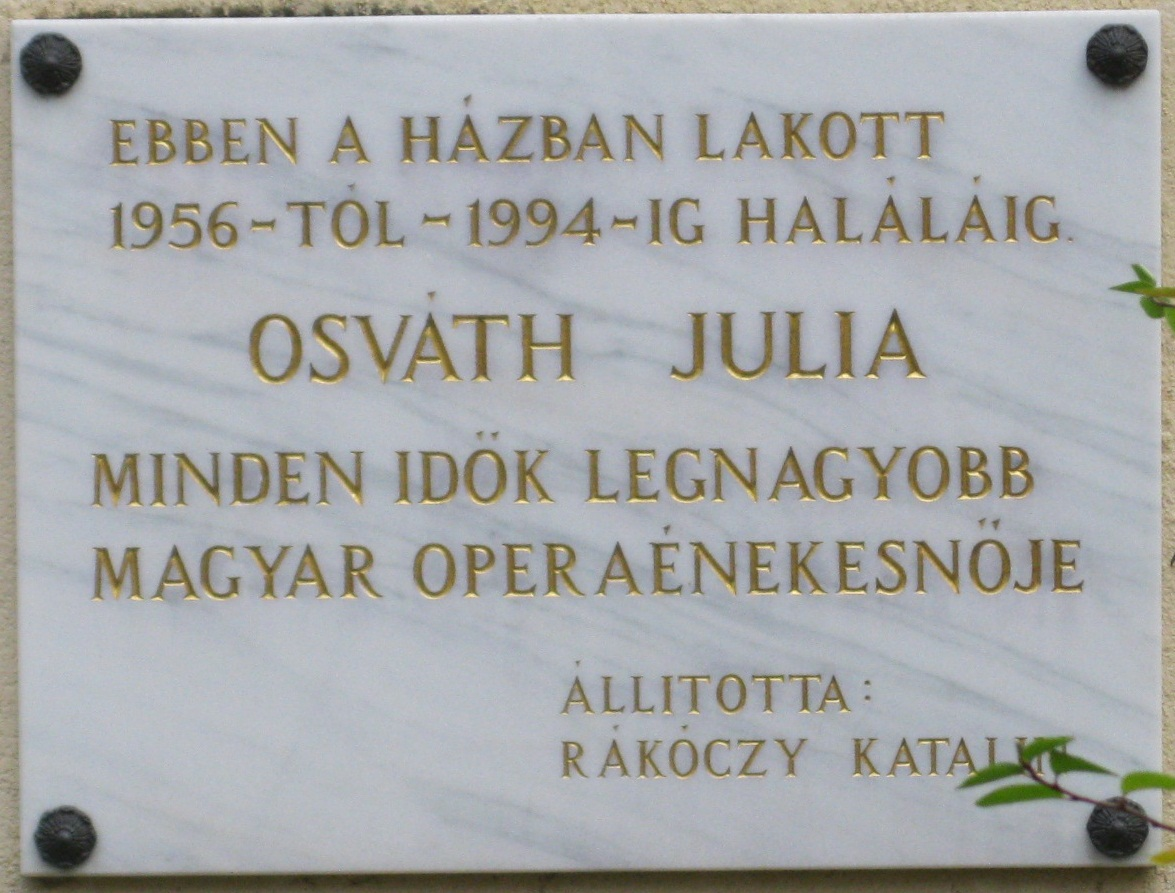
Osváth Júlia, Búzavirág utca 7.
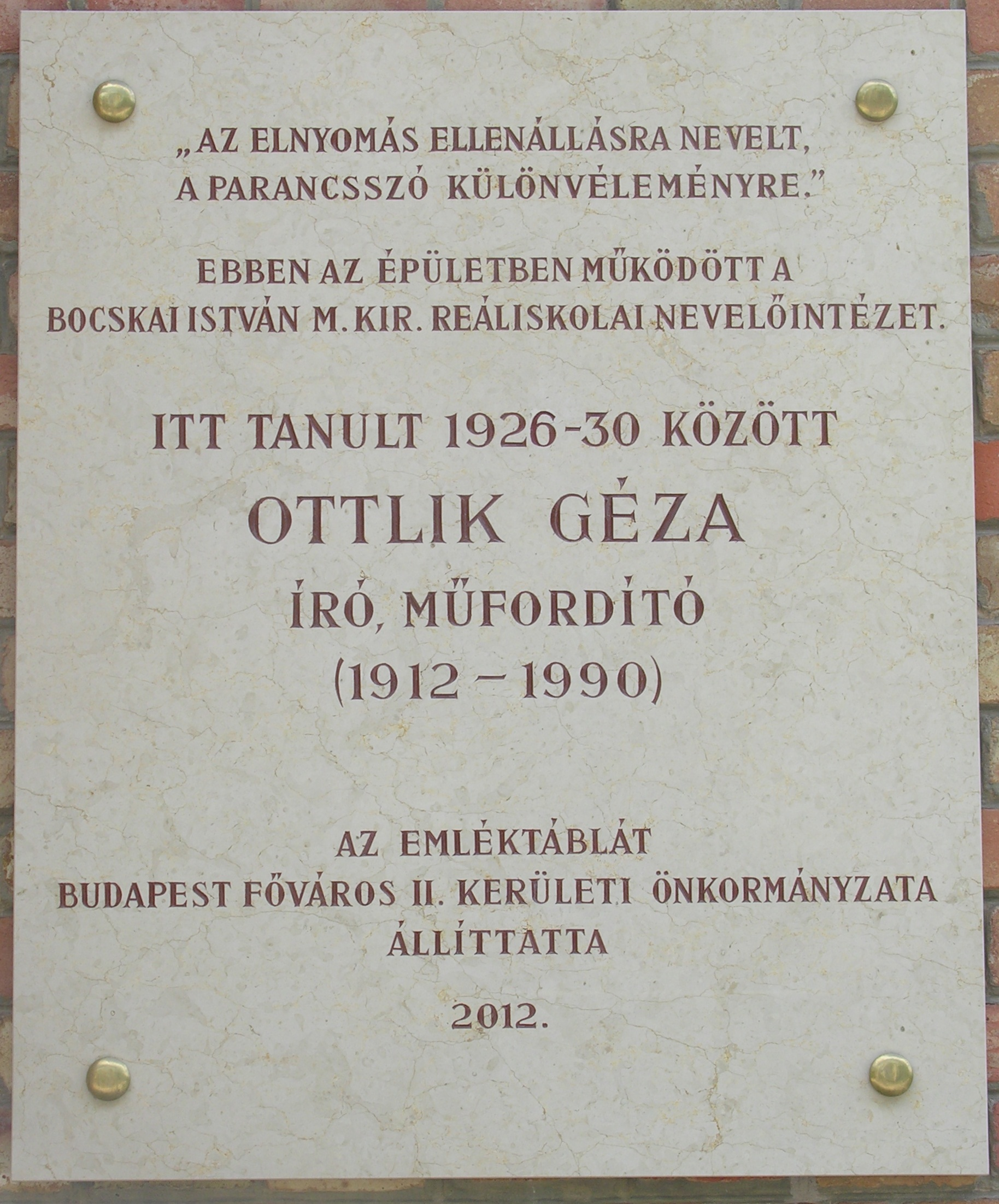
Ottlik Géza, Riadó utca 5.
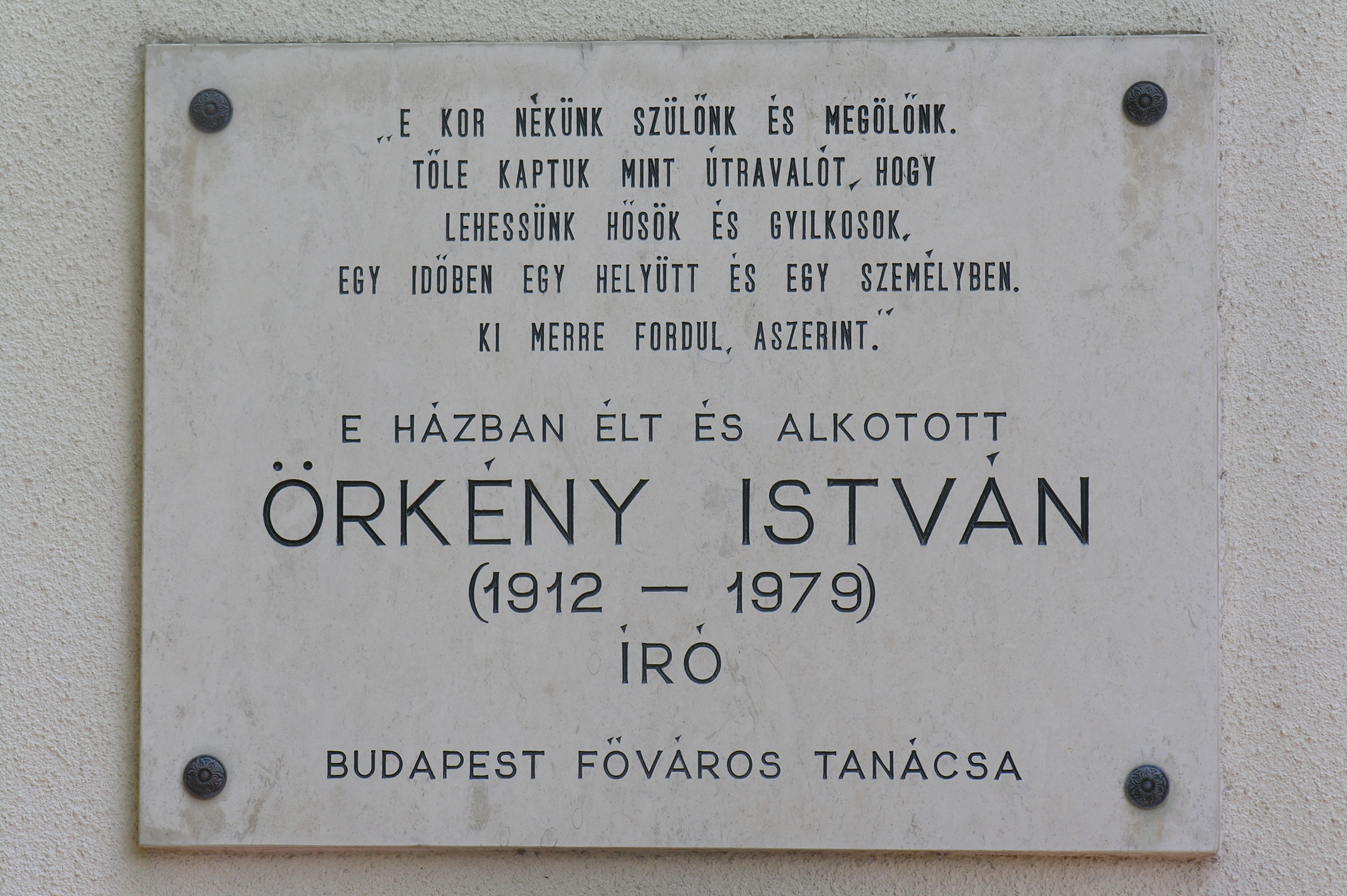
Örkény István, Pasaréti út 39.
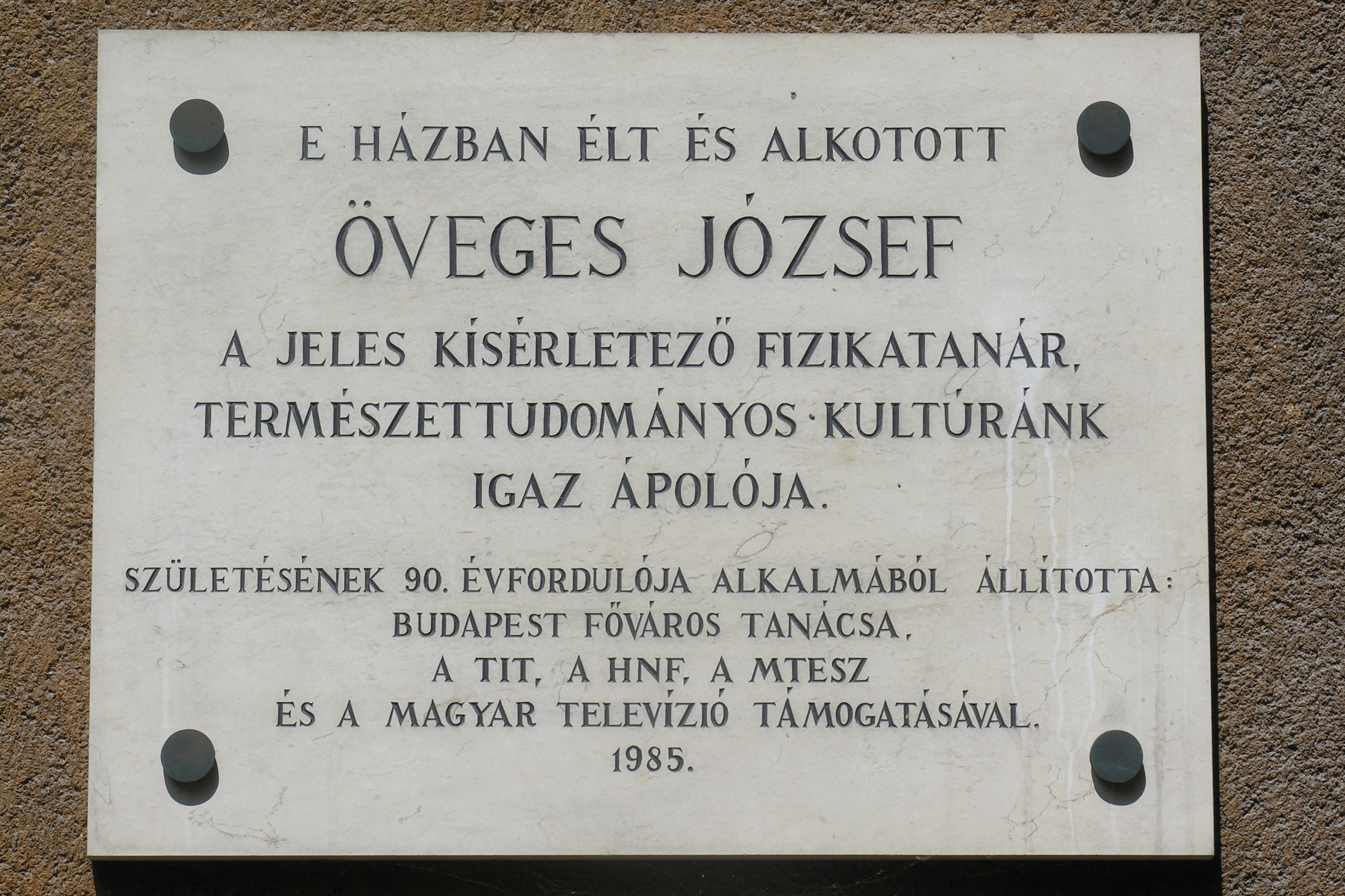
Öveges József, Varsányi udvar 2.
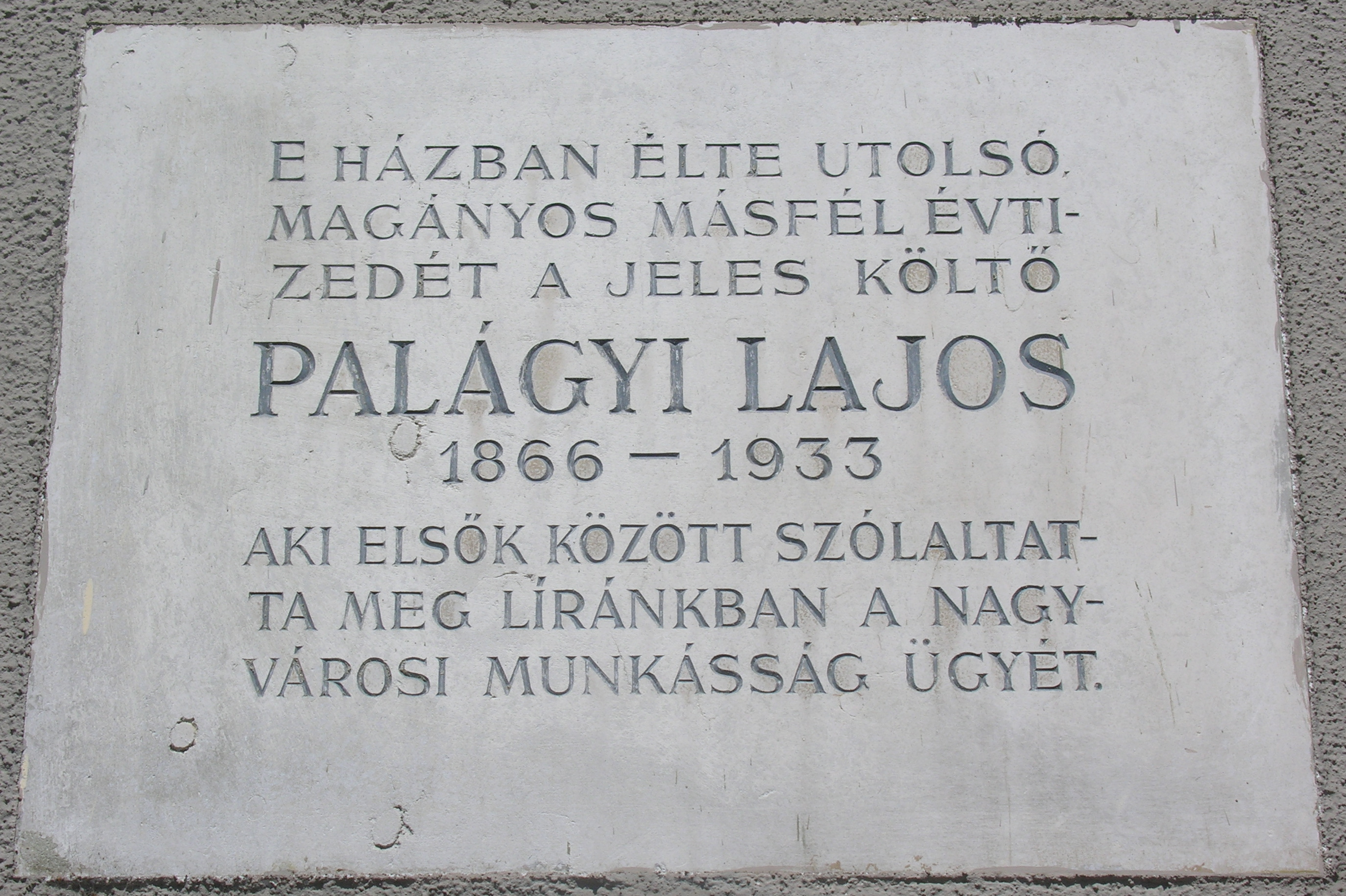
Palágyi Lajos, Margit körút 5/a
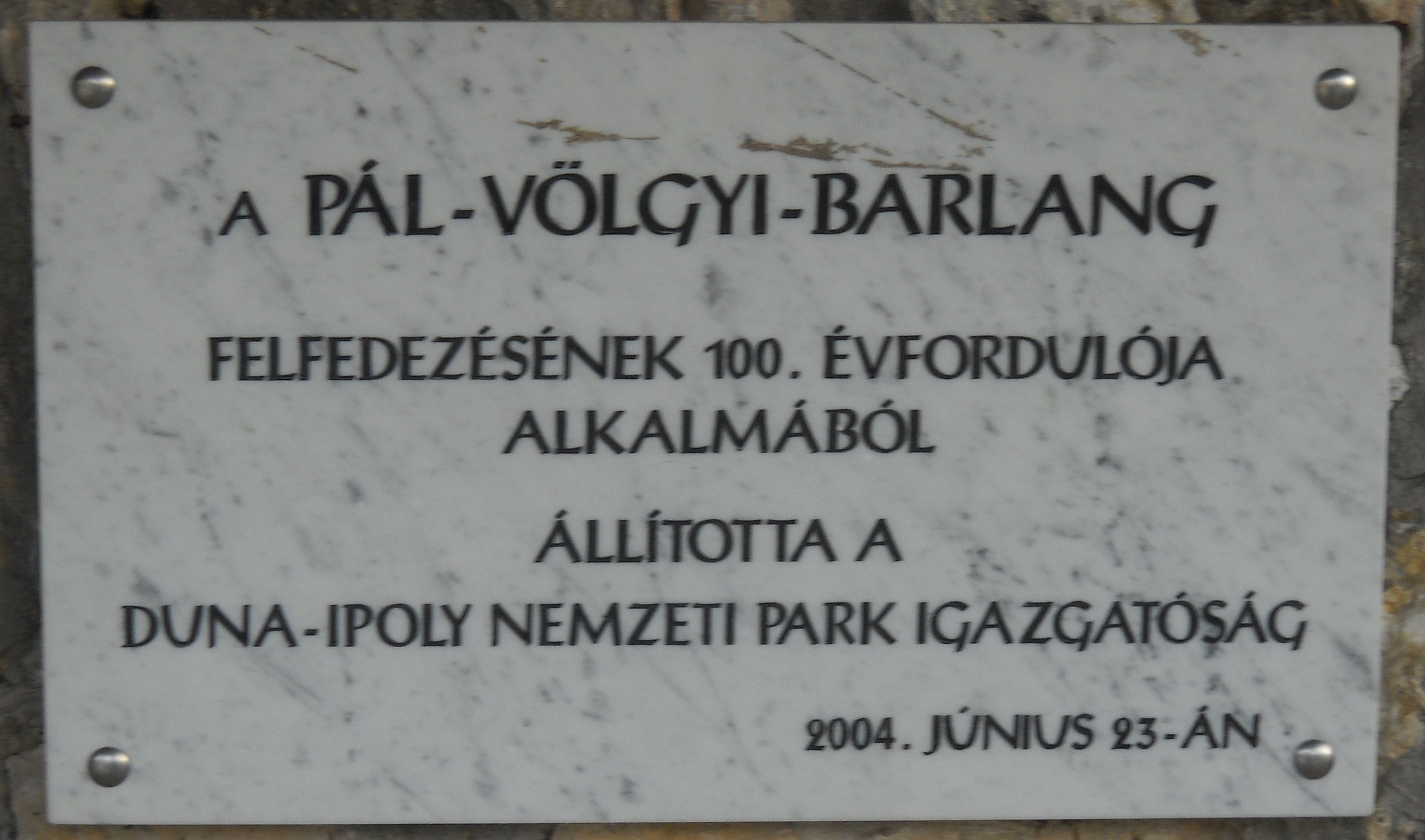
Pál-völgyi-barlang felfedezésének 100. évfordulója, Szépvölgyi út 162.
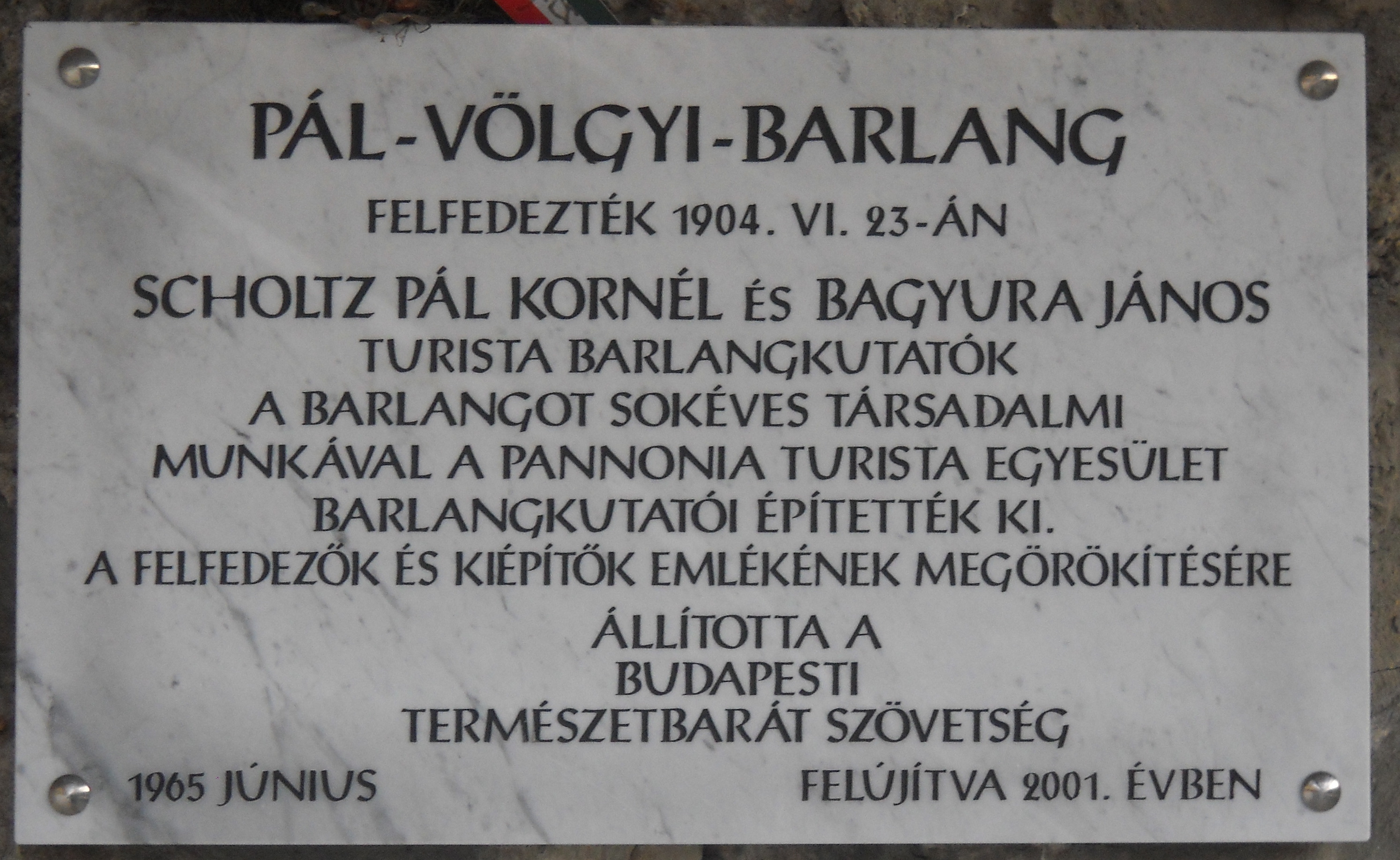
Pál-völgyi-barlang felfedezői és kiépítői, Szépvölgyi út 162.
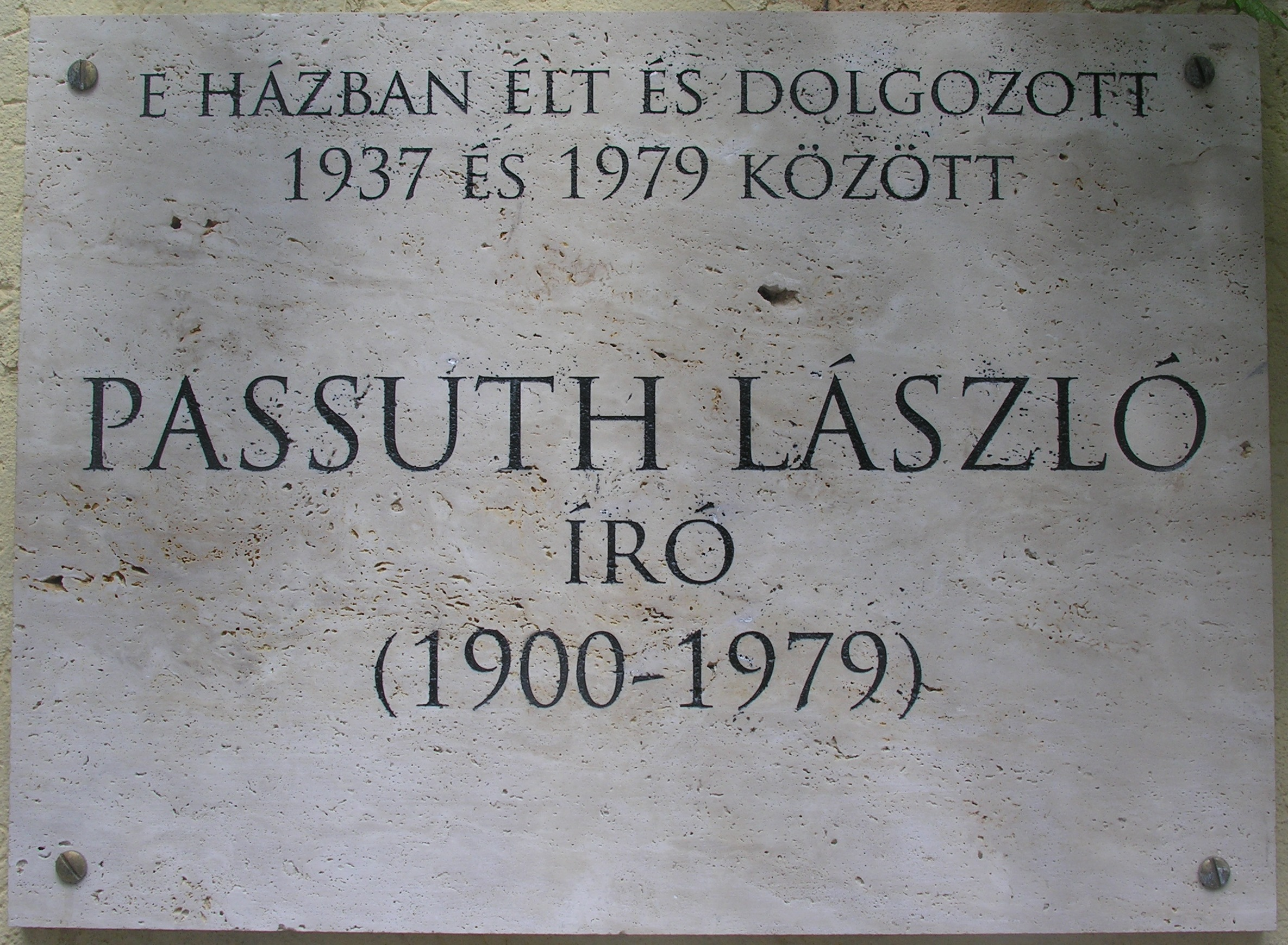
Passuth László, Rózsahegy utca 1/a
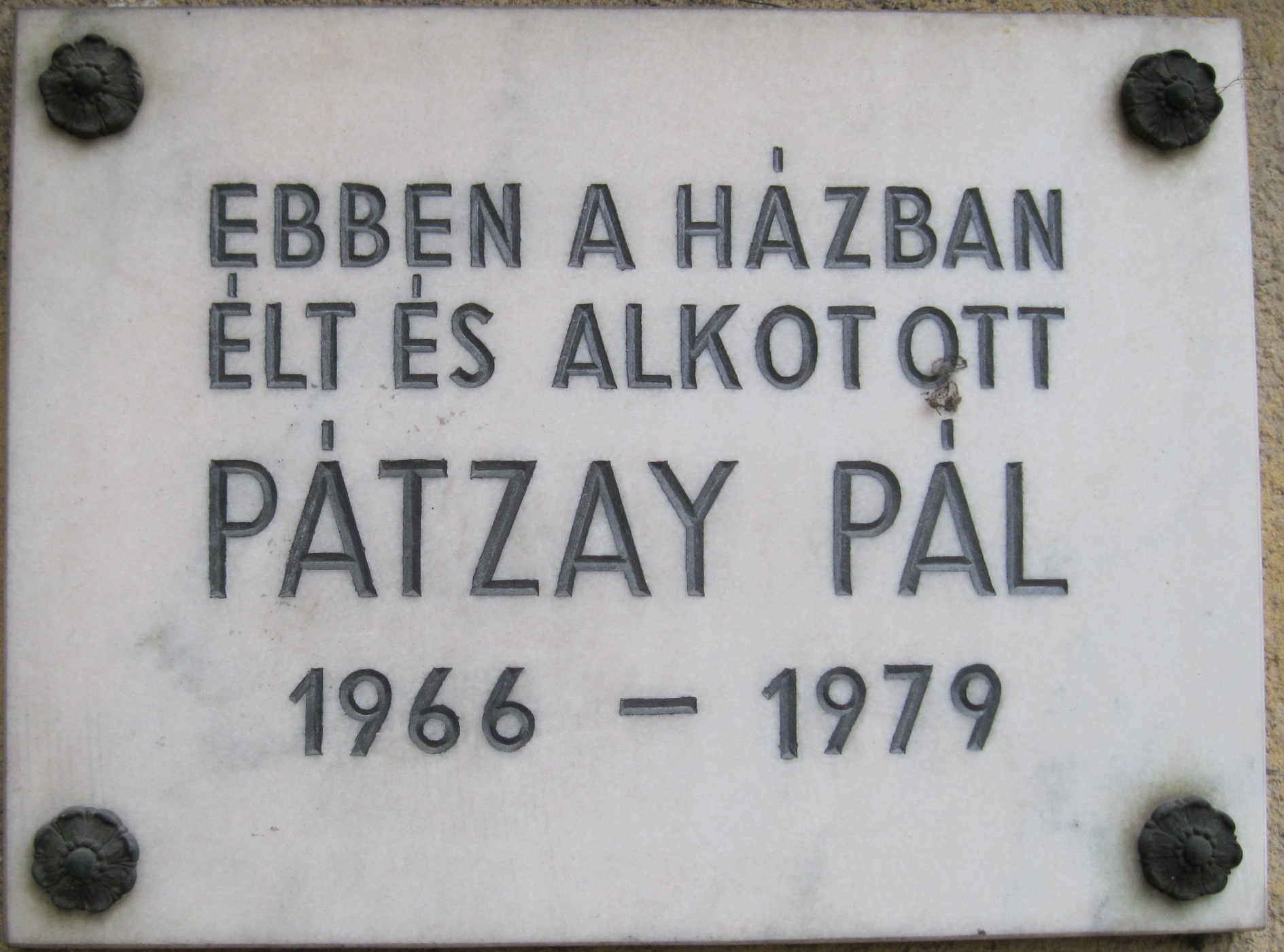
Pátzay Pál, Gábor Áron út 16.
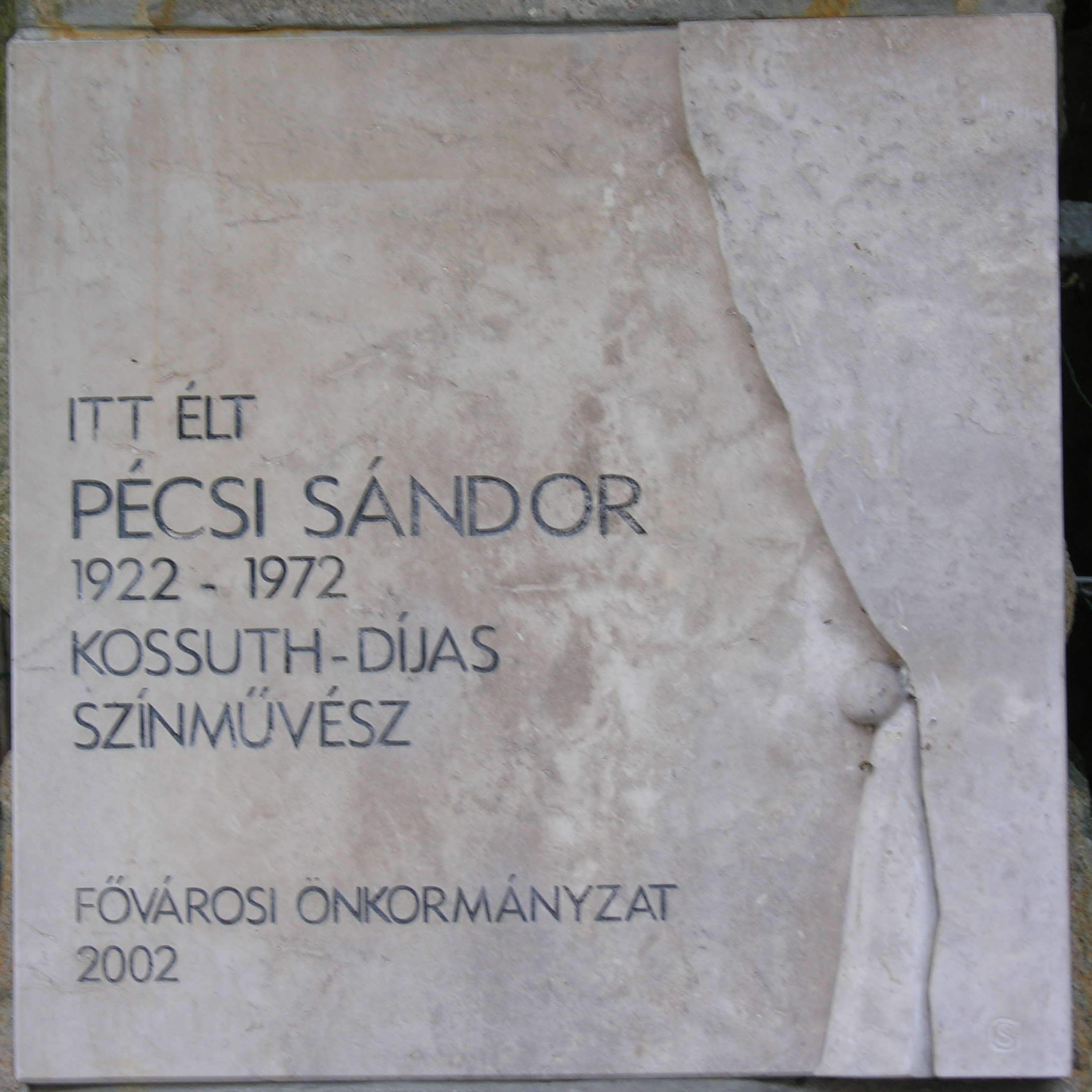
Pécsi Sándor, Cserje utca 6.
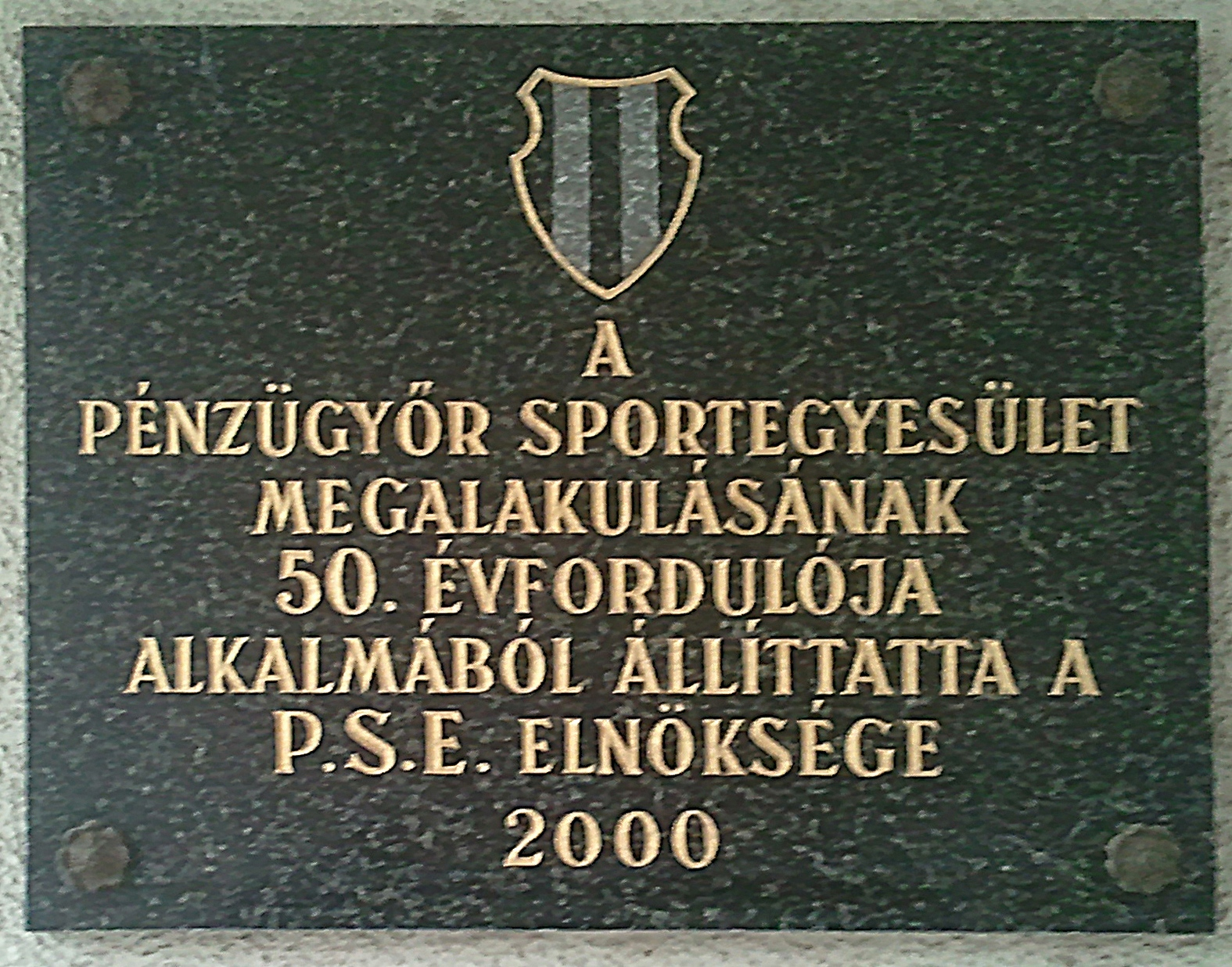
Pénzügyőr SE, Pasaréti út 124–126
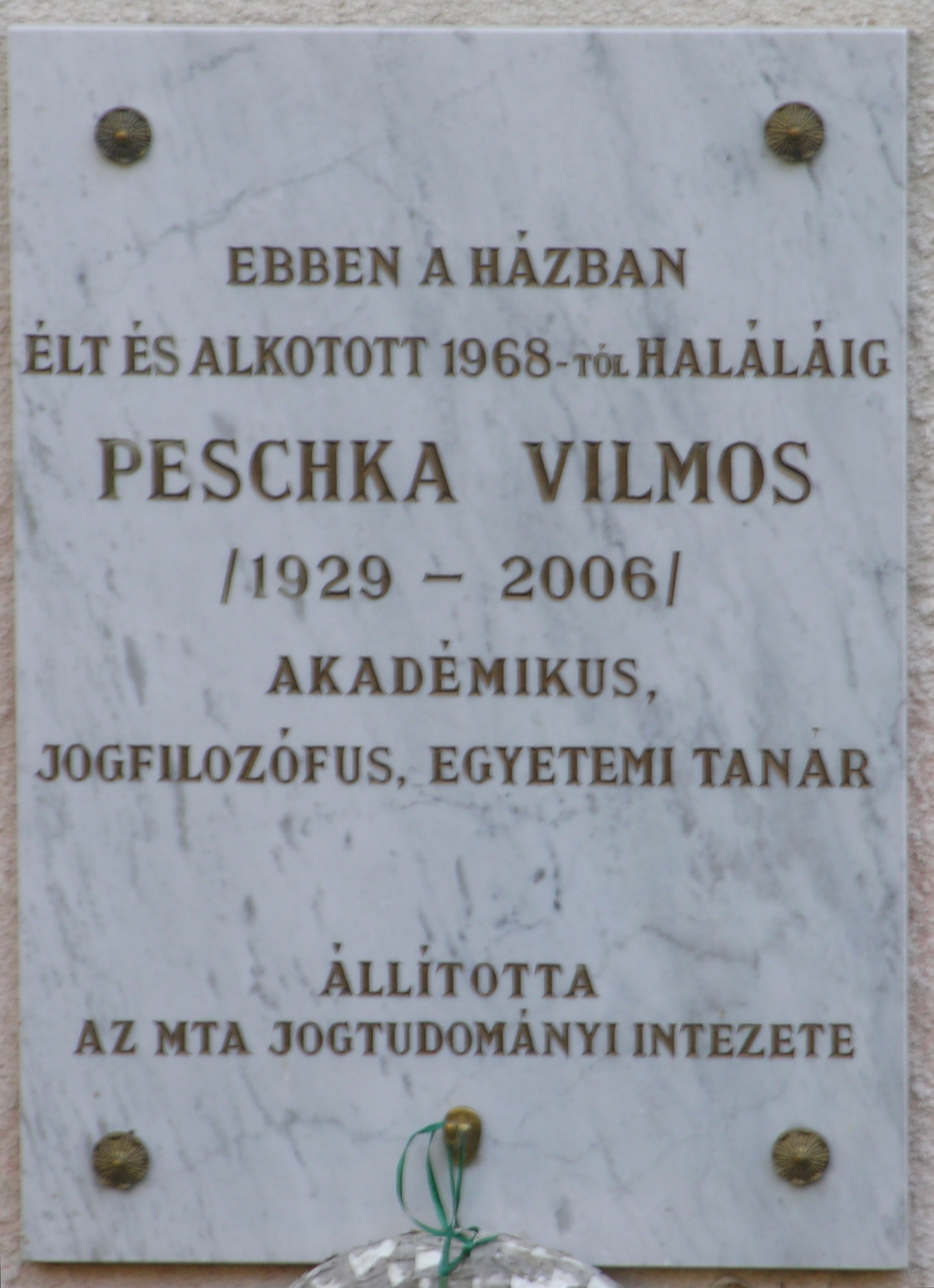
Peschka Vilmos, Herman Ottó út 16.
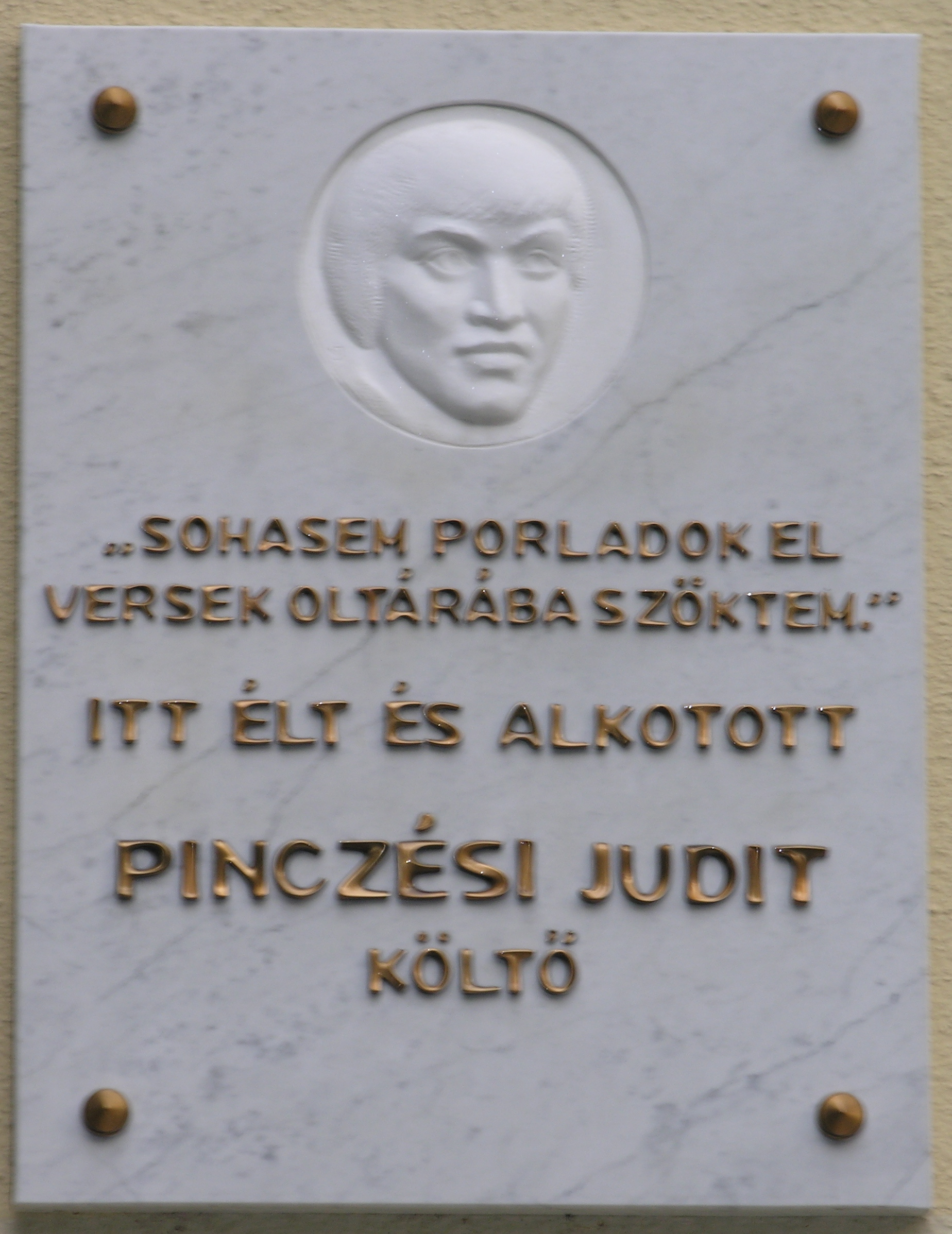
Pinczési Judit, Nagyajtai utca 1/b alkotó: Nagy István János
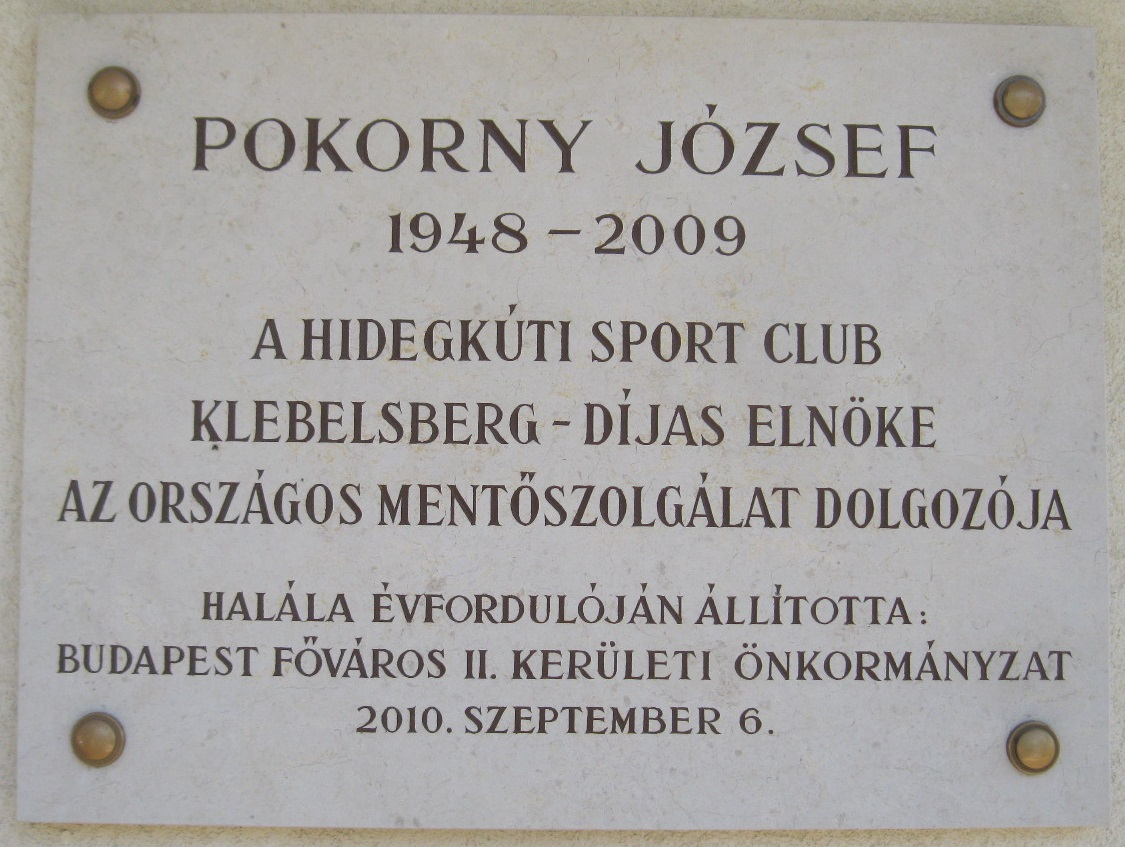
Pokorny József, Hunyadi János utca 89.
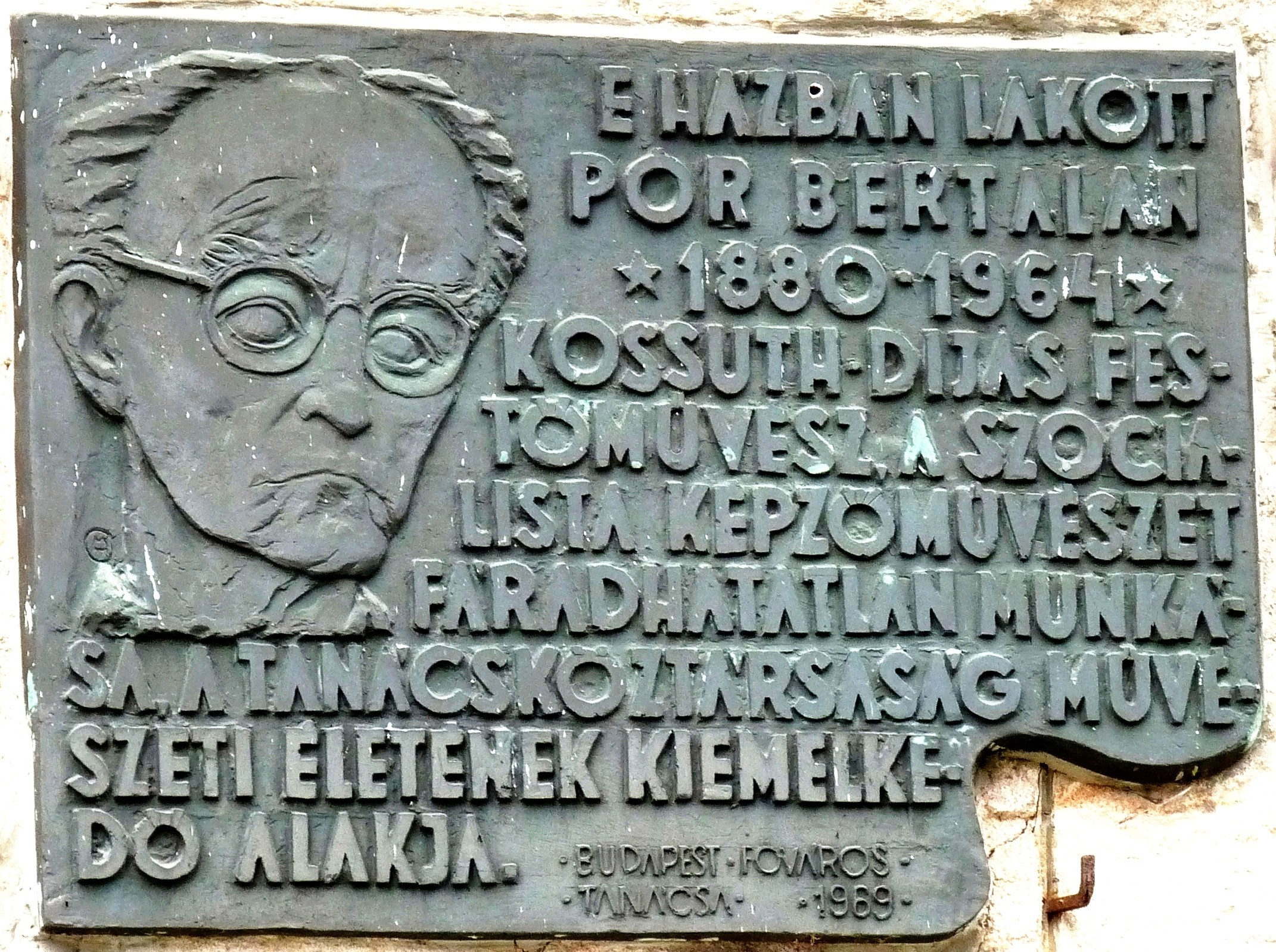
Pór Bertalan, Pasaréti út 77. alkotó: Mészáros Mihály
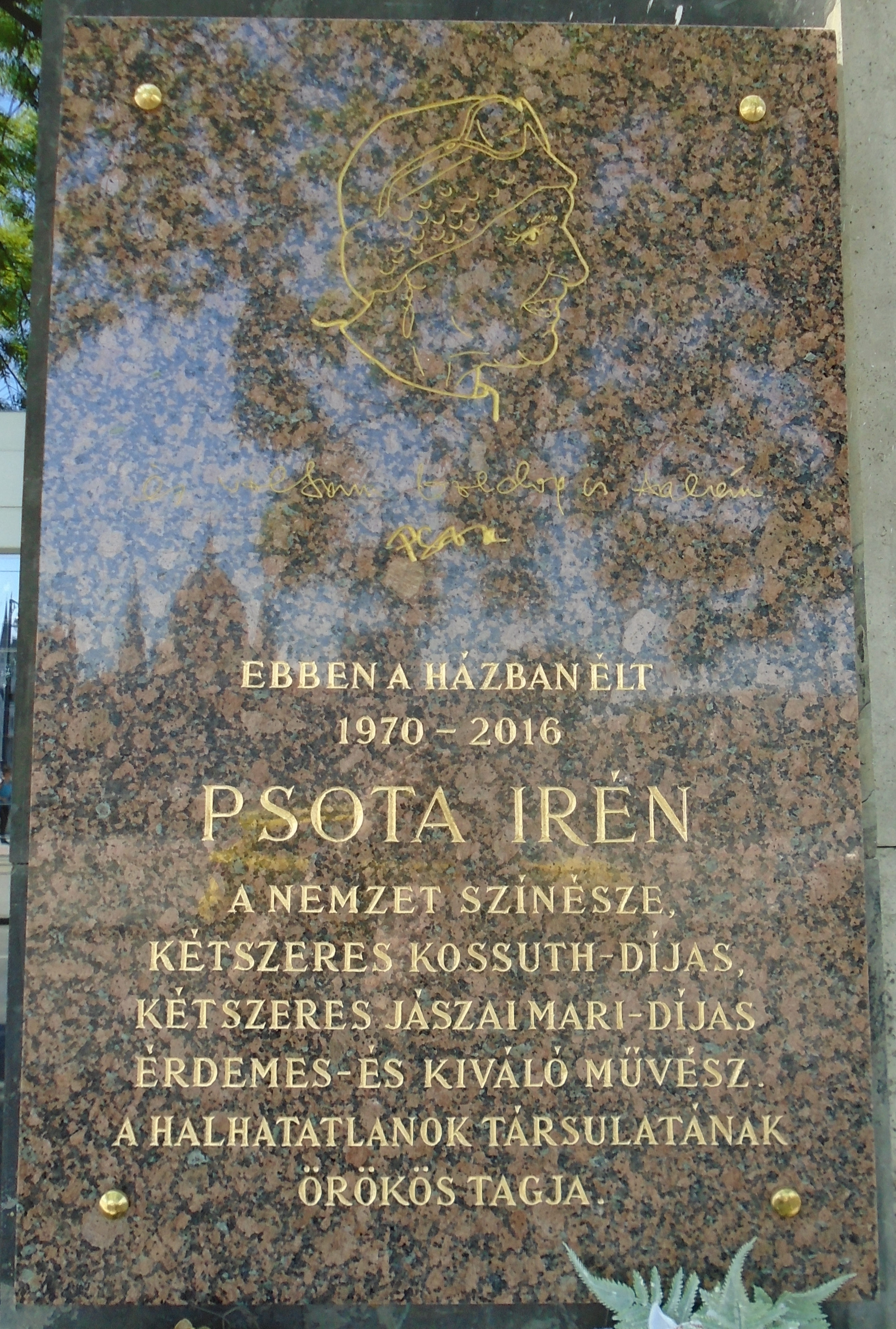
Psota Irén, Bem rakpart 30.
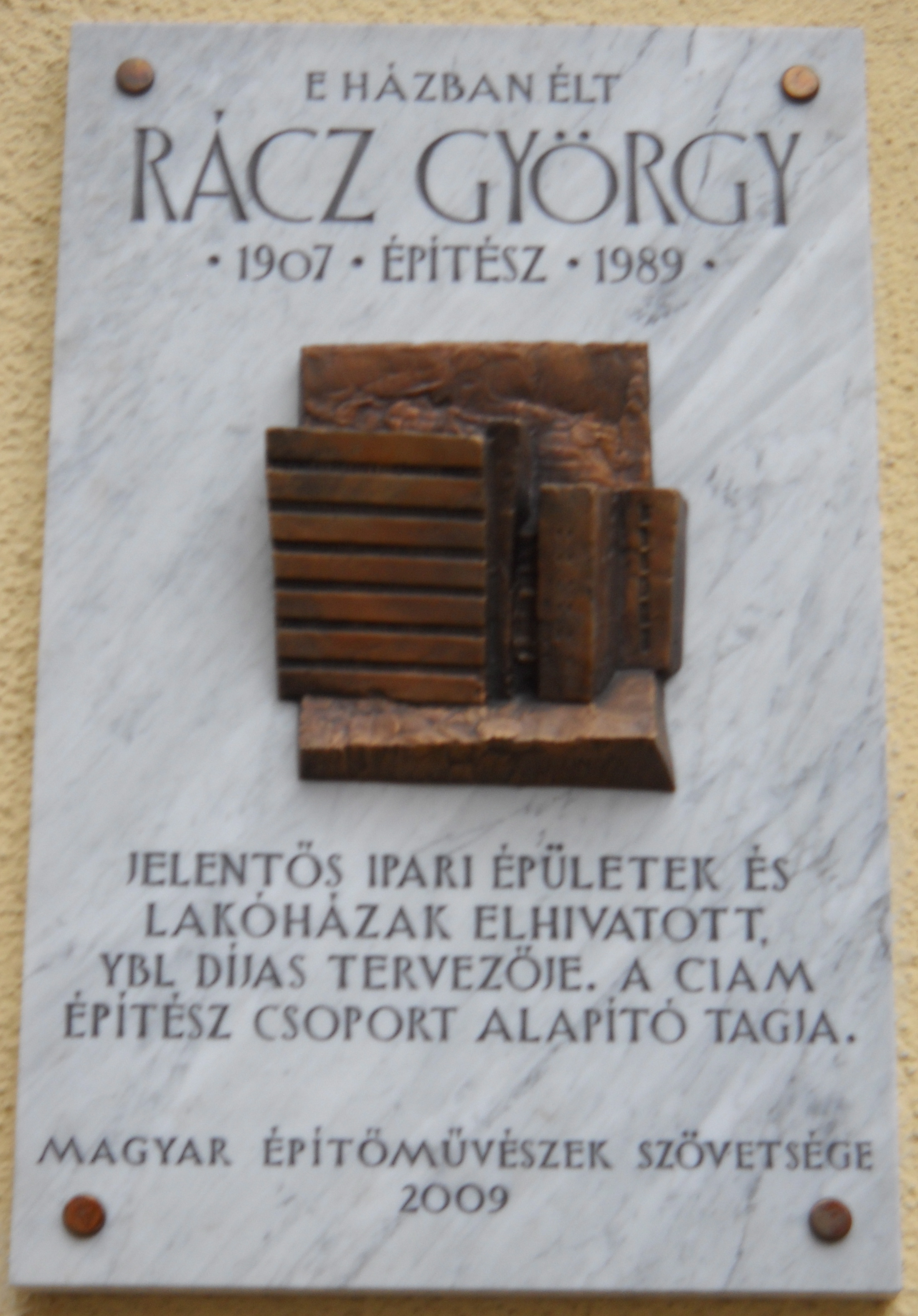
Rácz György, Fillér utca 1. alkotó: Czinder Antal
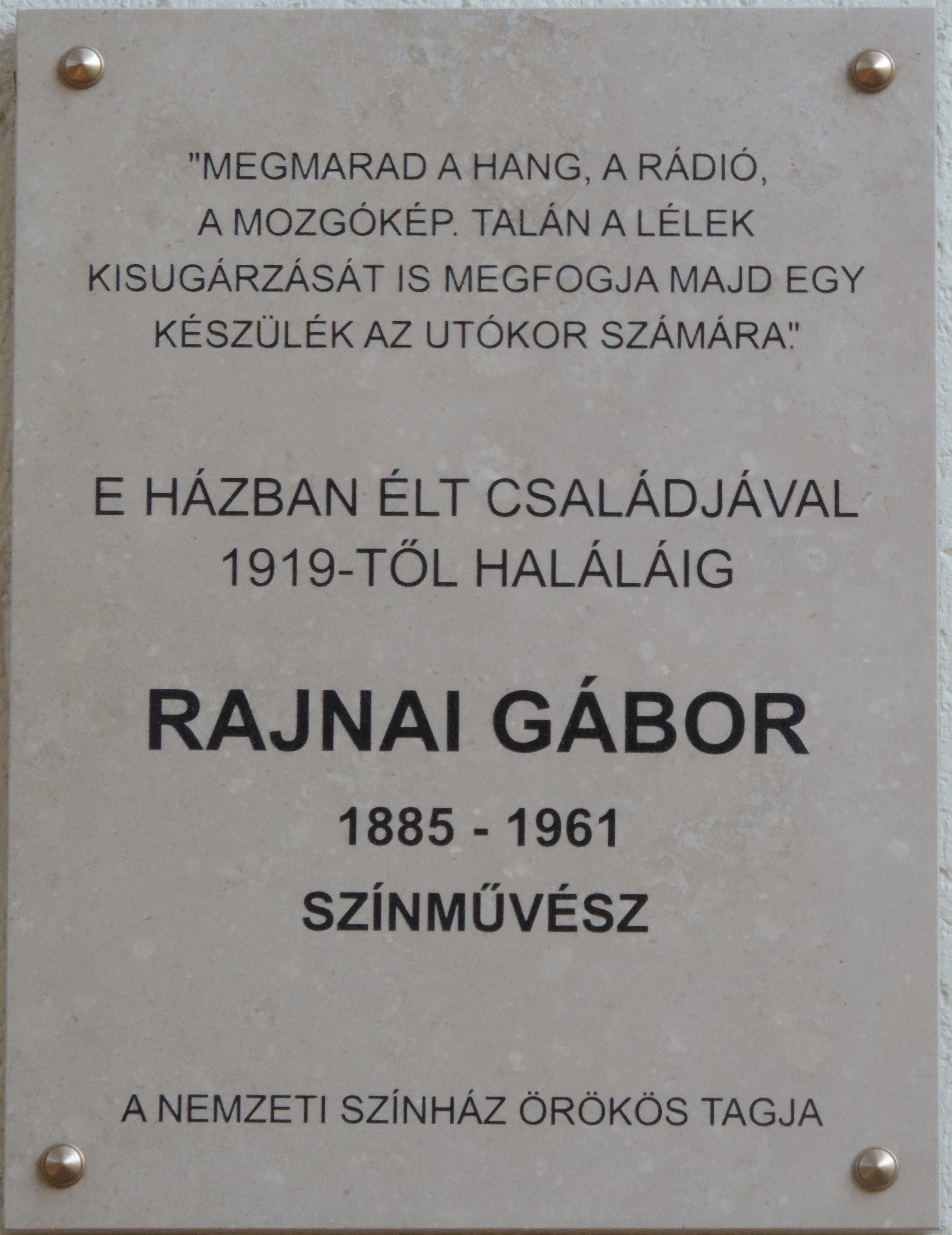
Rajnai Gábor, Tárogató út 77.
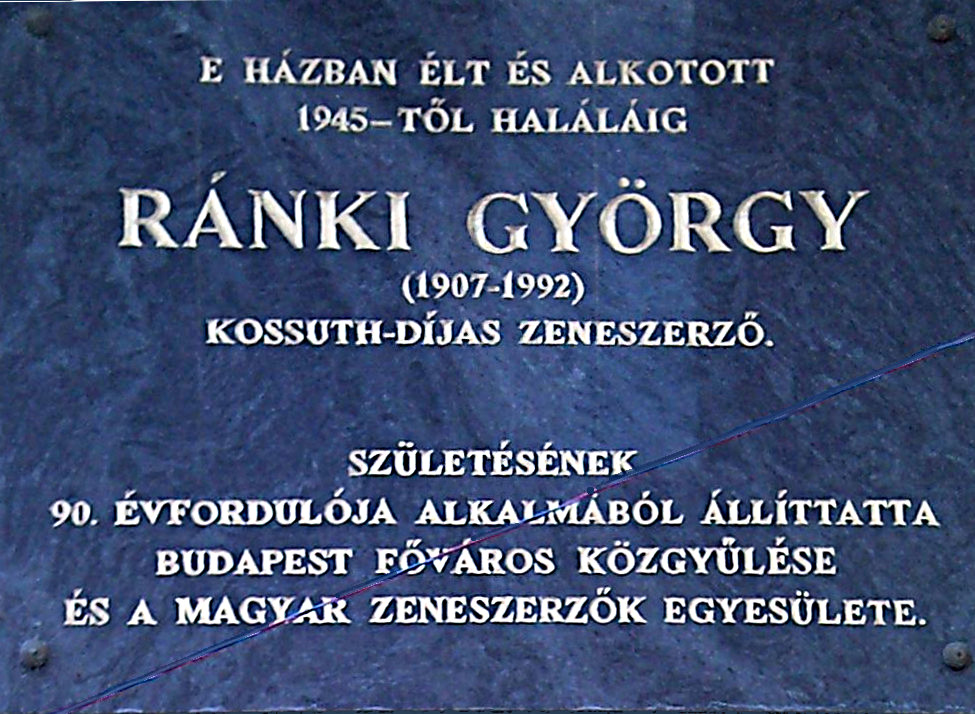
Ránki György, Gül Baba utca 36.
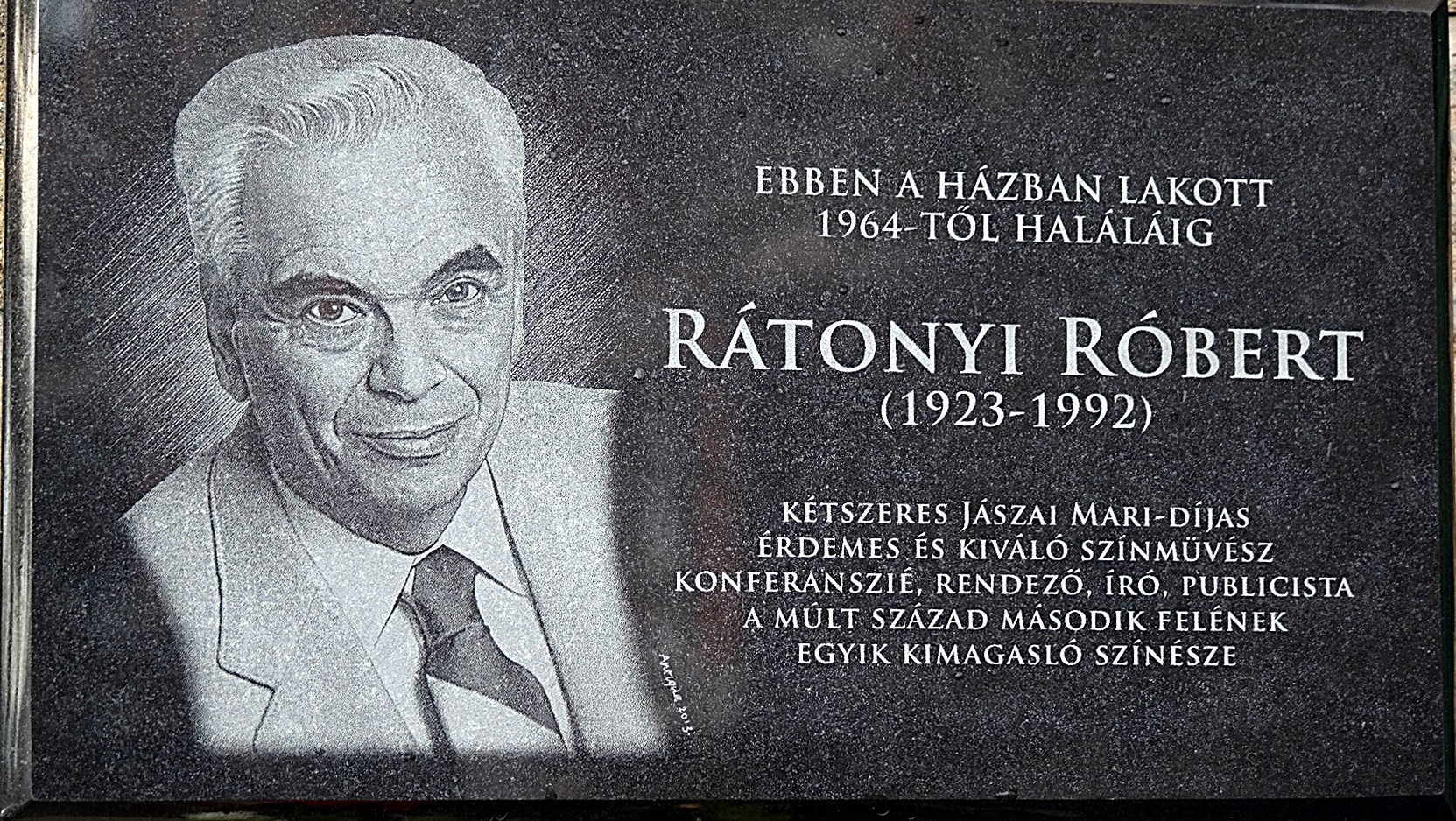
Rátonyi Róbert, Alsó Törökvészi út 9.
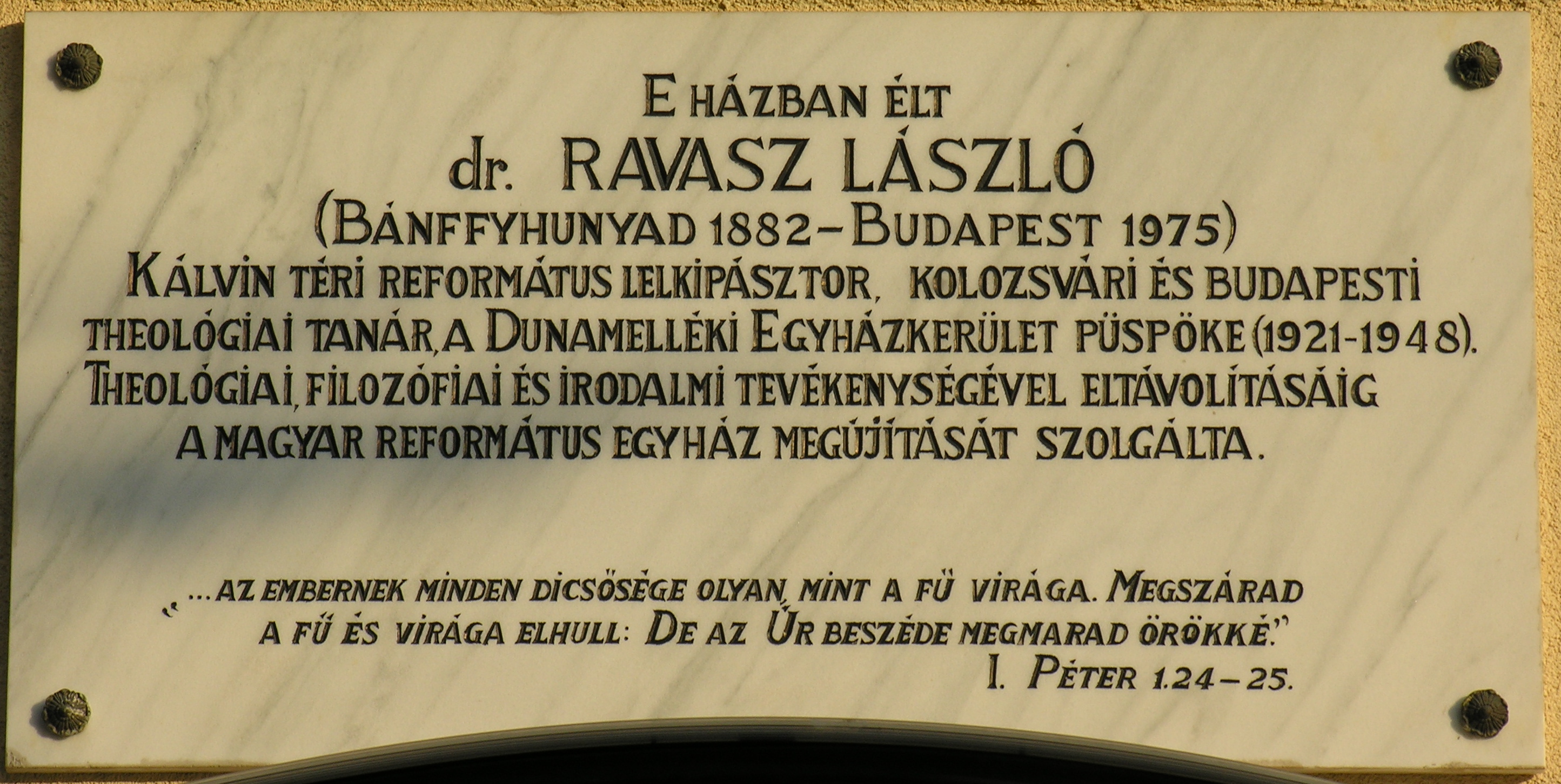
Ravasz László, Bimbó út 43.
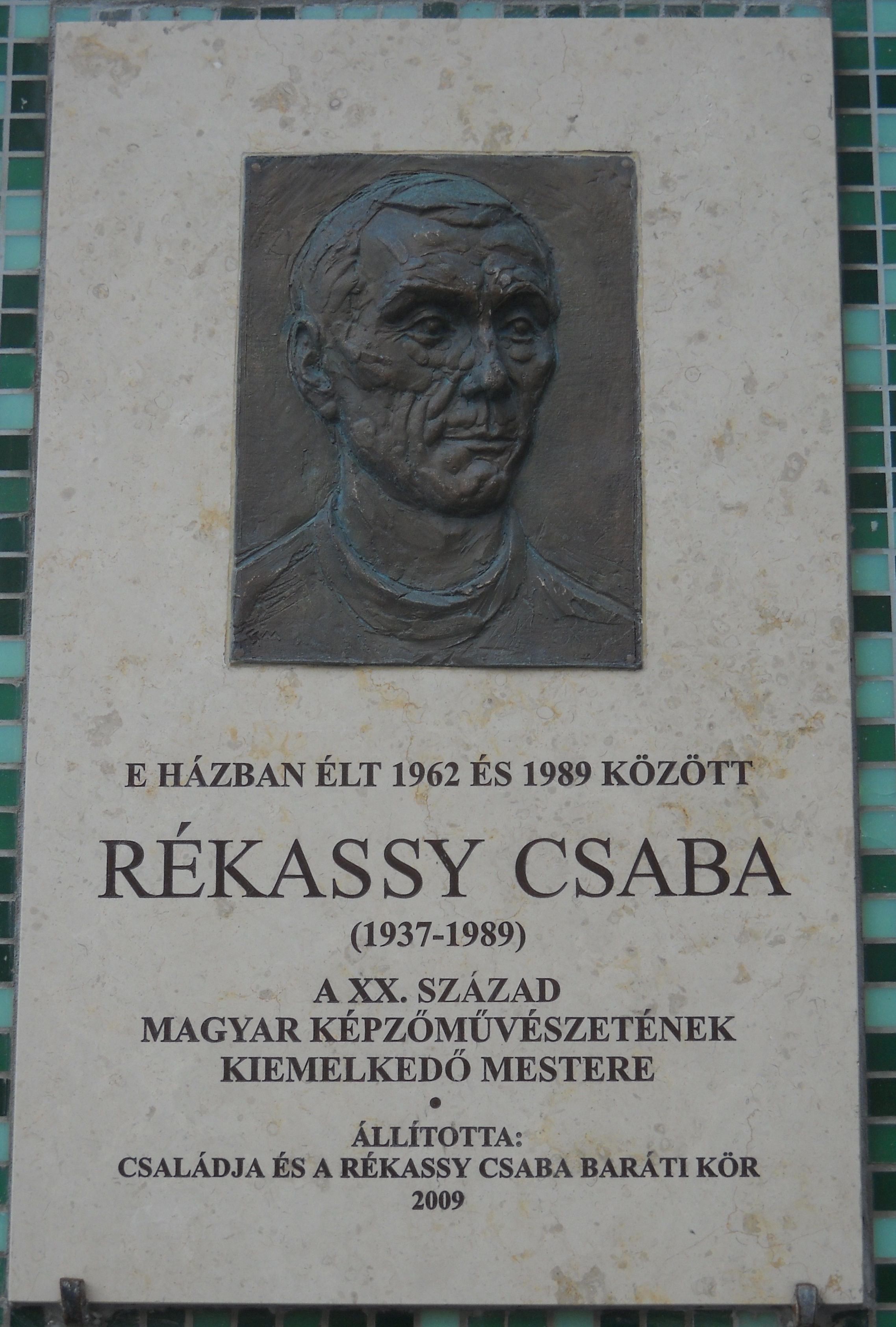
Rékassy Csaba, Margit körút 50–52.
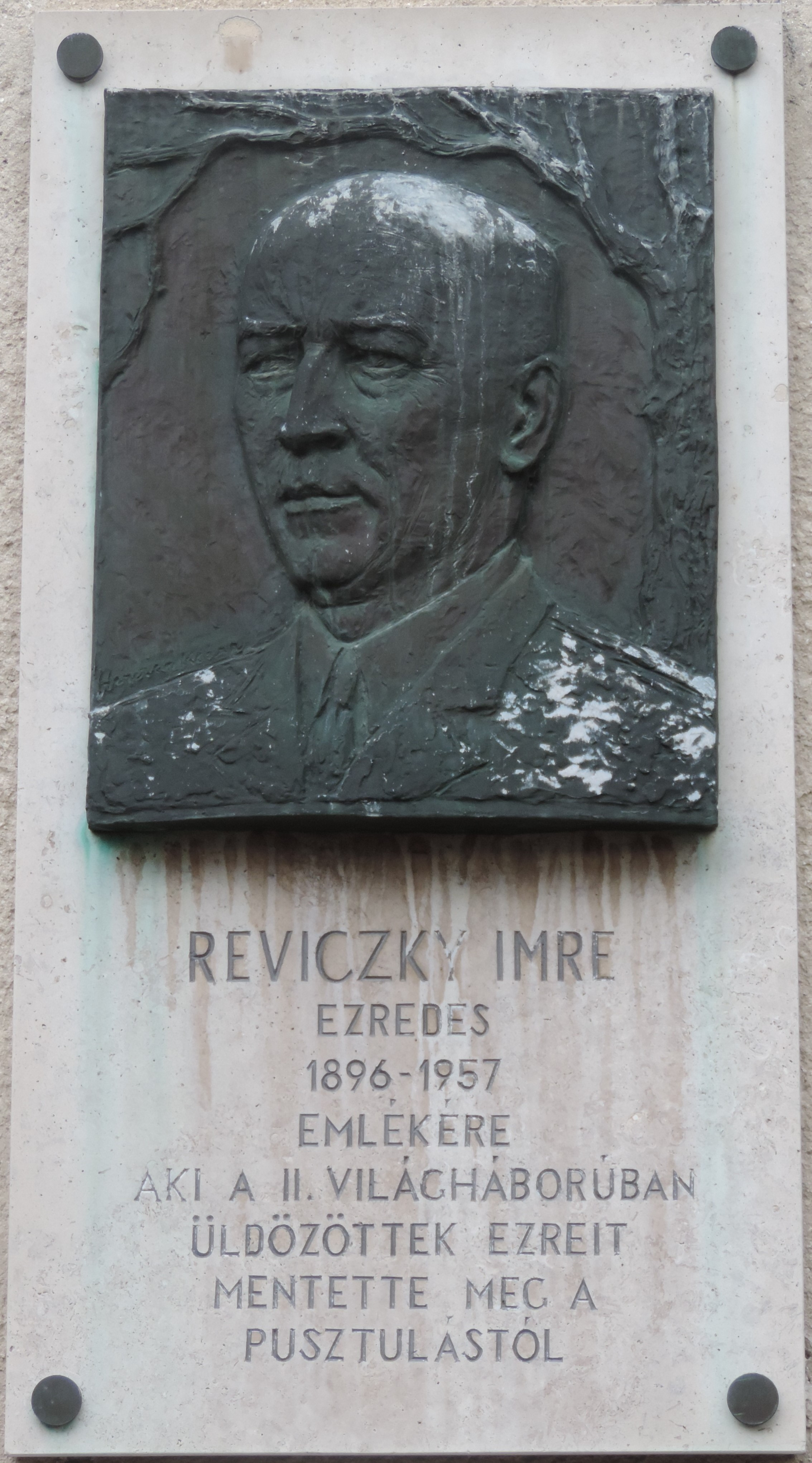
Reviczky Imre, Mandula utca 25. alkotó: Herczeg Klára
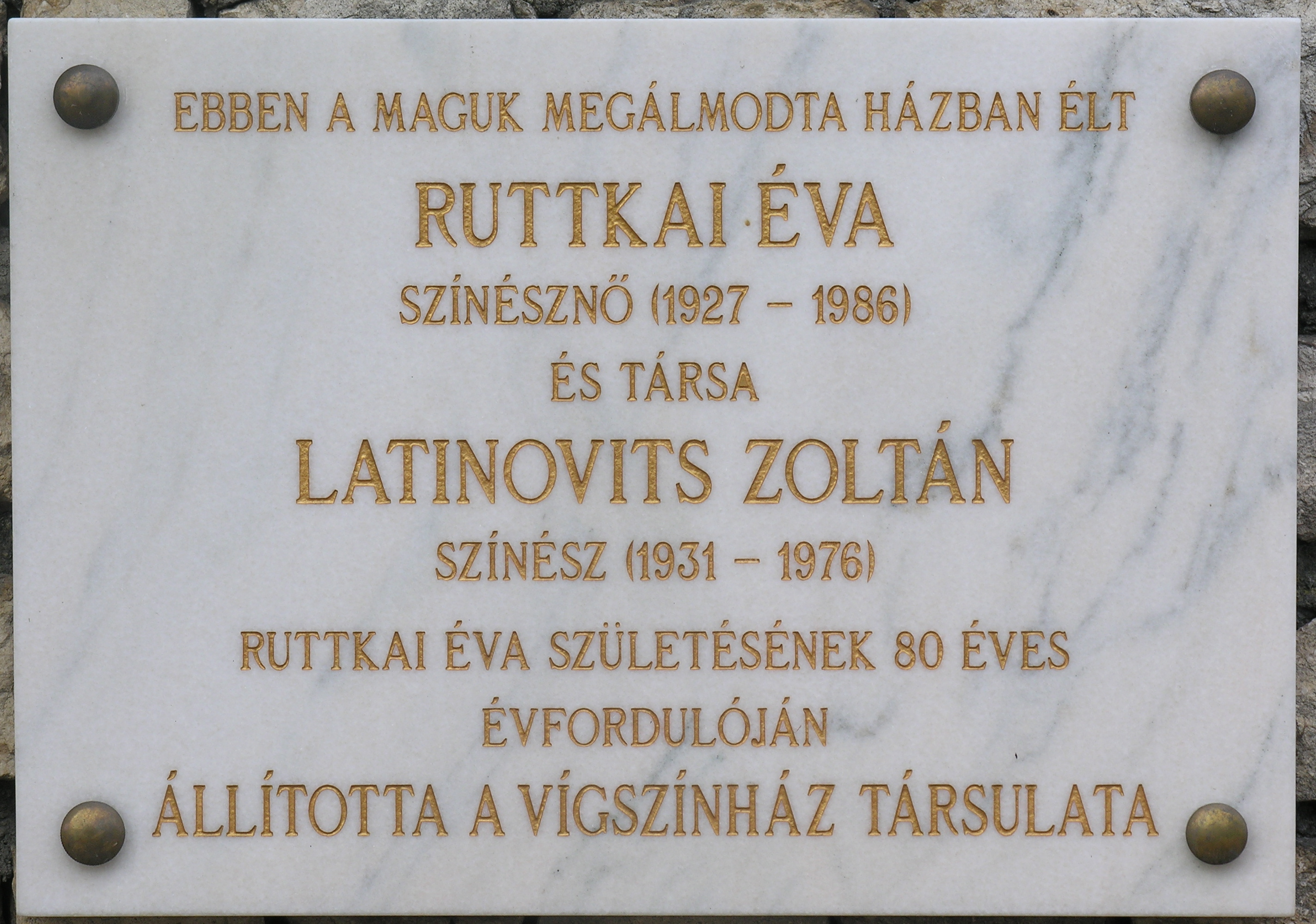
Ruttkai Éva és Latinovits Zoltán, Endrődi Sándor utca 67.
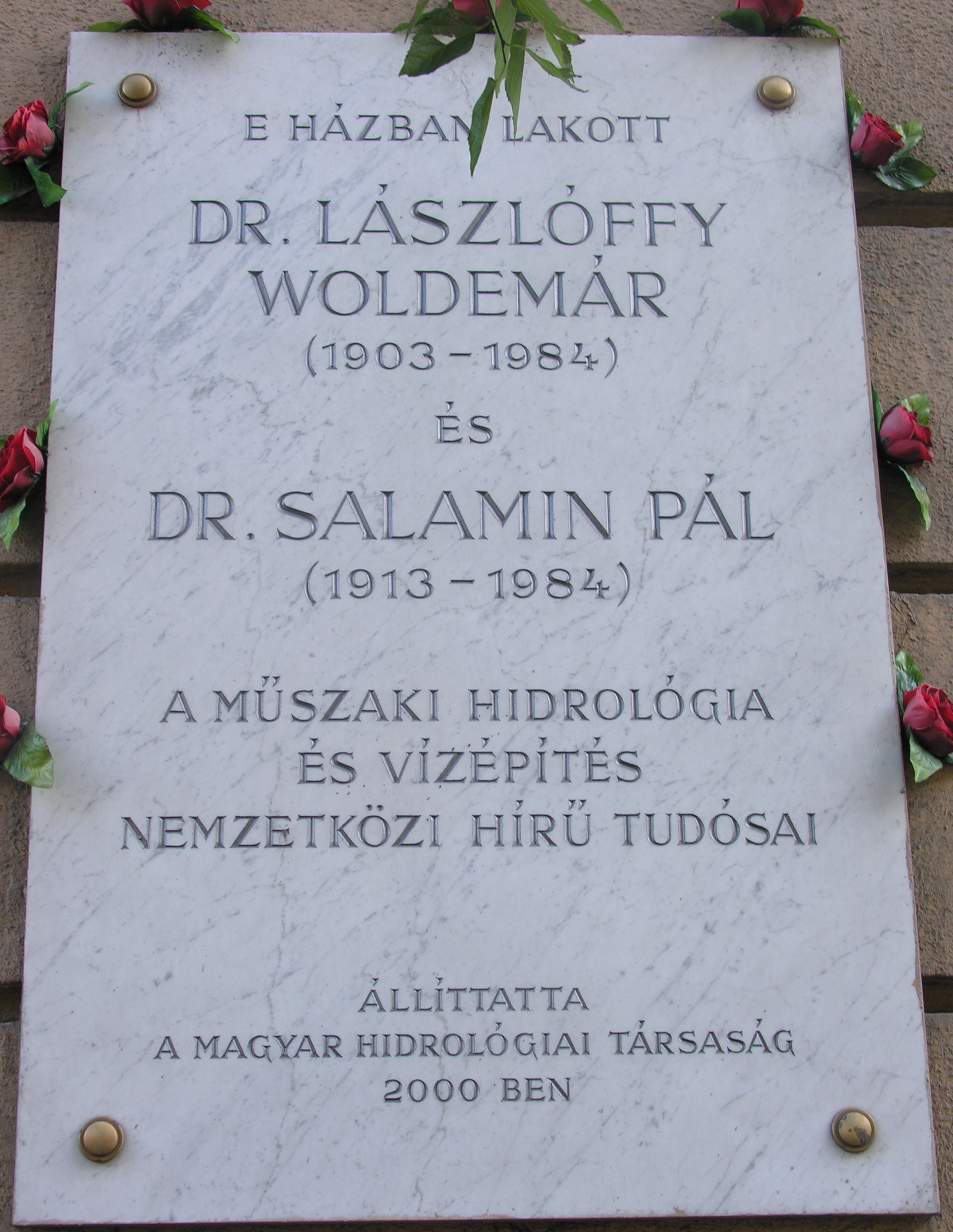
Salamin Pál, Szilágyi Erzsébet fasor 13–15.
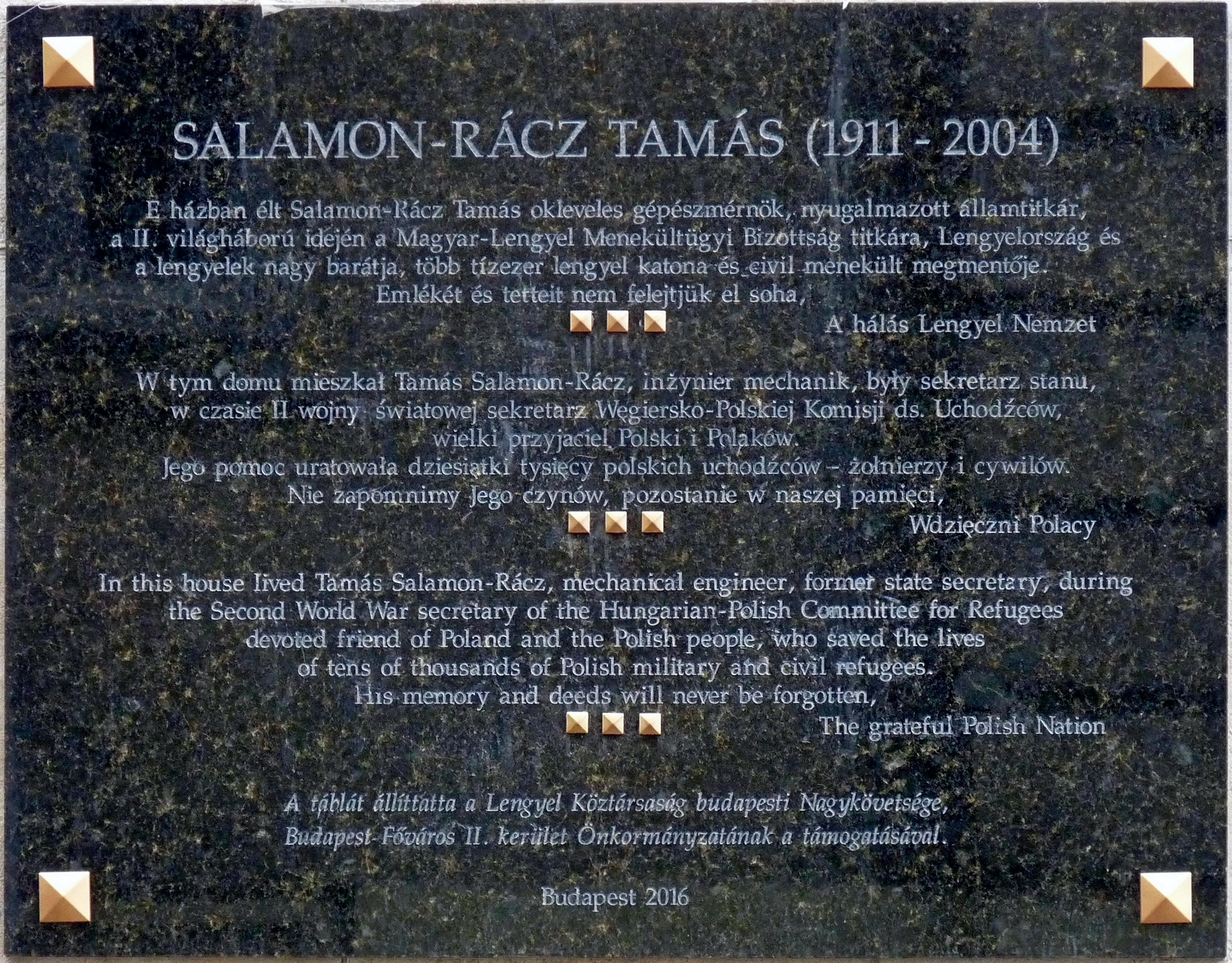
Salamon-Rácz Tamás Kavics utca 1.
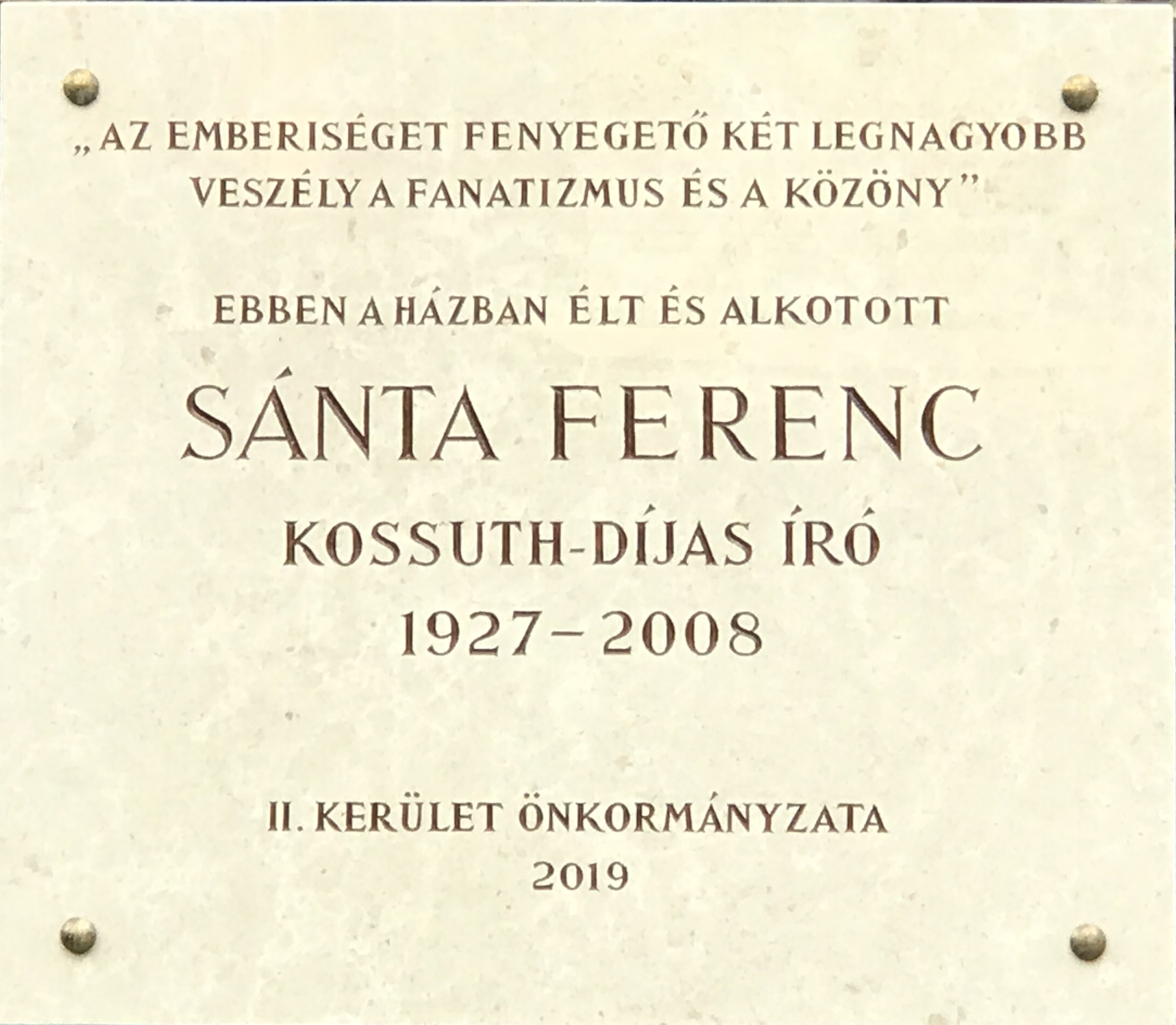
Sánta Ferenc, Hankóczy Jenő utca 30.
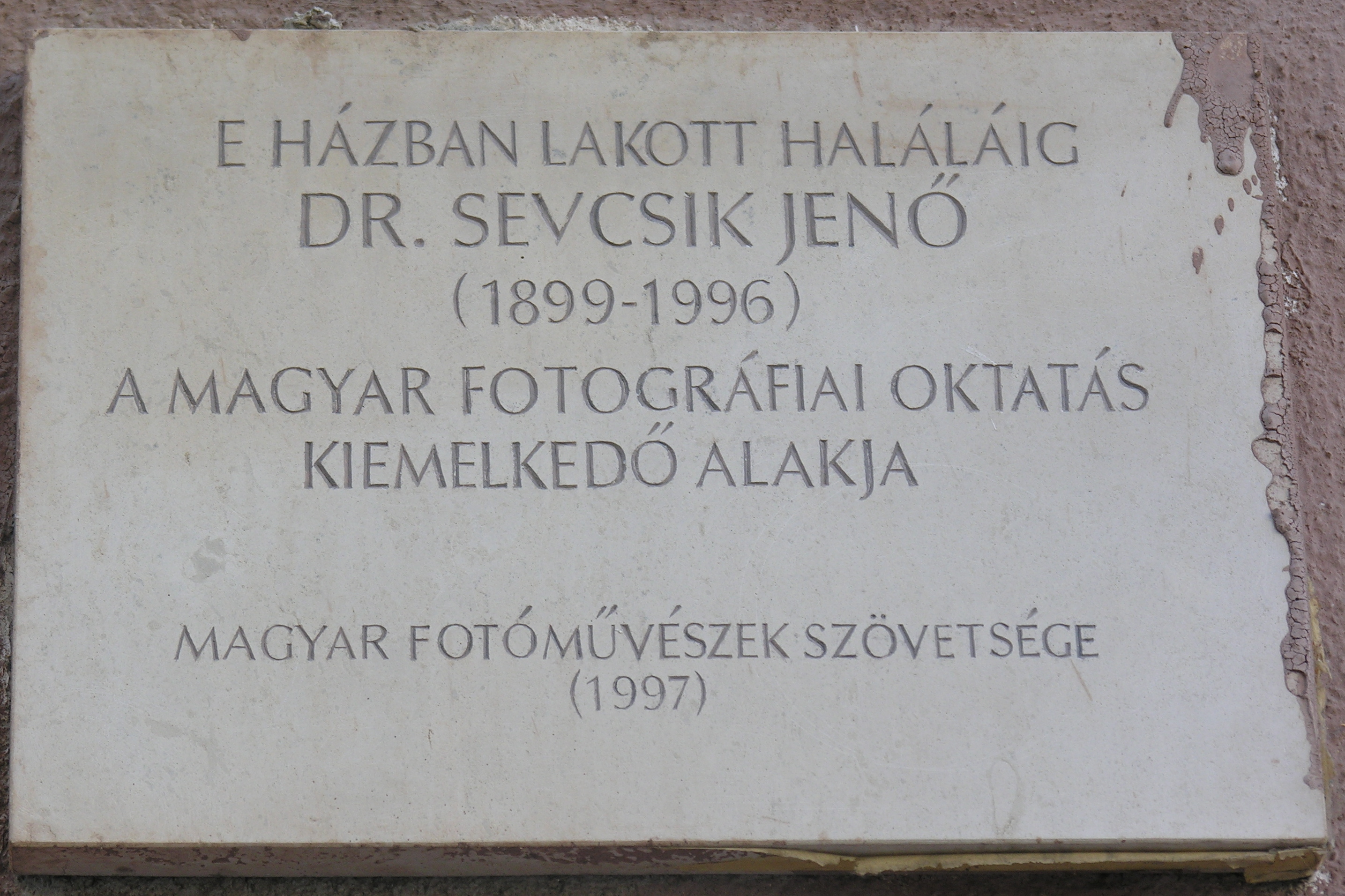
Sevcsik Jenő, Lövőház utca 26.
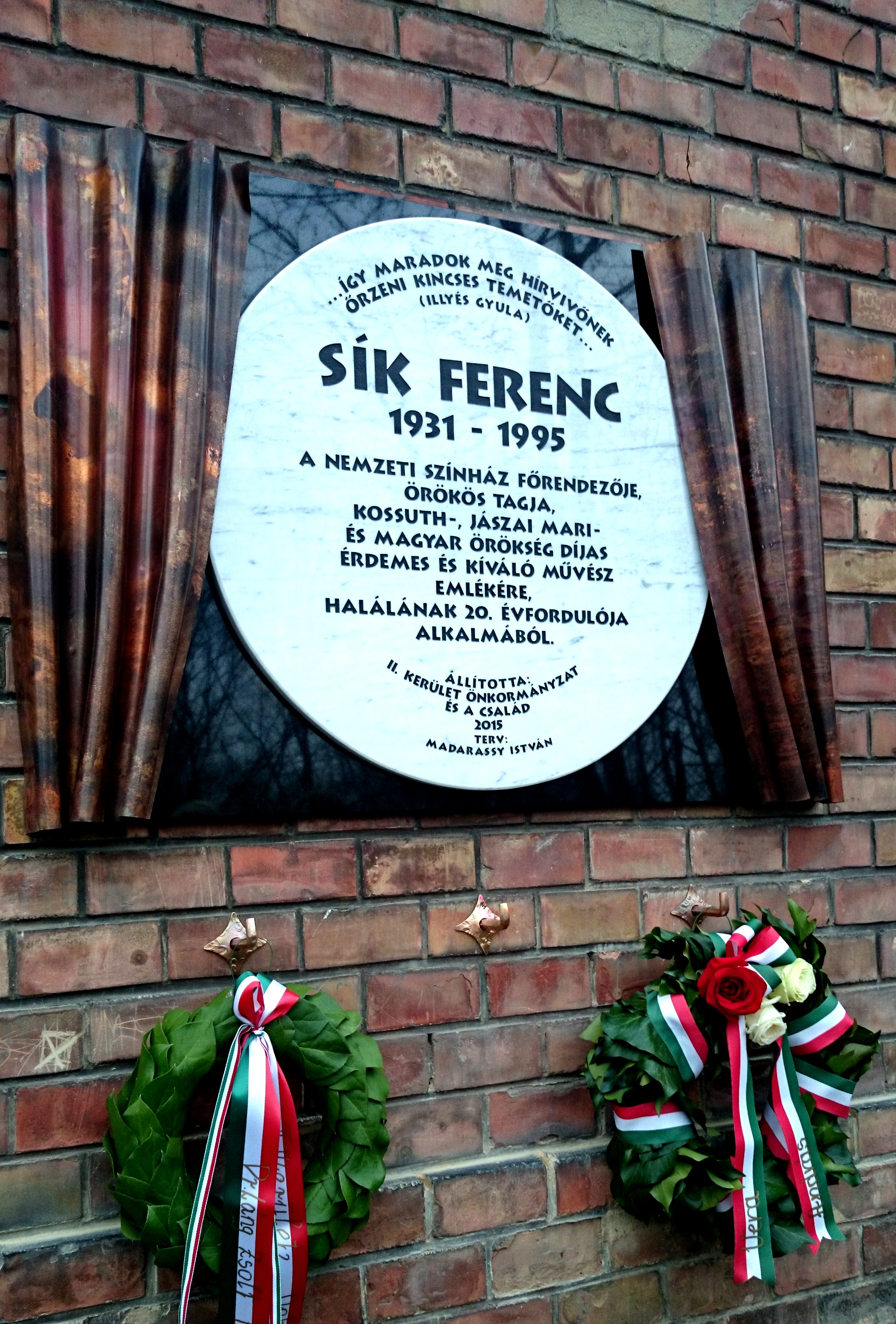
Sík Ferenc, Kavics utca 7.
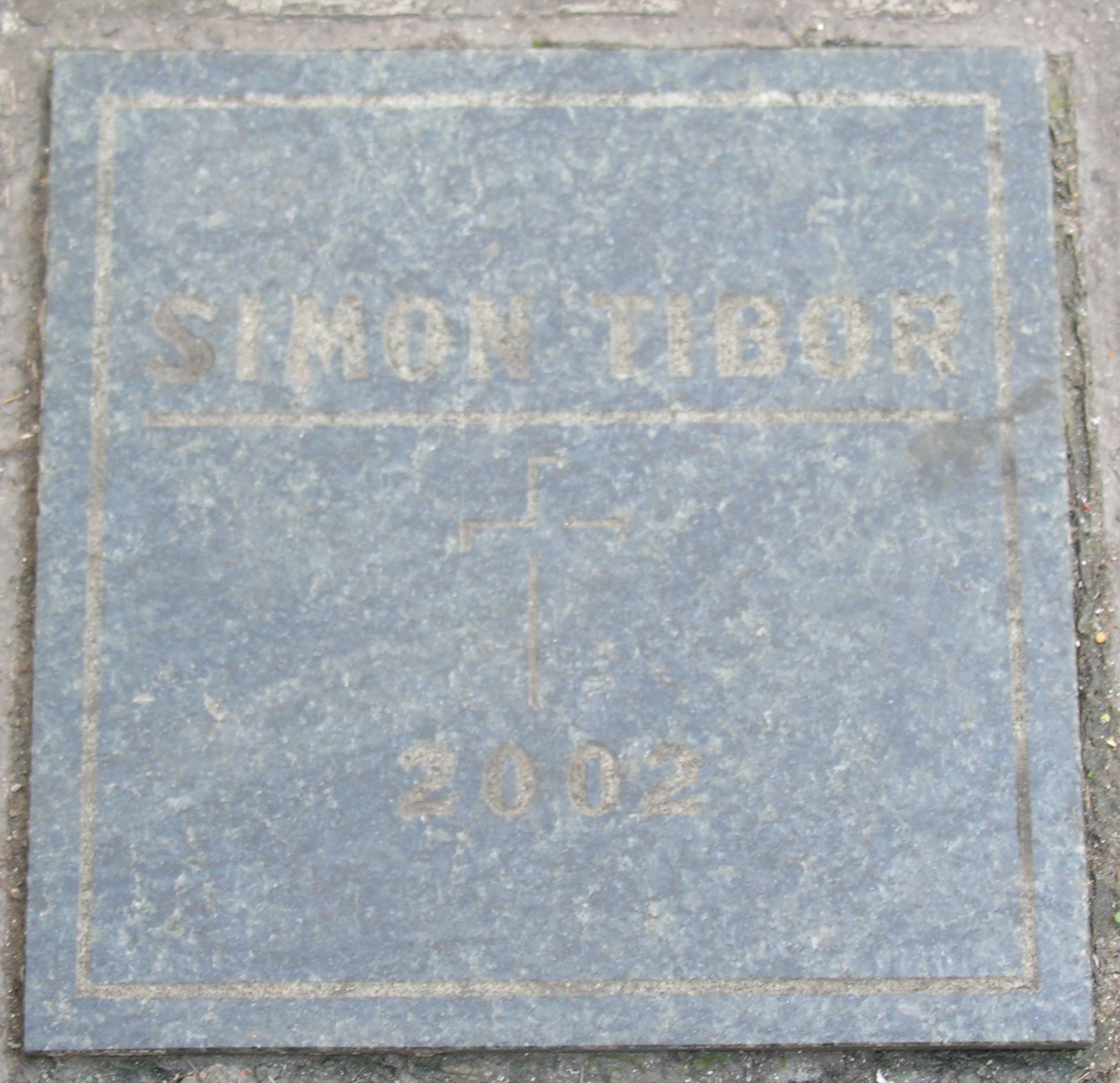
Simon Tibor, Lövőház utca 2.
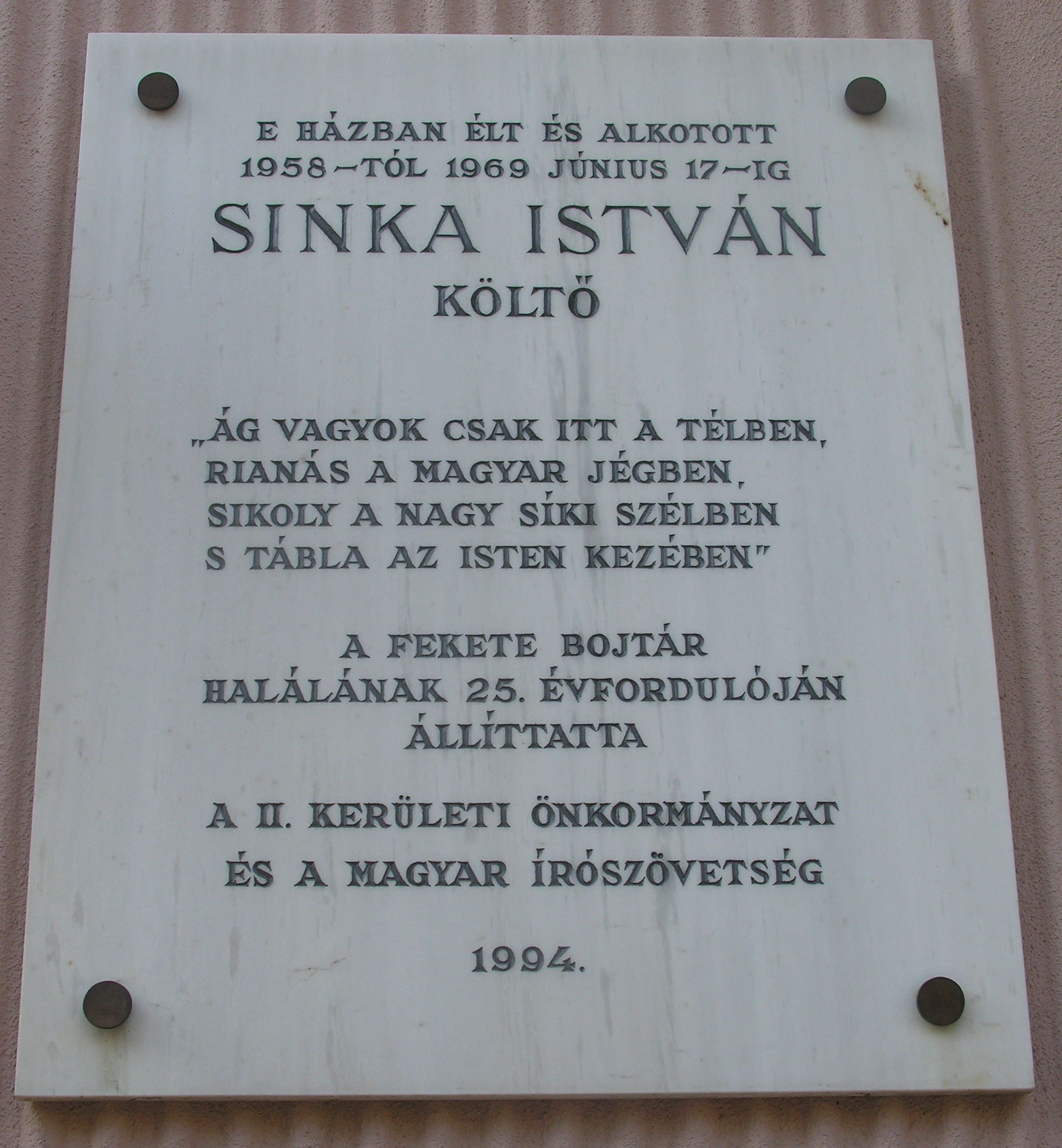
Sinka István, Keleti Károly utca 50.
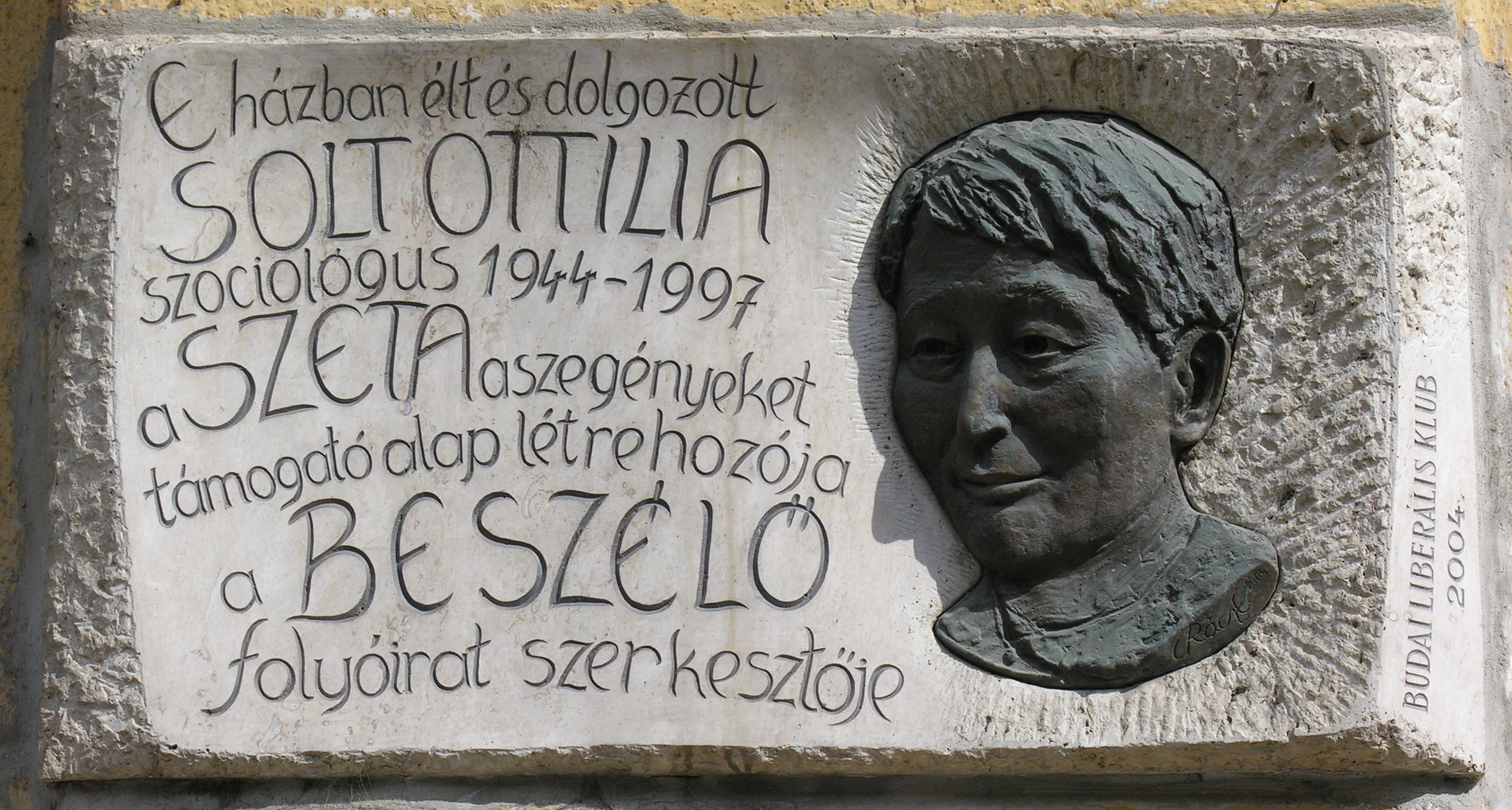
Solt Ottilia, Komjádi Béla utca 3. alkotó: Rácz Edit
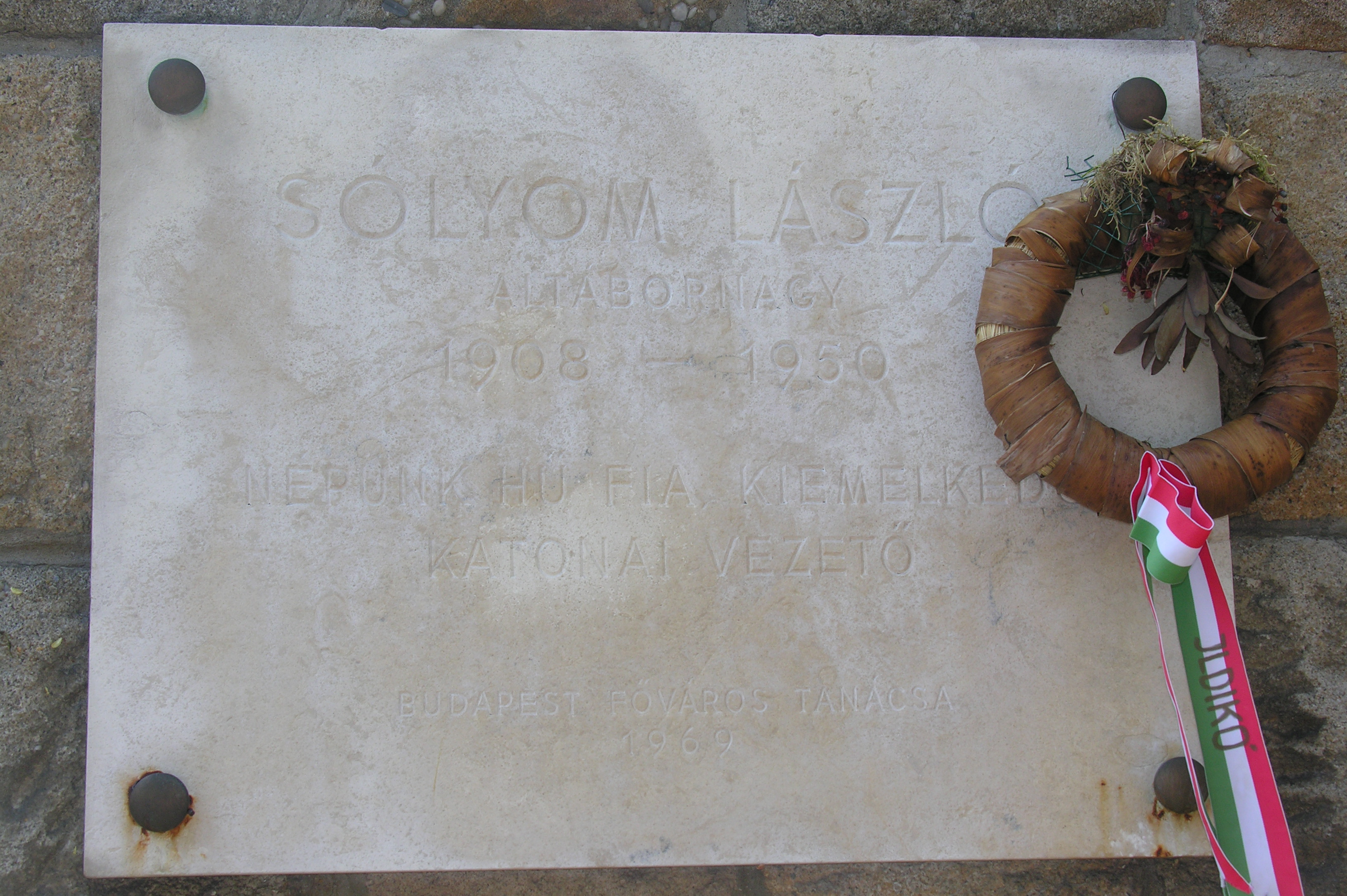
Sólyom László, Eszter utca 2.
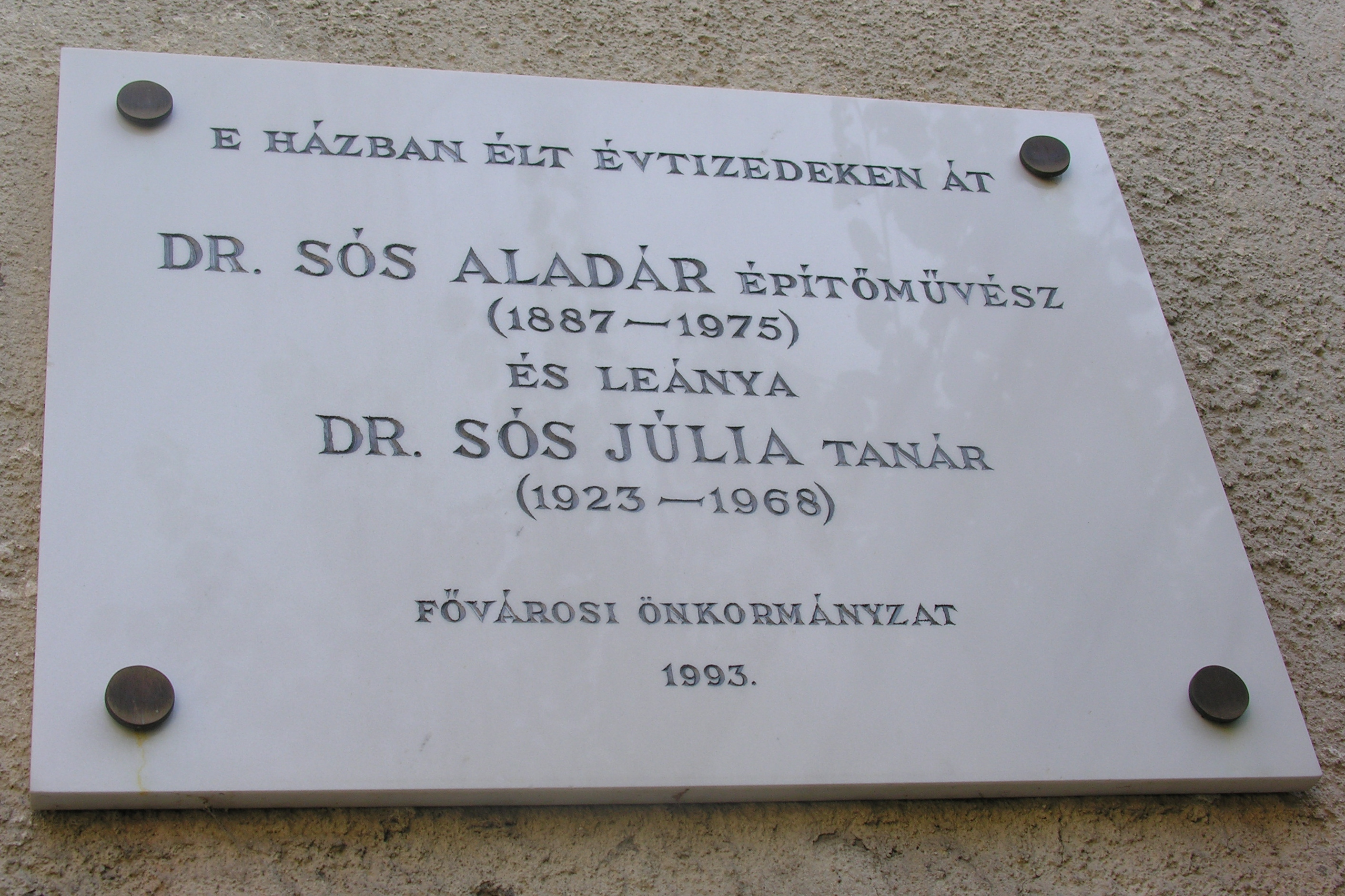
Sós Aladár és Sós Júlia, Keleti Károly utca 31/a
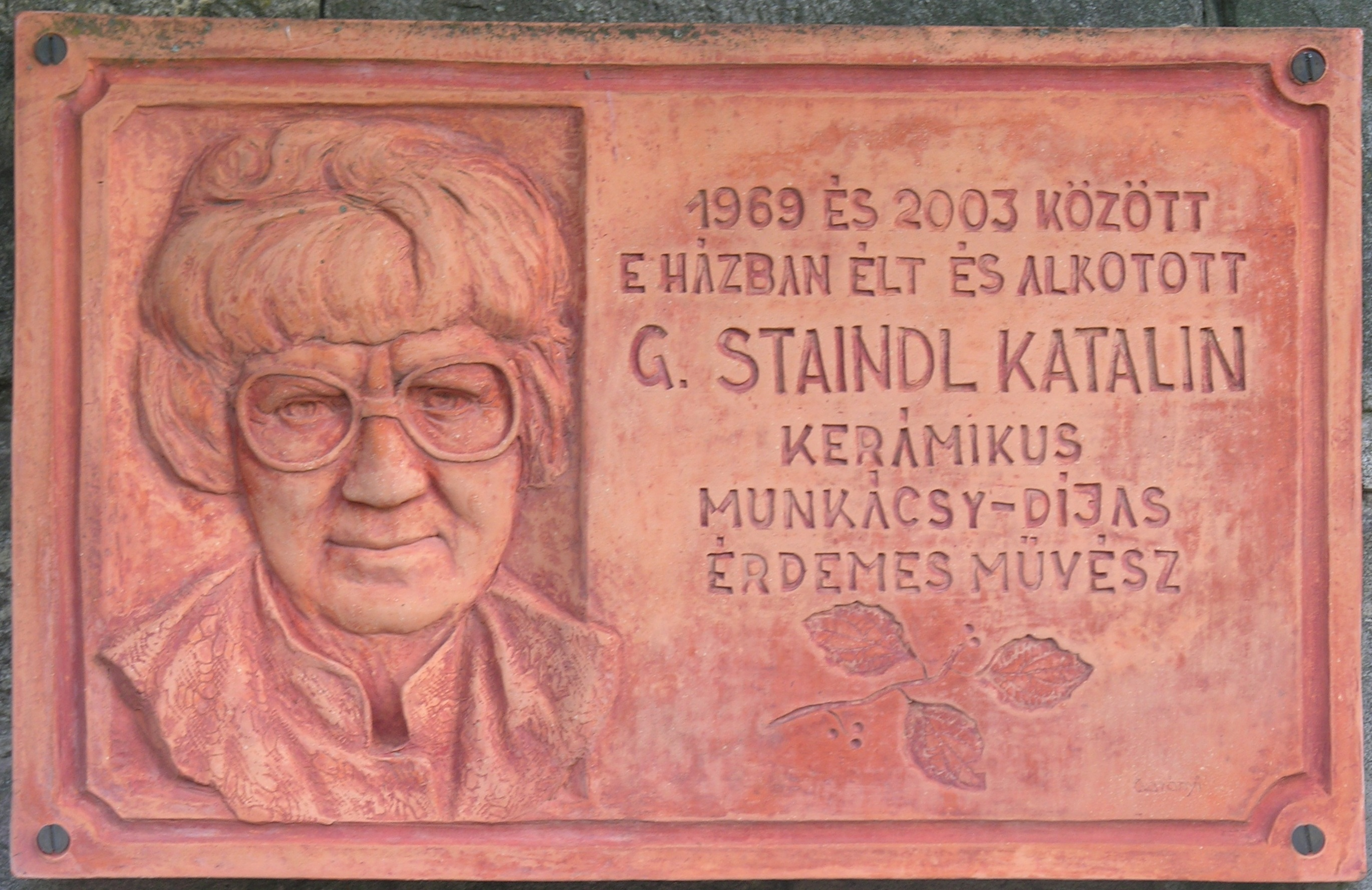
G. Staindl Katalin, Széher út 85.
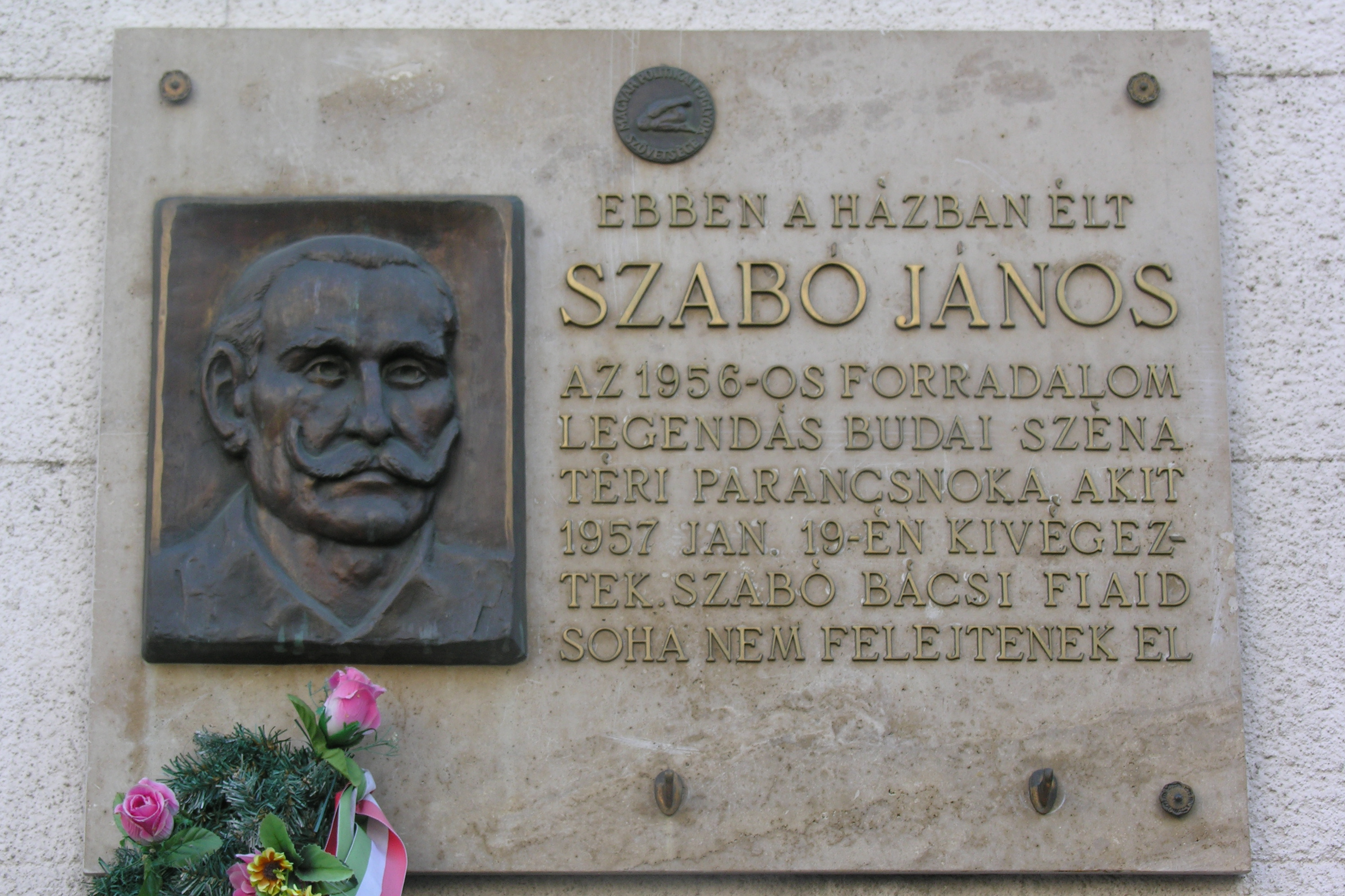
Szabó János, Lövőház utca 15. alkotó: Gömbös László
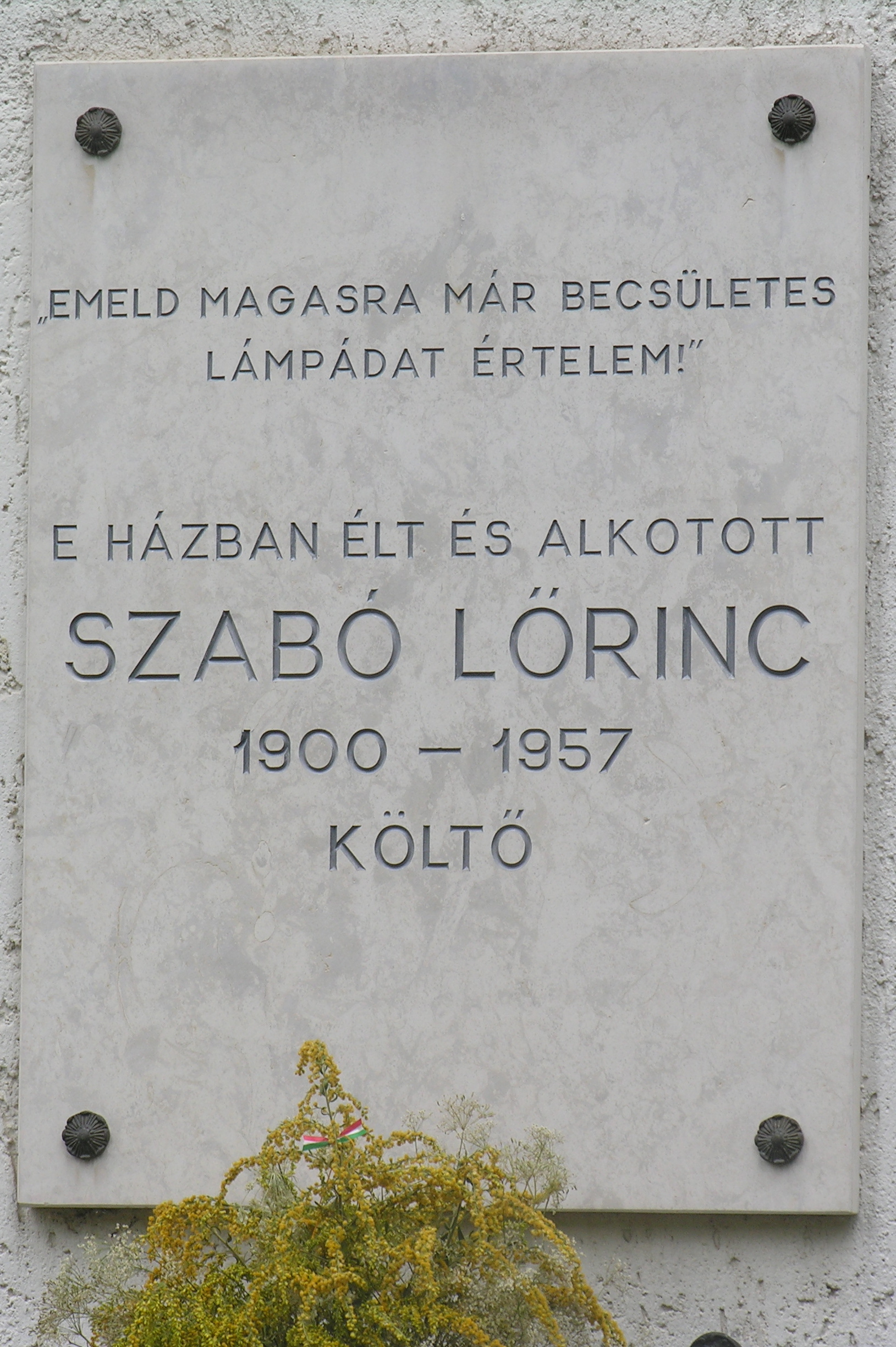
Szabó Lőrinc, Volkmann utca 8.
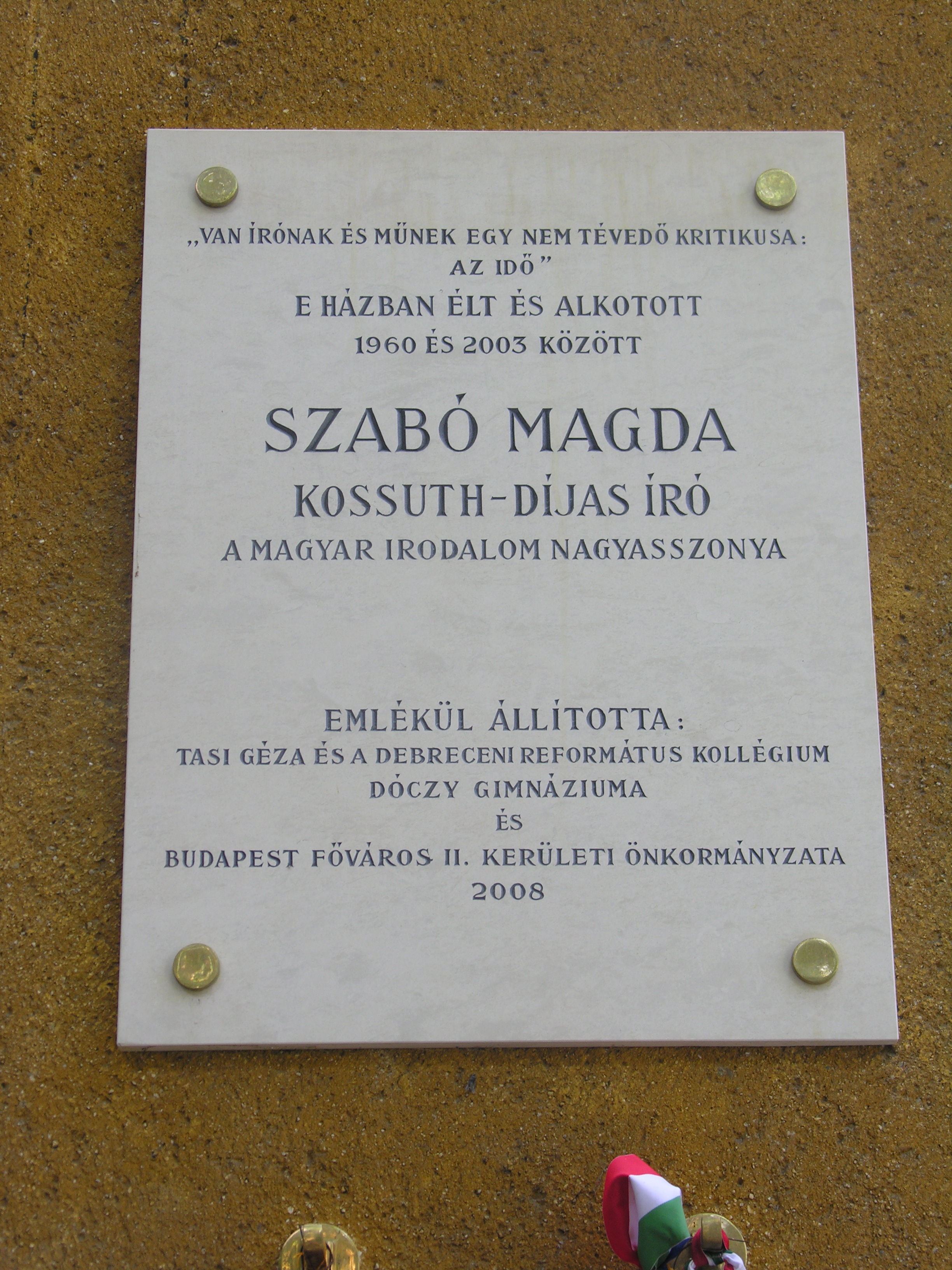
Szabó Magda, Júlia utca 3.
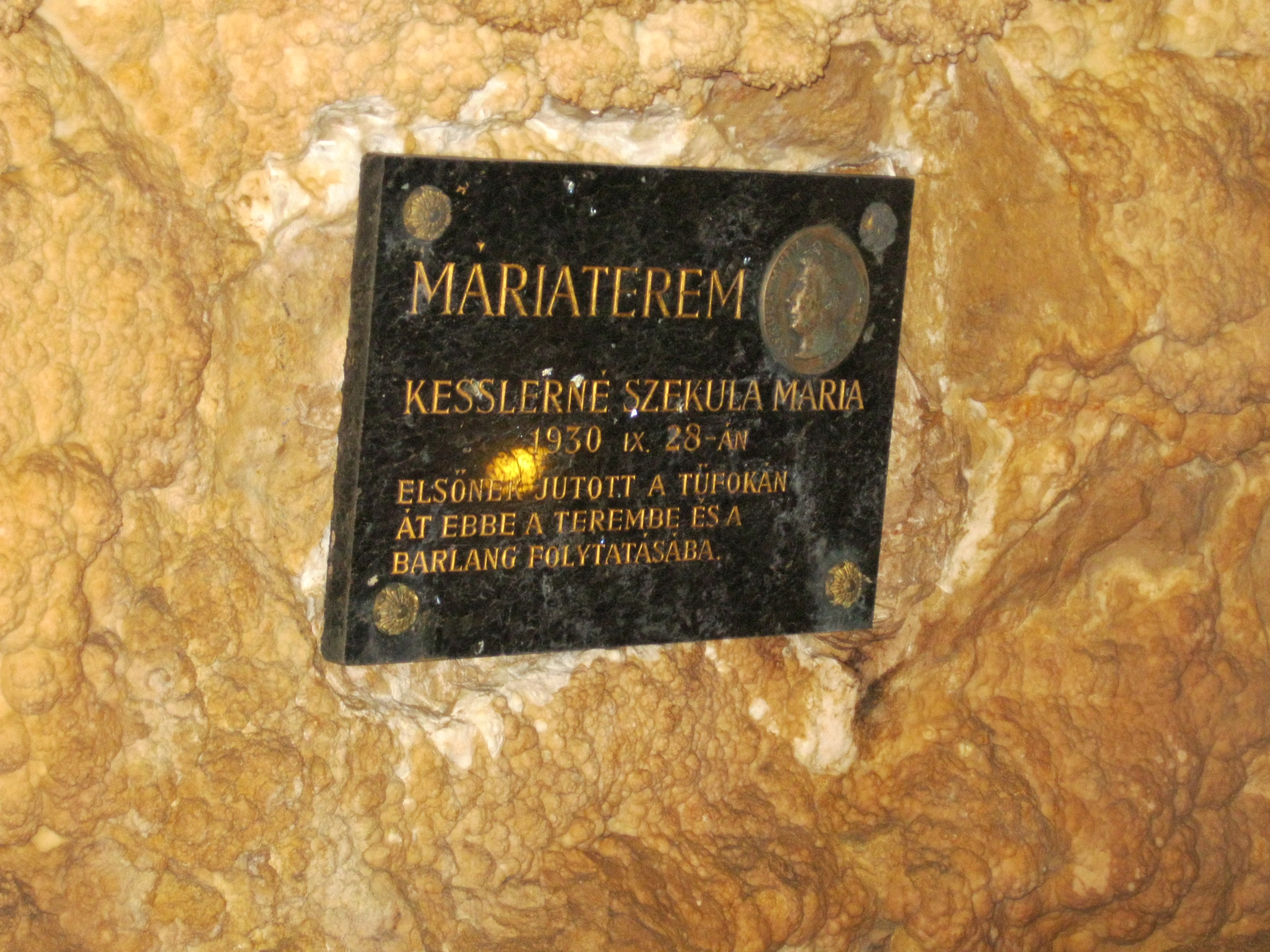
Szekula Mária, Pusztaszeri út 35.
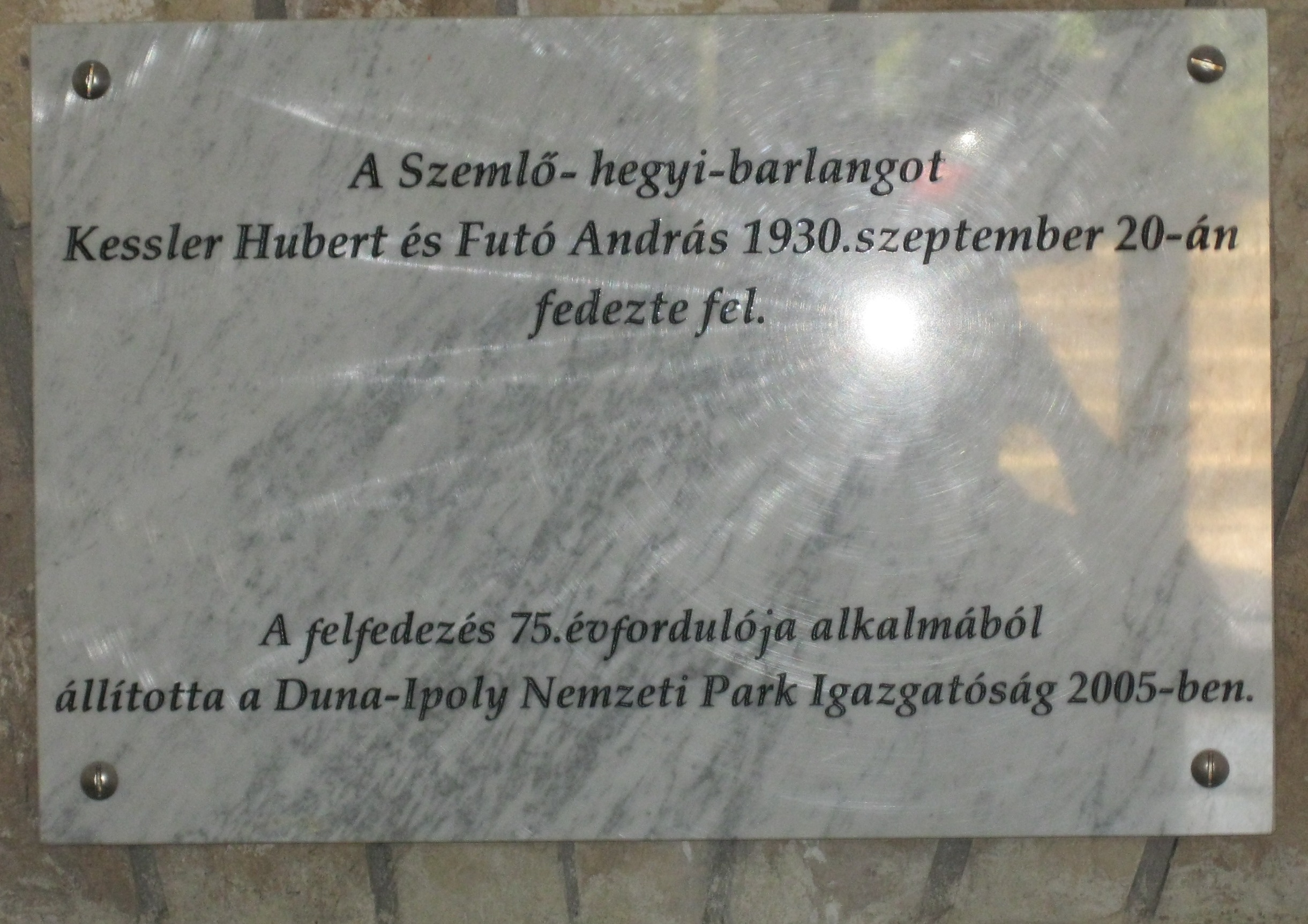
Szemlő-hegyi-barlang, Pusztaszeri út 35.
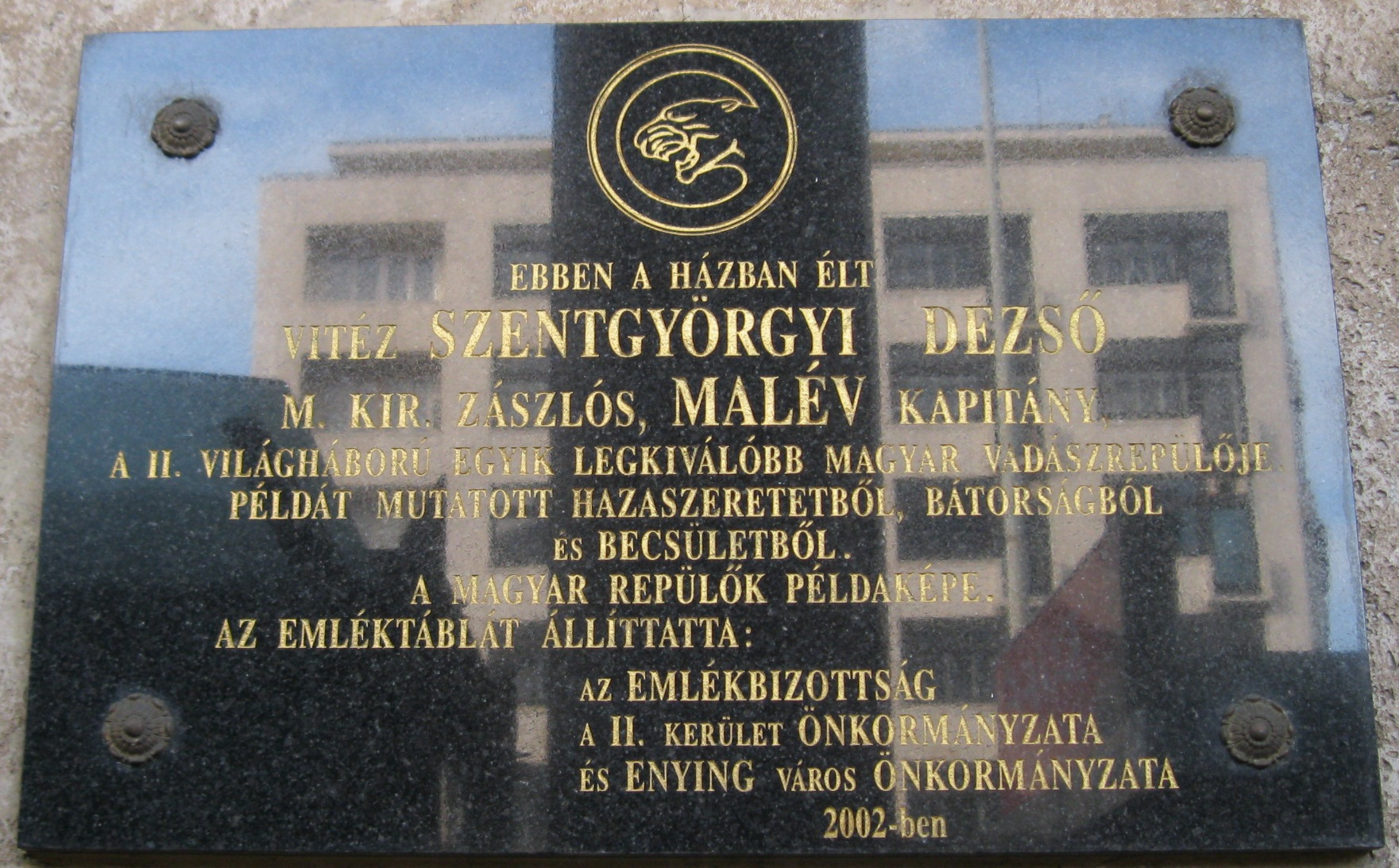
Szentgyörgyi Dezső, Keleti Károly utca 2.
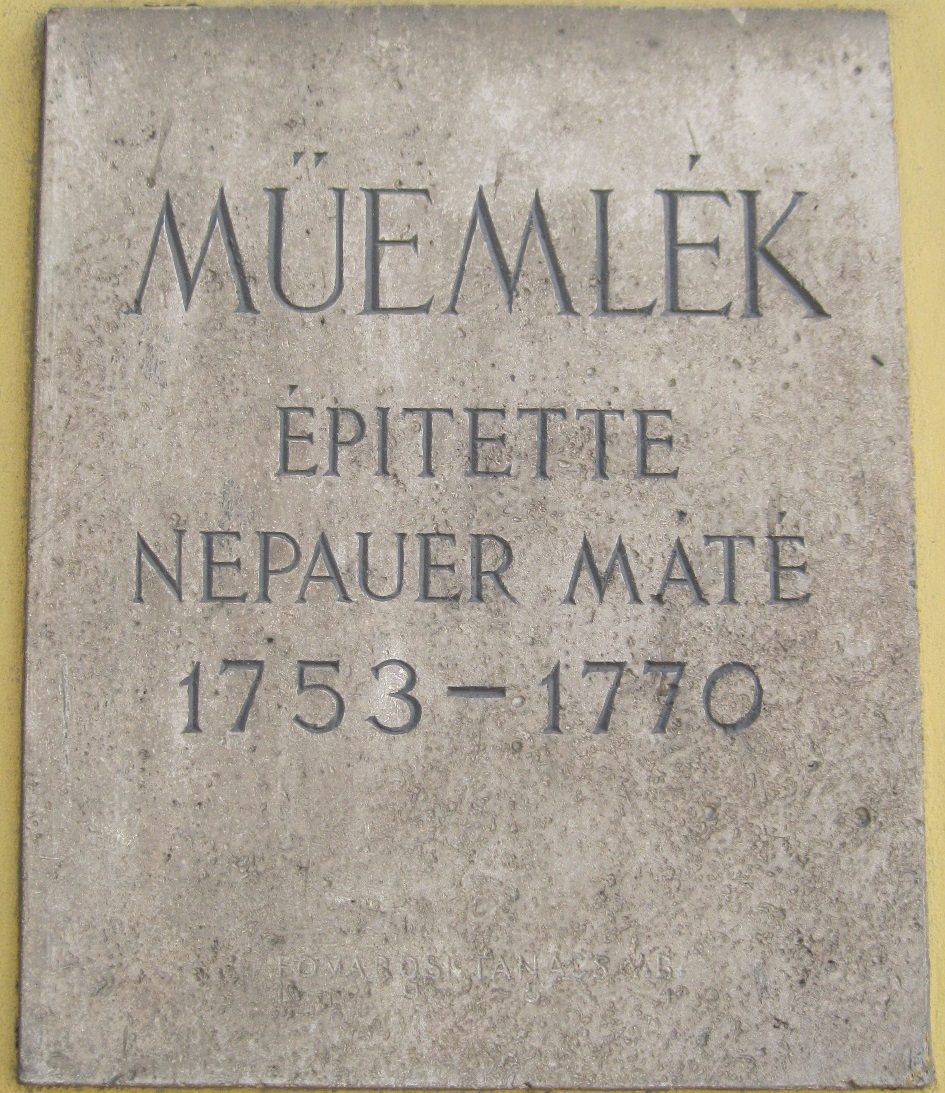
Szent István első vértanú templom, Margit körút 23.
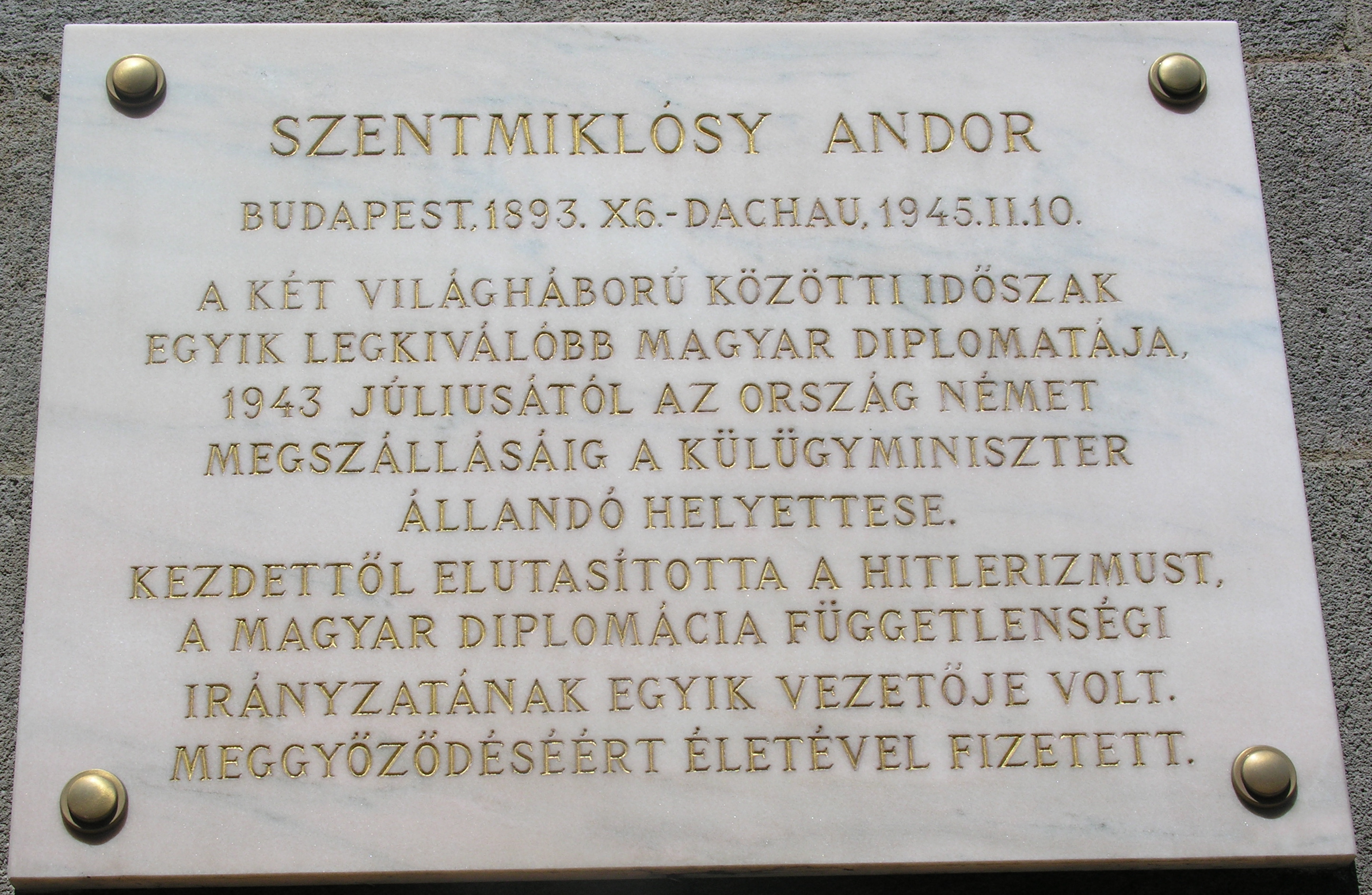
Szentmiklósy Andor, Ganz utca 1.
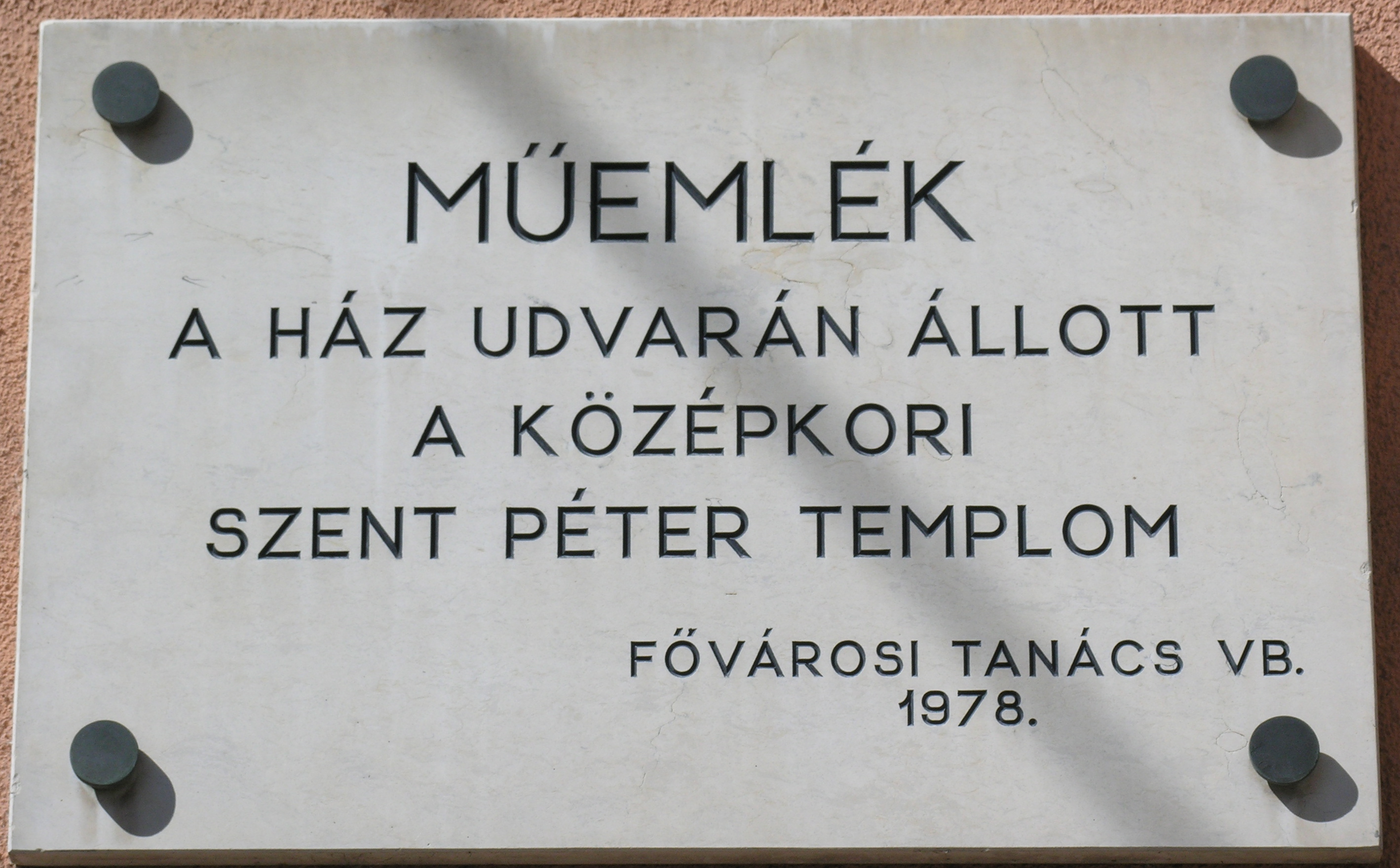
Szent Péter-templom, Csalogány utca 7.
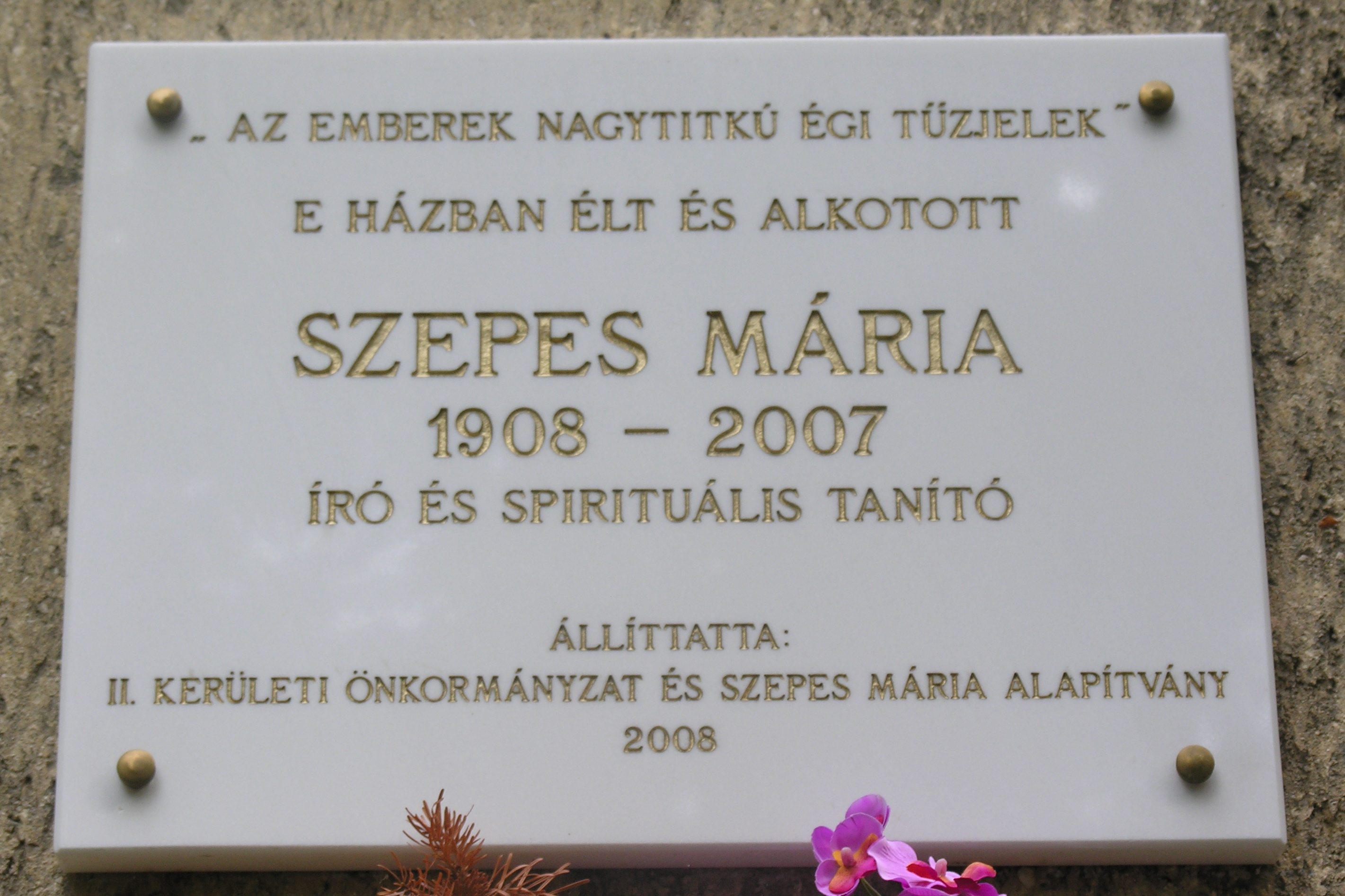
Szepes Mária, Júlia utca 13.
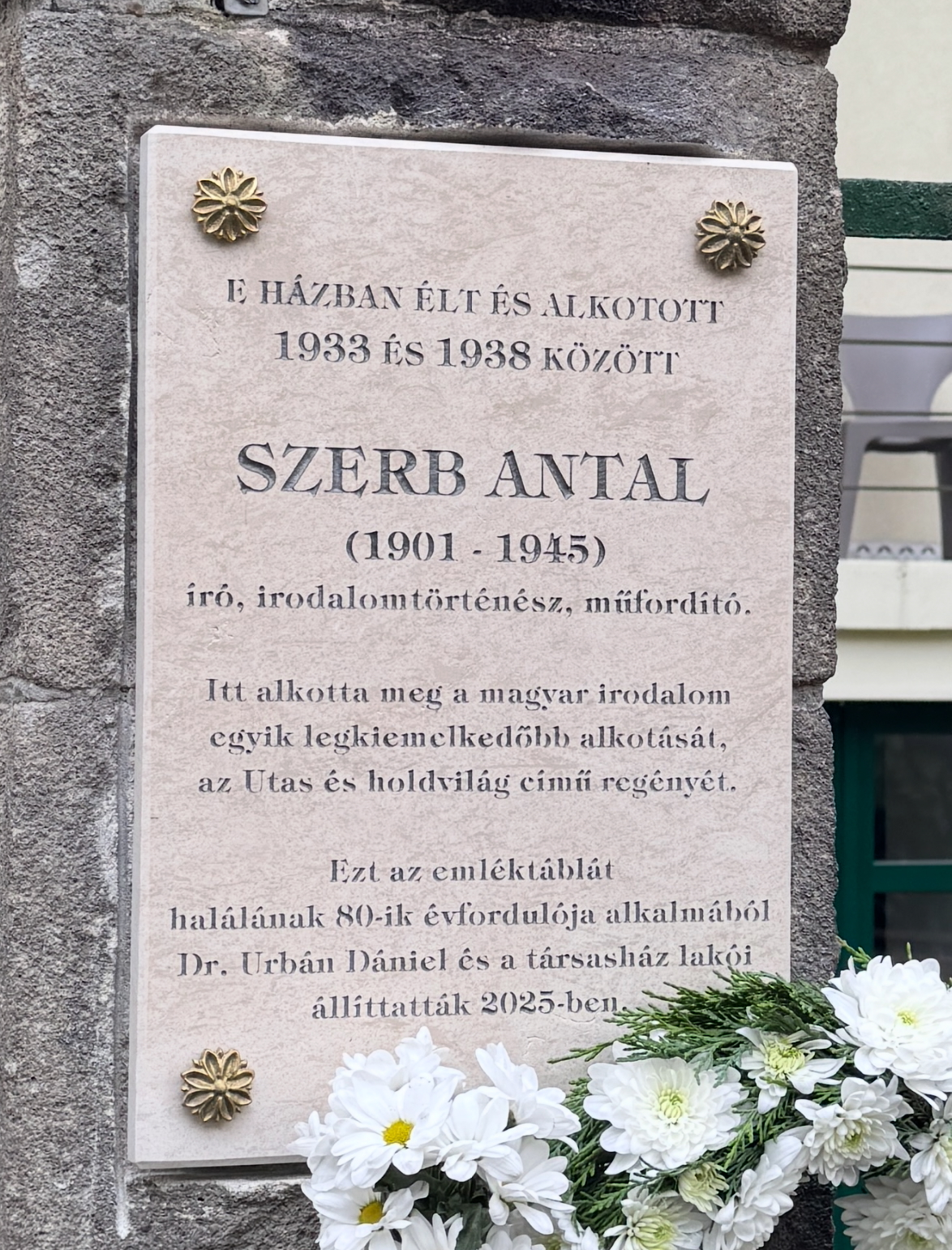
Szerb Antal, Torockó utca 6/B
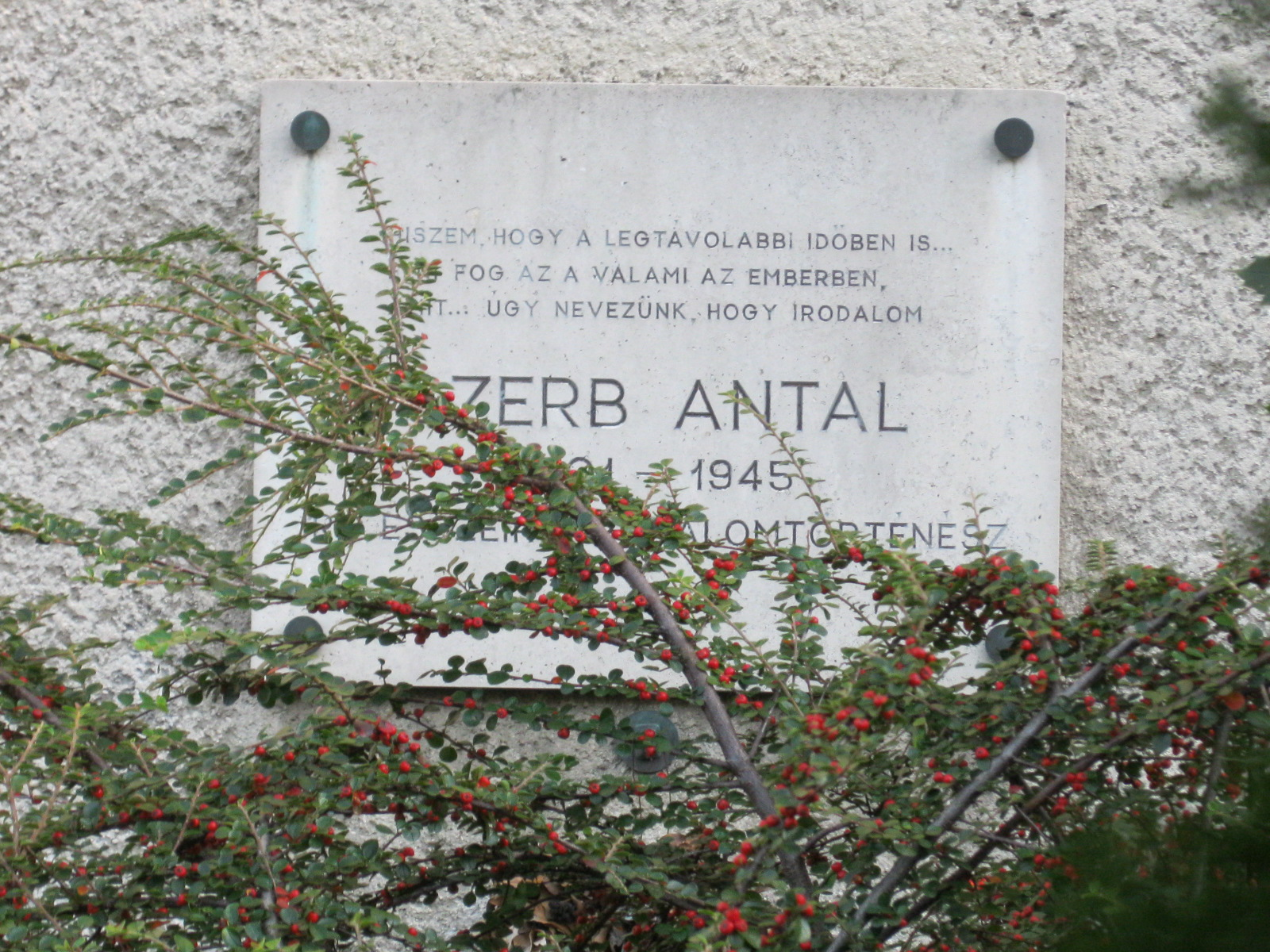
Szerb Antal, Szerb Antal utca 10.
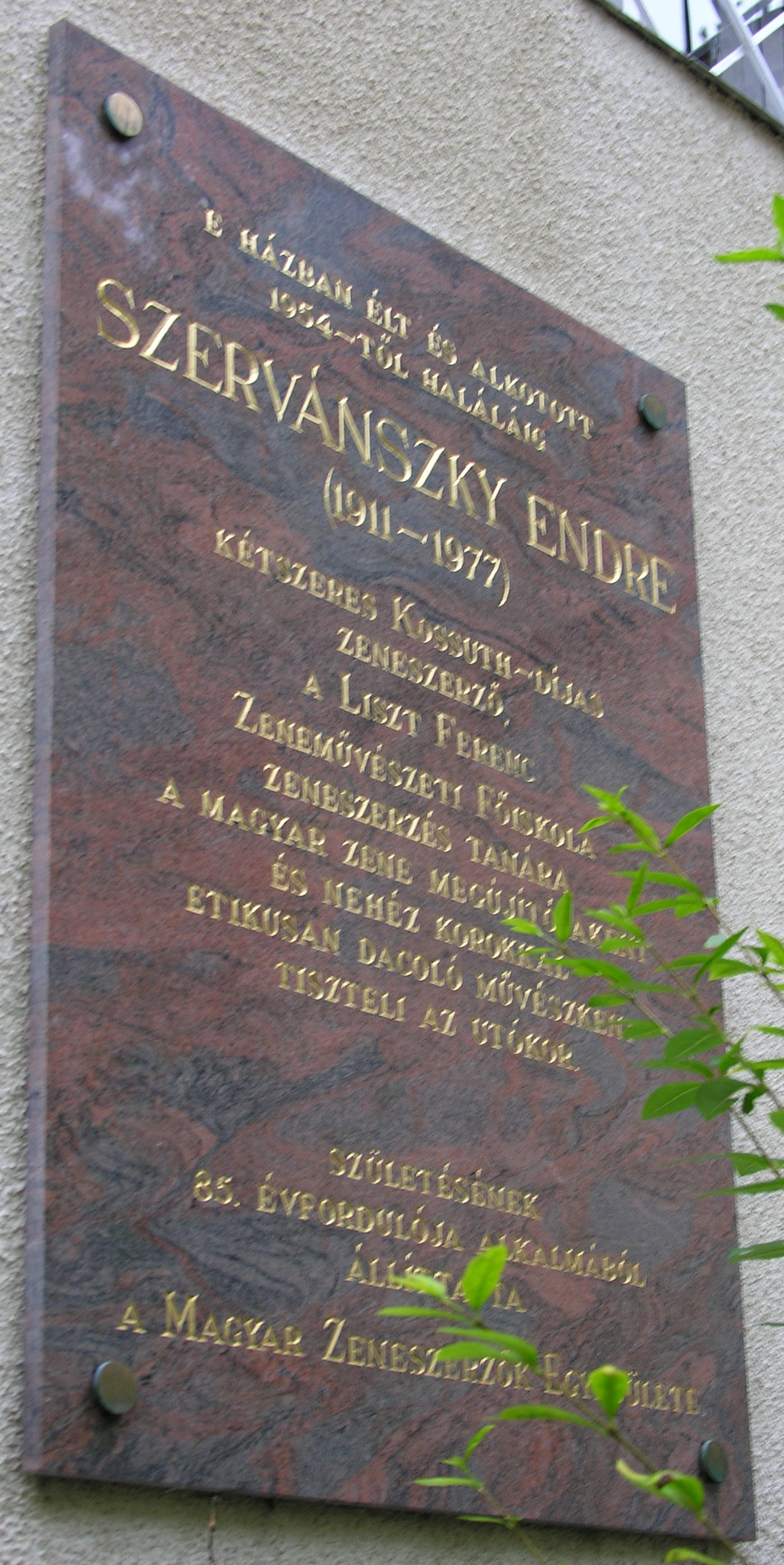
Szervánszky Endre, Nyúl utca 18.
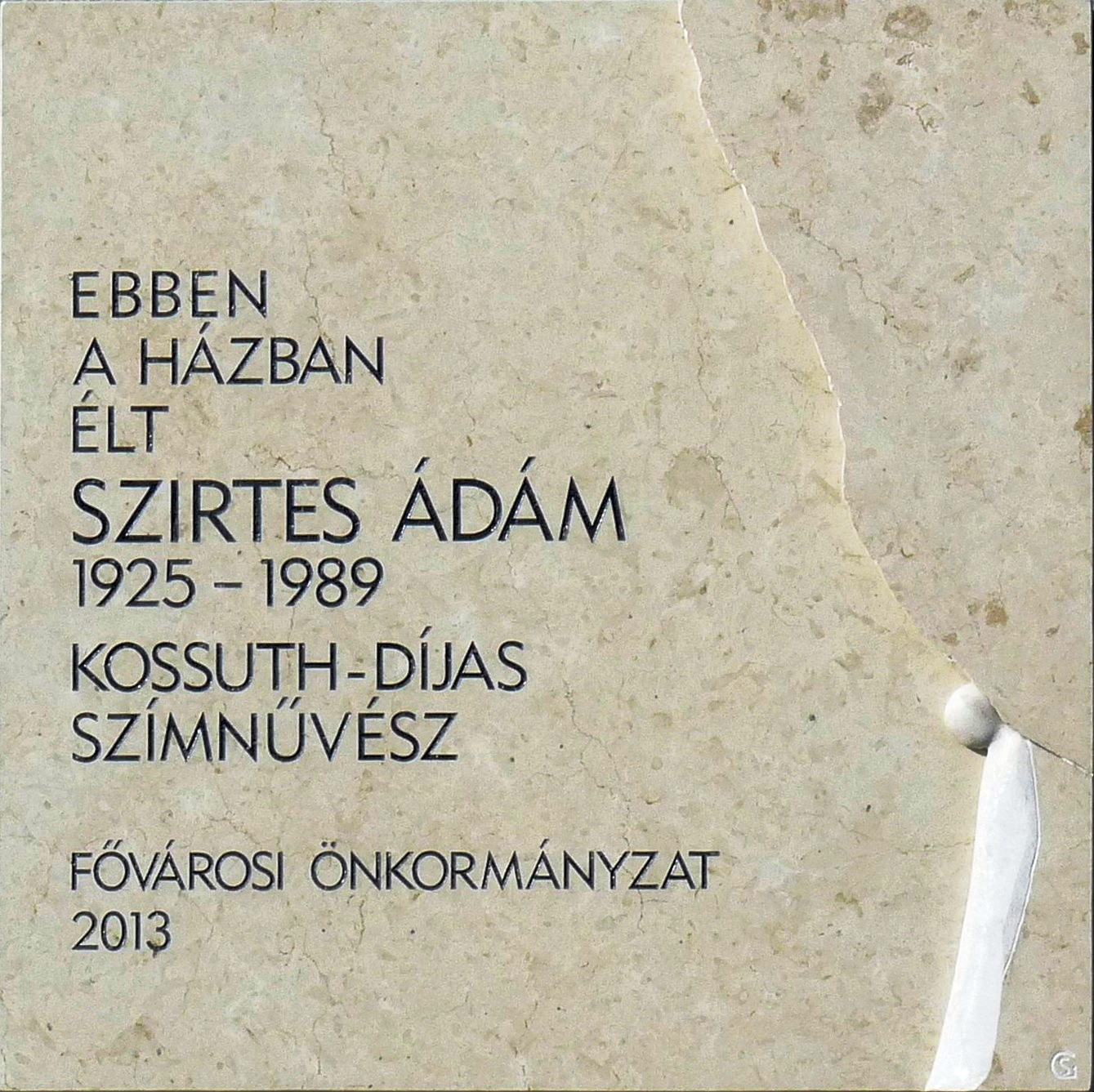
Szirtes Ádám, Árpád fejedelem útja 20.
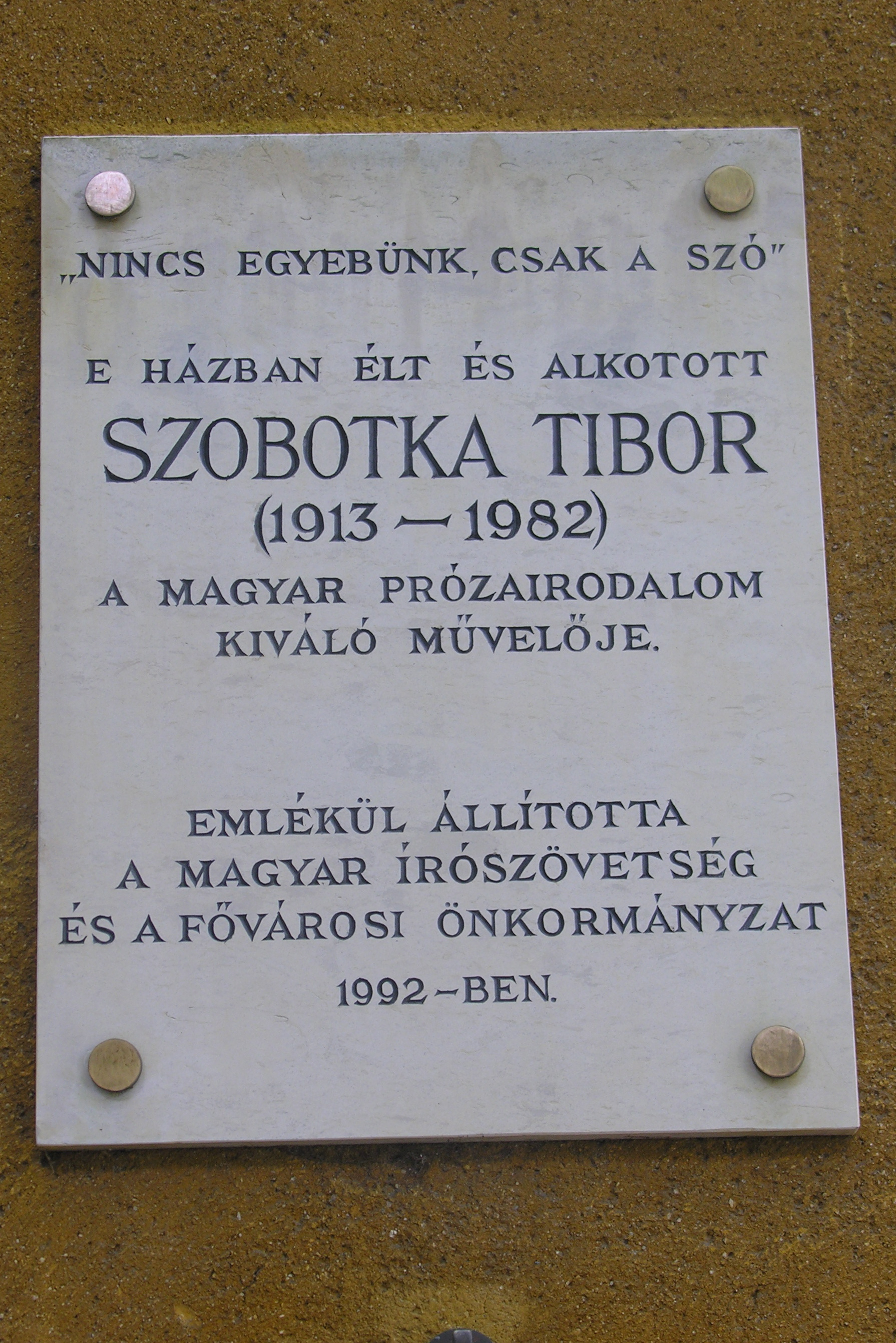
Szobotka Tibor, Júlia utca 3.
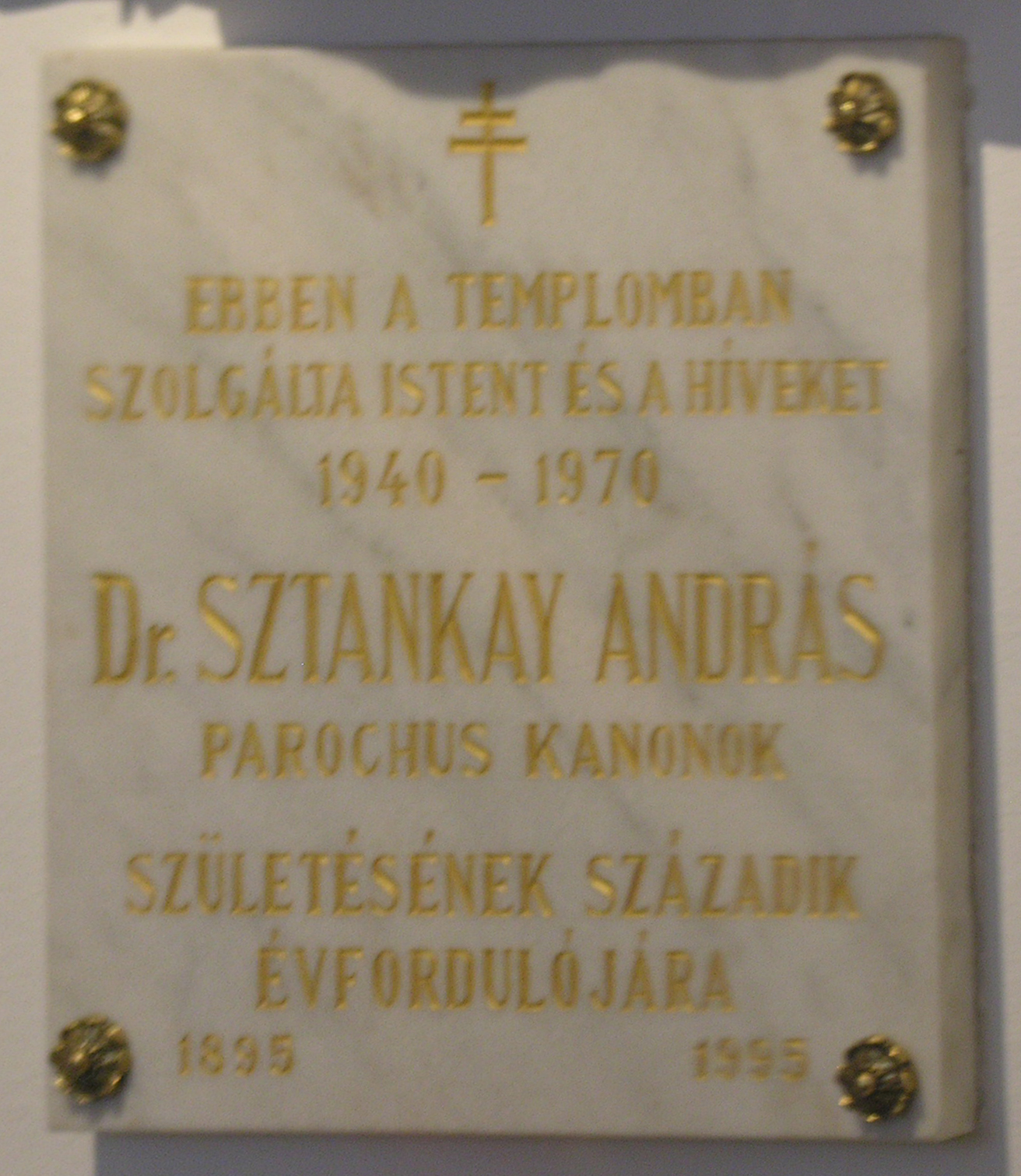
Sztankay András, Fő utca 88.
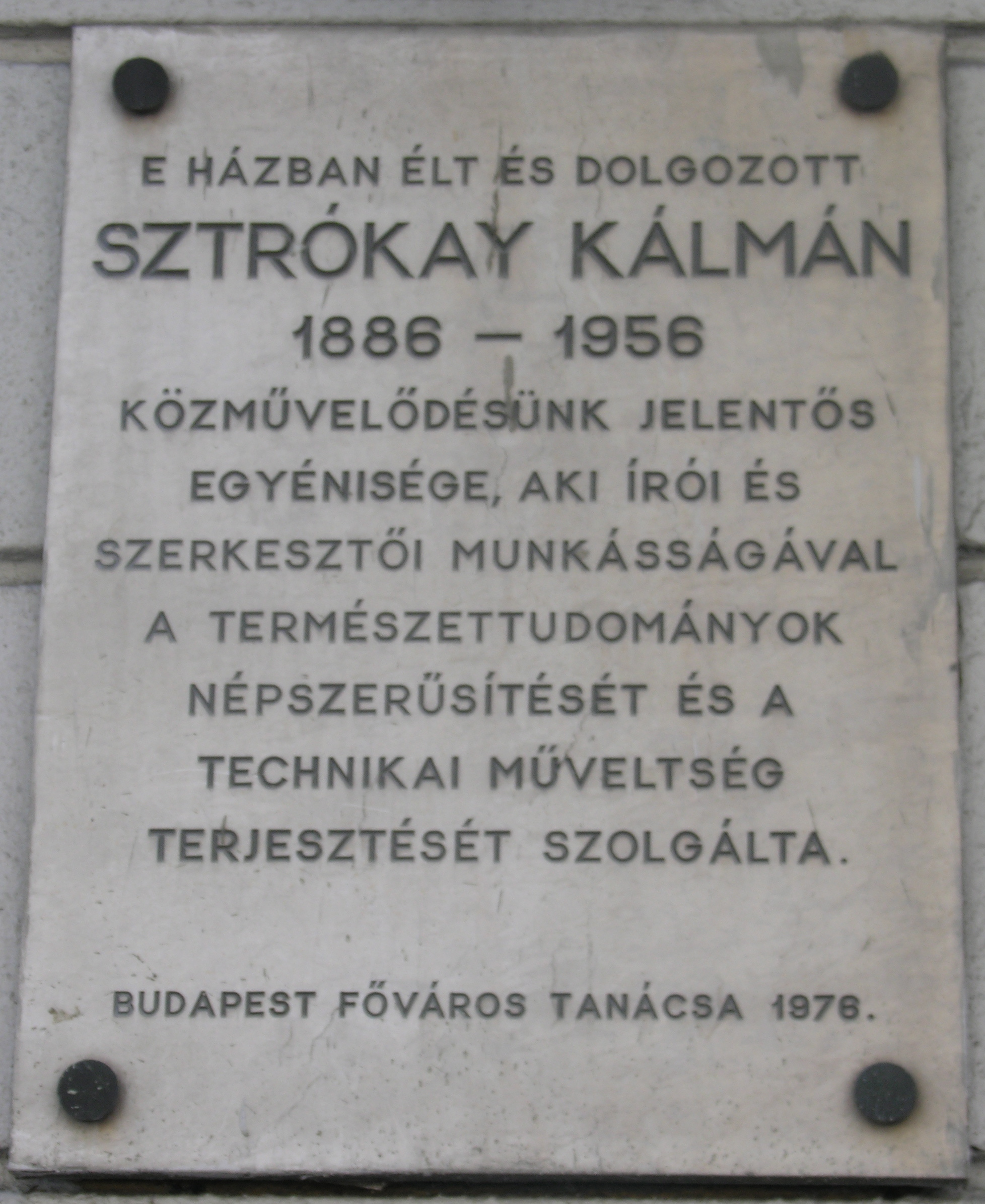
Sztrókay Kálmán, Margit körút 40.
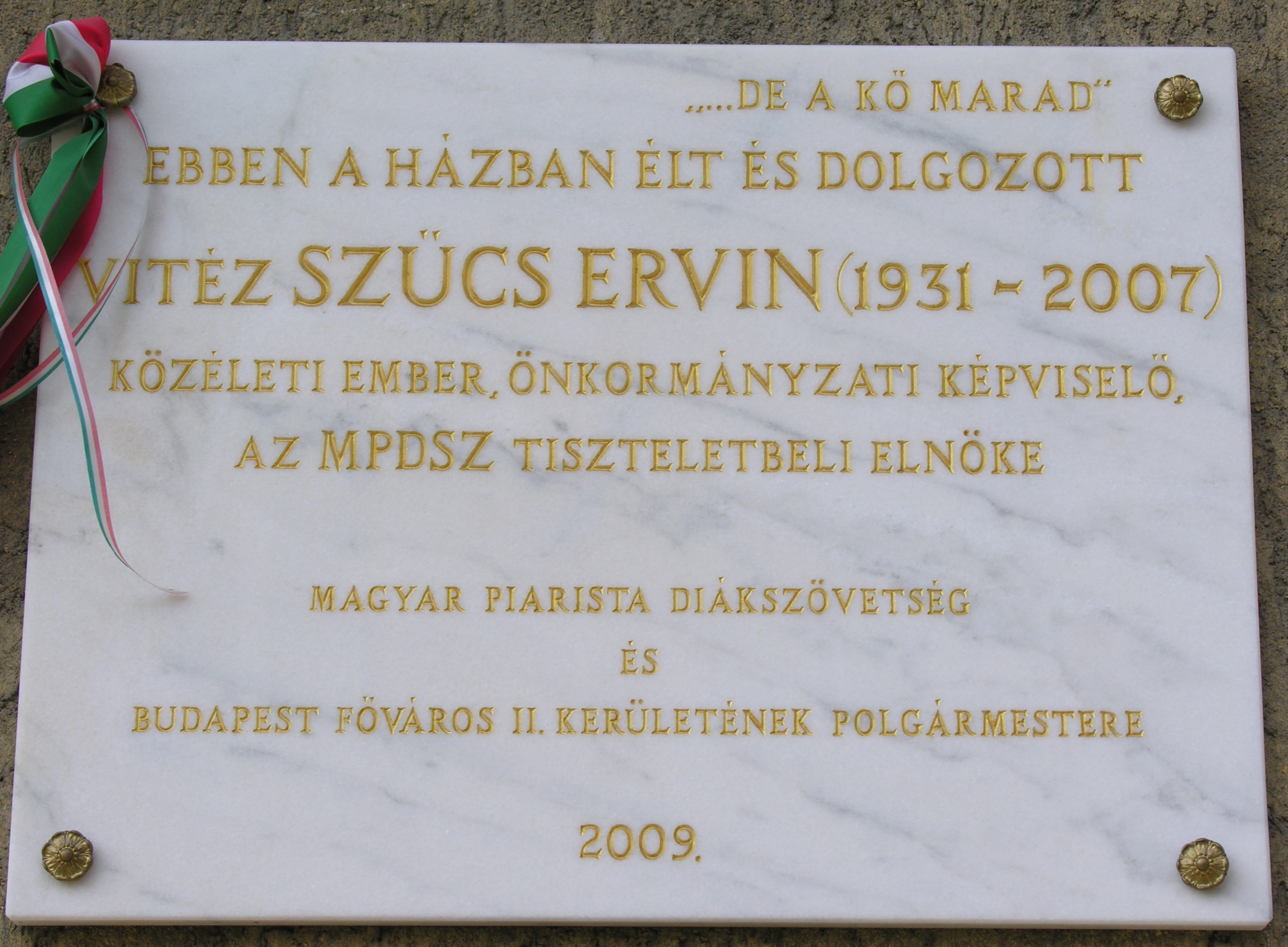
Szűcs Ervin, Ürömi utca 30–32.
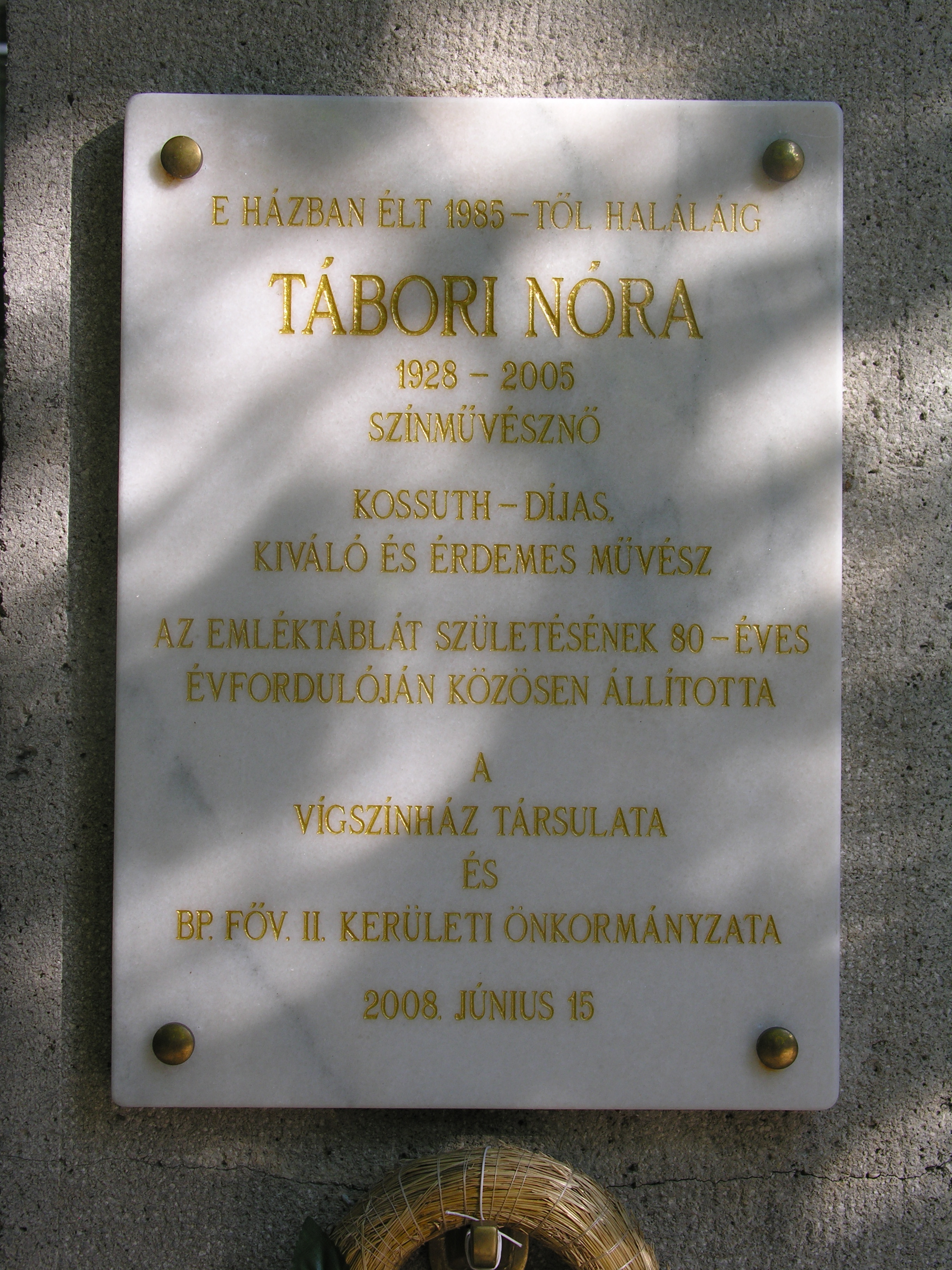
Tábori Nóra, Házmán utca 7.
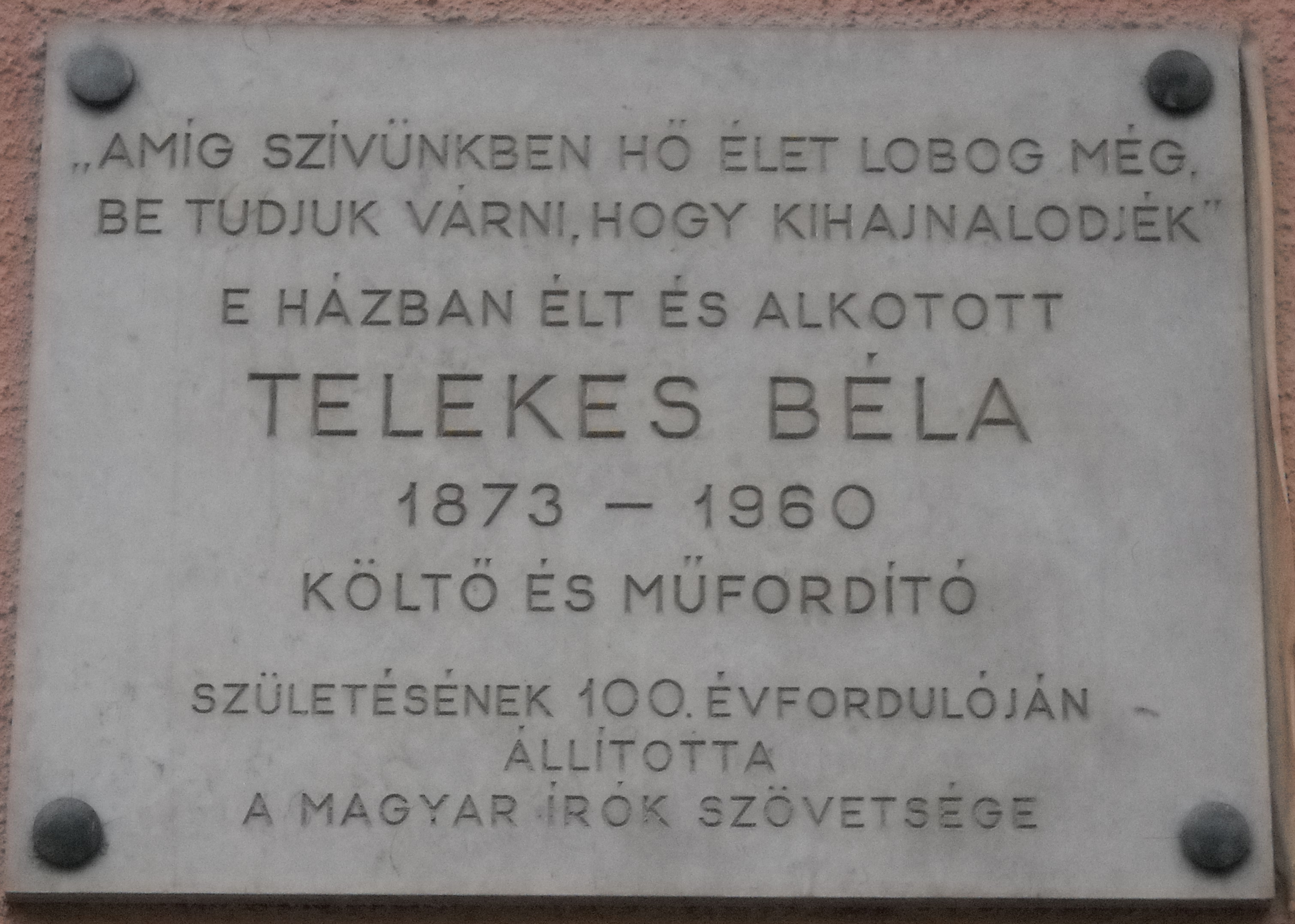
Telekes Béla, Csalogány utca 41.
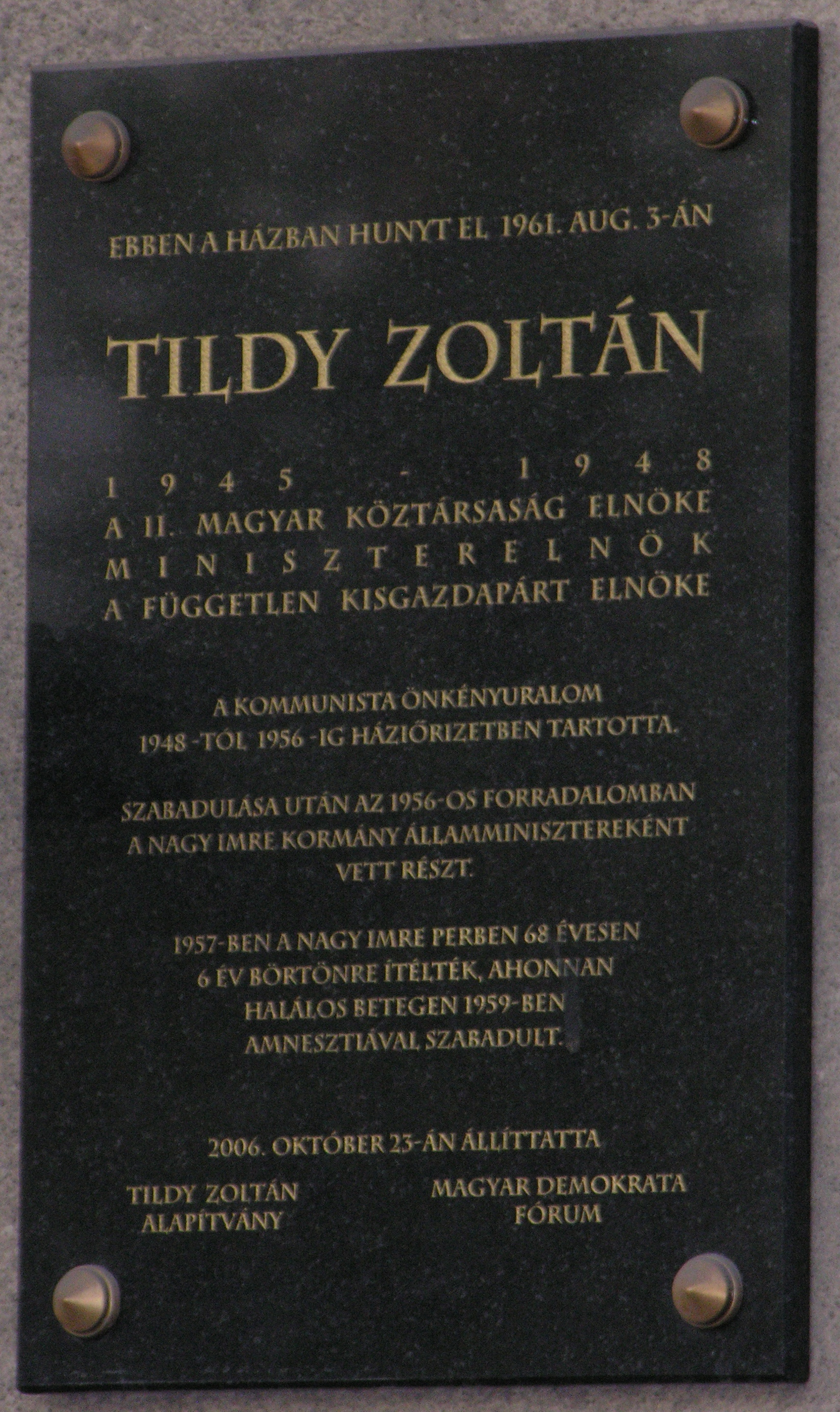
Tildy Zoltán, Keleti Károly utca 12.
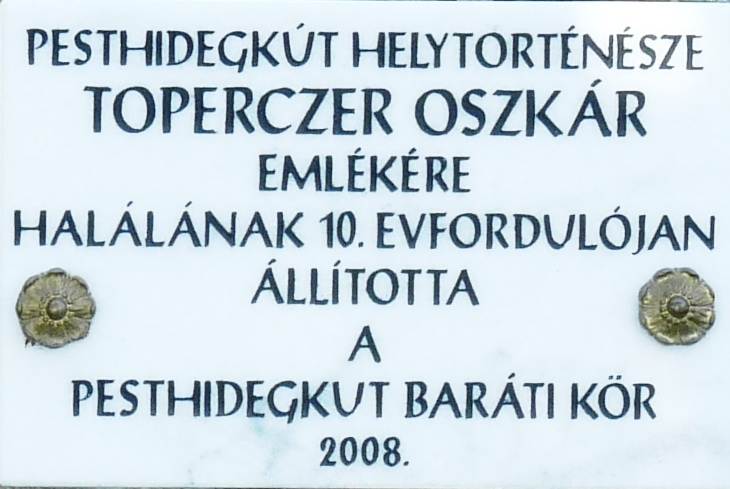
Toperczer Oszkár, Templom köz 1.
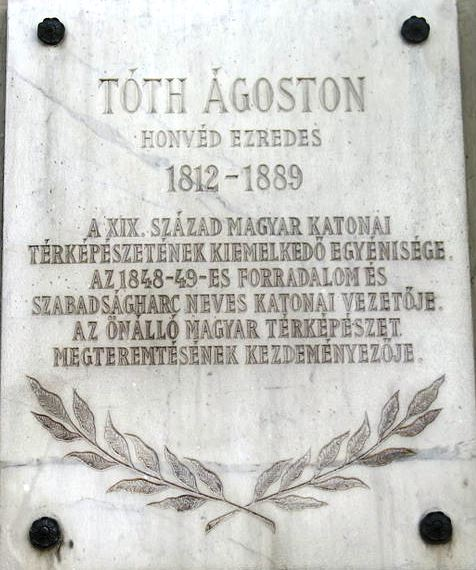
Tóth Ágoston, Szilágyi Erzsébet fasor 7–9.
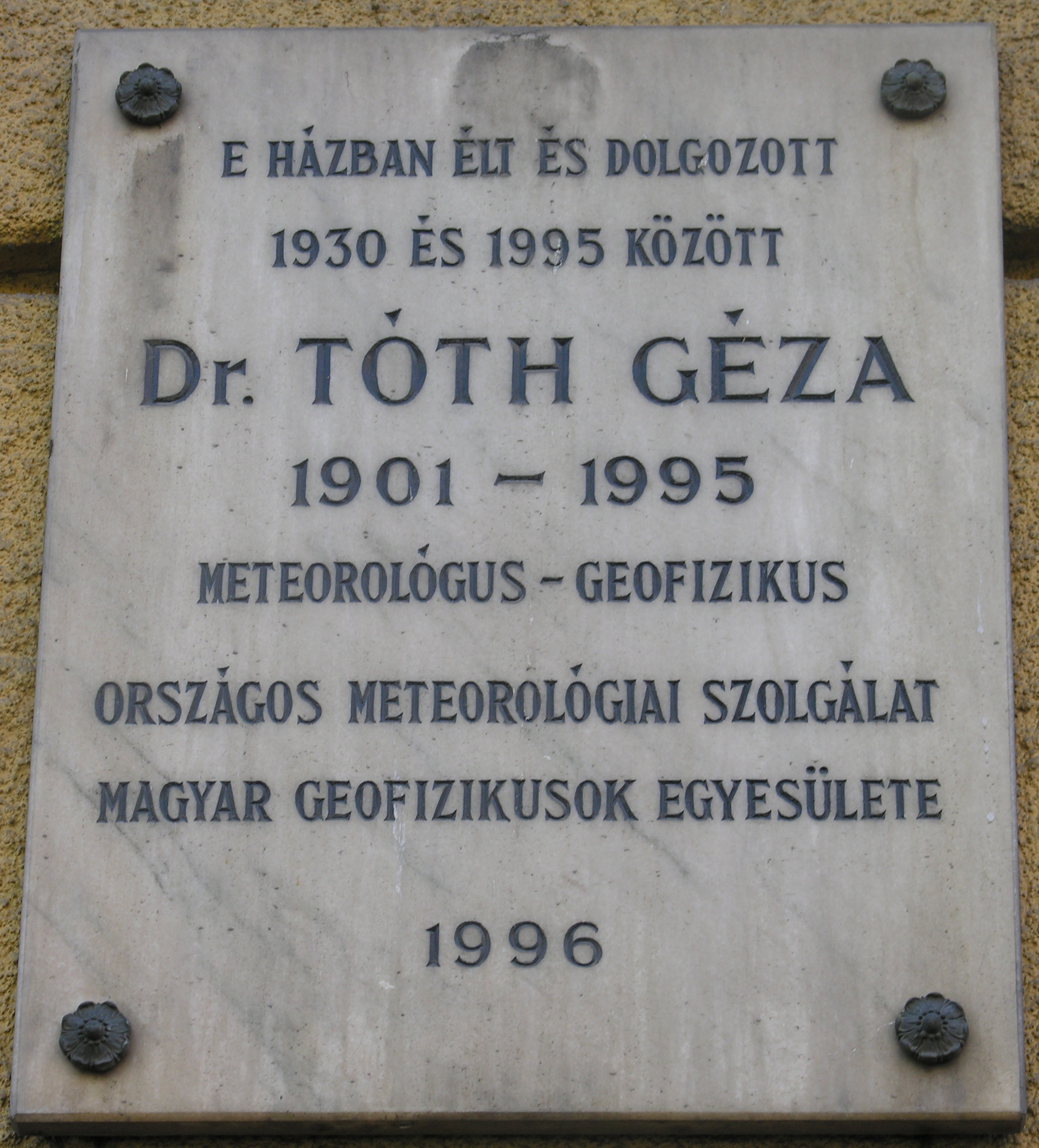
Tóth Géza, Margit körút 56.
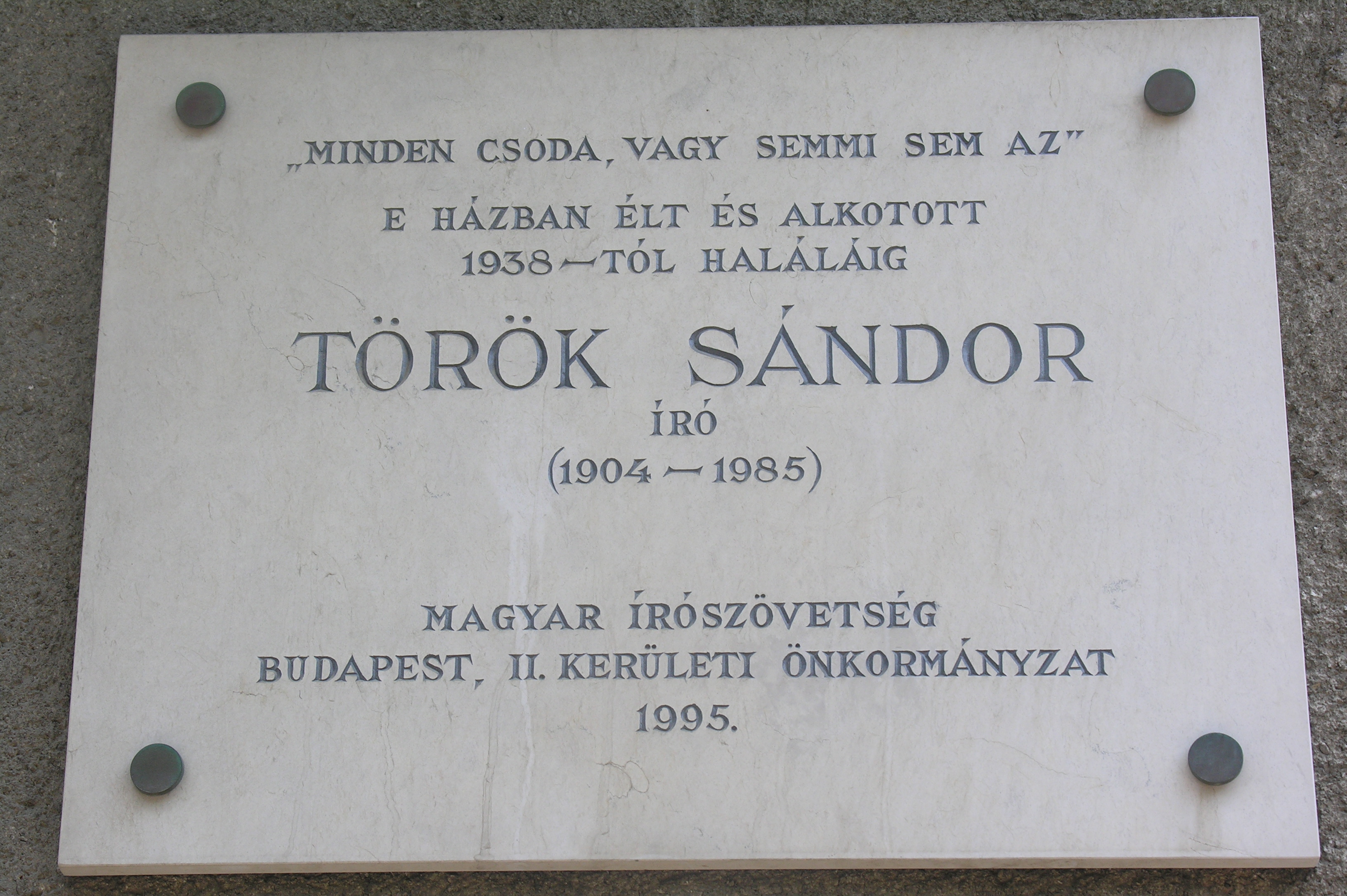
Török Sándor, Bimbó út 5.
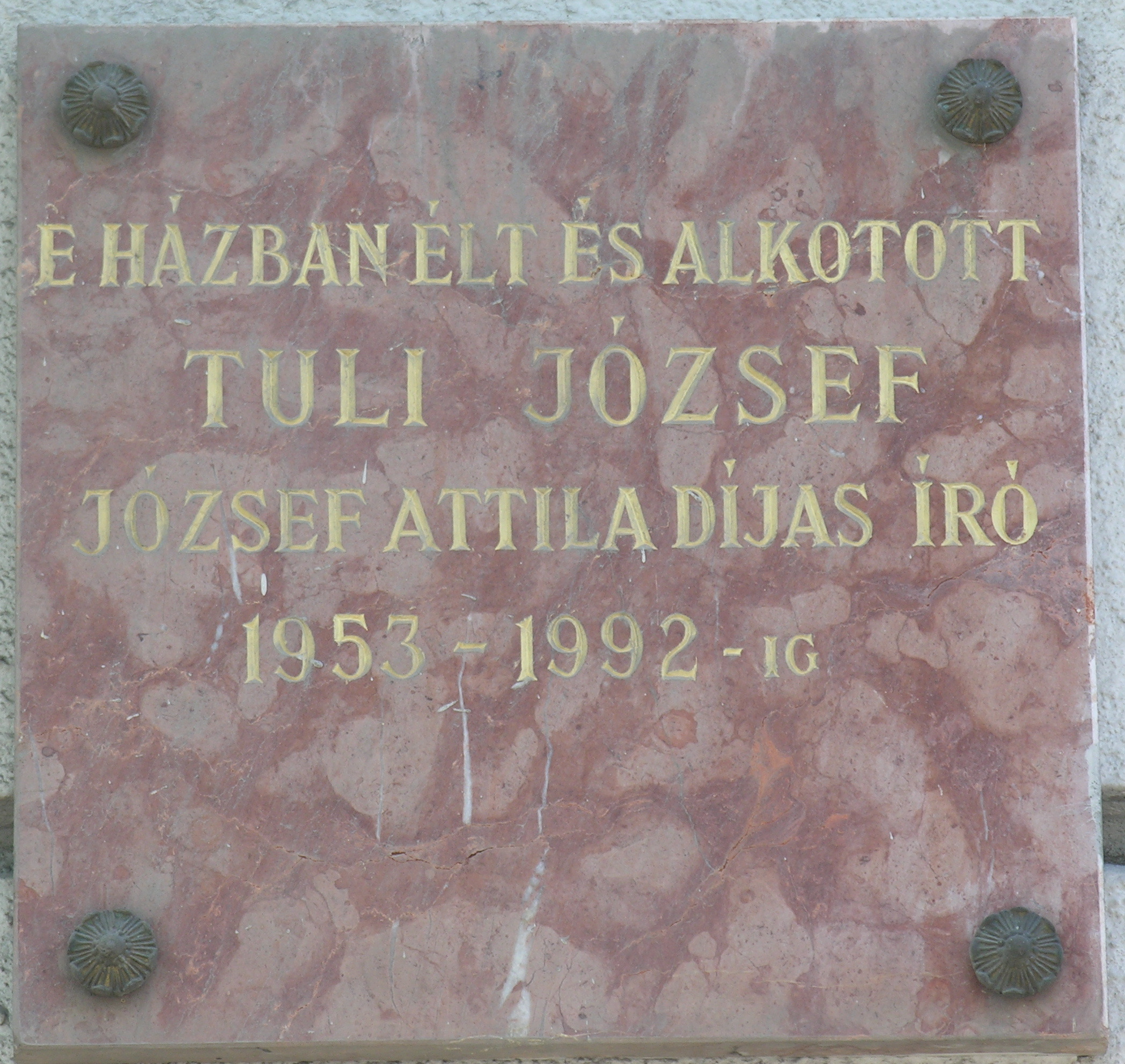
Tuli József, Bem rakpart 43.
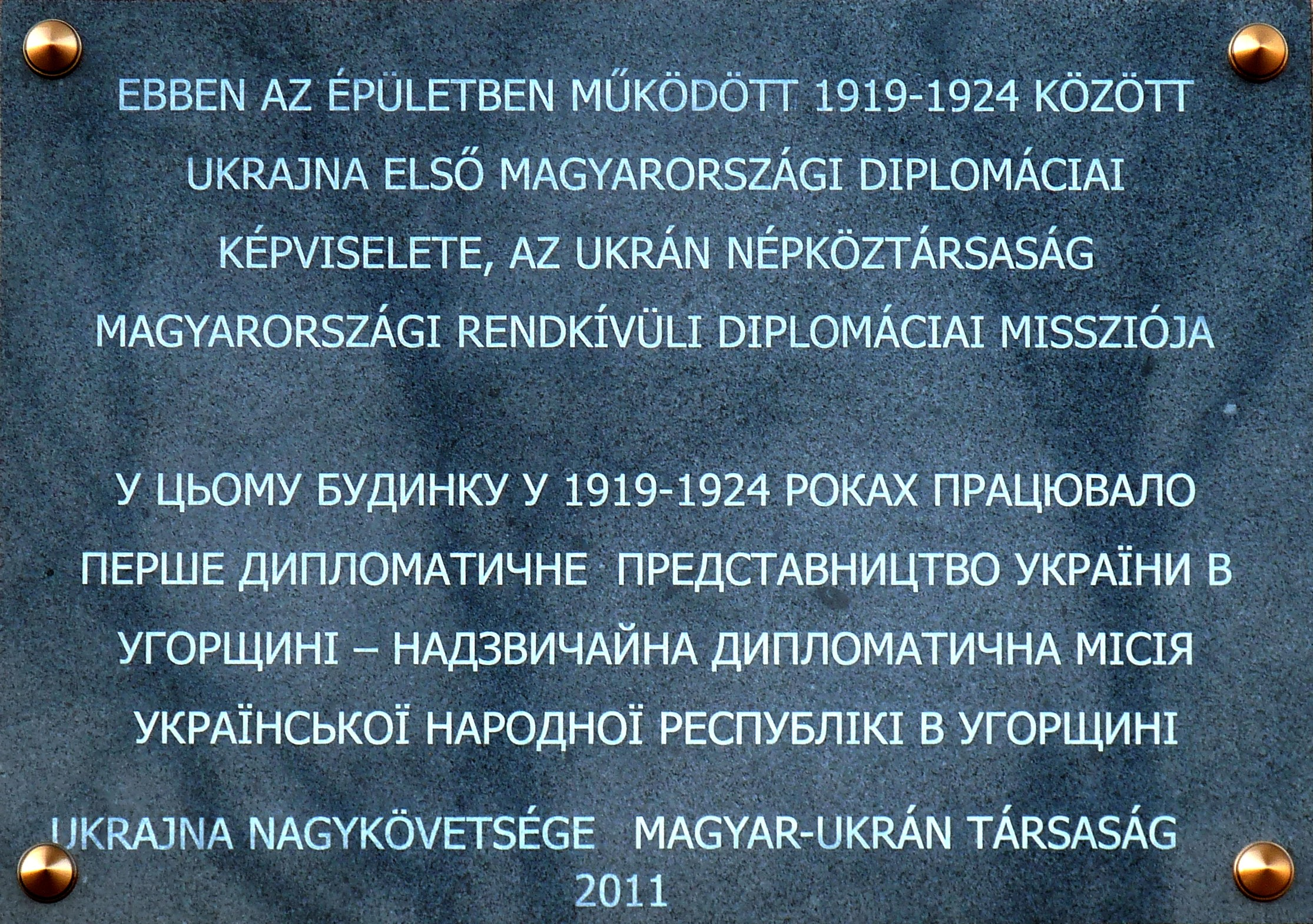
Ukrajna első külképviselete Bem rakpart 53.
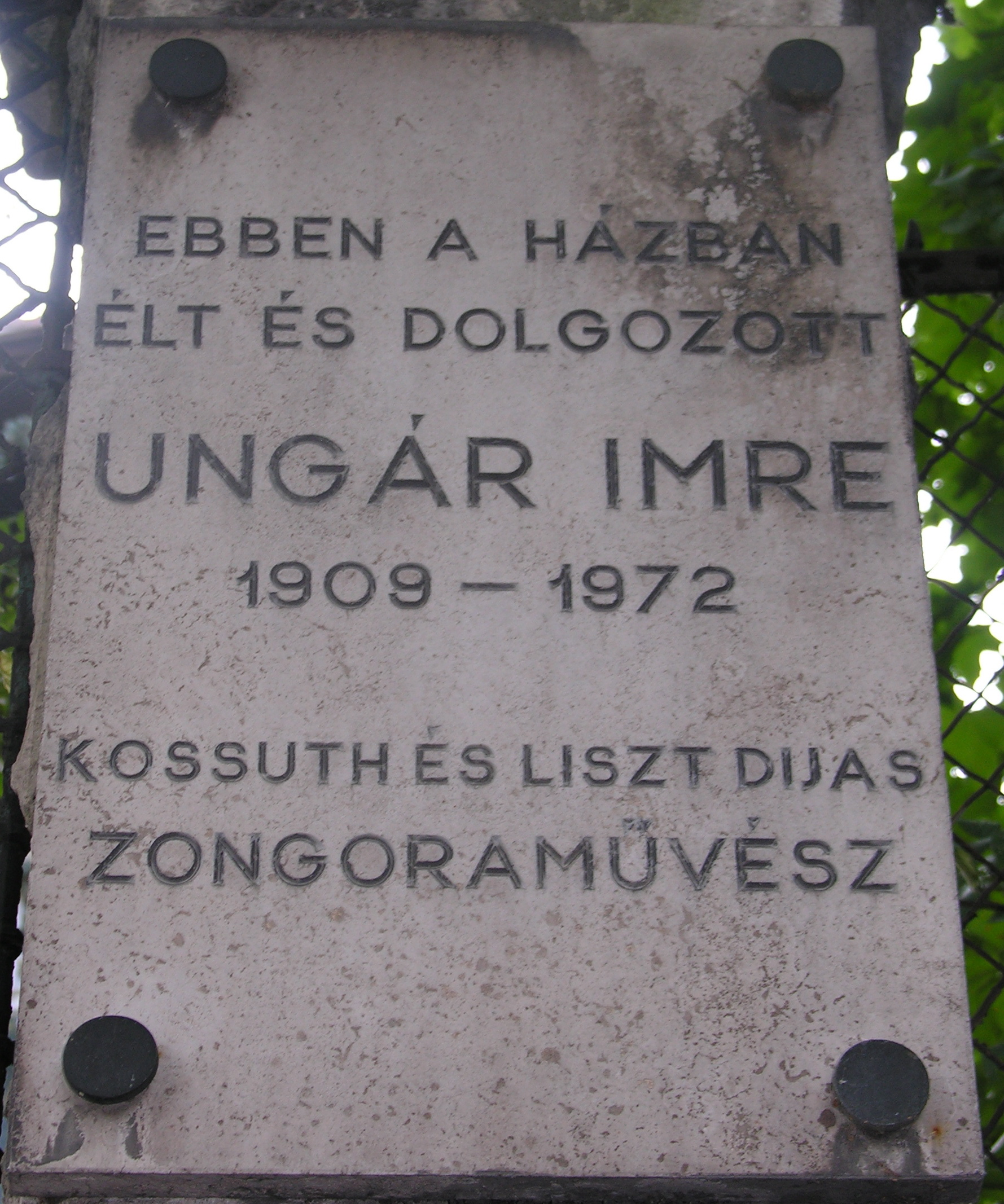
Ungár Imre, Szemlőhegyi utca 8.
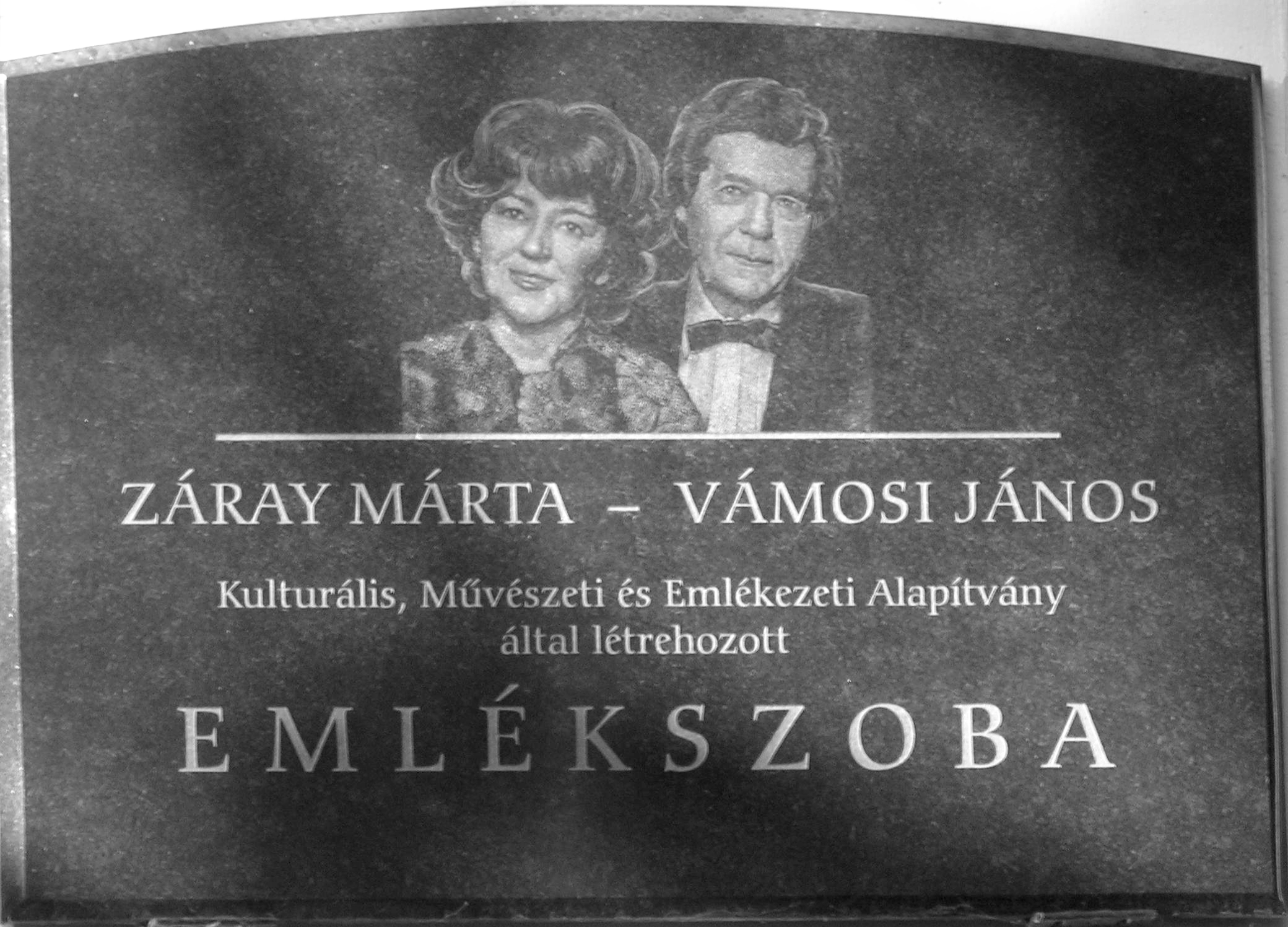
Záray Márta és Vámosi János, Orsó utca 13.
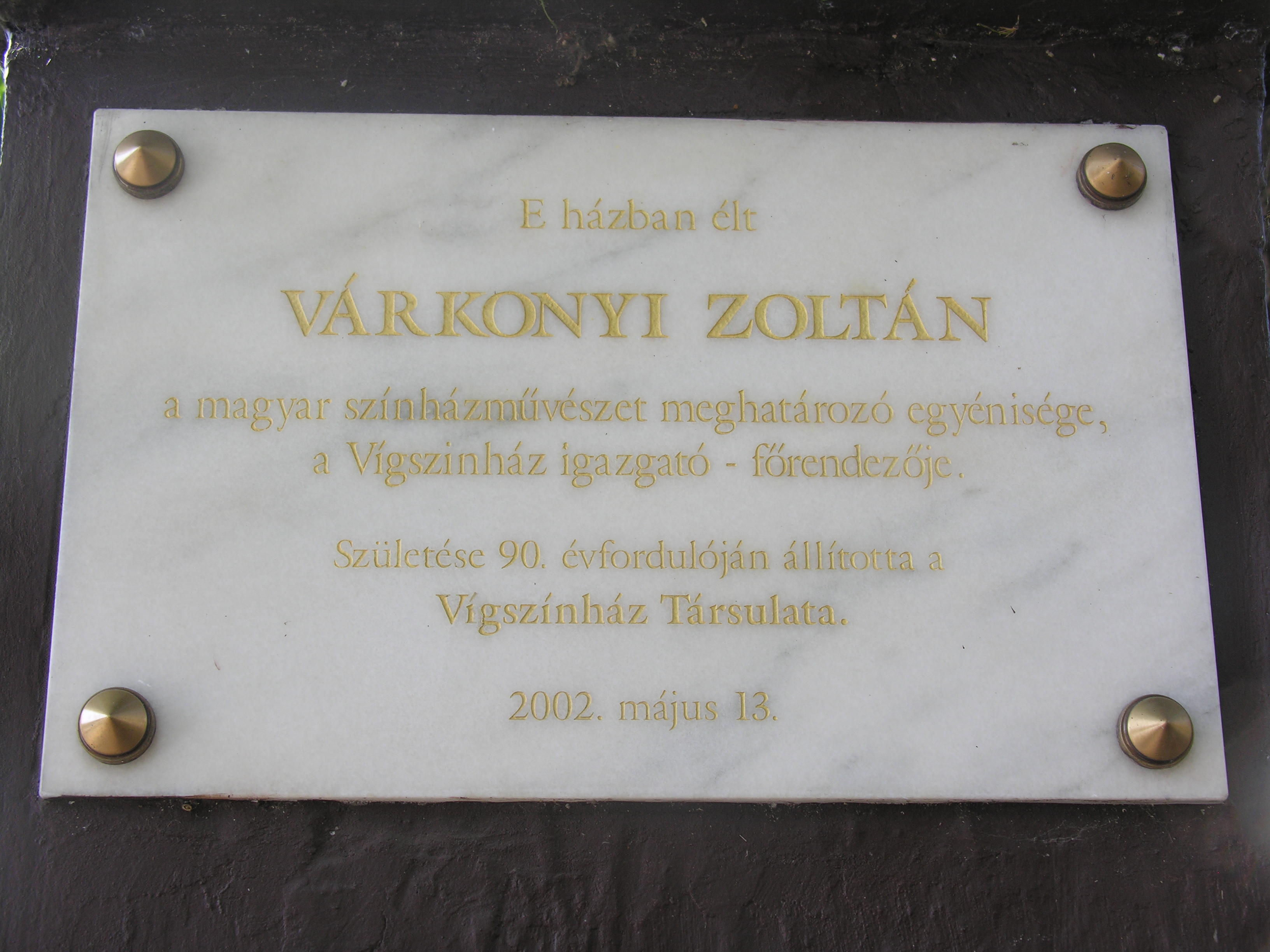
Várkonyi Zoltán, Nagyajtai utca 10.
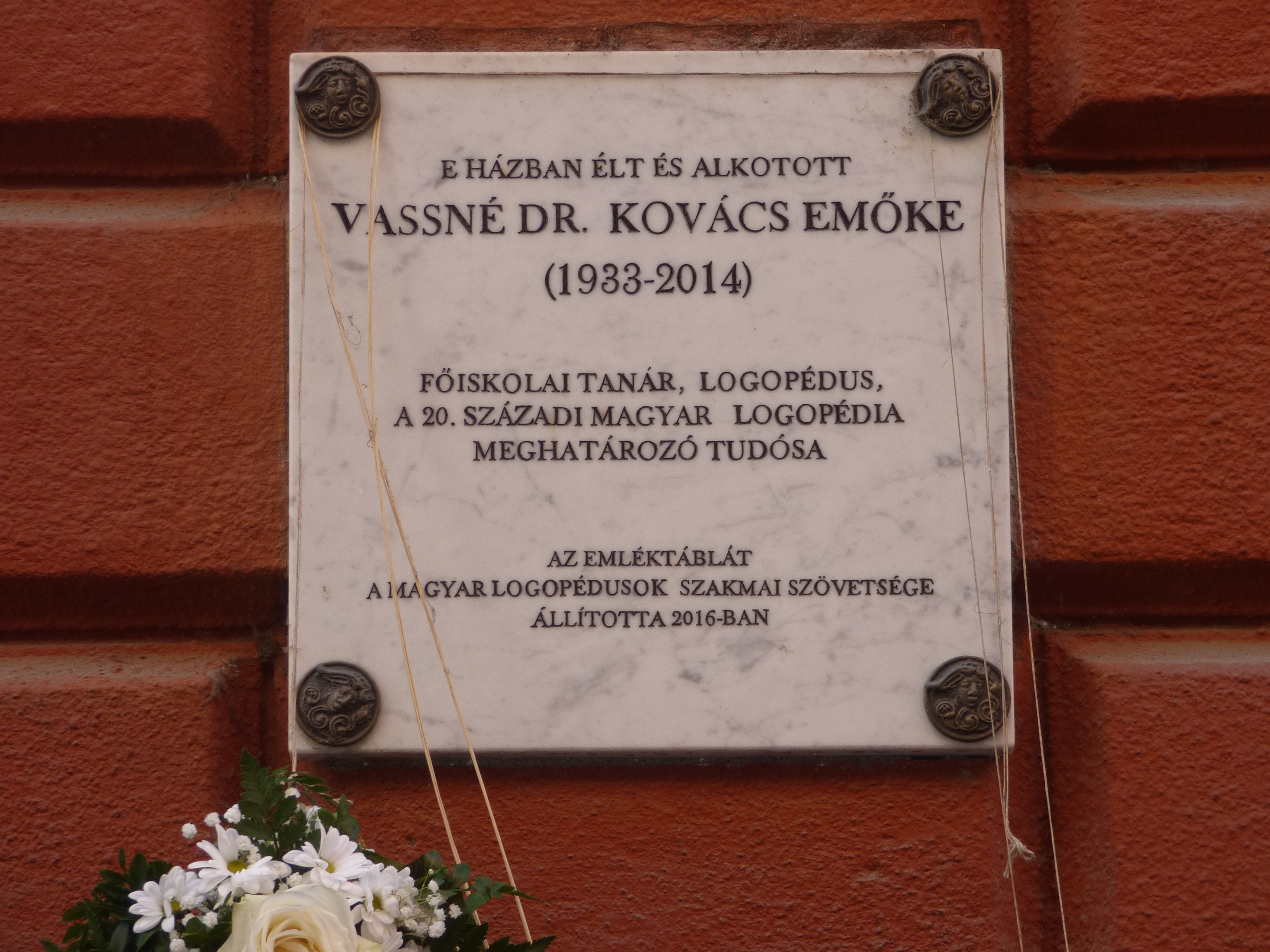
Vassné Kovács Emőke, Erőd utca 10.
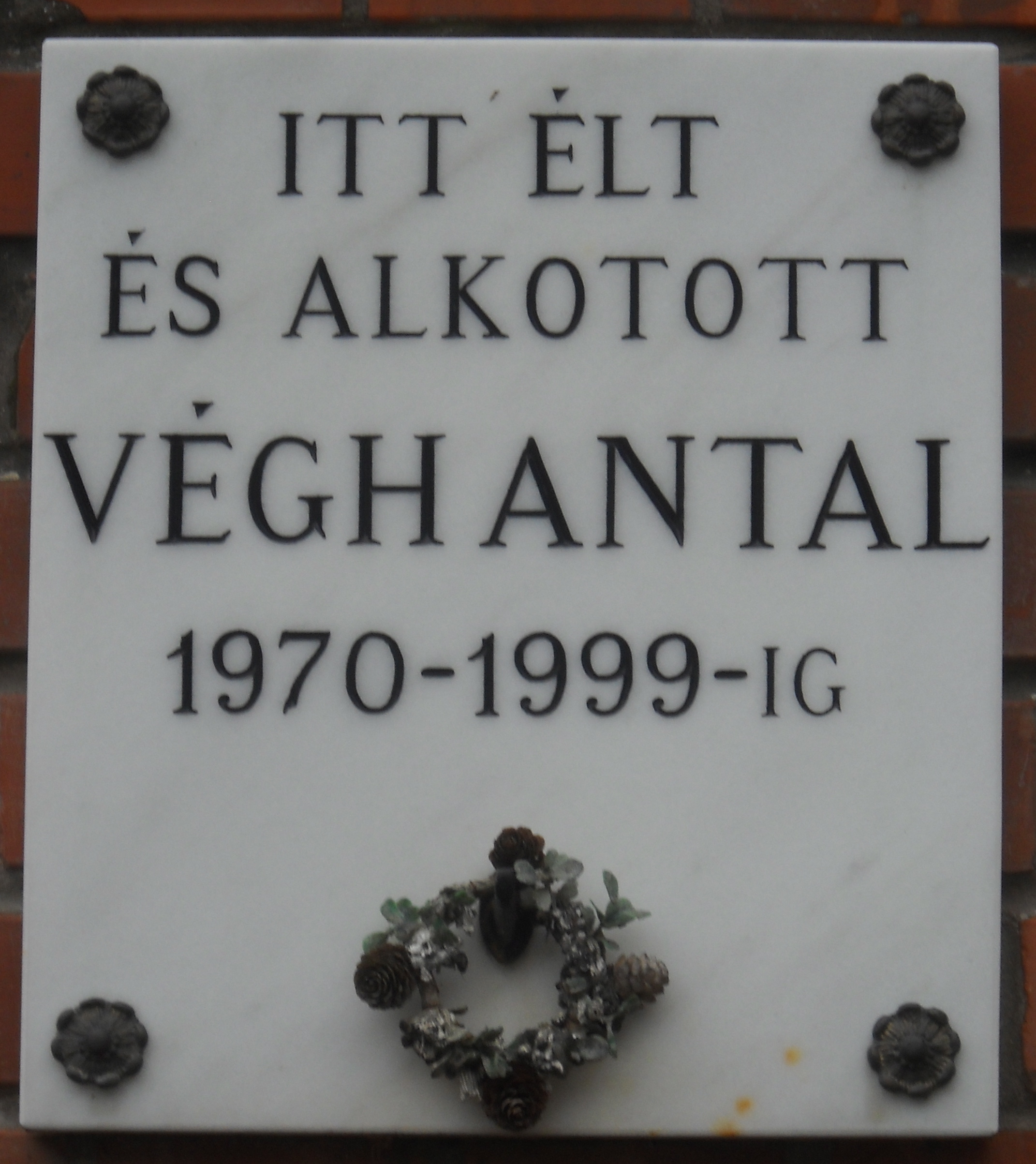
Végh Antal, Lipótmezei út 8/a
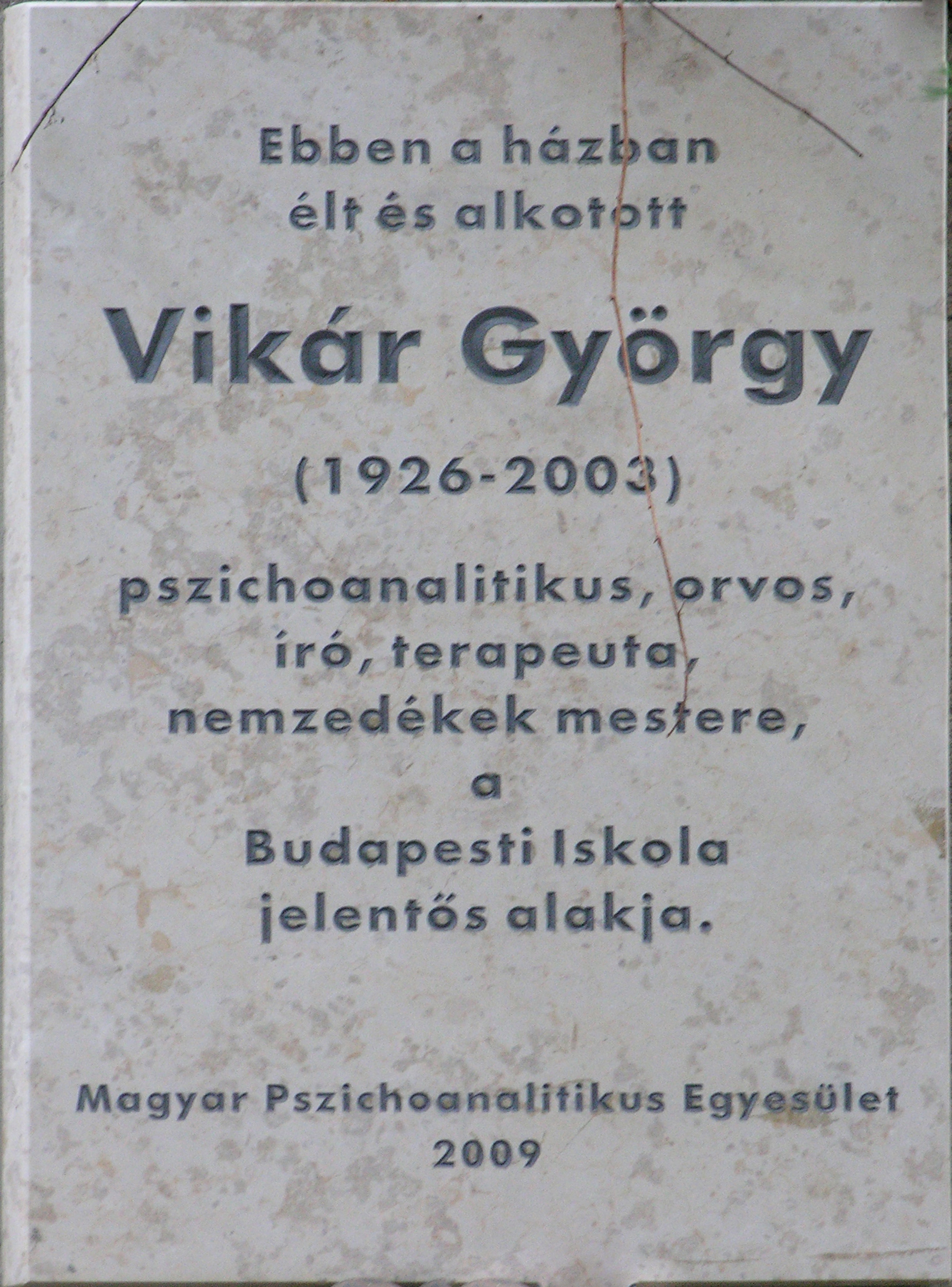
Vikár György, Rhédey utca 5.
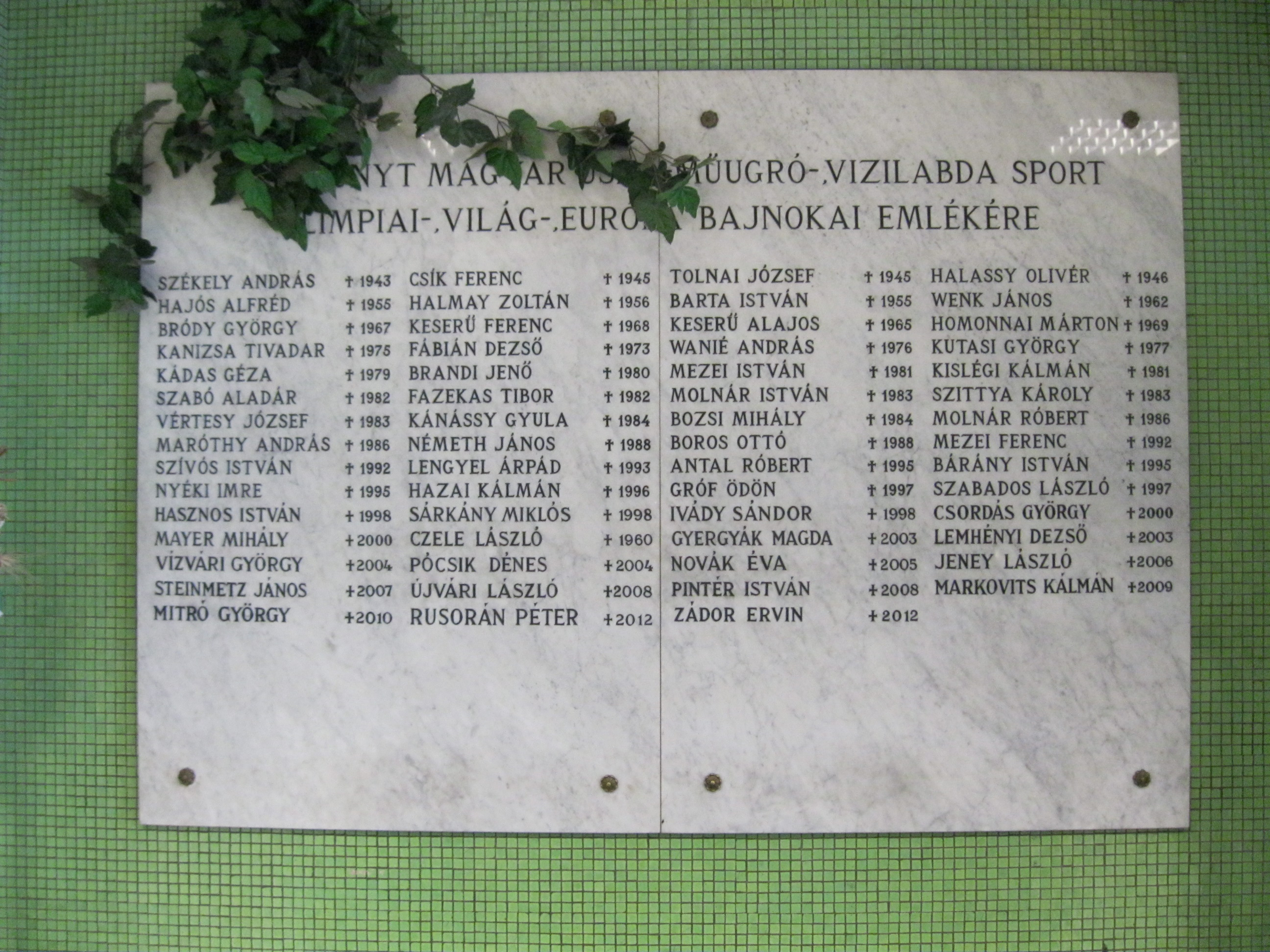
Vízisportolók emléktáblája, Árpád fejedelem útja 8.
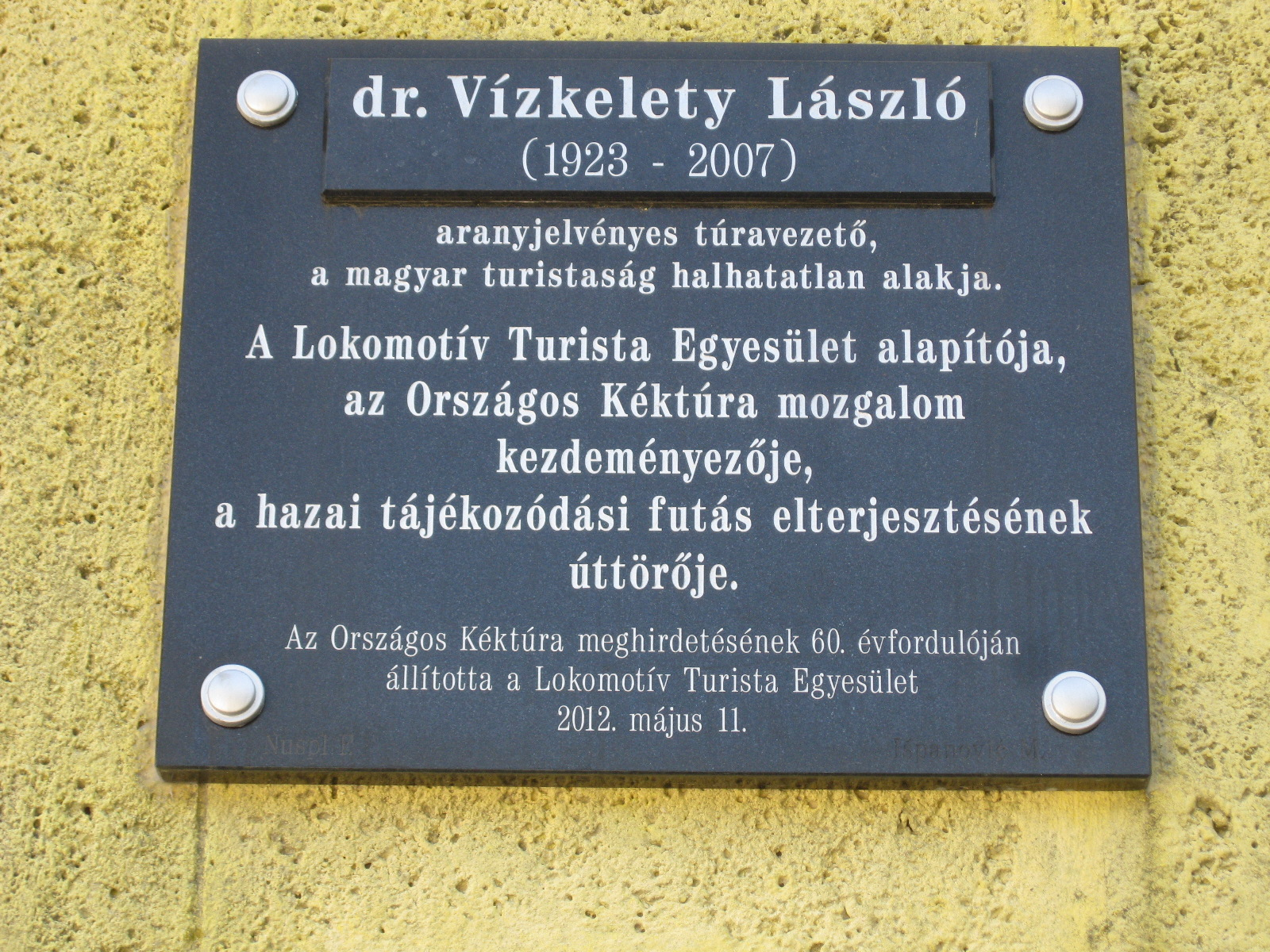
Vízkelety László, Hűvösvölgyi út
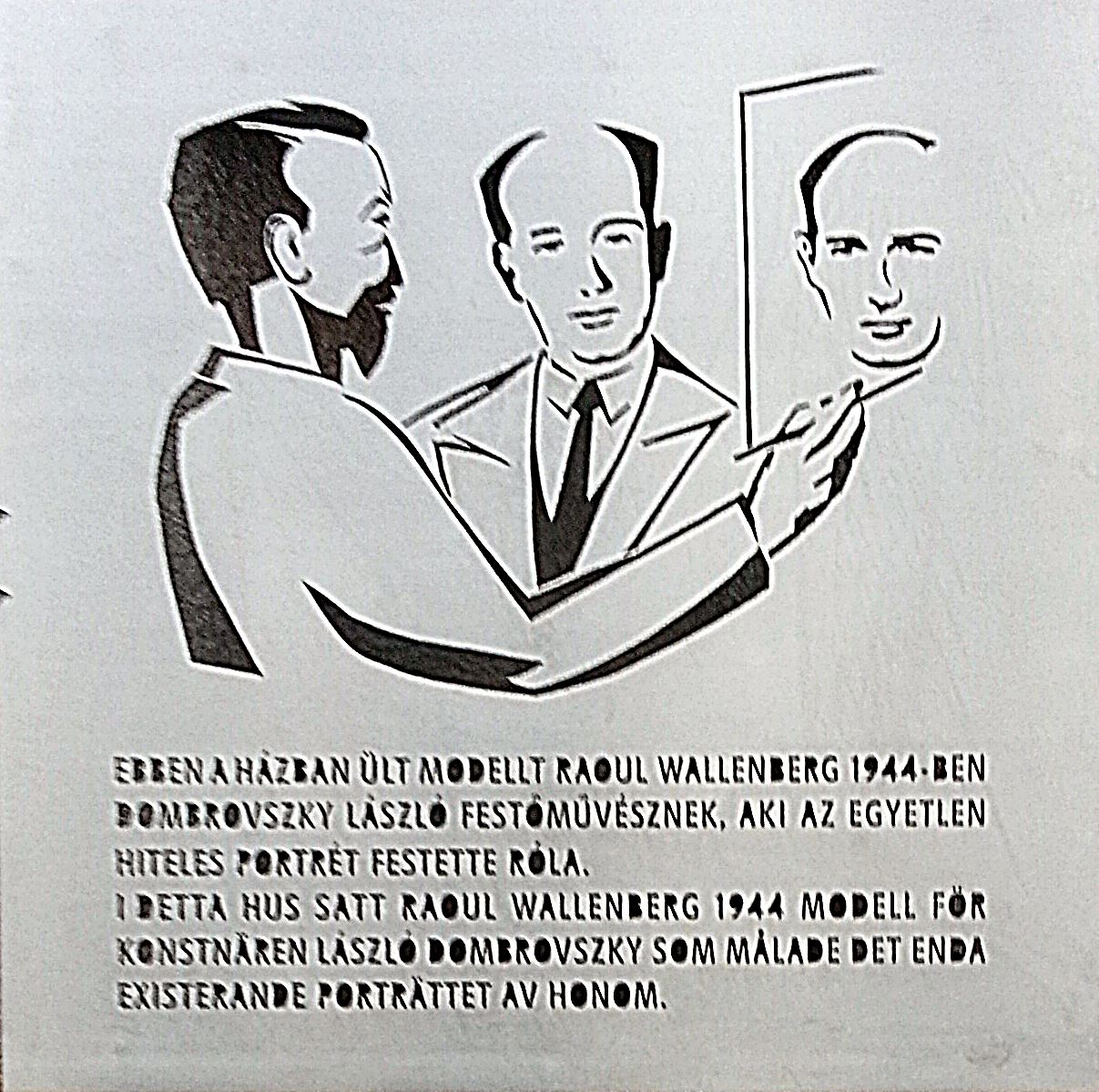
Wallenberg, Keleti Károly utca 26.
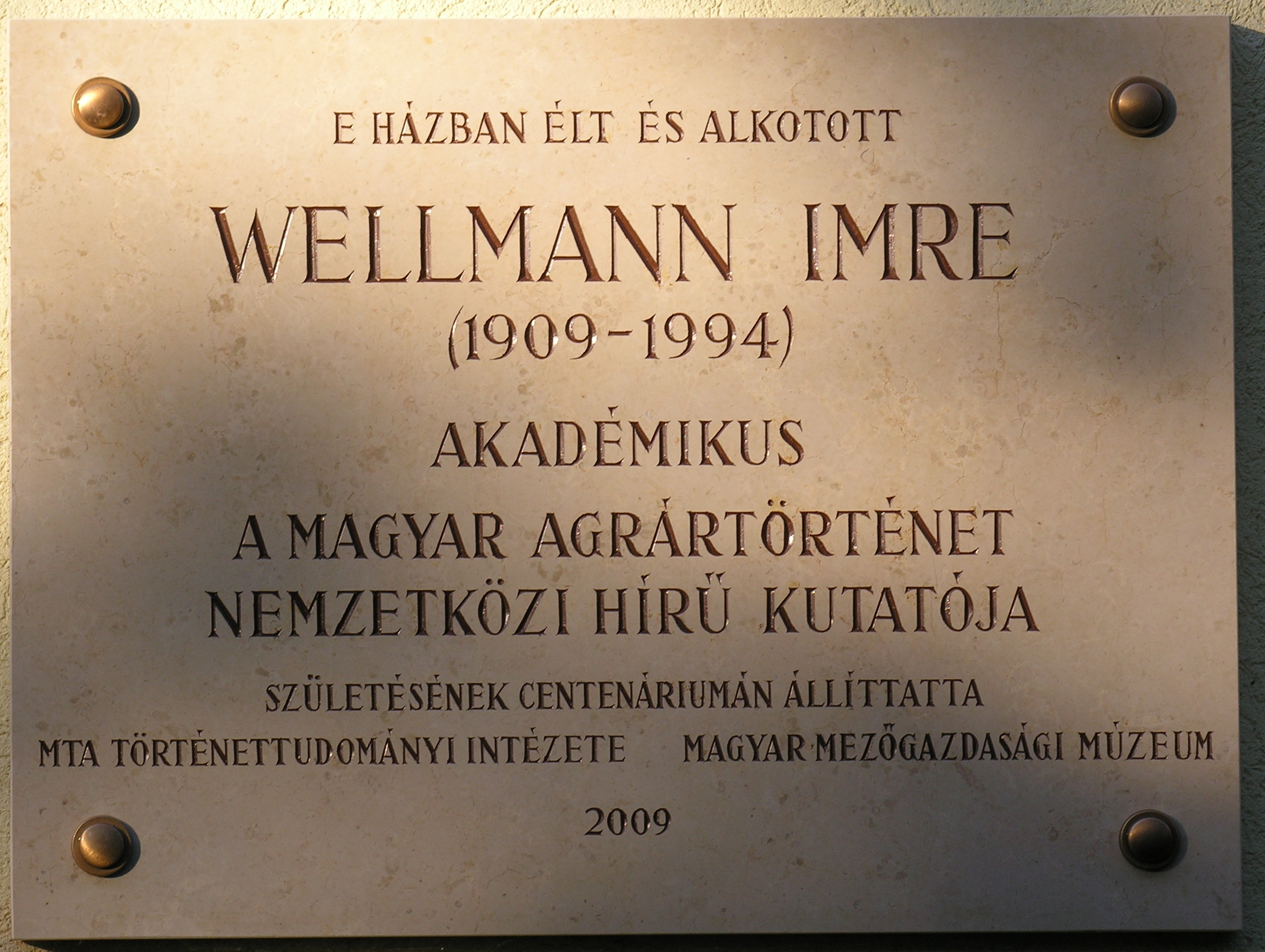
Wellmann Imre, Torockó utca 12.
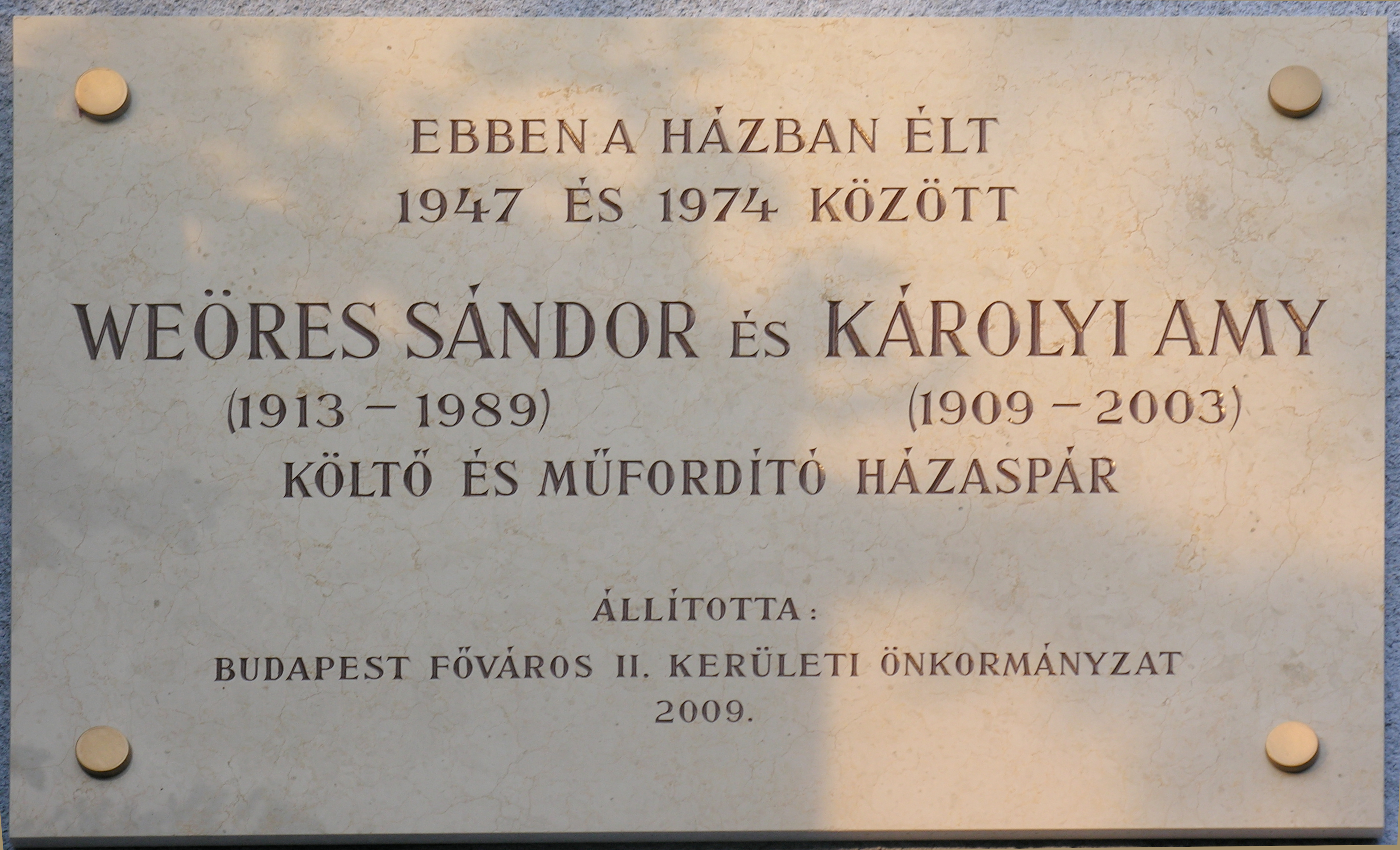
Weöres Sándor és Károlyi Amy, Törökvész út 3/c
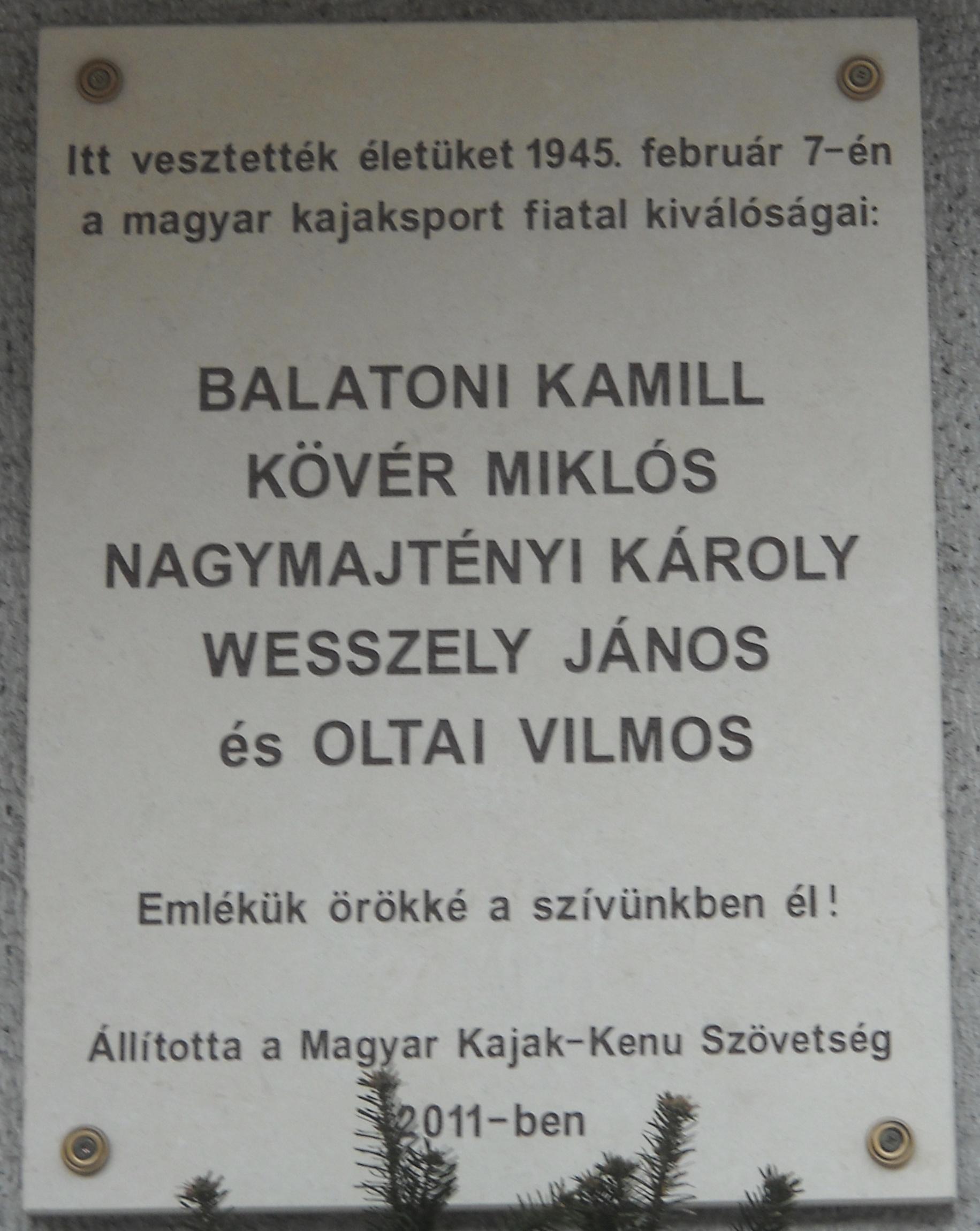
Wesszely János, Csalogány utca 9–11.
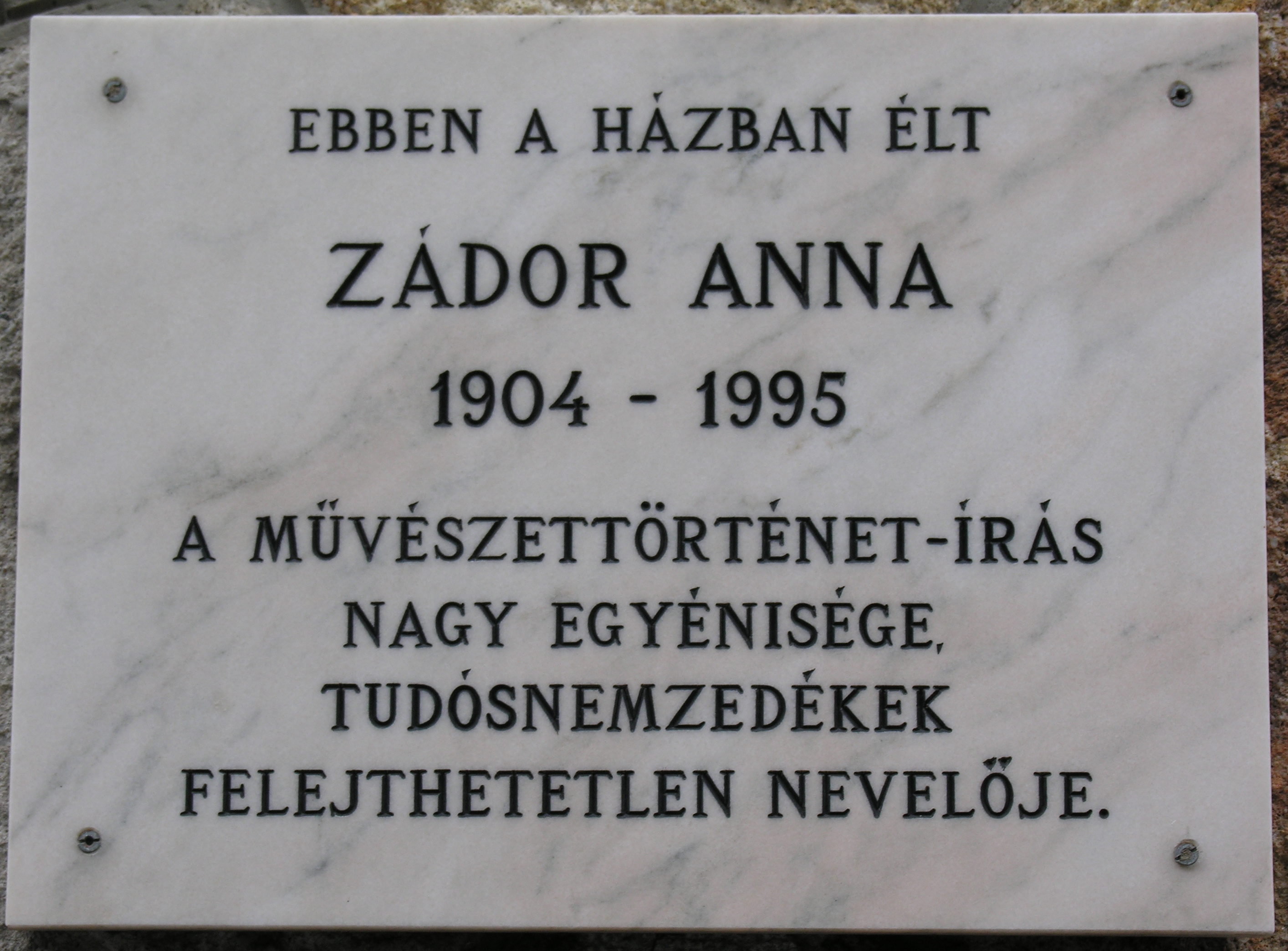
Zádor Anna, Rózsahegy utca 1/b
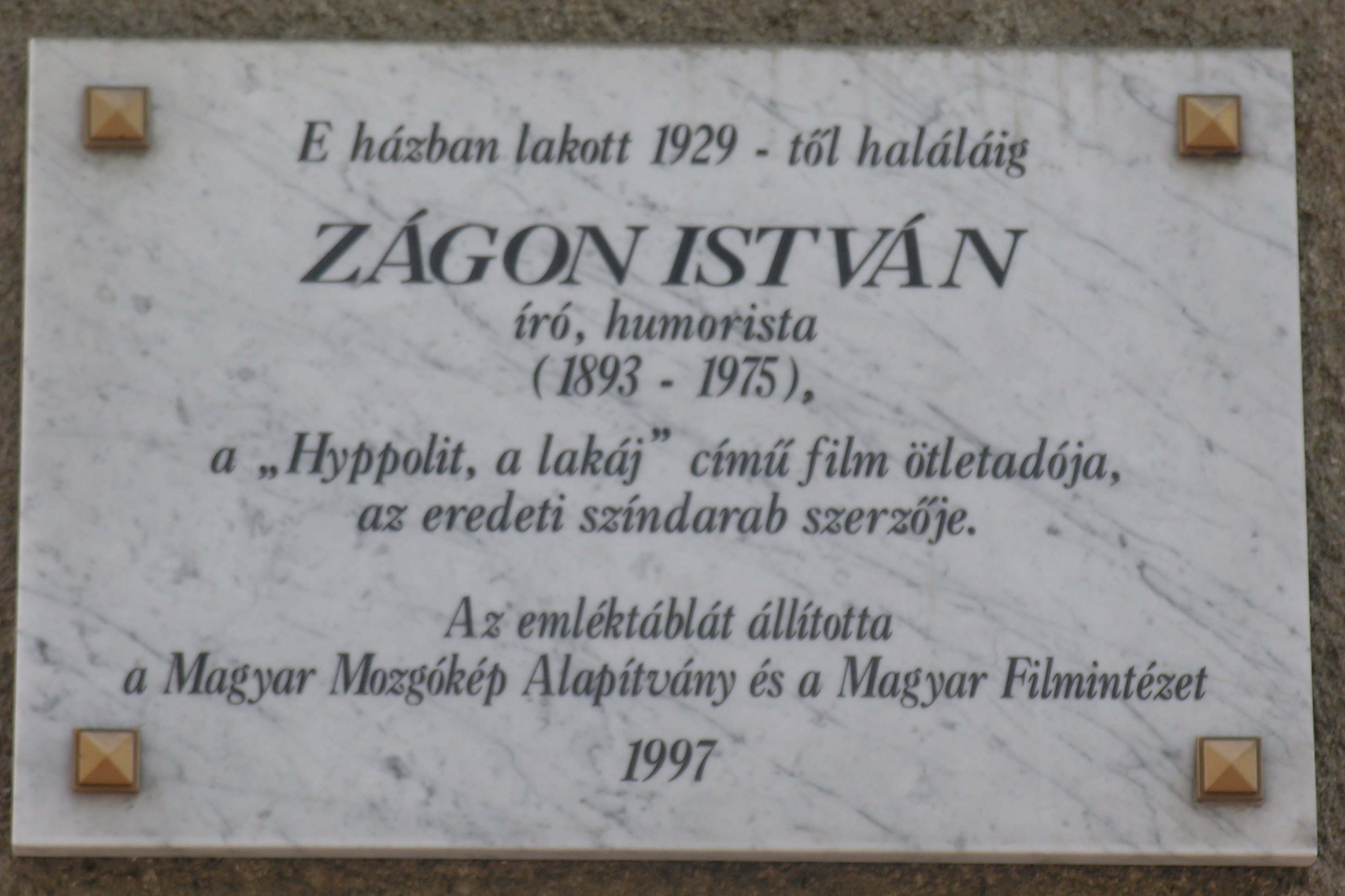
Zágon István, Bimbó út 3.
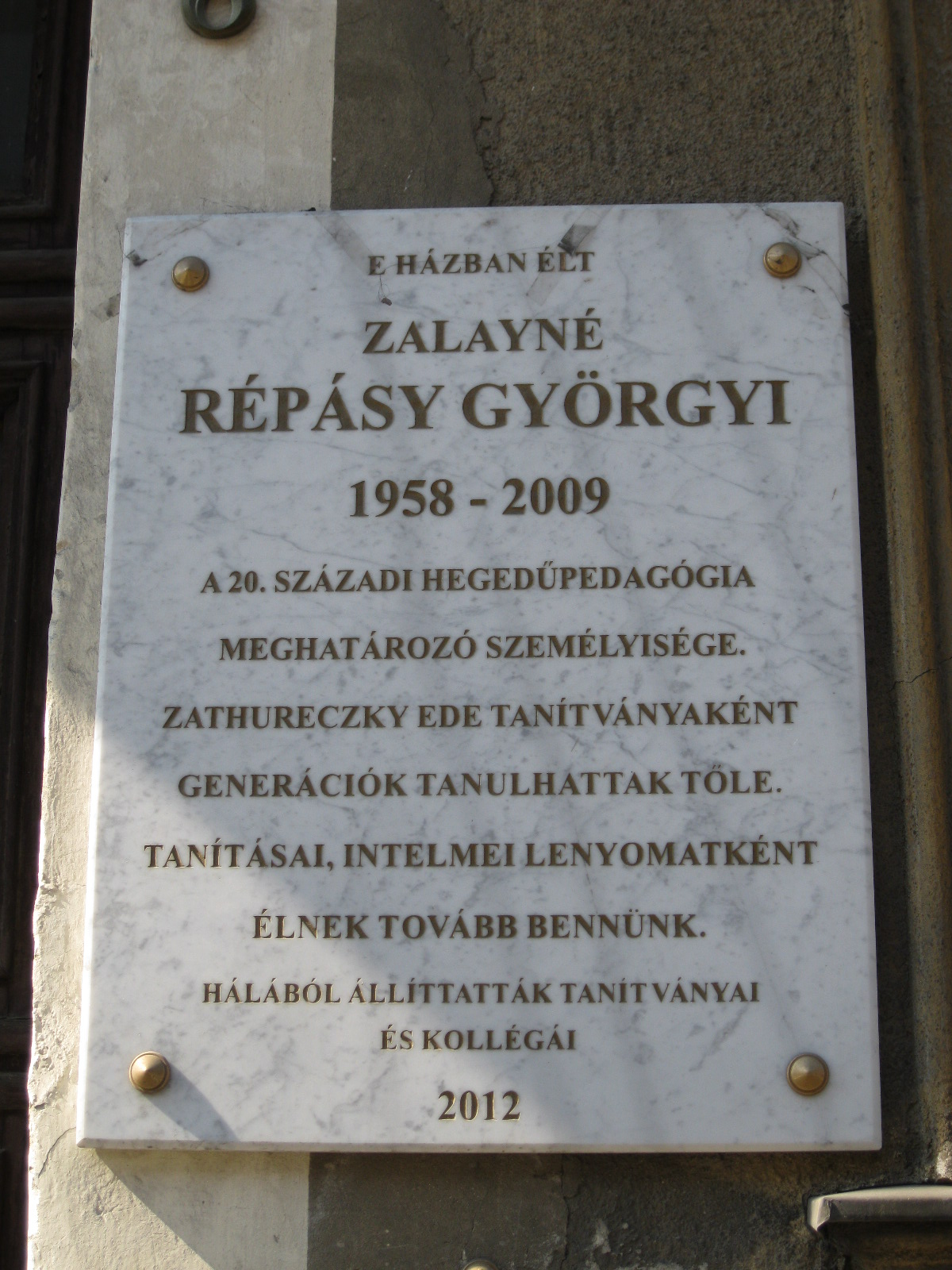
Zalayné Répásy Györgyi, Tölgyfa utca 6.
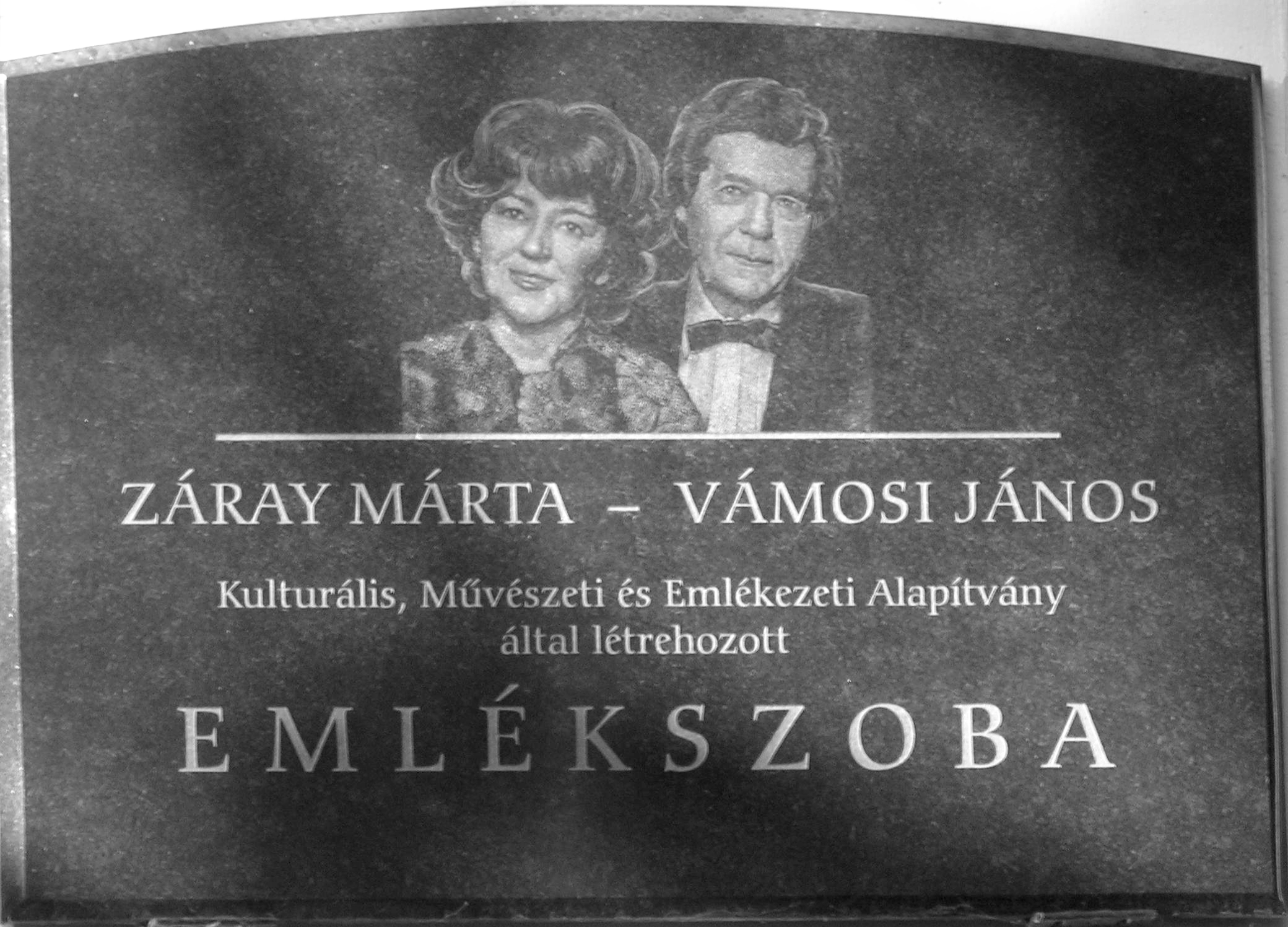
Záray Márta és Vámosi János, Orsó utca 13.
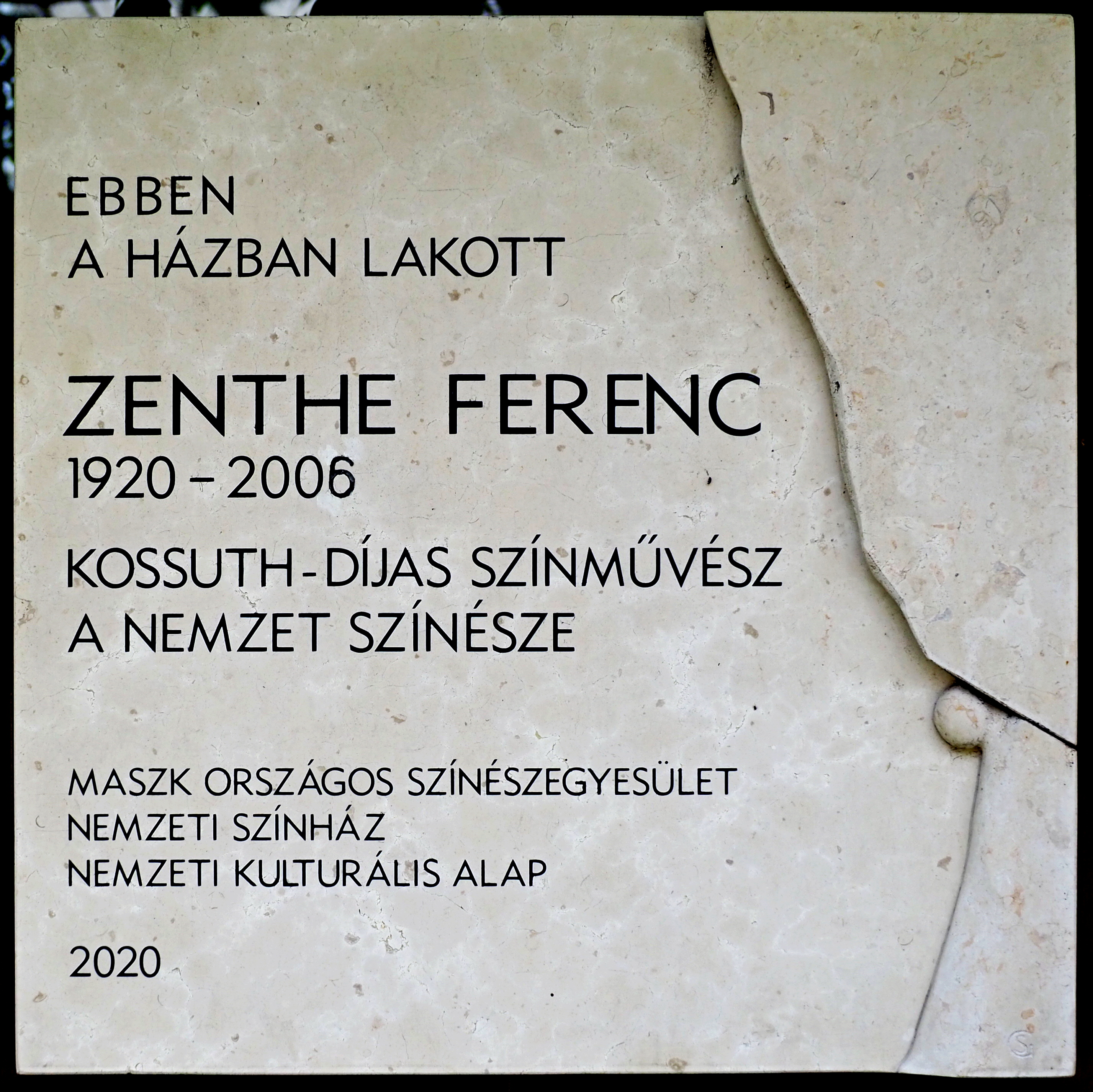
Zenthe Ferenc, Törökvész út 72.
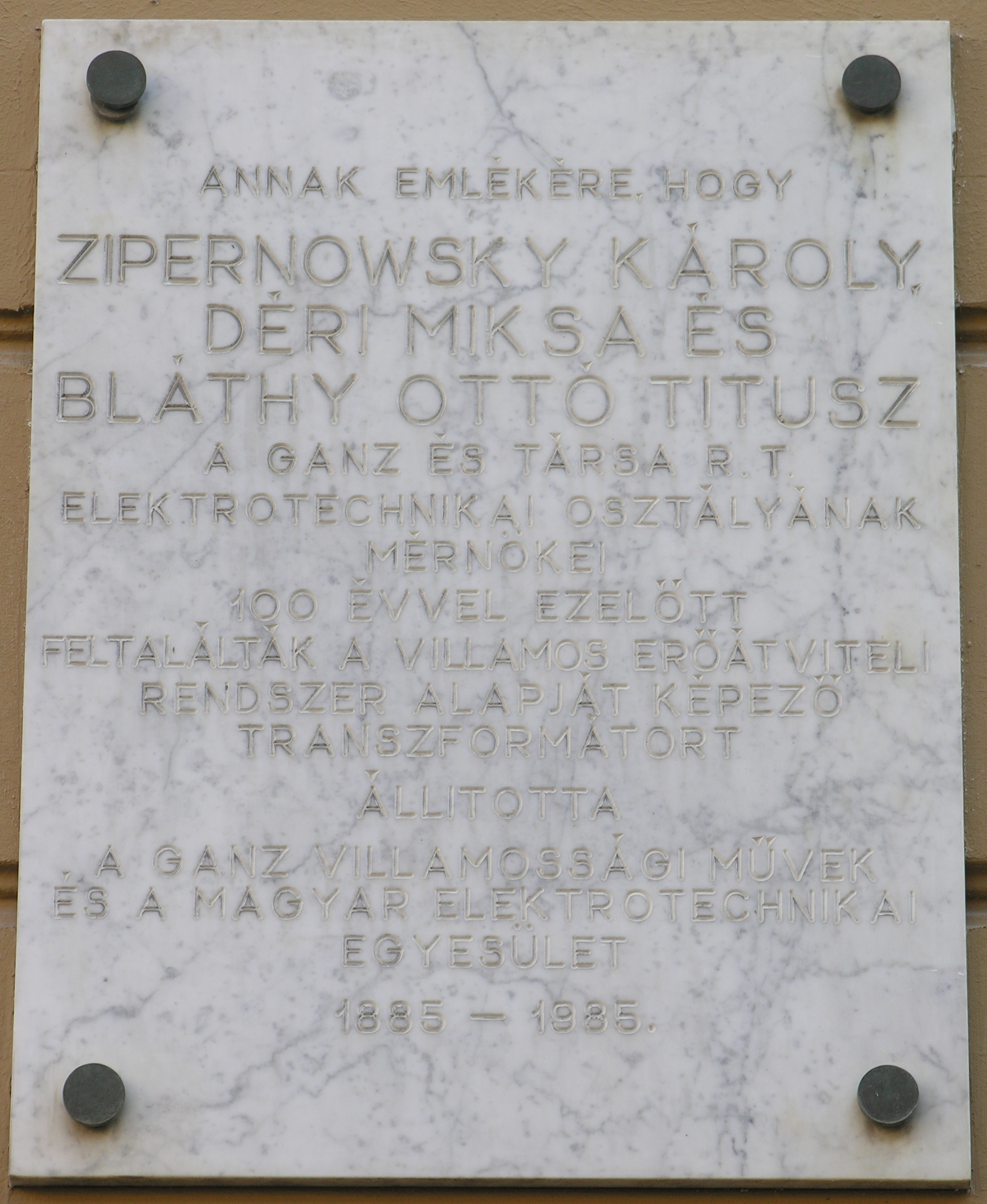
Zipernowsky Károly, Lövőház utca 39.
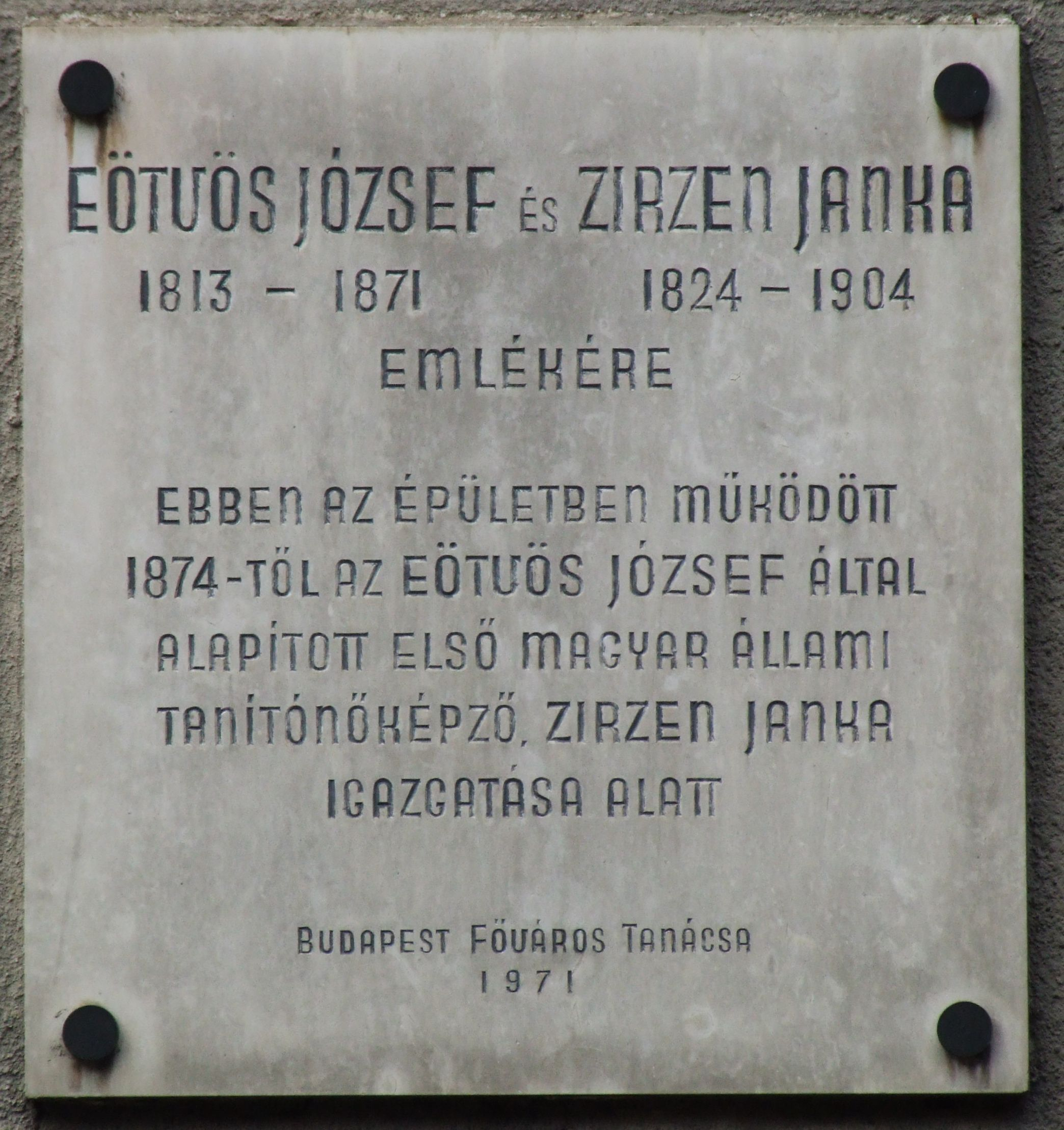
Zirzen Janka Csalogány utca 43.
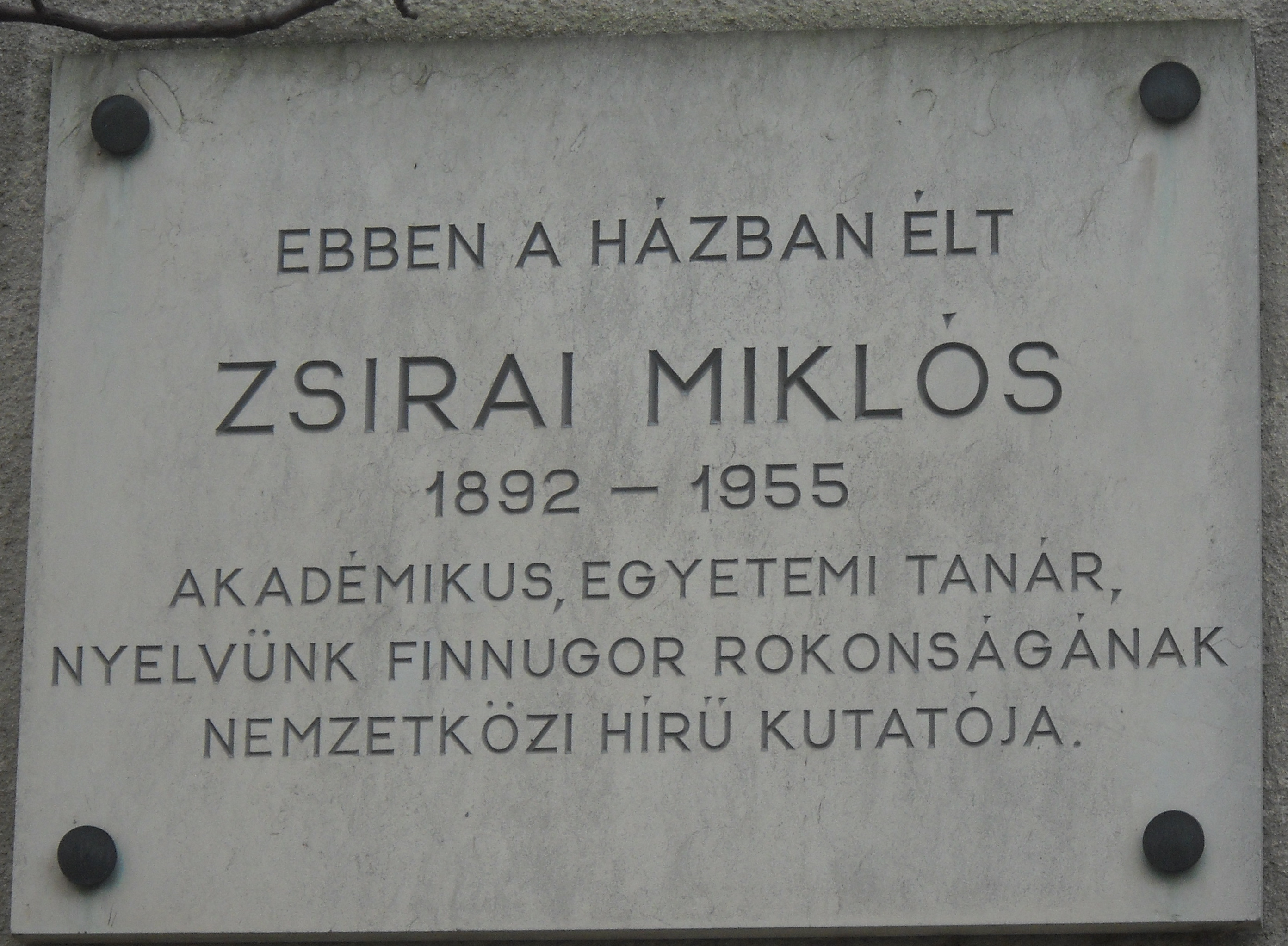
Zsirai Miklós,
Bimbó út 10/b.

### Botlatókövek

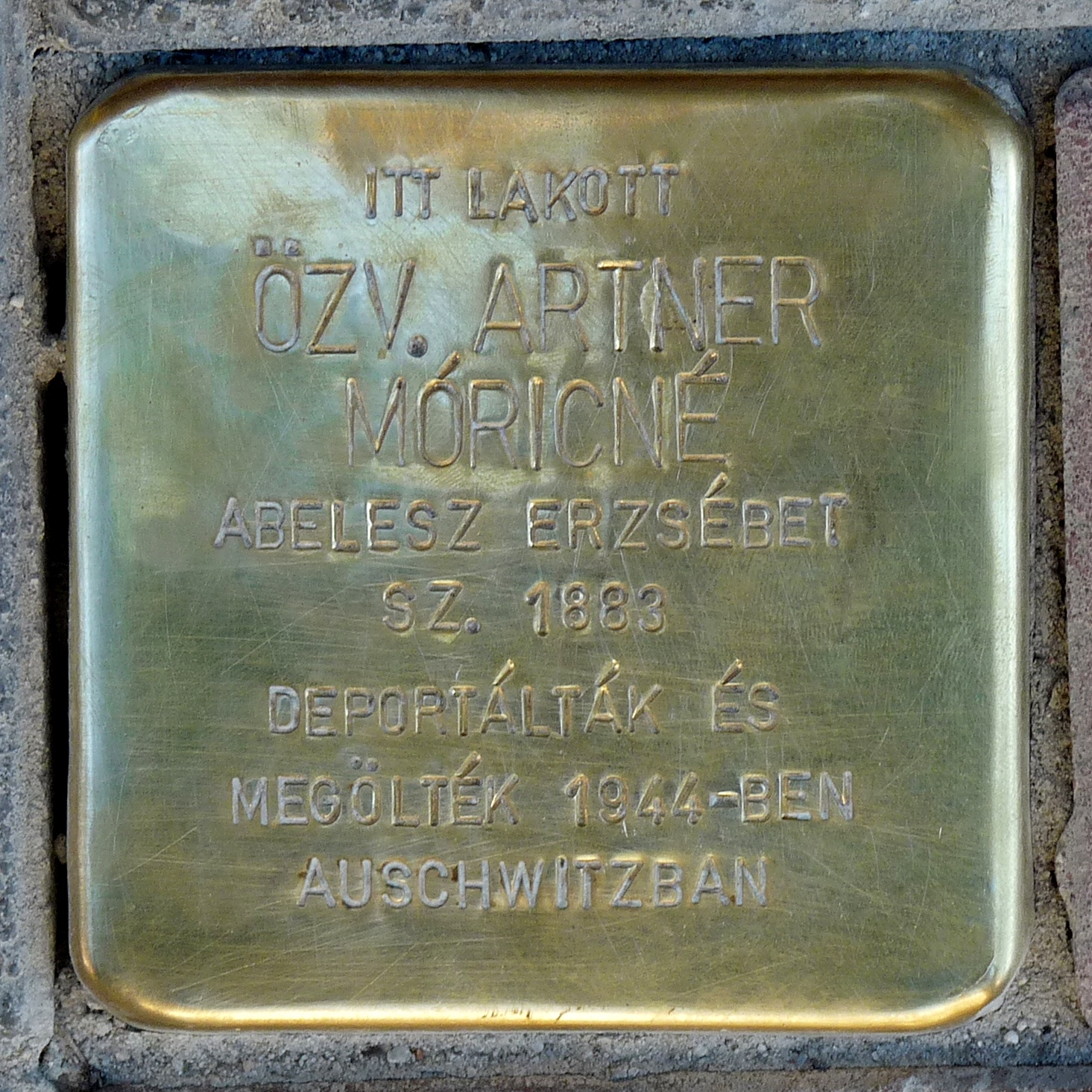
Artner Móricné Lövőház utca 32.
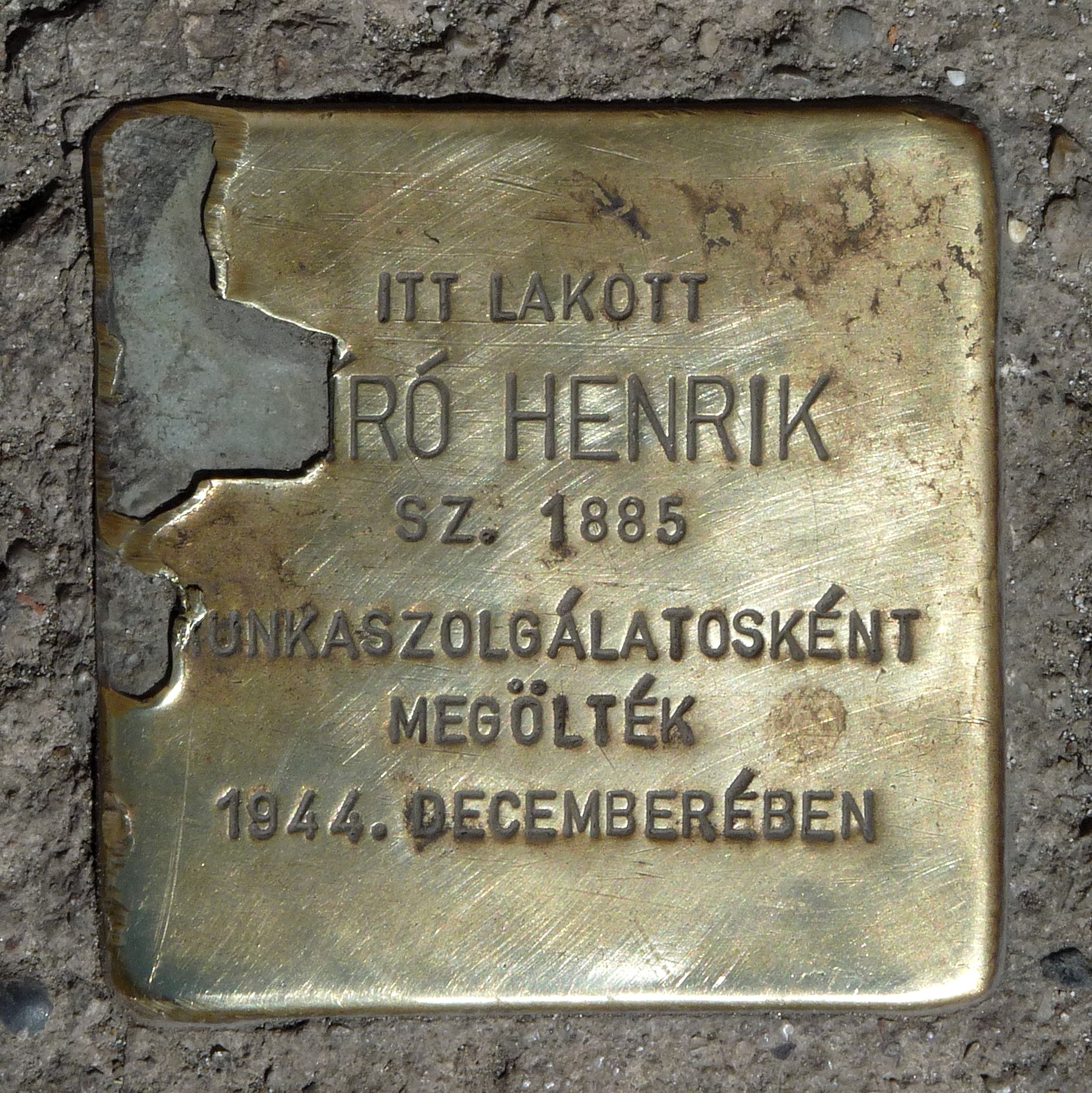
Bíró Henrik, Frankel Leó út 23.
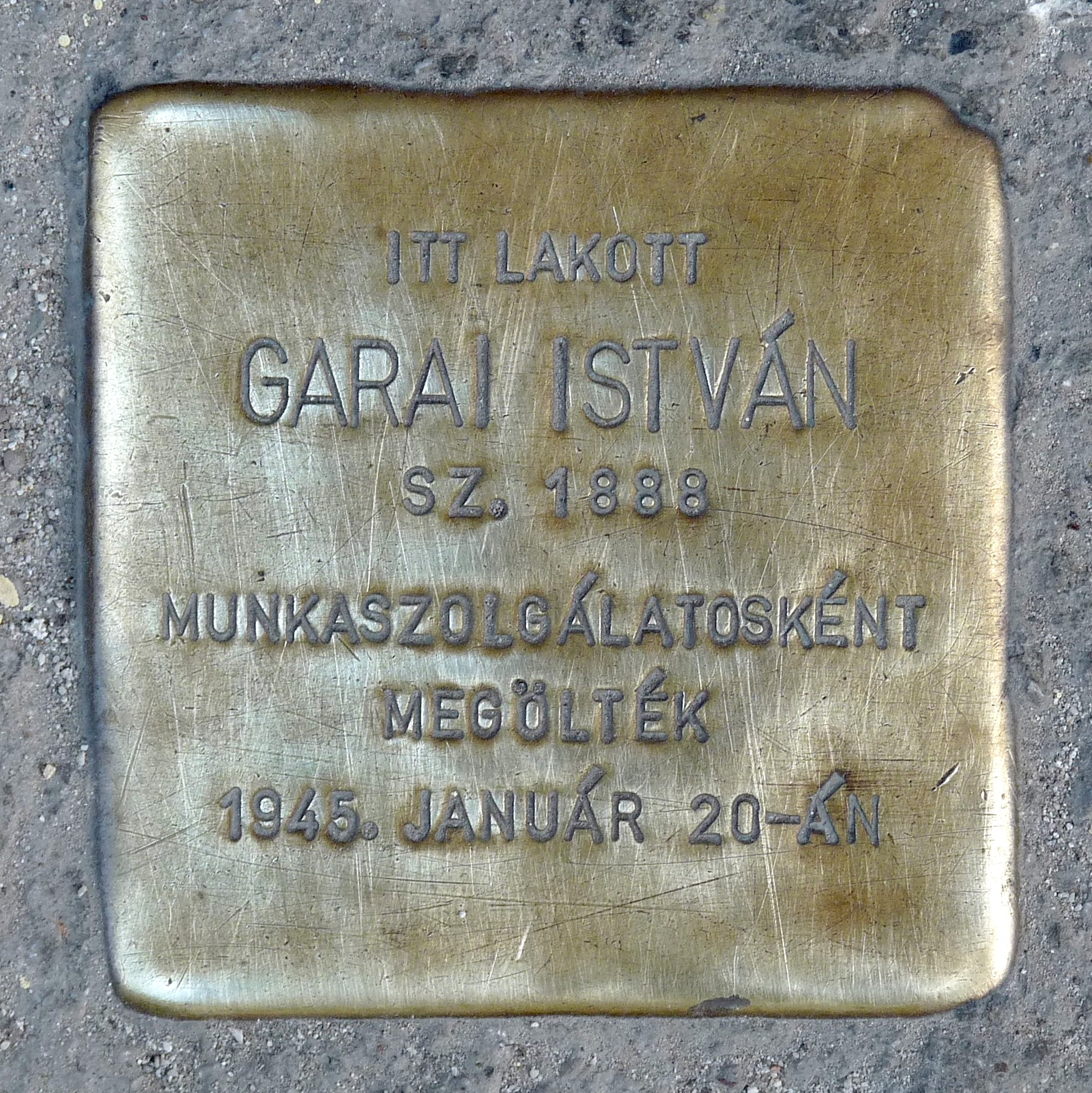
Garai István, Árpád fejedelem útja 3–4.
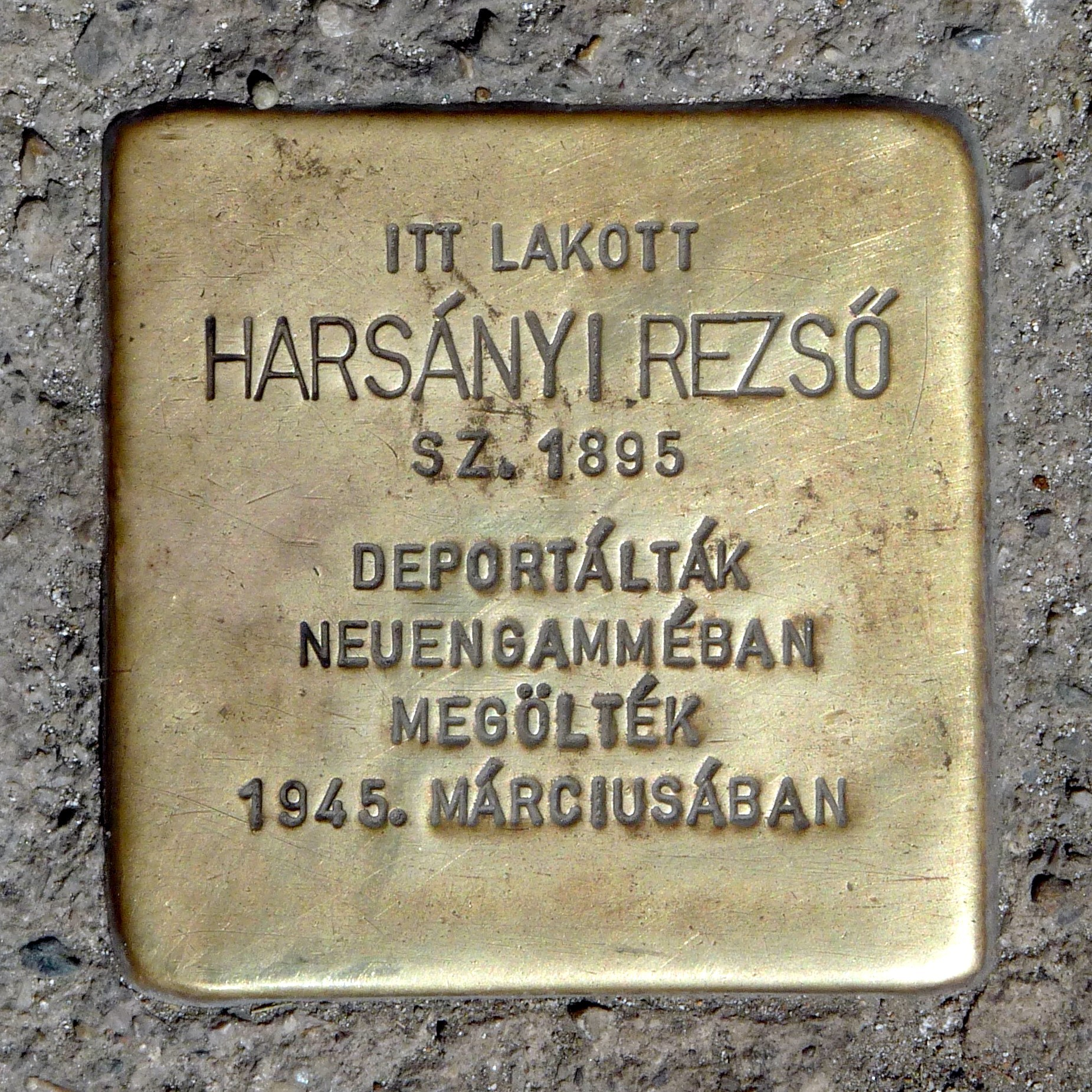
Harsányi Rezső, Frankel Leó út 23.
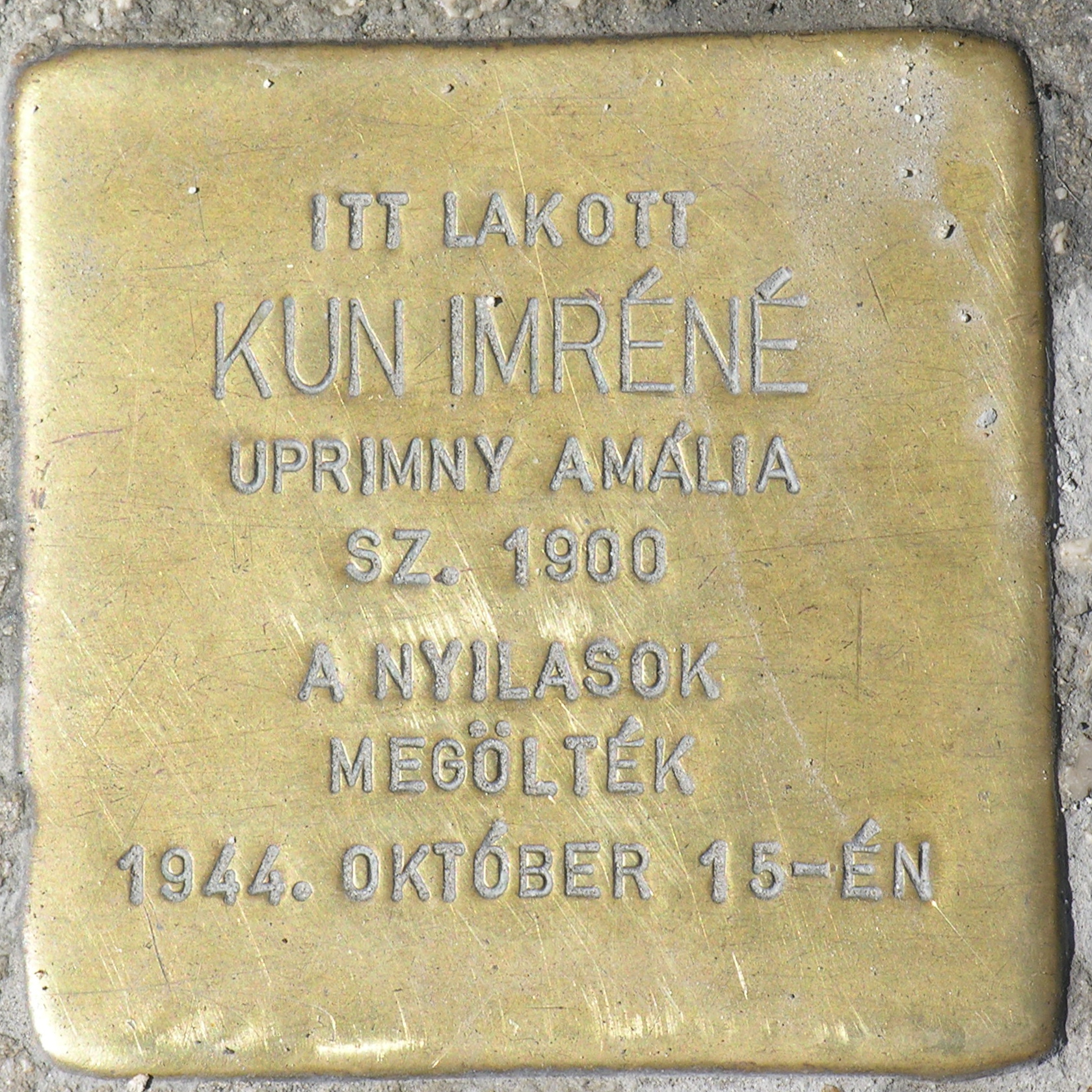
Kun Imréné, Buday László utca 2.
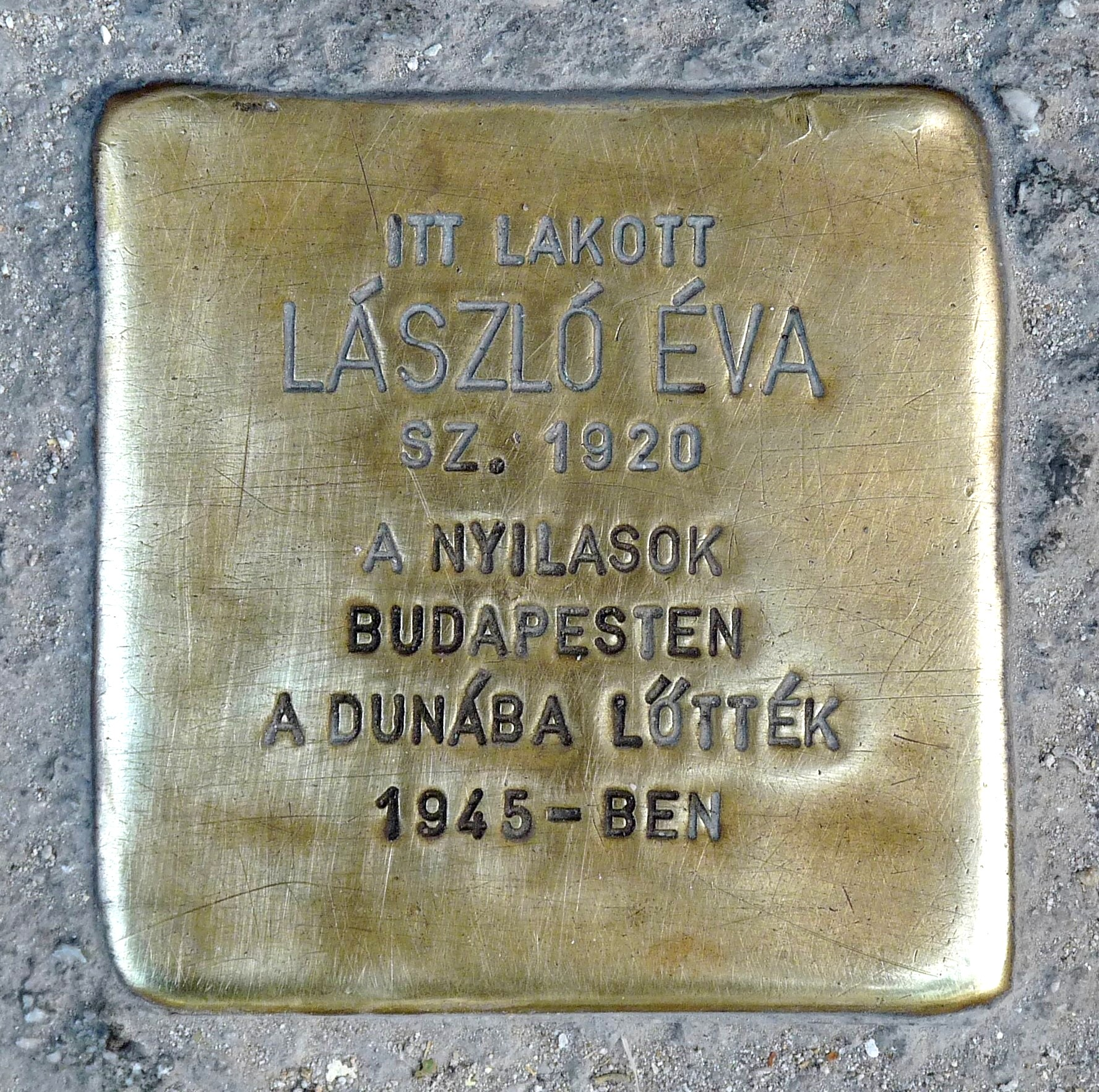
László Éva, Árpád fejedelem útja 3–4.
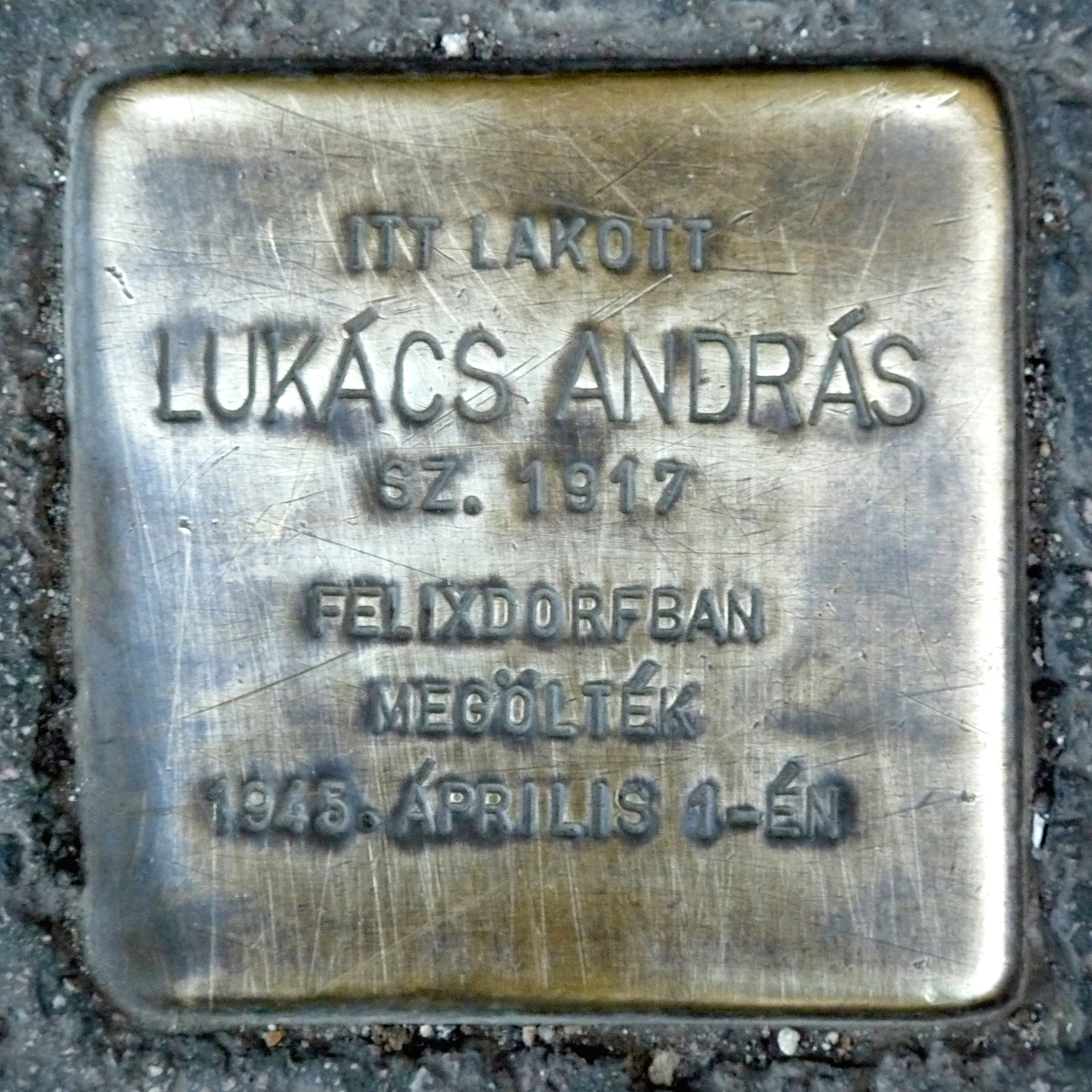
Lukács András Kavics utca 2/a.
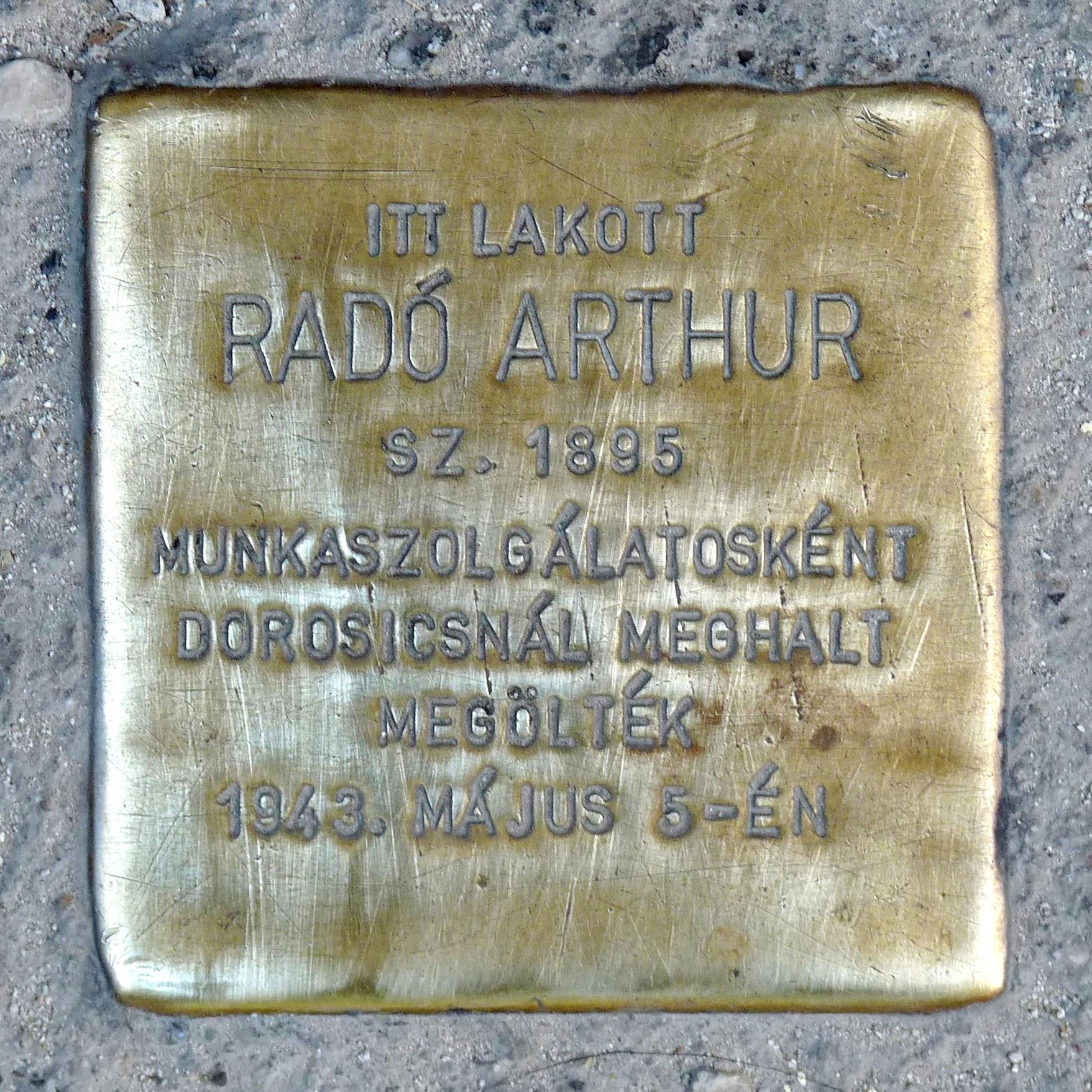
Radó Arthur, Árpád fejedelem útja 3–4.
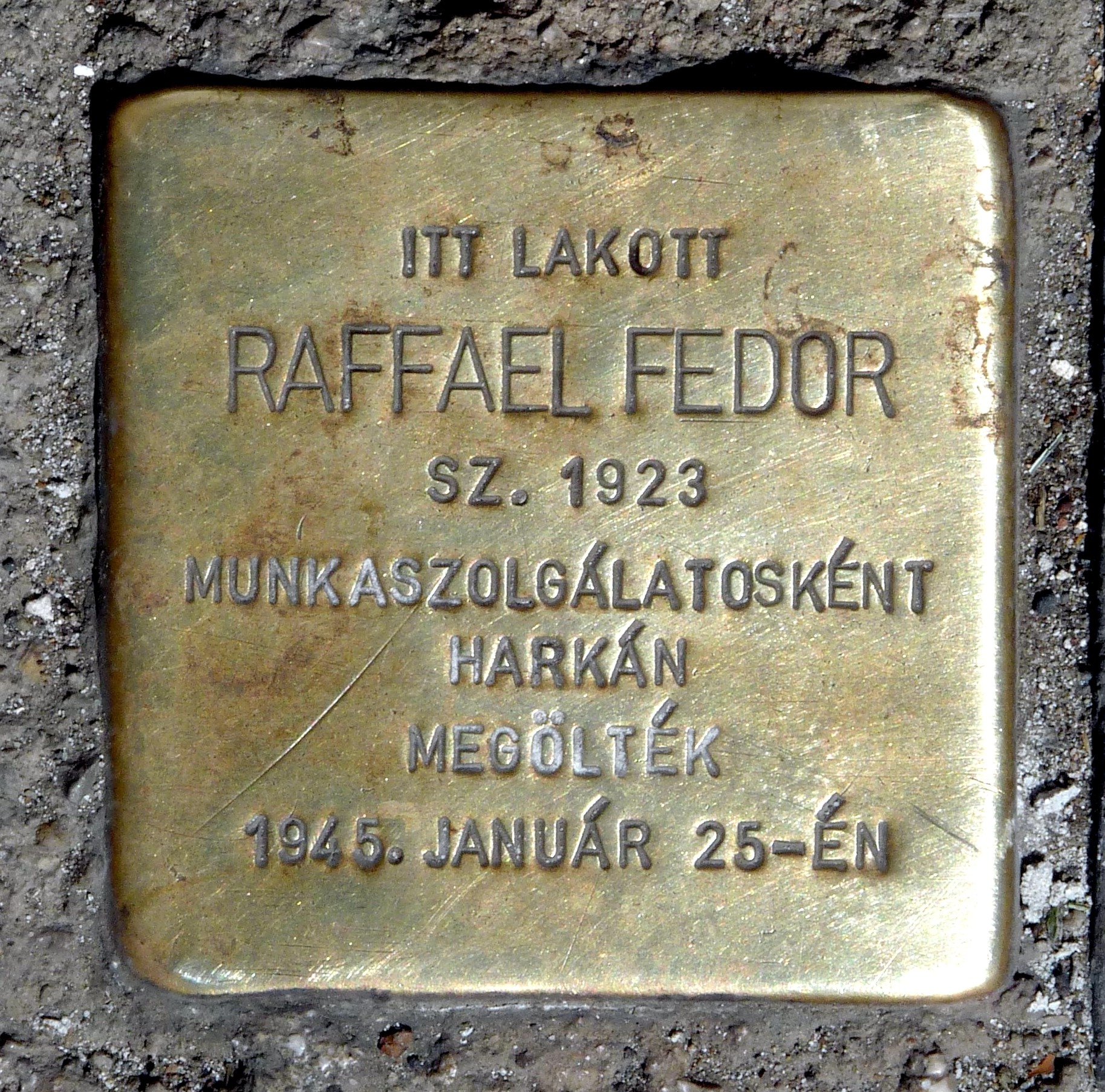
Raffael Fedor, Frankel Leó út 23.
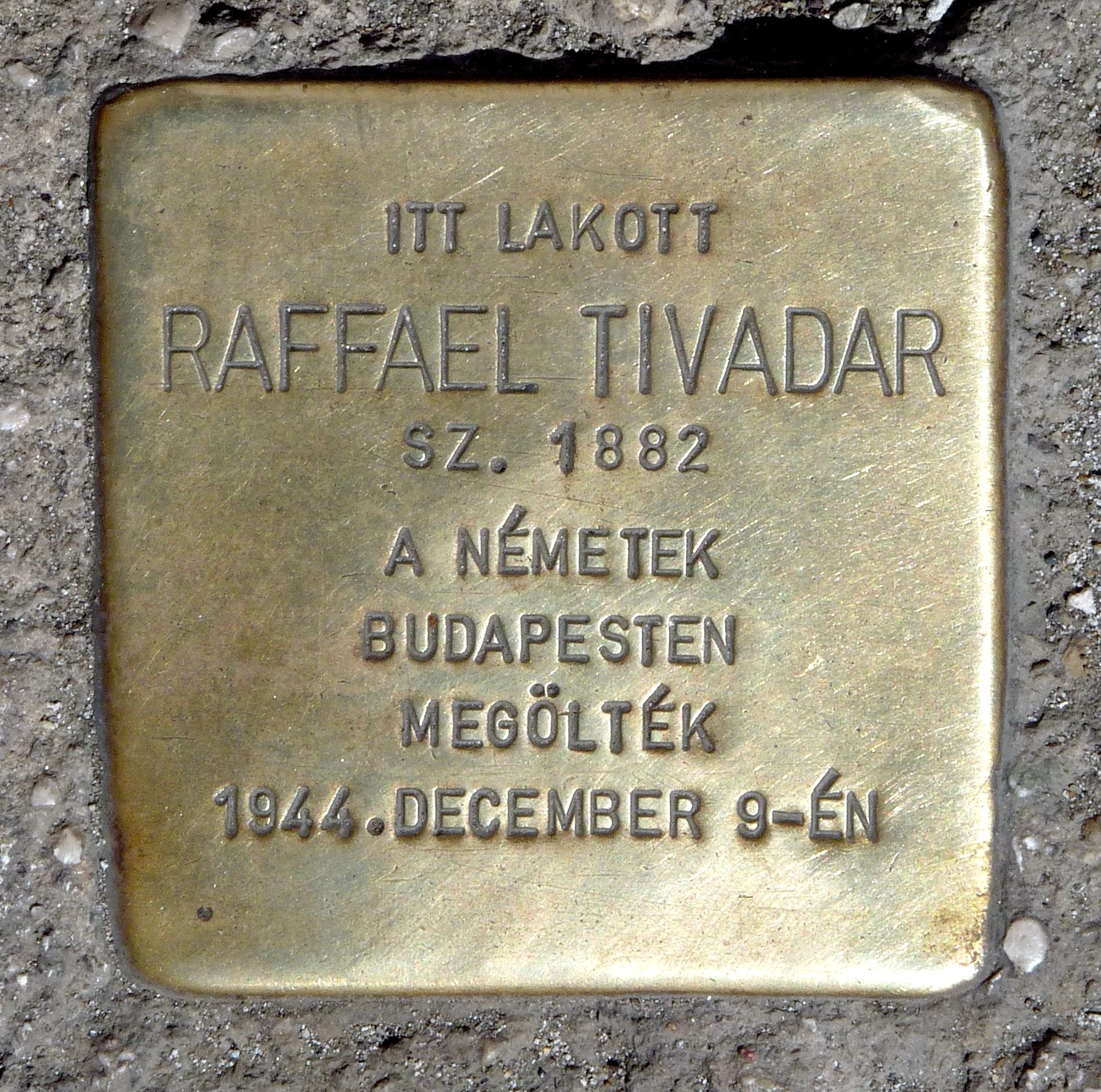
Raffael Tivadar, Frankel Leó út 23.
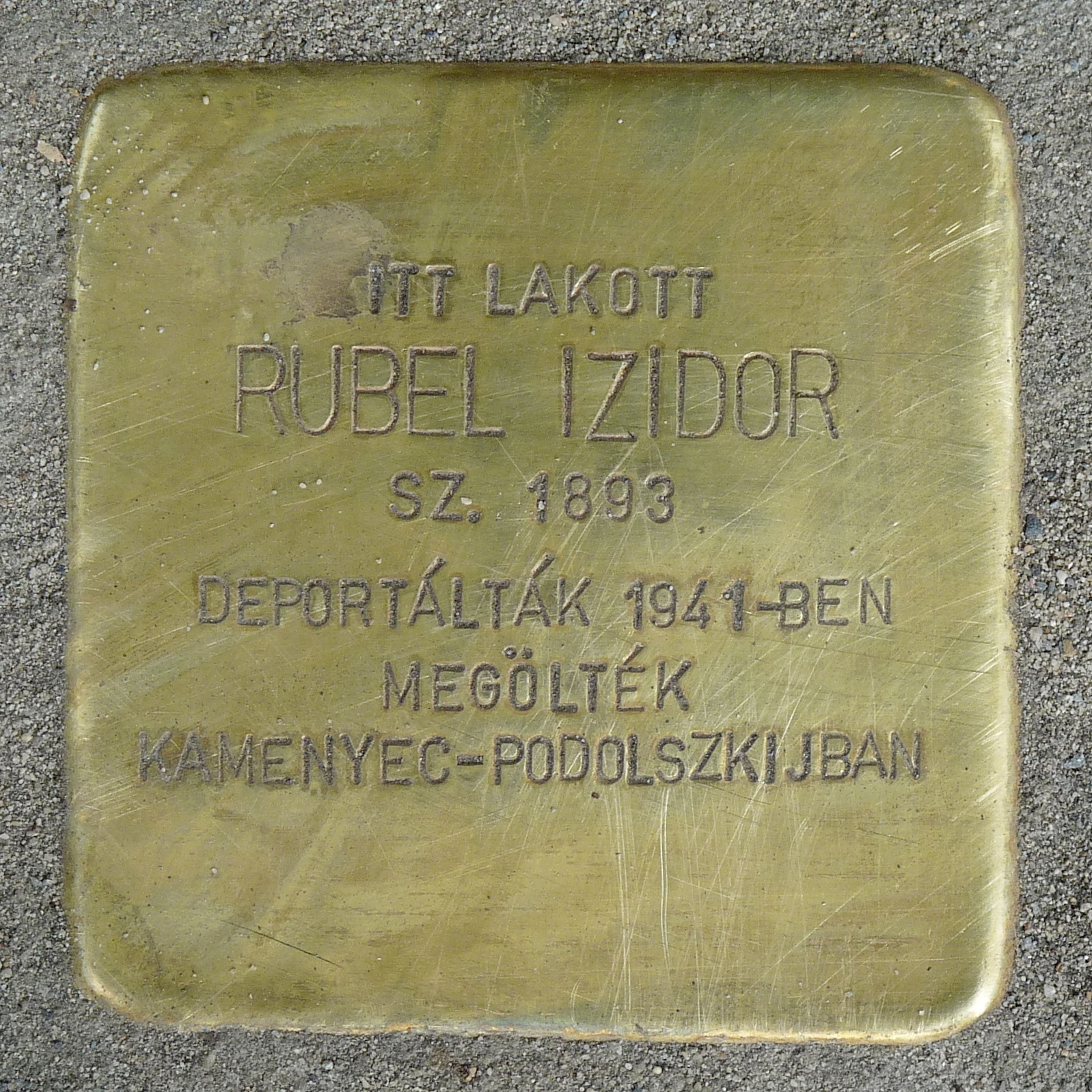
Rubel Izidor, Kelemen László utca 8/A.
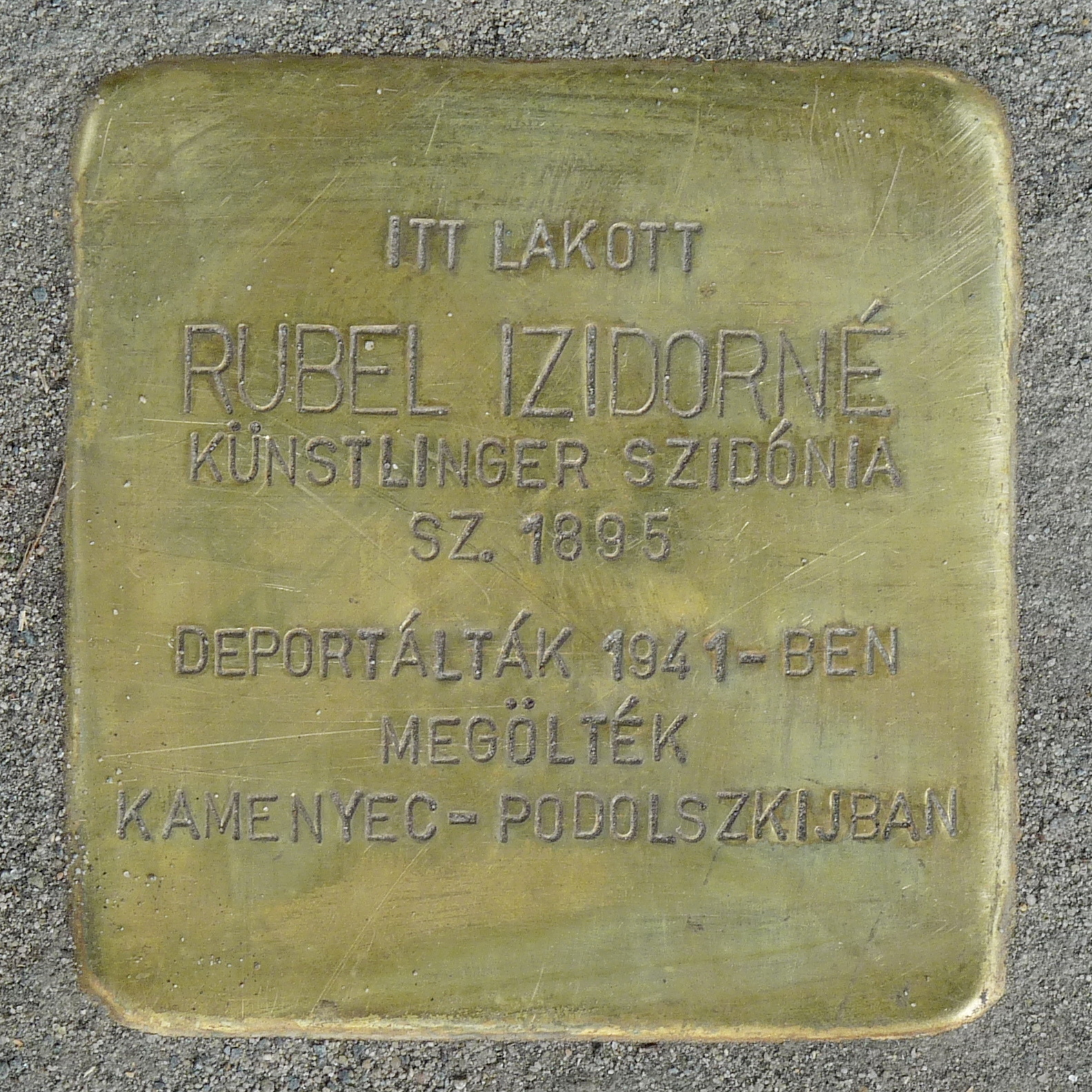
Rubel Izidorné, Kelemen László utca 8/A.
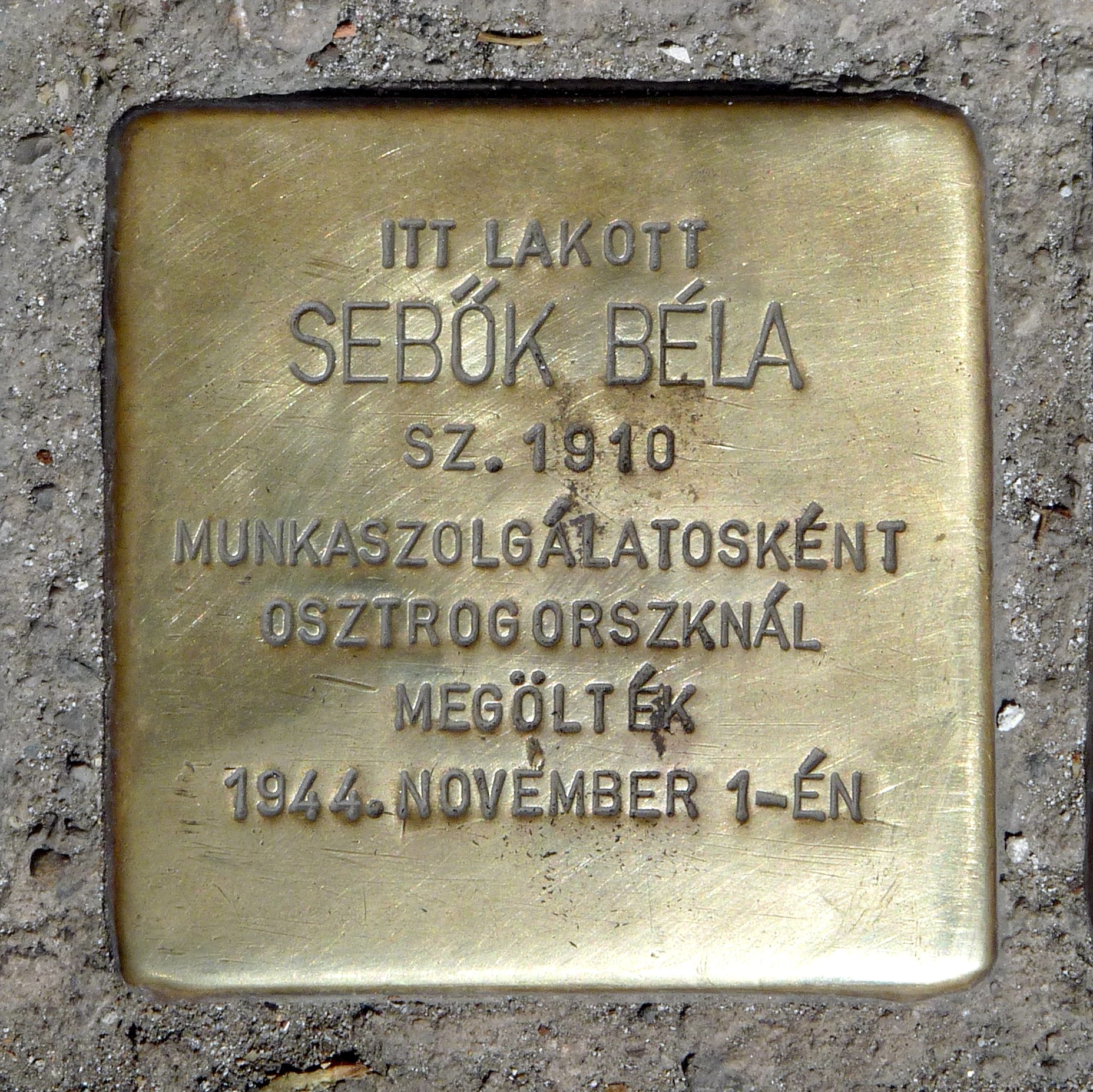
Sebők Béla, Frankel Leó út 23.
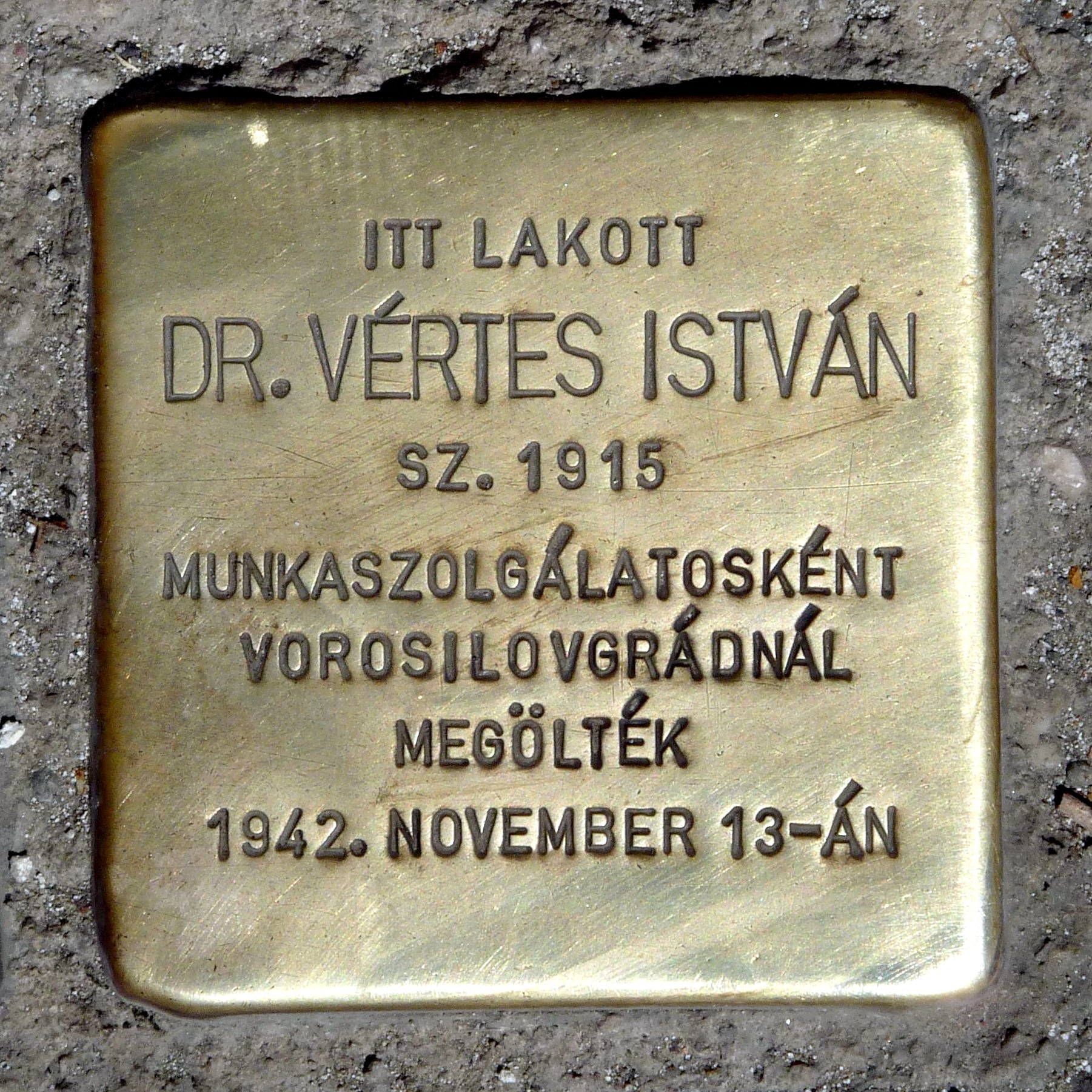
Dr. Vértes István,
Frankel Leó út 23.

## Emléktáblák aSzent Lukács gyógyfürdőben(Frankel Leó út 25.)

### Emlékfal a kertben

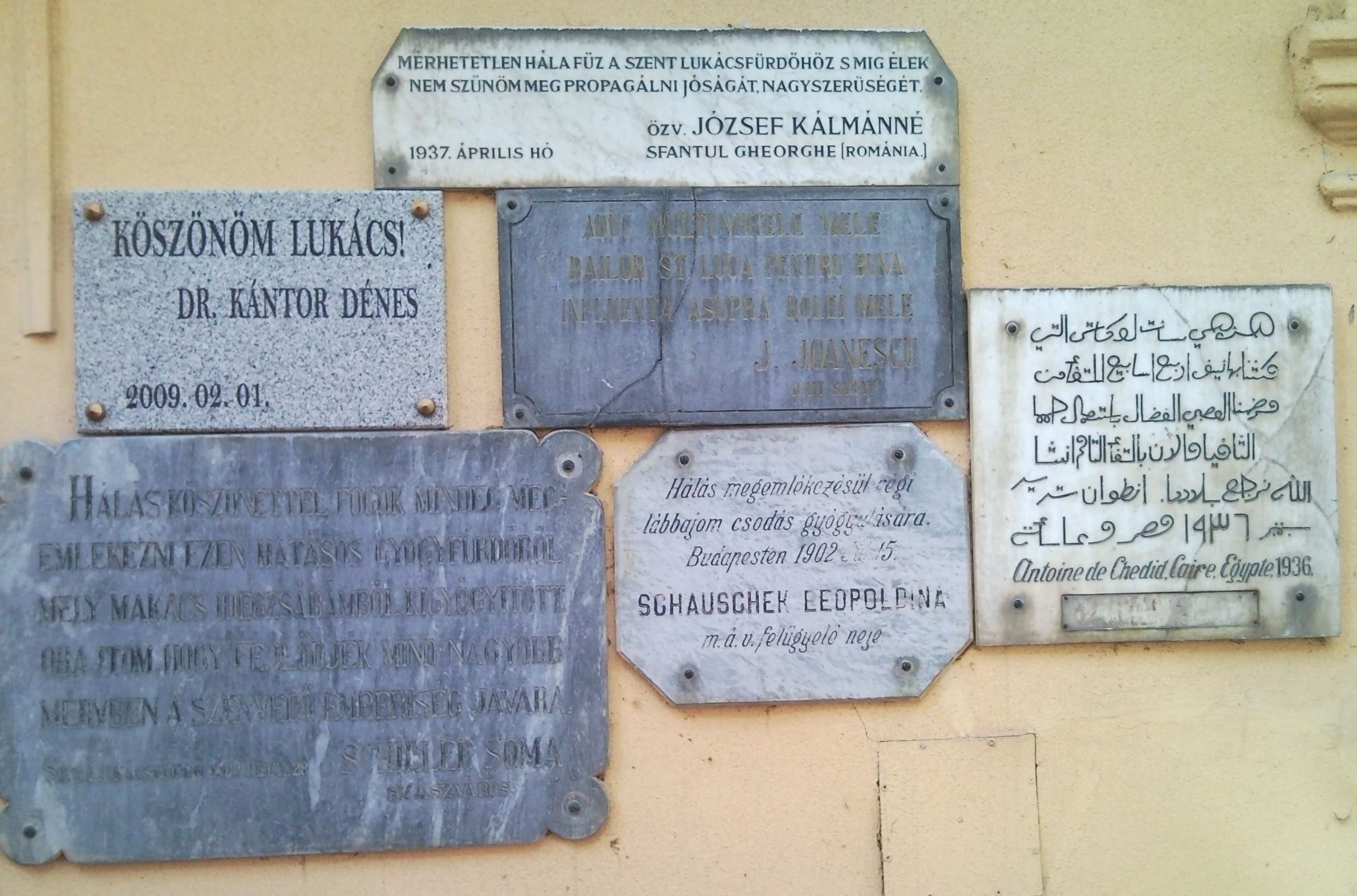
Hálás betegek emléktábla fala /szemelvények/
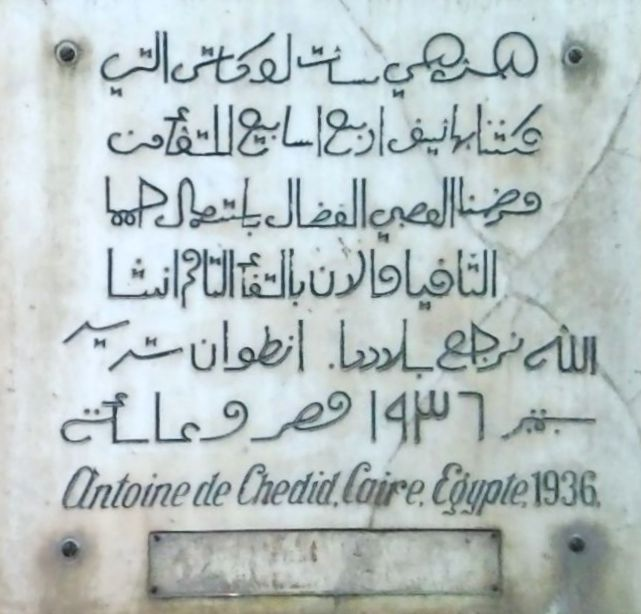
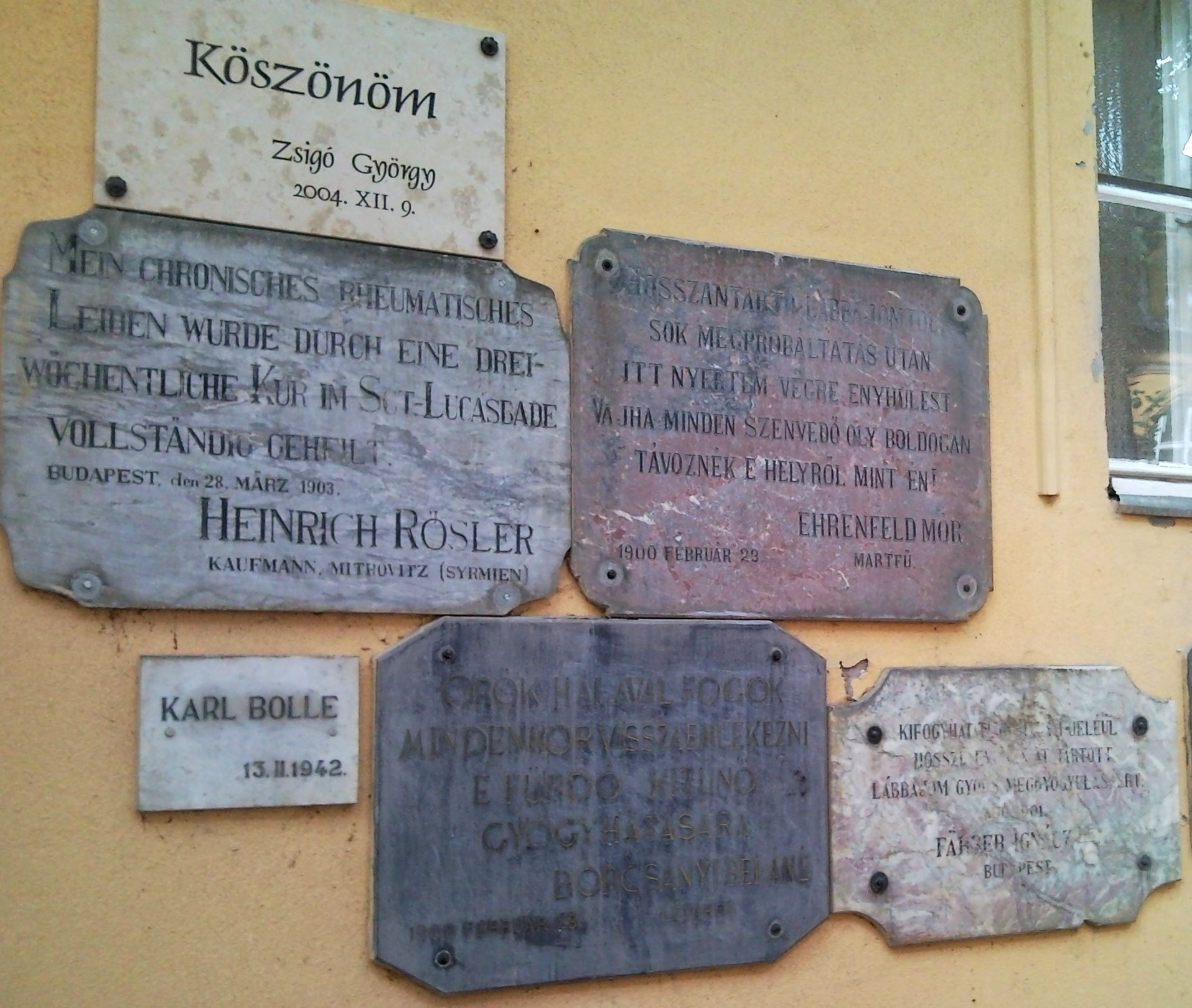
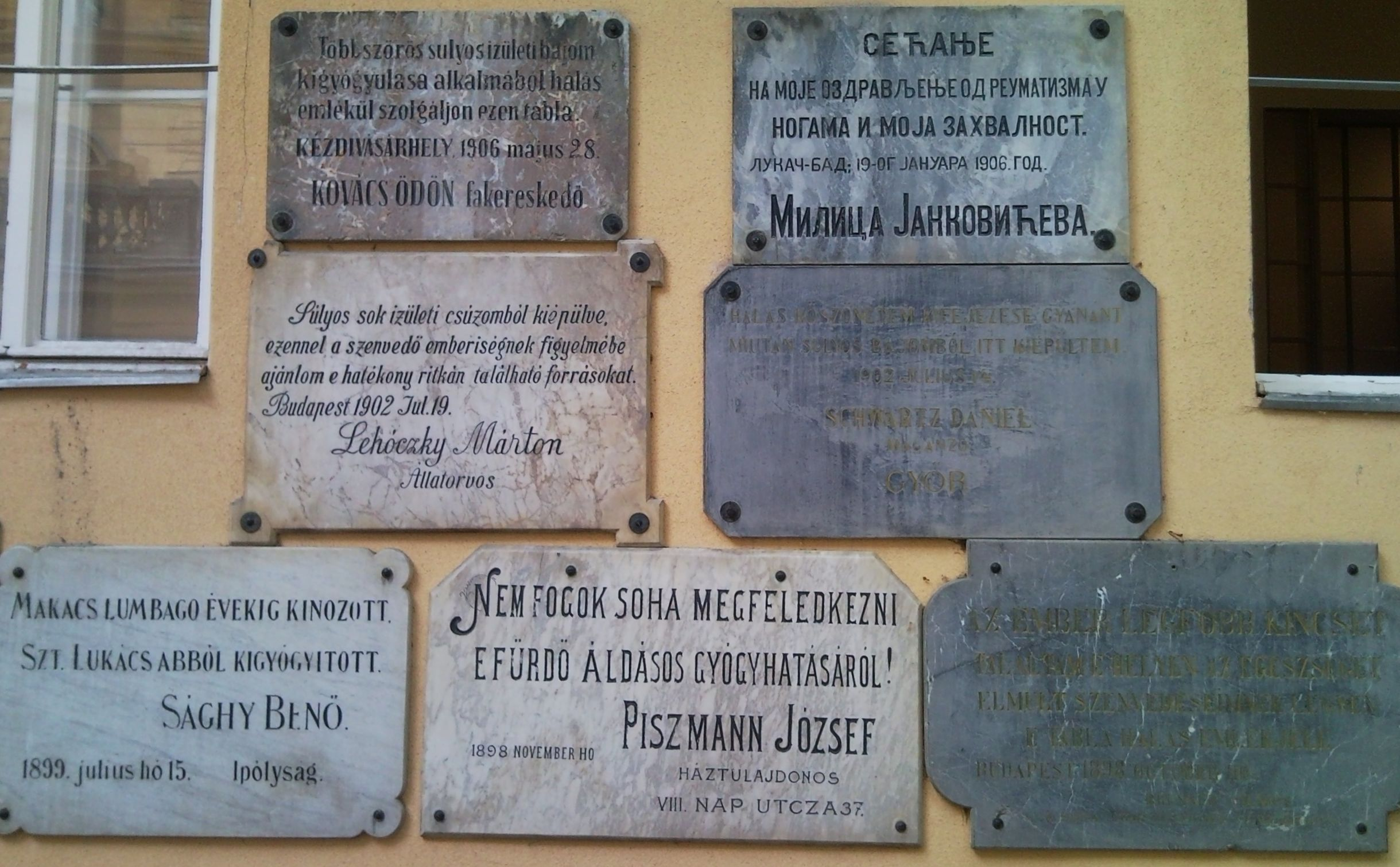
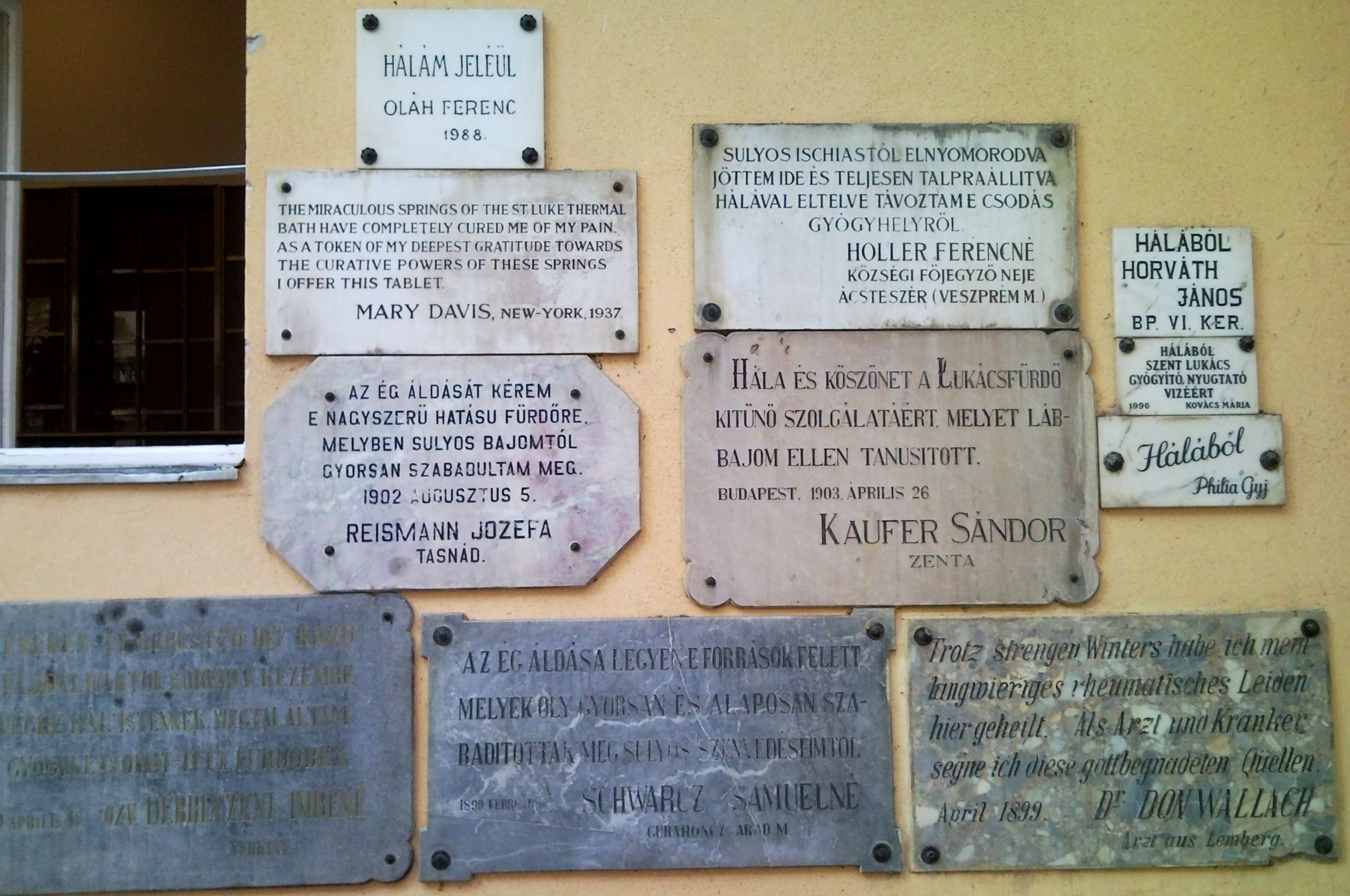
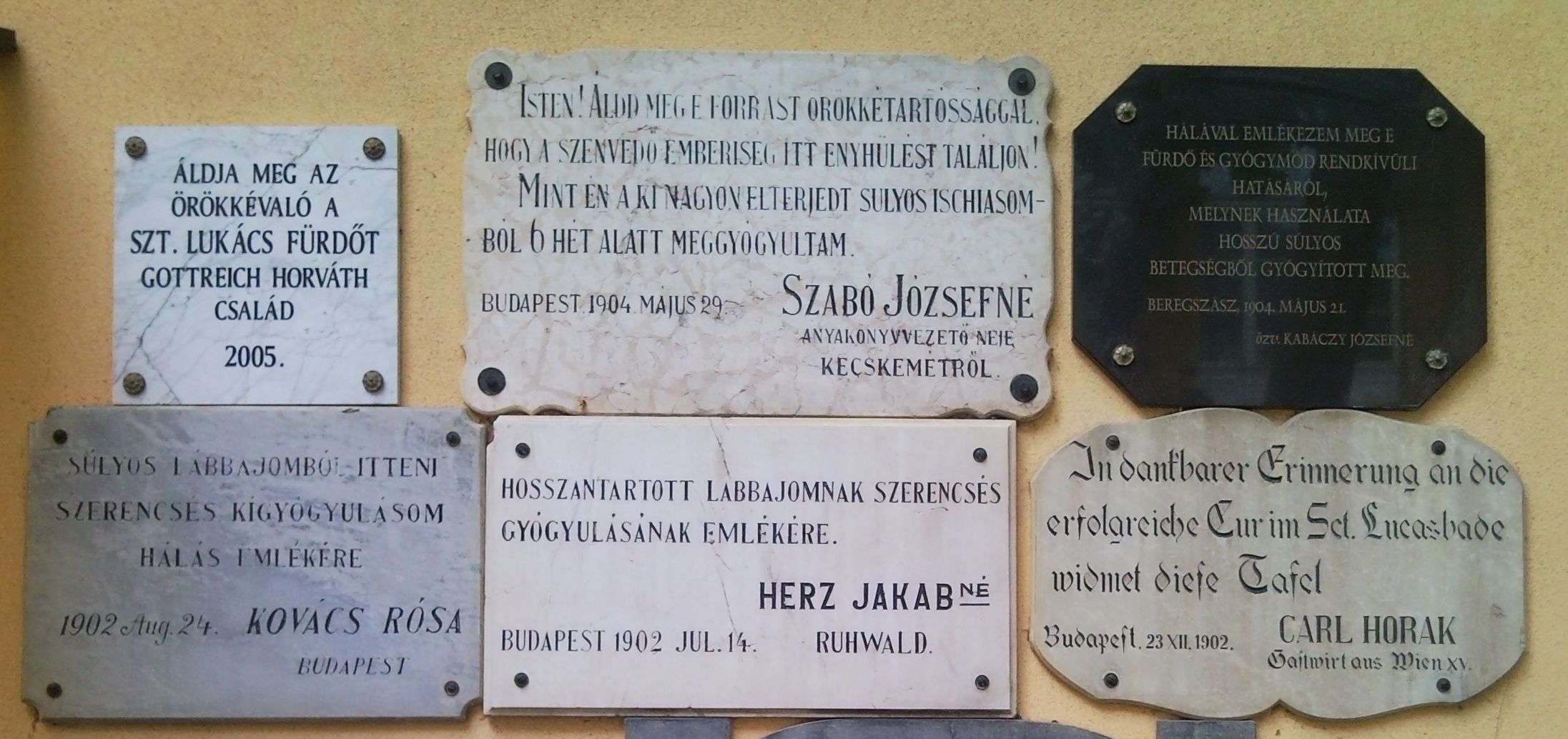
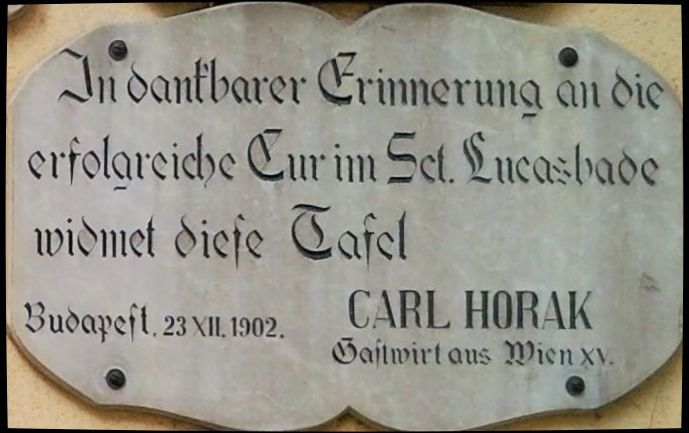
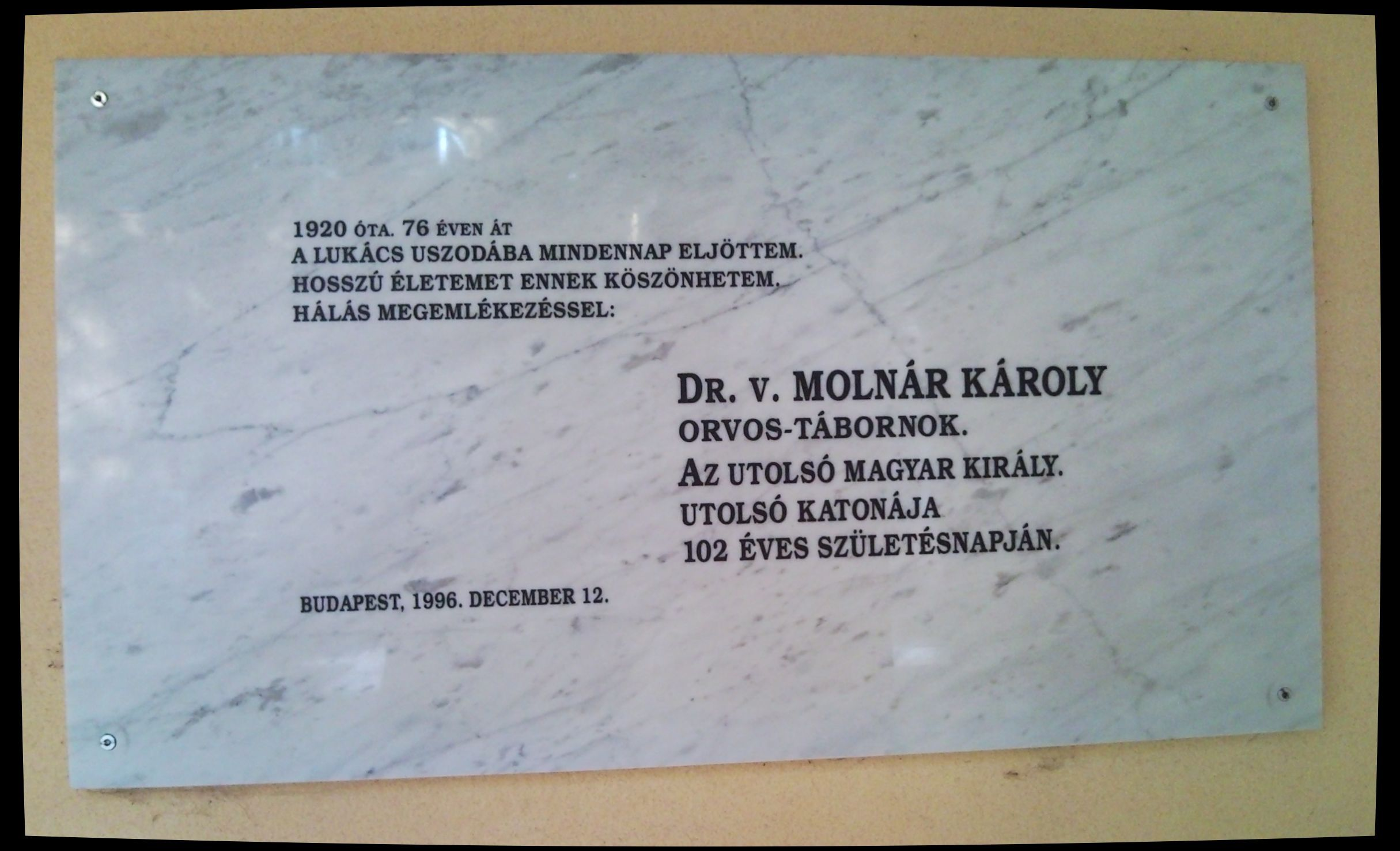
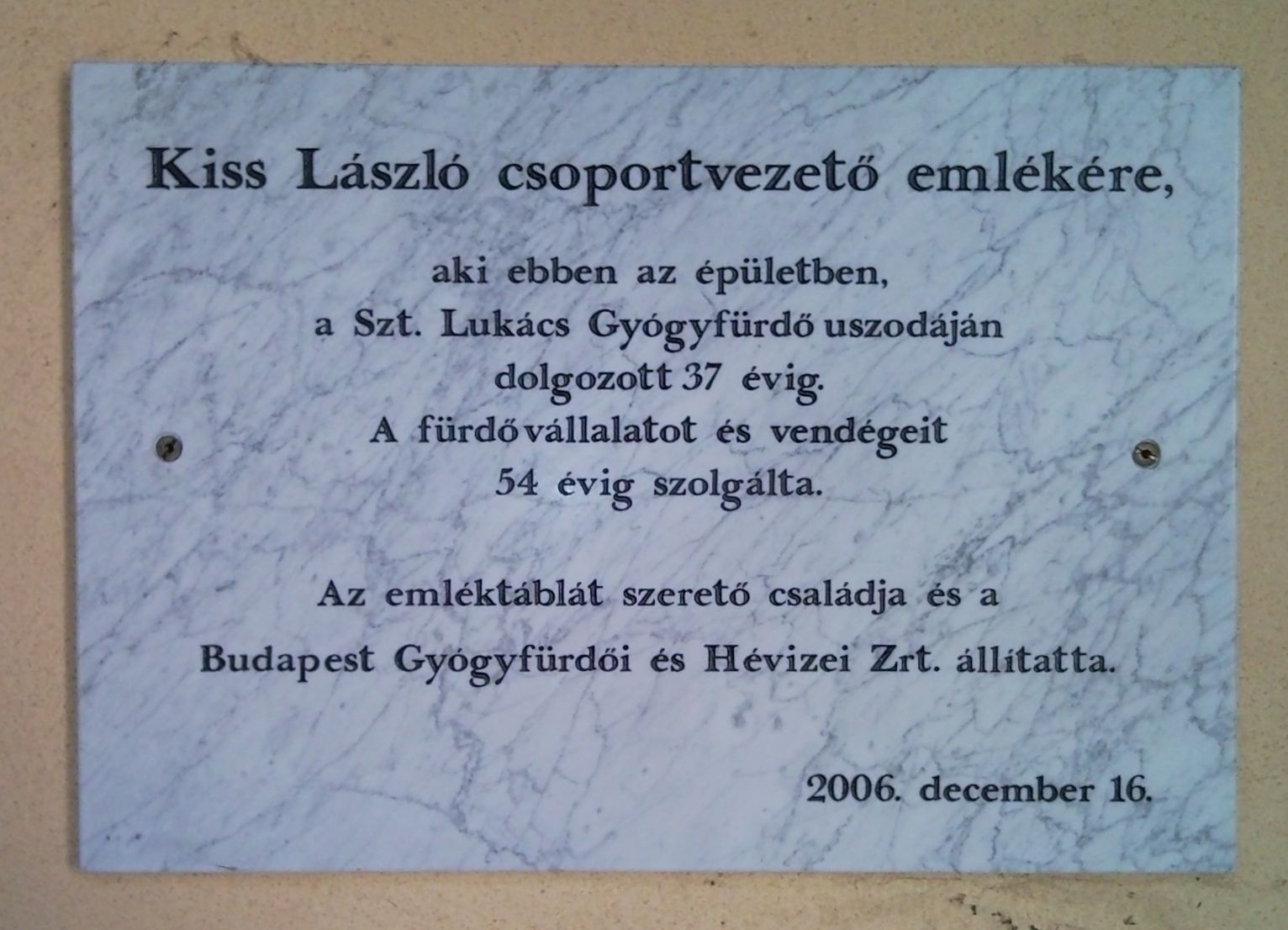
Kiss László

### Emlékfal a nyitott uszodában

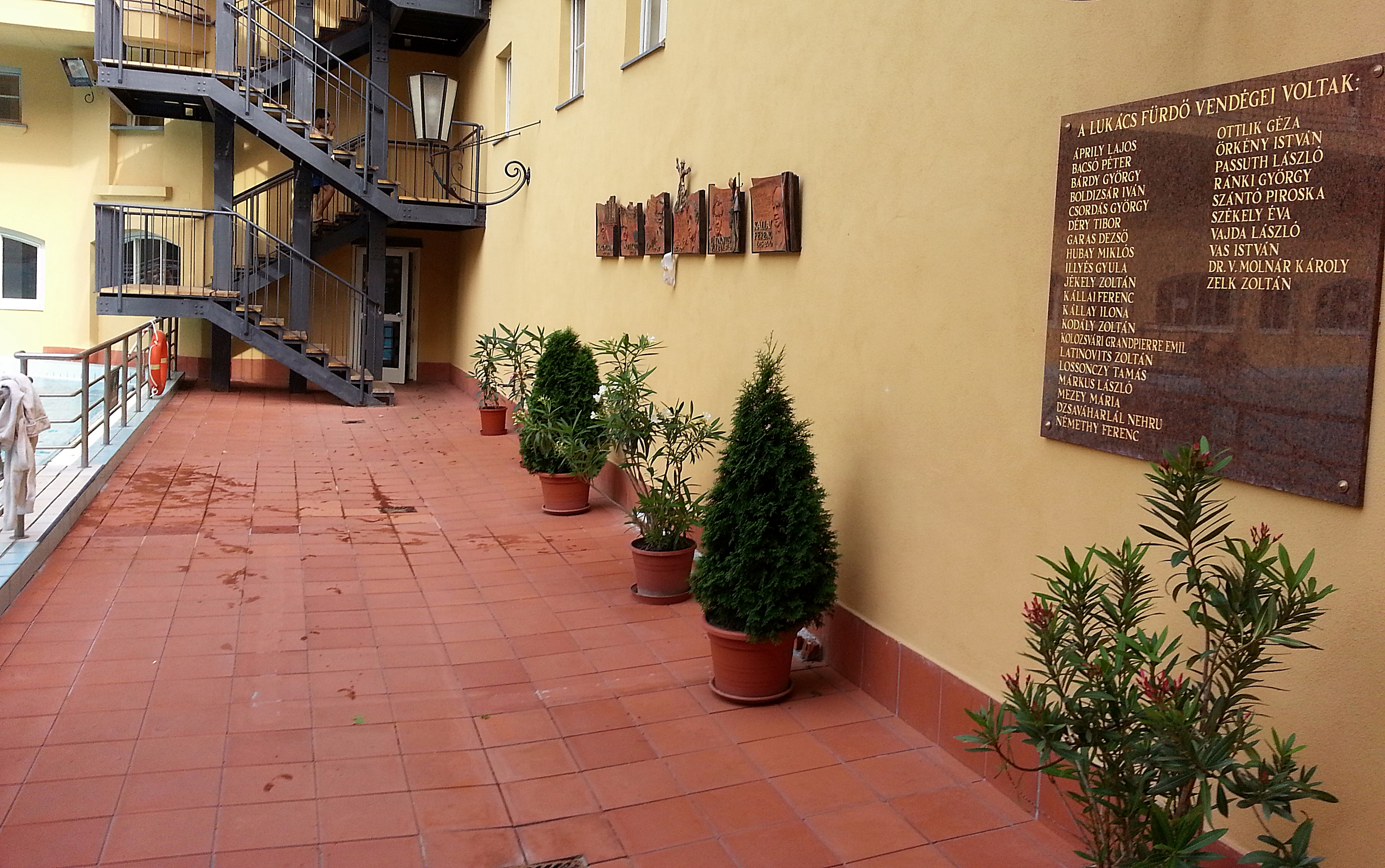
Híres vendégek emlékfala
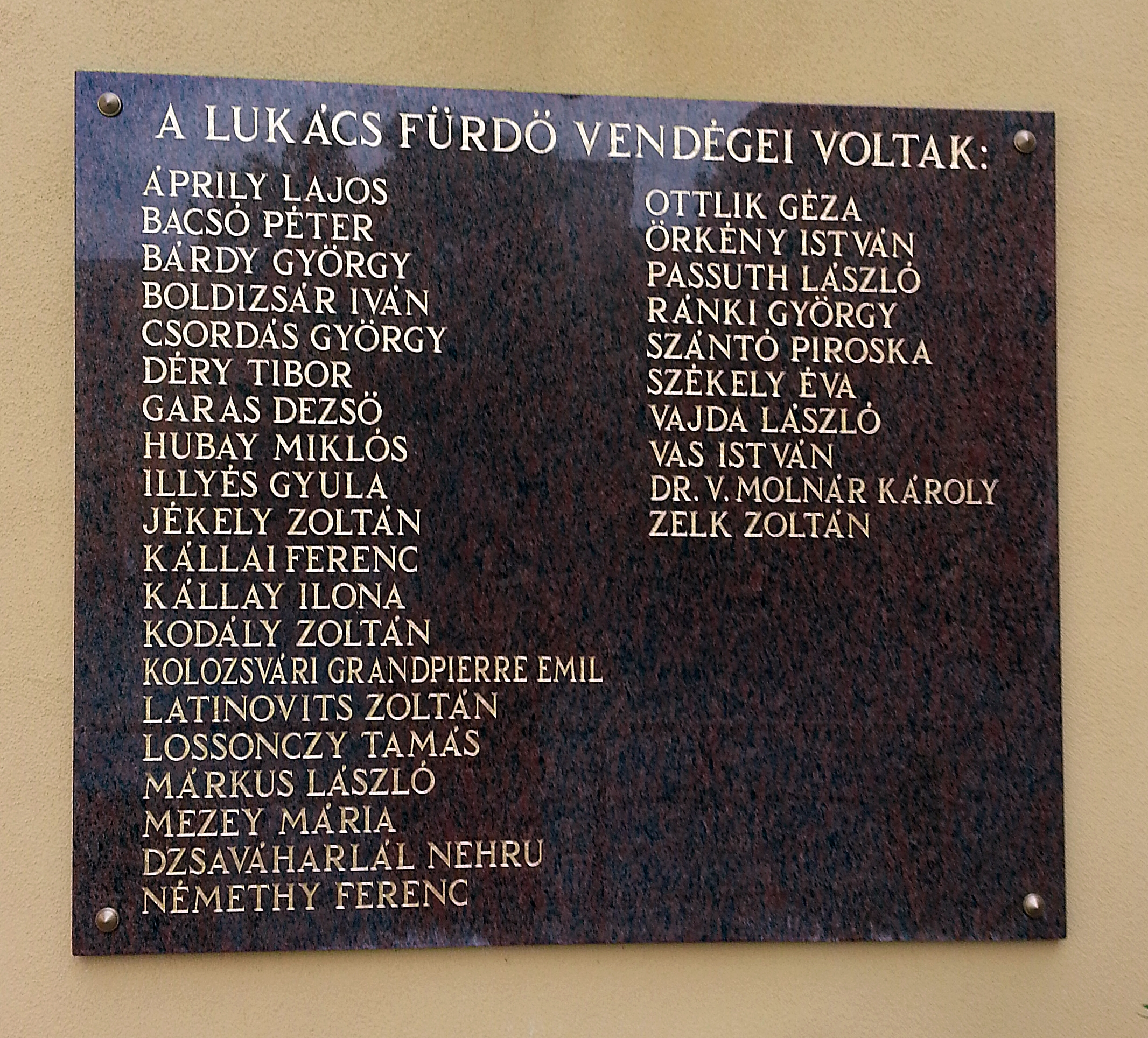
és emléktáblája
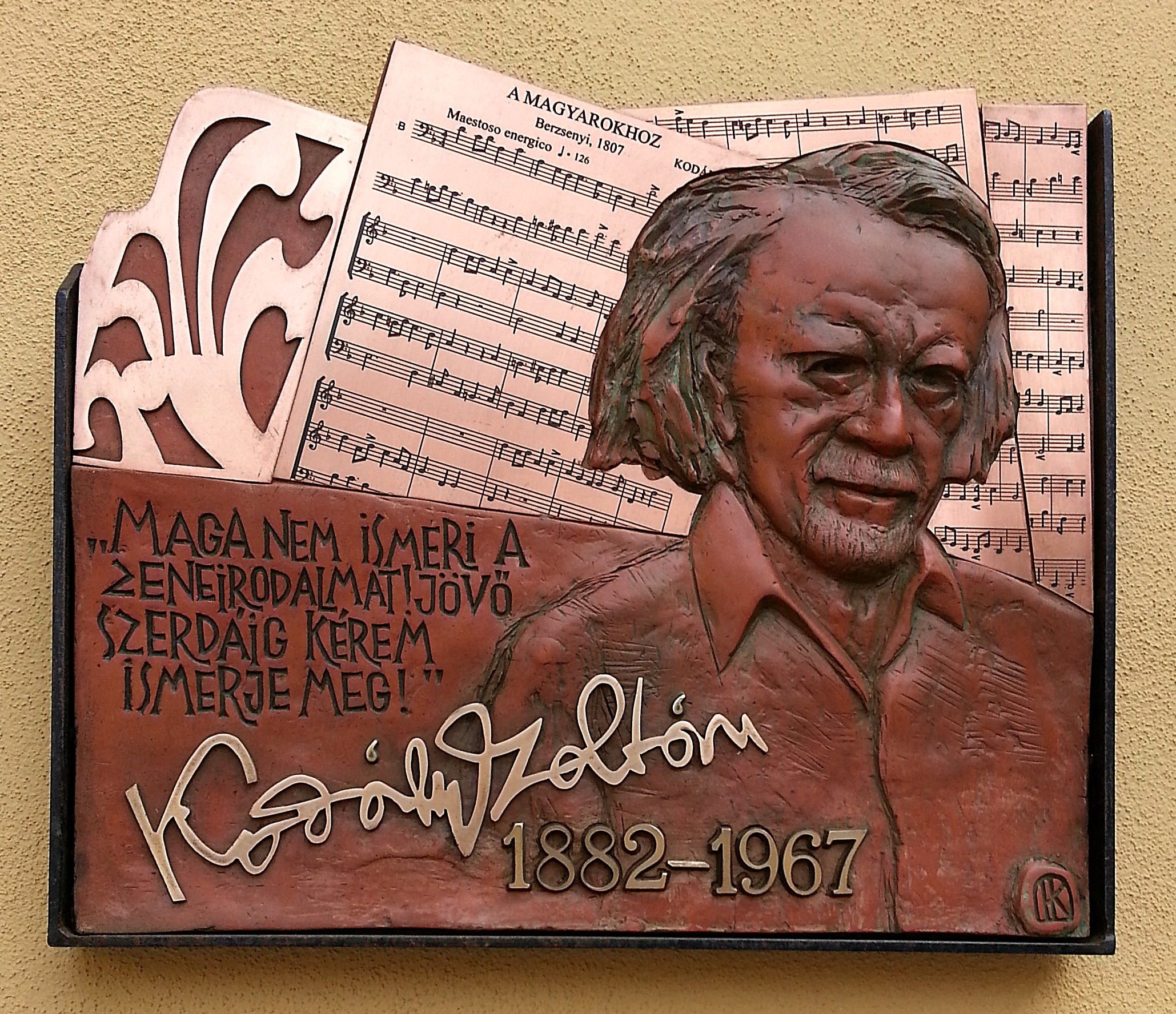
Kodály Zoltán Krjcsovics Károly alkotásai→
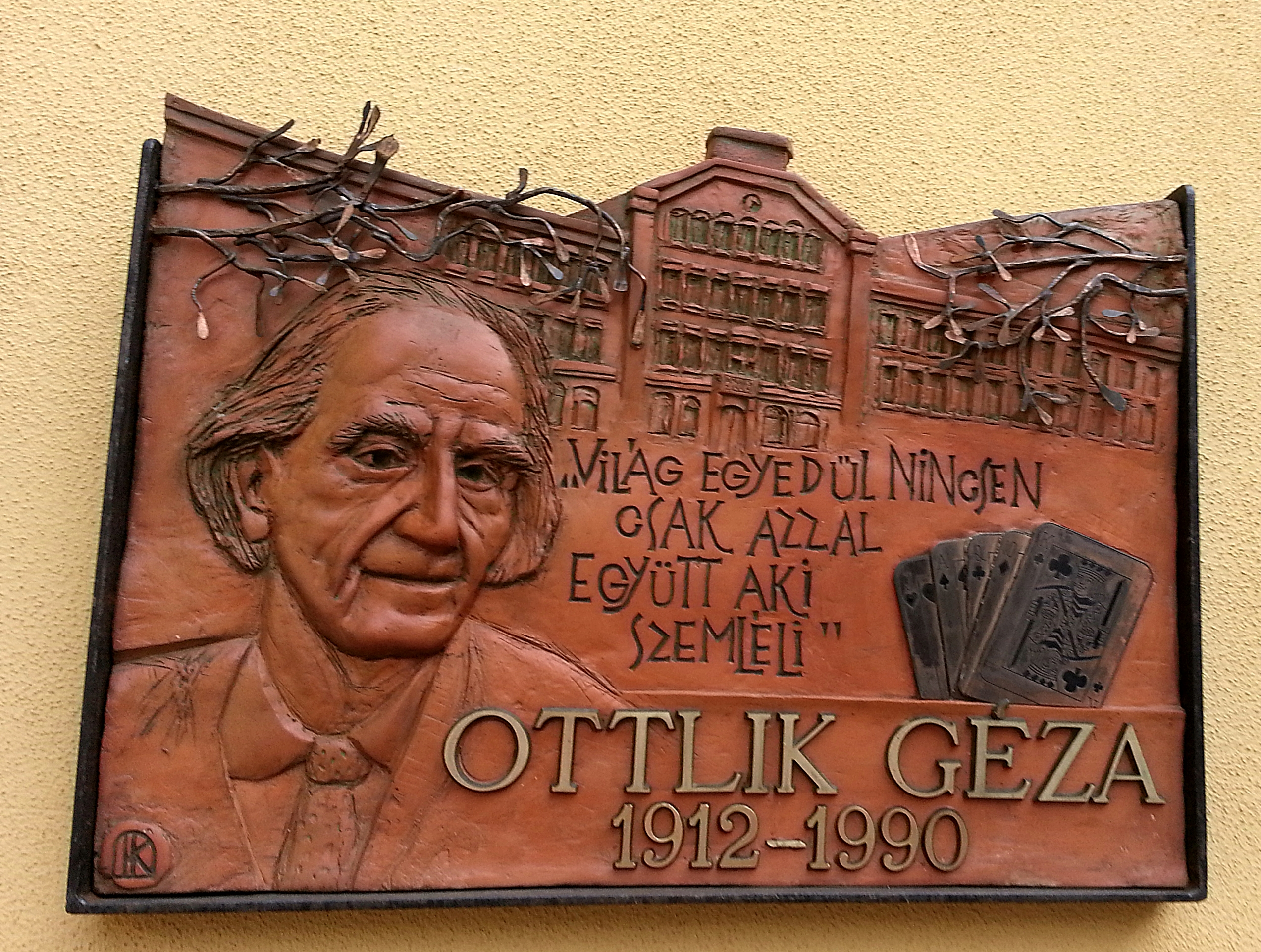
Ottlik Géza
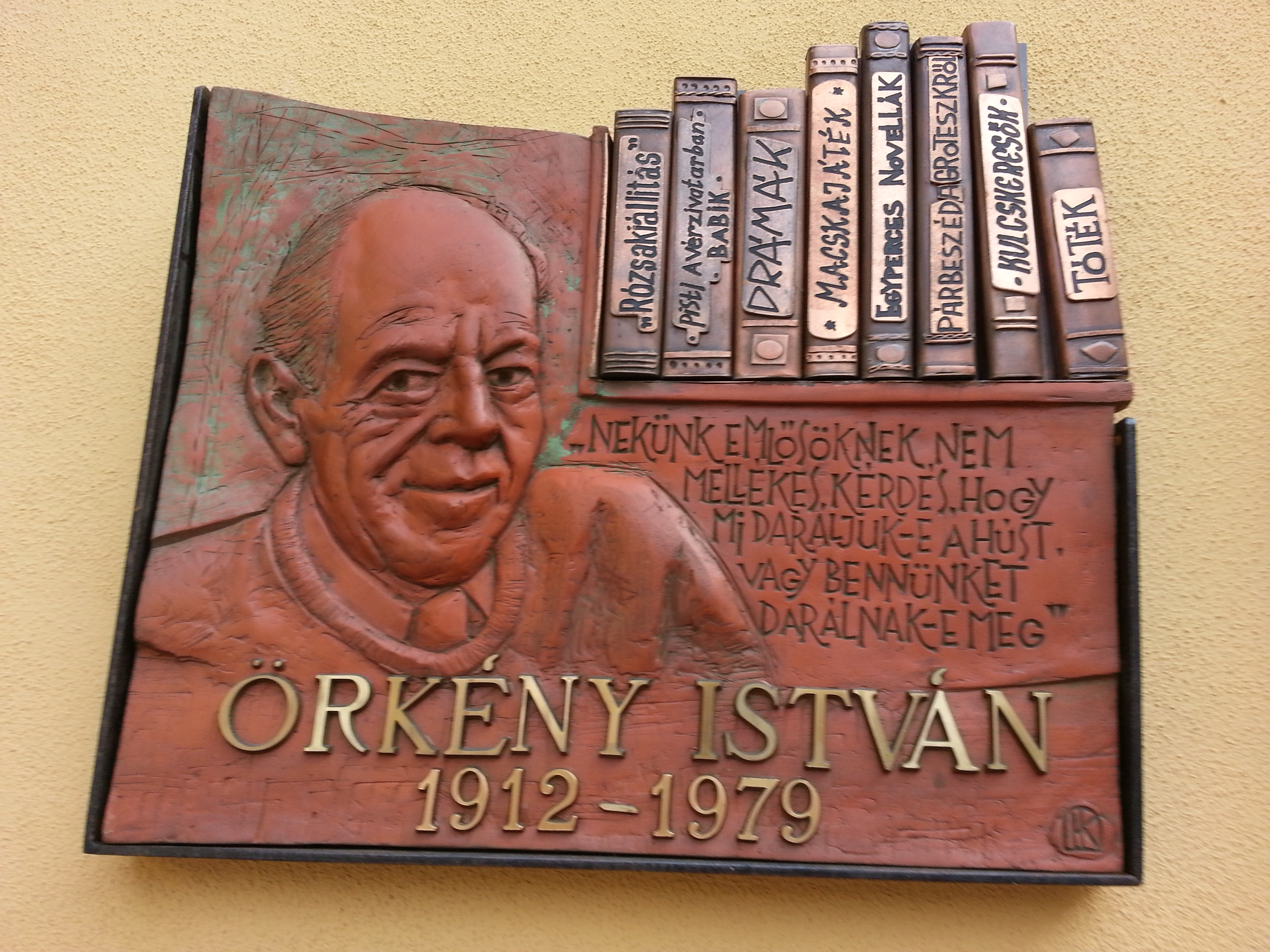
Örkény István
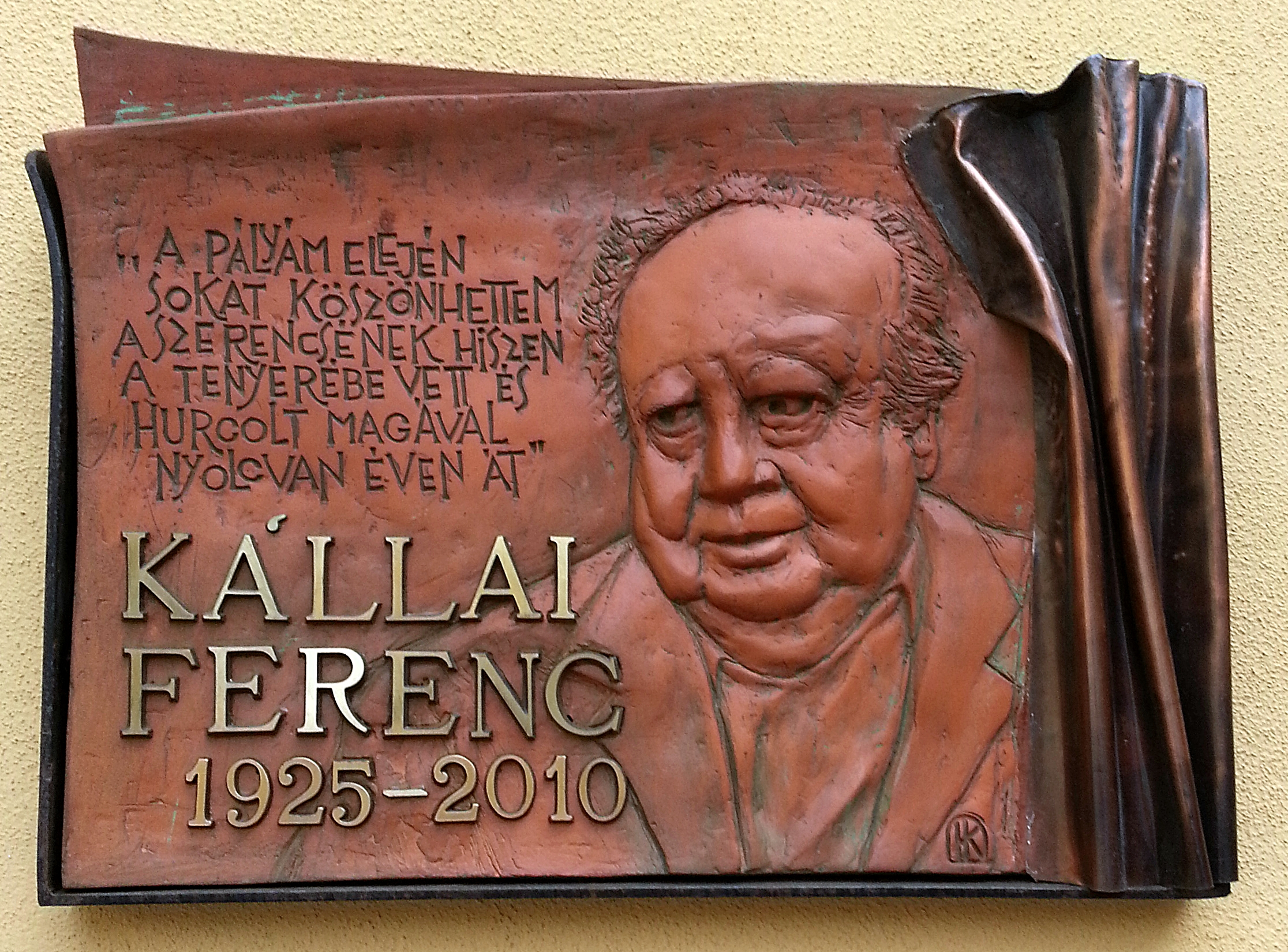
Kállai Ferenc
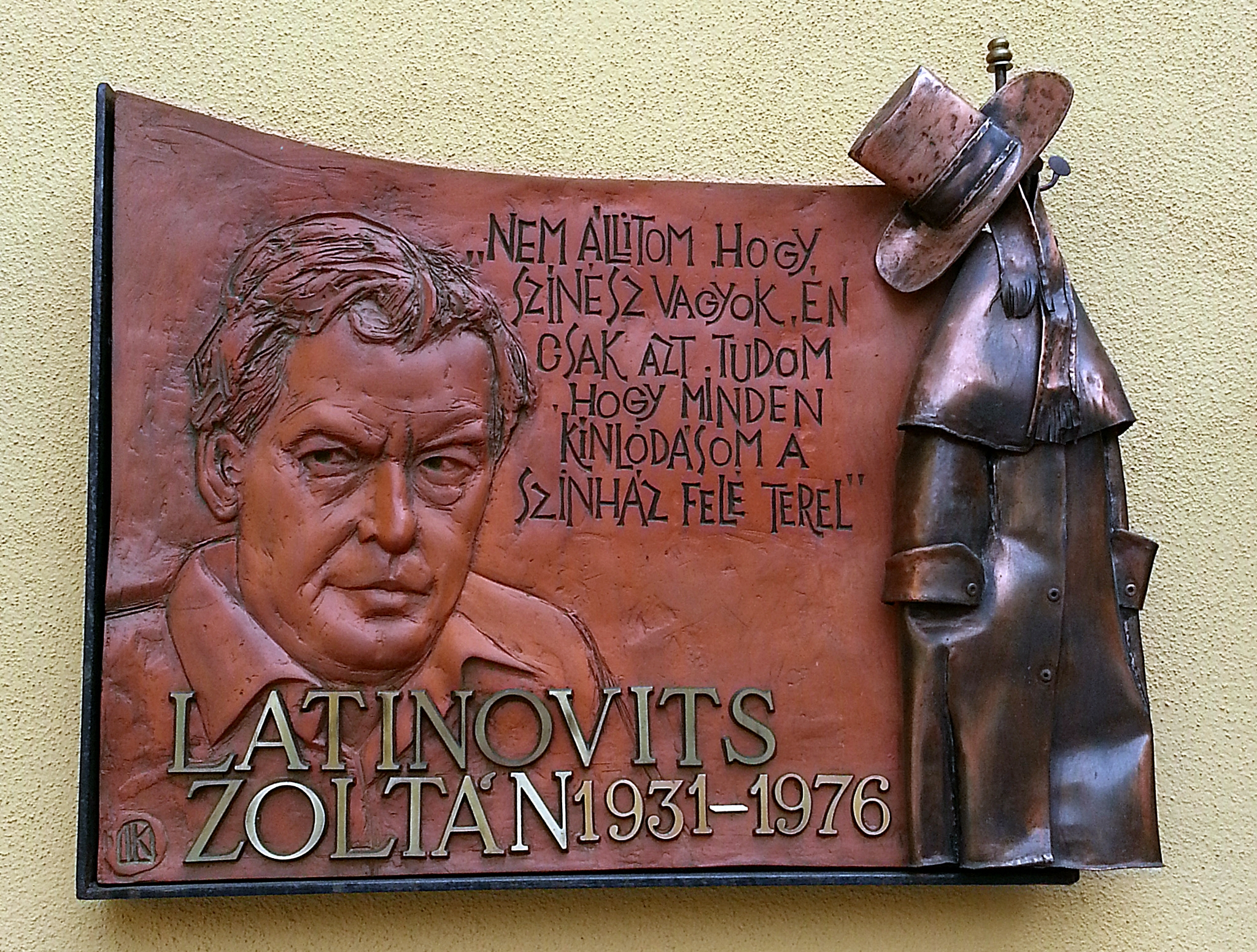
Latinovits Zoltán
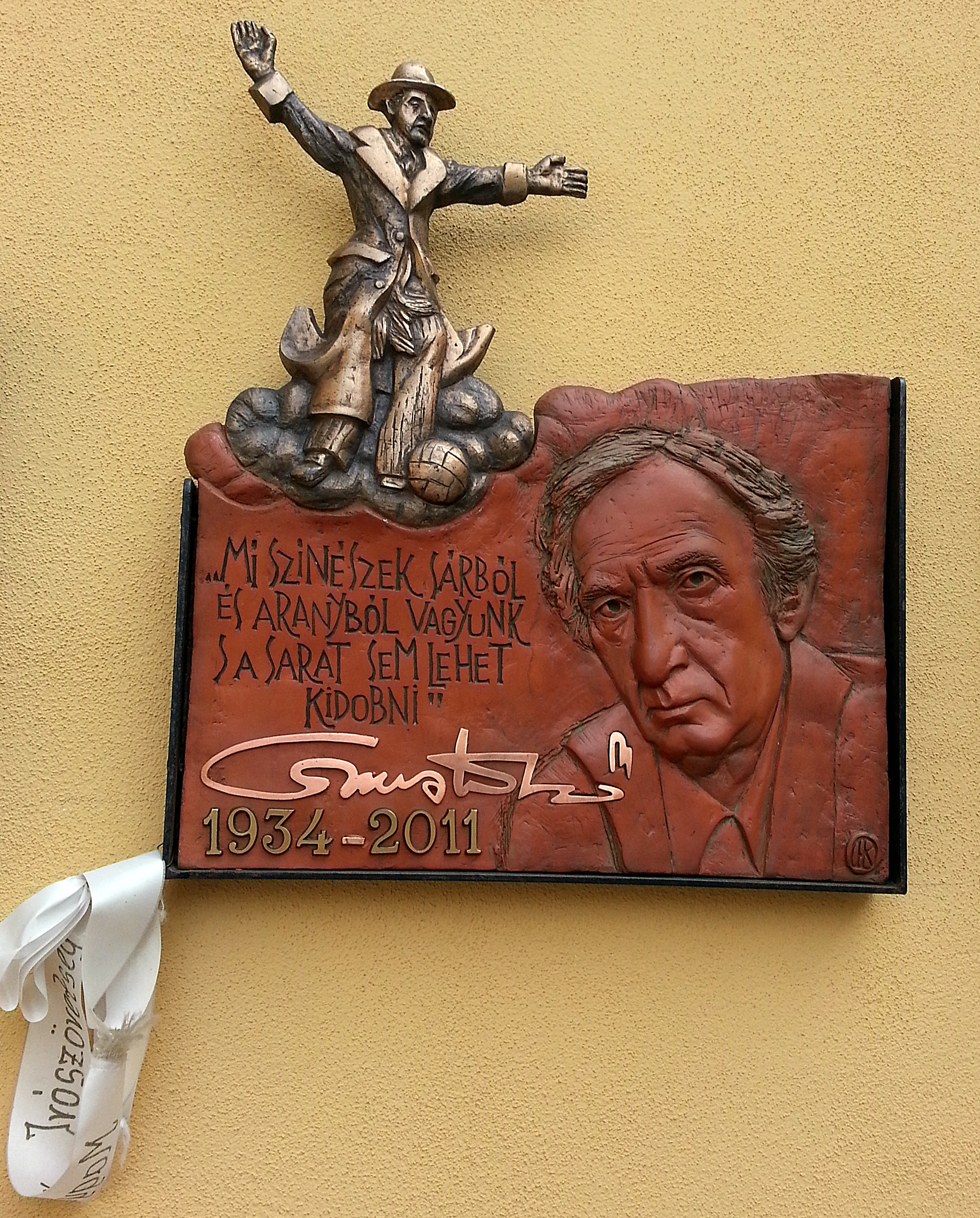
Garas Dezső

## Utcaindex
| Ady Endre utca (17.) Lossonczy Tamás és Lossonczy Ibolya Alsó Törökvészi út (9.) Rátonyi Róbert Áldás utca (11.) Kodály Zoltán Árpád fejedelem útja (1.) Germanus Gyula (3-4.) Garai István, László Éva, Radó Arthur (8.) Komjádi Béla, Császár-Komjádi Béla Sportuszoda újjáépítése, Vízisportolók emléktáblája (20.) Szirtes Ádám (40-41.) Hédervári Péter Bakfark Bálint utca (3.) Bakfark Bálint Bátori-barlang (–) Báthory László, Bátori-barlang Bécsi út (34.) Első világháborús áldozatok Bem rakpart (30.) Psota Irén (37.) Gulácsy Irén (43.) Tuli József (47.) az 1989. évi határnyitás (53.) Ukrajna első külképviselete Bem József utca (1.) 1838-as árvíz (20.) Kiszely Gyula Bibó István park (–) Beke Manó Bimbó út (3.) Eisemann Mihály, Zágon István (5.) Török Sándor (10/b) Zsirai Miklós (43.) Ravasz László (51.) Hertelendy János (140.) Maros Rudolf Bogár utca (3.) Csiki Ernő (25.) Mihályfi Ernő Bolyai utca (11.) Alpár Ignác, Bolyai János Természettudományi Népi Kollégium Borbolya utca (5.) Nizsalovszky Endre Bölöni György utca (3.) Bölöni György Branyiszkó út (5.) Branyiszkói ütközet Budakeszi út (51.) Eiben István, magyar operatőrök emléktábla Buday László utca (2.) Kun Imrénéné Budenz út (18.) Forrai Miklós és Gyurkovics Mária Búzavirág utca (7.) Osváth Júlia Cimbalom utca (12.) Bíró László József Csalán út (29.) Bartók Béla Csalogány utca (7.) Szent Péter templom (9-11.) Balatoni Kamill, Kövér Miklós, Nagymajtényi Károly, Wesszely János és Oltai Vilmos (41.) Telekes Béla (43.) Eötvös József és Zirzen Janka (45/b) Mátyás király Gimnázium Cserje utca (6.) Pécsi Sándor Csopaki utca (12.) Ferencsik János Endrődi Sándor utca (67.) Latinovits Zoltán és Ruttkai Éva Érmelléki utca (9.) Kéri Kálmán Erőd utca (Varsányi Irén utcai sarok) KMP II. kerületi szervezete (10.) Vassné Kovács Emőke Eszter utca (2.) Sólyom László Fény utca (20-22. Millenáris) Ganz gyár - első öntés, Wiesław Kuźnicki Fényes Elek utca (20.) Fényes Elek Fillér utca (1.) Rácz György, Gyergyai Albert (56.) Lévai András Fő utca (63-65.) Körmendi János (66-68.) Nagyjaink a tudományban, Nobel-díjasaink (84.) Király gyógyfürdő (88.) Sztankay András Frankel Leó út (6.) Menczer Gusztáv (21.) Áprily Lajos és Jékely Zoltán, Kemény István (23.) Holló Barnabás, valamint Bíró Henrik, Harsányi Rezső, Raffael Fedor, Raffael Tivadar, Sebők Béla, Dr. Vértes István, (38-40.) Dudás József (49.) 1944-ben elhurcolt zsidók emlékére, 311. „Vörösmarty” cserkészcsapat (96.) Gereblyés László Gábor Áron utca (11.) Gábor Áron (16.) Pátzay Pál Ganz utca (1.) Szentmiklósy Andor (5.) Ganz Ábrahám és Ganz Vasöntöde (11.) Leveleki Eszter Glück Frigyes út (–) Mátyás király vadaskertjének emlékére Gül Baba utca (36.) Ránki György Gyergyó utca (8.) Haraszti János Gyorskocsi utca (25.) A Gestapo áldozataiért, Lengyel menekültek, A kommunista terror áldozataiért (44.) 1838-as árvíz Hankóczy Jenő utca (17.) Füst Milán (30.) Sánta Ferenc Házmán utca (1.) Házmán Ferenc (7.) Tábori Nóra (10.) Nagy Lajos Herman Ottó út (2.) Herman Ottó (16.) Peschka Vilmos Hunyadi János utca (89.) Pokorny József Hűvösvölgy Gyermekvasút – Guinness rekord, (Nagyrét) Bokányi Dezső, hűvösvölgyi és nagyréti munkástalálkozók Hűvösvölgyi út (–) Első tájfutóverseny (–) Országos Kéktúra, Vízkelety László (21-23.) akadémia, Bolyai János, Méhes Attila (35.) Járdányi Pál, Kodolányi János (193.) Fébé Egyesület Józsefhegyi utca (9.) Illyés Gyula (?) a József-hegyi-barlang felfedezői Júlia utca (3.) Szabó Magda, Szobotka Tibor (13.) Szepes Mária Jurányi utca (1.) Gizella királyné Leánygimnázium, Kalmár László Számítástechnikai Szakközépiskola (3.) Földes Ferenc Szakközépiskola Kaán Károly-kilátó (–) Kaán Károly Kacsa utca (18.) Ganz gyár villamossági osztálya Kandó Kálmán utca (6.) Kandó Kálmán Kapás utca (55.) Berczik Sára Káplár utca (5.) József Attila | Kavics utca (1.) Salamon-Rácz Tamás (2/a) Jobbágy Károly, Lukács András (7.) Sík Ferenc Kelemen László utca (8/A.) Rubel Izidor, Rubel Izidorné Keleti Károly utca (2.) Szentgyörgyi Dezső (12.) Tildy Zoltán (18/a) Keleti Károly (26.) Dombrovszky László, Raoul Wallenberg (29.) Komor András (31/a) Komor Marcell, Sós Aladár, Sós Júlia; (37.) Galántay Tibor (50.) Sinka István Kitaibel Pál utca (1.) Kitaibel Pál Komjádi Béla utca (3.) Solt Ottilia Lajos utca (18-20.) 1838-as árvíz Lipótmezei út (8/a) Darvas József, Végh Antal Lorántffy Zsuzsanna út (1–5.) Baár–Madas Református Gimnázium Lövőház utca (2.) Simon Tibor (13.) Ady Endre (15.) Szabó János (24.) Kretzoi Miklós (26.) Sevcsik Jenő (32.) Artner Móricné (39.) Zipernowsky Károly, Déri Miksa, Bláthy Ottó Titusz Mandula utca (25.) Reviczky Imre Mansfeld Péter park (–) A névadó emléktáblája Marczibányi tér (3) Horn Ákos (5/a) Marczibányi István (13) Ormai László Margit híd (budai hídfő) Margit híd újjáépítése (középső pillér) Margit híd építése Margit körút (5/a) Lencs István, Palágyi Lajos (8-10.) Muttnyánszky Ádám (15-17.) Hajós György (23.) Assisi Szent Ferenc, Szent István első vértanú templom (40.) Sztrókay Kálmán (50-52.) Mező Ferenc, Rékassy Csaba (56.) Tóth Géza (58.) Baló Zoltán (64/b) Bán Béla, Bárdos Lajos (66.) Középkori városfal (87.) 1956 mártírjai Medve utca (5-7.) Medve utca, Mansfeld Péter, Németh László Millenáris Park lásd Fény utca 20-22. Nagy Imre tér (–) Bolgár Elek (1.) Nagy Imre és mártírtársai, Magyar Nemzeti Forradalmi Bizottmány Budai Parancsnoksága (3.) géniuszaink üzenete Nagyajtai utca (1/b) Pinczési Judit (10.) Várkonyi Zoltán Nyúl utca (4.) Kalocsay Kálmán (18.) Szervánszky Endre Orsó utca (13.) Vámosi János, Záray Márta (43.) Jánosi Ferenc, Nagy Imre Pasaréti tér (–) Jánosi András Pasaréti út (8.) Jávor Pál (36.) Mérei Ferenc (39.) Örkény István (77.) Pór Bertalan (124-126.) Pénzügyőr SE Pengő utca (5.) Lénárd Ferenc Pentelei Molnár utca (3.) Müller Sándor Pusztaszeri út (35.) Kiss Jenő, Szekula Mária, Szemlő-hegyi-barlang Retek utca (33-35.) Mátray Ferenc Rhédey utca (5.) Vikár György Riadó utca (5.) Ottlik Géza Rómer Flóris utca (28.) Márai Sándor Rózsahegy utca (1/a) Passuth László (1/b) Zádor Anna (3.) Bánki Donát Széher út (24.) Dohnányi Ernő és Fülep Lajos (85.) G. Staindl Katalin Széll Kálmán tér (3.) Moszkva tér, Koós Iván Szemlőhegyi utca (8.) Ungár Imre Szépvölgyi út (4/a) Kiss Manyi (162.) Lakatos László, id. Lóczy Lajos, Pál-völgyi-barlang felfedezésének 100. évfordulója, Pál-völgyi-barlang felfedezői és kiépítői Szerb Antal utca (10.) Szerb Antal Szilágyi Erzsébet fasor (7-9.) Tóth Ágoston (13-15.) Gárdonyi Zoltán, Lászlóffy Woldemár, Salamin Pál (17-21.) Aggházy Kamil (79.) Németh László Tárogató út (2-4.) Budai Közigazgatási Kirendeltség (77.) Rajnai Gábor, Fekete István Templom köz (1.) 1848-as védőállás-foglalás, Klebelsberg Kuno, Németek kitelepítése, Toperczer Oszkár Tizedes utca (3.) Lakat Károly Torockó utca (11.) Kókai Rezső (12.) Wellmann Imre Tölgyfa utca (6.) Zalayné Répásy Györgyi (11.) Fekete László Török utca (3.) Kertész Imre Törökvész lejtő (32.) Czeizel Endre Törökvész út (3/c) Károlyi Amy és Weöres Sándor (72.) Zenthe Ferenc Türbe tér (1.) Gül Baba Ürömi utca (30-32.) Szűcs Ervin Varsányi Irén utca (14–16.) Ormai László Varsányi udvar (2.) Öveges József Vérhalom utca (20.) Lukin László (33/c) Lévai Jenő Veronika utca (4.) Korvin Ottó Virág árok (10/b) Gimes Miklós Volkmann utca (8.) Szabó Lőrinc |